# Liste des voies de Tarbes
Pour un article plus général, voir Tarbes.
Nota : pour des raisons d'organisation interne au titrage des articles de la fr.wikipédia, cet article a pour titre « Liste des voies ». Mais ce n'est pas une simple « liste des voies ». Cet article répond à la définition du dictionnaire des rues : une publication qui donne — pour chaque voie de la commune concernée — des informations sur la toponymie, l'historique, les habitations intéressantes du point de vue historique ou architectural, etc.
Le dictionnaire des rues de Tarbes est le dictionnaire des rues de Tarbes, commune française située dans le département des Hautes-Pyrénées en région Occitanie.

## Répertoire des voies
Ce répertoire donne successivement, pour chaque voie :
- des informations sur la voie elle-même : localisation, date de création…
- une explication sur le nom de la voie ;
- des informations sur les bâtiments intéressants de la voie, en précisant le numéro actuel sur la voie.

## Noms avec une date

### 11-Novembre (rue du)
Qui fait référence à l'Armistice du 11 novembre 1918.

### 19-Mars-1962 (rue du)
Qui fait référence au 19 Mars 1962.

### 4-Septembre (rue du)

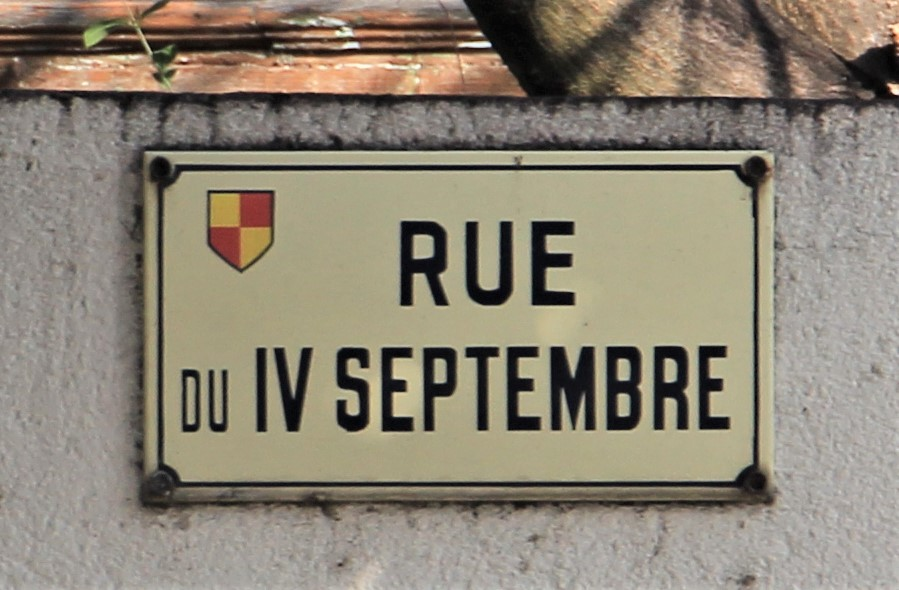

Qui fait référence au 4 septembre 1870 

### 24ème-R.A.D (allées du)

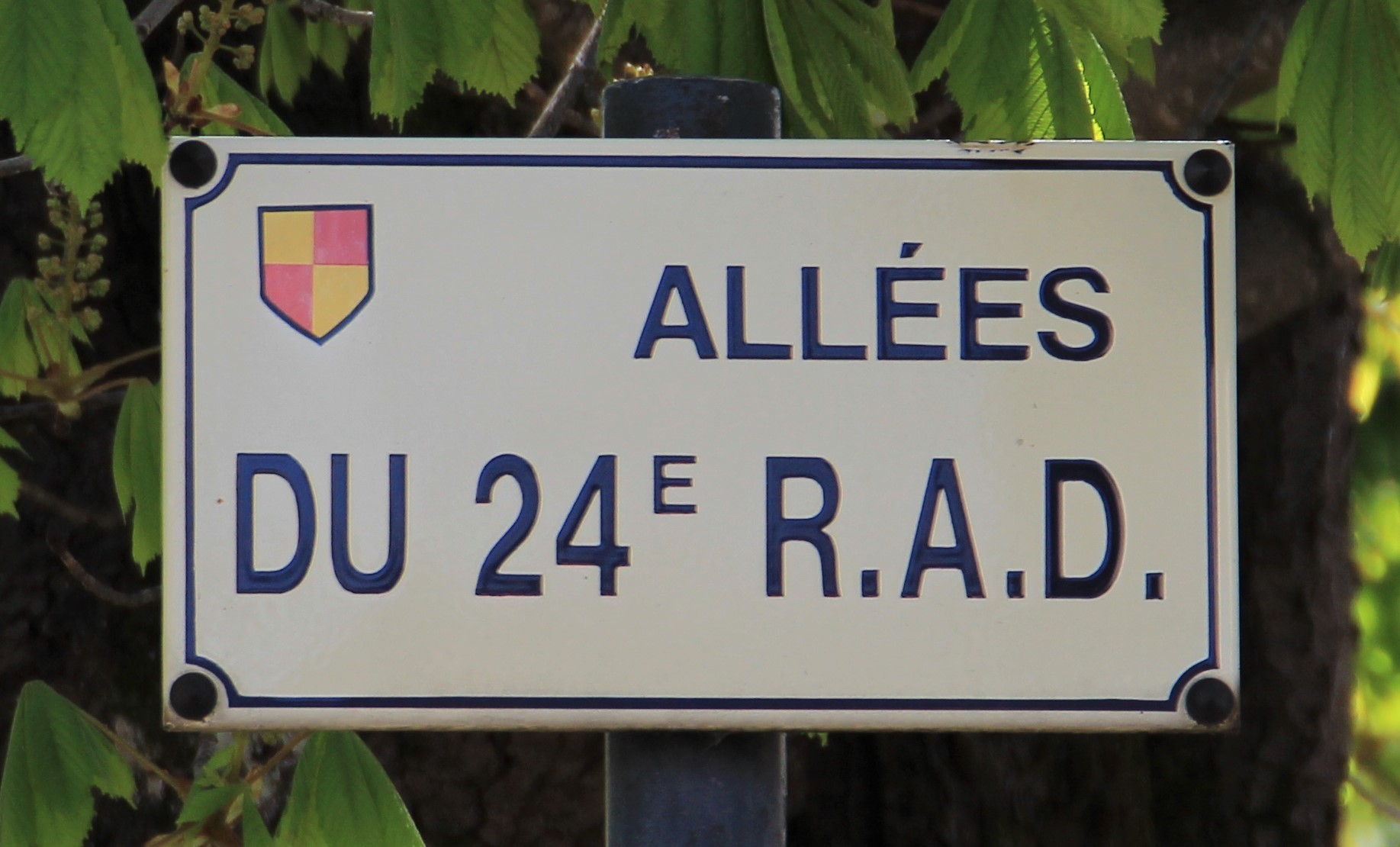

### 8-Mai-1945 (boulevard du)
Qui fait référence au 8 mai 1945.

## A

### Abbé Torné (rue)
Pour situer, approximativement, la voie sur le plan de la commune, cliquer sur ces coordonnées géographiques → (43° 14′ 02″ N, 0° 04′ 18″ E)[réf. nécessaire]

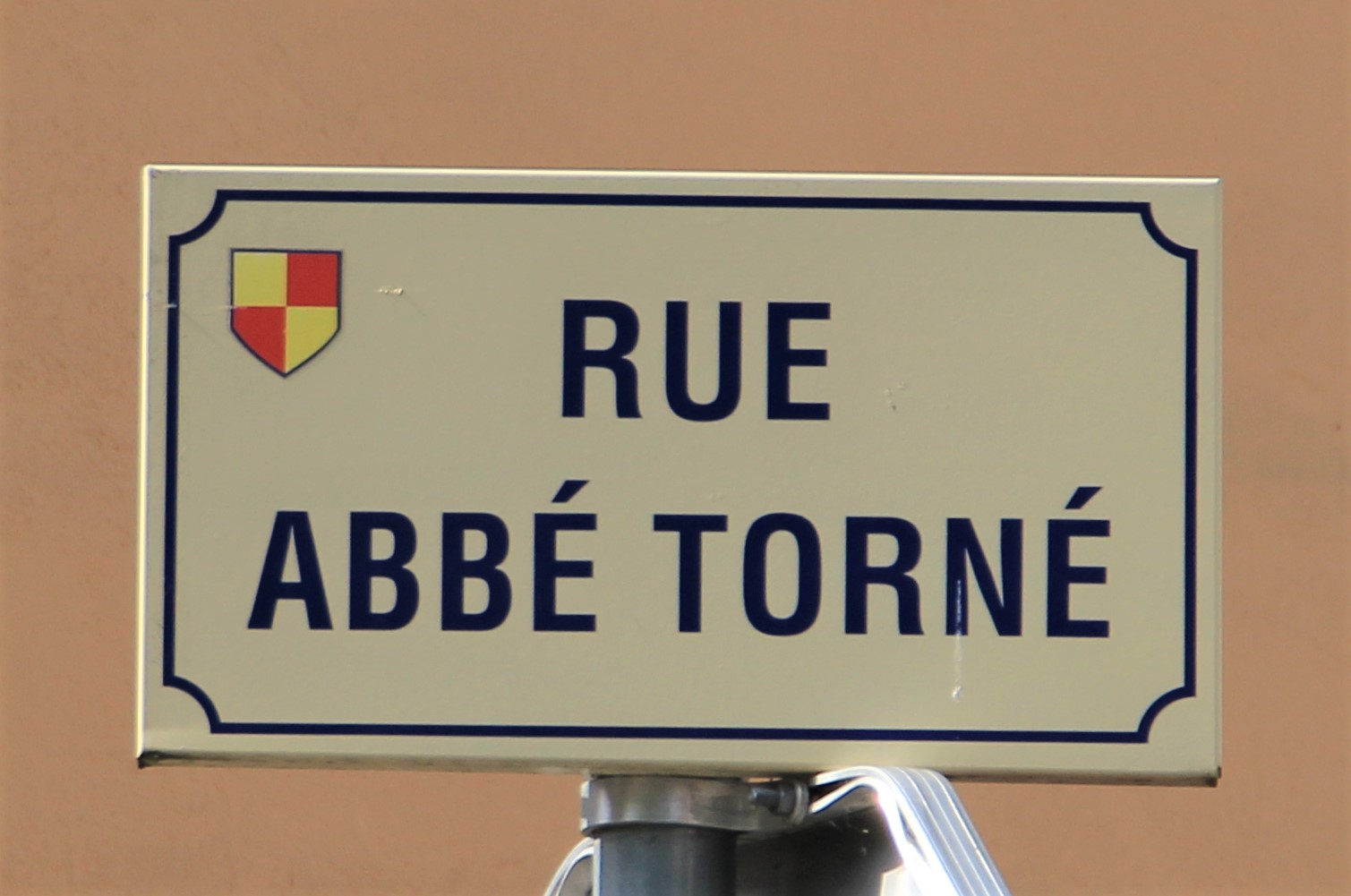

La municipalité rend hommage à l'homme politique Pierre Anastase Torné (1727-1797), natif de Tarbes. La rue se nommait anciennement : carrèra lonca qui signifie rue longue. On y trouve le lycée Théophile-Gautier.

### Ampère (rue)

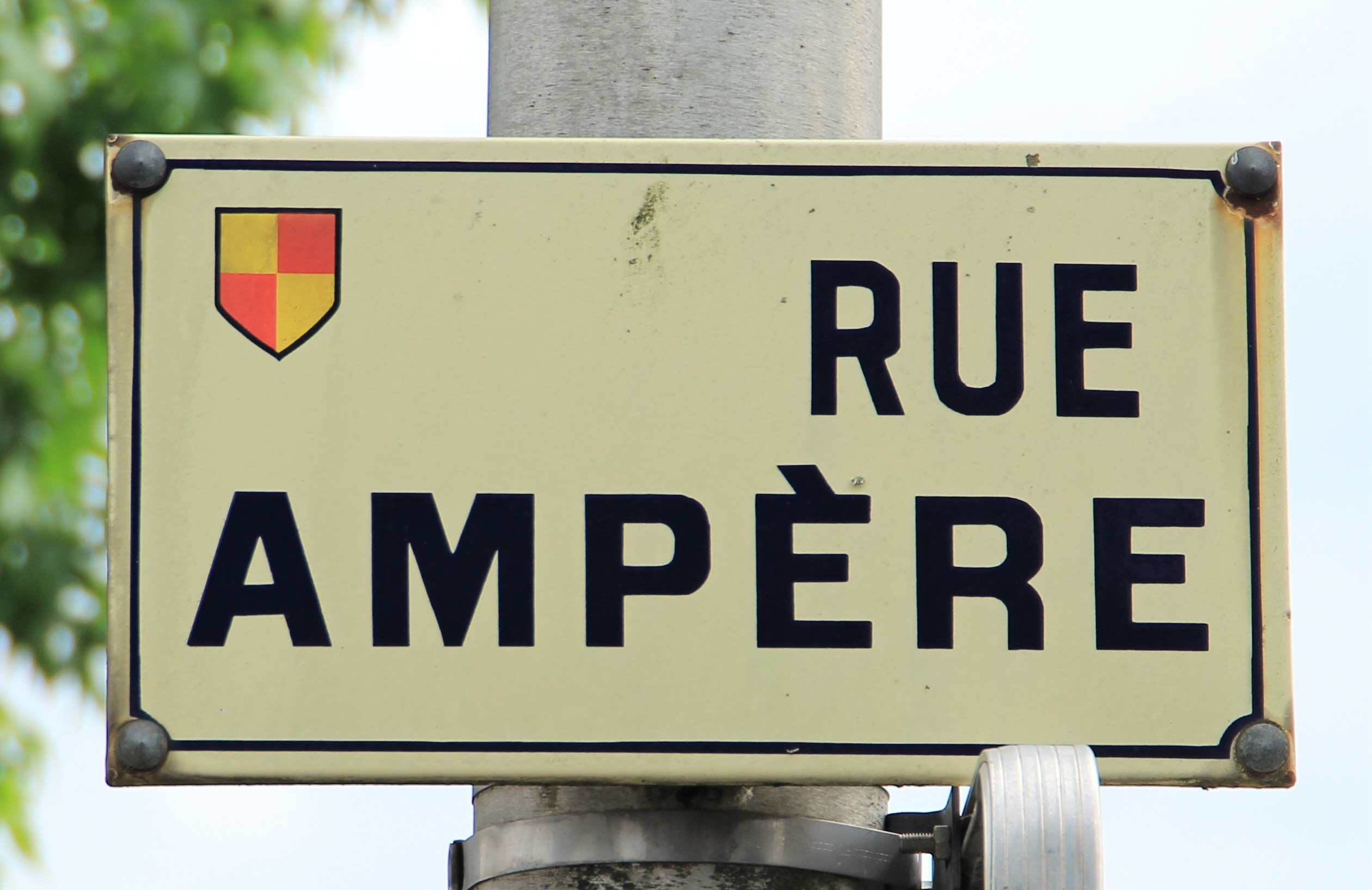

### Aubépine (rue de l')

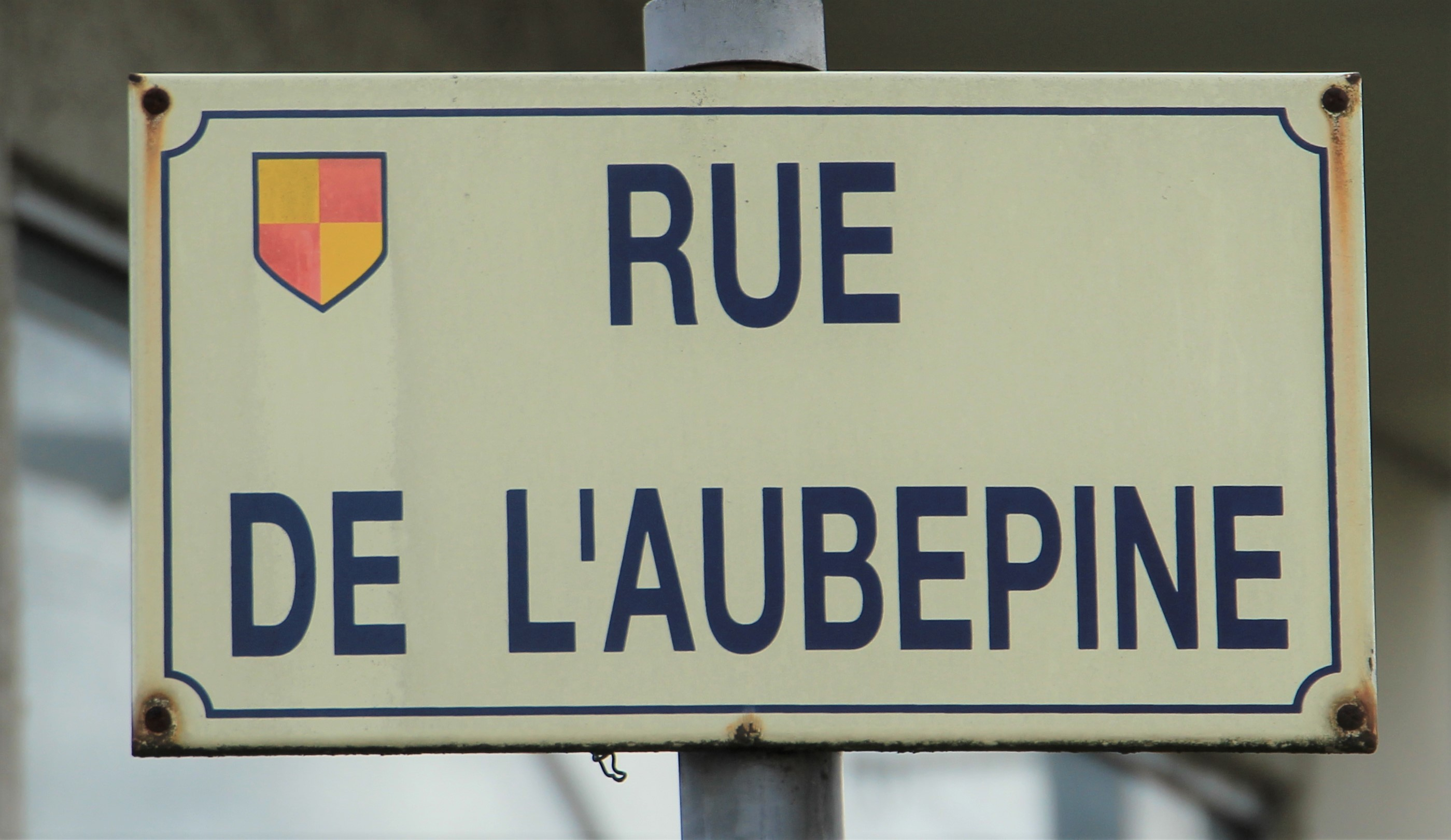

### Auguste Lamousse (rue)

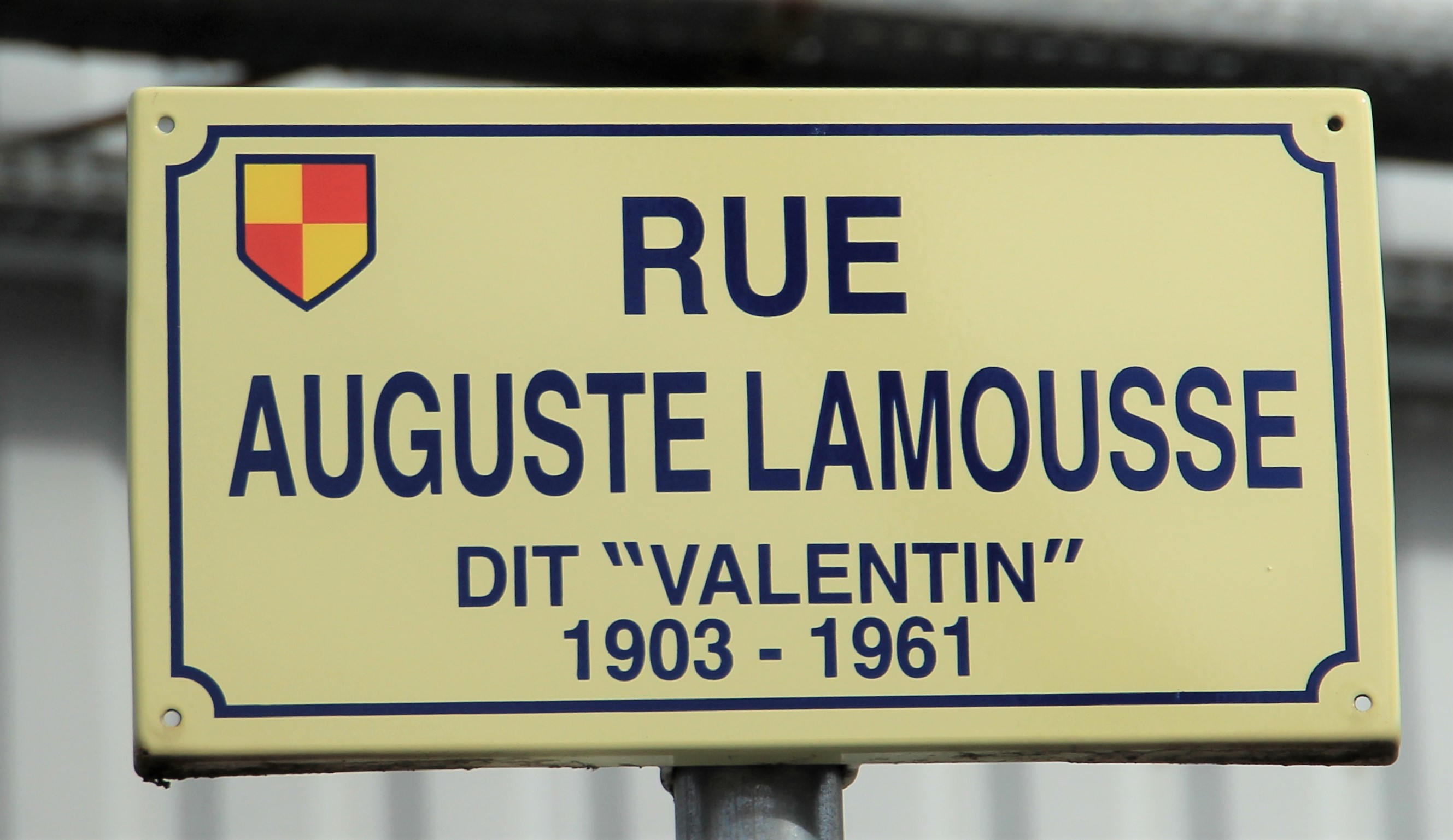

### Blaise-Castells (rue)

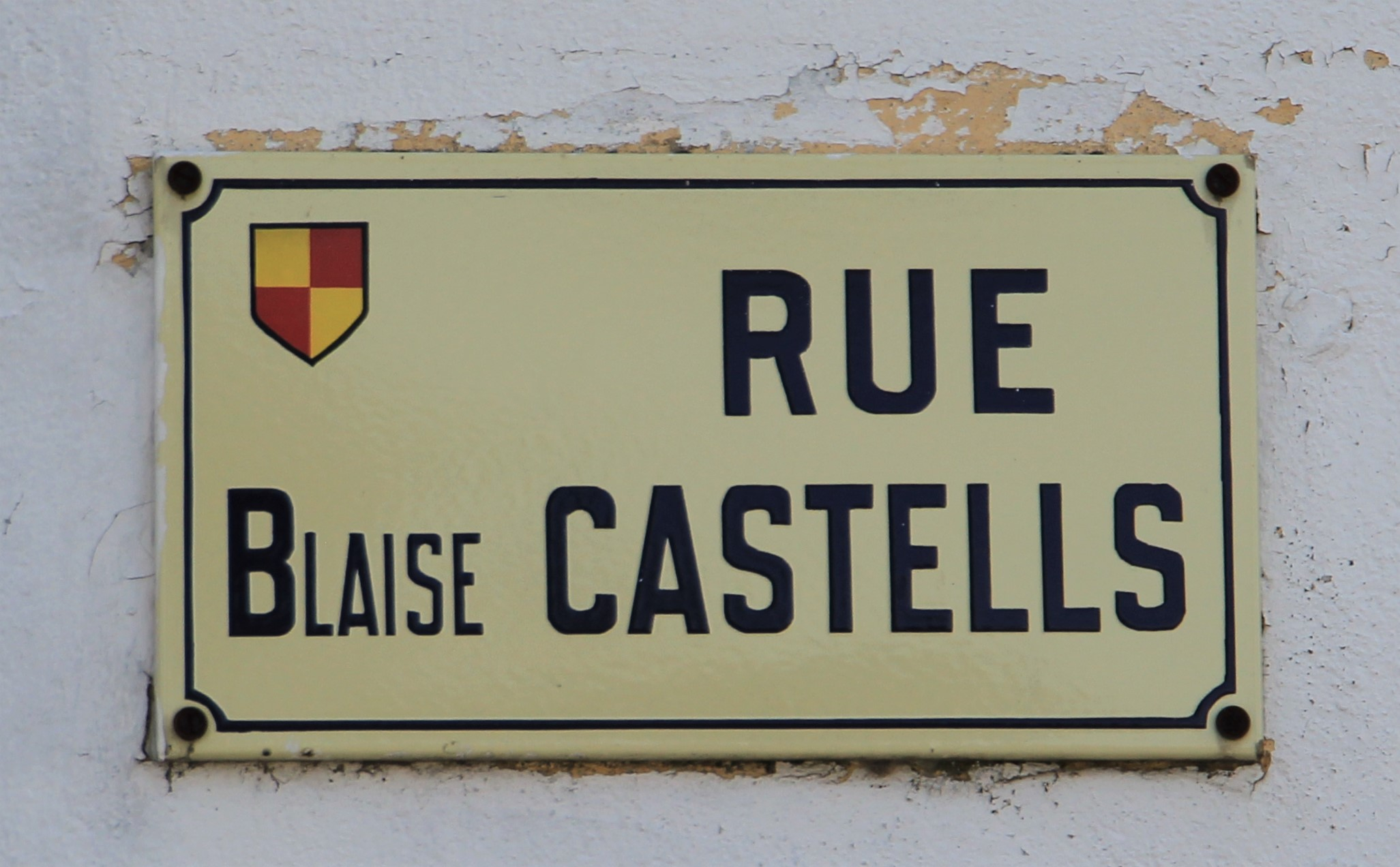

### Chardin (rue)

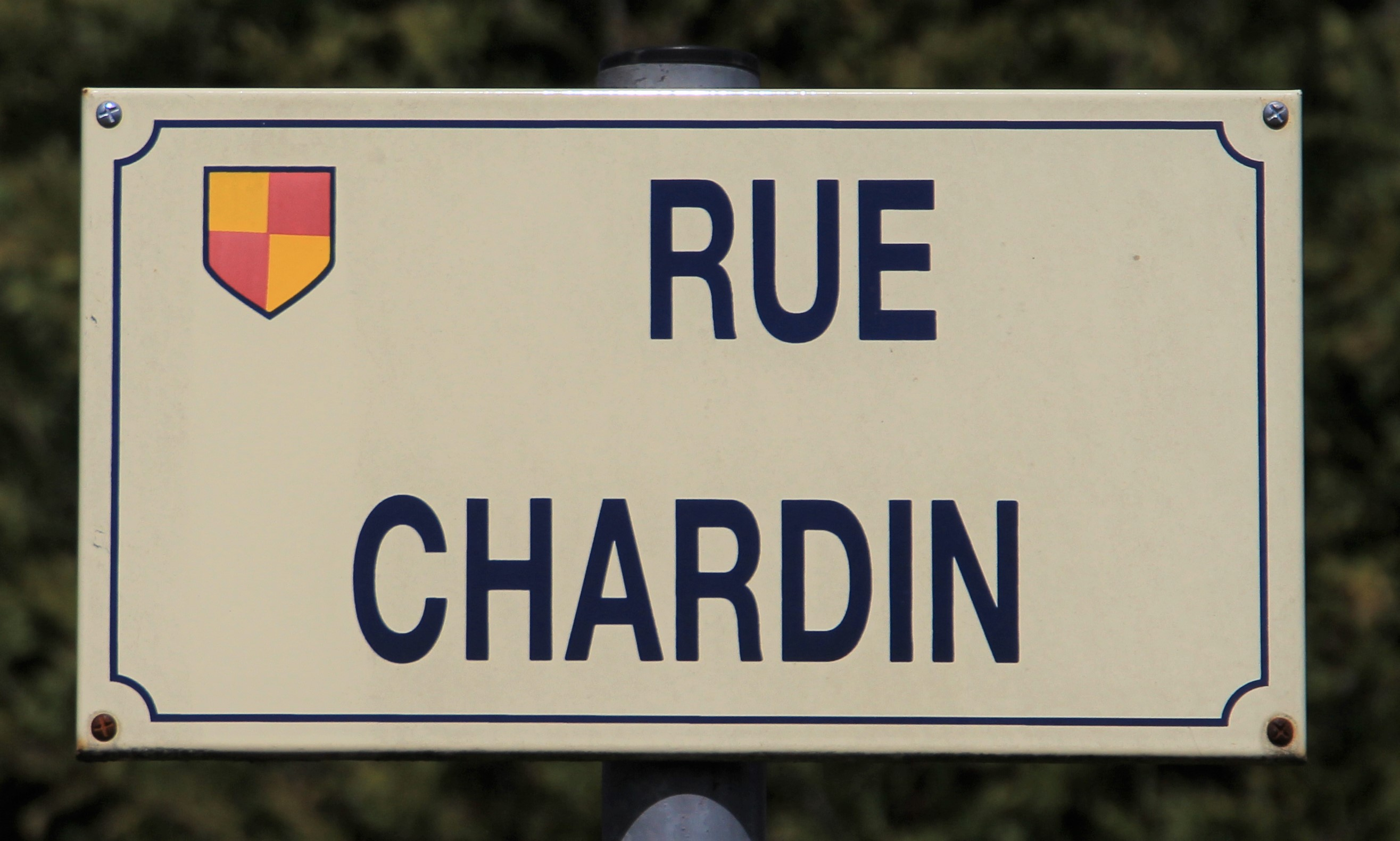

### Claude-Lorrain (rue)

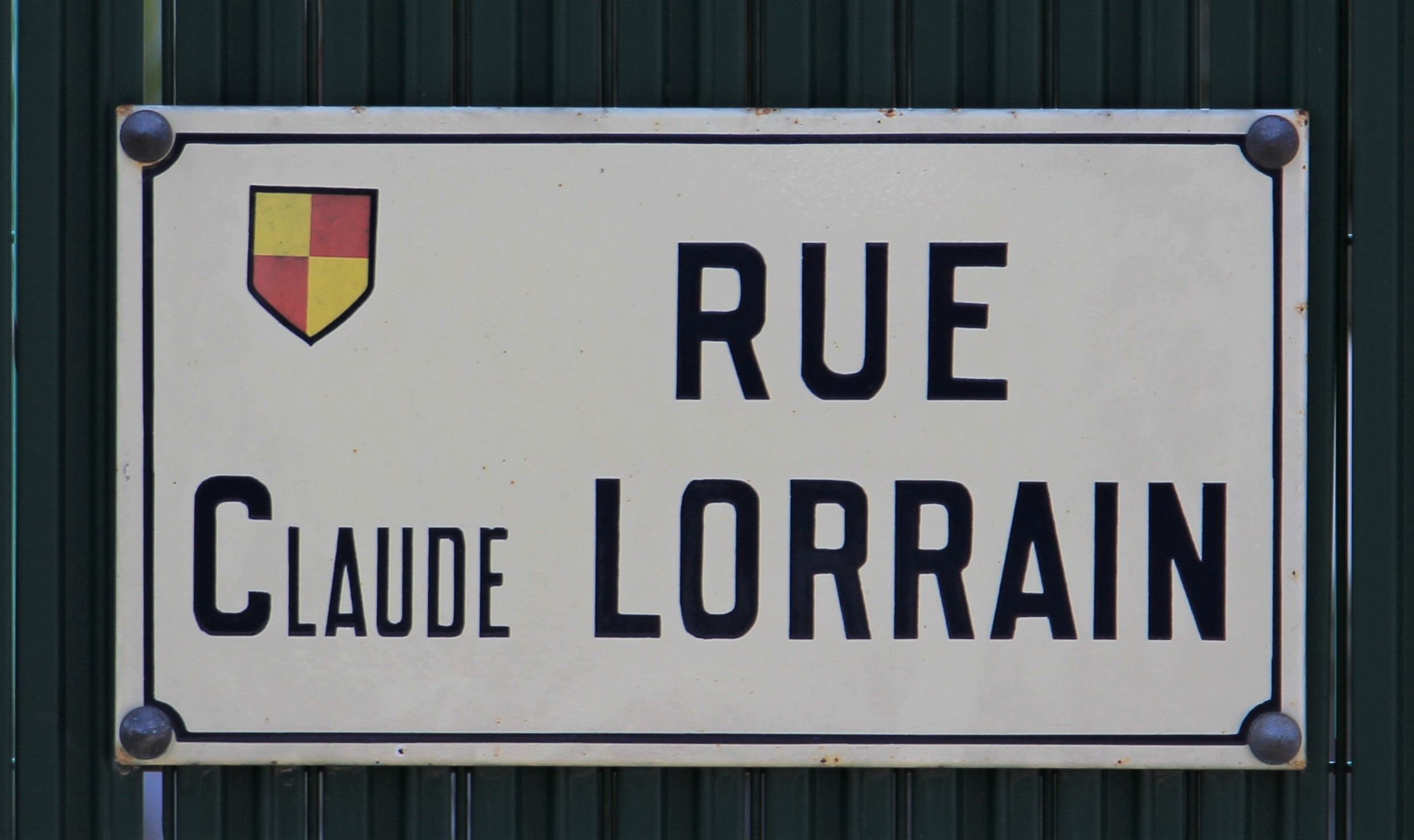

### Corps-Franc-Pommiès (impasse du)

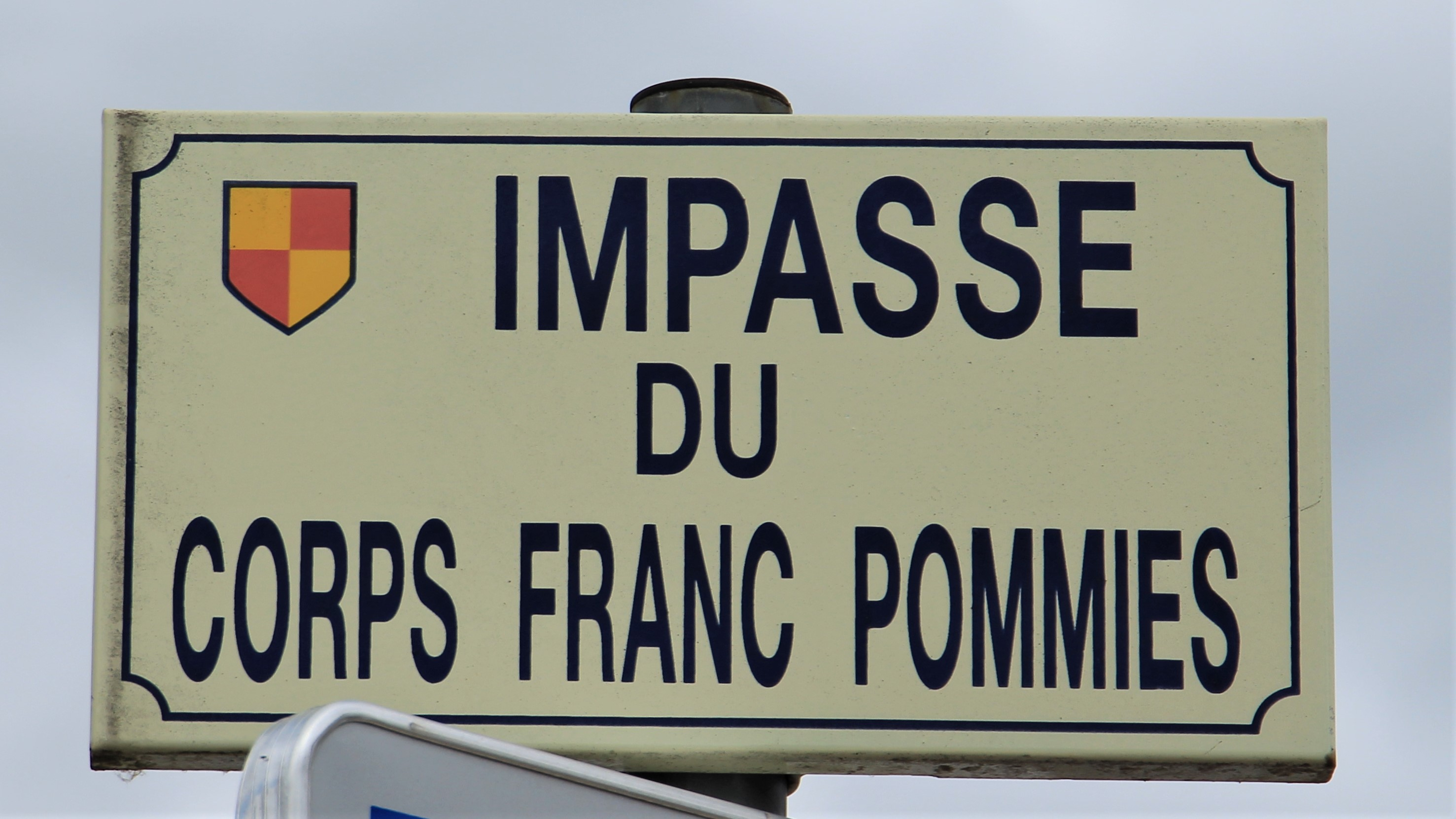

### Daumier (rue)

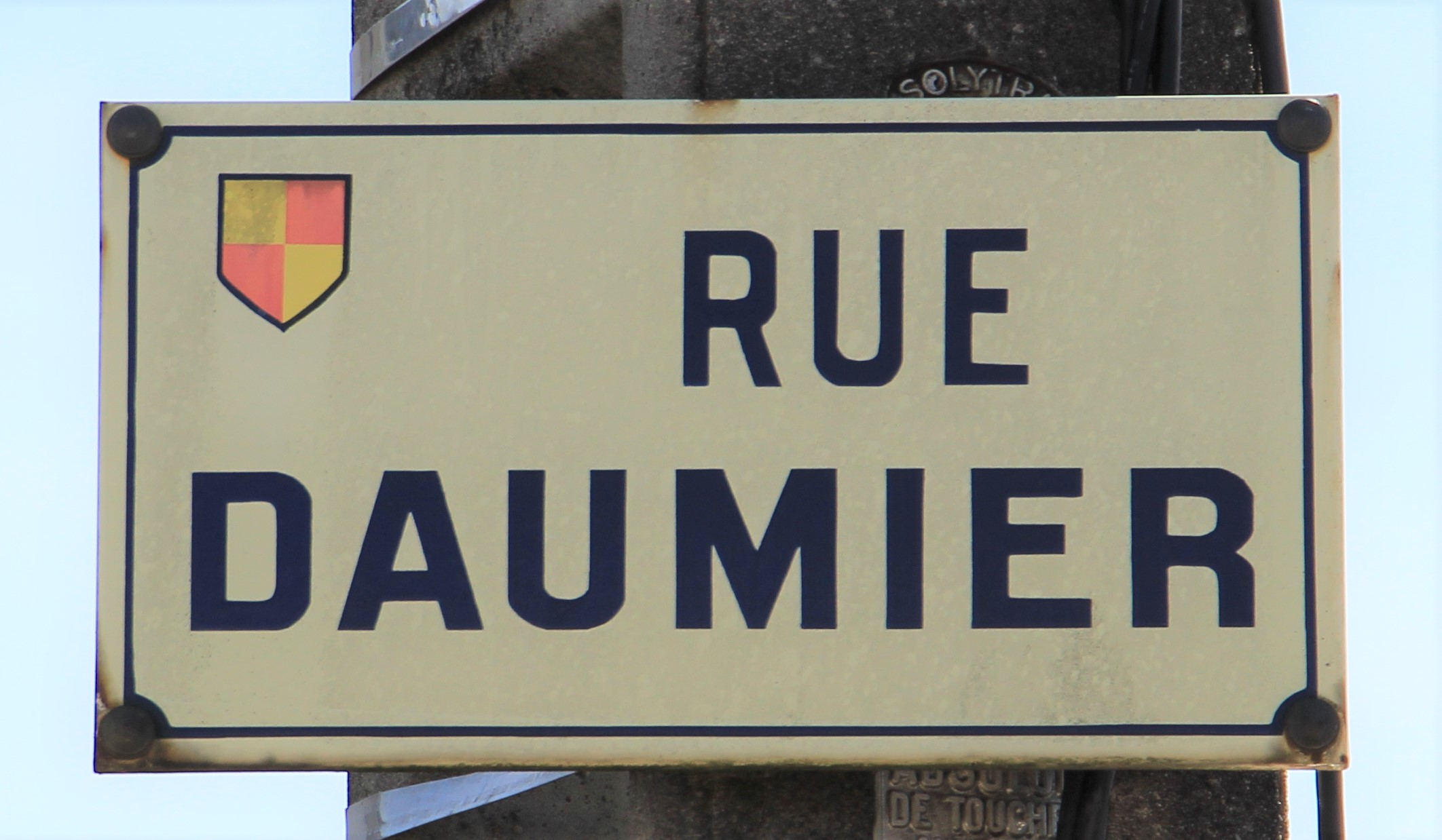

### Docteur-Jean-Lansac (rue du)

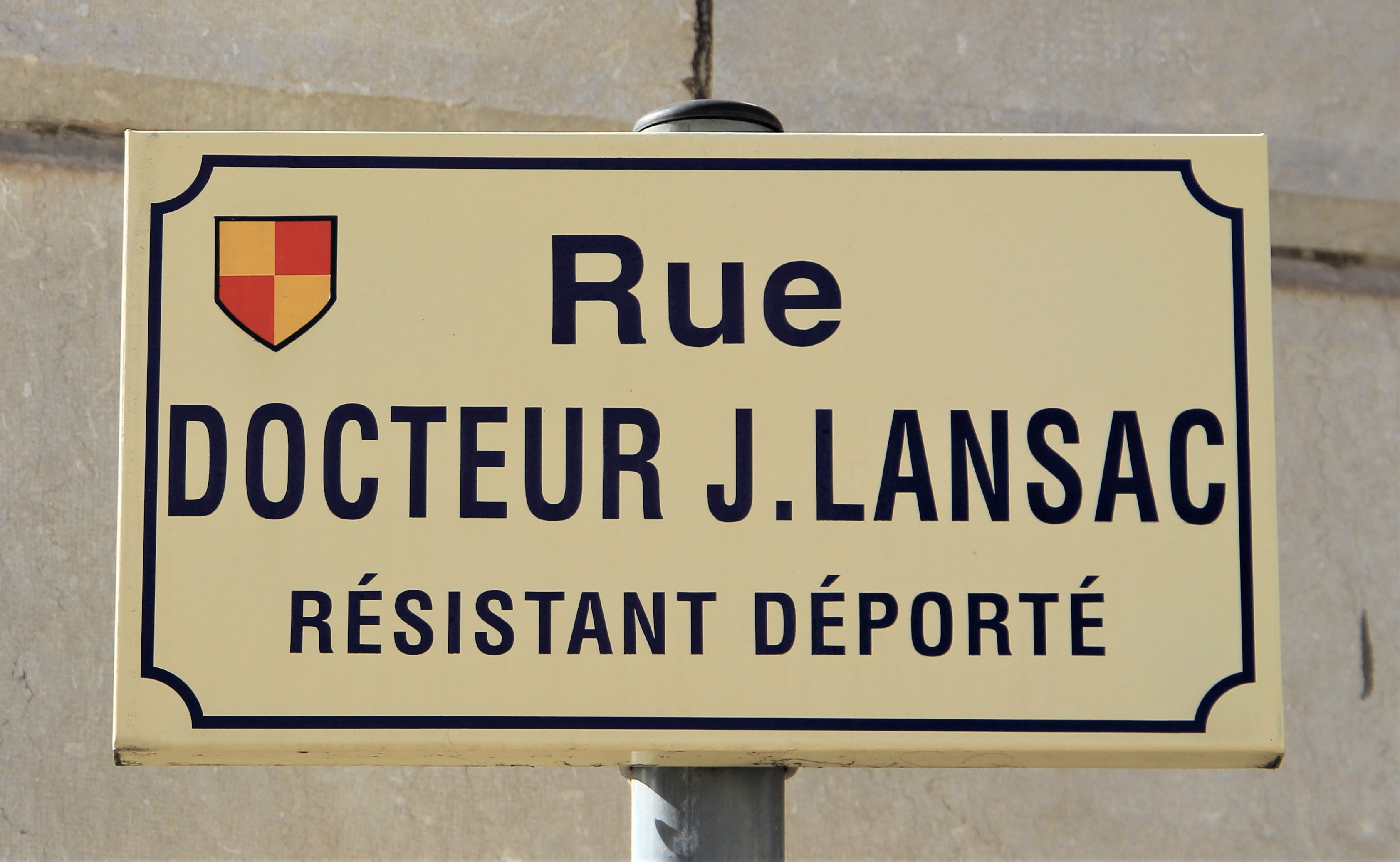

### Dufrene (rue)

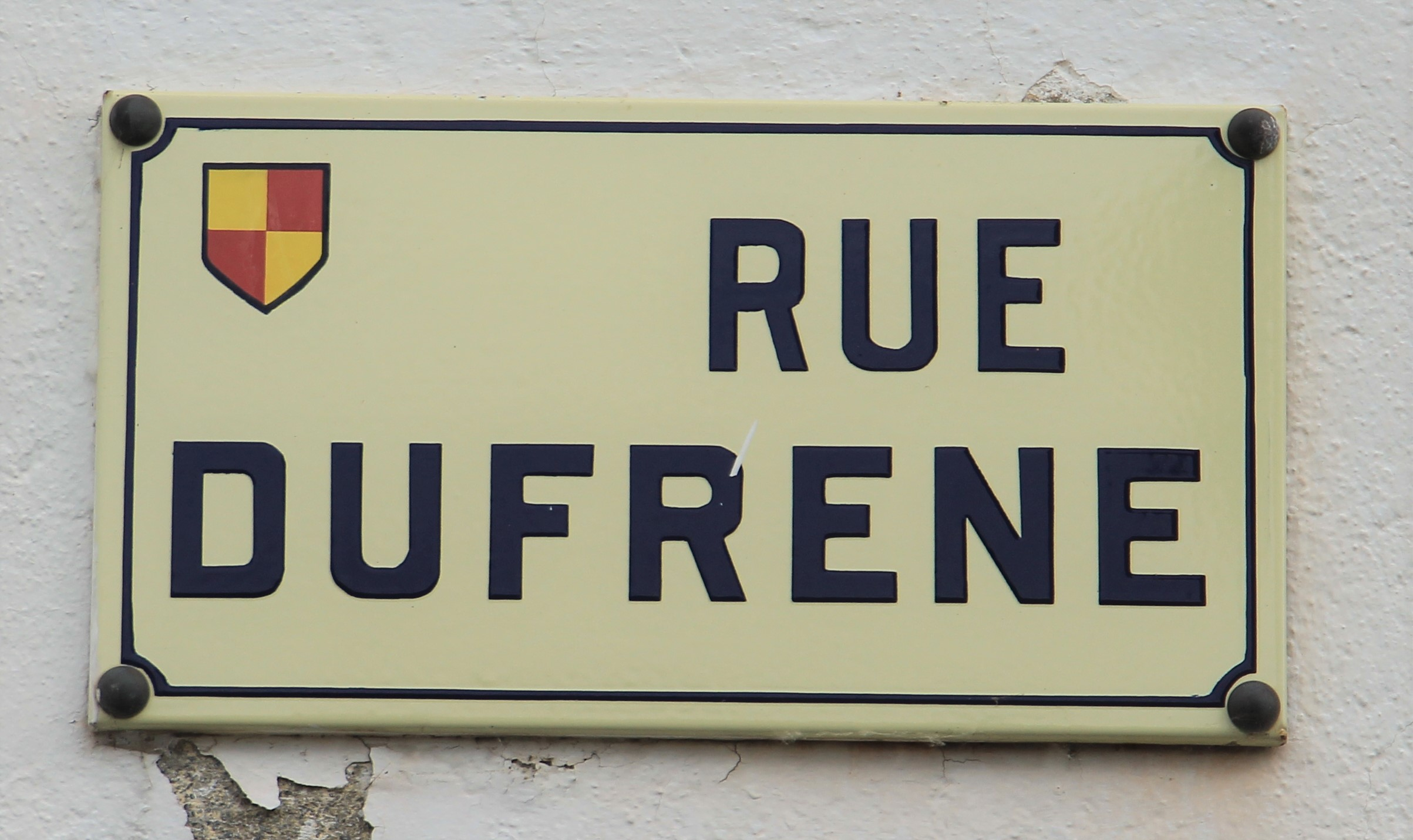

### Dupont (rue)

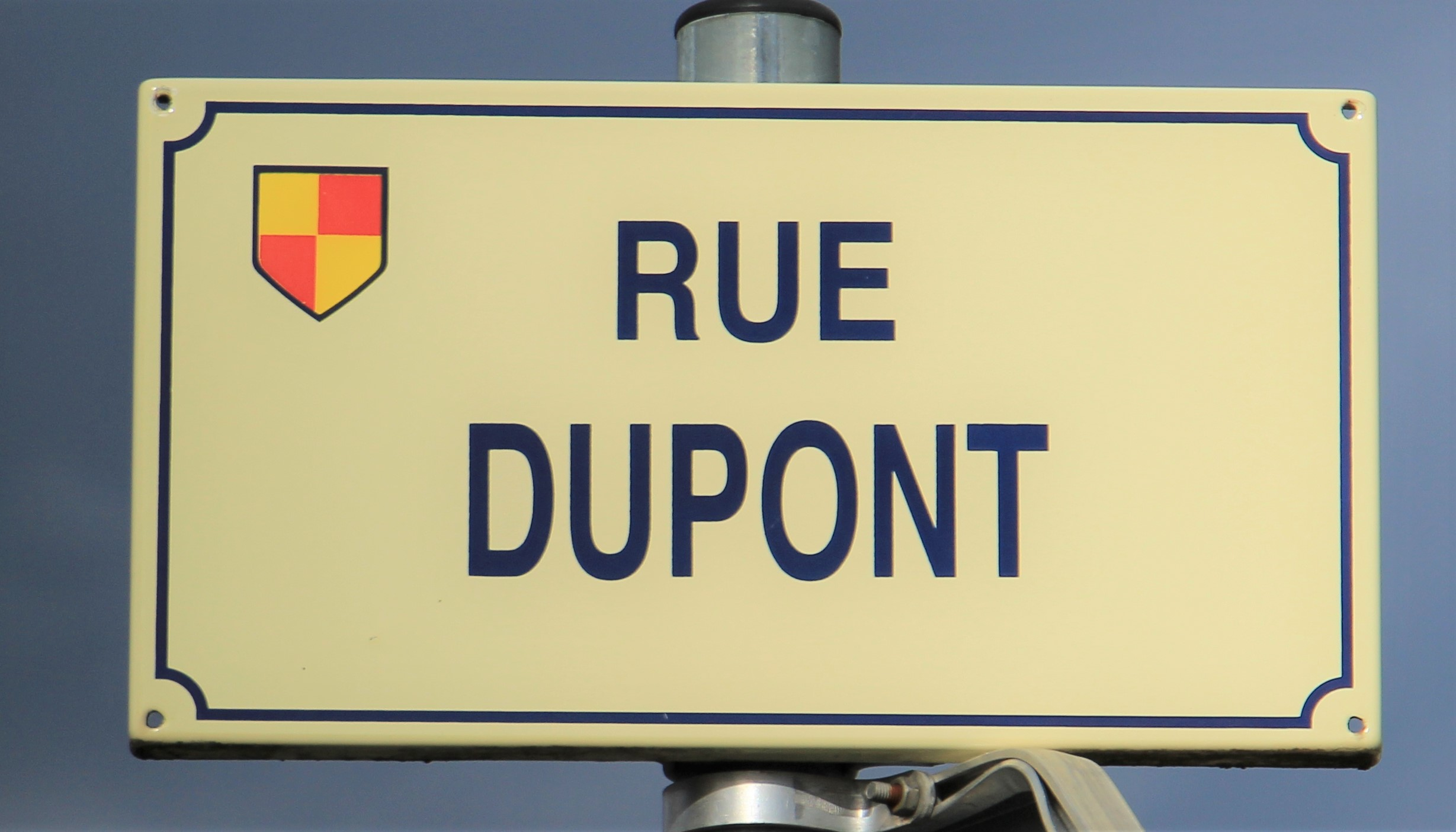

### Escoula (rue)

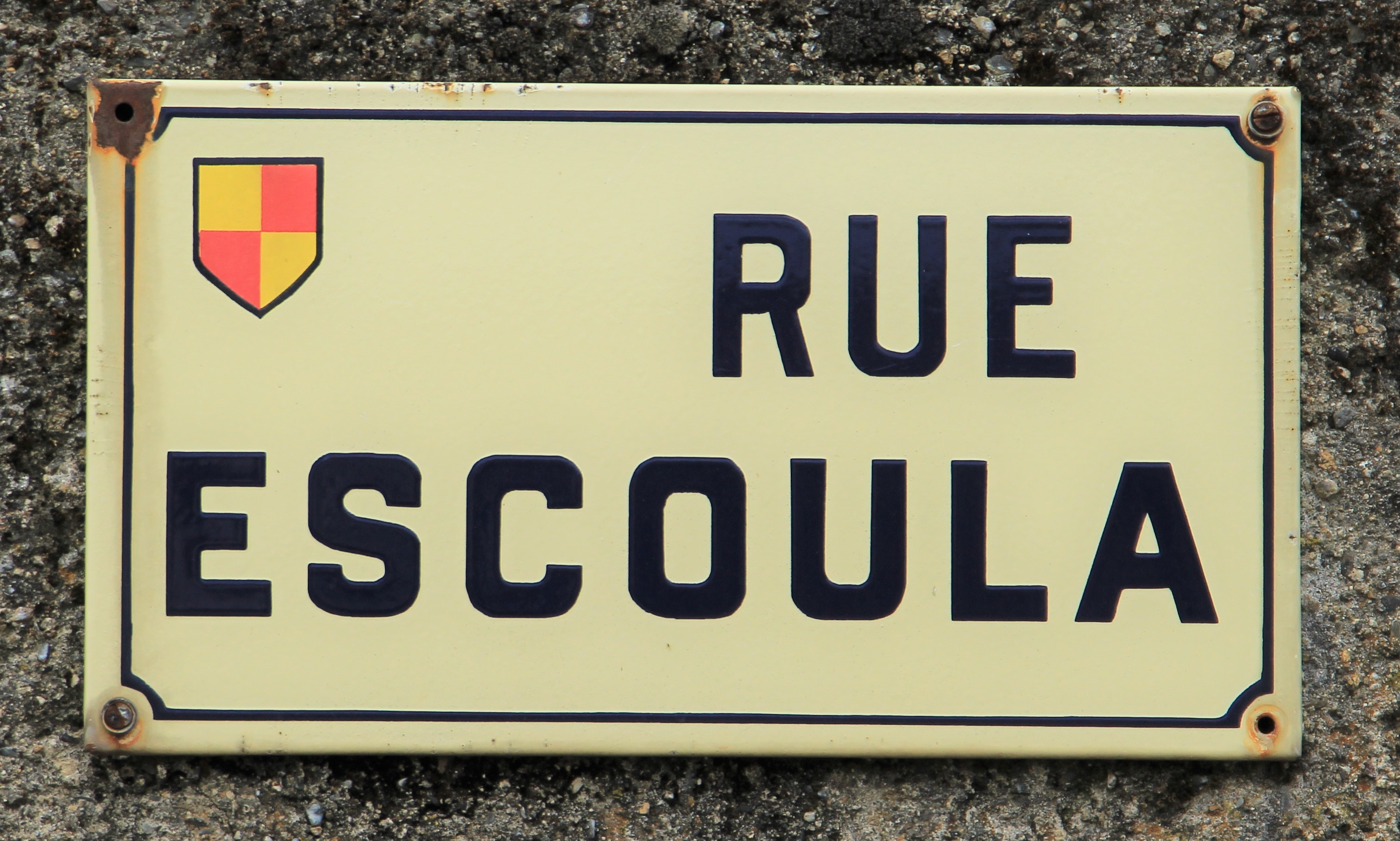

### Faidherbe (rue)

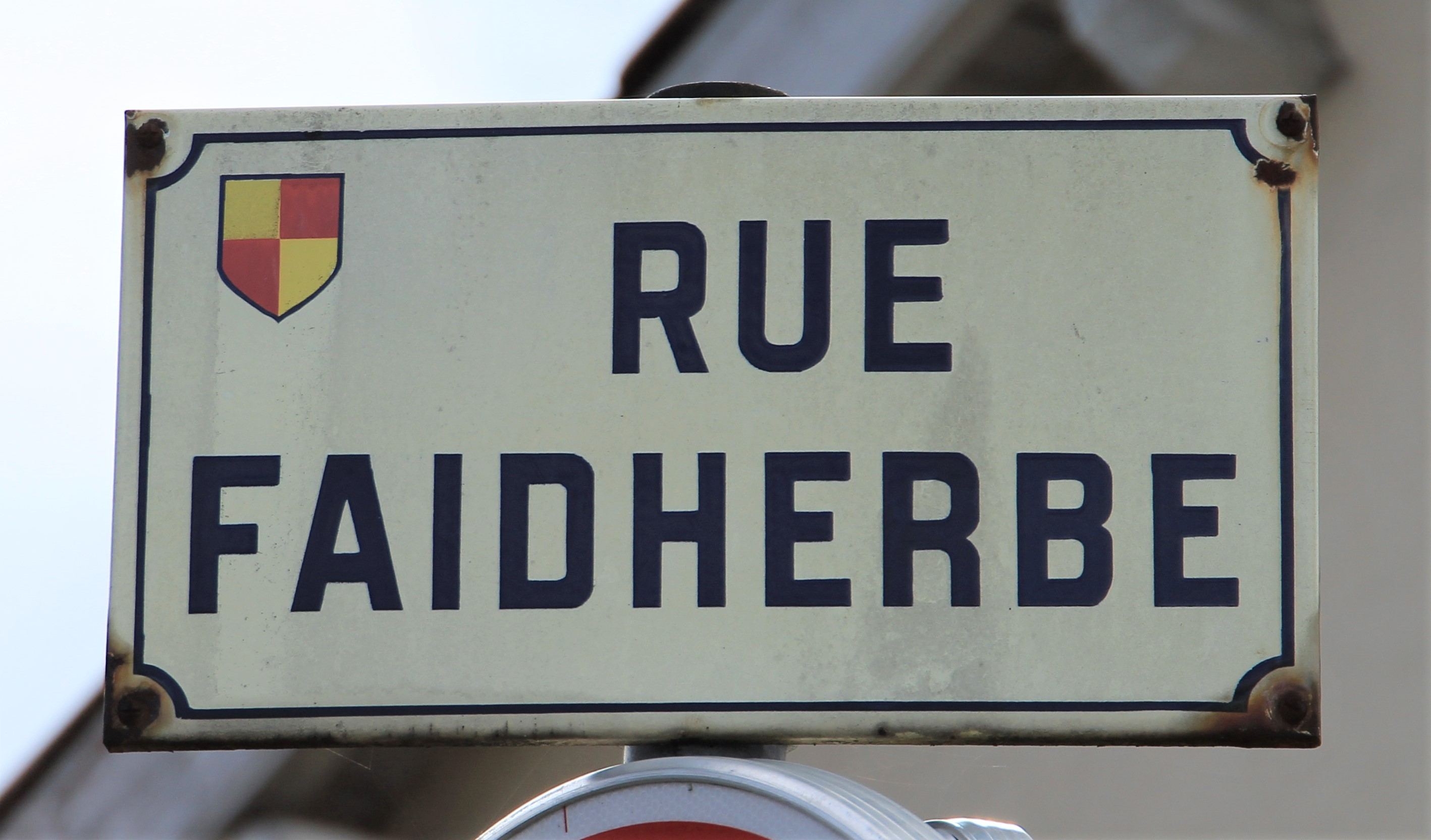

### François-Marquès (rue)

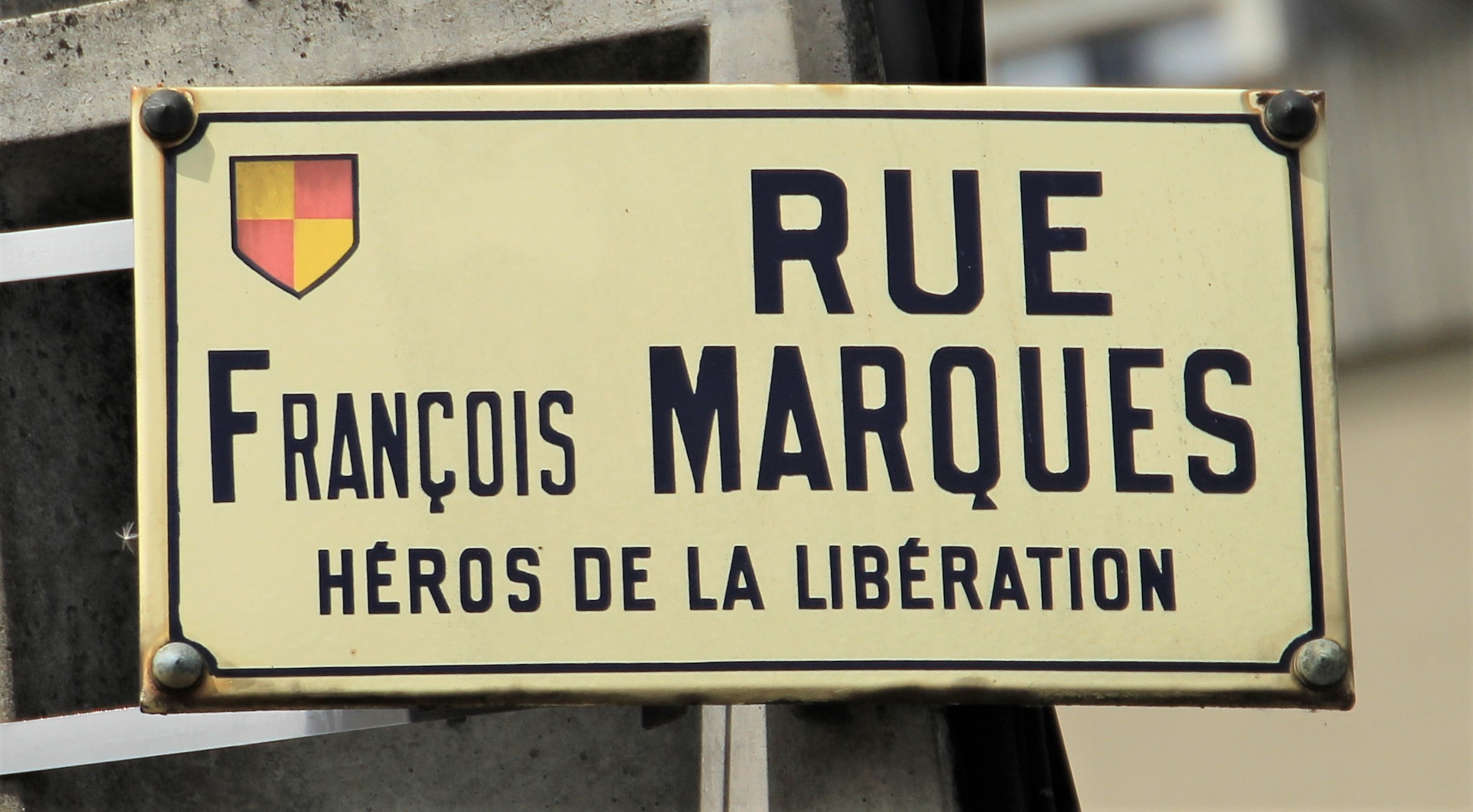

### Galiane (rue)

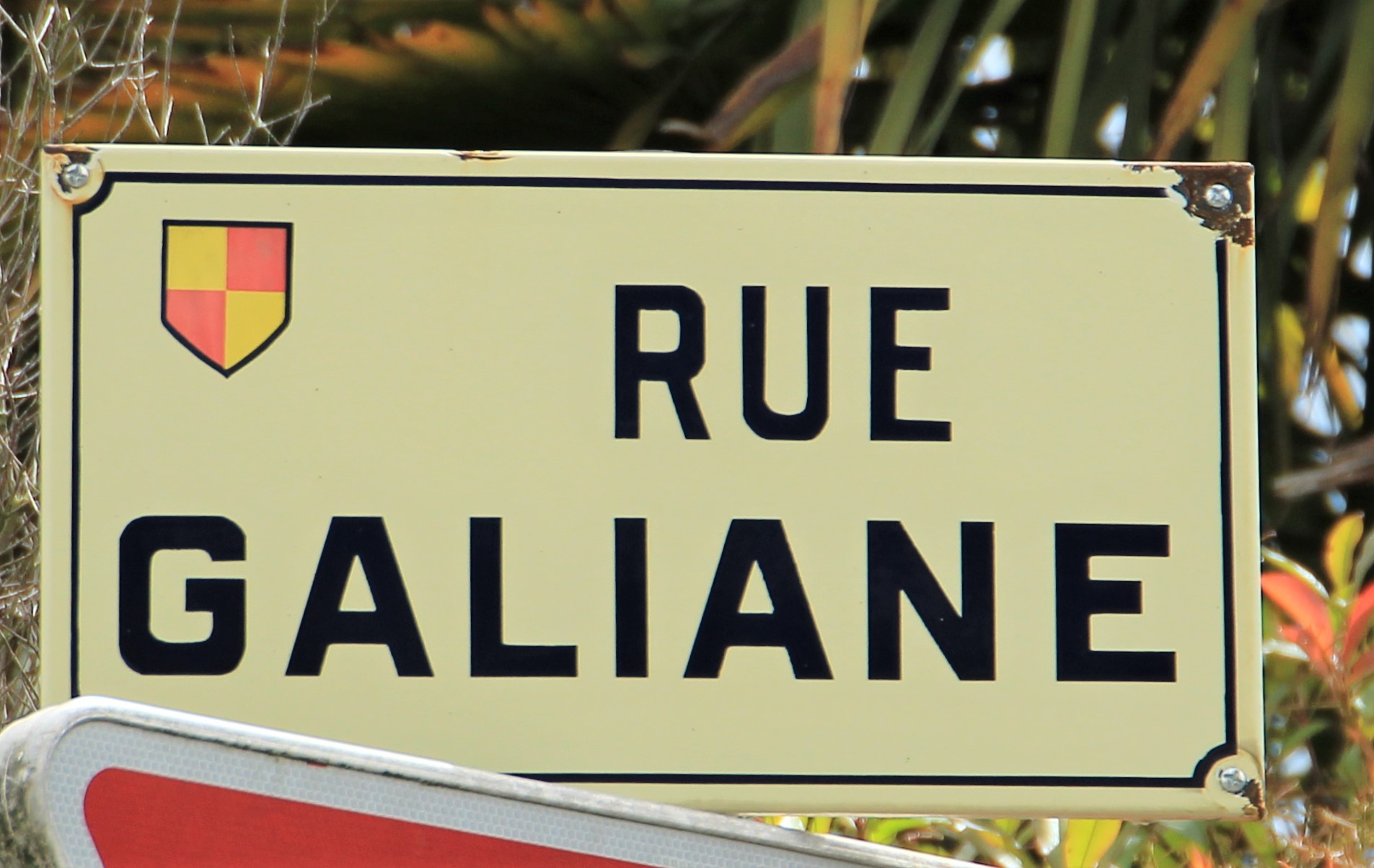

### Géraniums (rue des)

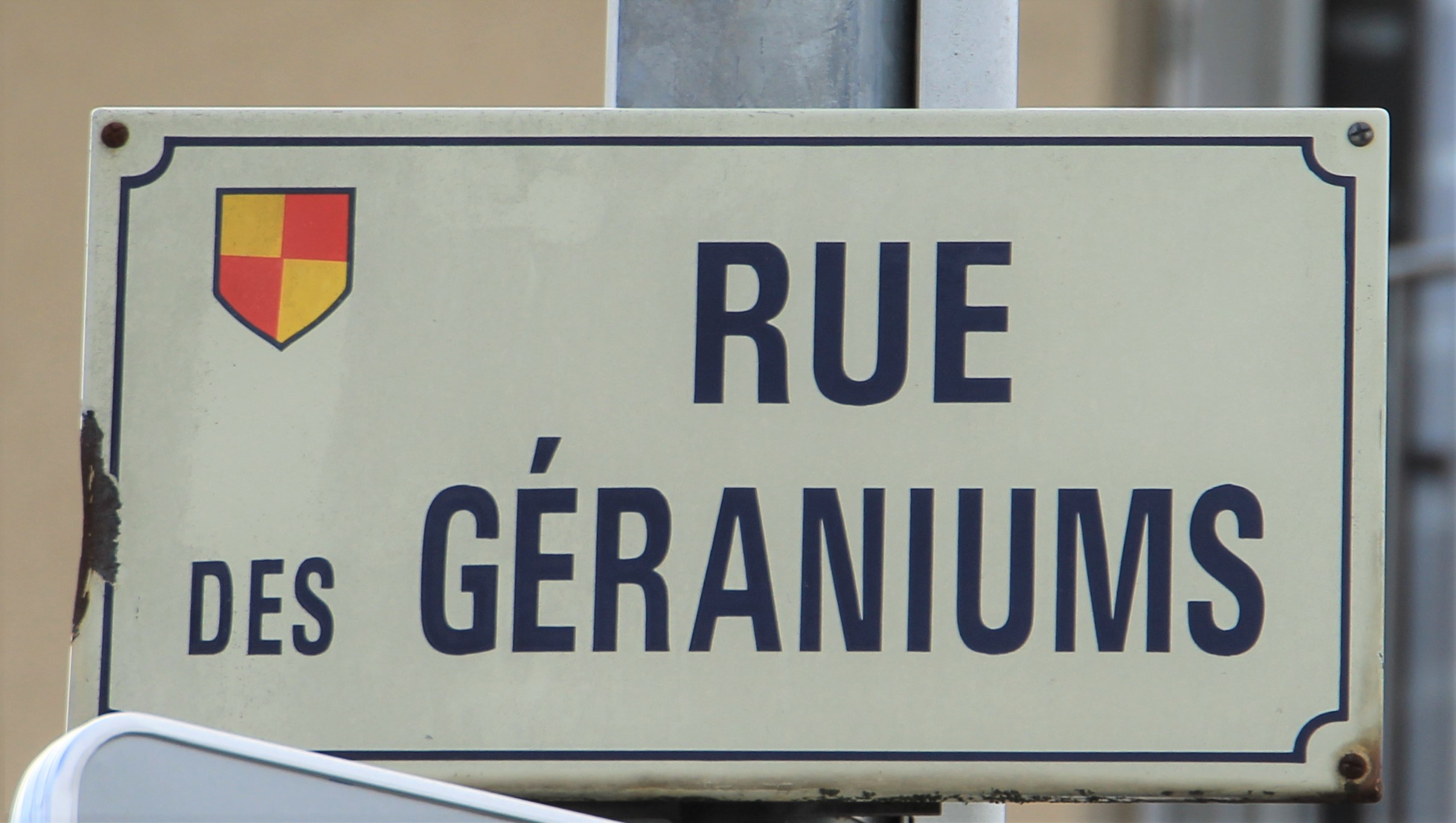

### Hoche (avenue)

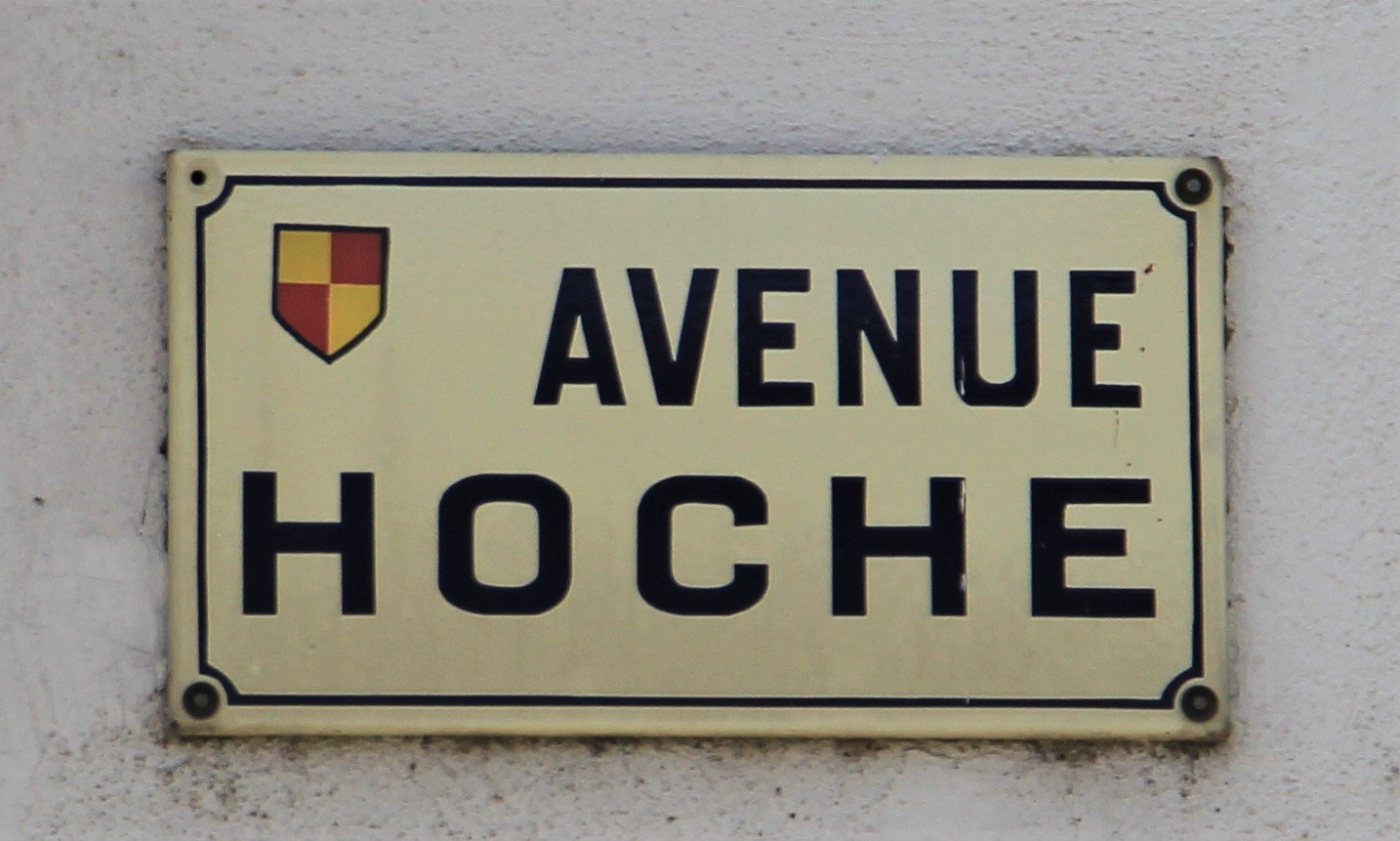

### Honoré-Laporte (impasse)

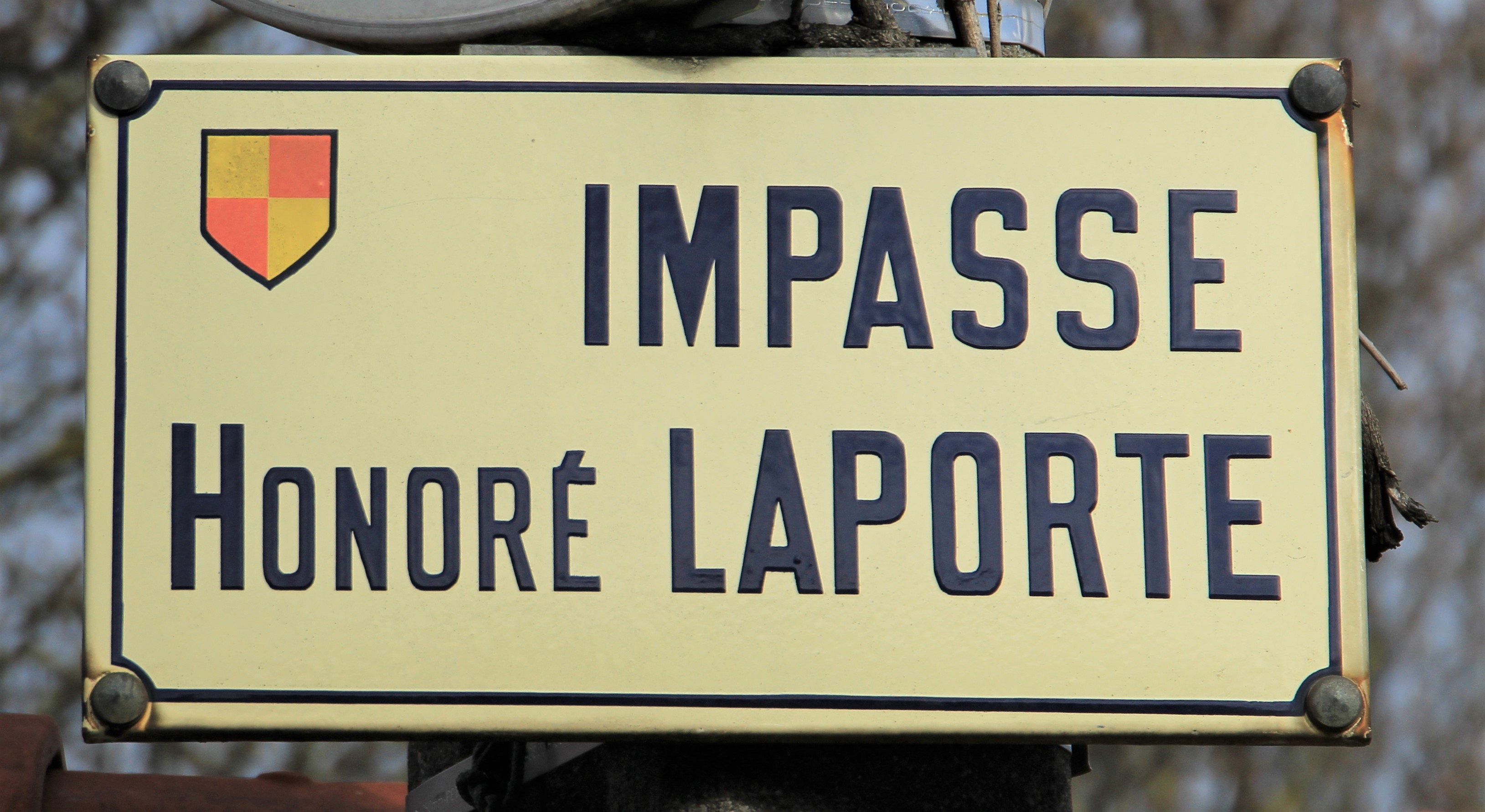

### Jean (impasse)

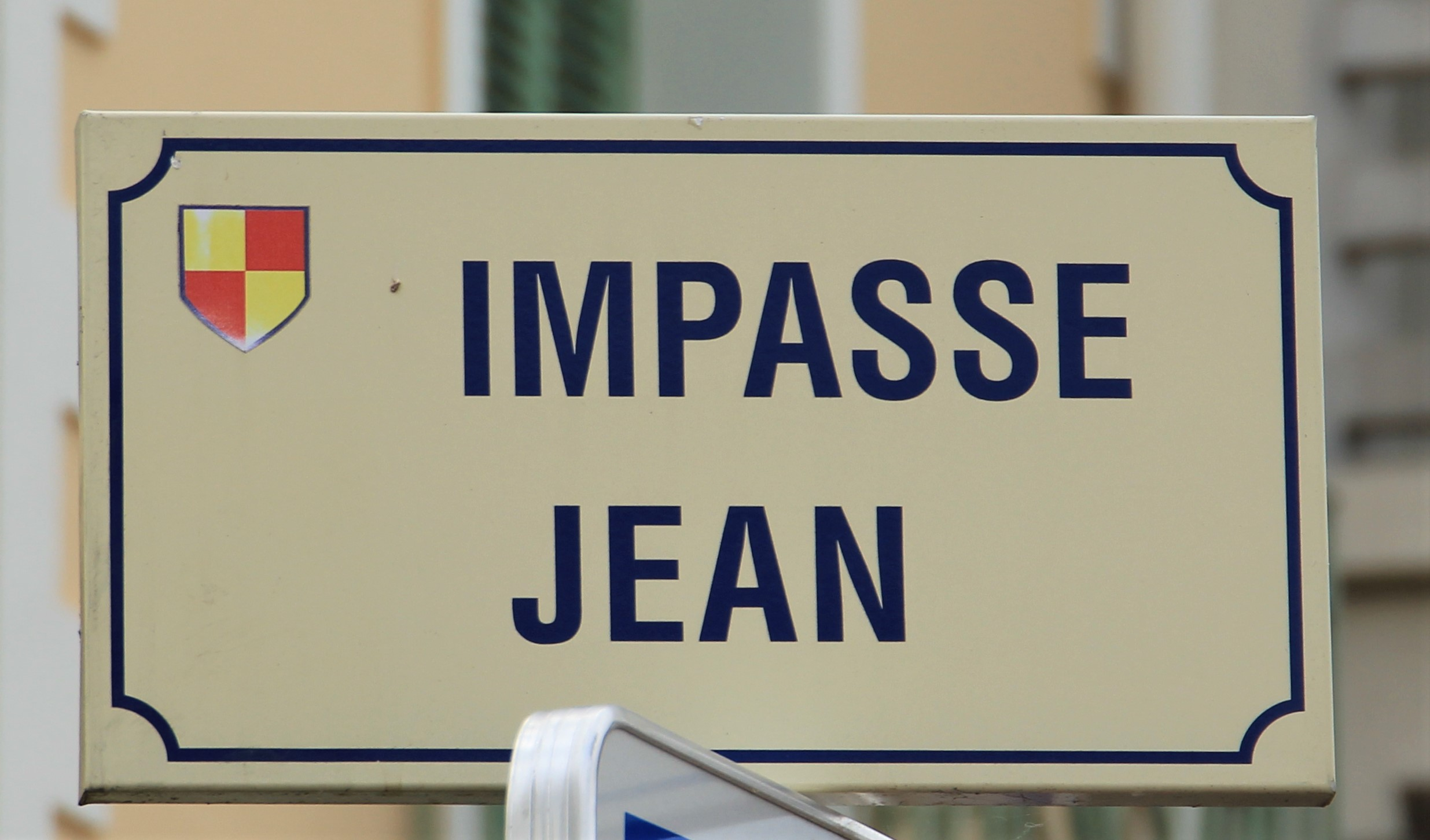

### Jean-Larcher (rue)

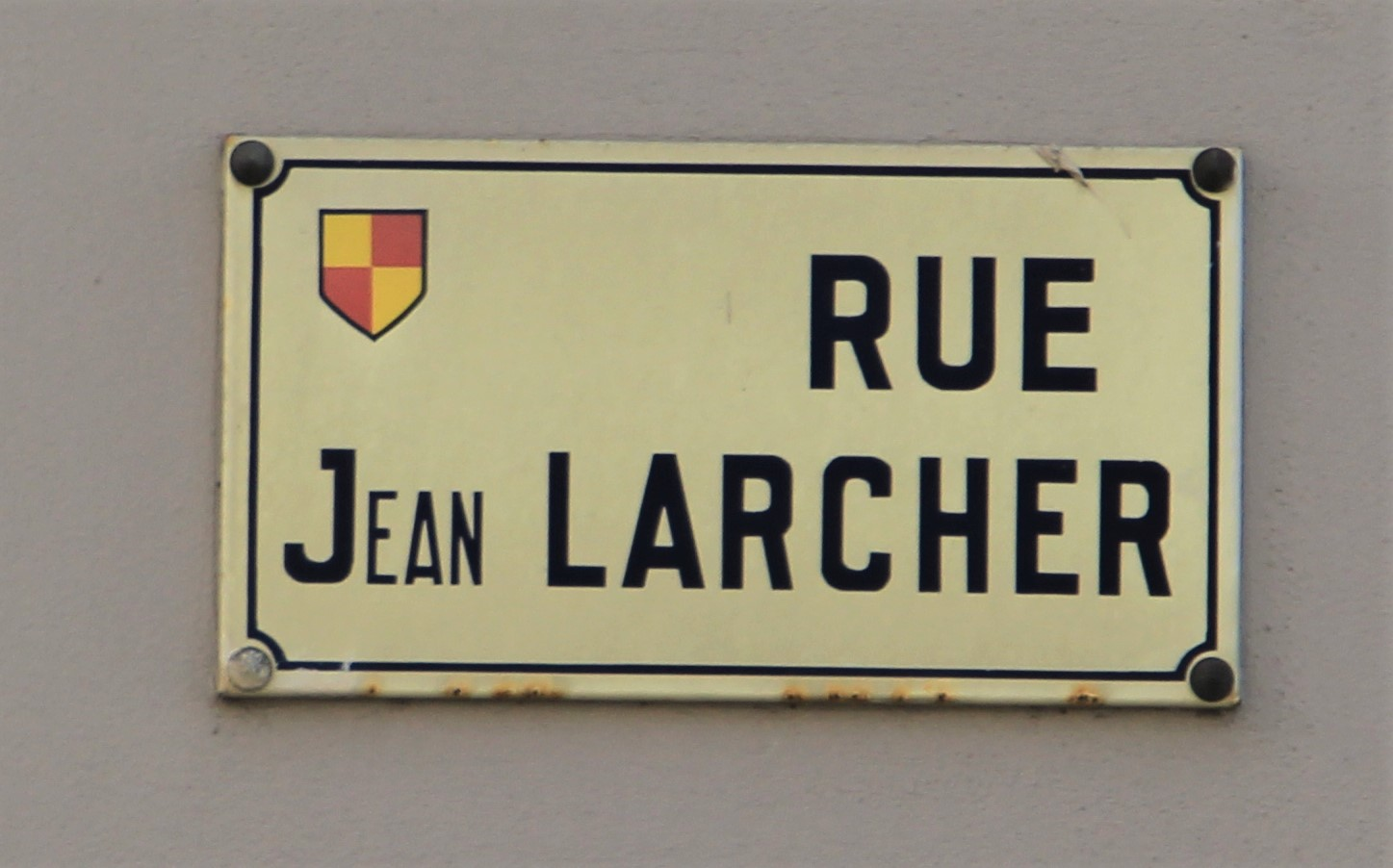

### Jean-Louis-Meissonier (rue)

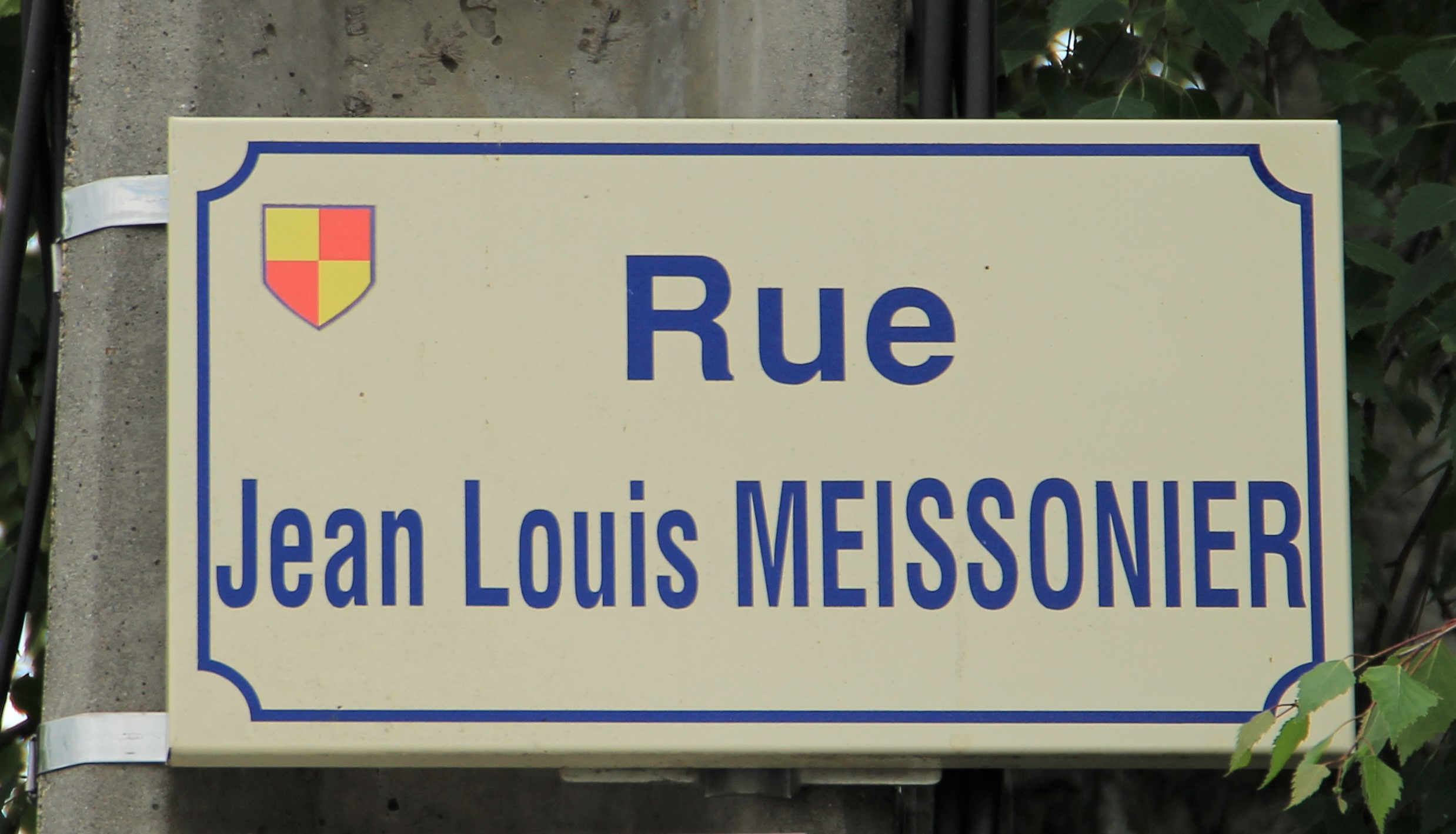

### Jonquilles (rue des)

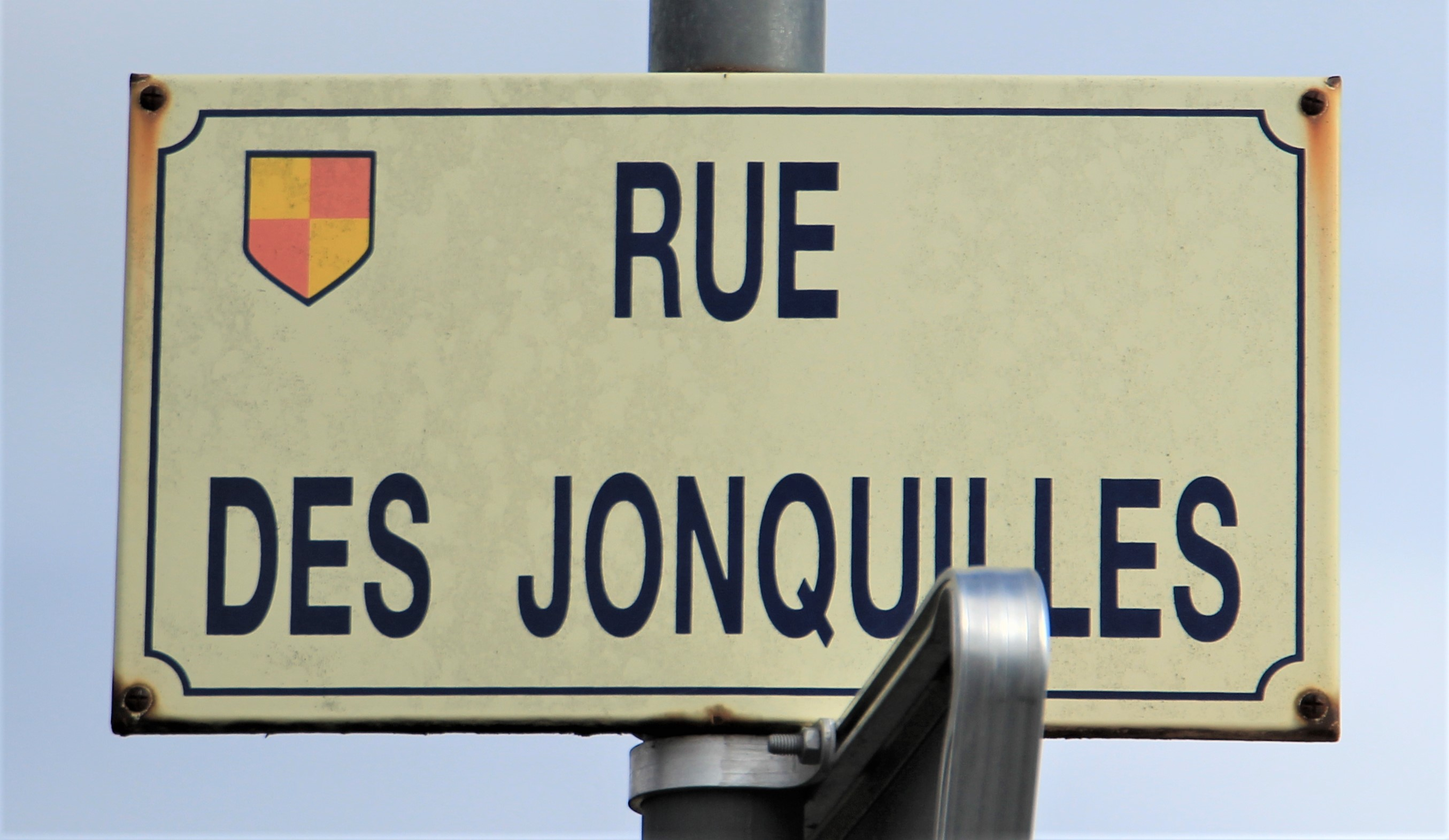

### Joseph-Moulès (rue)

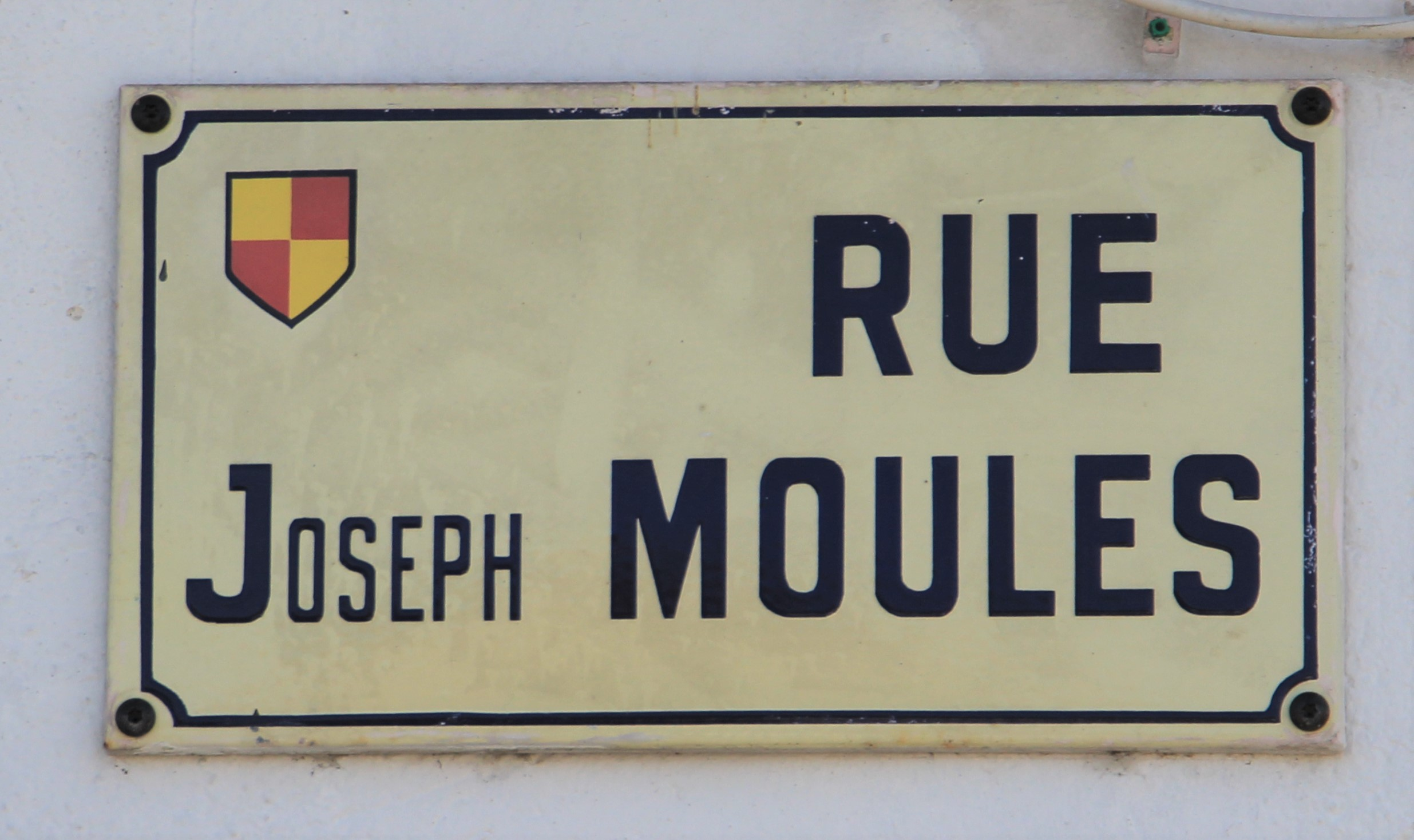

### Joseph-Nelli (rue)

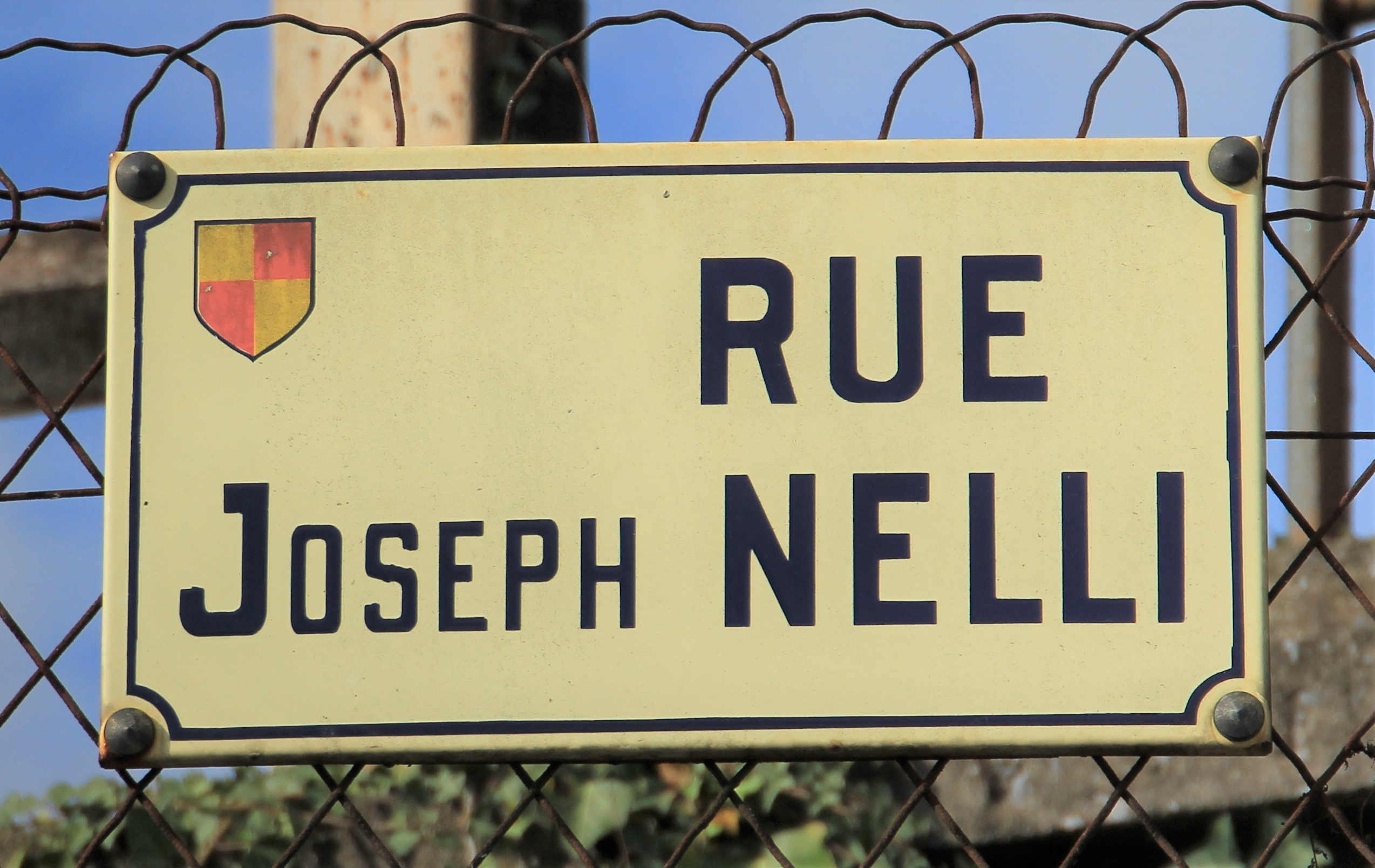

### Jules-Laforgue (impasse)

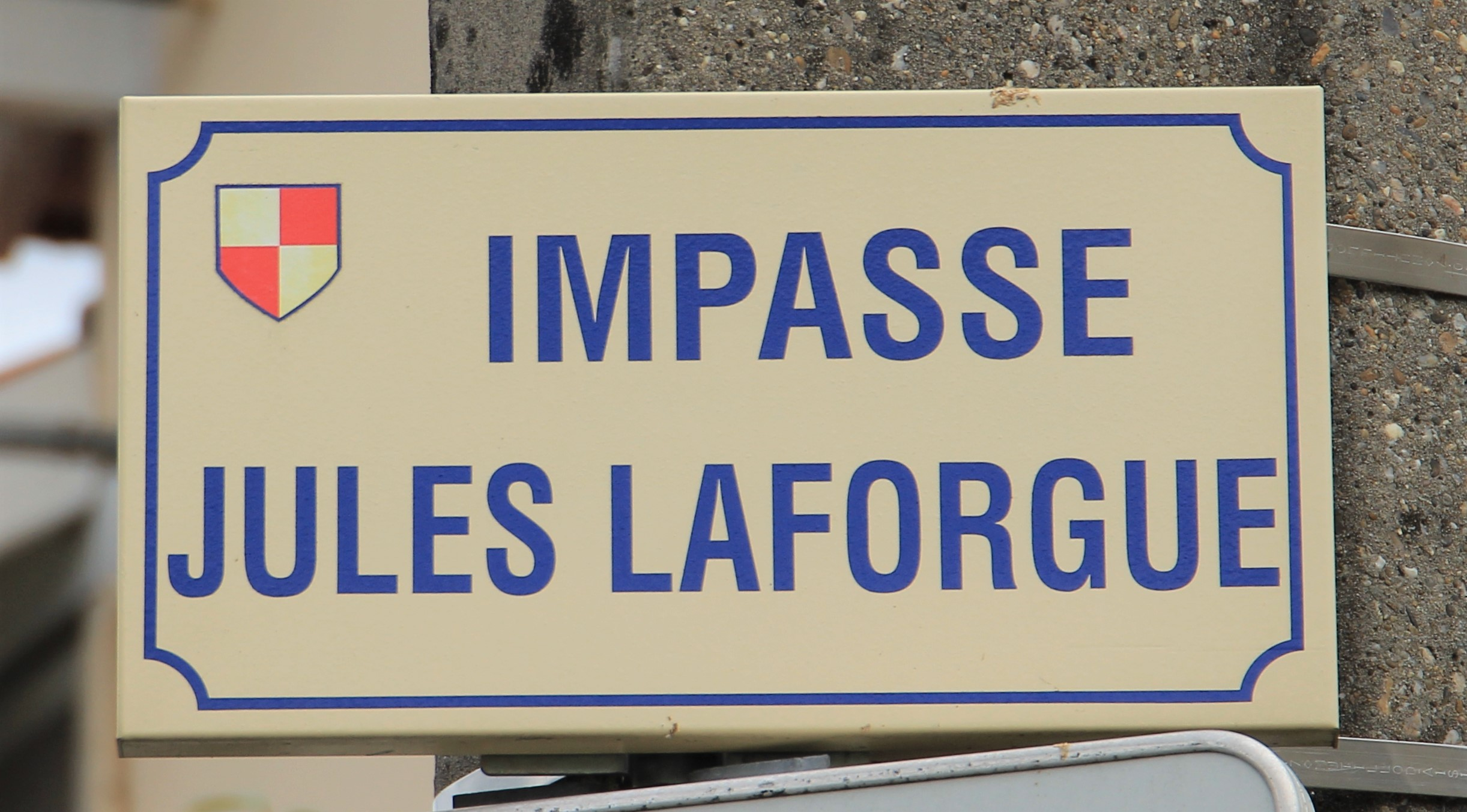

### Lagarrigue (rue)

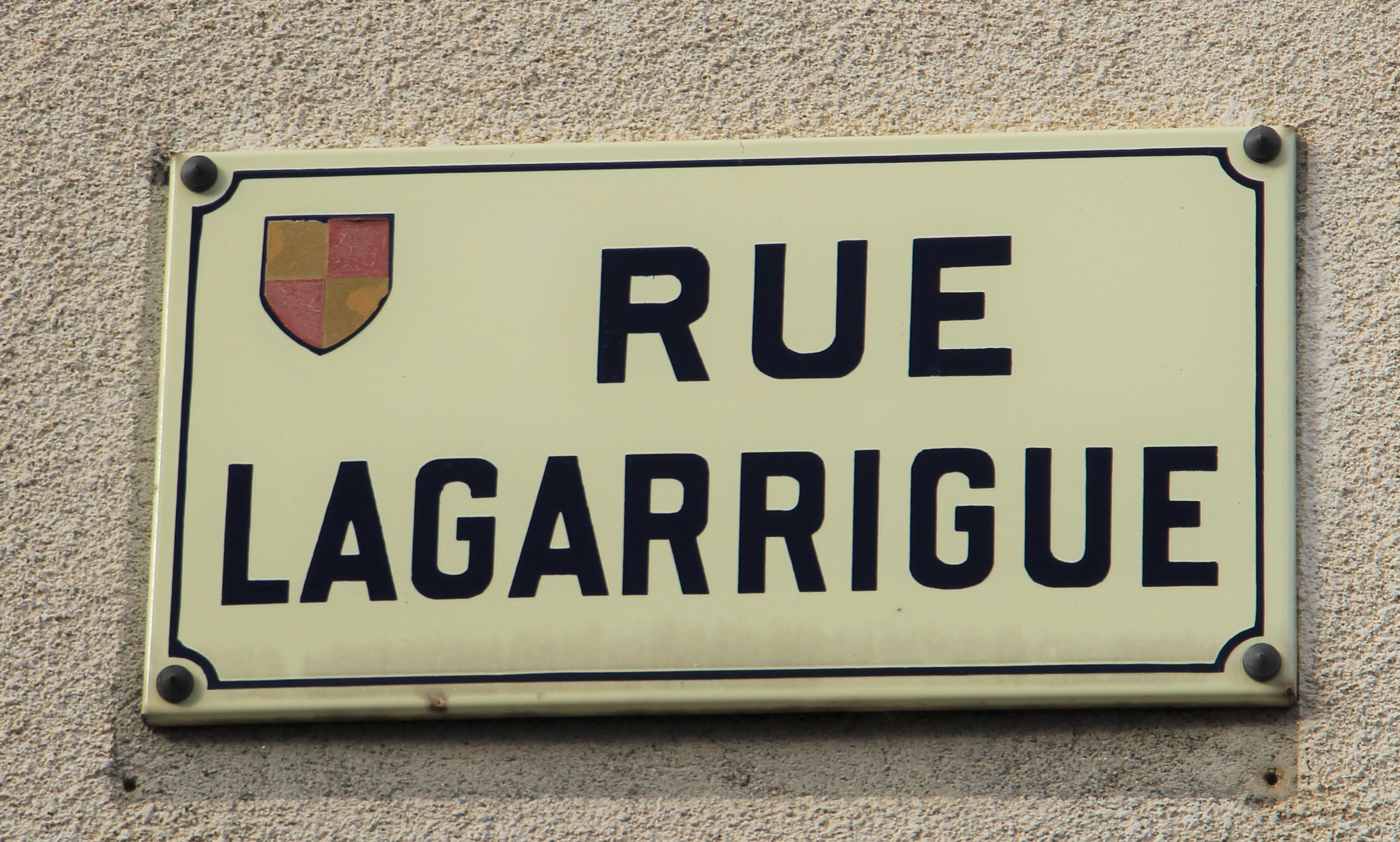

### Latil (rue)

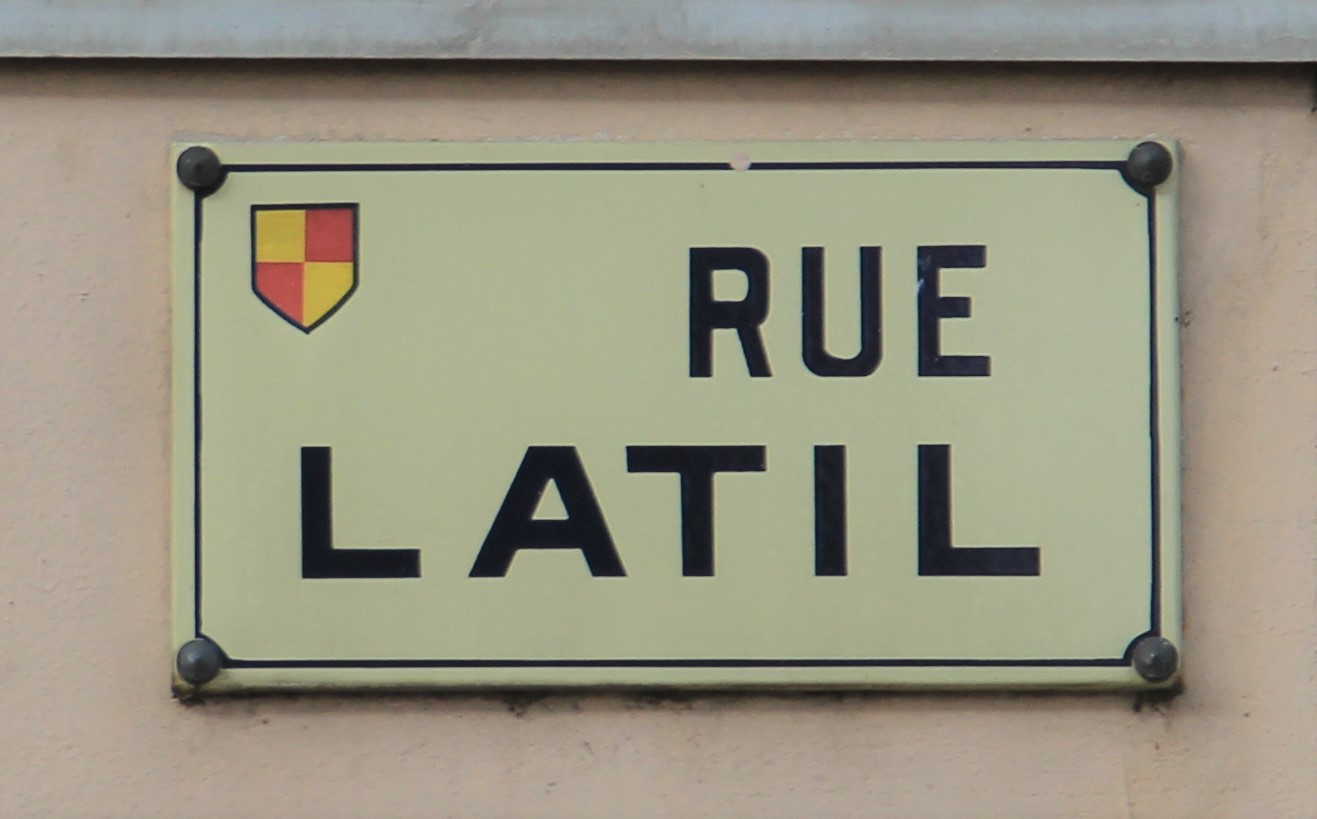

### Marcel-Lamarque (rue)

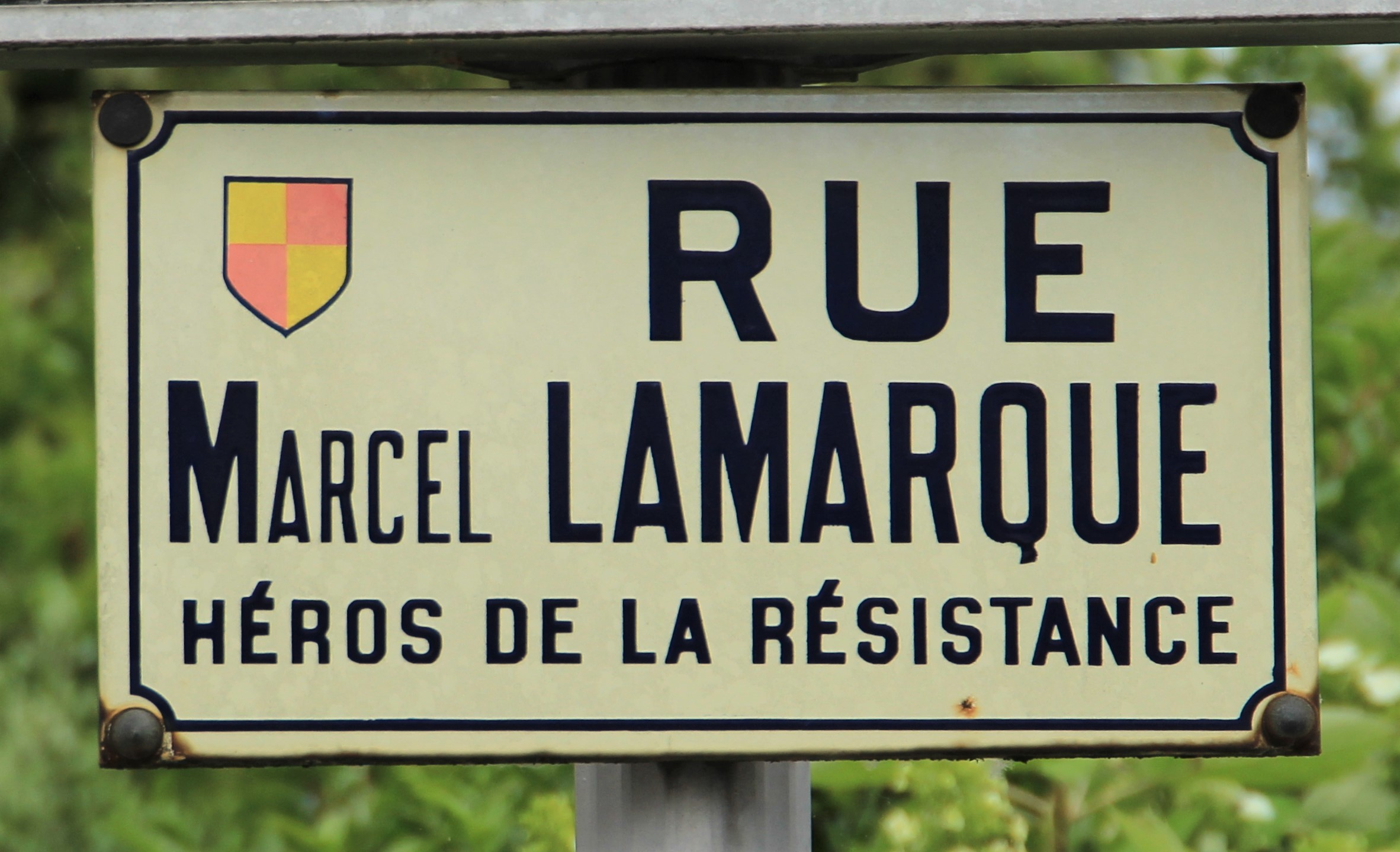

### Martinet (rue du)

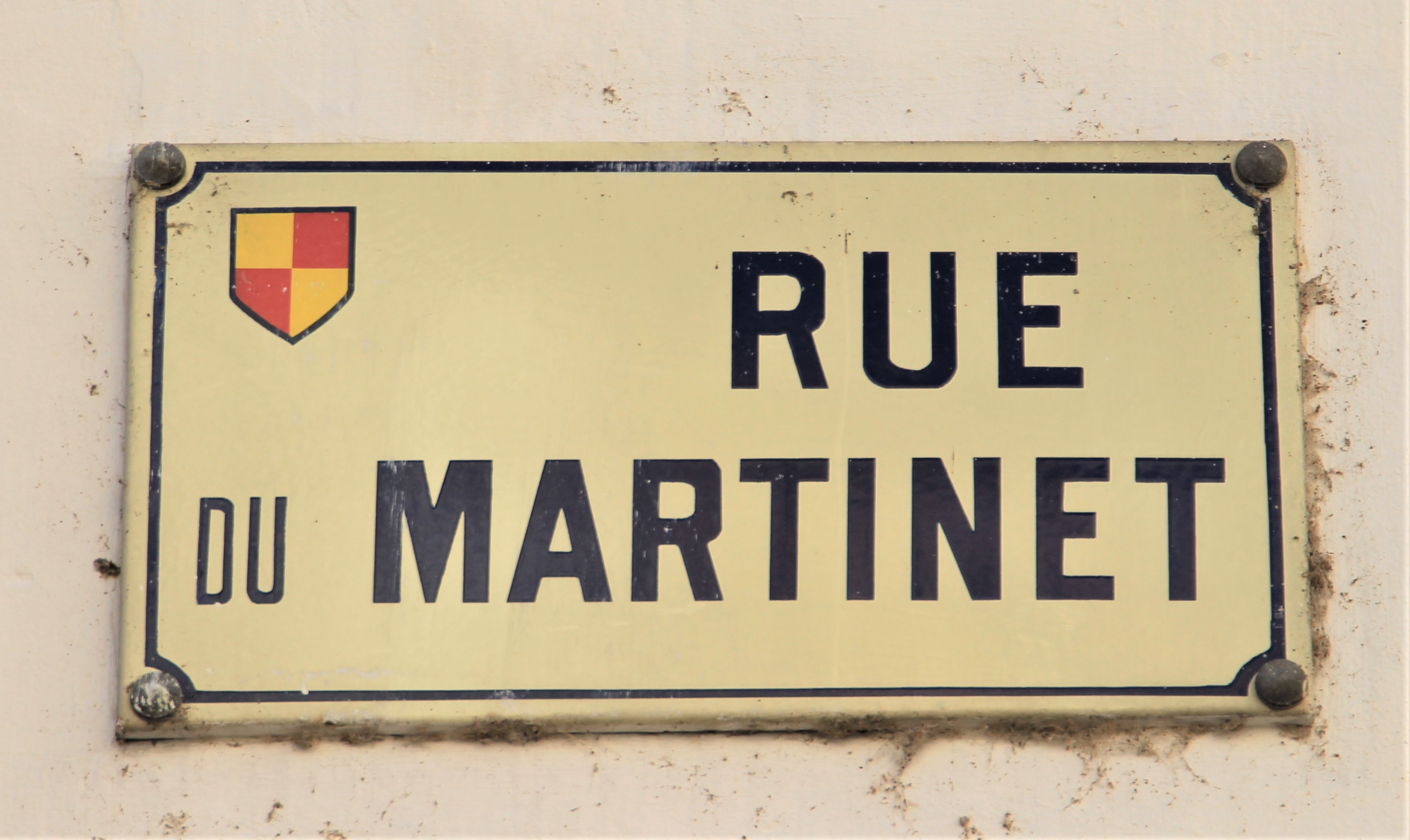

### Miramont (rue)

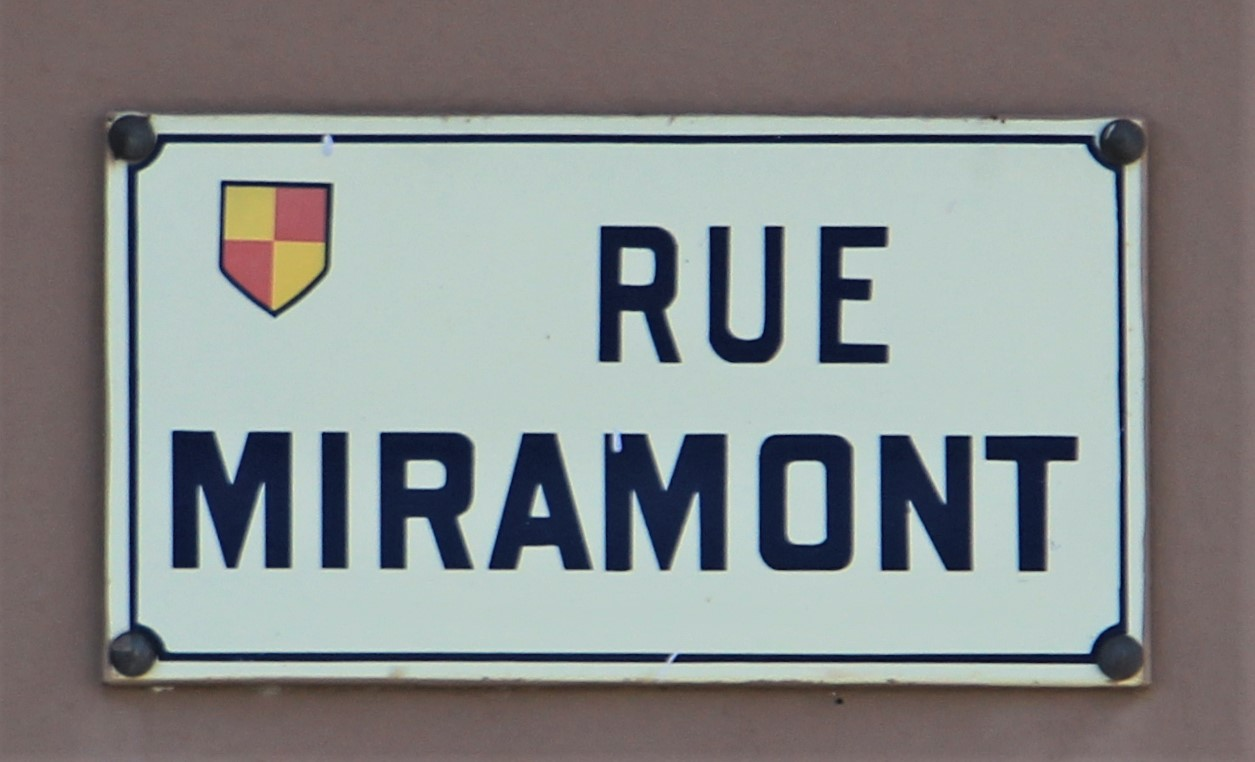

### Monteil (rue)

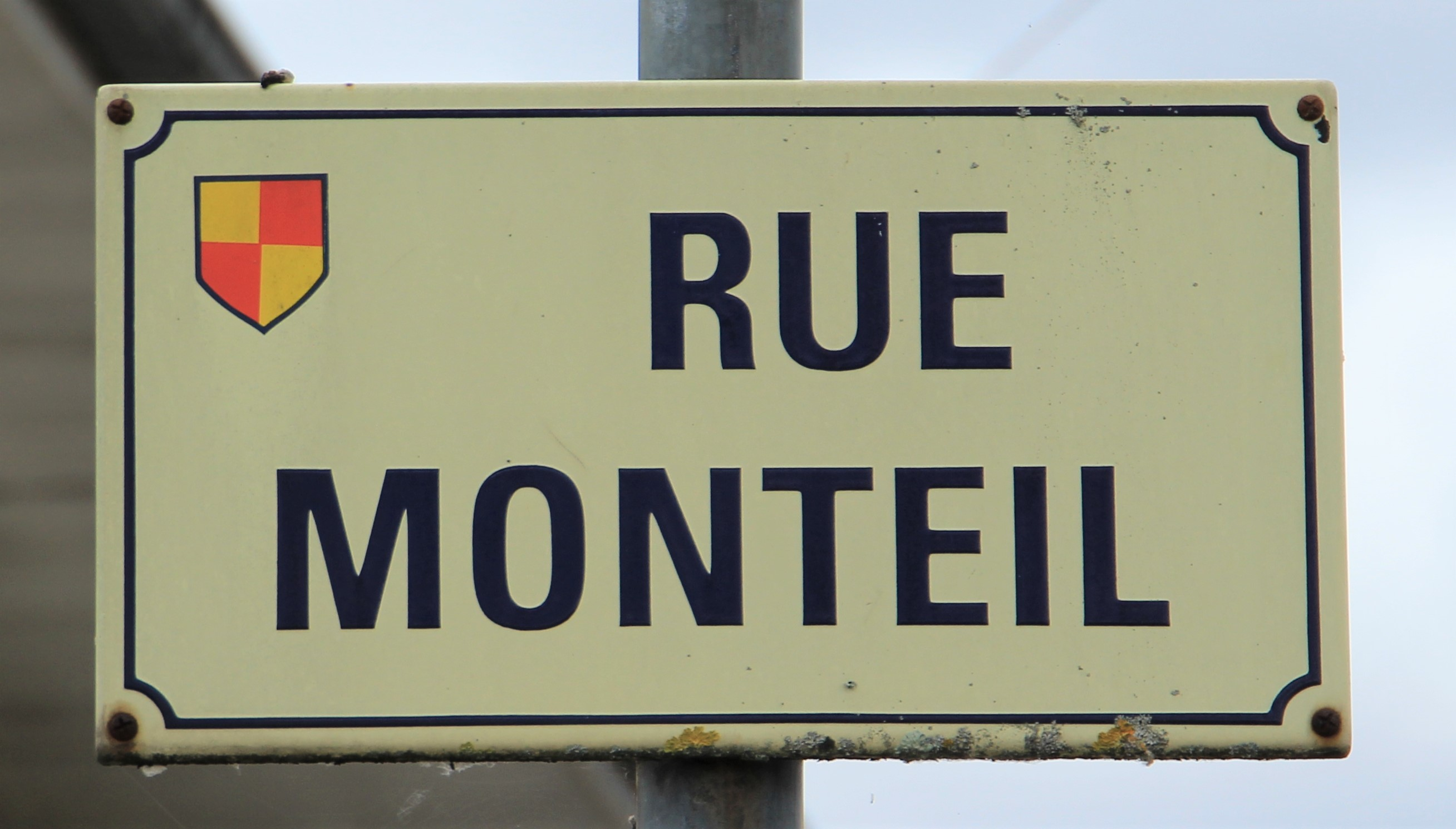

### Rochefoucauld (rue la)

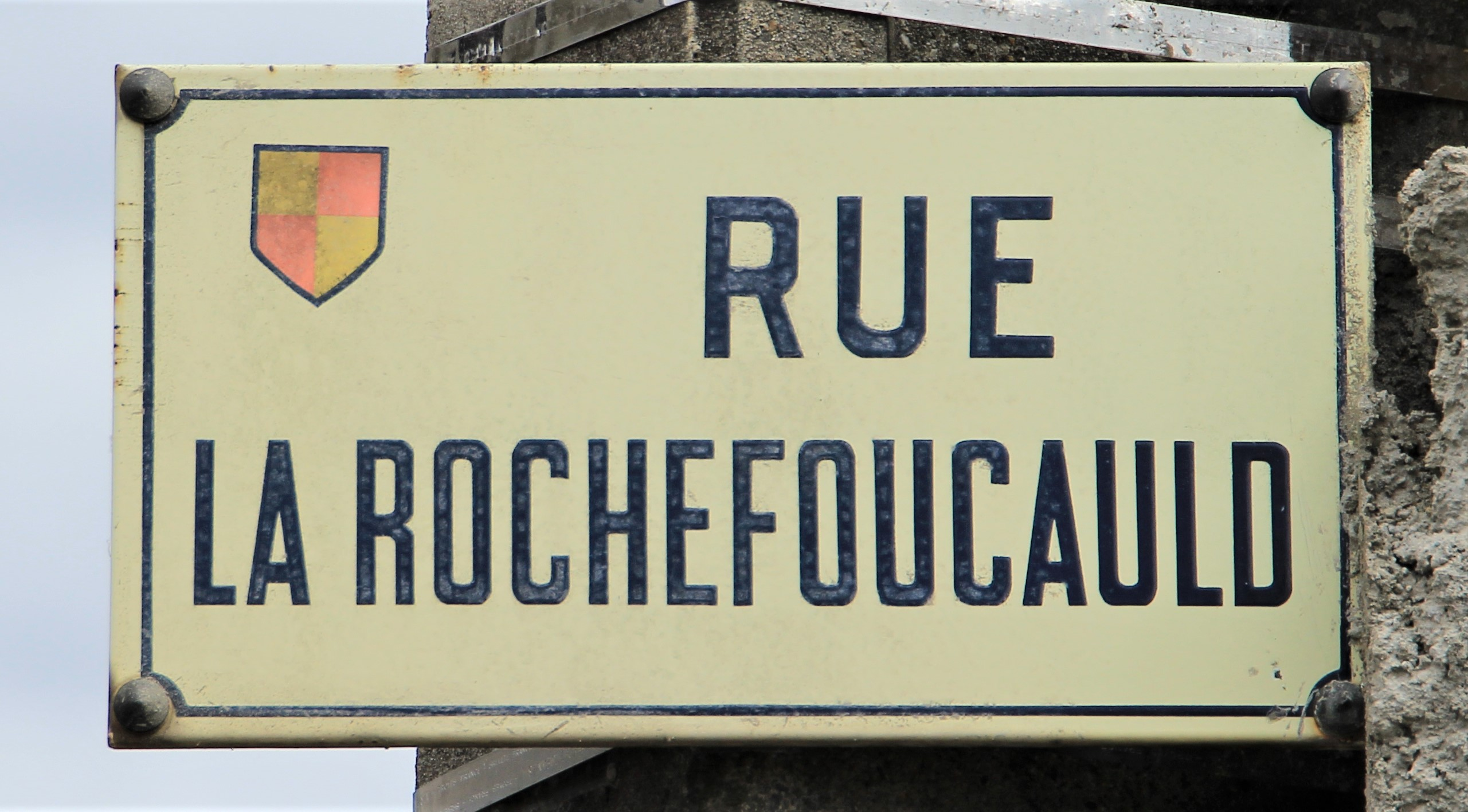

### Scierie (rue de la)

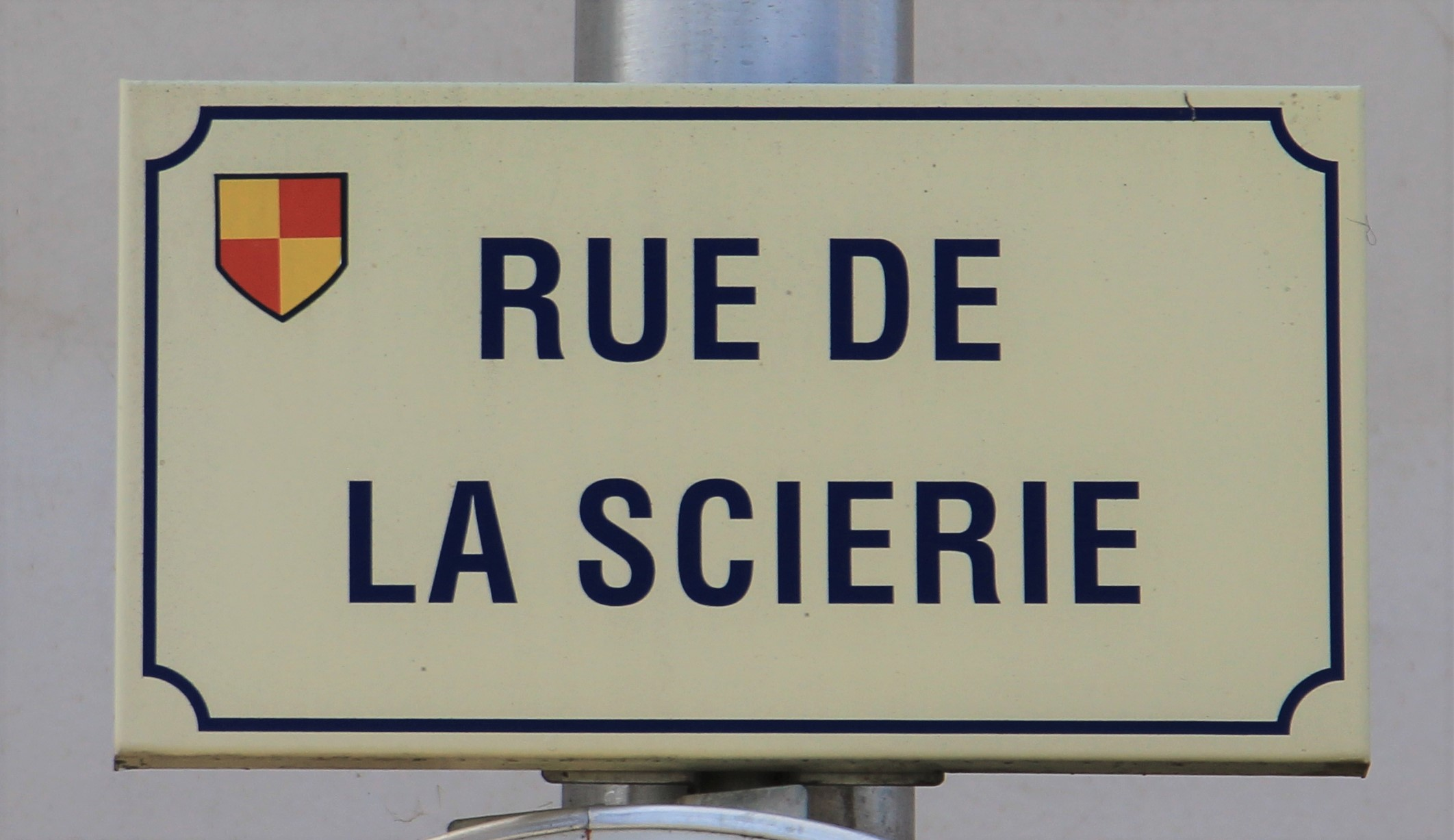

### Soumeilhan (impasse)

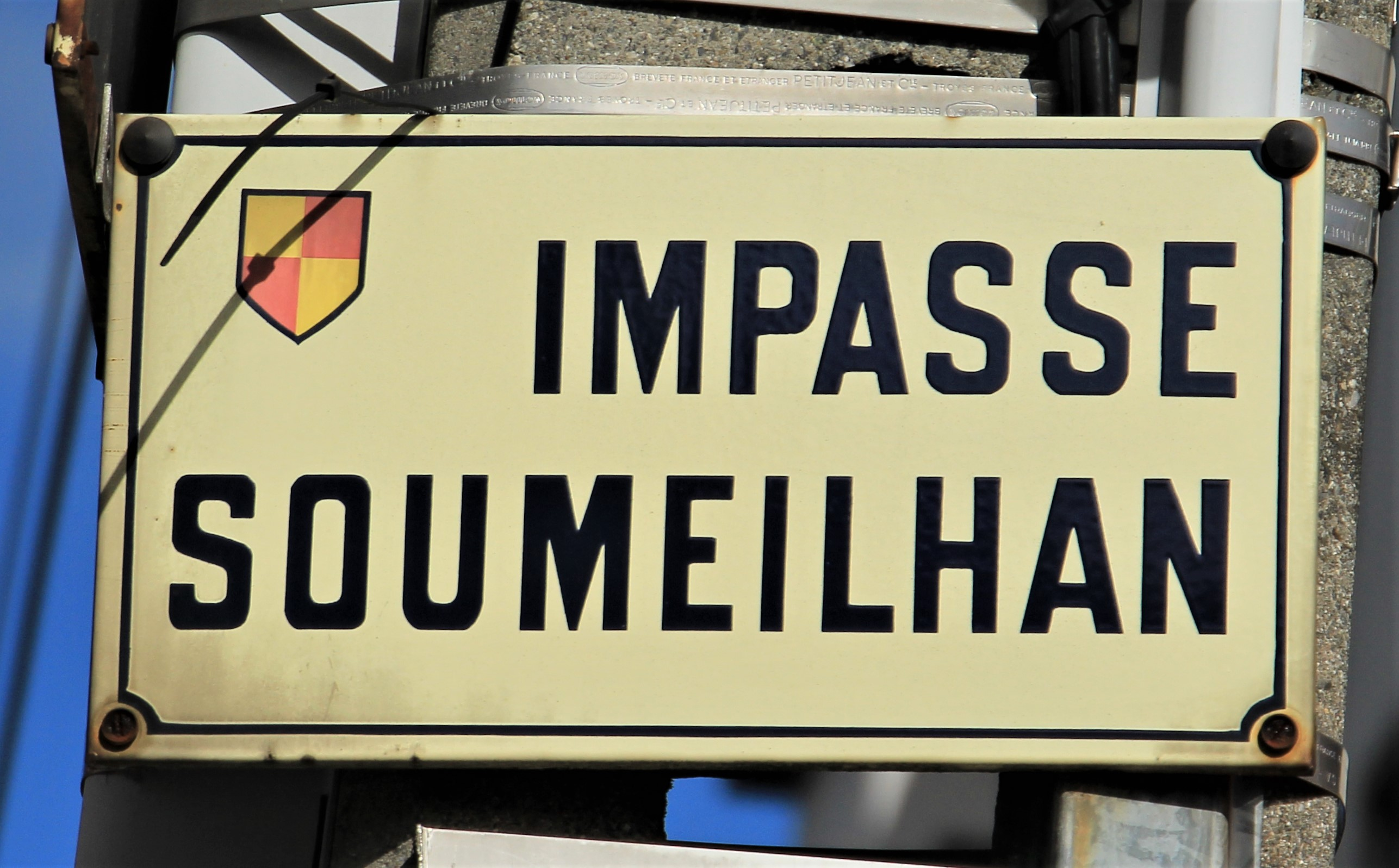

### Tuilerie (rue de la)

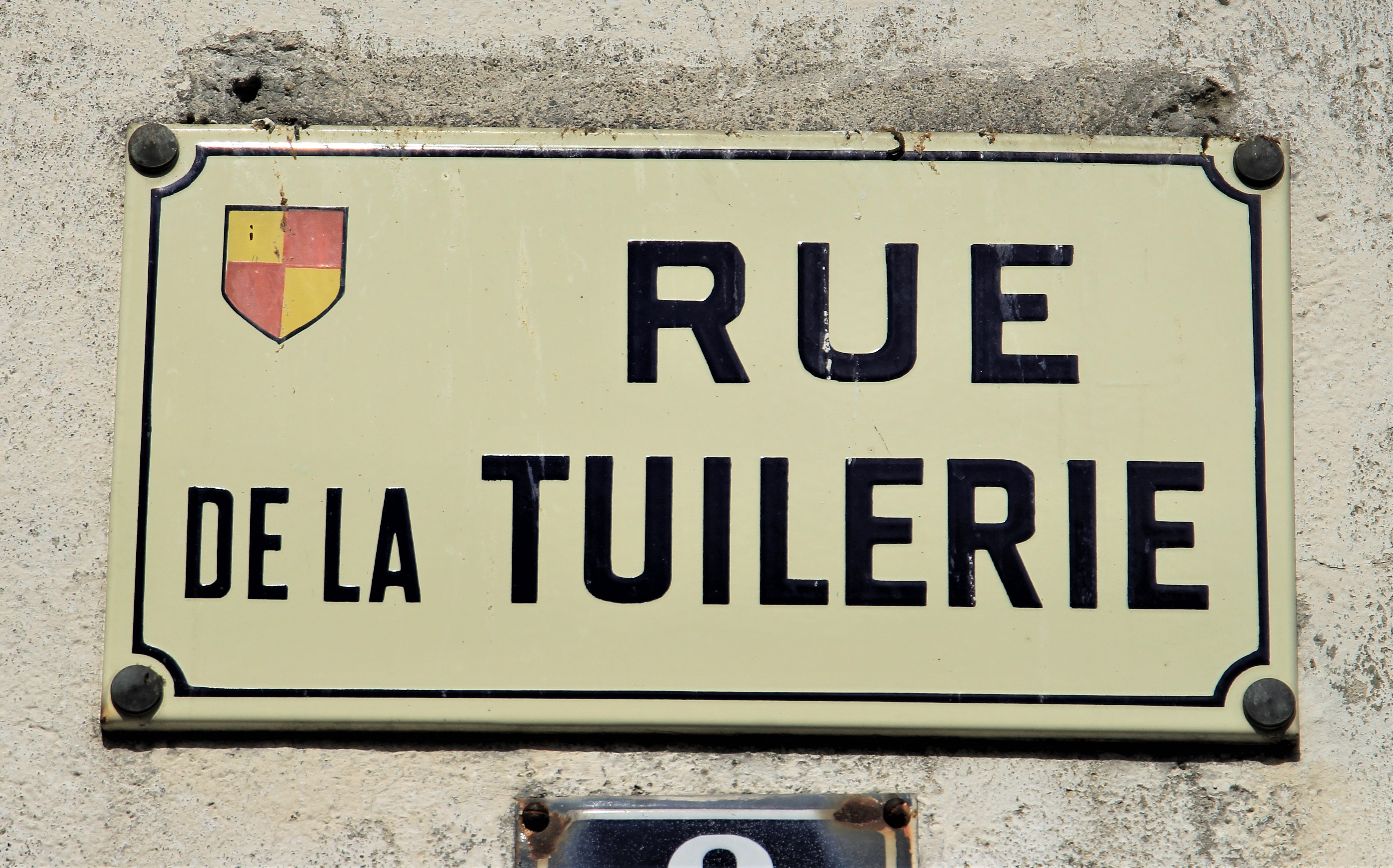

### Urac (rue d')

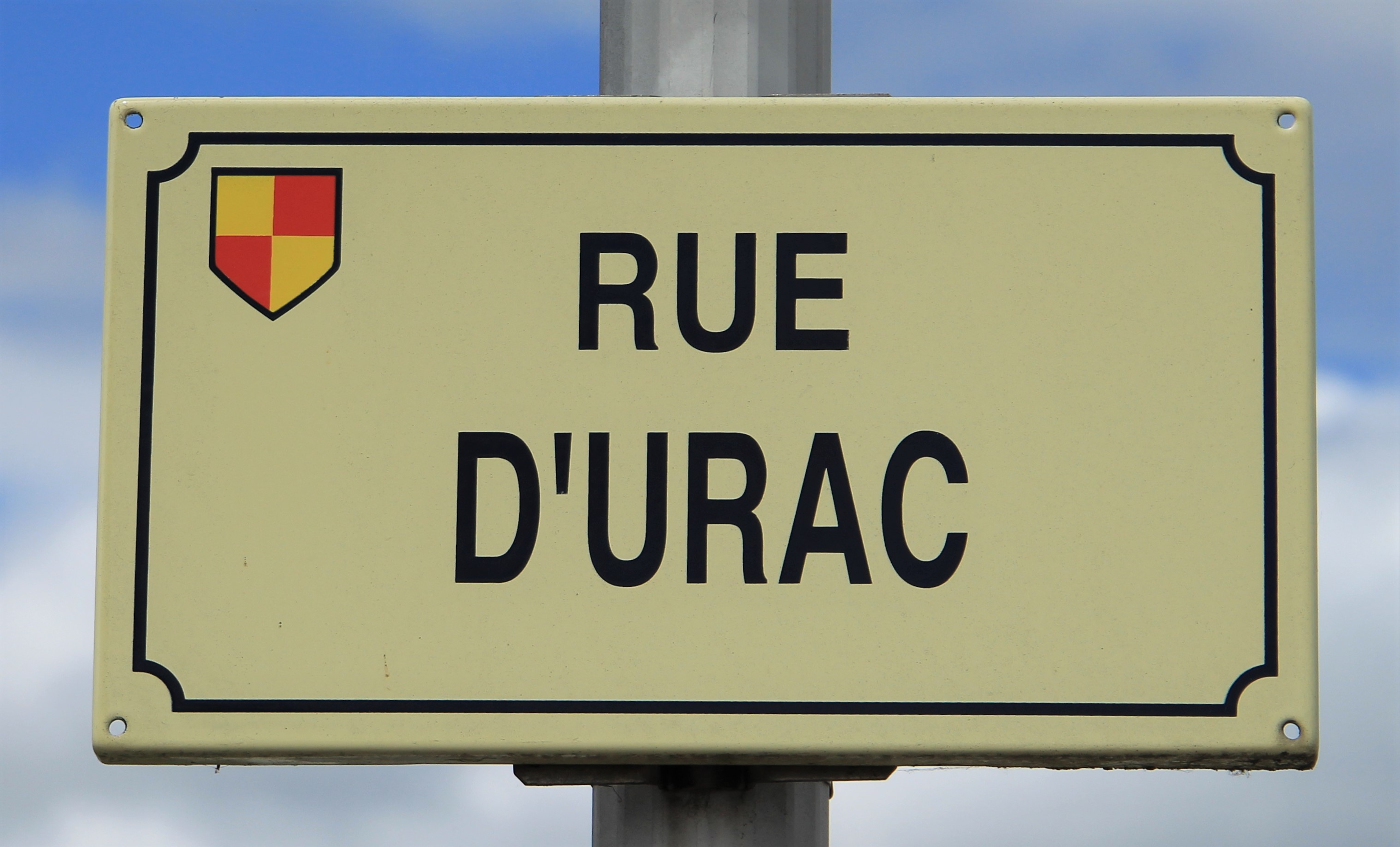

### Achille-Jubinal (rue)
La municipalité rend hommage à l'homme politique Achille Jubinal (1810-1875) élu député des Hautes-Pyrénées. La rue longe le jardin Massey en partie nord.

### Adolphe-d'Eichtal (rue)

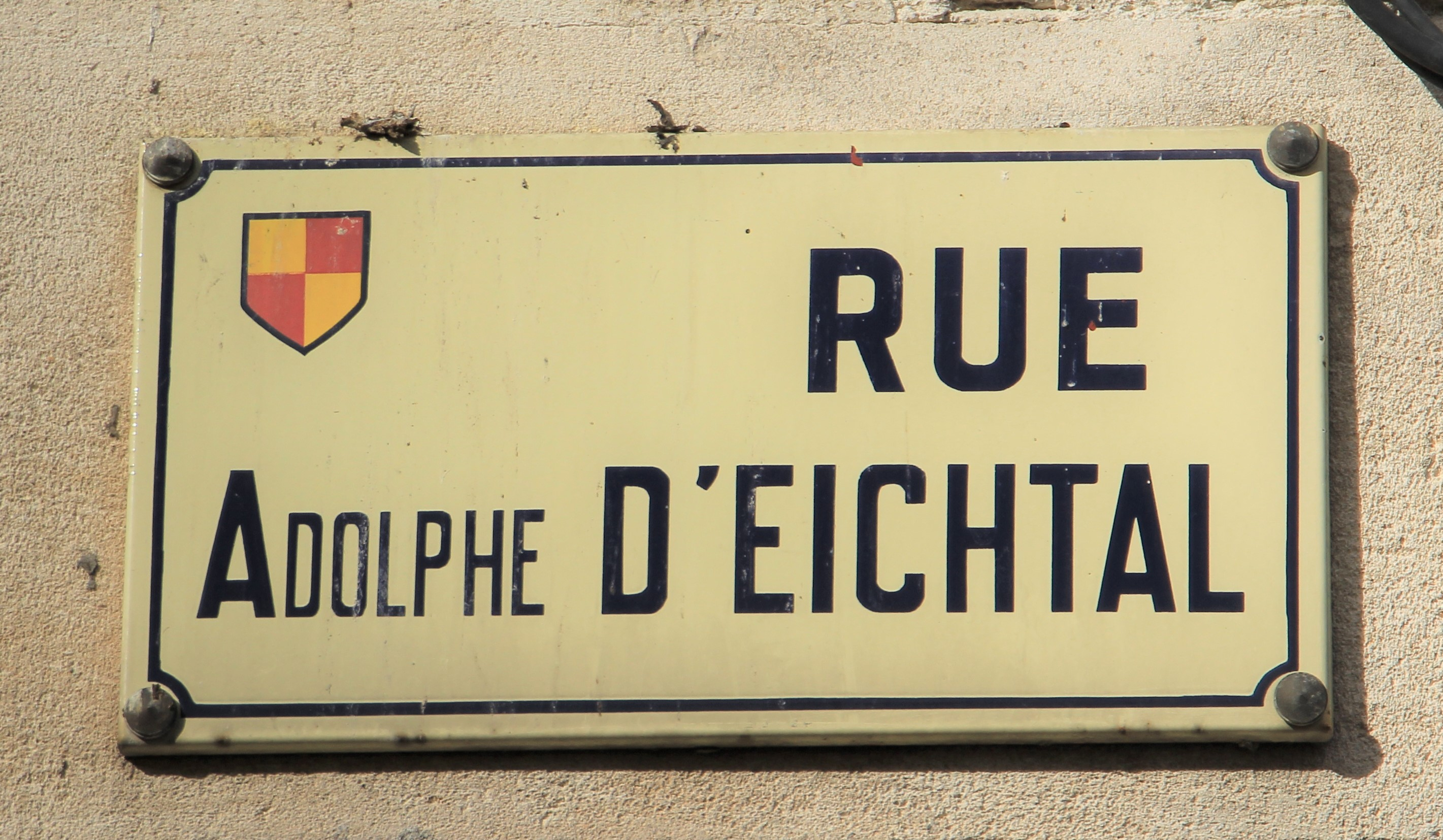

La municipalité rend hommage à l'homme politique Adolphe d'Eichtal (1805-1895).

### Adour (quai de l')
On y trouve le palais des sports.

### Adour (rue de l')

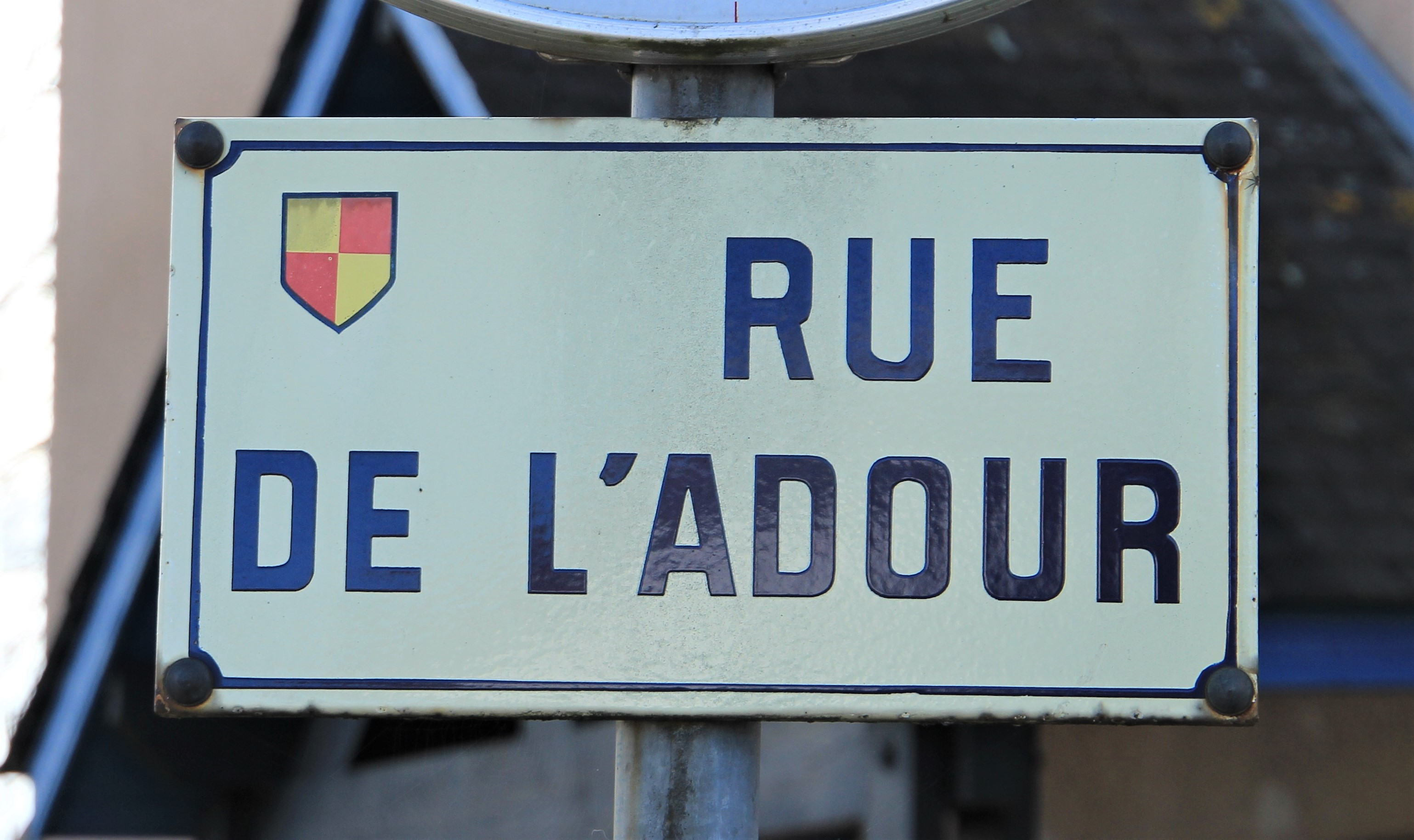

Qui fait référence à la géographie des Hautes-Pyrénées, le fleuve de l'Adour qui traverse la ville de Tarbes.

### Adoureau (chemin de l')

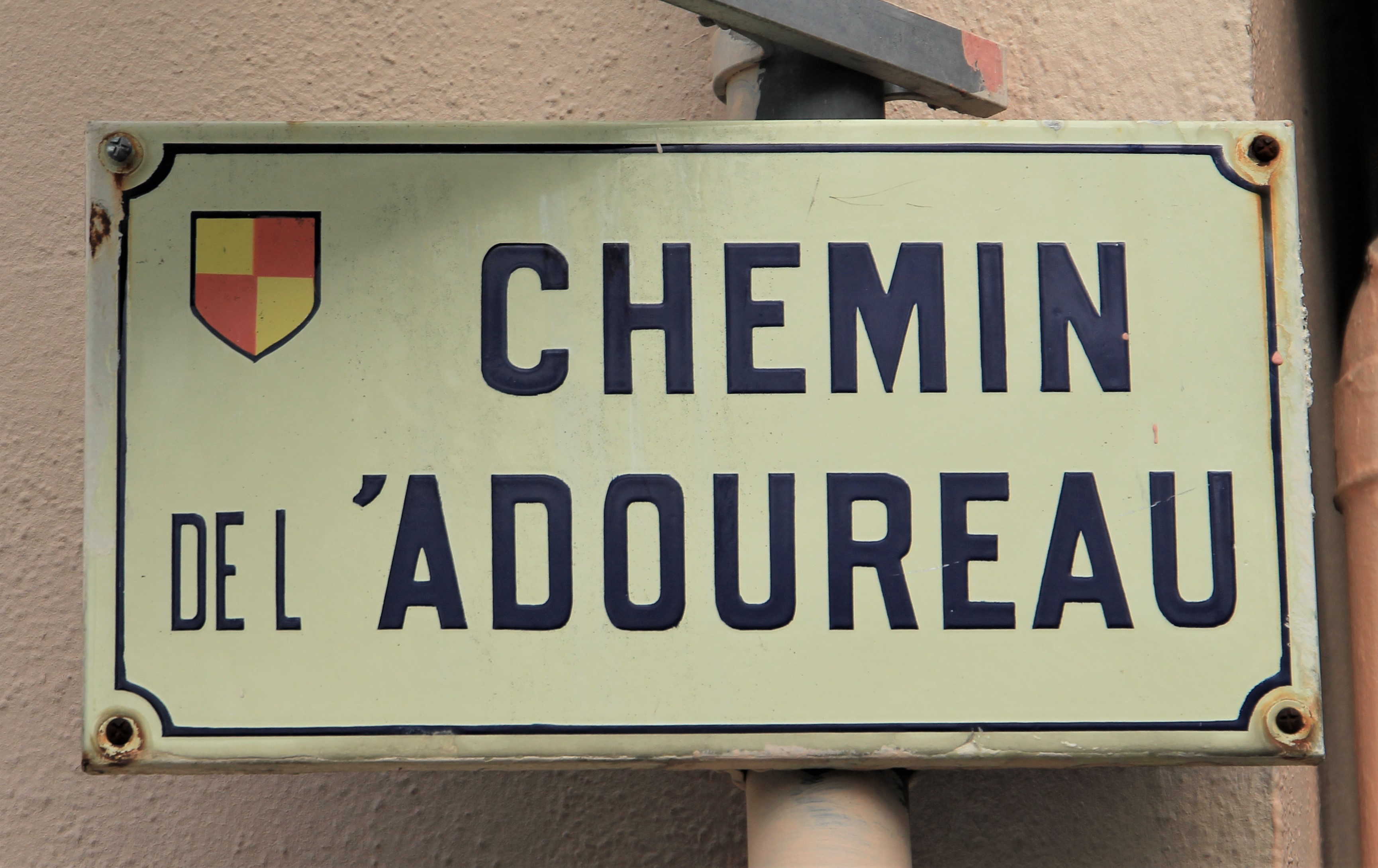

### Ardits (rue des)

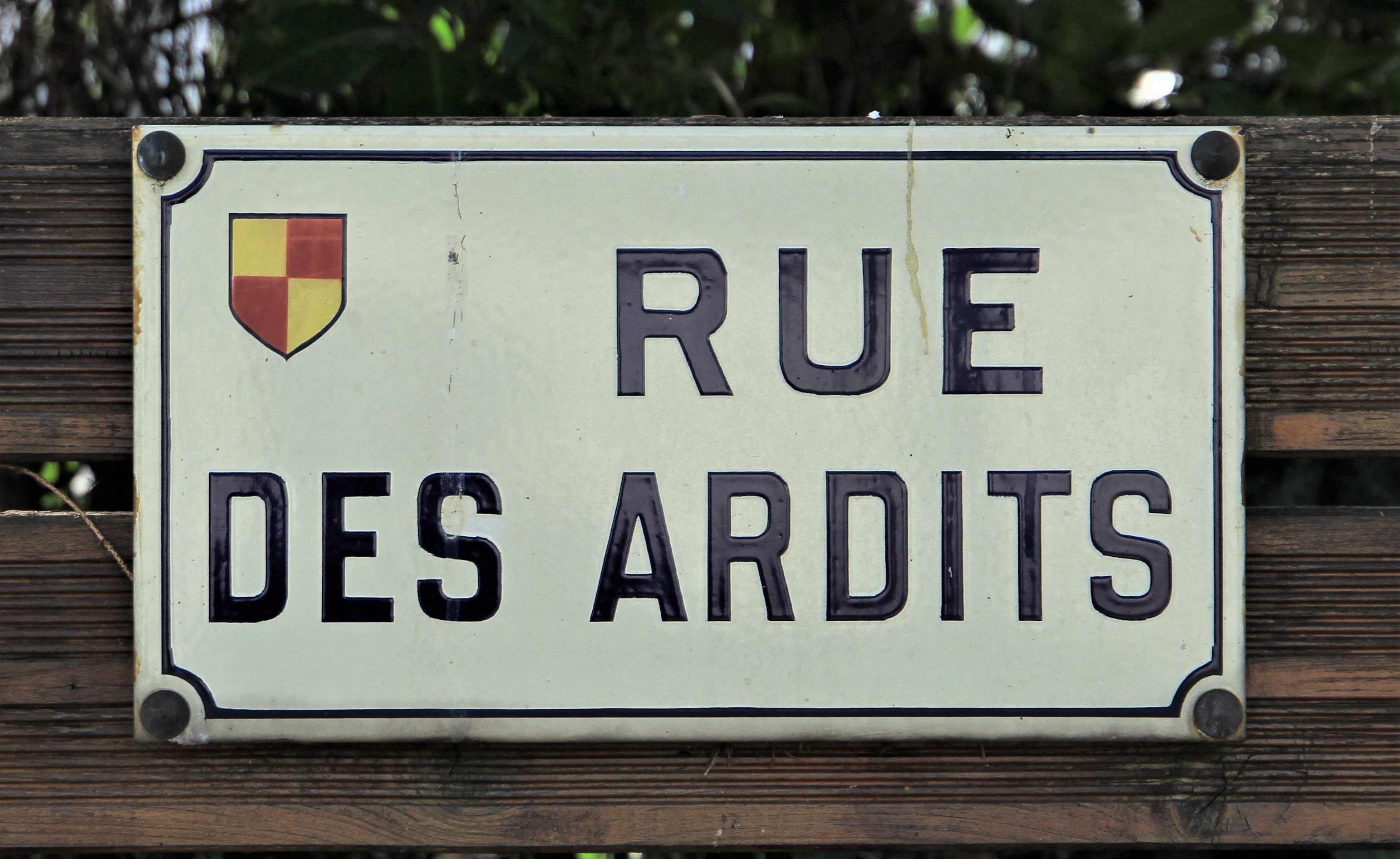

### Clair (chemin)

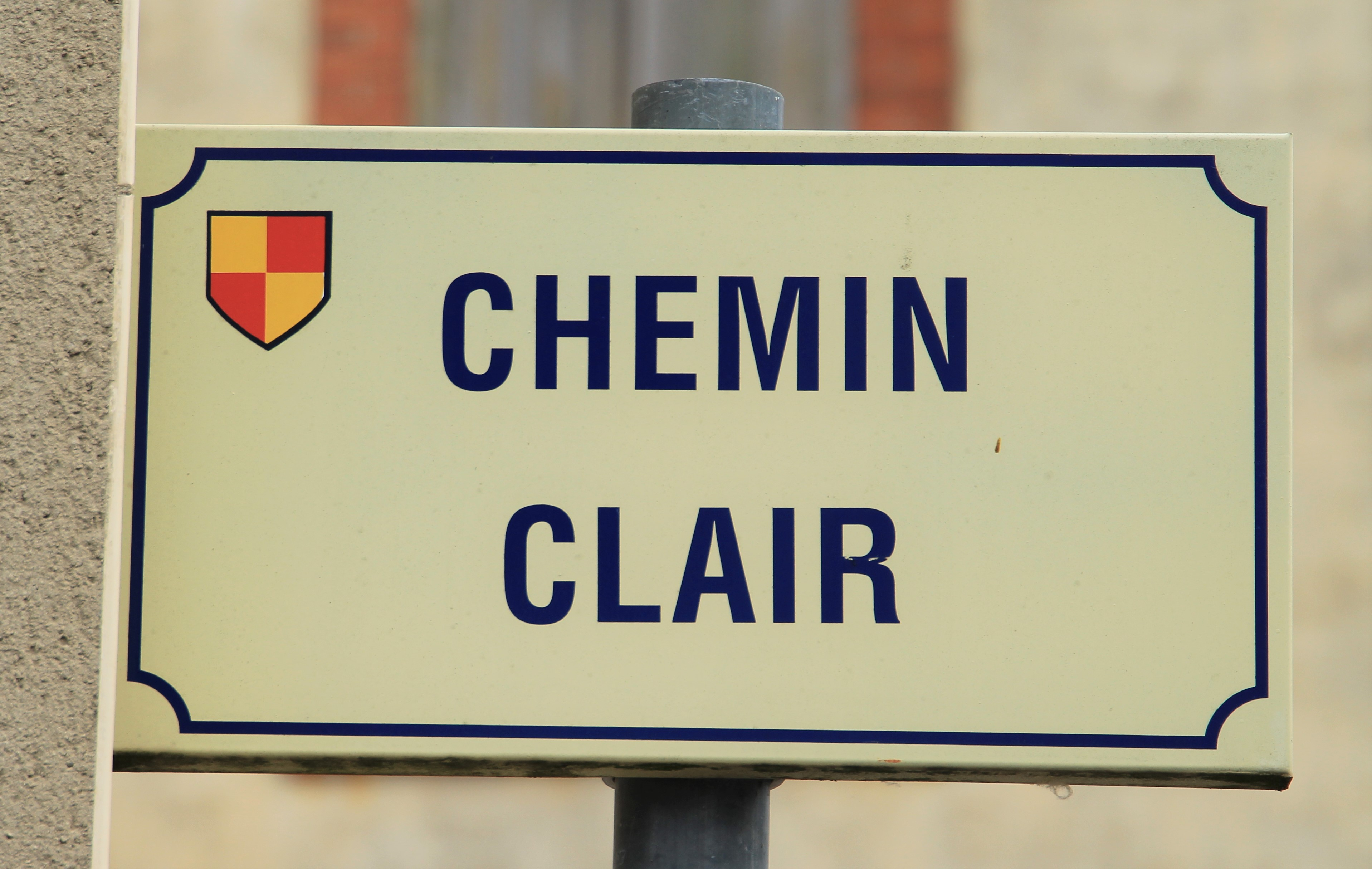

### Général-Faulconnier (place du)

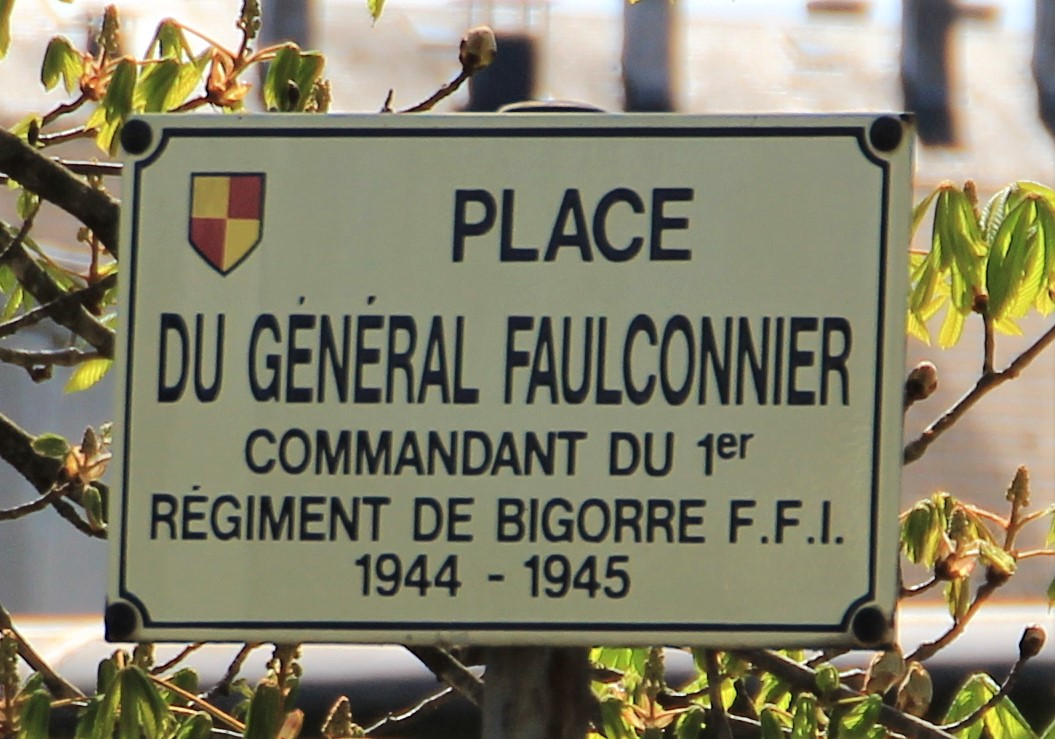

### Lacaussade (boulevard de)

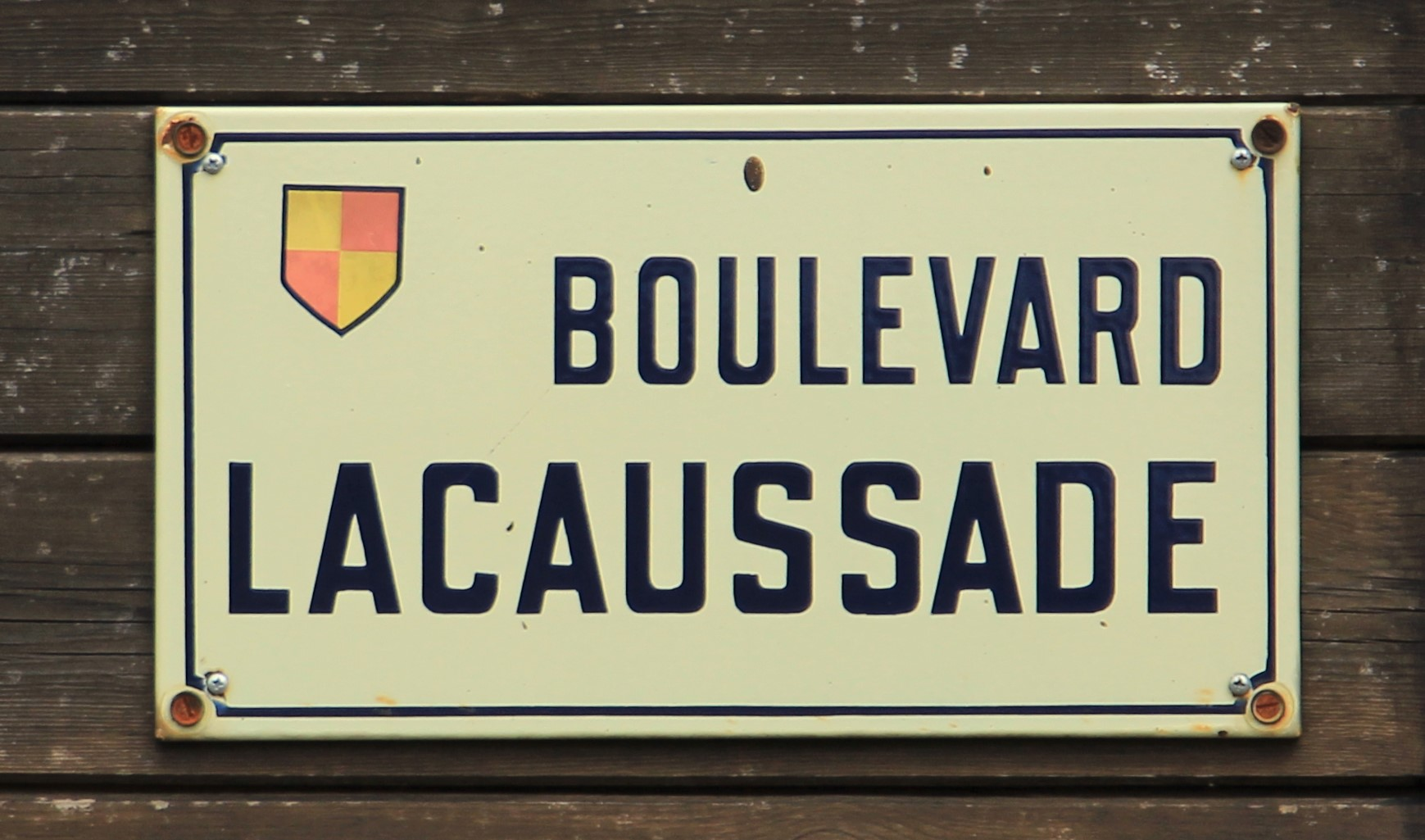

### Pierre-Bonnard (rue)

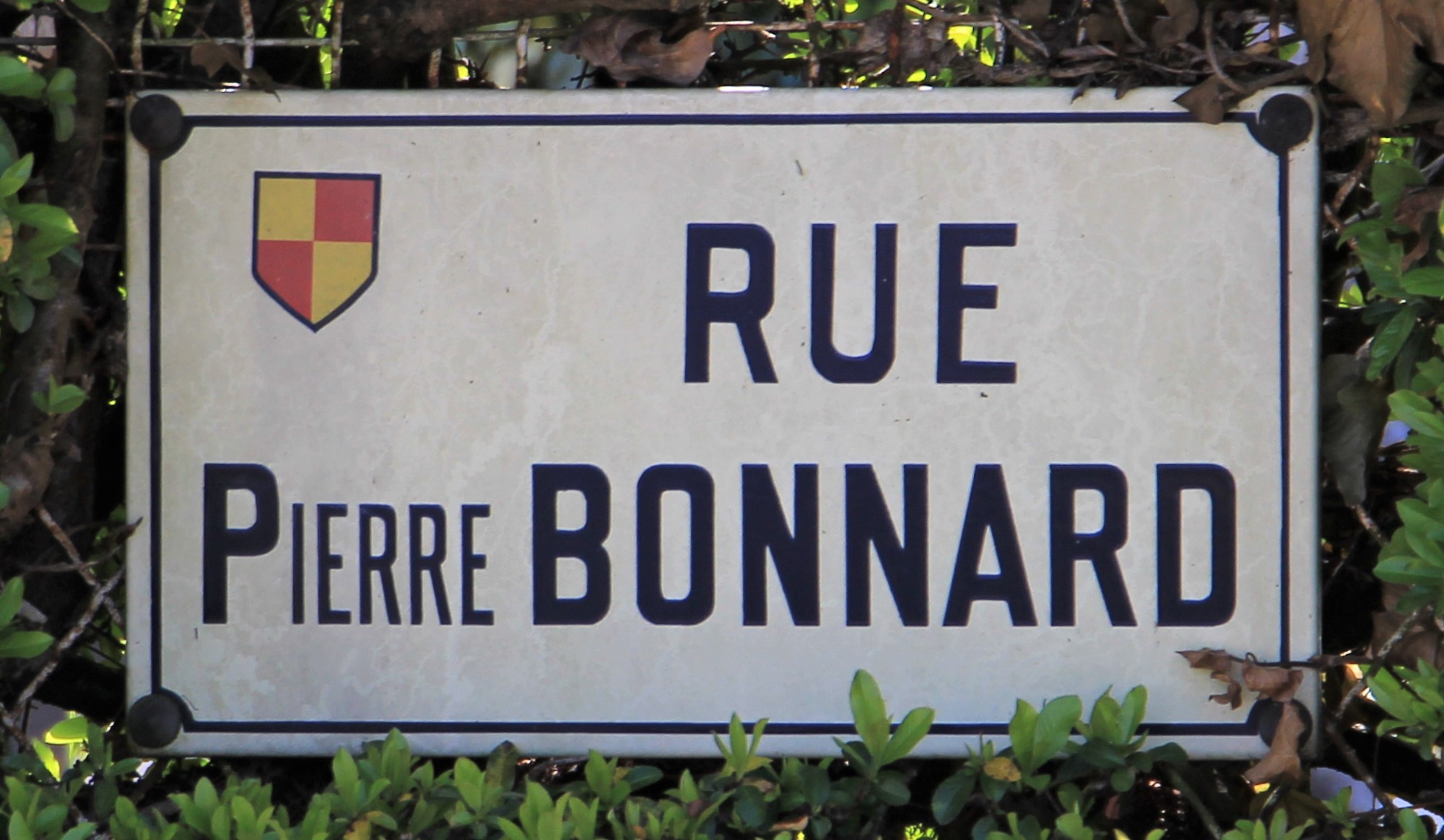

### Tamaris (rue des)

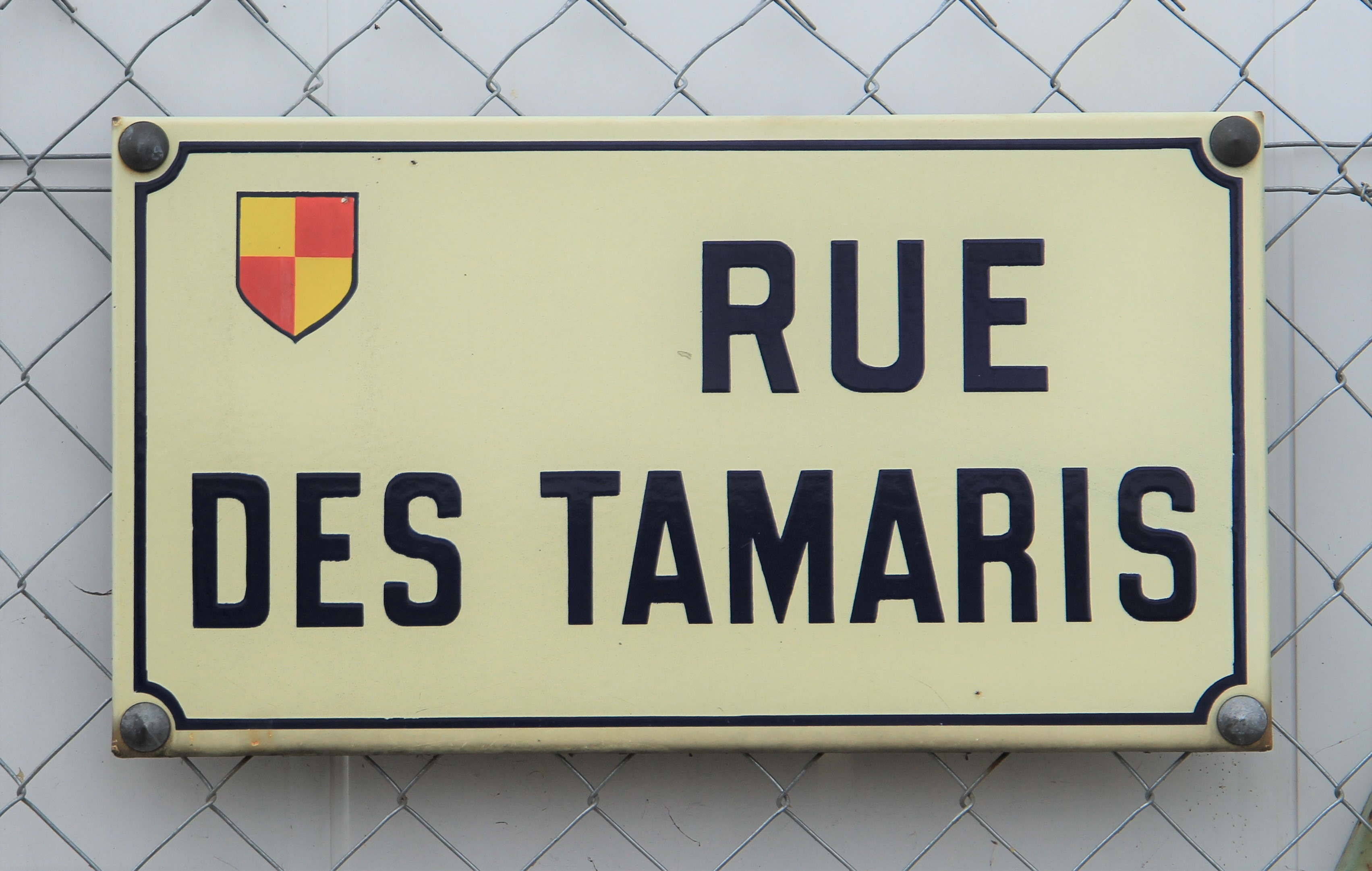

### Tanneurs (impasse des)

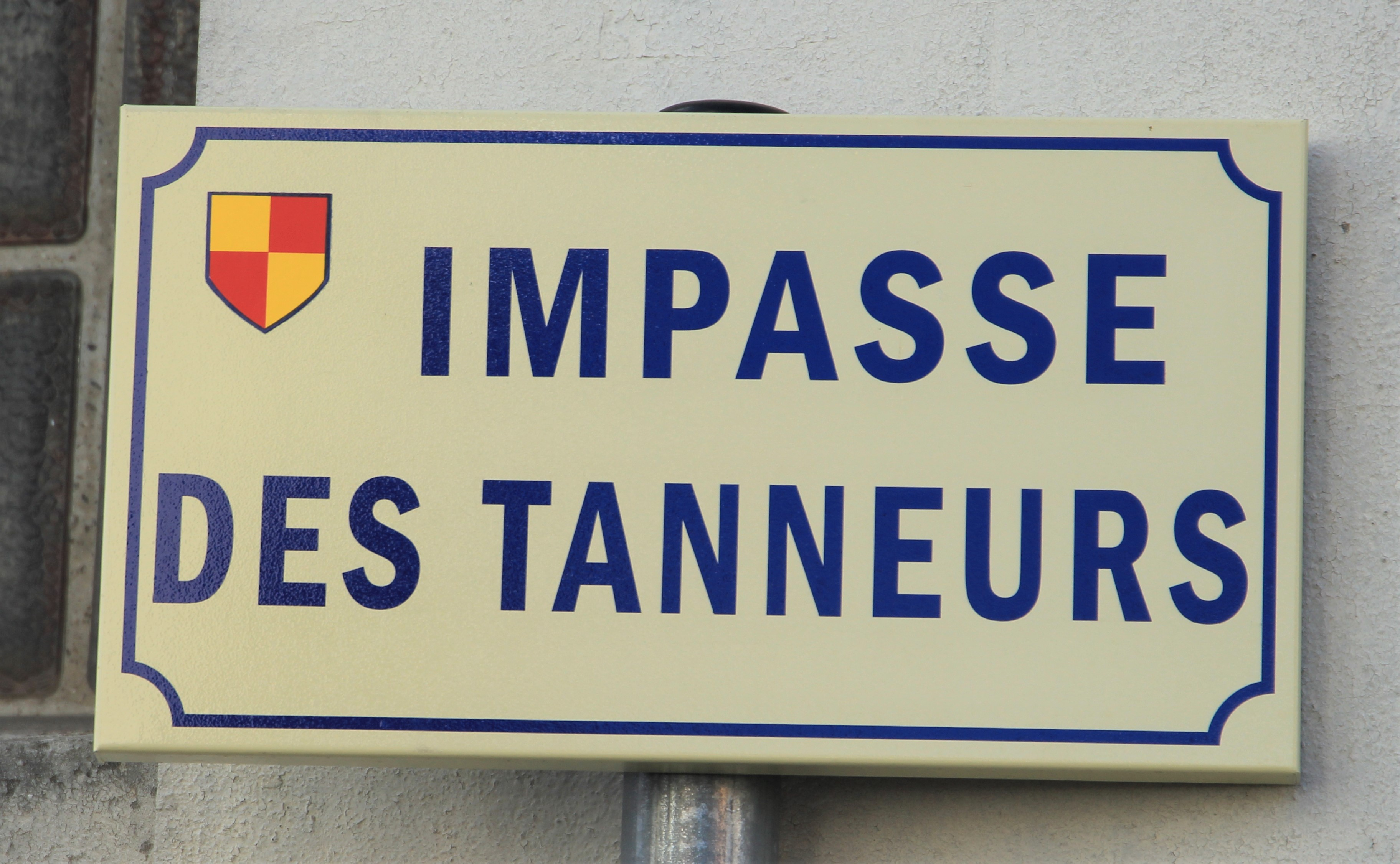

### Terrain-de-Manoeuvres (chemin du)

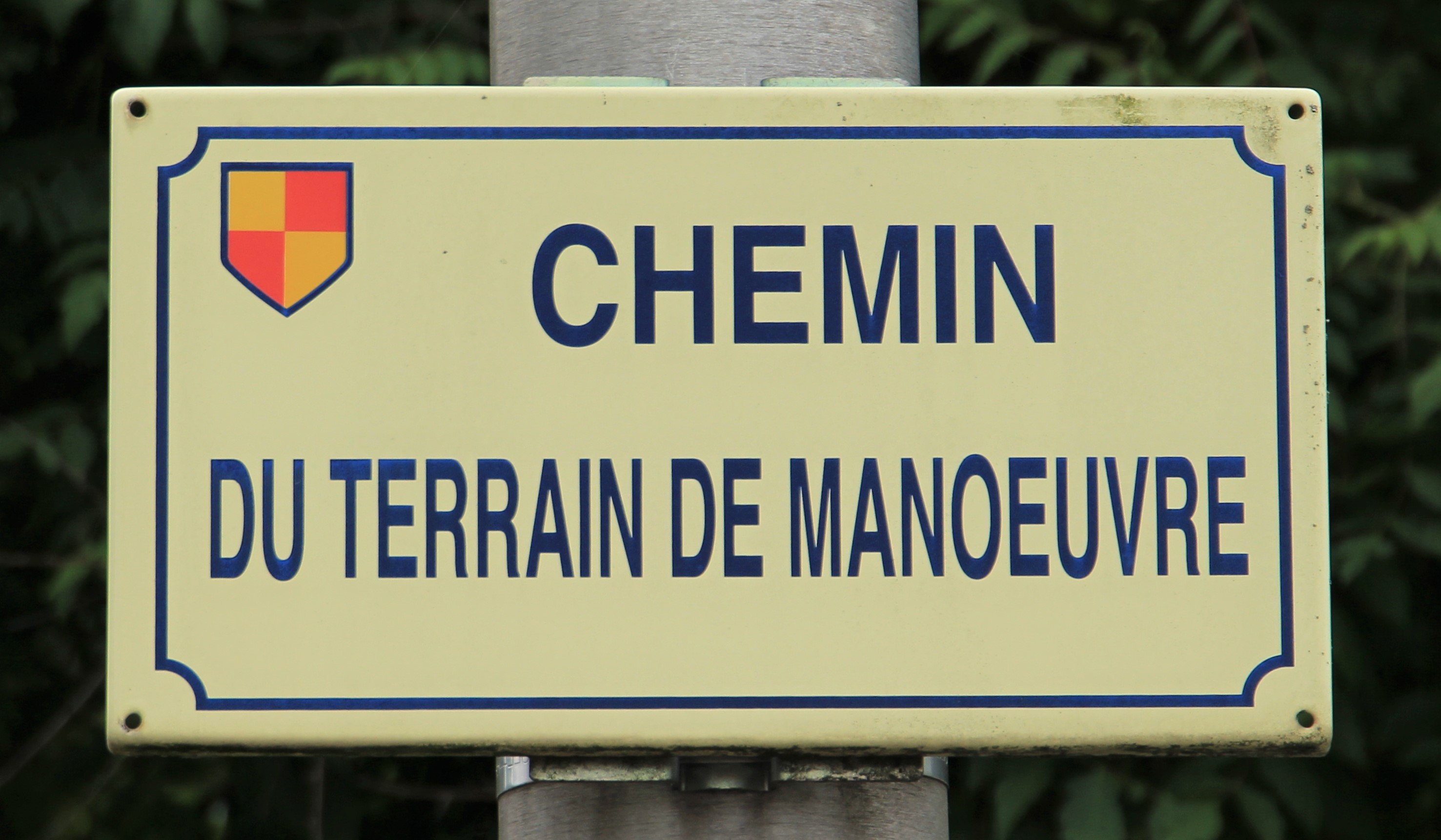

### Vignemale (rue du)

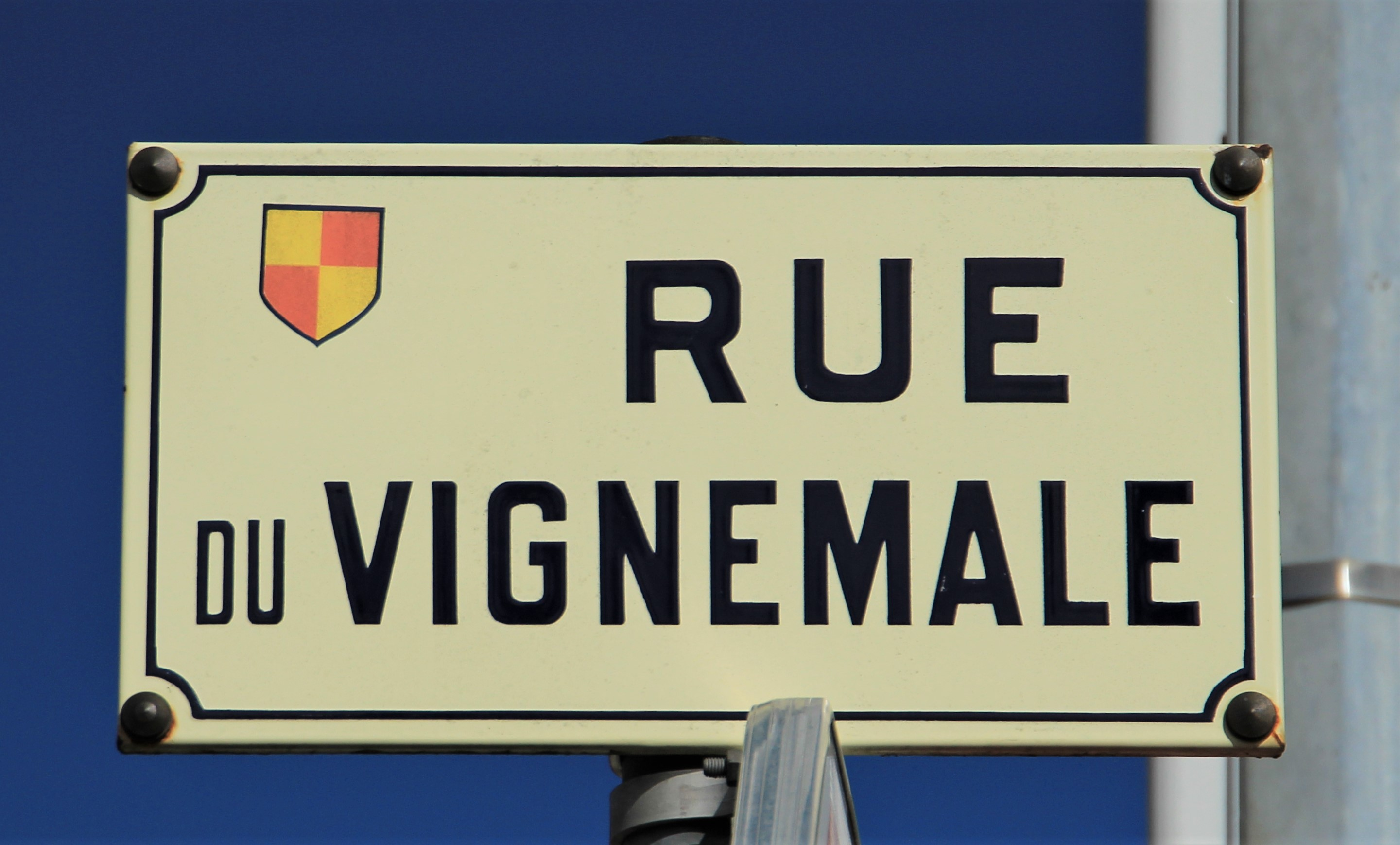

### Vignes (impasse)

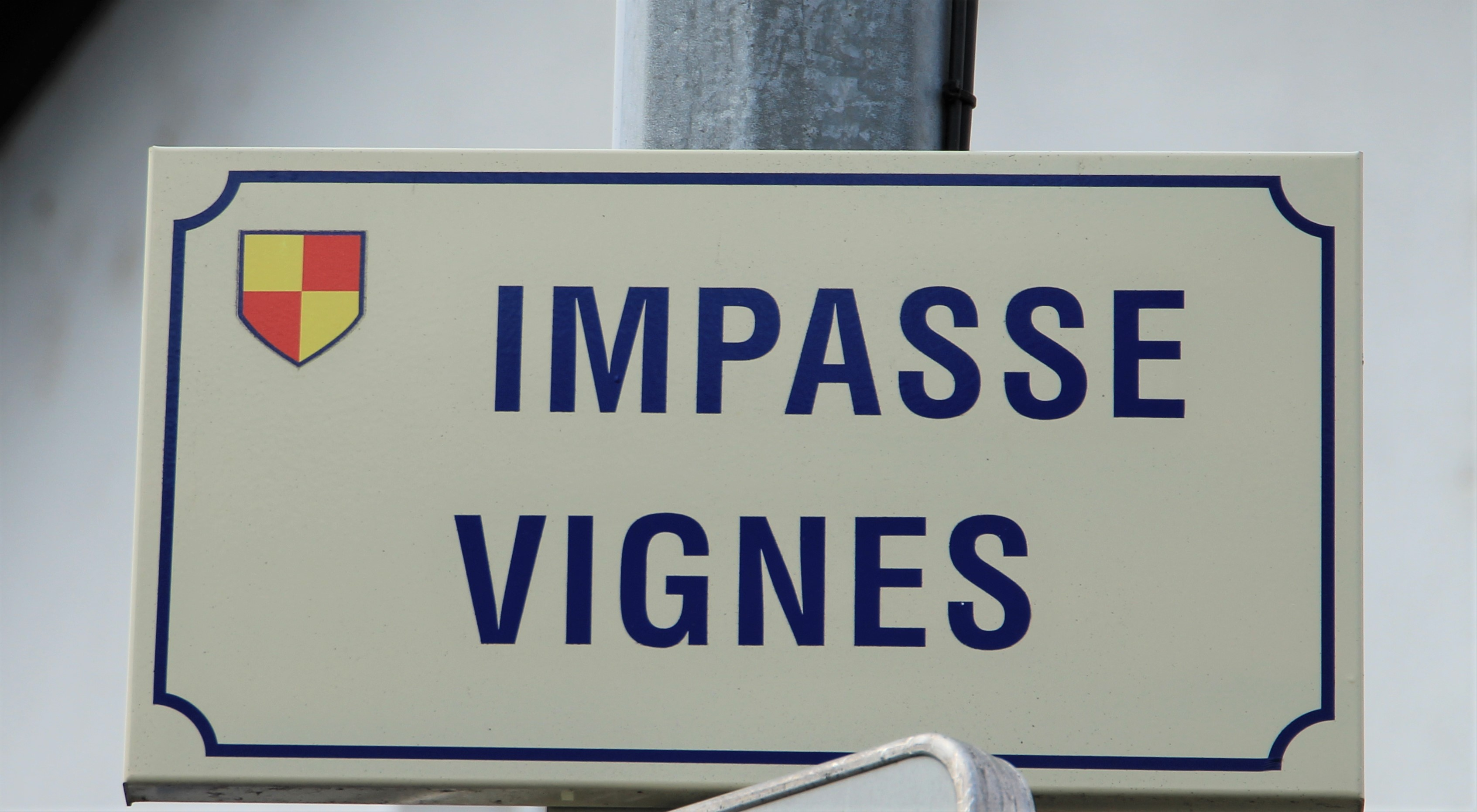

### Vignes (rue)

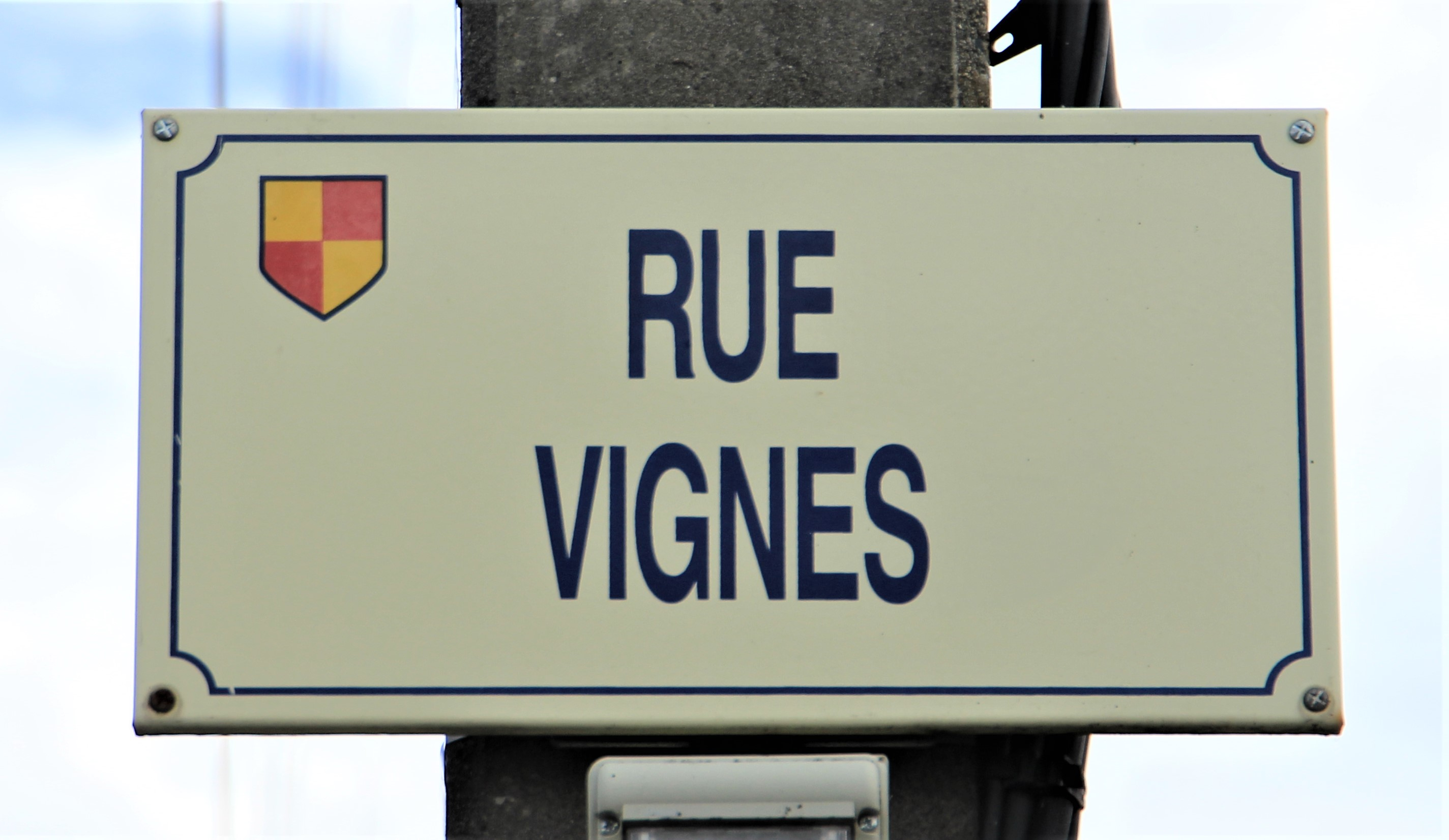

### Vives (impasse)

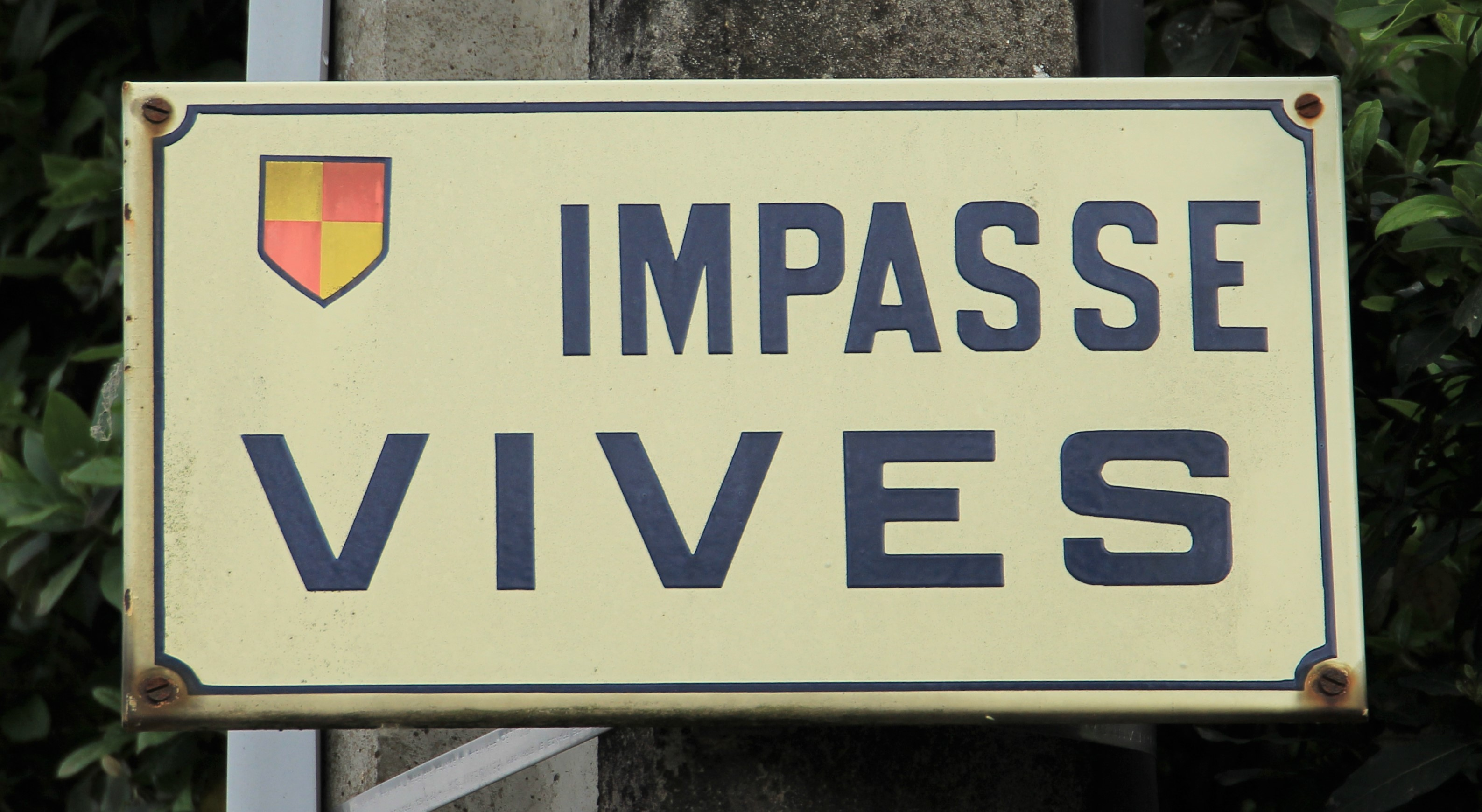

### Adrienne-Bolland (rue)
La municipalité rend hommage à l'une aviatrice et la résistante Adrienne Bolland (1895-1975).

### Alaric (impasse de l')
Qui fait référence à la géographie des Hautes-Pyrénées, le ruisseau du canal d'Alaric.

### Albert-Roussel (rue)
La municipalité rend hommage au compositeur Albert Roussel (1869-1937).

### Alexandre-Dumas (rue)
La municipalité rend hommage à l'écrivain Alexandre Dumas (1802-1870).

### Alexandre-Fleming (rue)

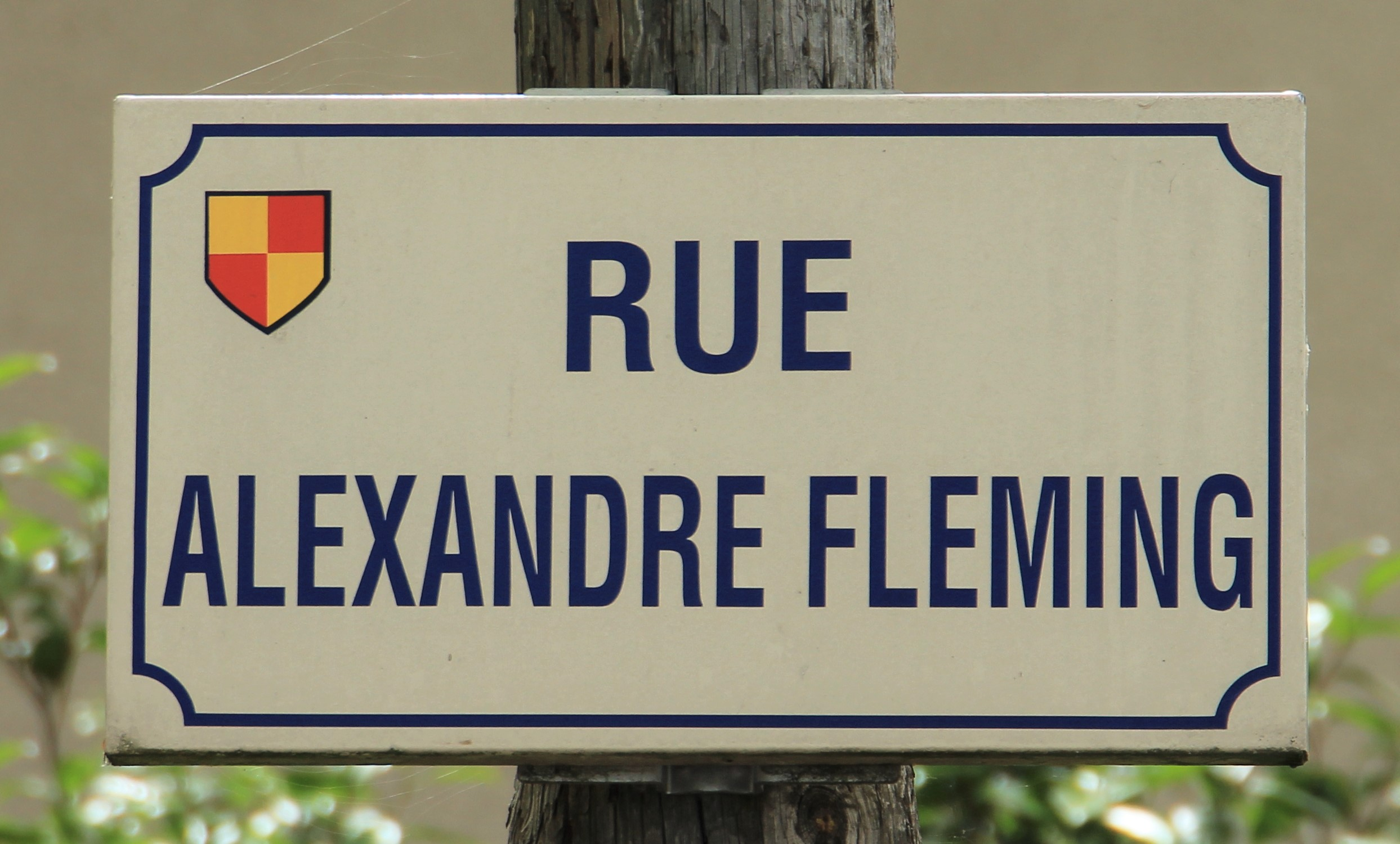

La municipalité rend hommage au biologiste Alexander Fleming (1881-1955).

### Alfred-Kastler (rue)
La municipalité rend hommage au physicien Alfred Kastler (18-19).

### Alfred-Roland (rue)
La municipalité rend hommage au compositeur Alfred Roland (1797-1874).

### Alfred-de-Vigny (impasse)
La municipalité rend hommage à Alfred de Vigny ou comte de Vigny, est un écrivain, romancier, dramaturge et poète français.

### Alphonse-Allais (rue)

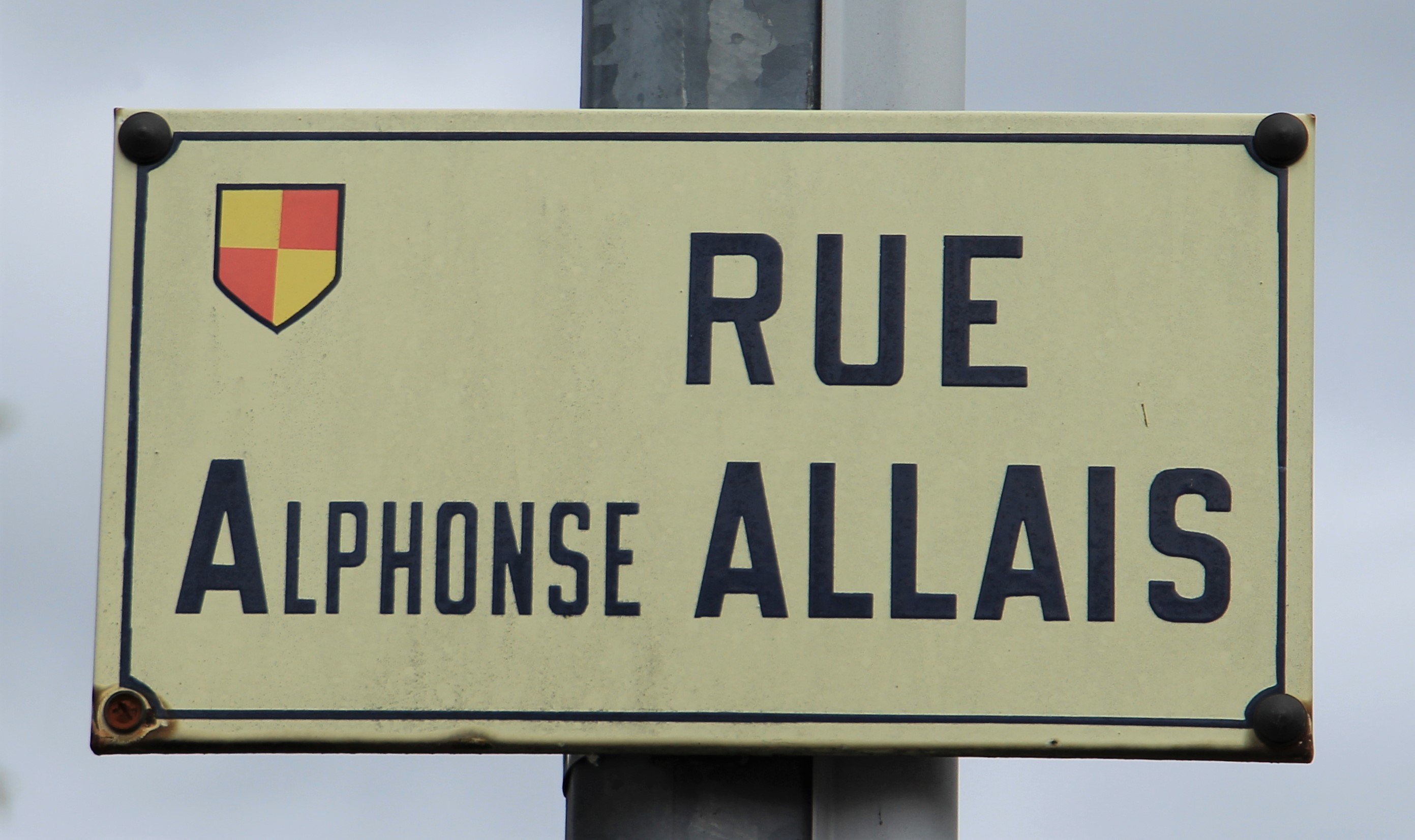

La municipalité rend hommage au journaliste Alphonse Allais (1854-1905).

### Alphonse-Daudet (rue)
La municipalité rend hommage à l'écrivain Alphonse Daudet (1840-1897).

### Alphonse-Meillon (rue)

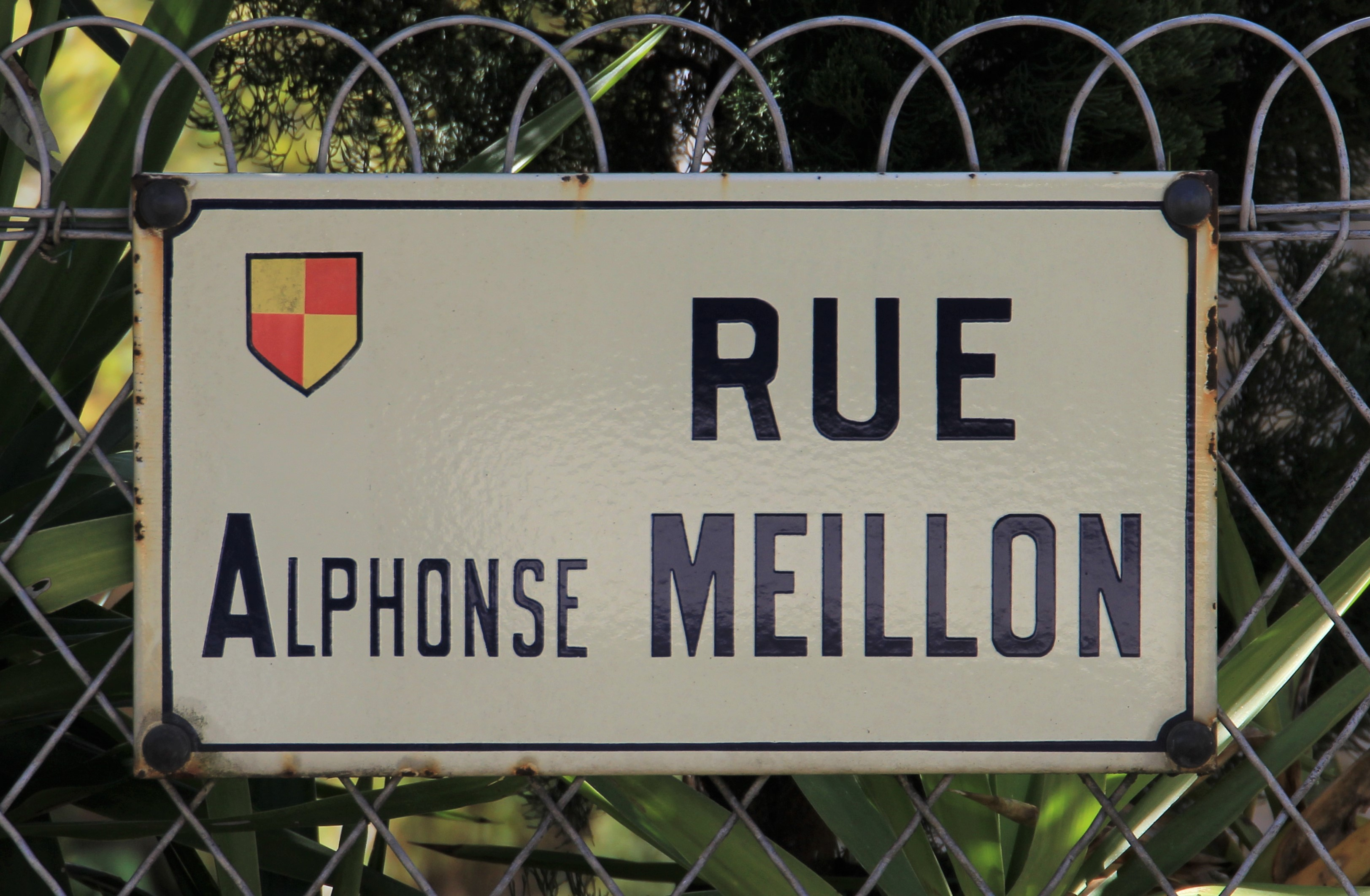

La municipalité rend hommage au pyrénéiste Alphonse Meillon (1862-1933), natif des Hautes-Pyrénées, qui a donné son nom à un sommet des Hautes-Pyrénées ; (le pic Alphonse Meillon) et à un lac ; (le lac Meillon).

### Alsace-Lorraine (avenue)

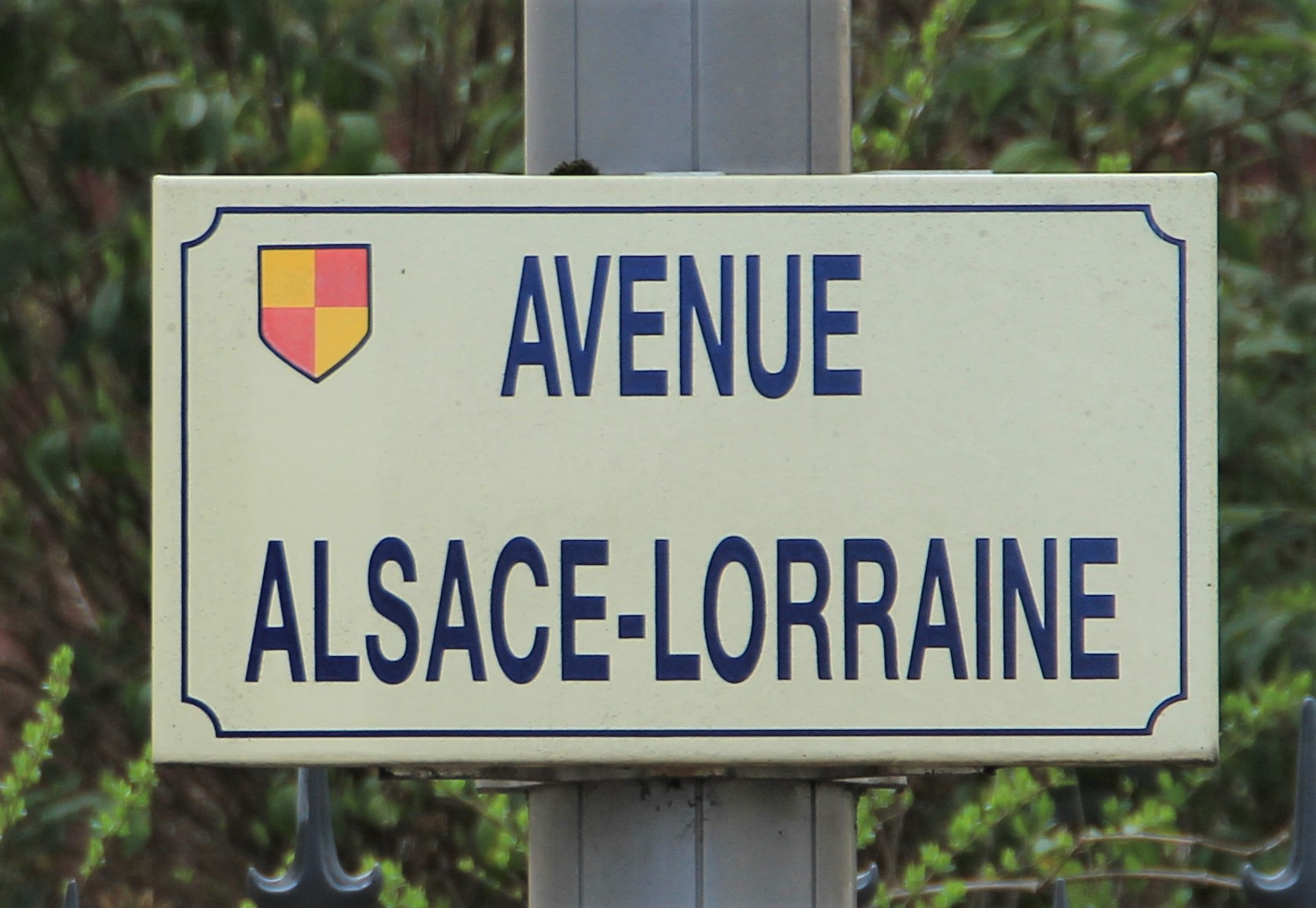

Qui fait référence à une division territoriale de la France, l'Alsace-Lorraine, on y trouve l'église Saint-Antoine.

### Courlis (rue du)

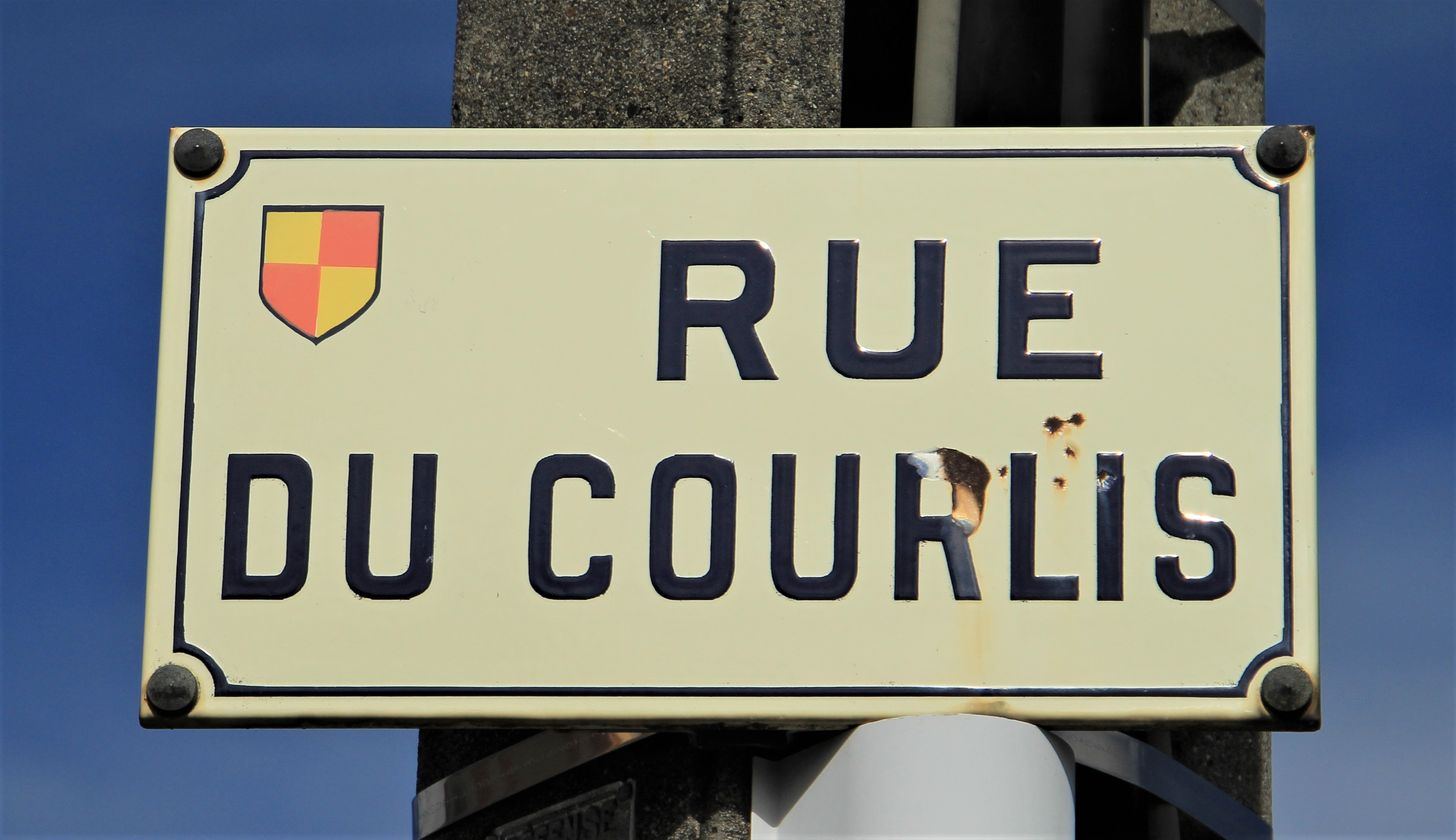

### Dauriac (rue)

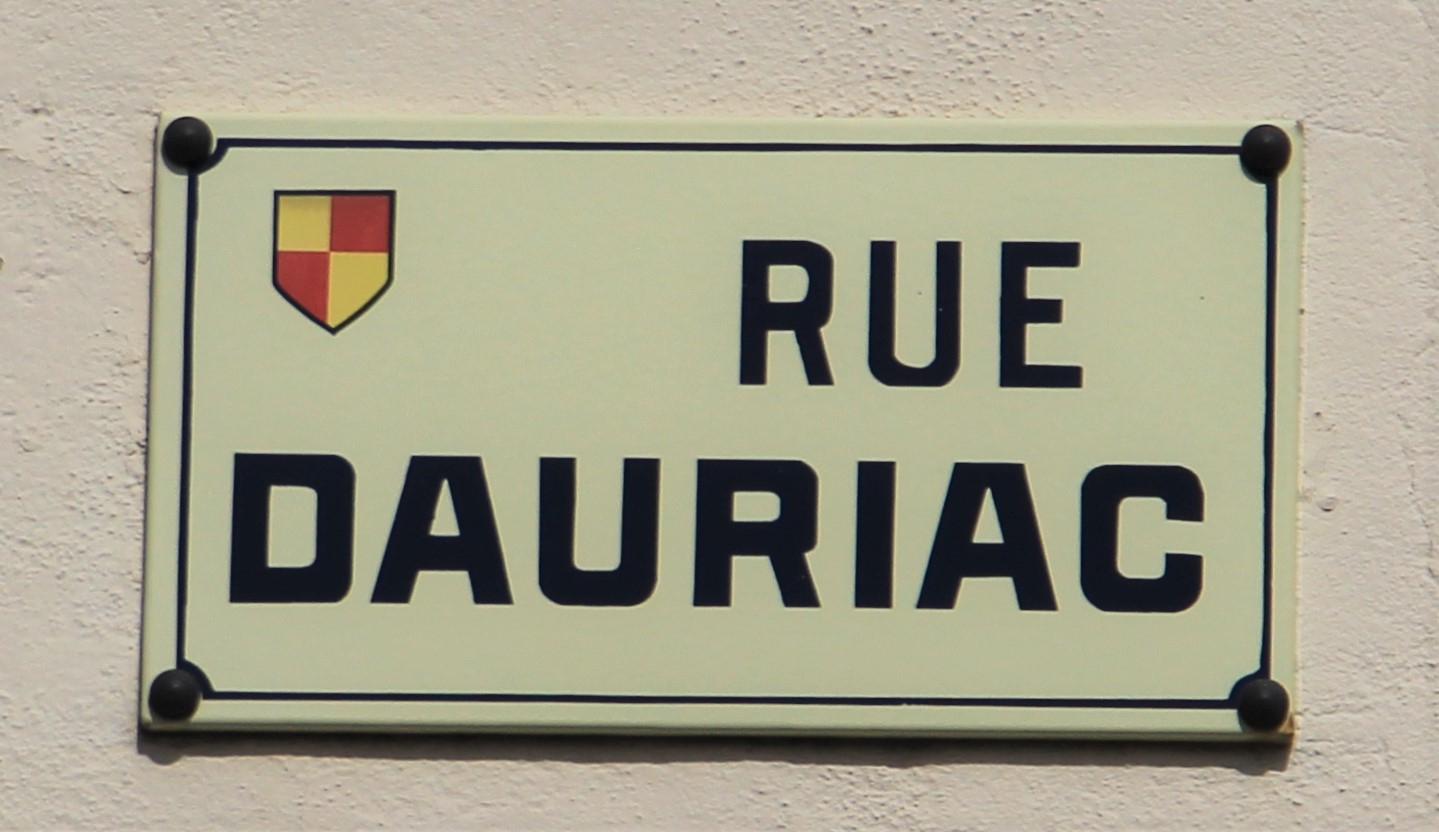

### Florian (rue)

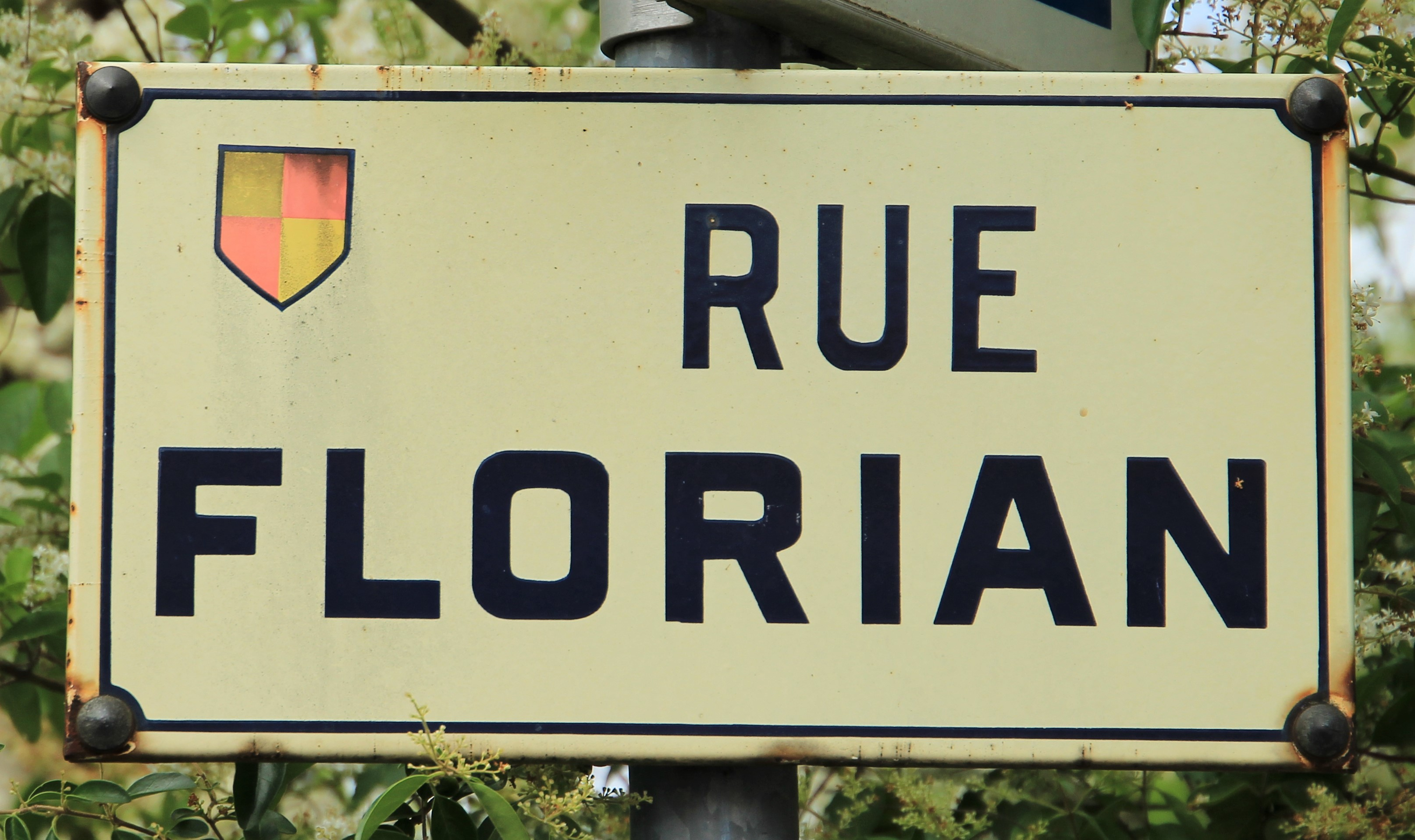

### Foirail (place du)

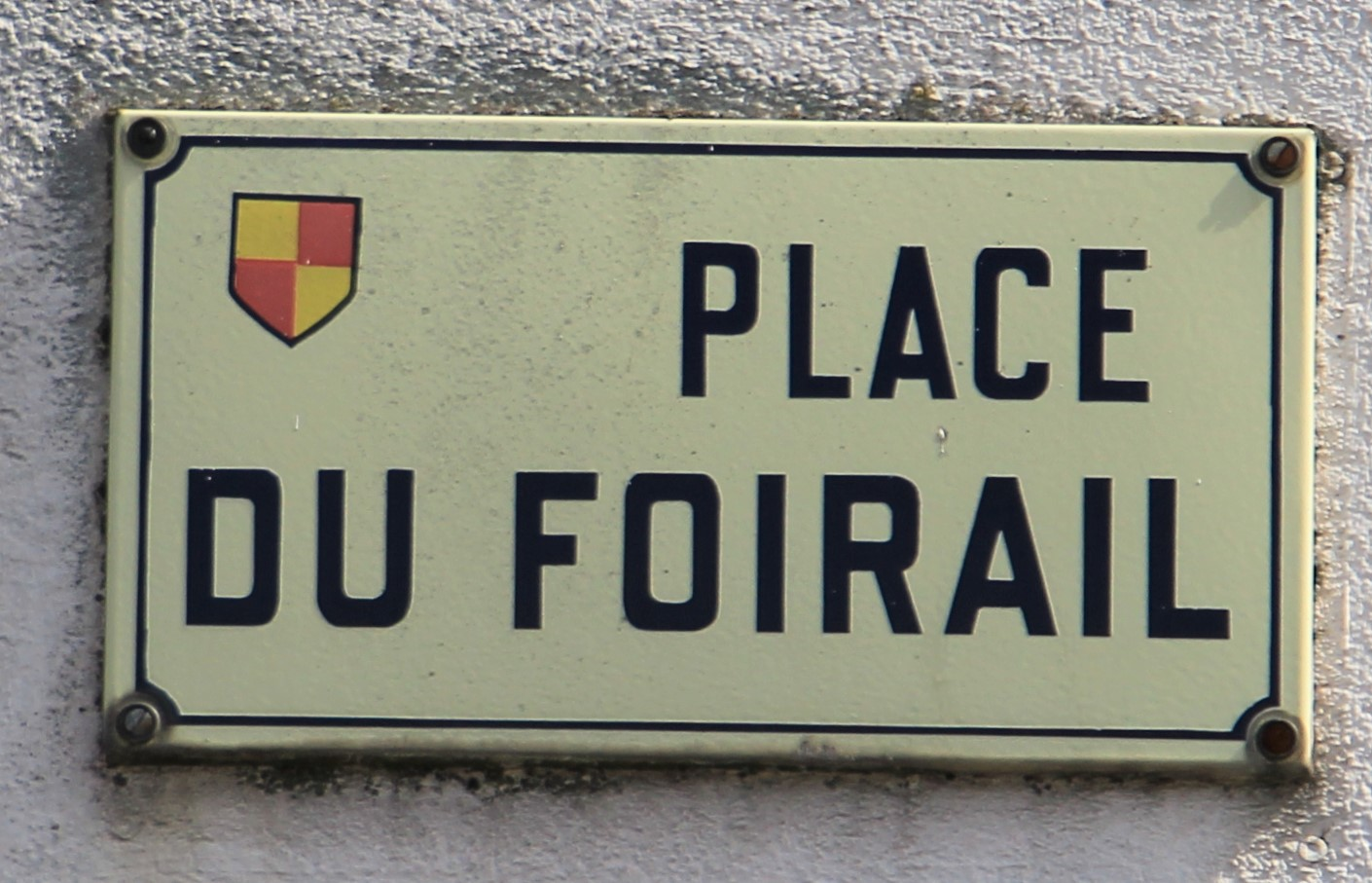

### Hameau-de-l'Echez (rue du)

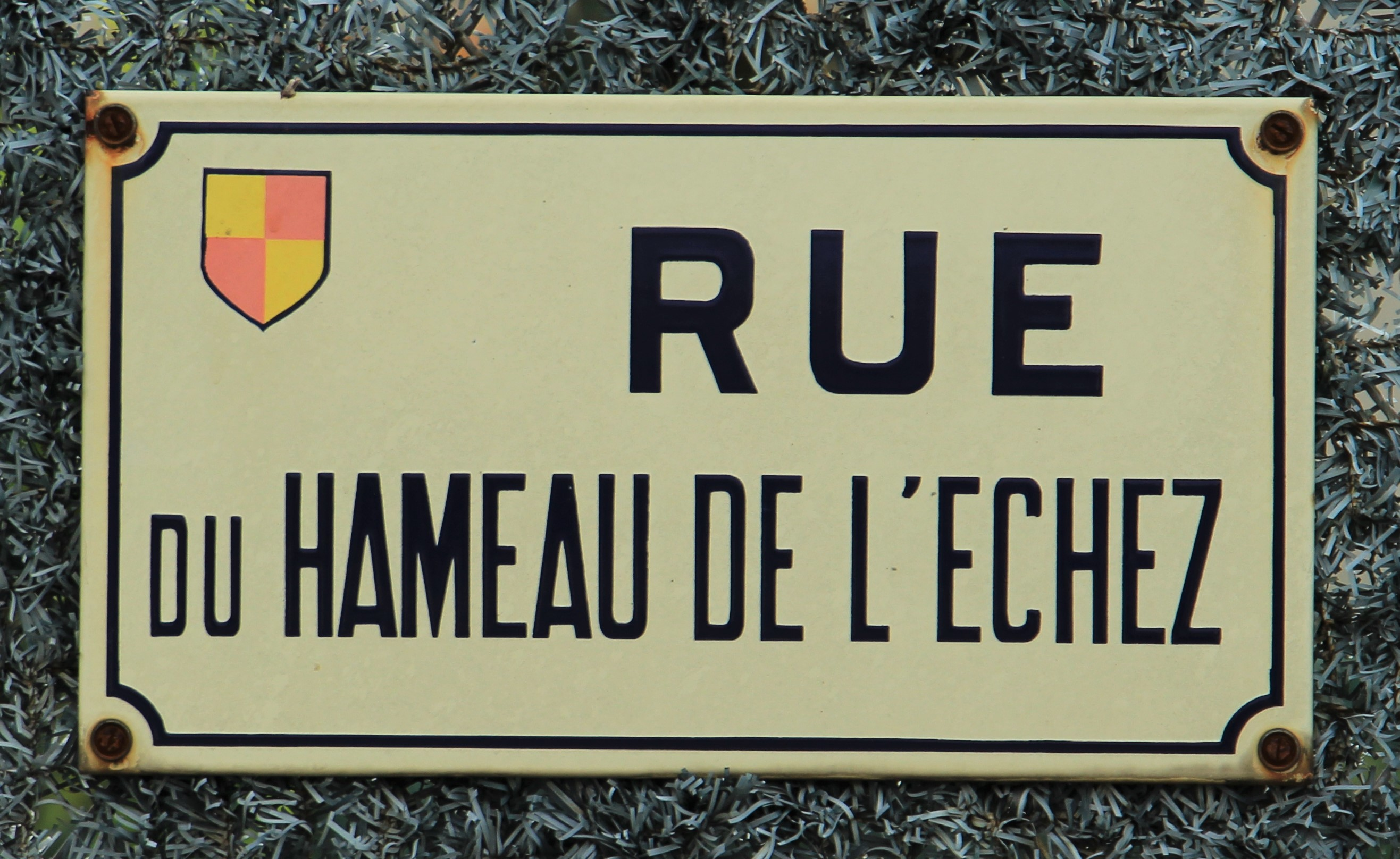

### Perseigna (rue de)

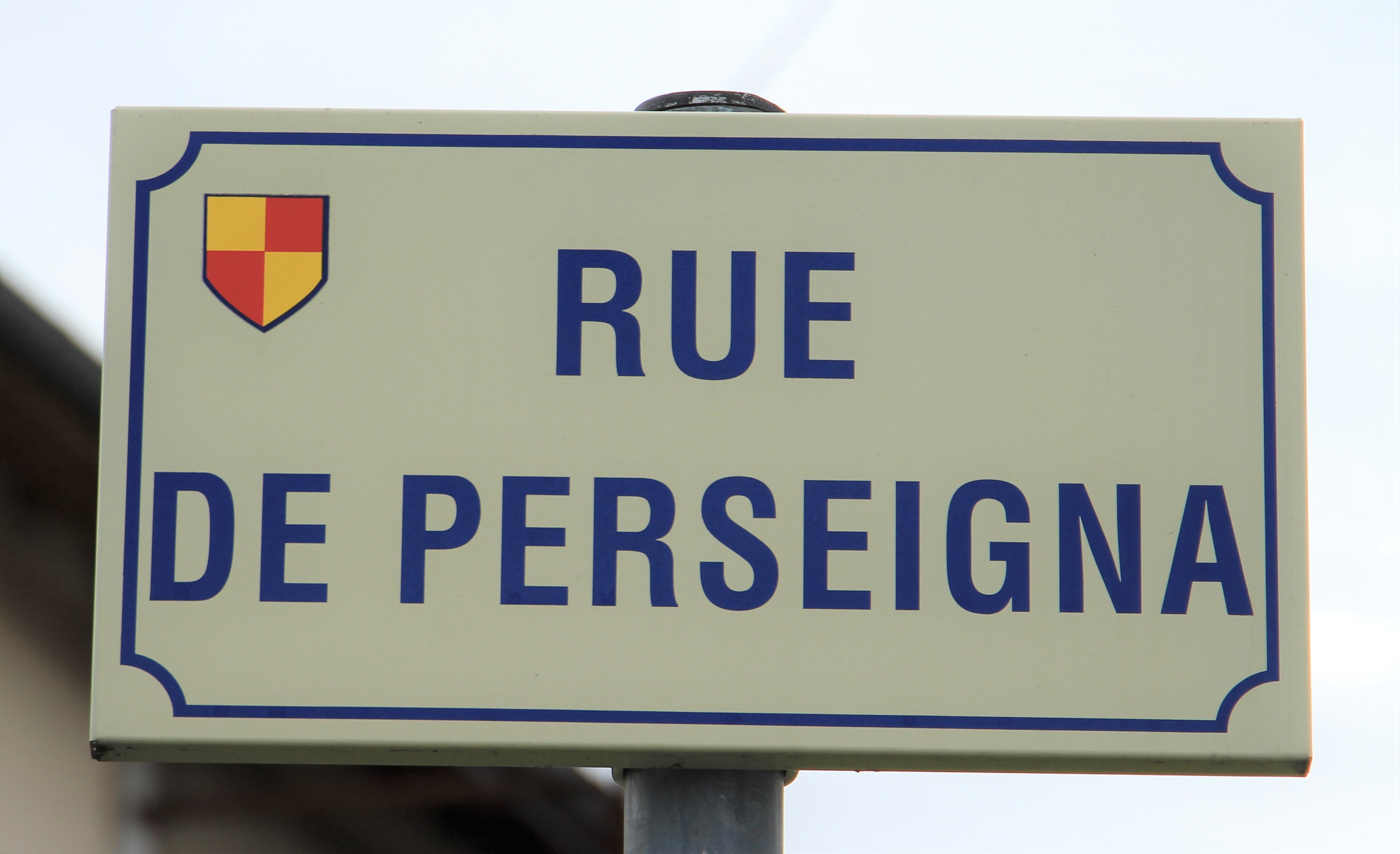

### Perthuis (impasse du)

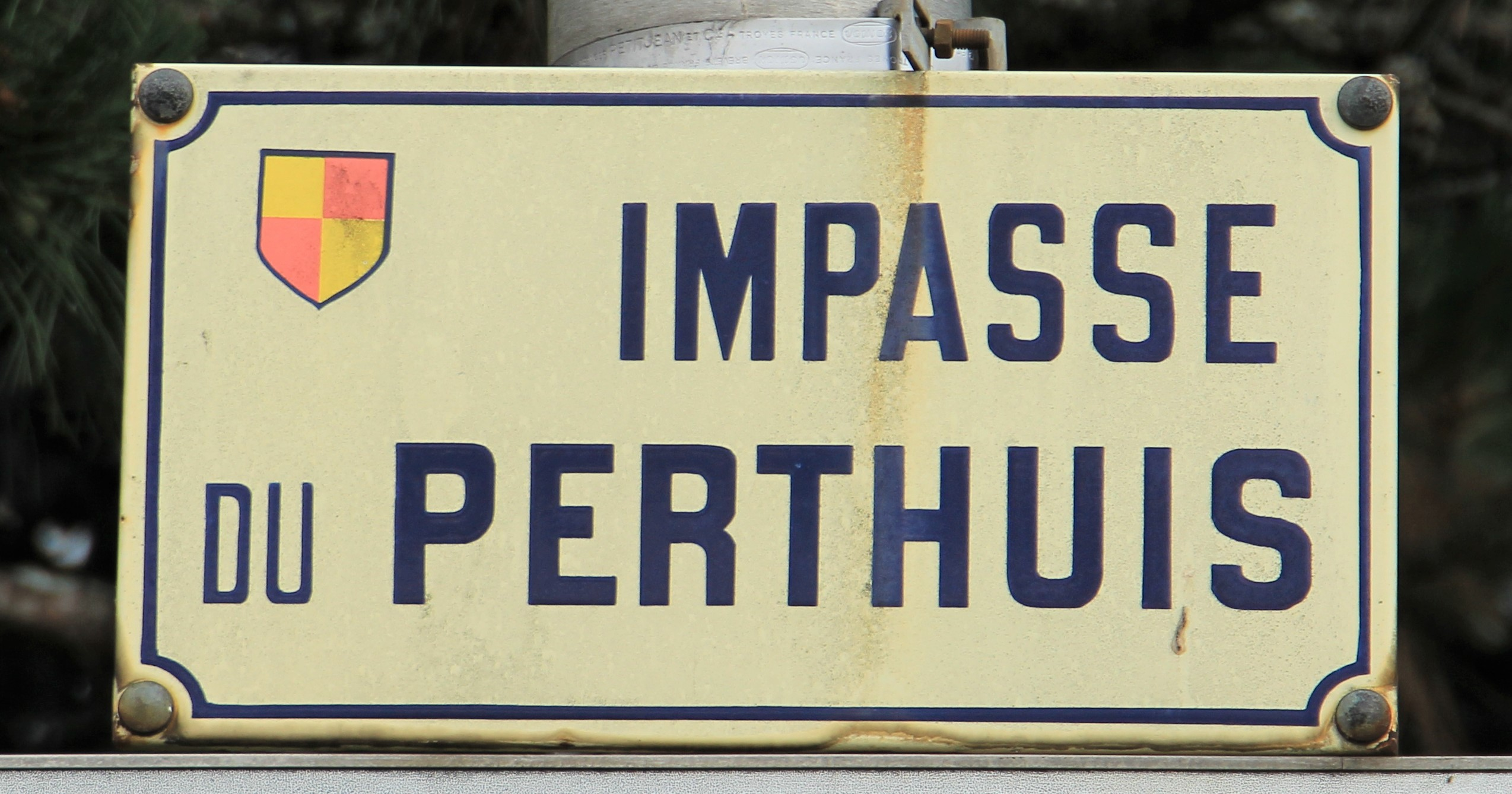

### Saint-Antoine (place)

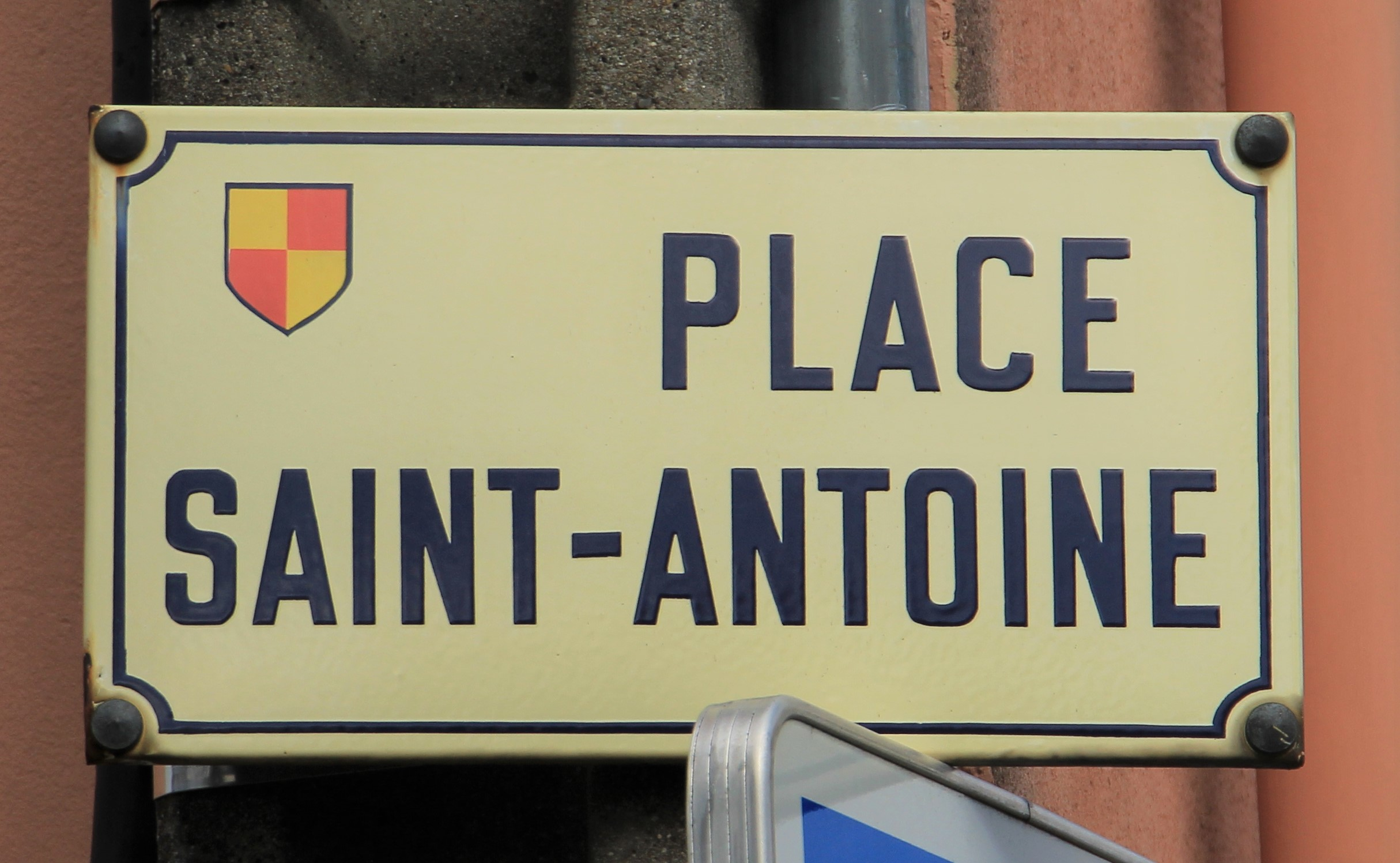

### Traynès (rue de)

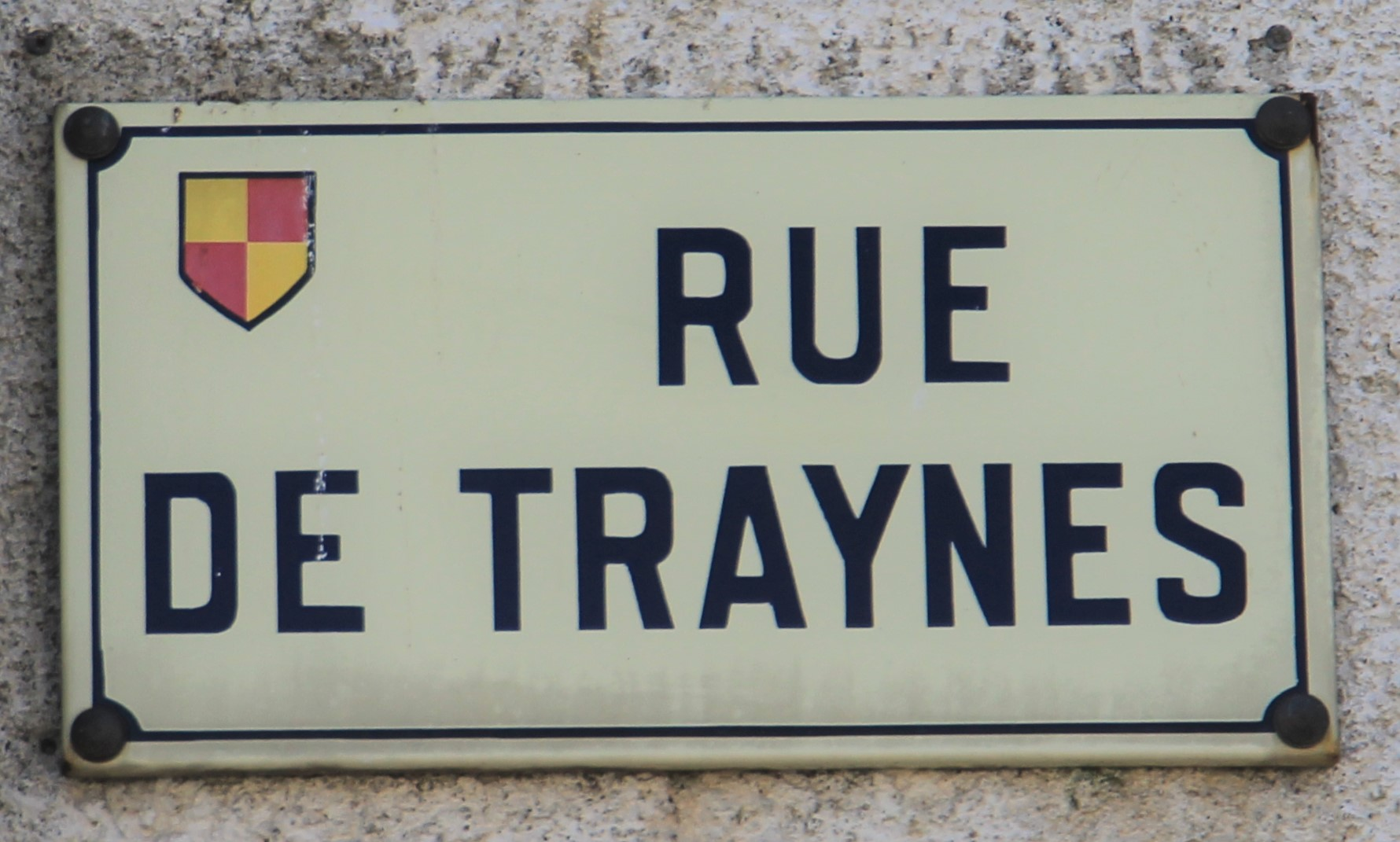

### Altenkirchen (avenue d')

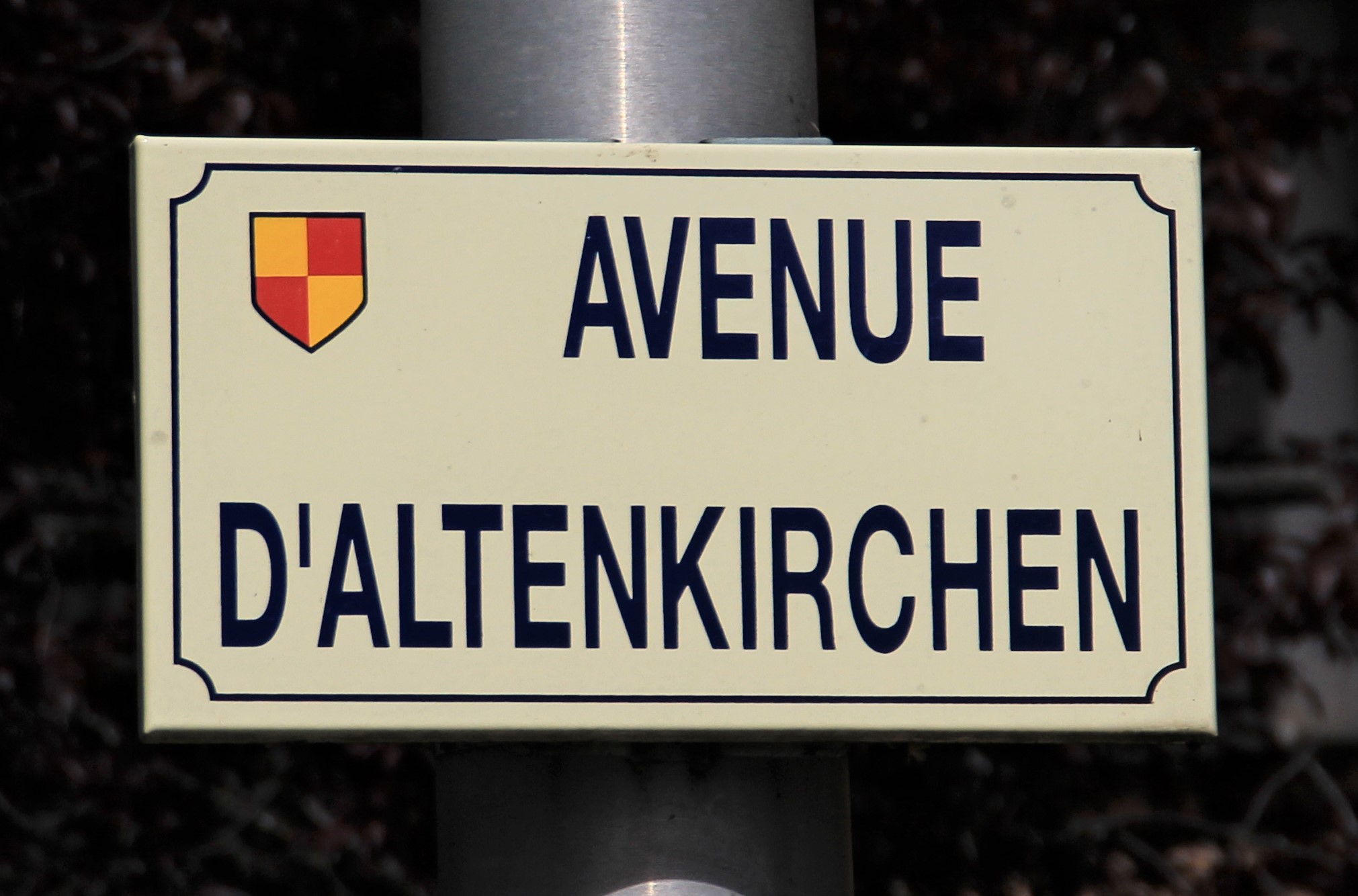

Qui fait référence à Altenkirchen, ville jumelée avec la ville de Tarbes. On y trouve l'entrée est du parc Bel-Air.

### Ambroise-Paré (impasse)
La municipalité rend hommage au chirurgien Ambroise Paré (1509-1590).

### Amiral-Courbet (rue)
La municipalité rend hommage à l'amiral Amédée Courbet (1827-1885).

### Ampère (impasse)
La municipalité rend hommage au physicien André-Marie Ampère (1775-1836).

### Anatole-France (place)

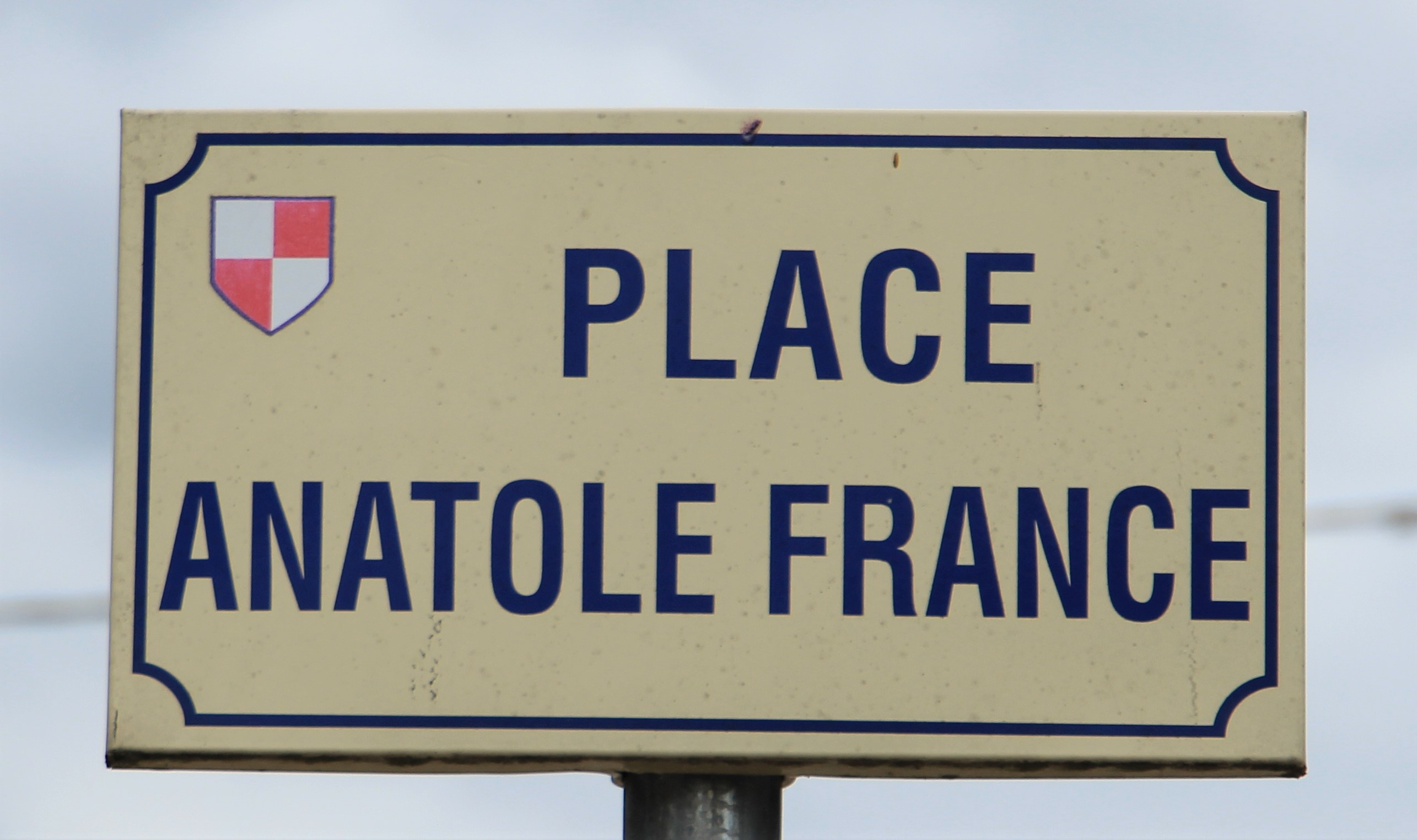

La municipalité rend hommage à l'écrivain Anatole France (1844-1924).

### Andie-Mayer (rue)

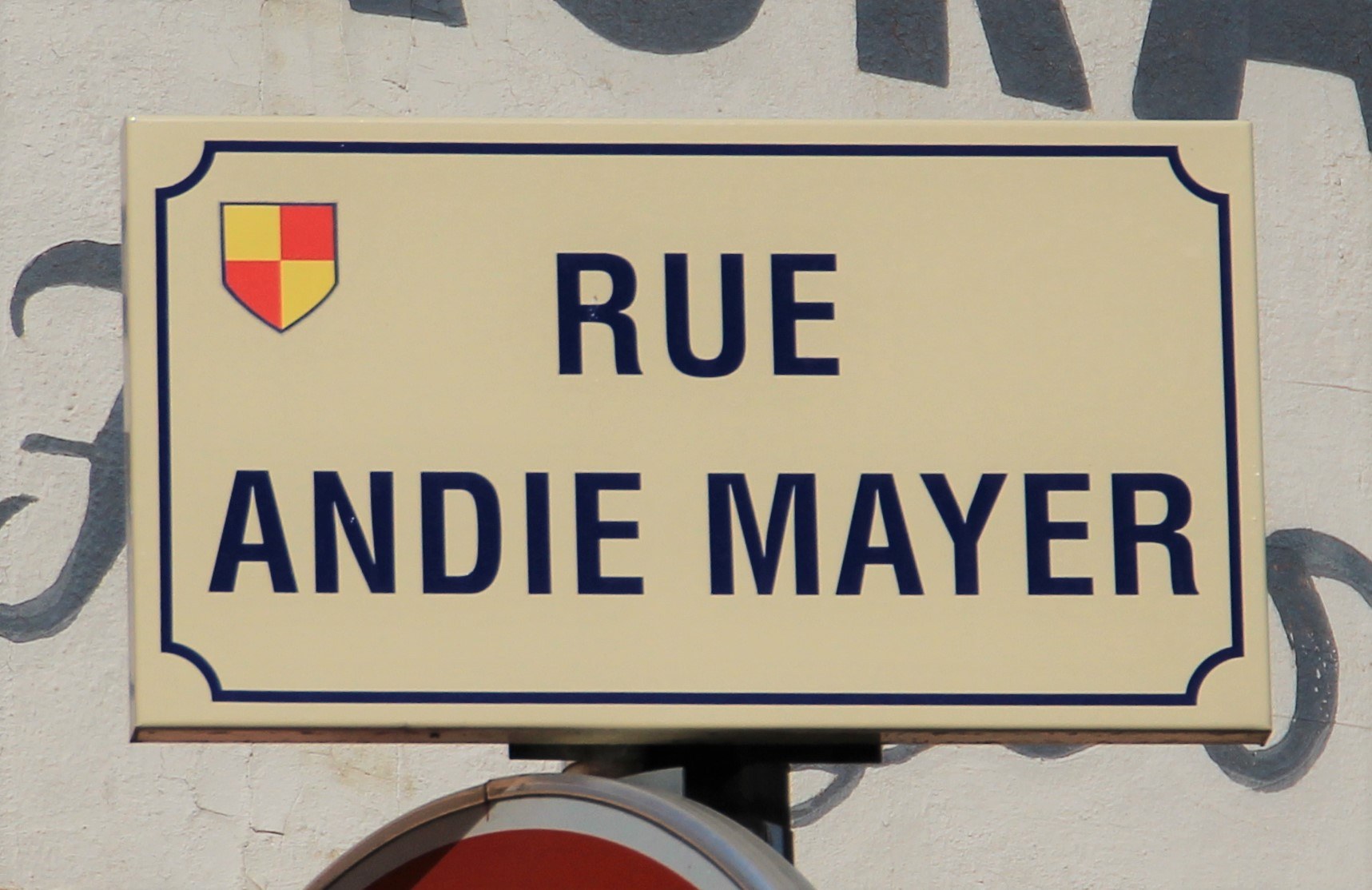

La rue se nommait anciennement : carrèra nava  qui signifie la rue neuve, bâtie à la fin du XVIIIe siècle.

### André-Fourcade (rue)

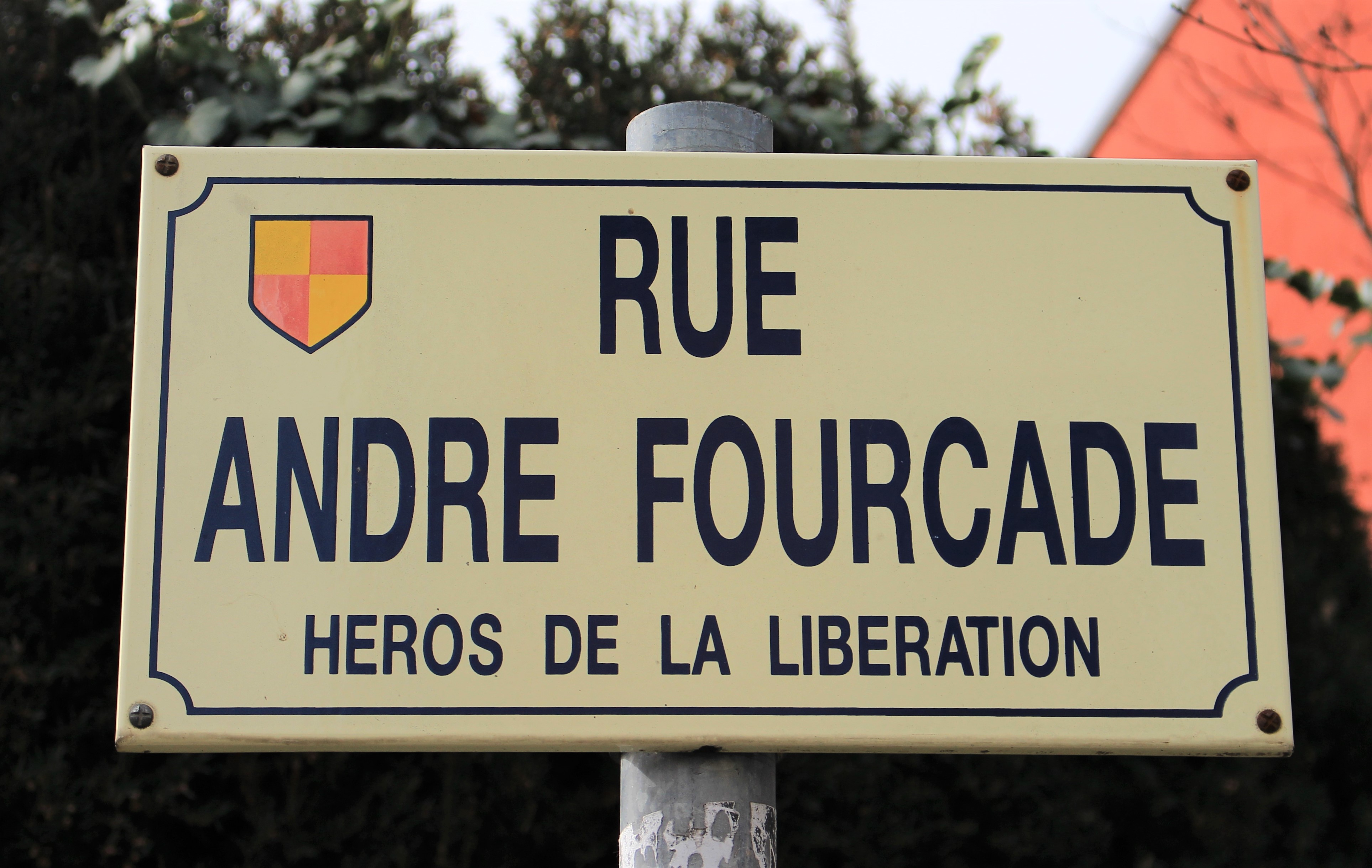

La municipalité rend hommage à André Fourcade héros de la Libération. La rue longe le jardin Massey en partie est.

### André-Guerlin (place)

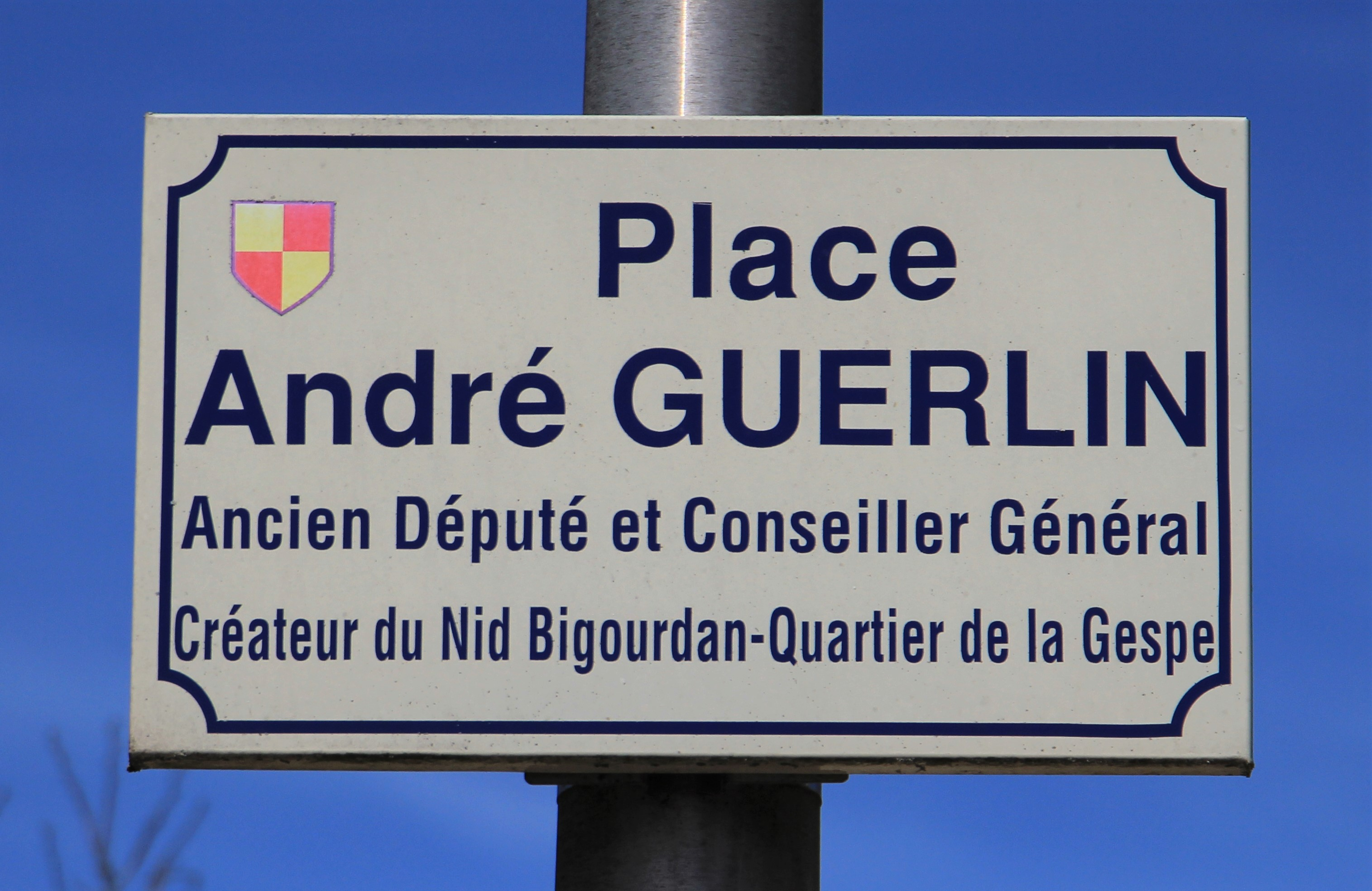

La municipalité rend hommage à l'homme politique André Guerlin (1911-1998), décédé à Tarbes.

### André-Malraux (rue)
La municipalité rend hommage à l'écrivain et à l'homme politique André Malraux (1901-1976).

### Anselme-Frogé (rue)

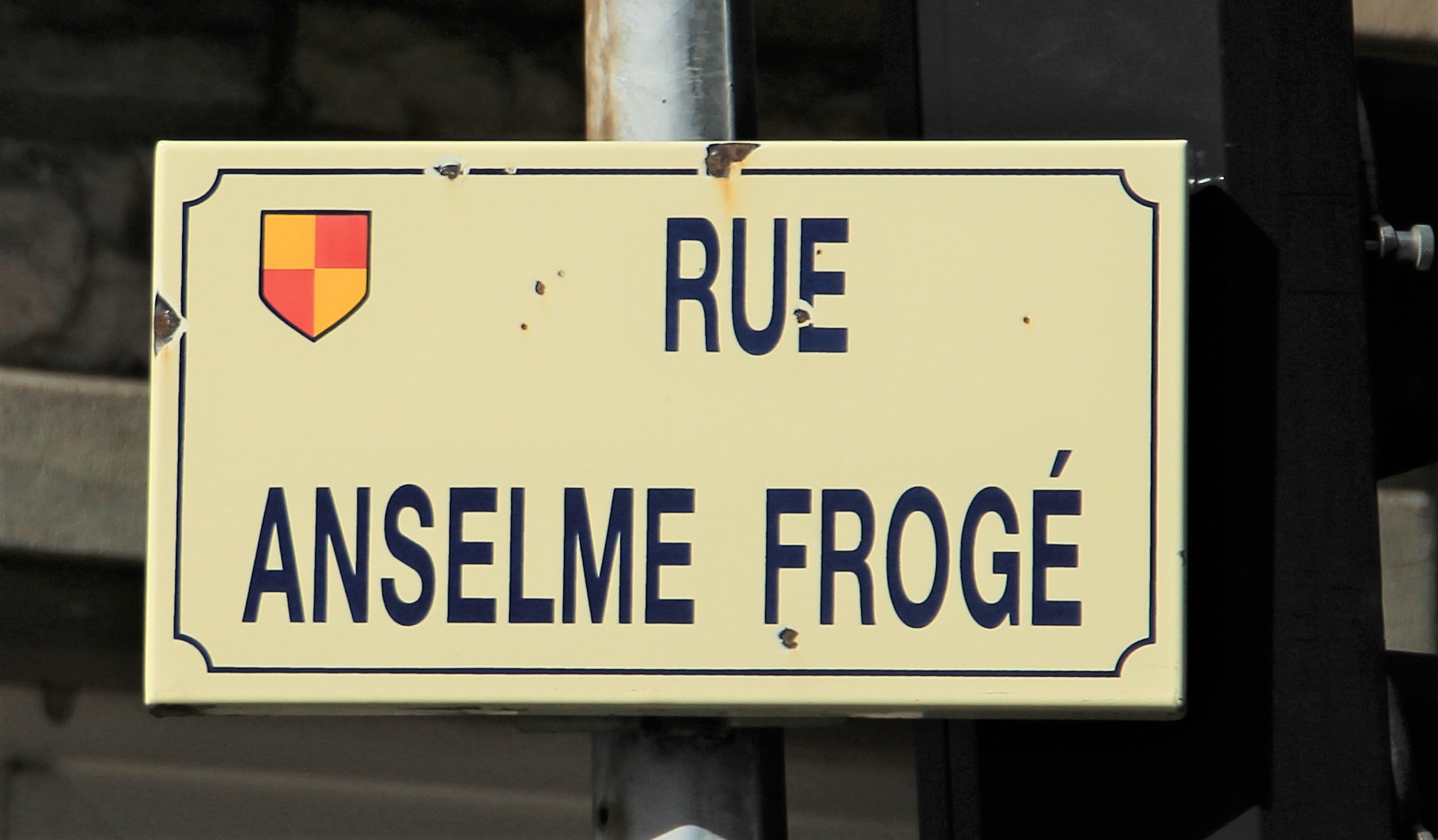

La municipalité rend hommage à Anselme Frogé, ancien maire intérimaire de Tarbes de 1879 à 1879.

### Antoine-de-Saint-Exupéry (avenue)

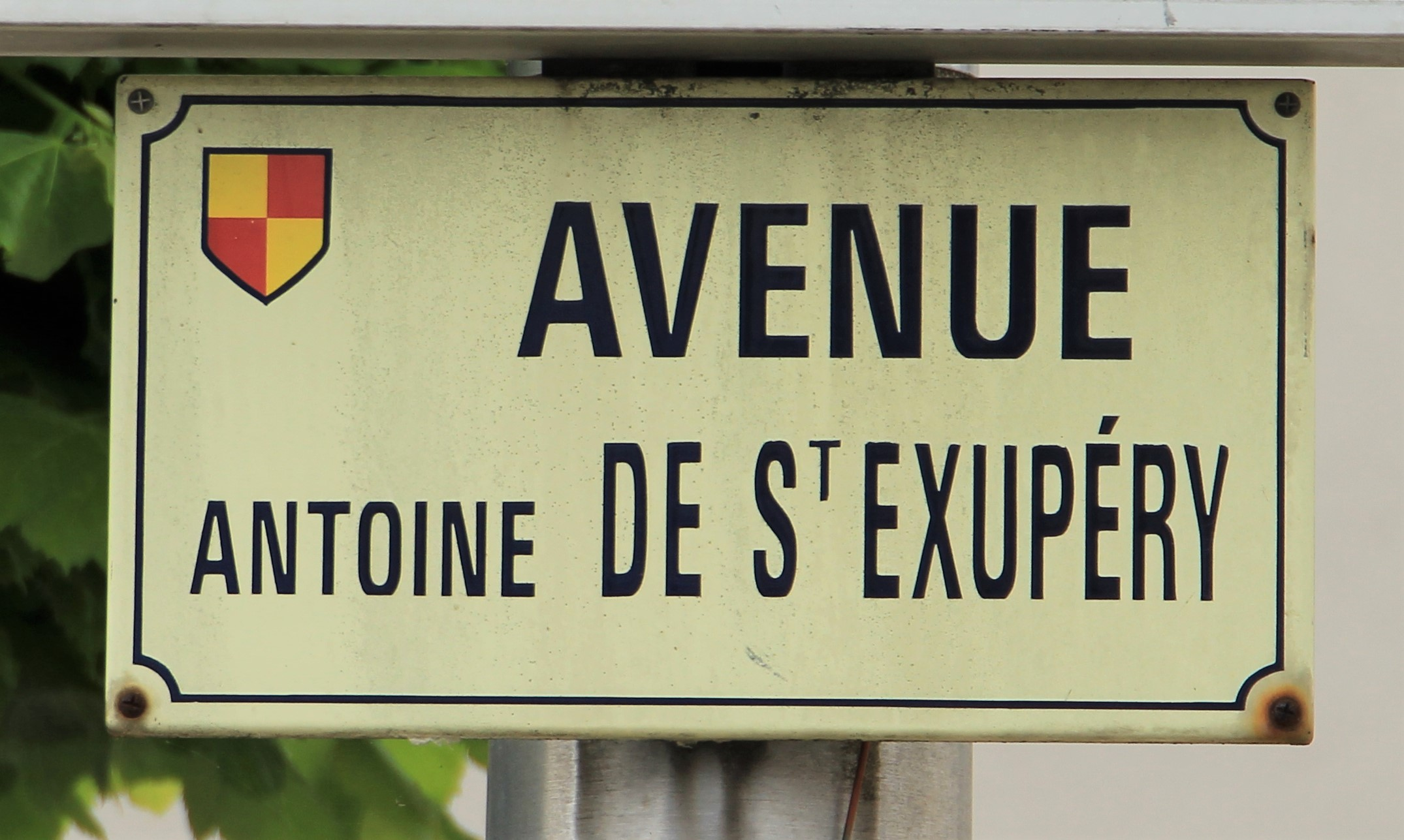

La municipalité rend hommage à l'écrivain et à l'aviateur Antoine de Saint-Exupéry (1900-1944), elle coupe le quartier de Laubadère dans le sens ouest-est.

### Arago (rue)

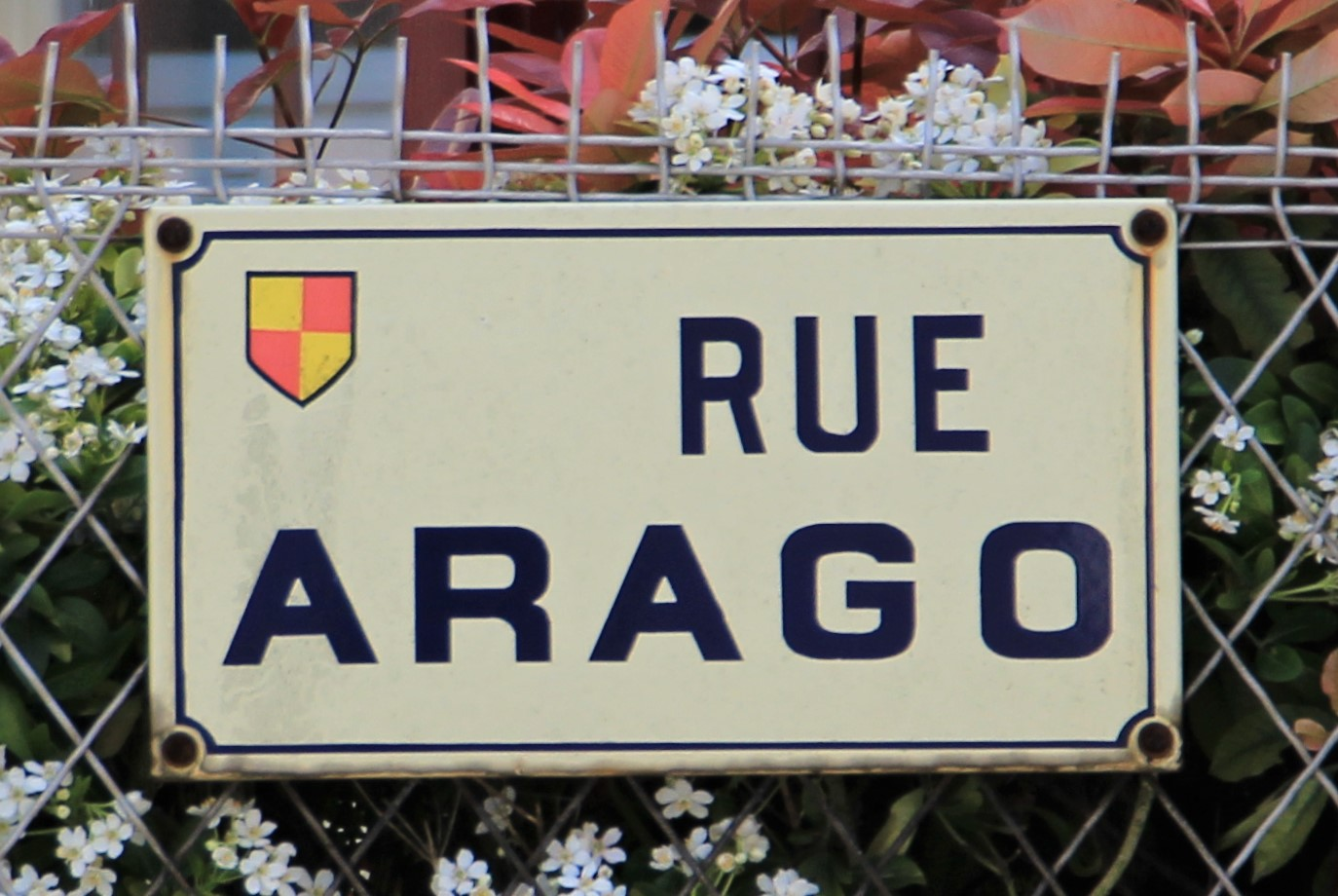

### Arbizon (rue de l')

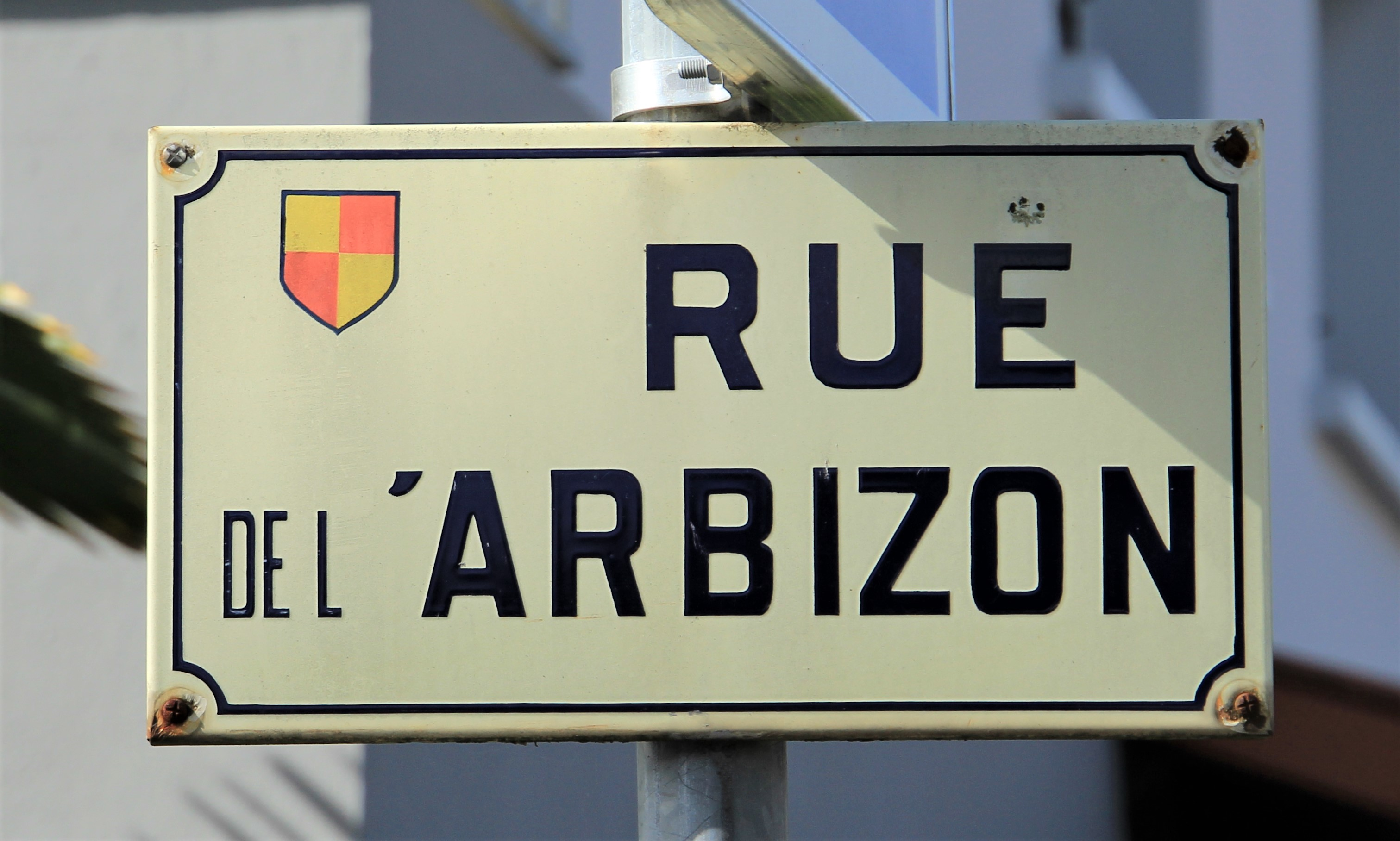

Qui fait référence à la géographie des Hautes-Pyrénées, le sommet de l'Arbizon et le massif de l'Arbizon.

### Ardennes (boulevard des)

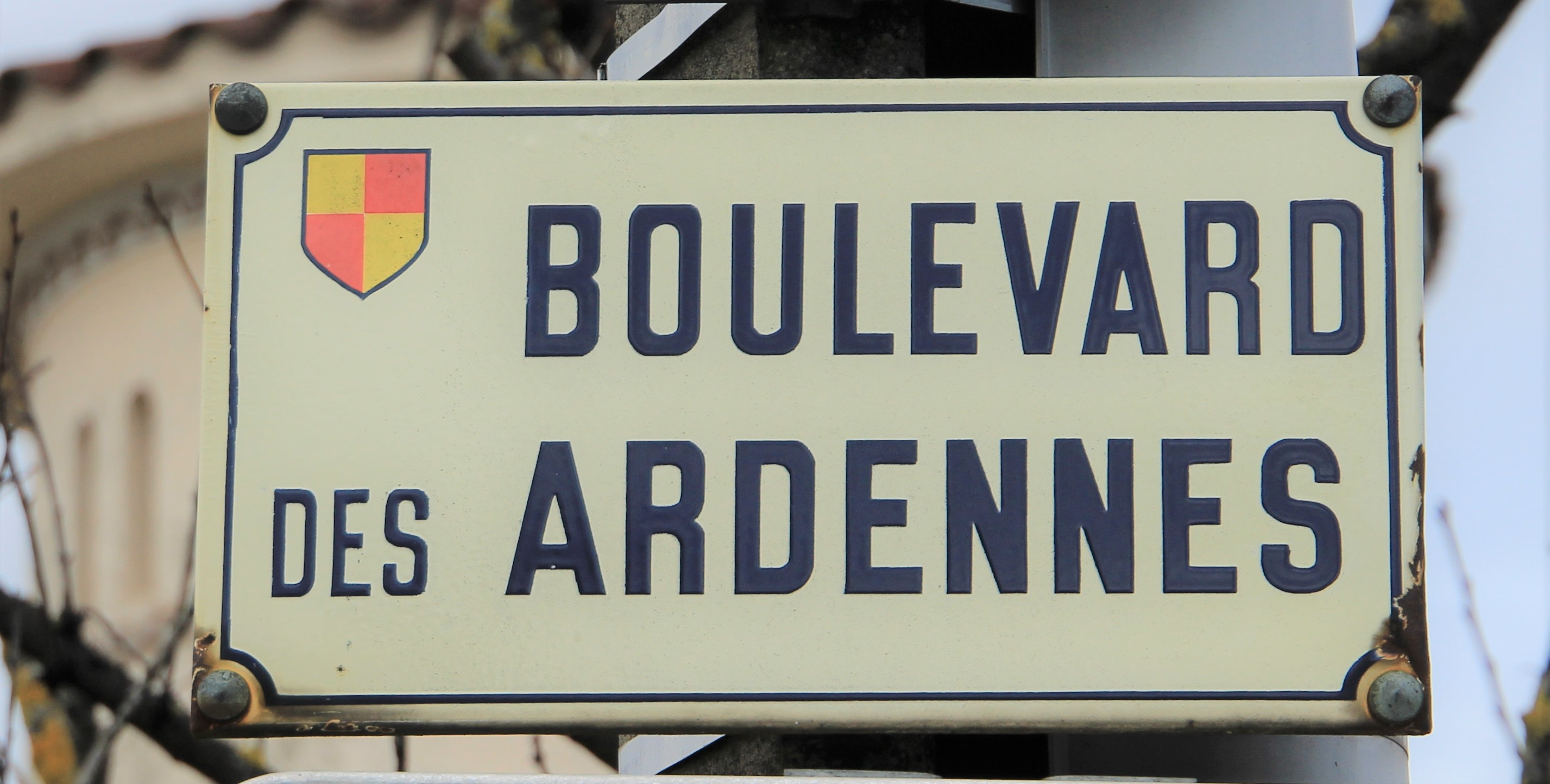

Qui fait référence à une division territoriale de la France, les Ardennes, elle est située dans le quartier de Laubadère.

### Ardiden (rue de l')
Qui fait référence à la géographie des Hautes-Pyrénées, le sommet du pic d'Ardiden et le massif d'Ardiden.

### Aristide-Bergès (rue)
La municipalité rend hommage à l'ingénieur Aristide Bergès (1833-1904).

### Aristide-Briand (avenue)

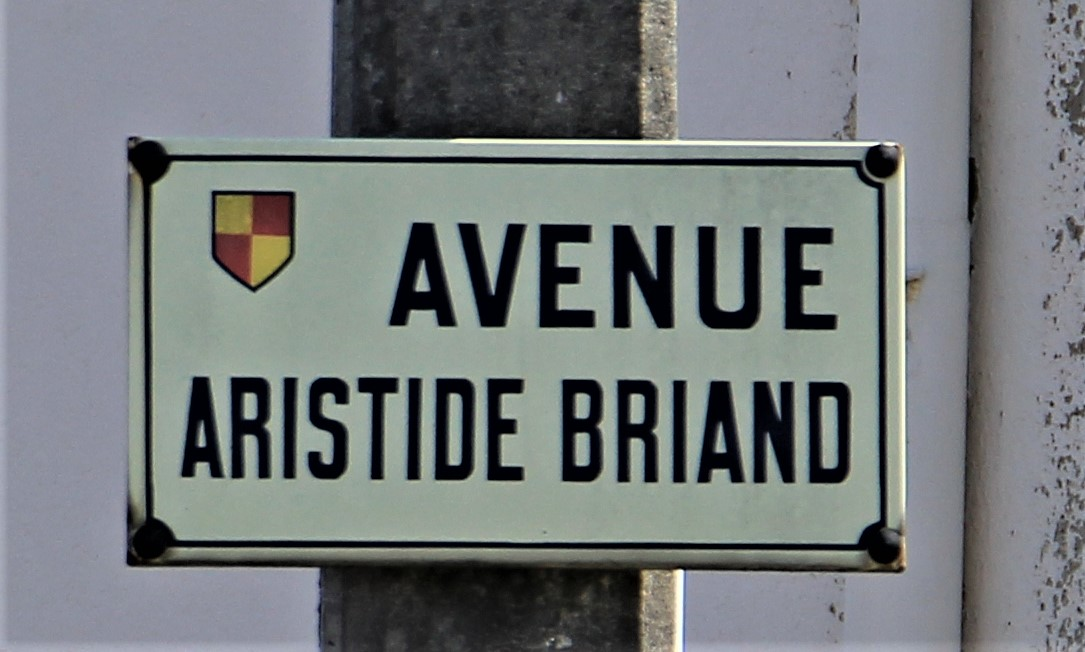

La municipalité rend hommage à l'homme politique Aristide Briand (1862-1932)

### Armagnac (boulevard de l')

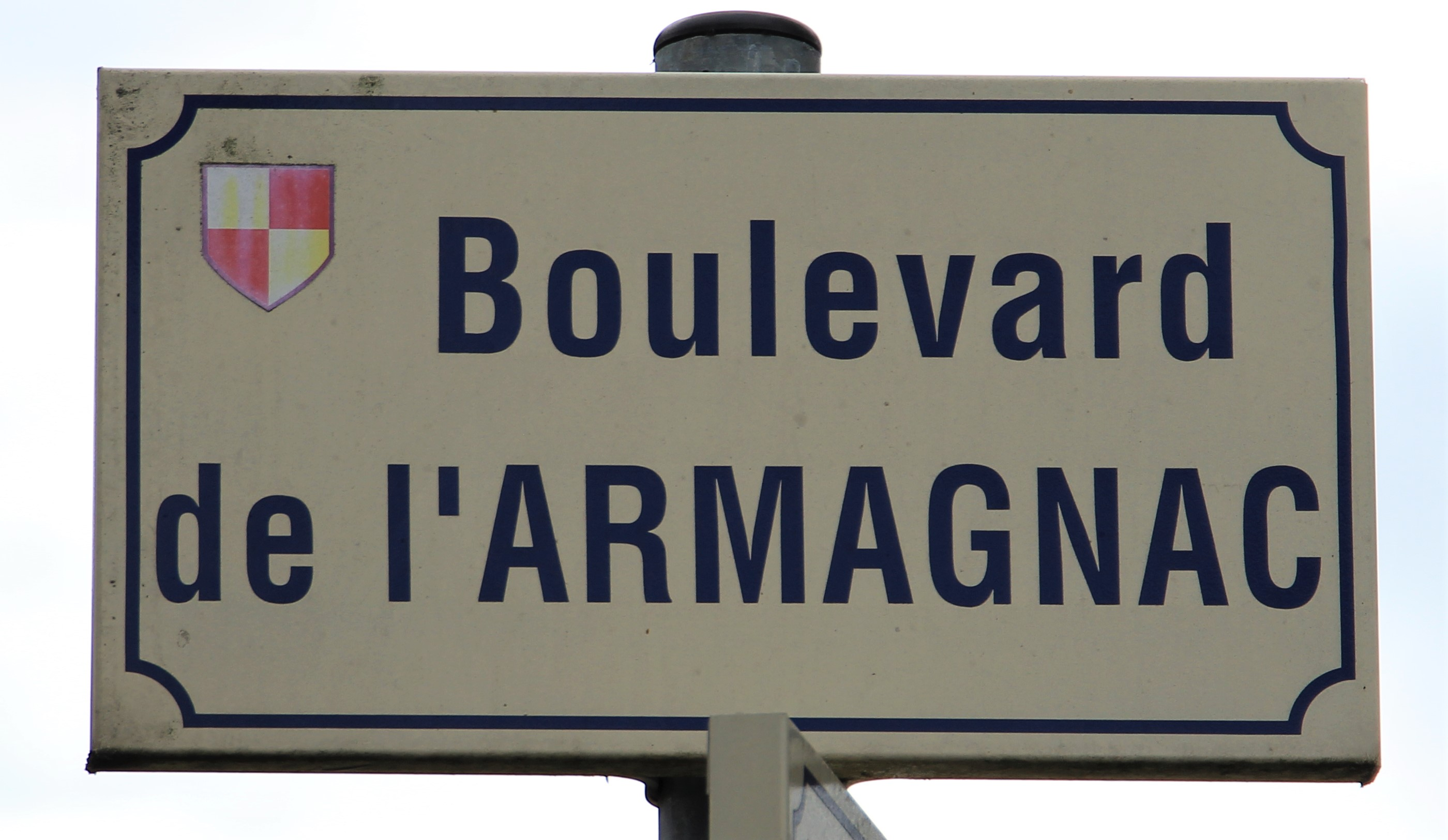

Qui fait référence à une division territoriale de la France, l'Armagnac, elle est située dans le quartier de Laubadère.

### Arros (impasse de l')
Qui fait référence à la géographie des Hautes-Pyrénées, le ruisseau de l'Arros.

### Arsène-d'Arsonval (rue)

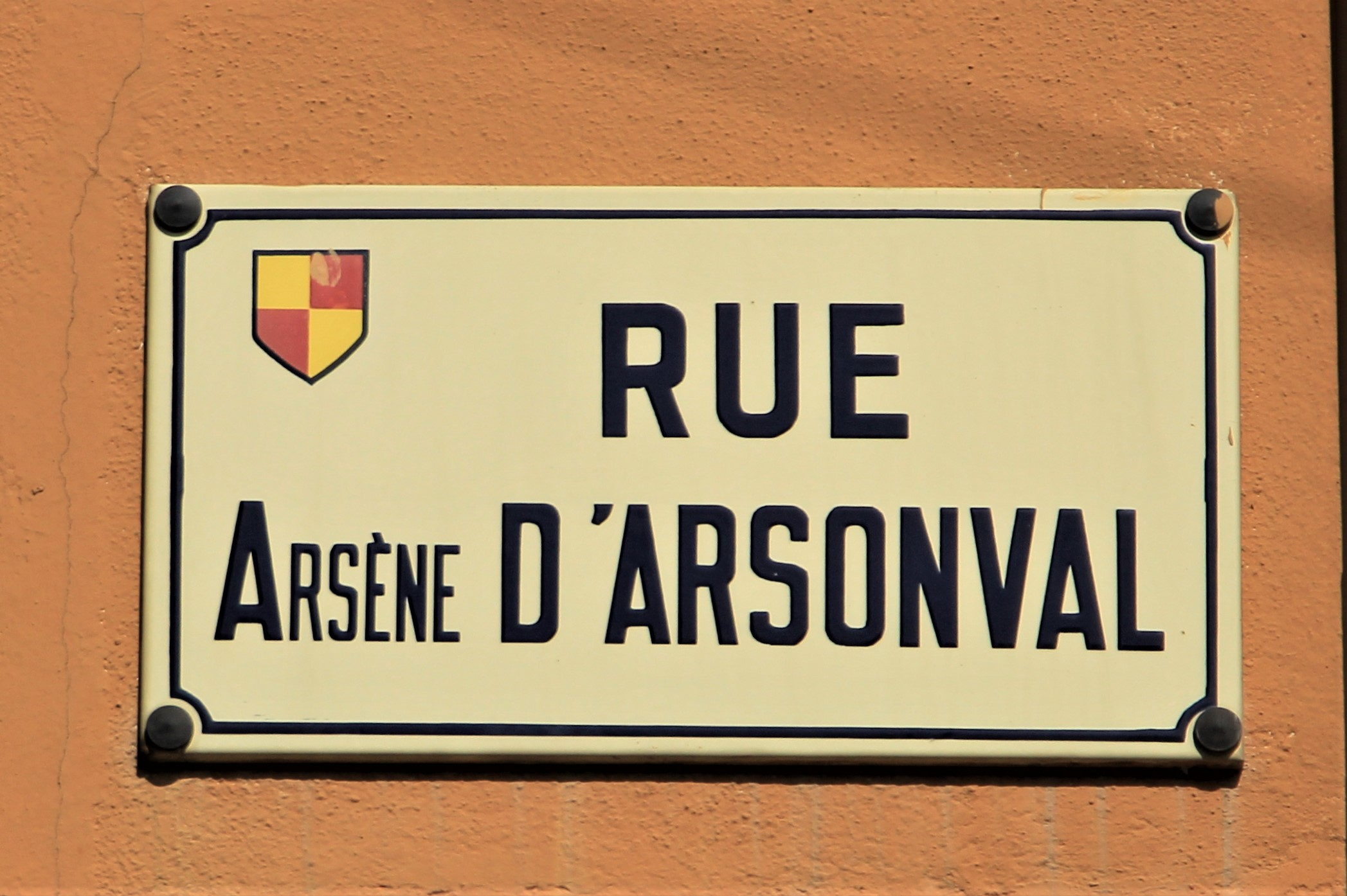

La municipalité rend hommage au médecin Arsène d'Arsonval (1851-1940).

### Arthur-Rimbaud (rue)
La municipalité rend hommage au poète Arthur Rimbaud (1854-1891).

### Auvergne (rue de l')

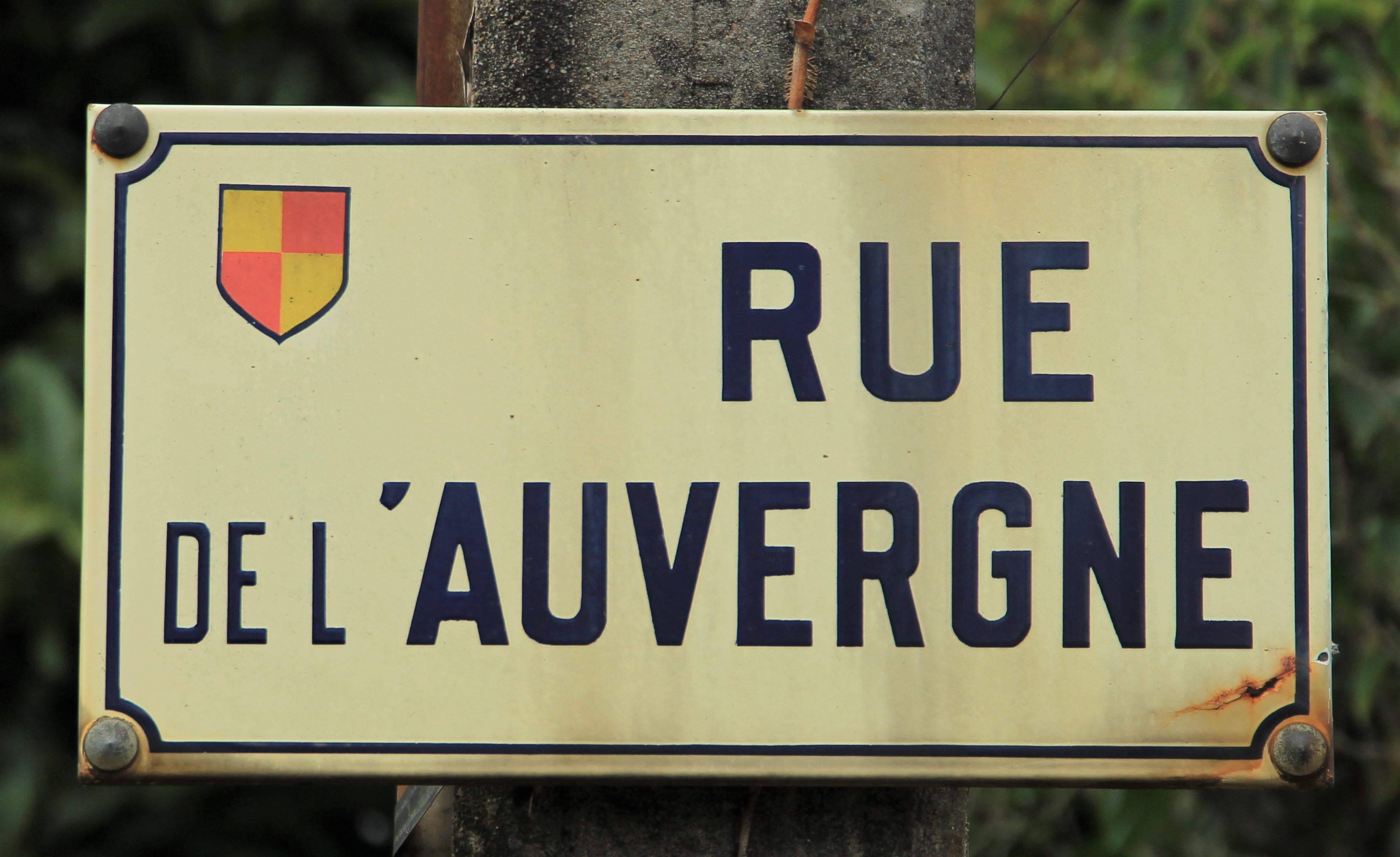

Qui fait référence à une division territoriale de la France, l'Auvergne, elle est située dans le quartier de Laubadère.

### Aviation (impasse de l')
Voie qui mène à l'aérodrome de Tarbes - Laloubère

### Ayguerote (rue de l')

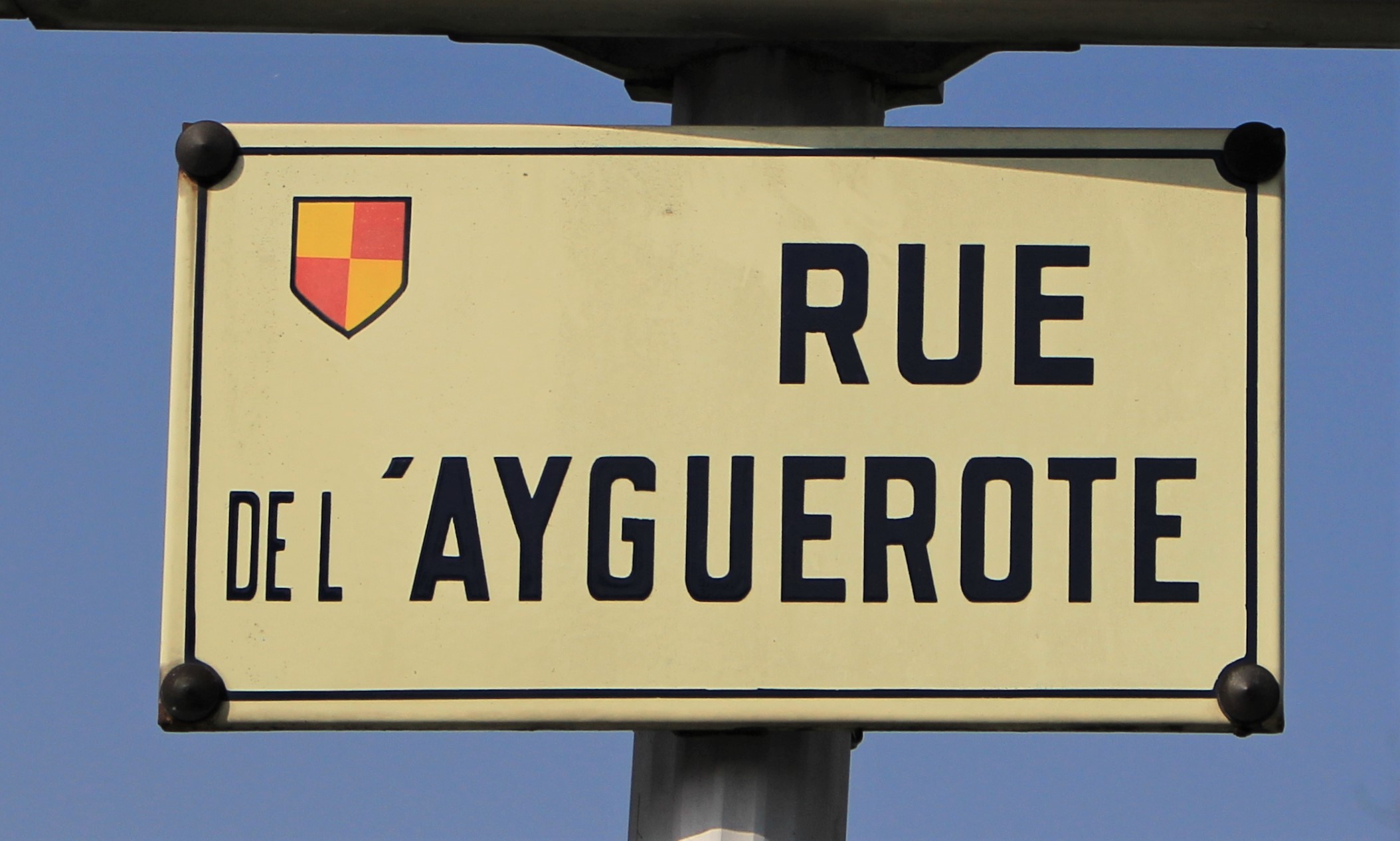

En occitan, aygue rote signifie l'eau rompue , ou l'on trouve le centre hospitalier de l’Ayguerote.

### Bains-Péré (place des)

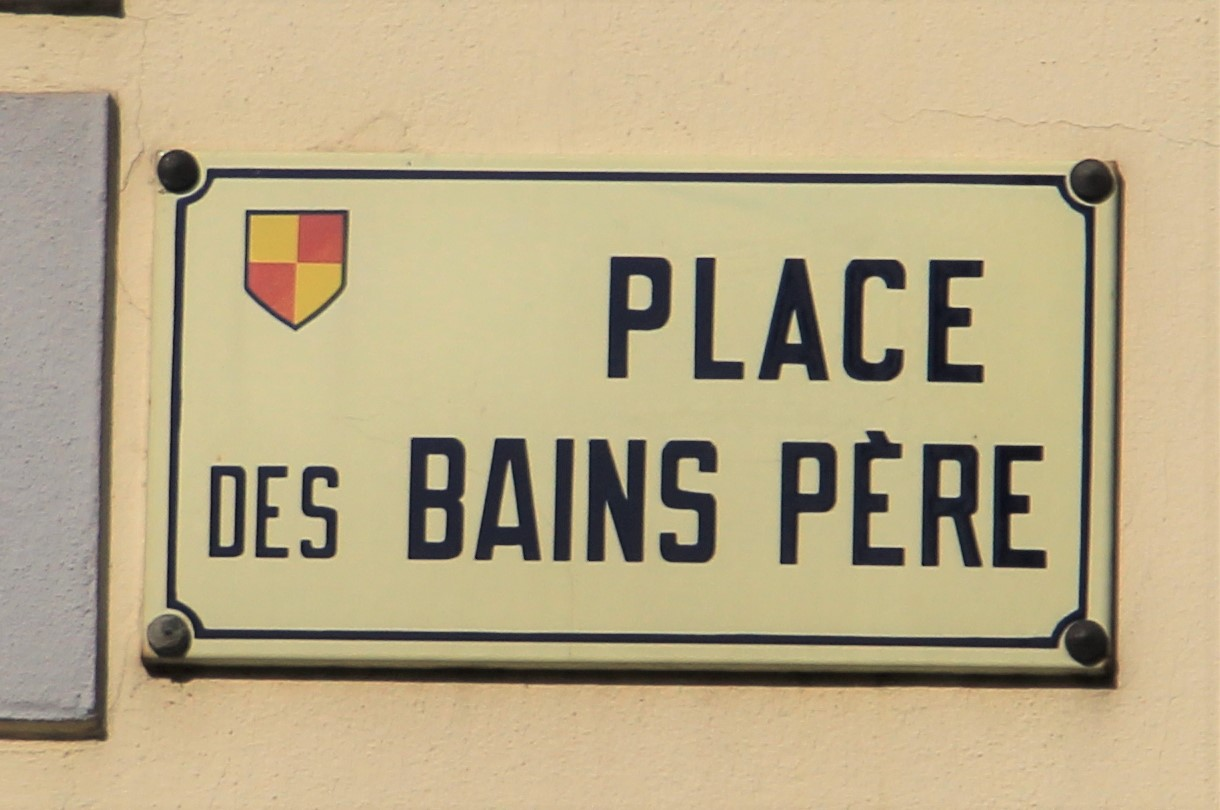

### Azereix (avenue d')

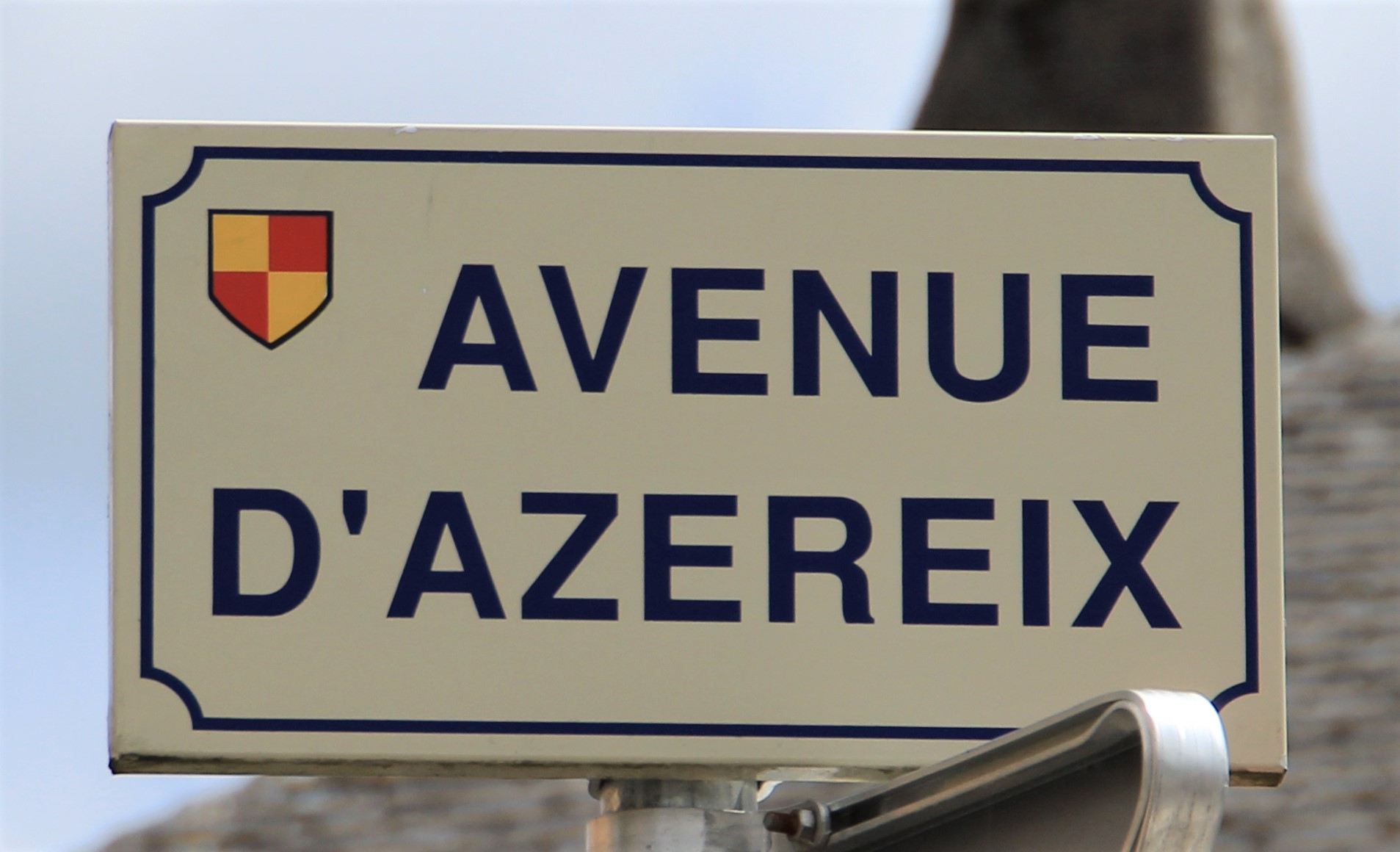

Du nom de la commune d'Azereix située à 5 kilomètres à l'ouest de Tarbes.

## B

### Baïse (rue de la)
Qui fait référence à la géographie des Hautes-Pyrénées, le ruisseau de la Baïse.

### Barbara (impasse)
La municipalité rend hommage à la compositrice Barbara (1930-1997).

### Béarn (rue du)

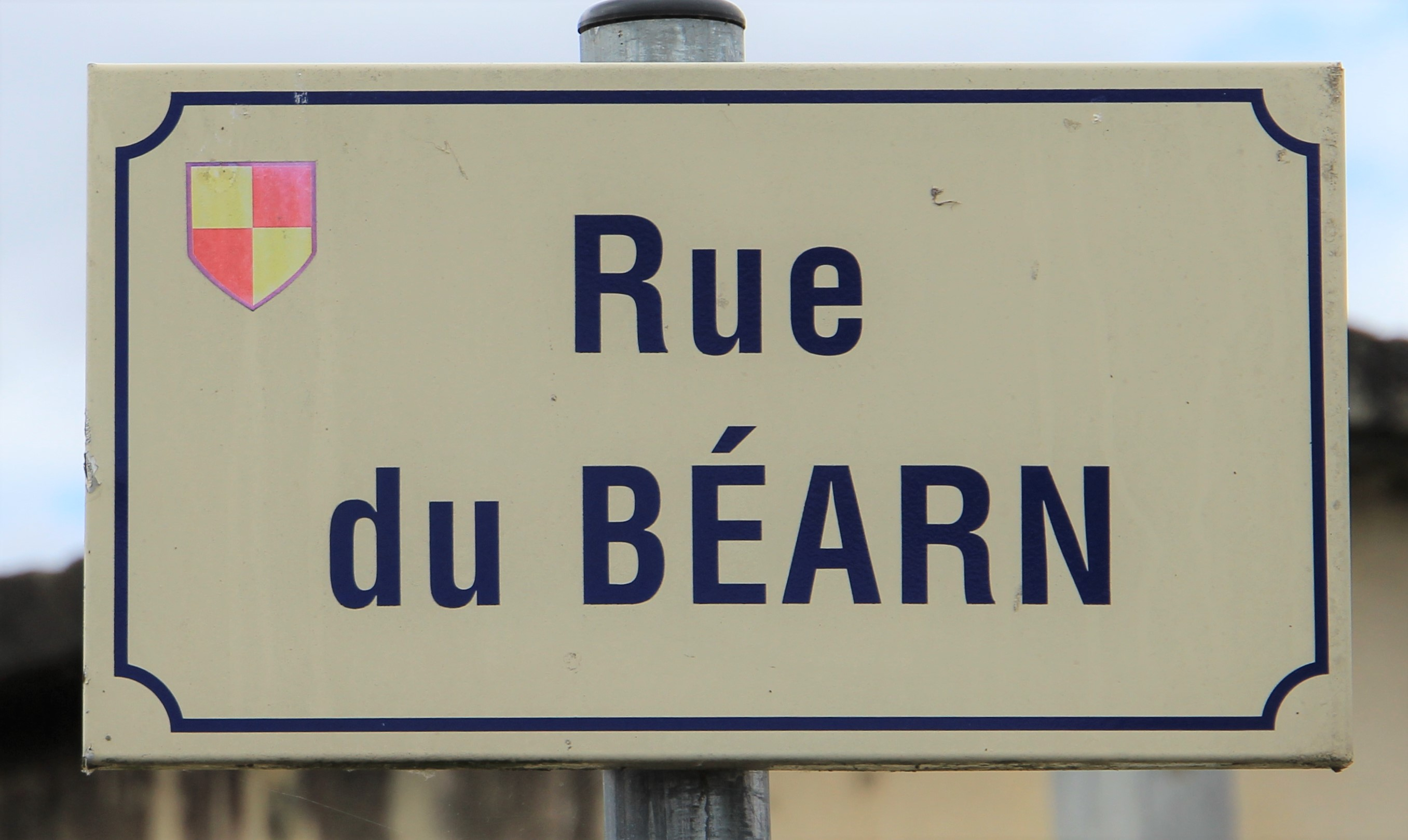

Qui fait référence à une division territoriale de la France, le Béarn, elle est située dans le quartier de Laubadère.

### Beaumarchais (rue)
La municipalité rend hommage à l'écrivain Pierre-Augustin Caron de Beaumarchais (1732-1799).

### Belfort (rue de)
Qui fait référence à une division territoriale de la France, le Territoire de Belfort.

### Bergons (allée du)
Qui fait référence à la géographie des Hautes-Pyrénées, le ruisseau du Bergons.

### Bernard-Palissy (rue)

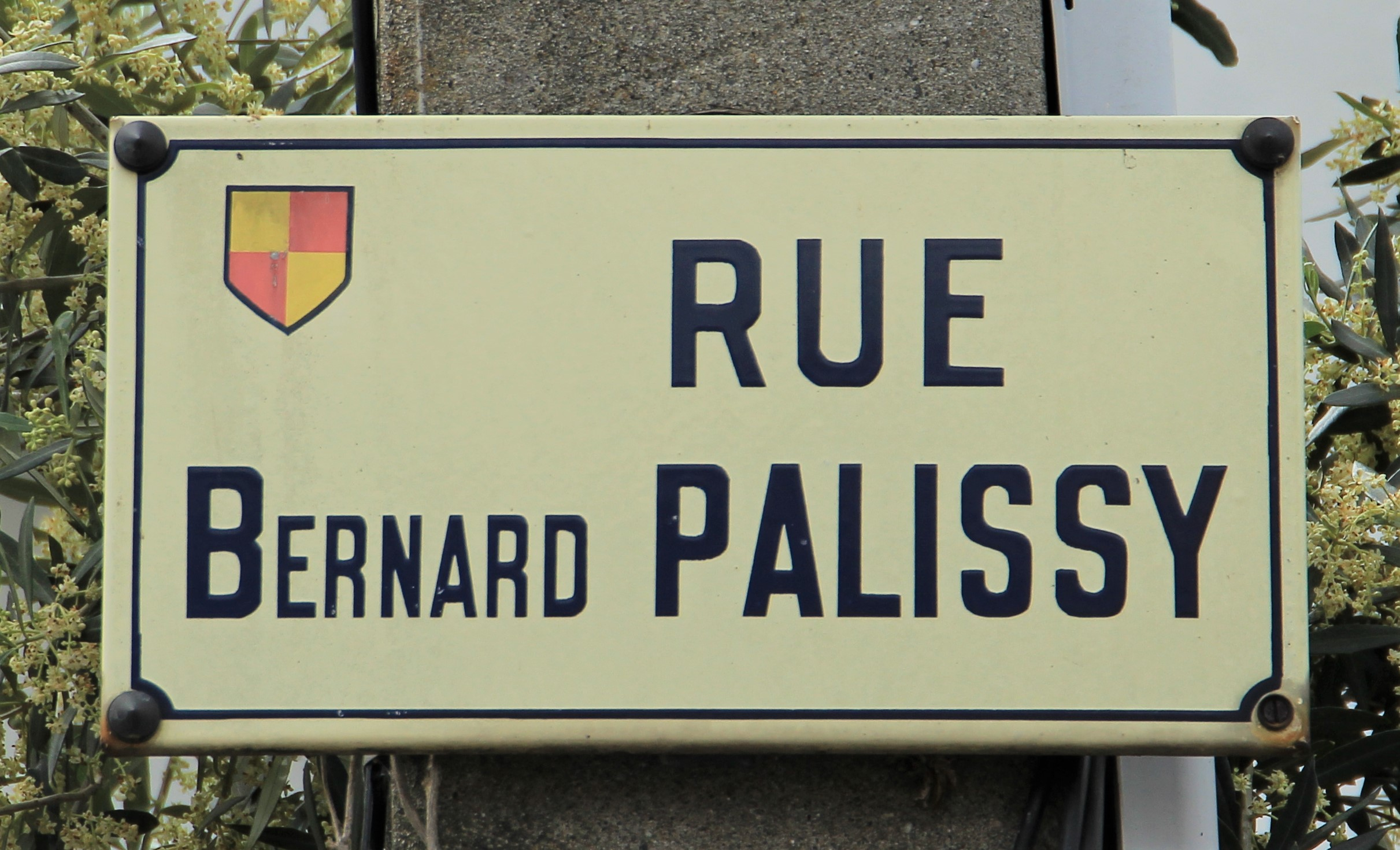

La municipalité rend hommage à l'écrivain Bernard Palissy (1510-1590).

### Berry (rue du)

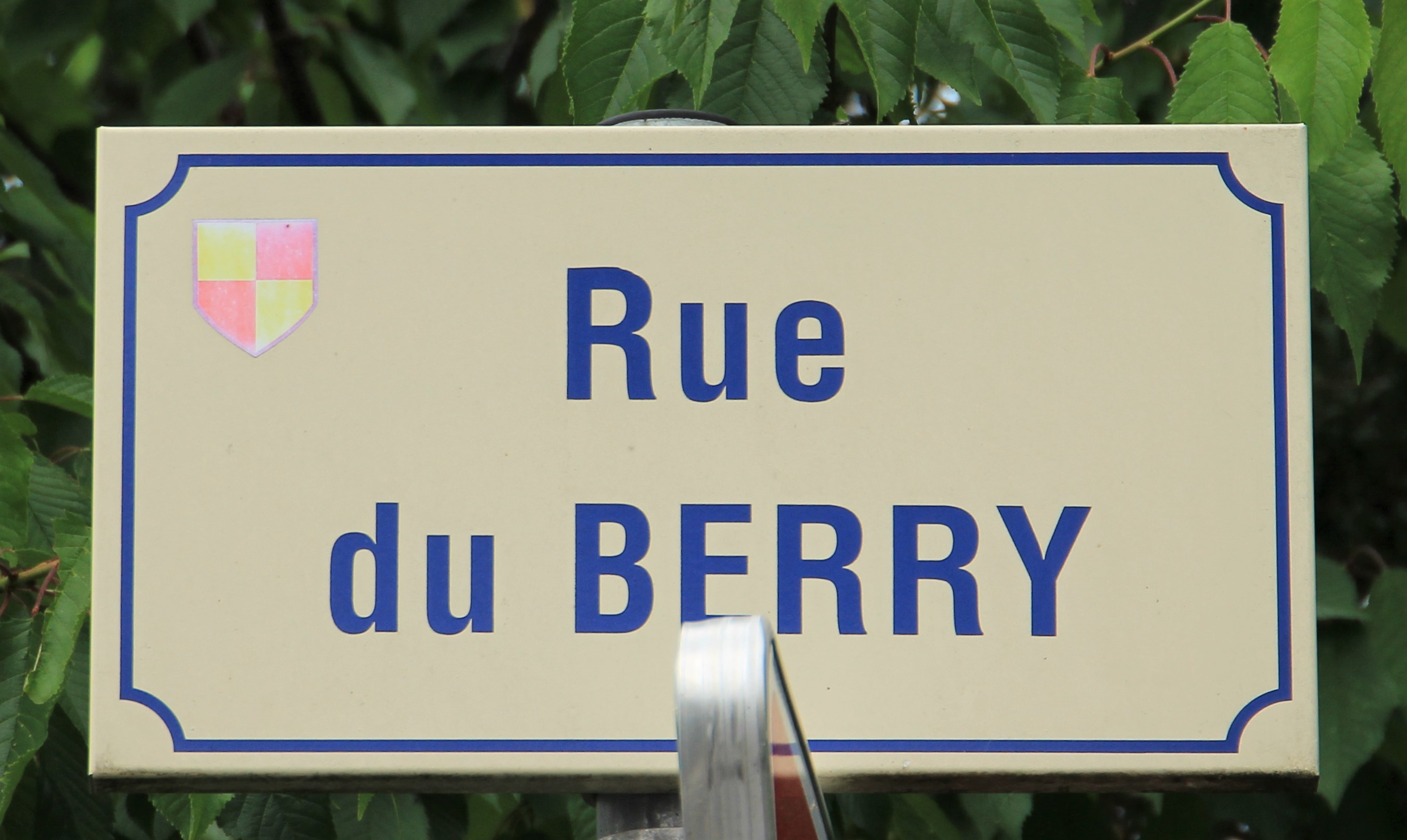

Qui fait référence à une division territoriale de la France, le Berry, elle est située dans le quartier de Laubadère.

### Bertrand-Barère (avenue)

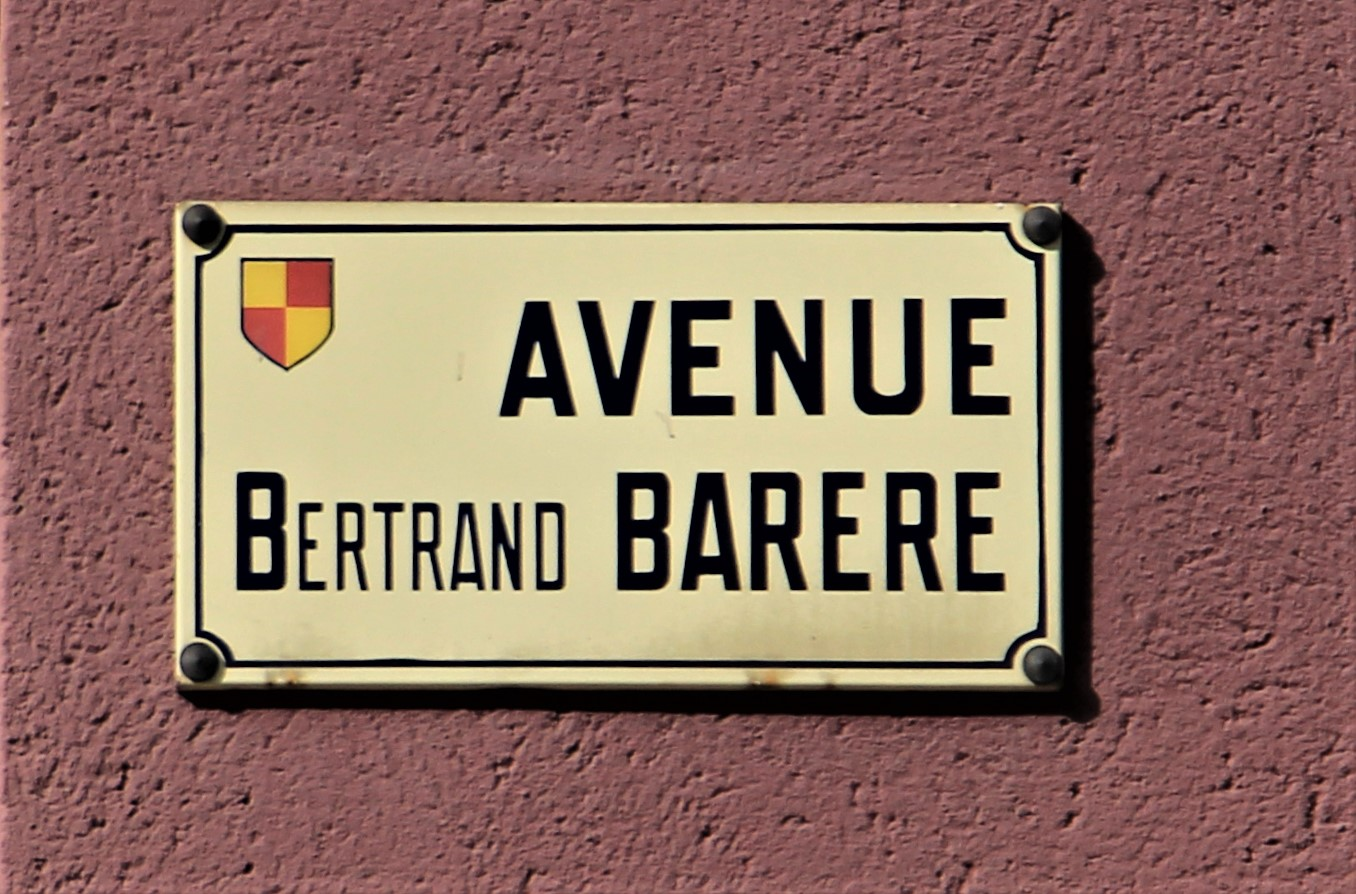

La municipalité rend hommage à l’homme politique Bertrand Barère (1755-1841), natif de Tarbes.

### Blaise-Cendrars (rue)
La municipalité rend hommage à l'écrivain Blaise Cendrars (1887-1961).

### Blaise-Pascal (impasse)

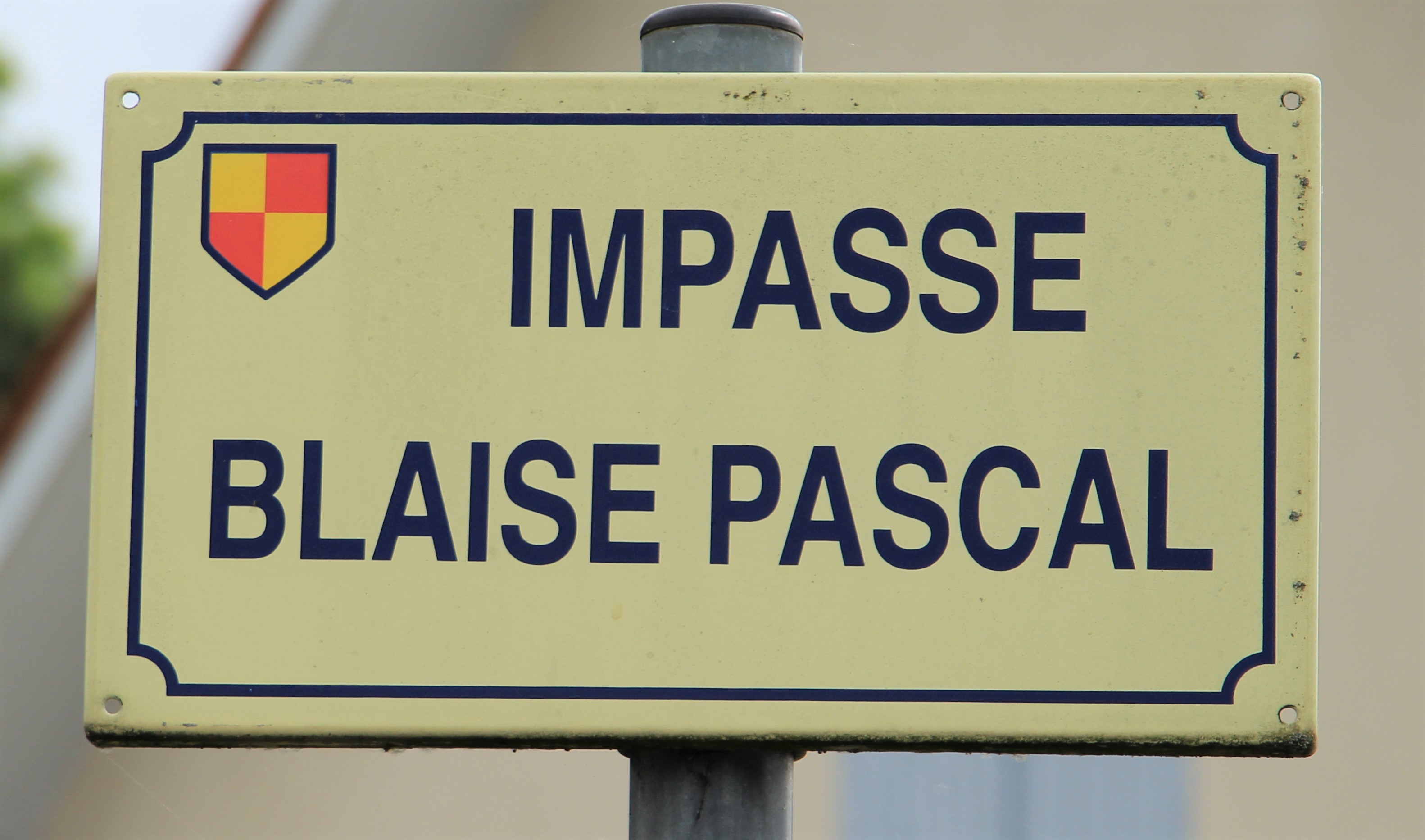

### Blaise-Pascal (rue)

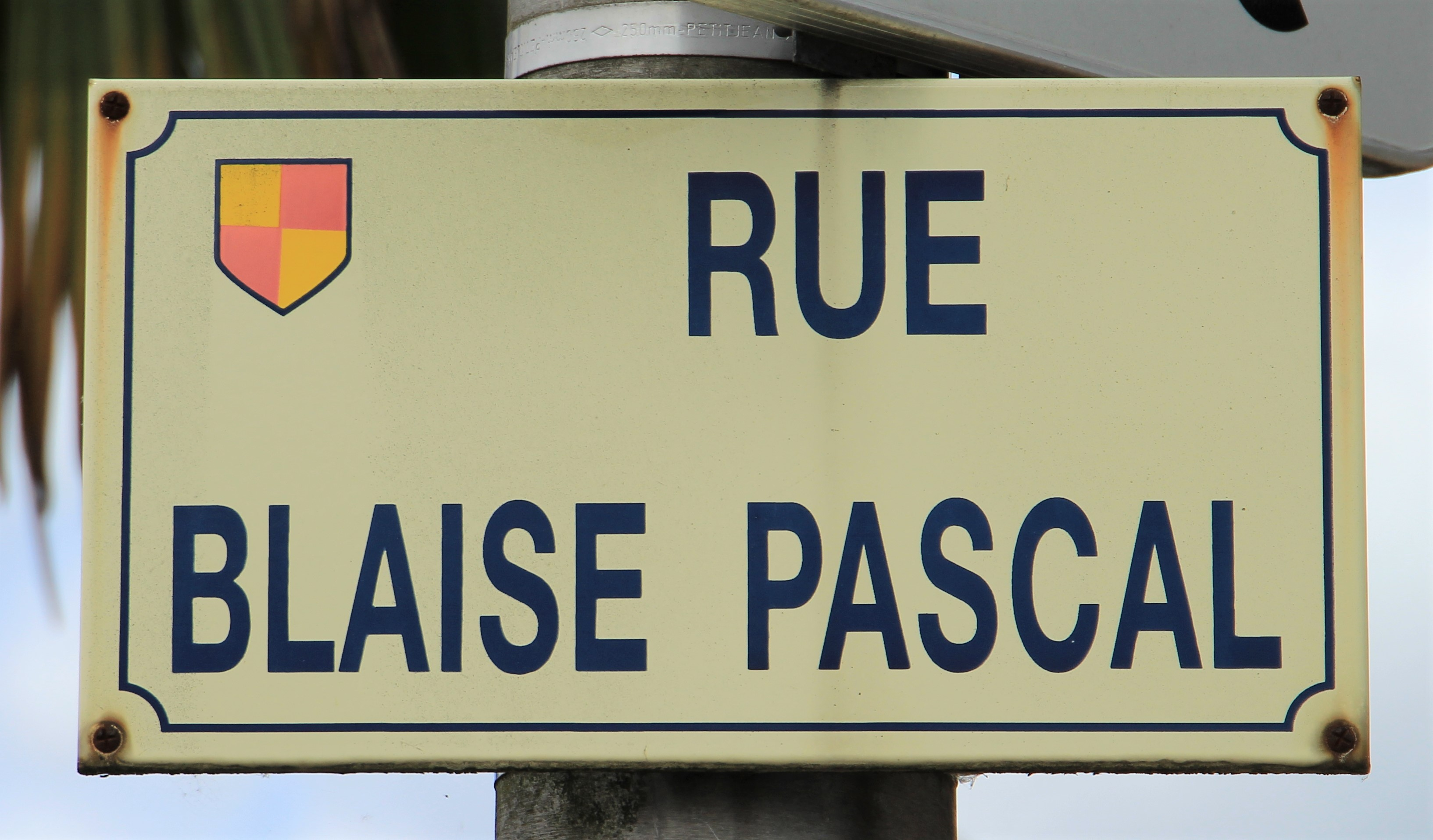

La municipalité rend hommage au physicien Blaise Pascal (1623-1662).

### Bouès (impasse du)
Qui fait référence à la géographie des Hautes-Pyrénées, le ruisseau du Bouès.

### Bourgogne (rue de la)

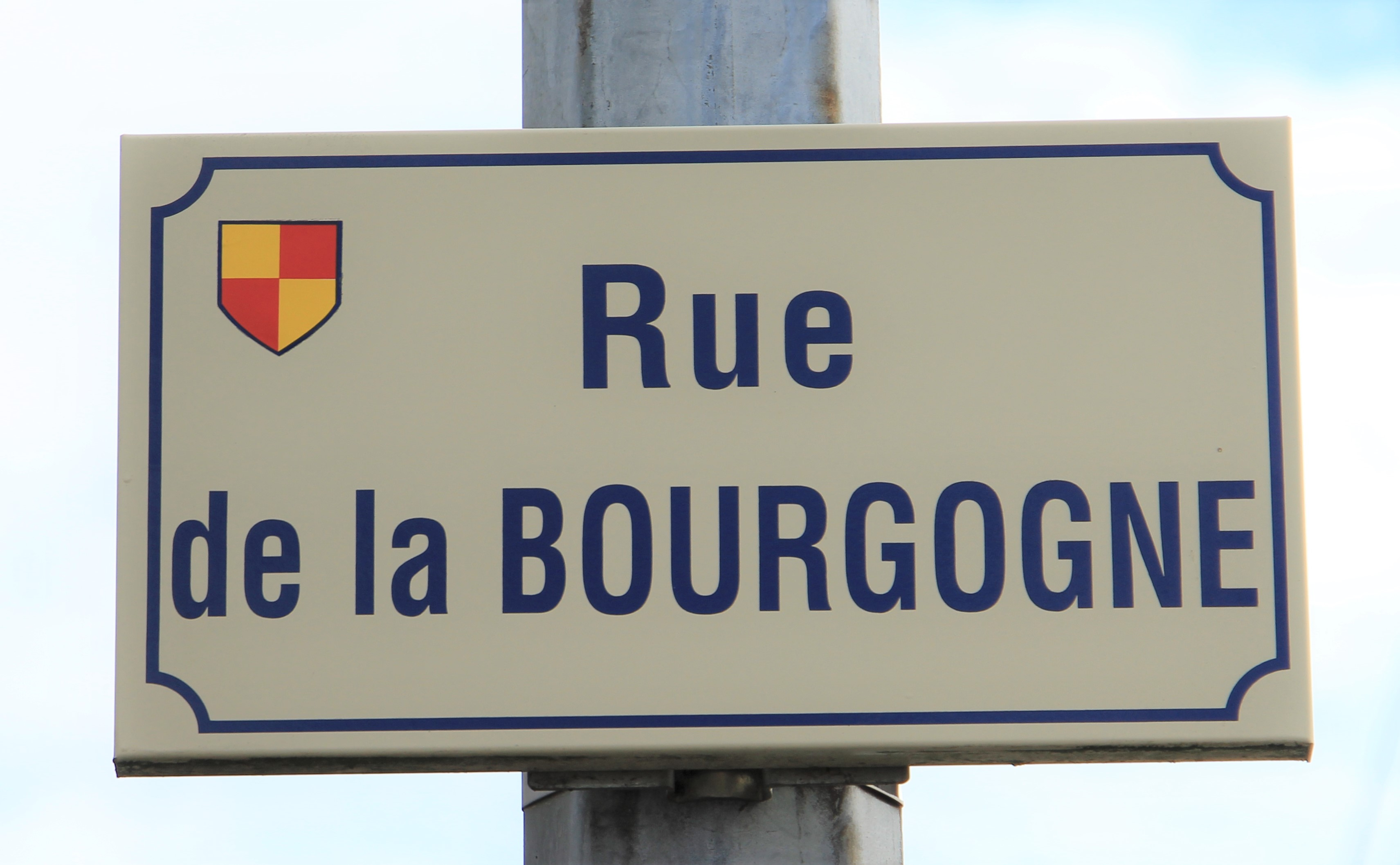

Qui fait référence à une division territoriale de la France, la Bourgogne, elle est située dans le quartier de Laubadère.

### Brauhauban (rue)

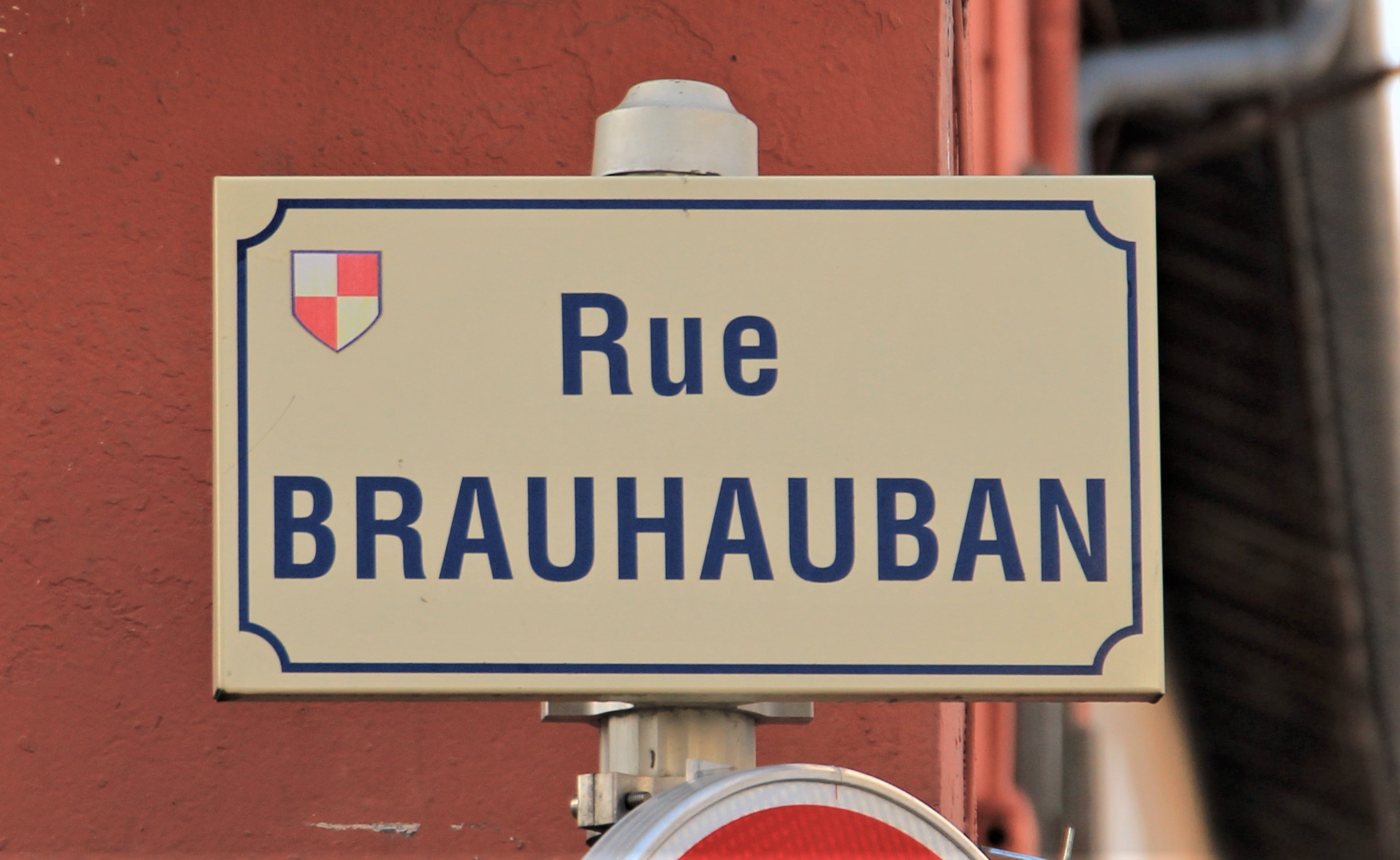

La municipalité rend hommage à Antoine Jean Brauhauban, ancien maire de Tarbes de 1875 à 1877.
La rue se nommait anciennement :  carrèra deu Borg Vielh qui signifie la rue centrale du Bourg-Vieux.

### Bretagne (rue de la)

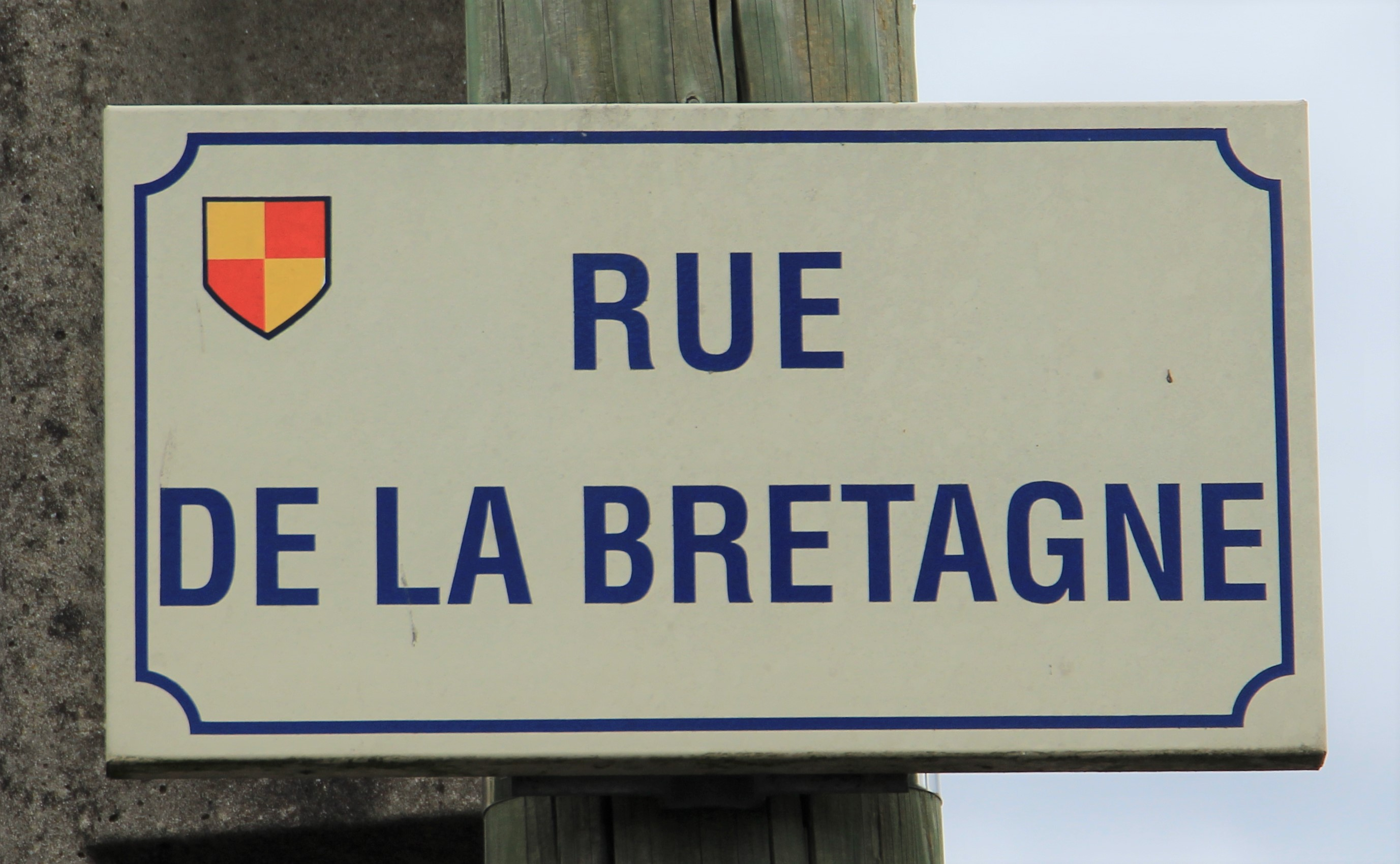

Qui fait référence à une division territoriale de la France, la Bretagne, elle est située dans le quartier de Laubadère.

### Bruzaud-Grille (passage)

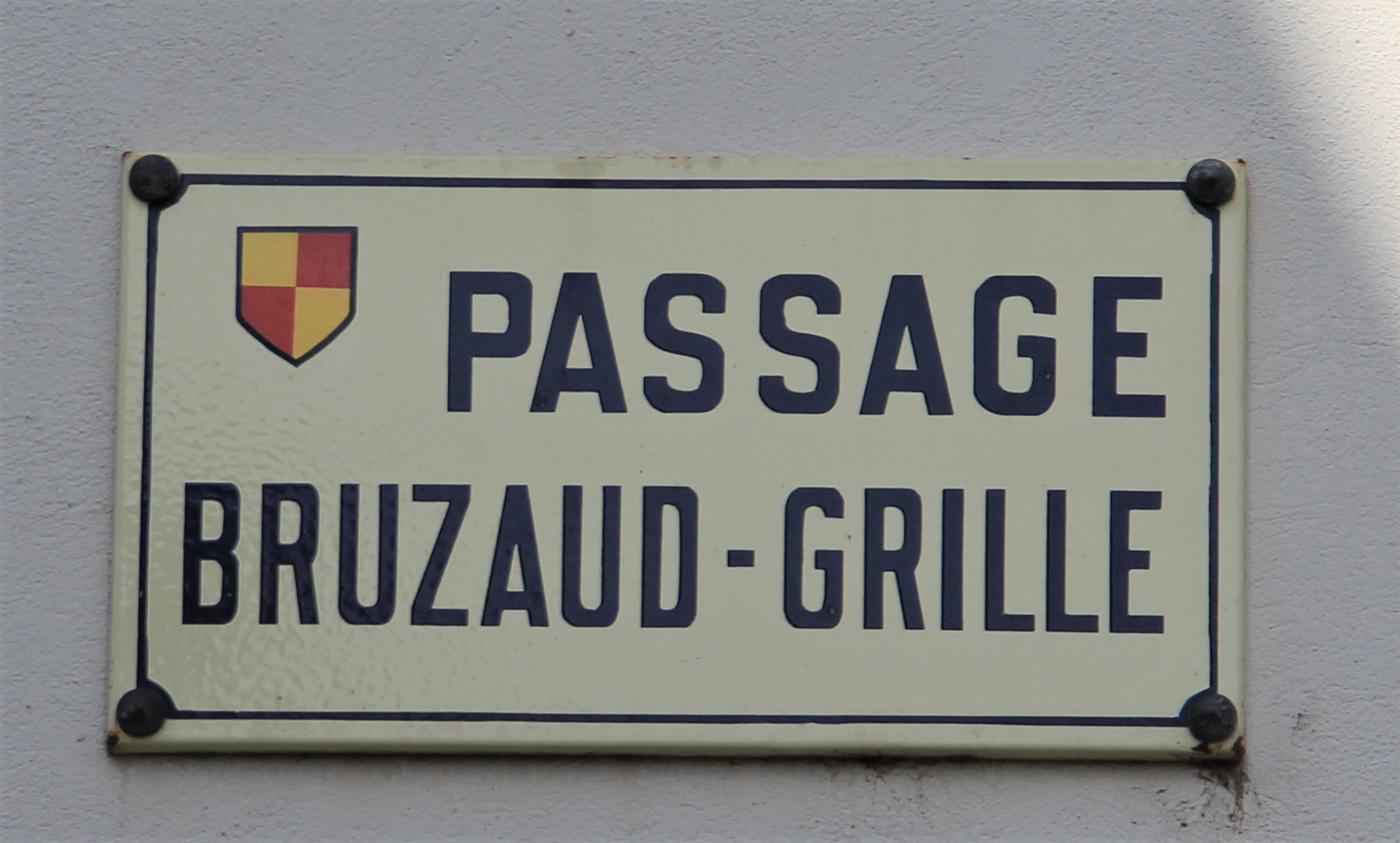

La municipalité rend hommage à Pierre Bruzaud-Grille, ancien maire de Tarbes de 1948 à 1953, natif de Tarbes.

### Buron (rue)

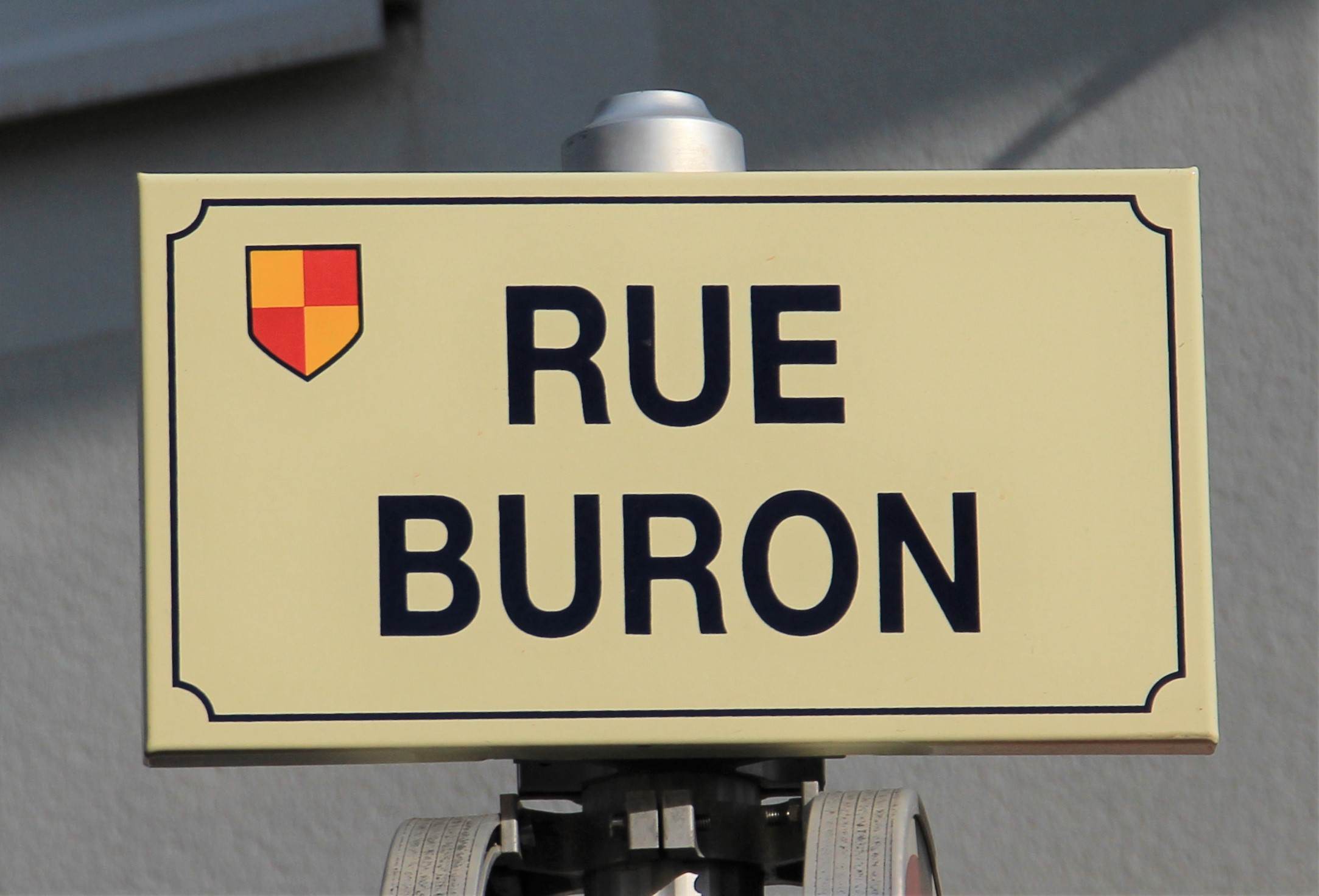

La municipalité rend hommage à l'homme politique Antoine Buron, natif de Tarbes.

### Camélias (rue des)

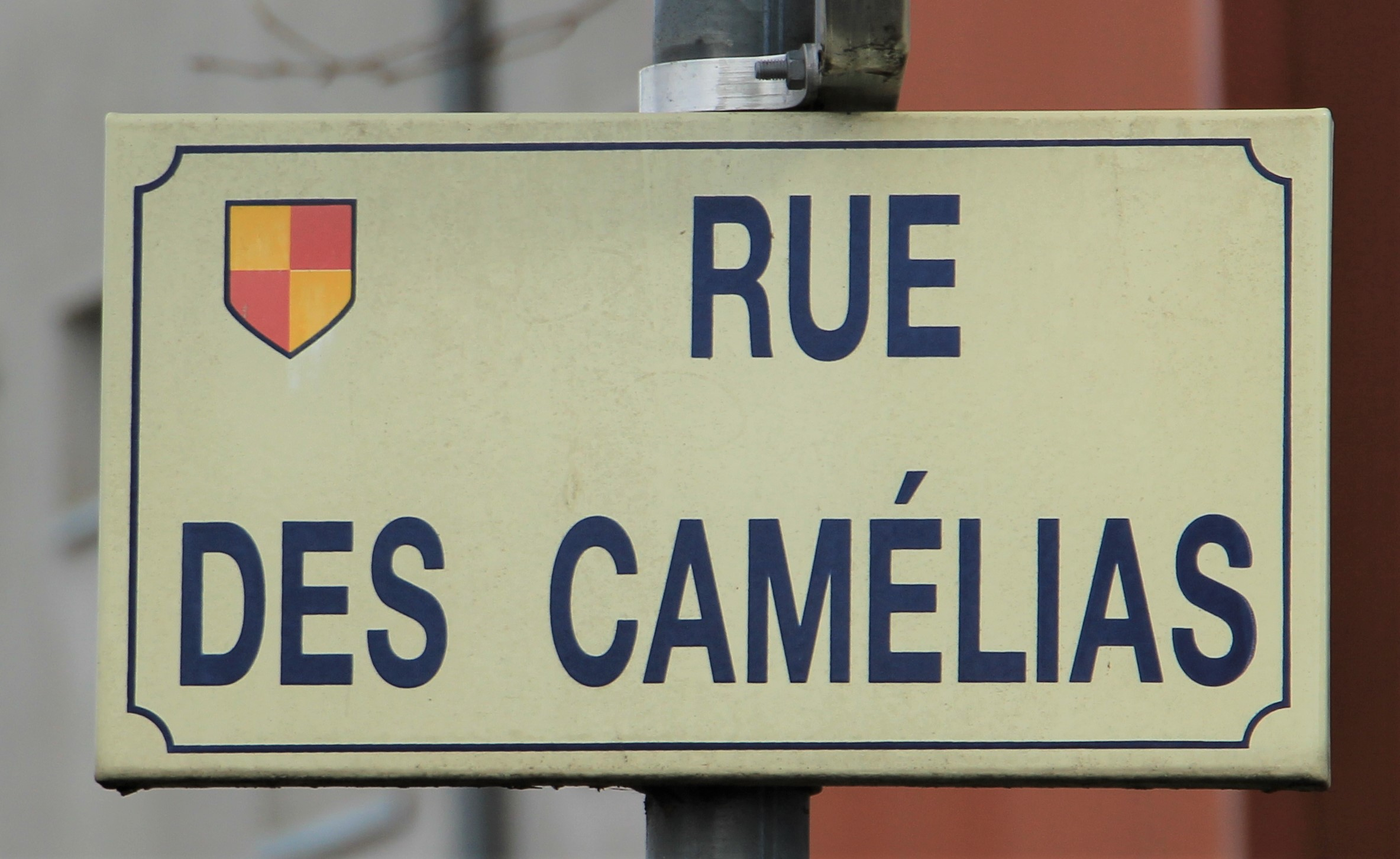

## C

### Camille-Desmoulins (rue)

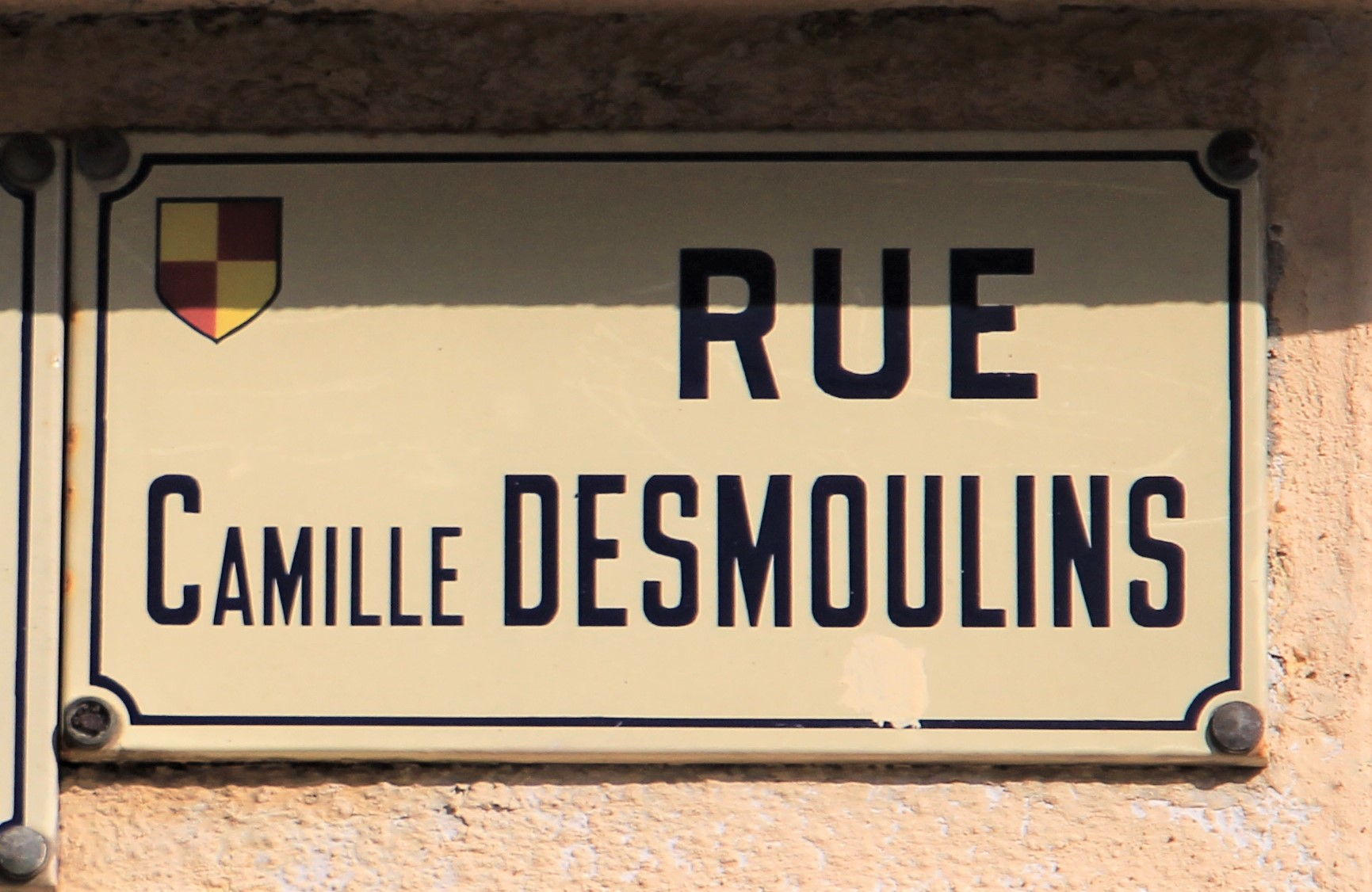

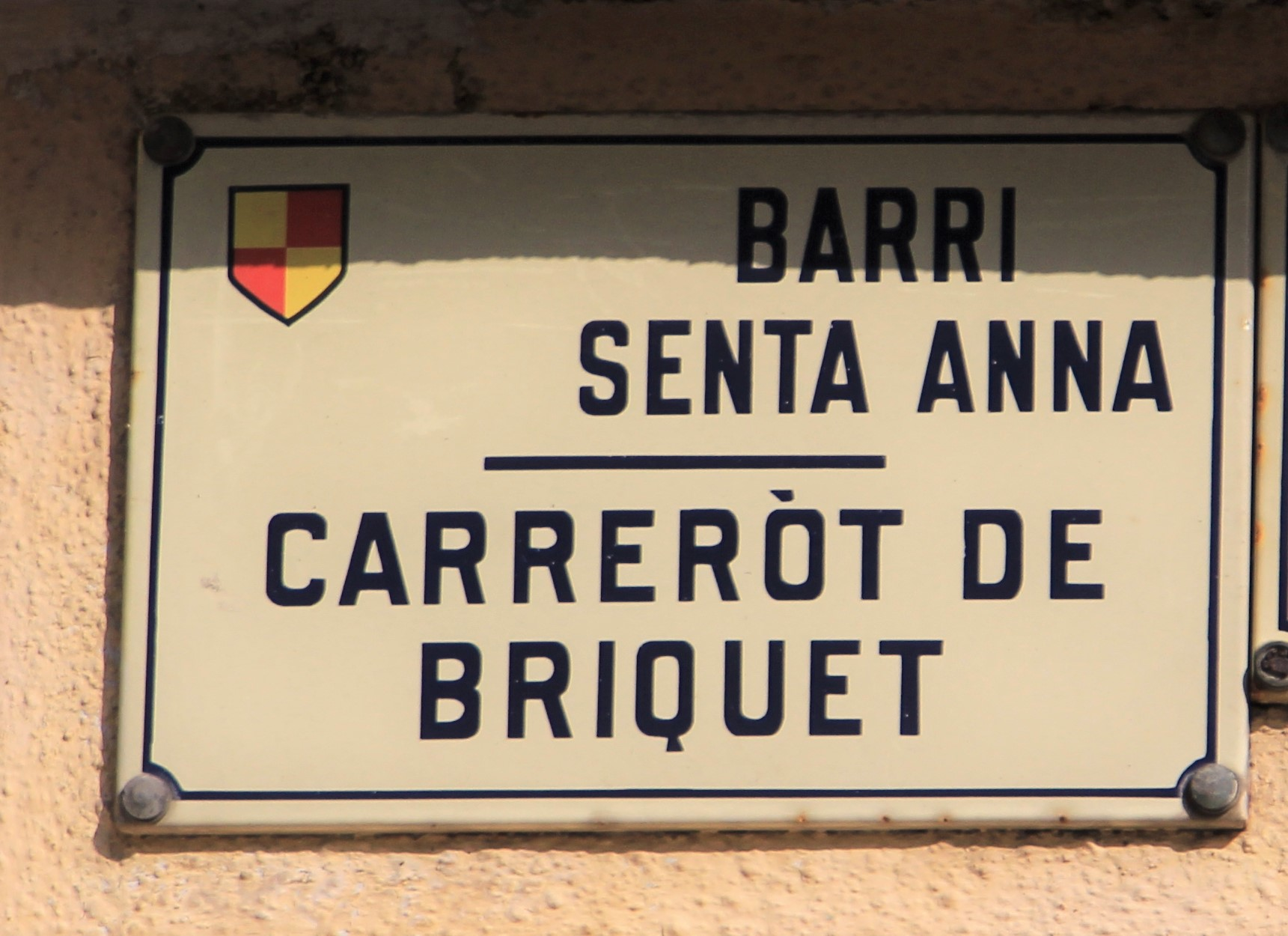

La municipalité rend hommage au révolutionnaire Camille Desmoulins (1760-1794). La rue se nommait anciennement : carrerot de briquet qui signifie rue de la brique (ancien quartier Sainte-Anne).

### Camille-Flammarion (rue)
La municipalité rend hommage à l'astronome Camille Flammarion (1842-1925).

### Camille-Saint-Saëns (rue)

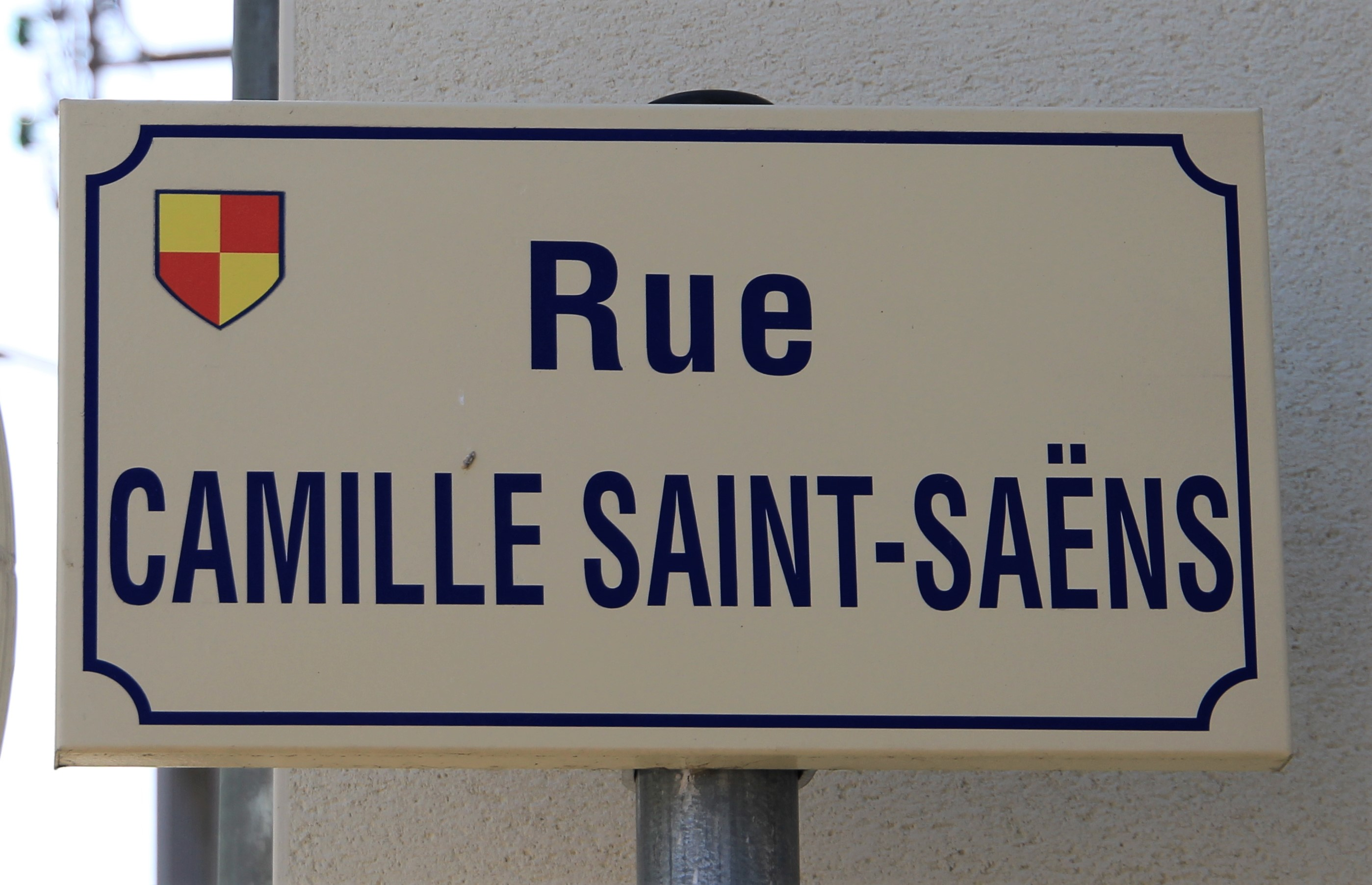

La municipalité rend hommage au compositeur Camille Saint-Saëns (1835-1921).

### Cap-de-Long (impasse du)
Qui fait référence à la géographie des Hautes-Pyrénées, le barrage de Cap de Long.

### Cardinal-d'Ossat (rue du)
La municipalité rend hommage au religieux Arnaud d'Ossat (1537-1604), natif des Hautes-Pyrénées.

### Carnot (rue)
La municipalité rend hommage à l'homme politique Sadi Carnot (1837-1894)

### Caroline-Aigle (rue)

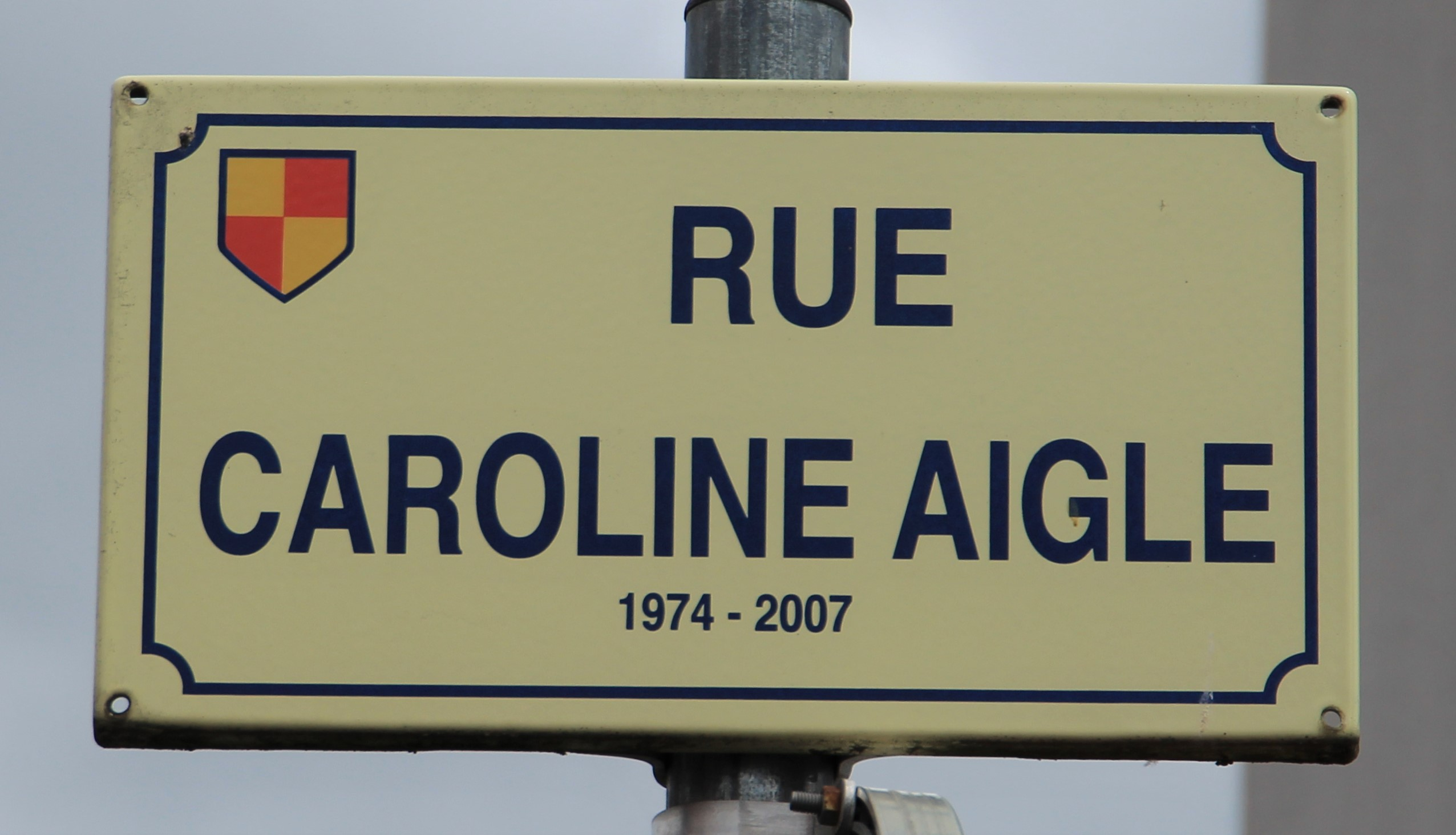

La municipalité rend hommage au pilote de chasse Caroline Aigle (1974-2007).

### Cartoucherie (rue de la)

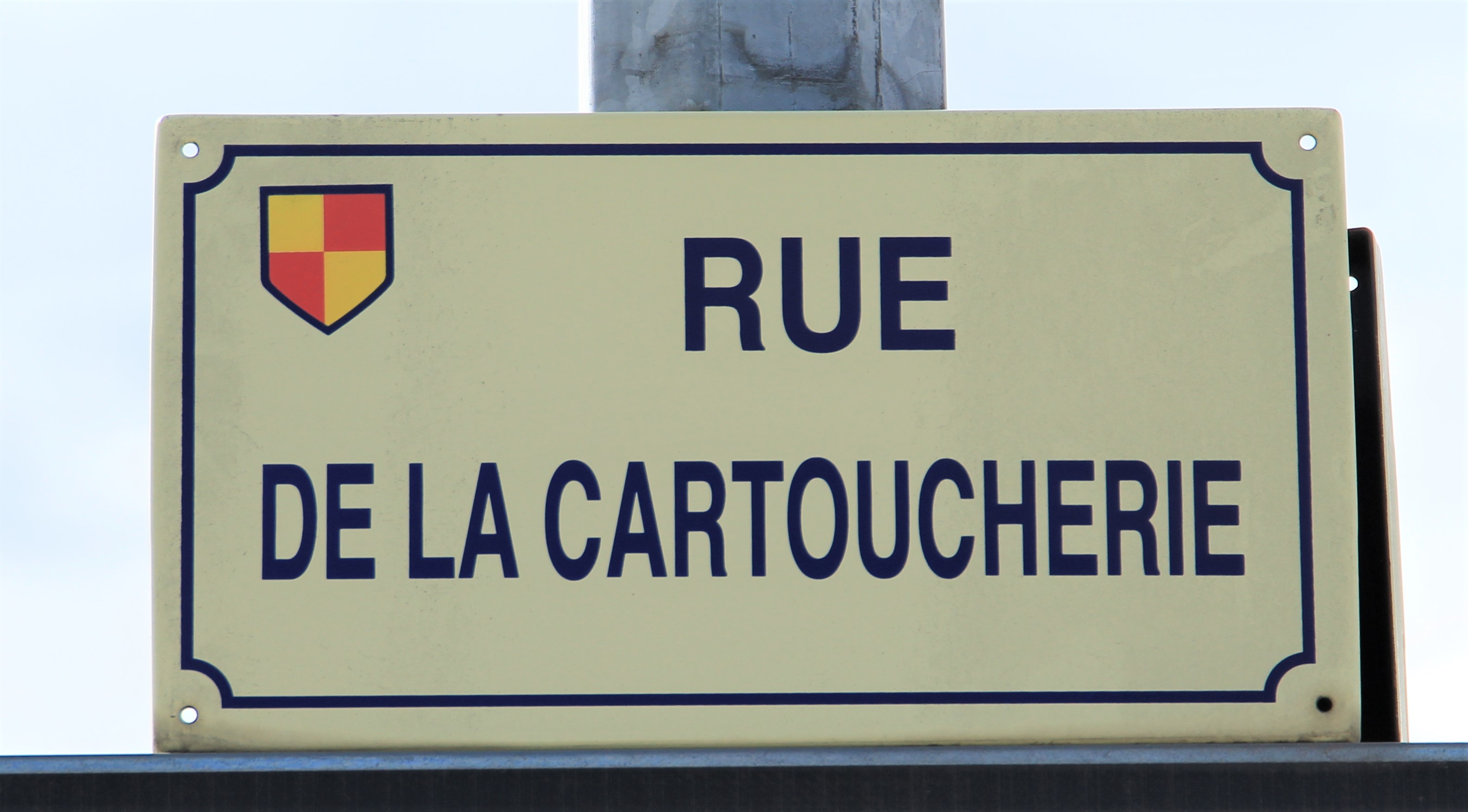

Le nom de la rue fait référence à son histoire et au site de l'Arsenal.

### Chenil (chemin du)

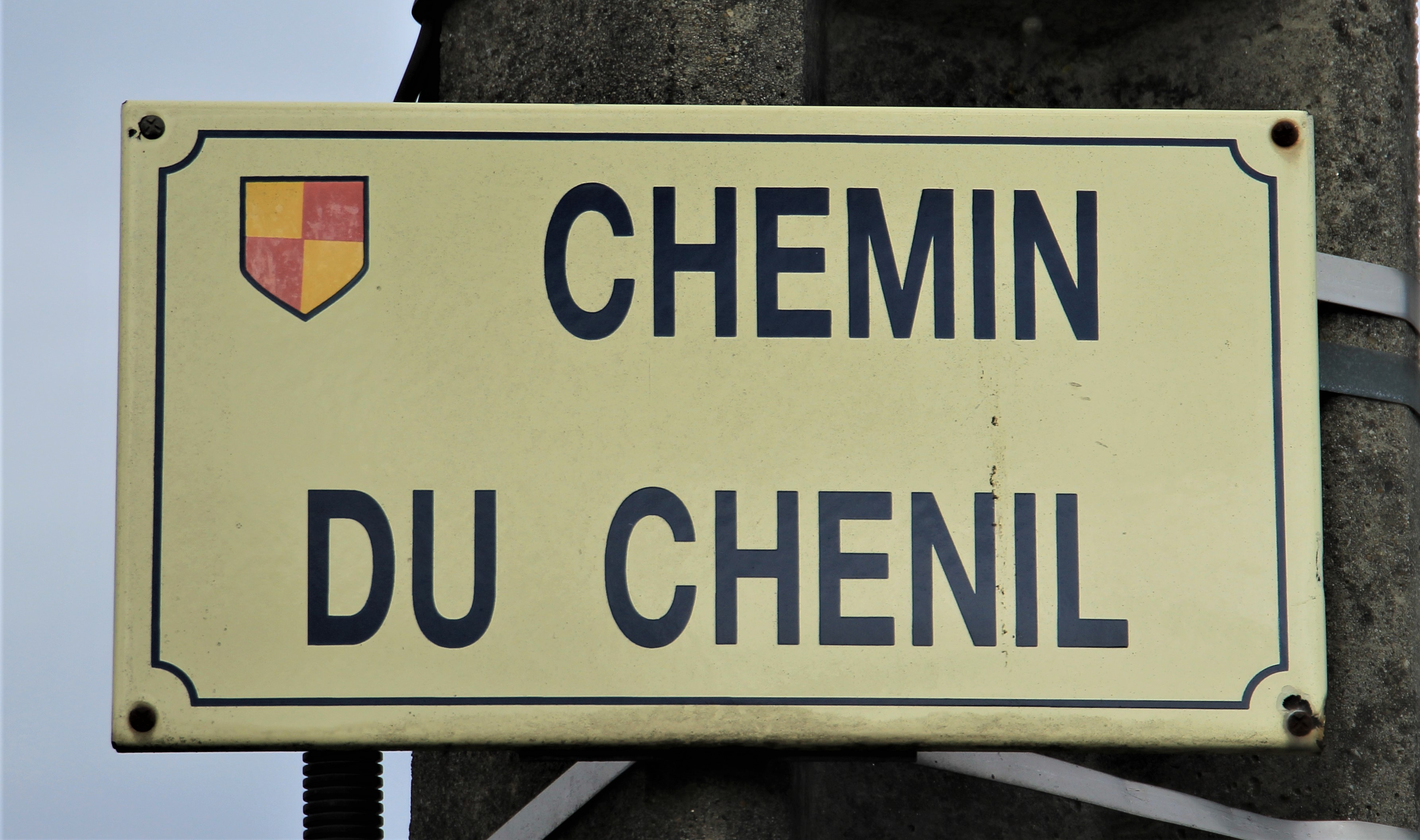

### Maquis-de-Sombrun (rue du)

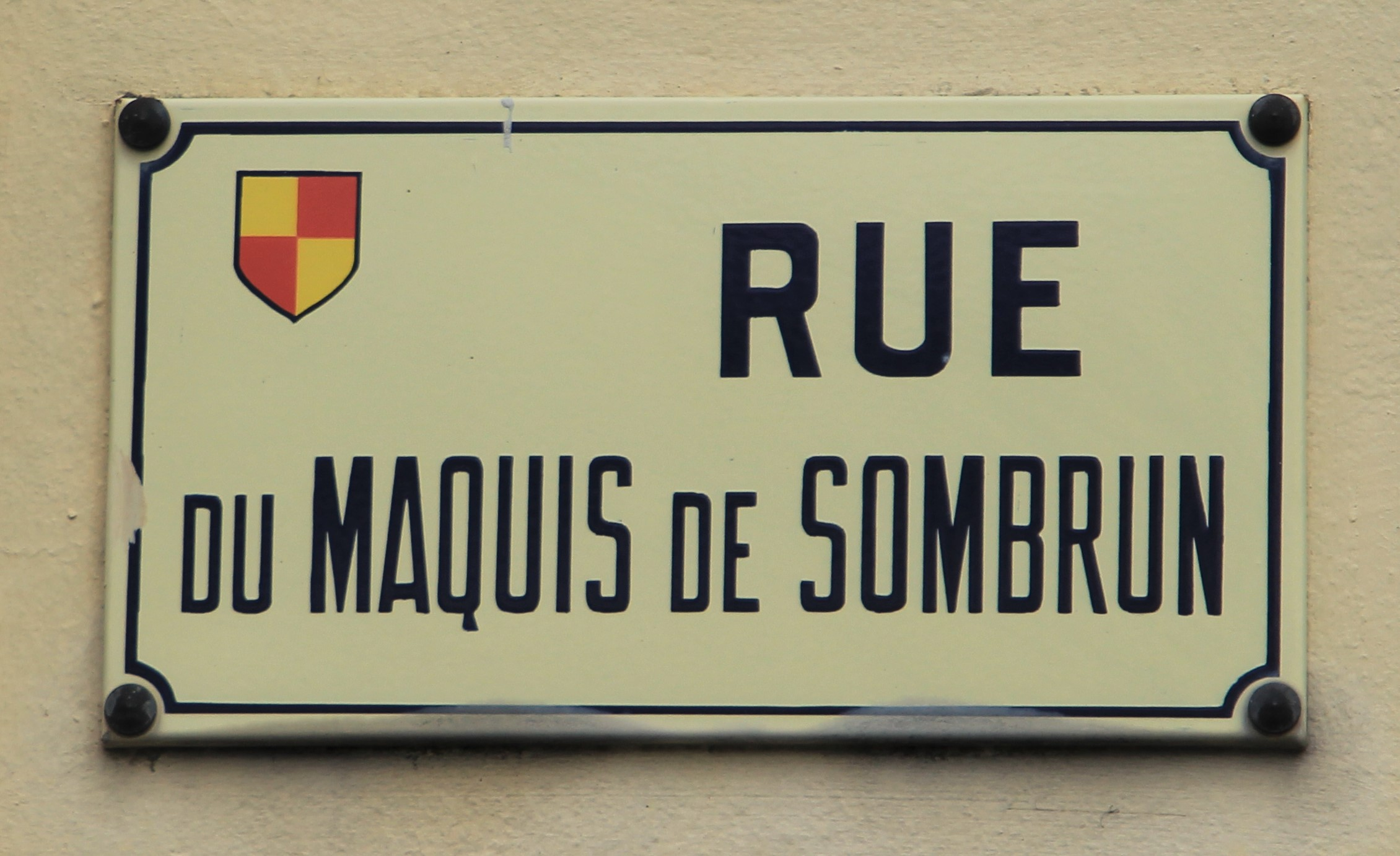

### Pradeau (petite Rue du)

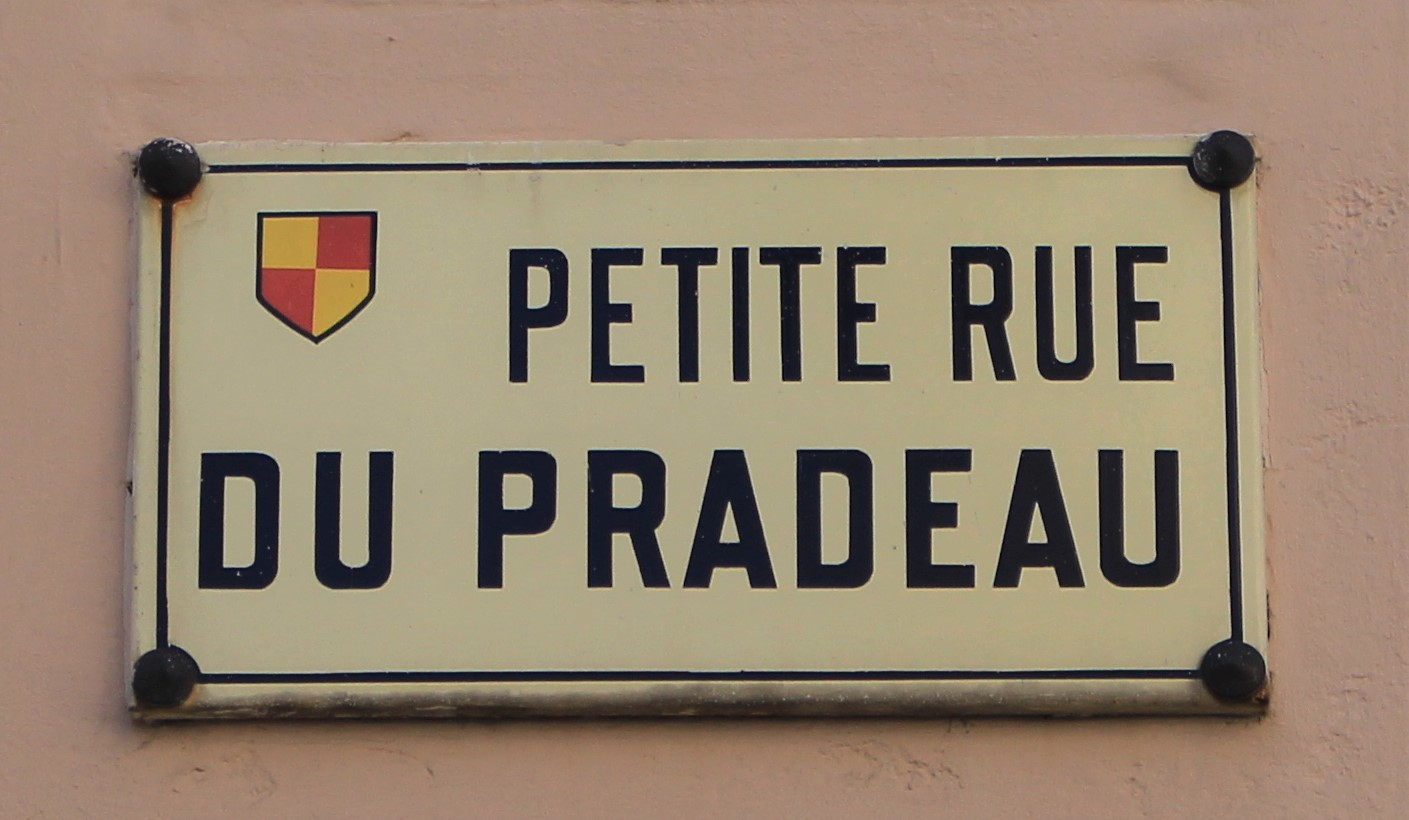

### Pradeau (promenade du)

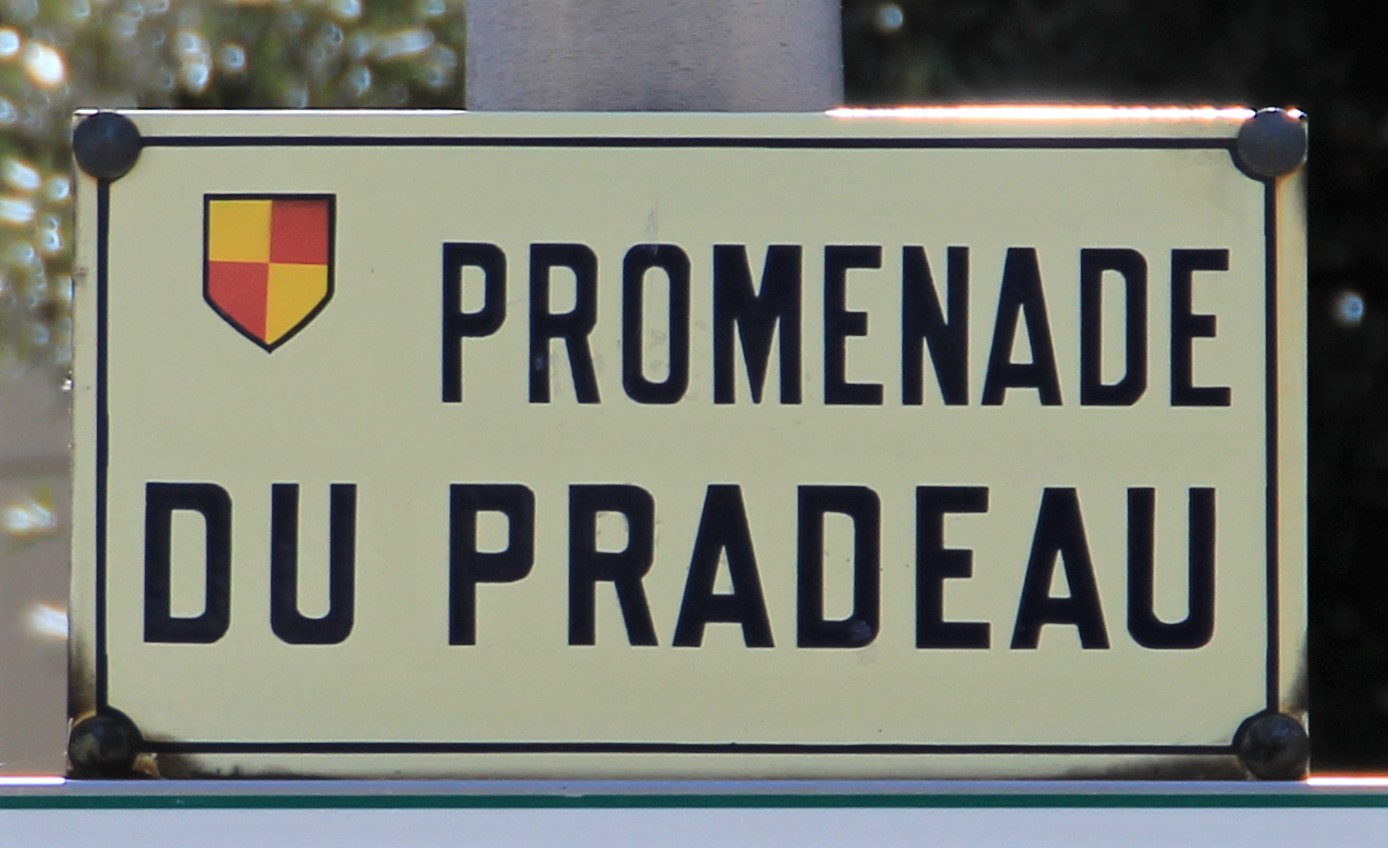

### Célestin-Passet (rue)

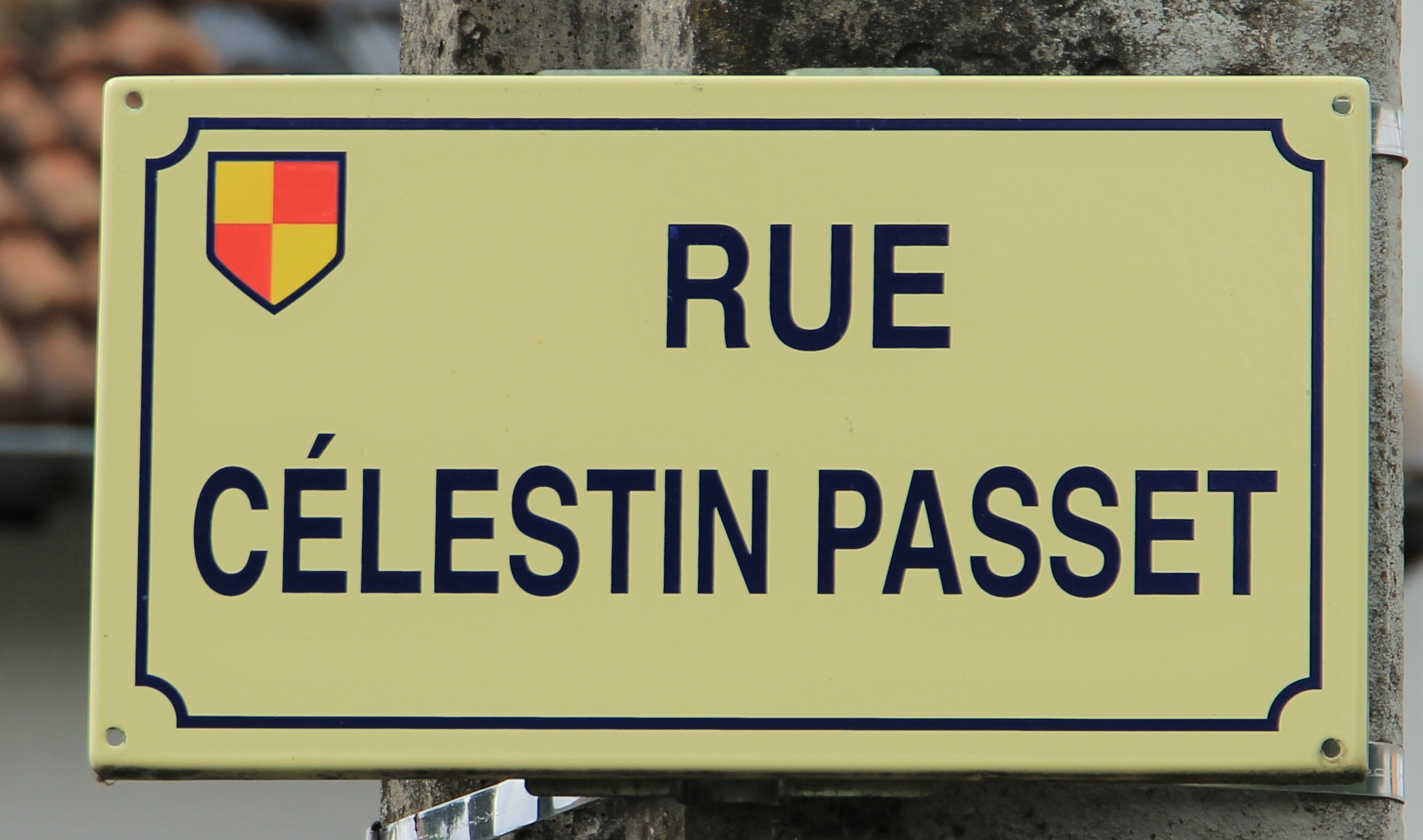

La municipalité rend hommage au pyrénéiste et guide de montagne Célestin Passet (1845-1917), natif des Hautes-Pyrénées.

### Cerdagne (rue de la)
Qui fait référence à une division territoriale de la France, la Cerdagne.

### César-Franck (rue)
La municipalité rend hommage au compositeur César Franck (1822-1870).

### Charles-Baudelaire (rue)
La municipalité rend hommage au poète Charles Baudelaire (1821-1867).

### Charles-Gounod (rue)
La municipalité rend hommage au compositeur Charles Gounod (1818-1893).

### Charles-Munch (rue)
La municipalité rend hommage au chef d'orchestre Charles Munch (1891-1968).

### Charles-Nungesser (rue)

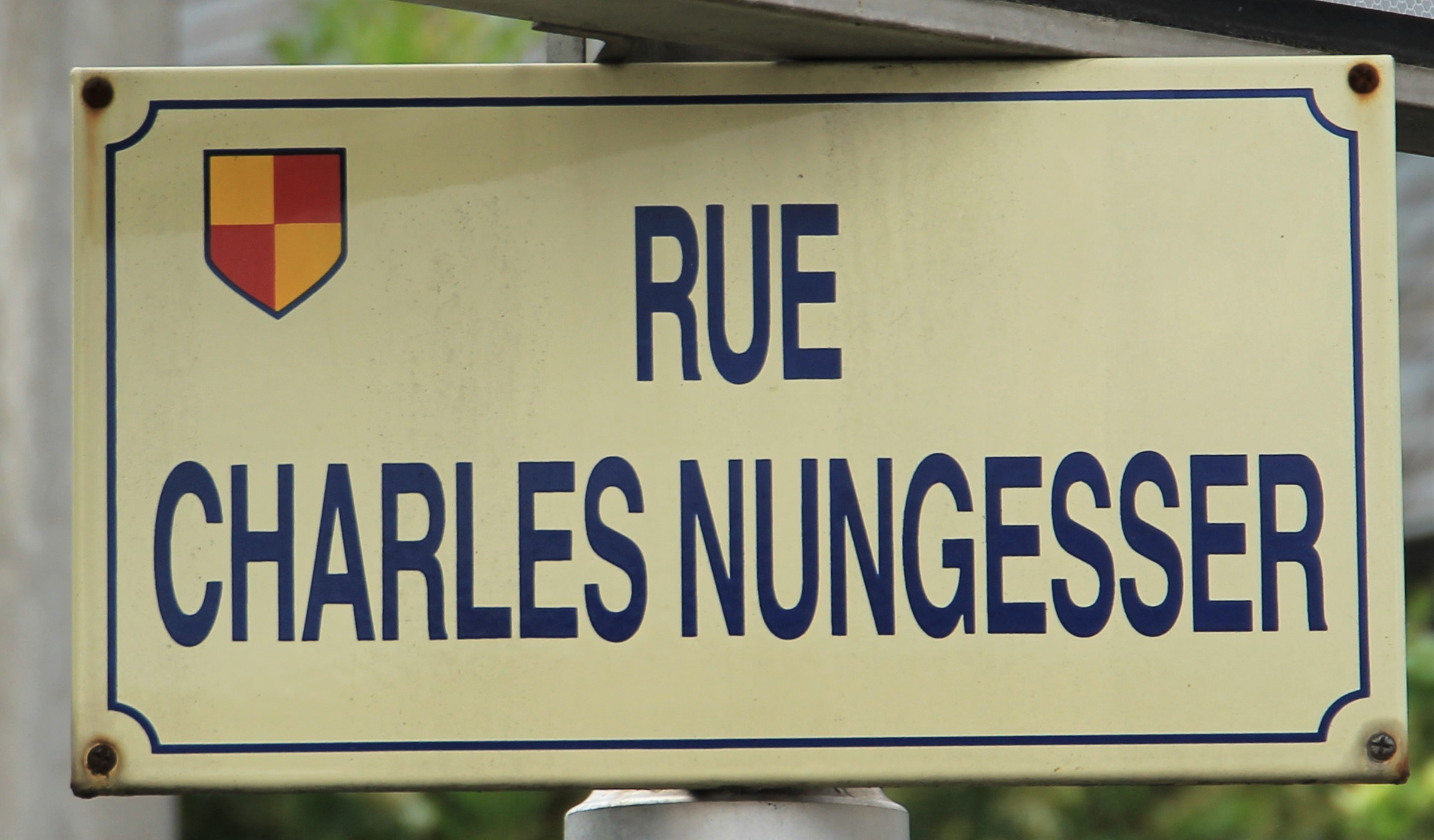

La municipalité rend hommage à l' aviateur Charles Nungesser (1892-1927).

### Charles-Péguy (rue)

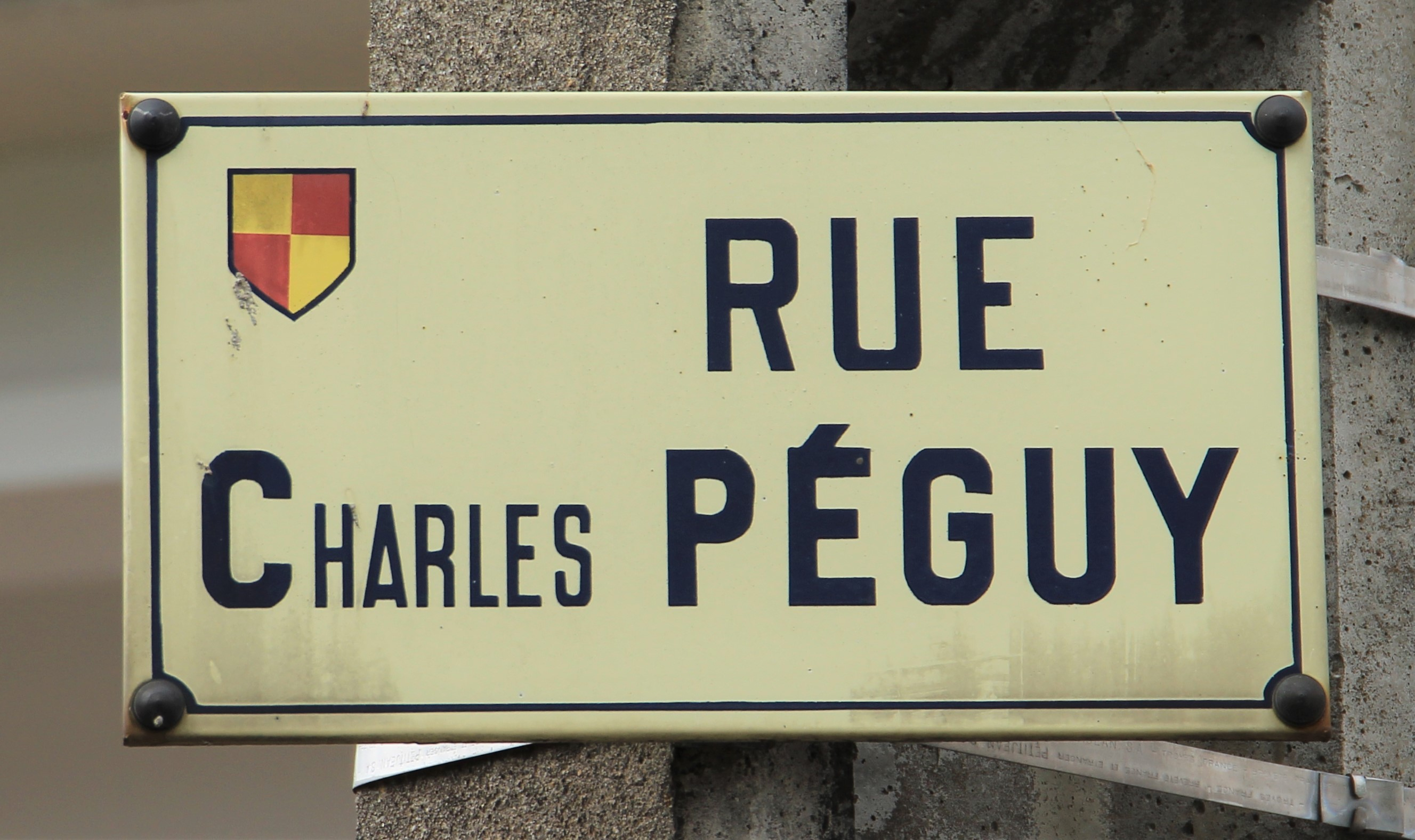

La municipalité rend hommage à l'écrivain Charles Péguy (1873-1914).

### Charles-Perrault (rue)

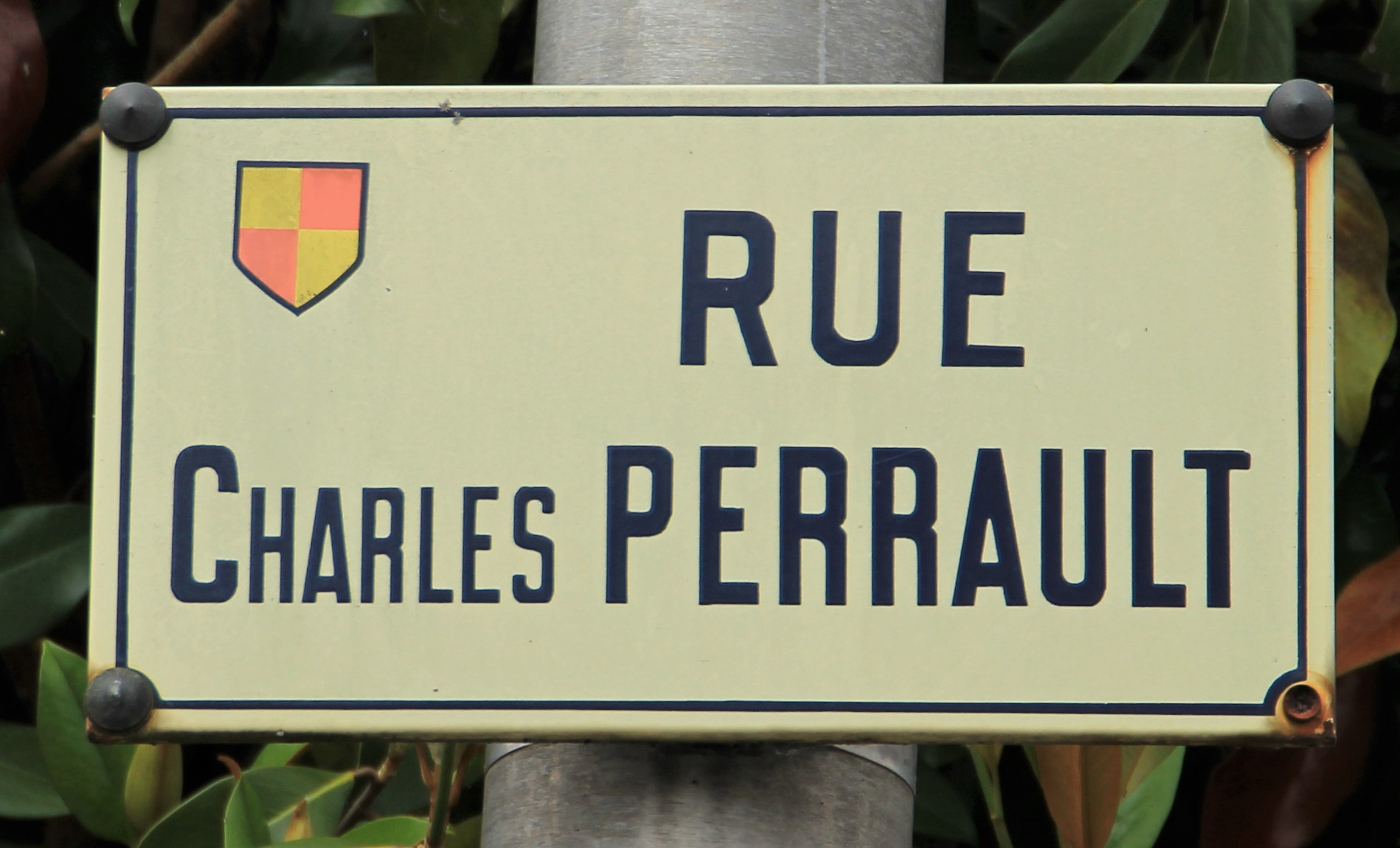

La municipalité rend hommage à l'écrivain Charles Perrault (1628-1703).

### Charles-de-Foucauld (rue)
La municipalité rend hommage à Charles de Foucauld (1858-1916).

### Chaudronnerie (rue de la)

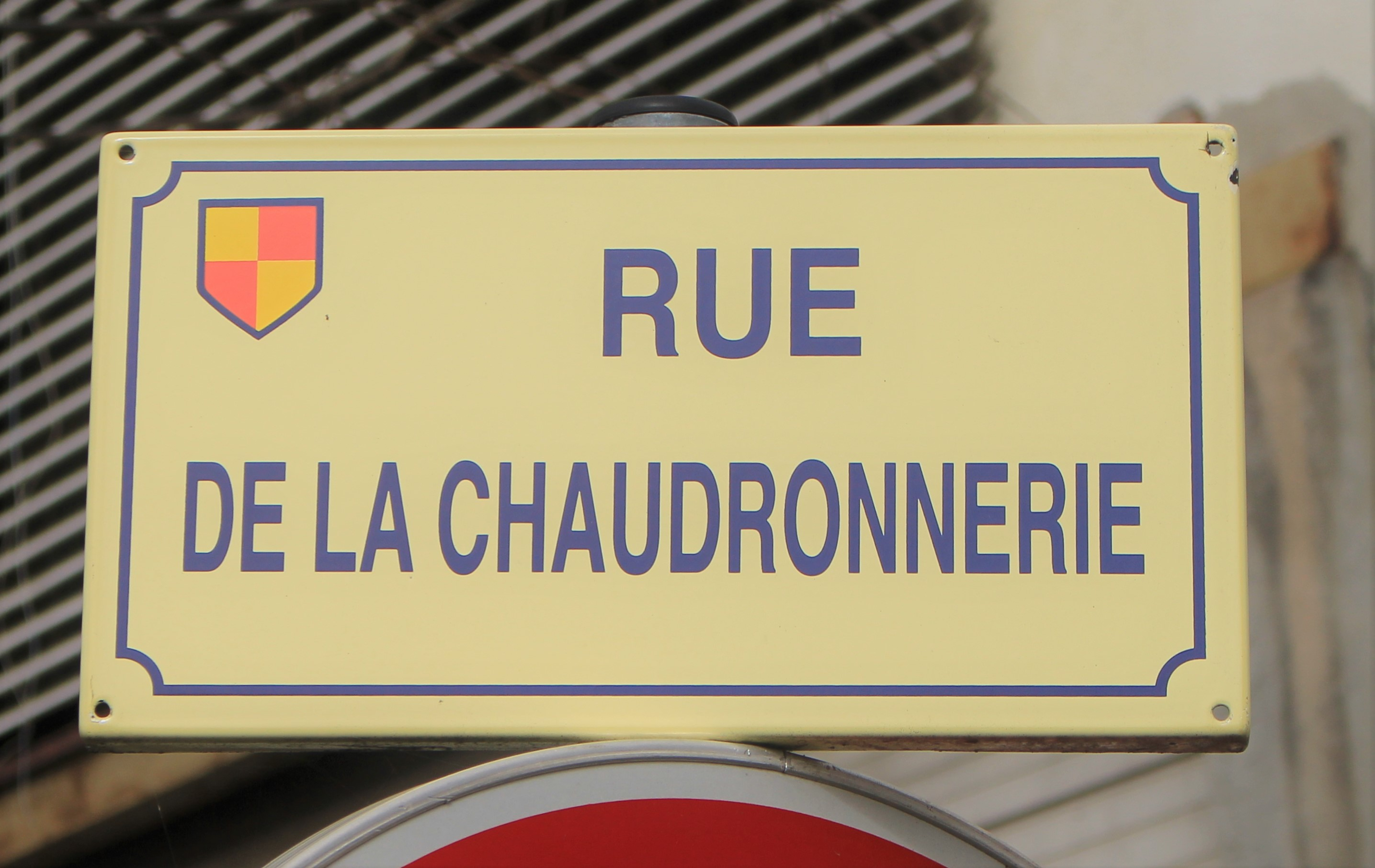

Le nom de la rue fait référence à son histoire et au site de l'Arsenal.

### Cirque-de-Gavarnie (impasse du)
Qui fait référence à la géographie des Hautes-Pyrénées, le cirque de Gavarnie.

### Clarac (rue)

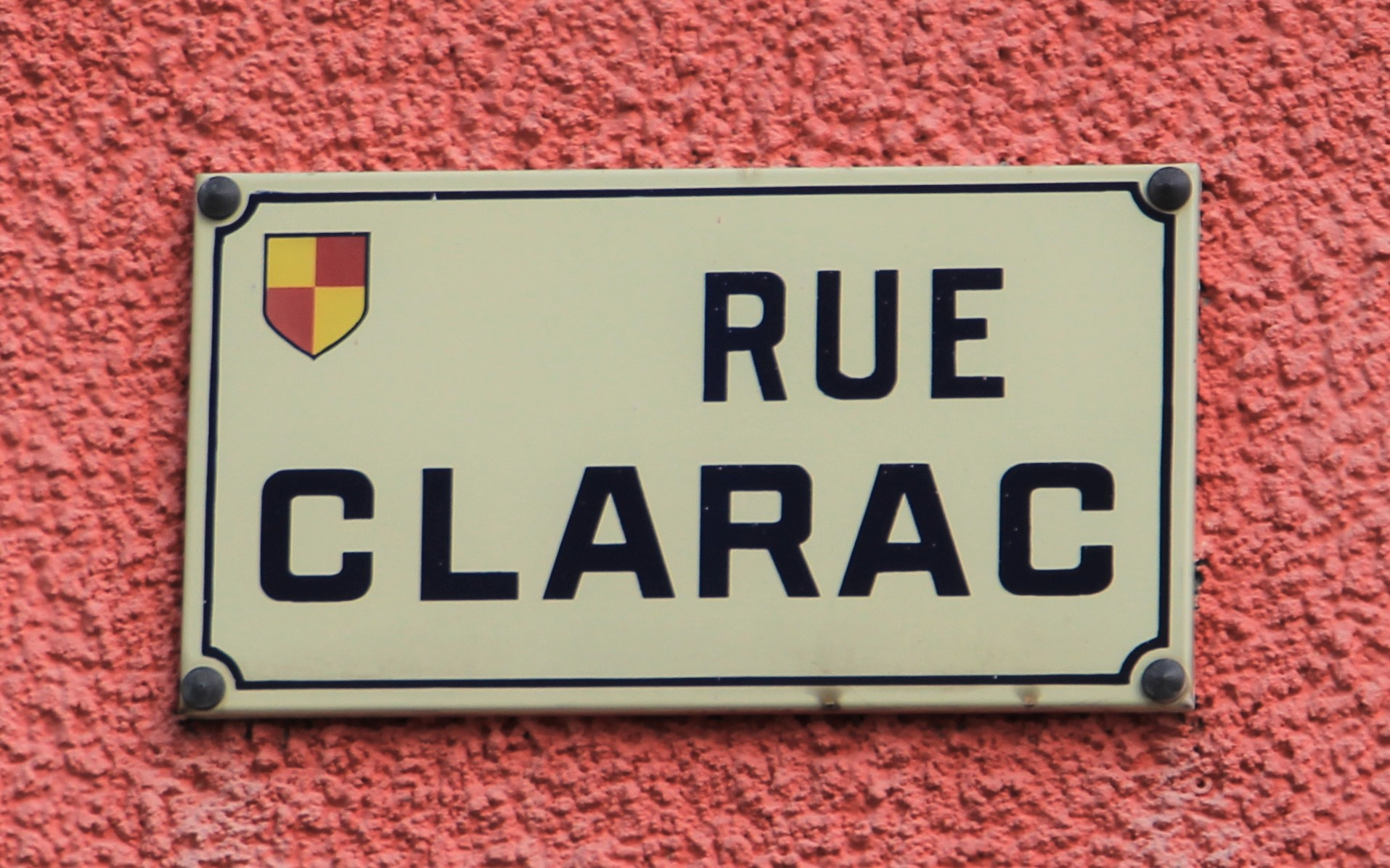

La municipalité rend hommage à l'homme politique Louis Antoine de Clarac (1772-1854) élu député des Hautes-Pyrénées , natif de Tarbes.

### Claude-Bernard (rue)

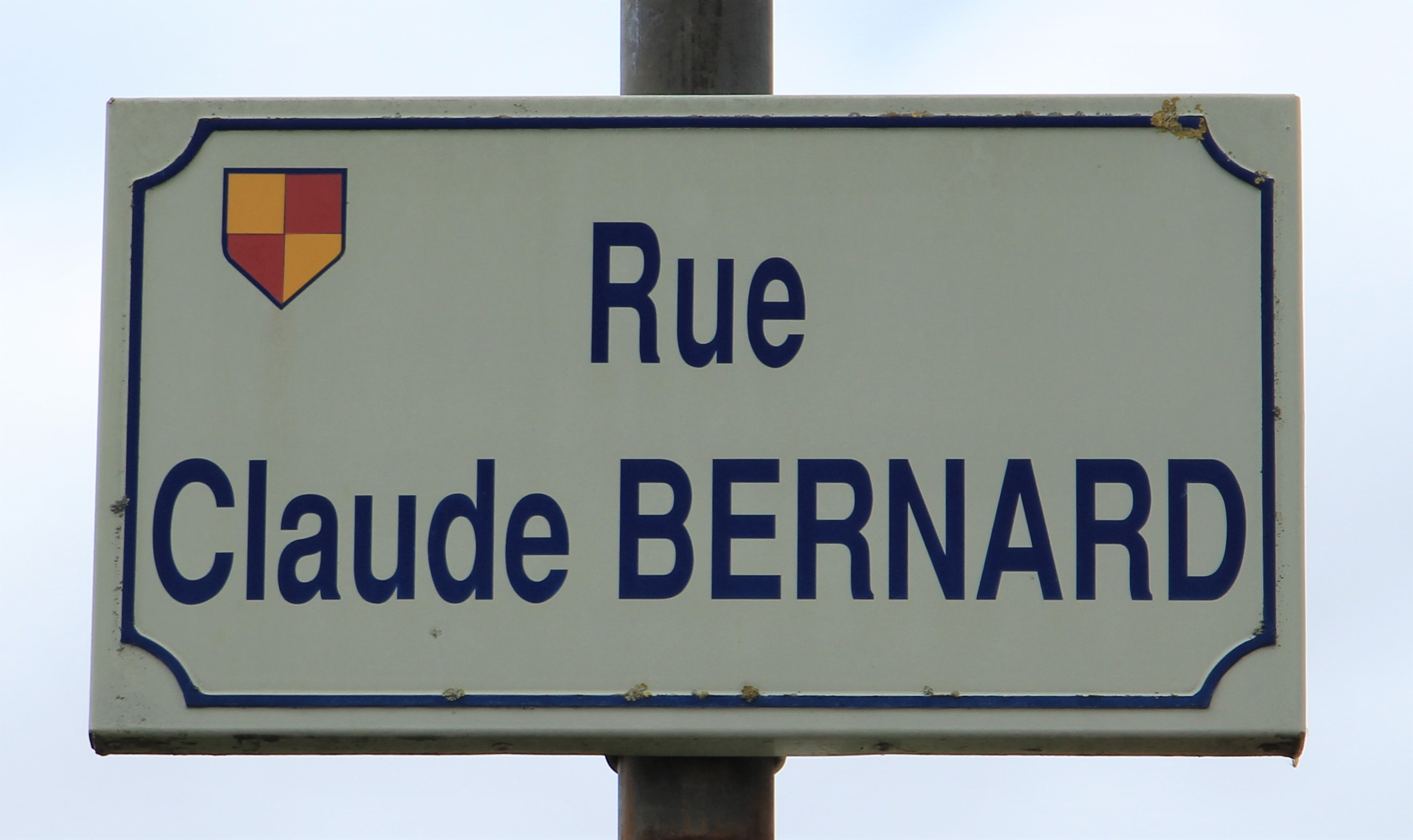

La municipalité rend hommage au médecin Claude Bernard (1813-1878).

### Claude-Debussy (boulevard)
La municipalité rend hommage au compositeur Claude Debussy (1862-1918).

### Claude-Nougaro (rue)
La municipalité rend hommage au compositeur Claude Nougaro (1929-2004).

### Clément-Ader (rue)
La municipalité rend hommage à l'ingénieur Clément Ader (1841-1925).

### Colomès-de-Juillan (rue)

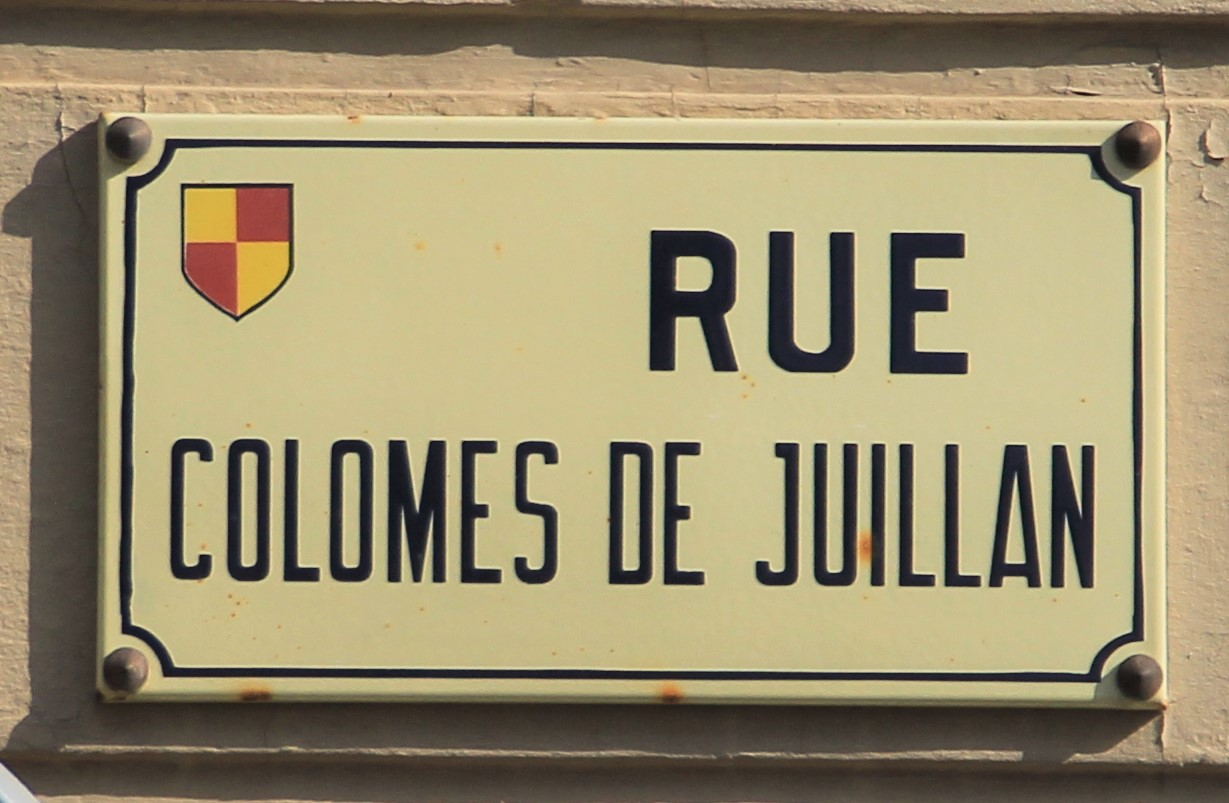

La municipalité rend hommage à l'ingénieur Charles-Joseph Colomès de Juillan (1799-1870), natif de Tarbes, qui repose au cimetière de la Sède.

### Commandant-Charcot (rue du)
La municipalité rend hommage à l'explorateur polaire Jean-Baptiste Charcot (1867-1936).

### Commando-Hispano (rue du)

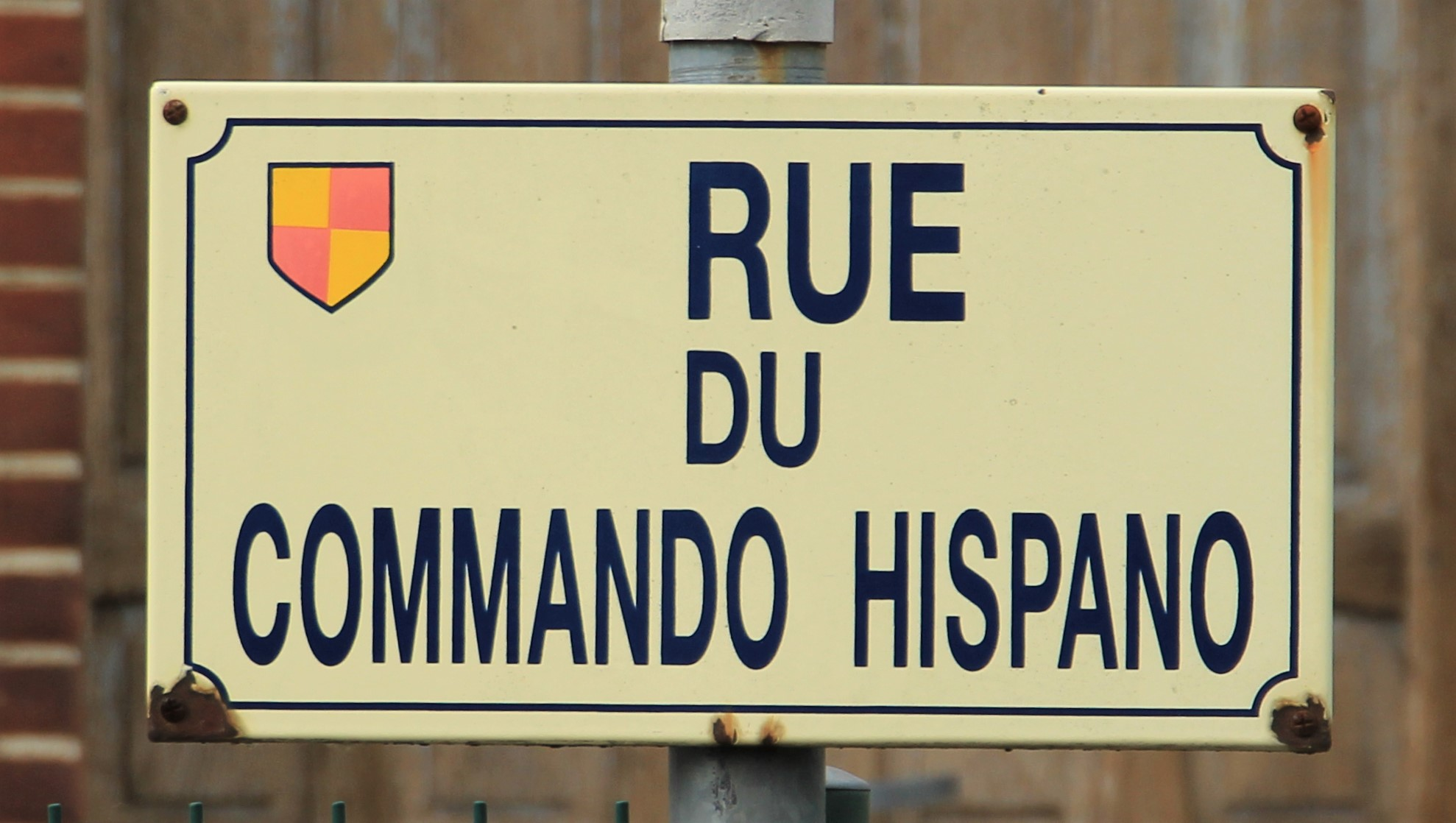

### Comminges (rue du)
Qui fait référence à une division territoriale de la France, le Comminges, elle est située dans le quartier de Laubadère.

### Concorde (rue de la)

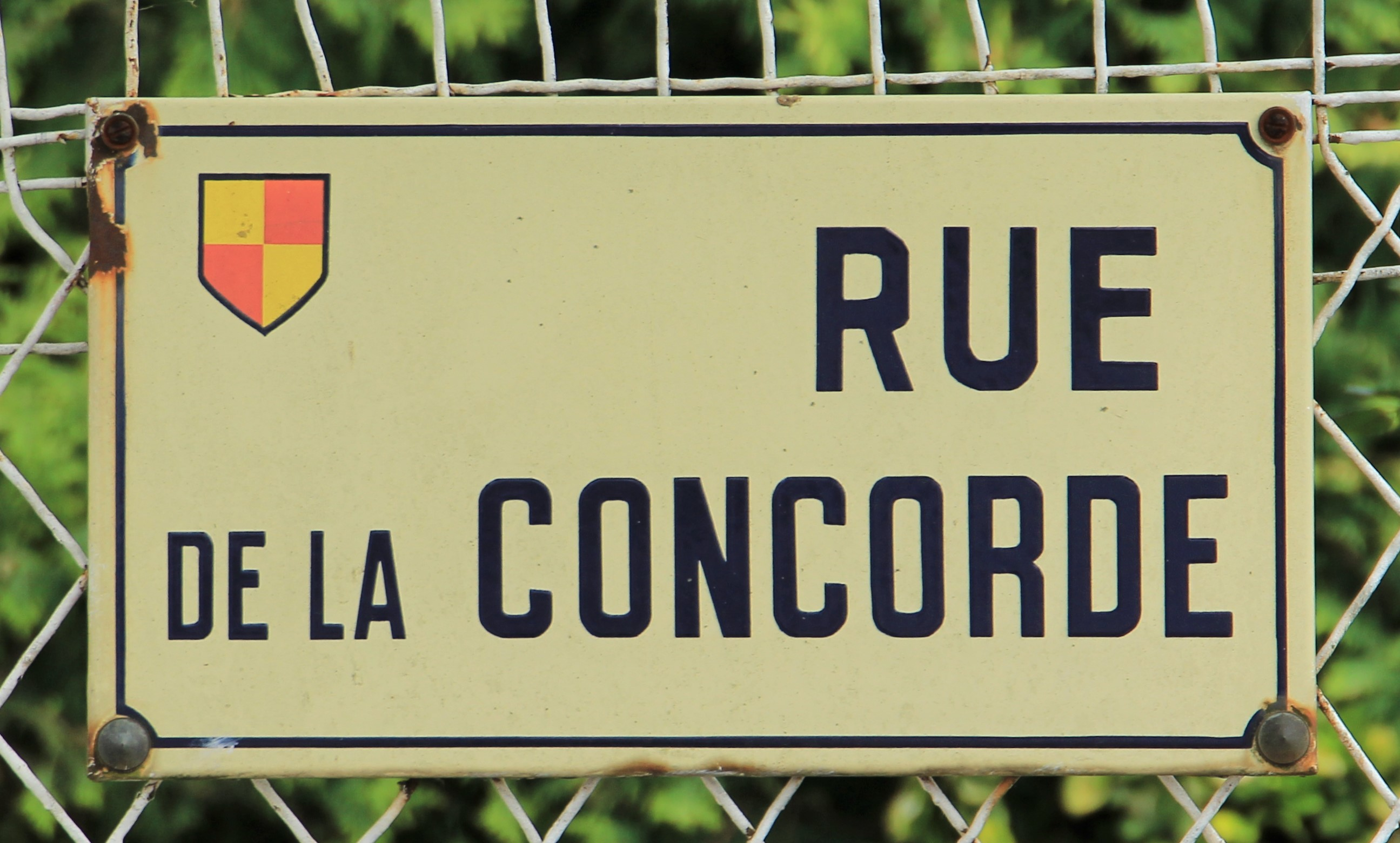

On y trouve l'église Sainte-Bernadette.

### Condorcet (rue)

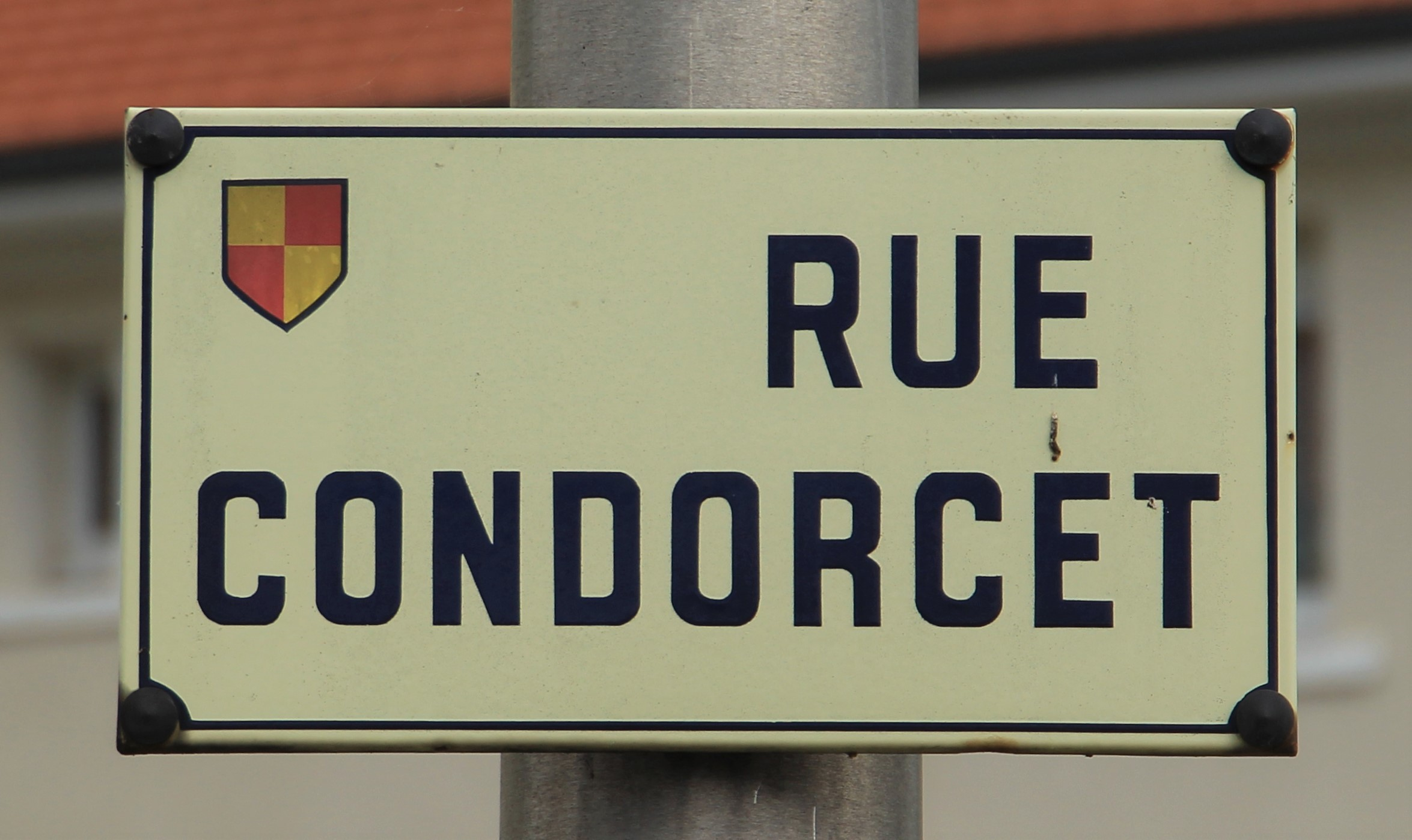

### Coquelicots (rue des)

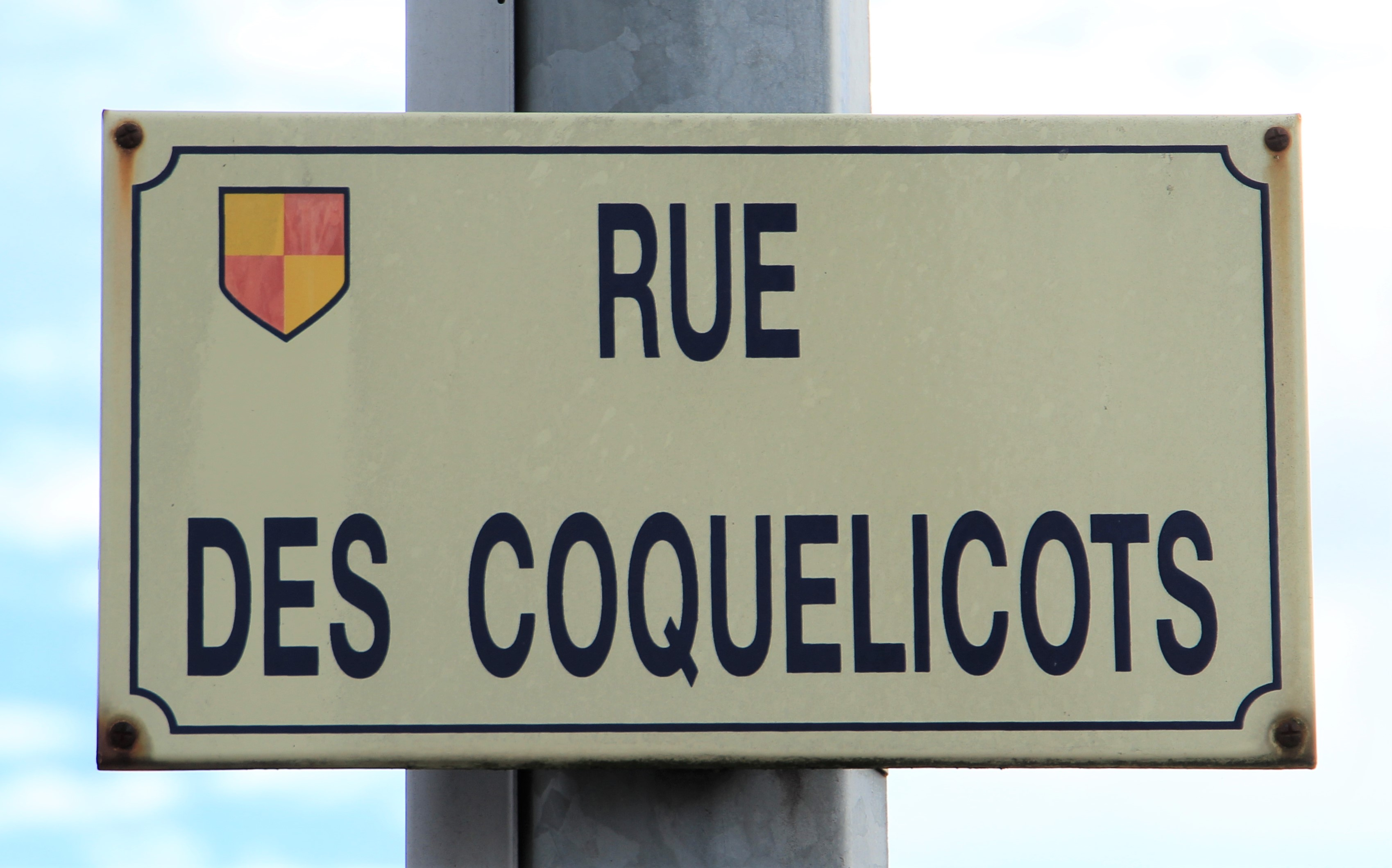

### Corneille (rue)
La municipalité rend hommage au poète Pierre Corneille (1606-1684).

### Corps-Franc-Pommiès (rue du)
La municipalité rend hommage au corps franc pyrénéen le corps Franc Pommiès.

### Corse (rue de la)
Qui fait référence à une division territoriale de la France, la Corse, elle est située dans le quartier de Laubadère.

### Cristail (venelle du)
Qui fait référence à la géographie des Hautes-Pyrénées, un sommet des Hautes-Pyrénées (le pic de Gavizo-Cristail).

### Cronstadt (rue de)
On y trouve la statue équestre du Maréchal Foch.

## D

### Daléas (rue)

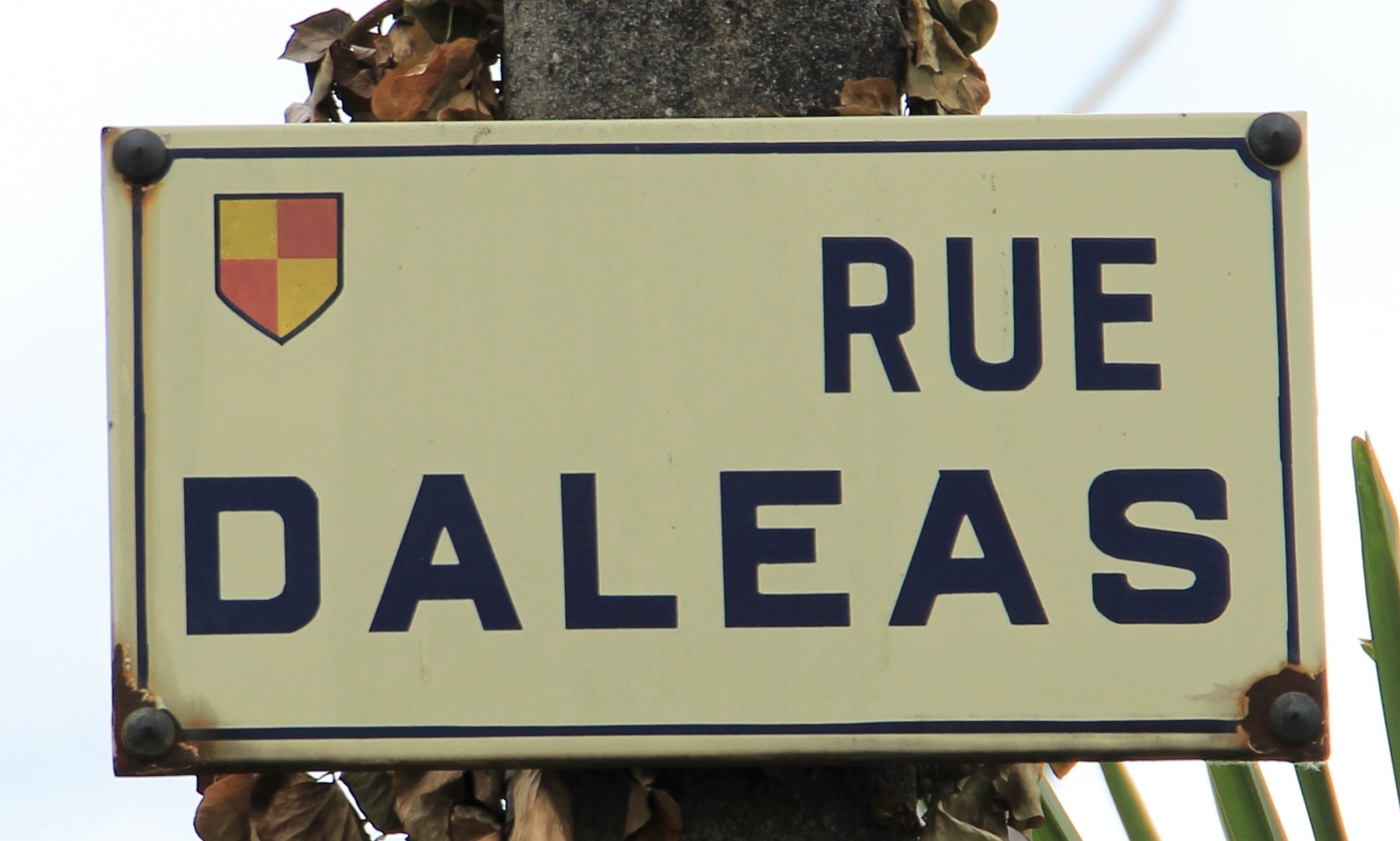

La municipalité rend hommage à Jean Daléas, ancien maire de Tarbes de 1814 à 1815, natif de Tarbes.

### Dauphiné (rue du)

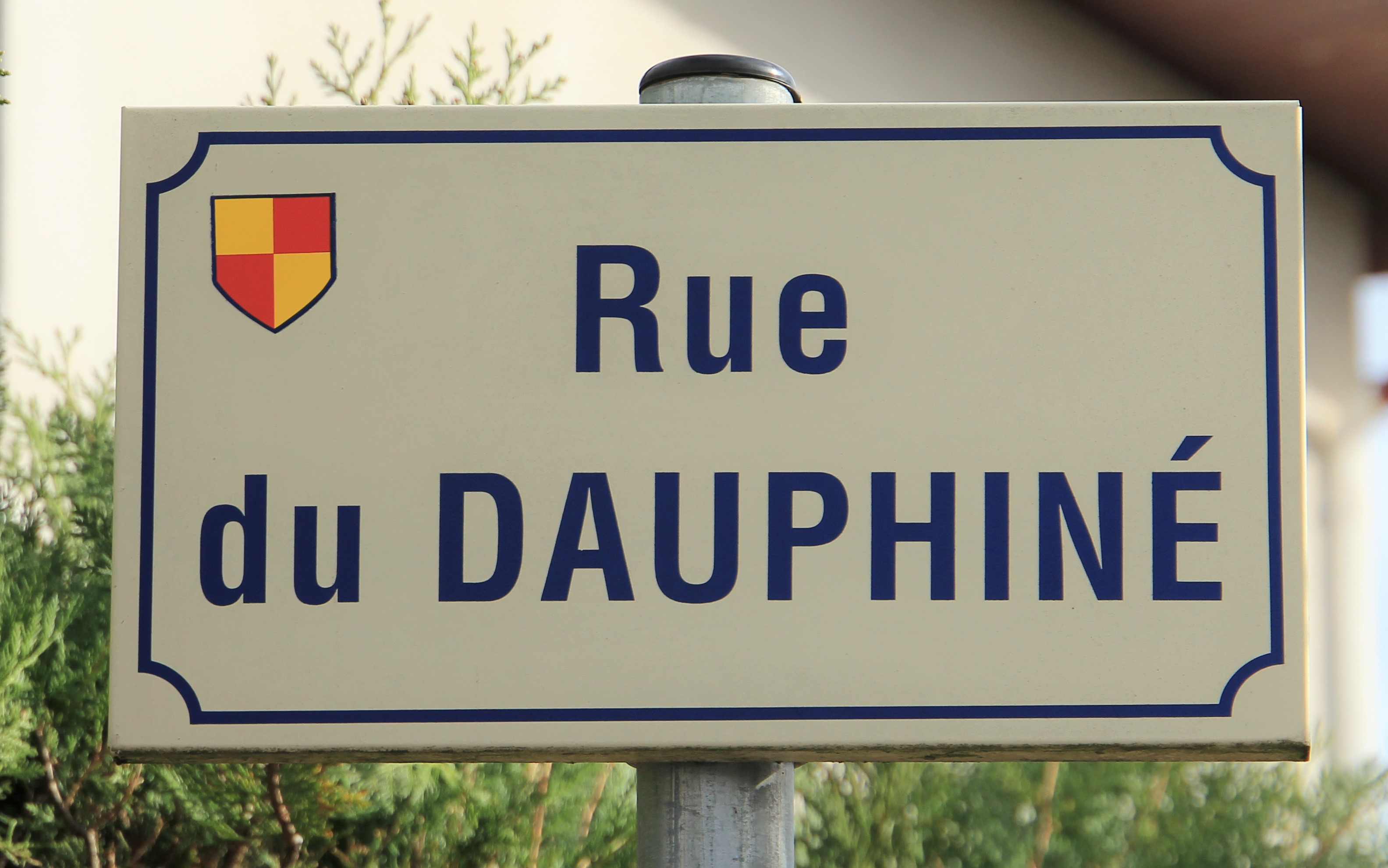

Qui fait référence à une division territoriale de la France, le Dauphiné, elle est située dans le quartier de Laubadère.

### Degas (rue)

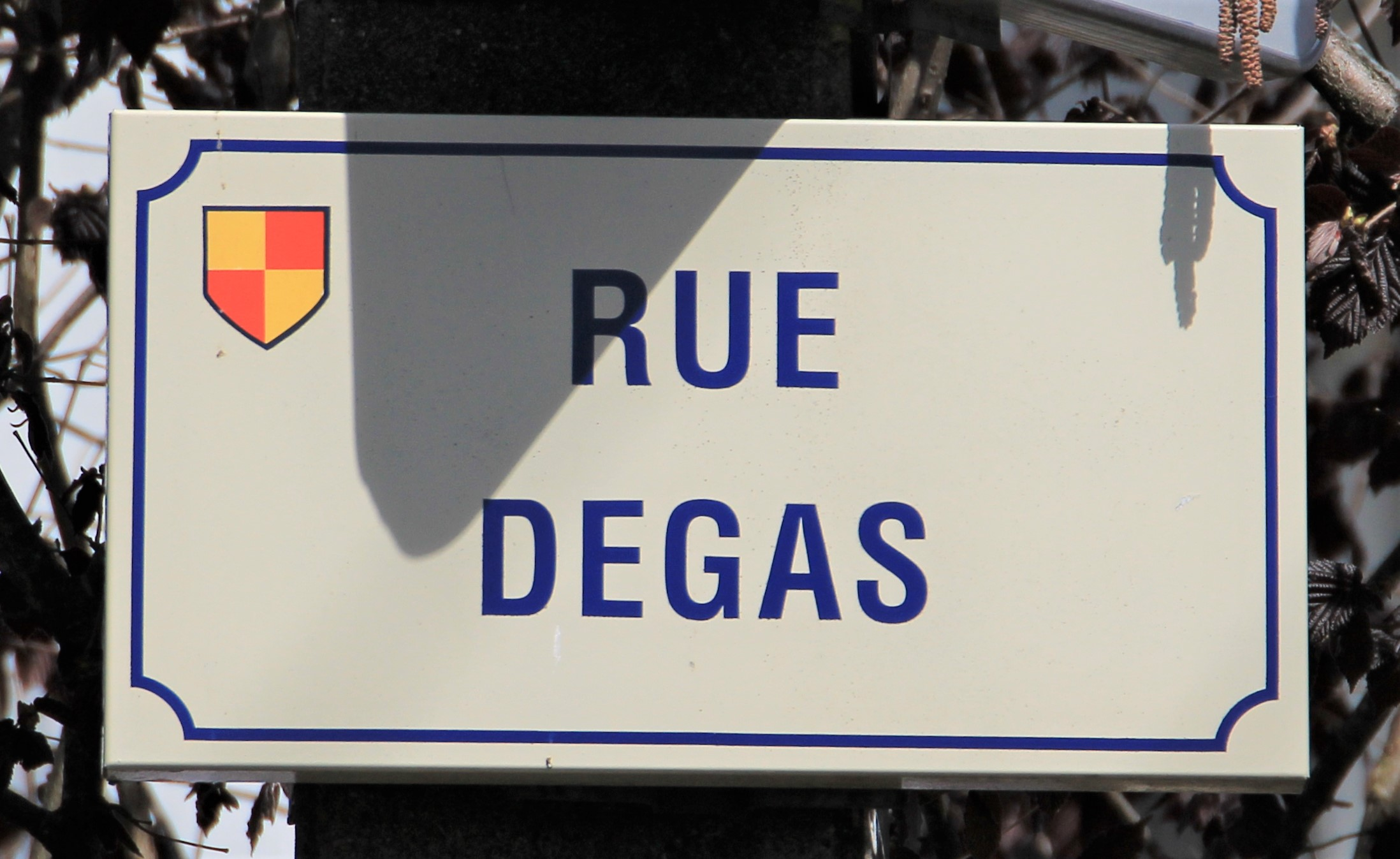

La municipalité rend hommage à l'artiste peintre Edgar Degas (1834-1917).

### Delcassé (rue)

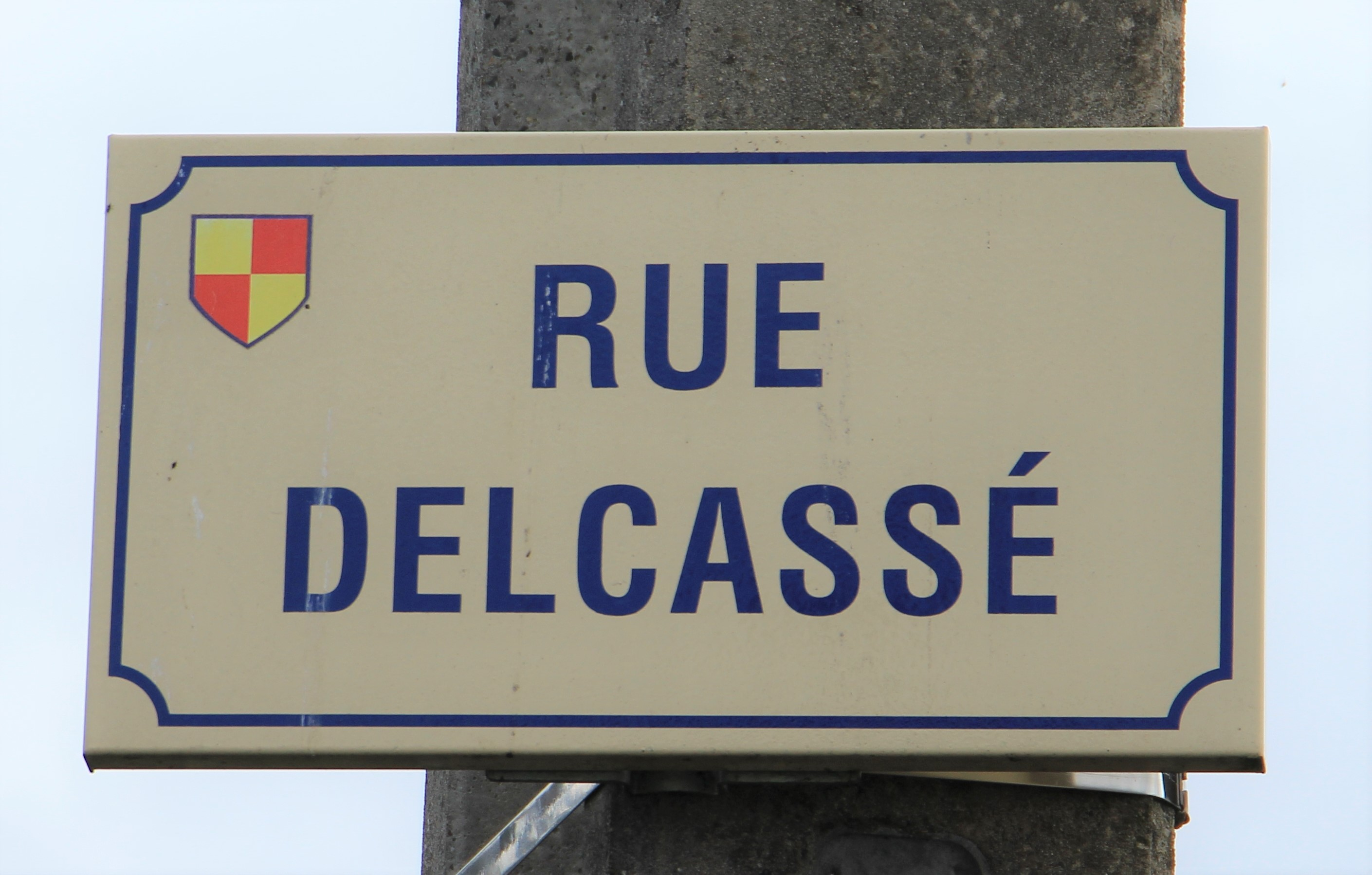

### Dembarrère (rue)
La municipalité rend hommage à l'homme politique Pierre Dauzat-Dembarrère (1809-1878), natif des Hautes-Pyrénées, élu député des Hautes-Pyrénées.

### Denis-Papin (rue)
La municipalité rend hommage au physicien Denis Papin (1647-1713).

### Desaix (rue)

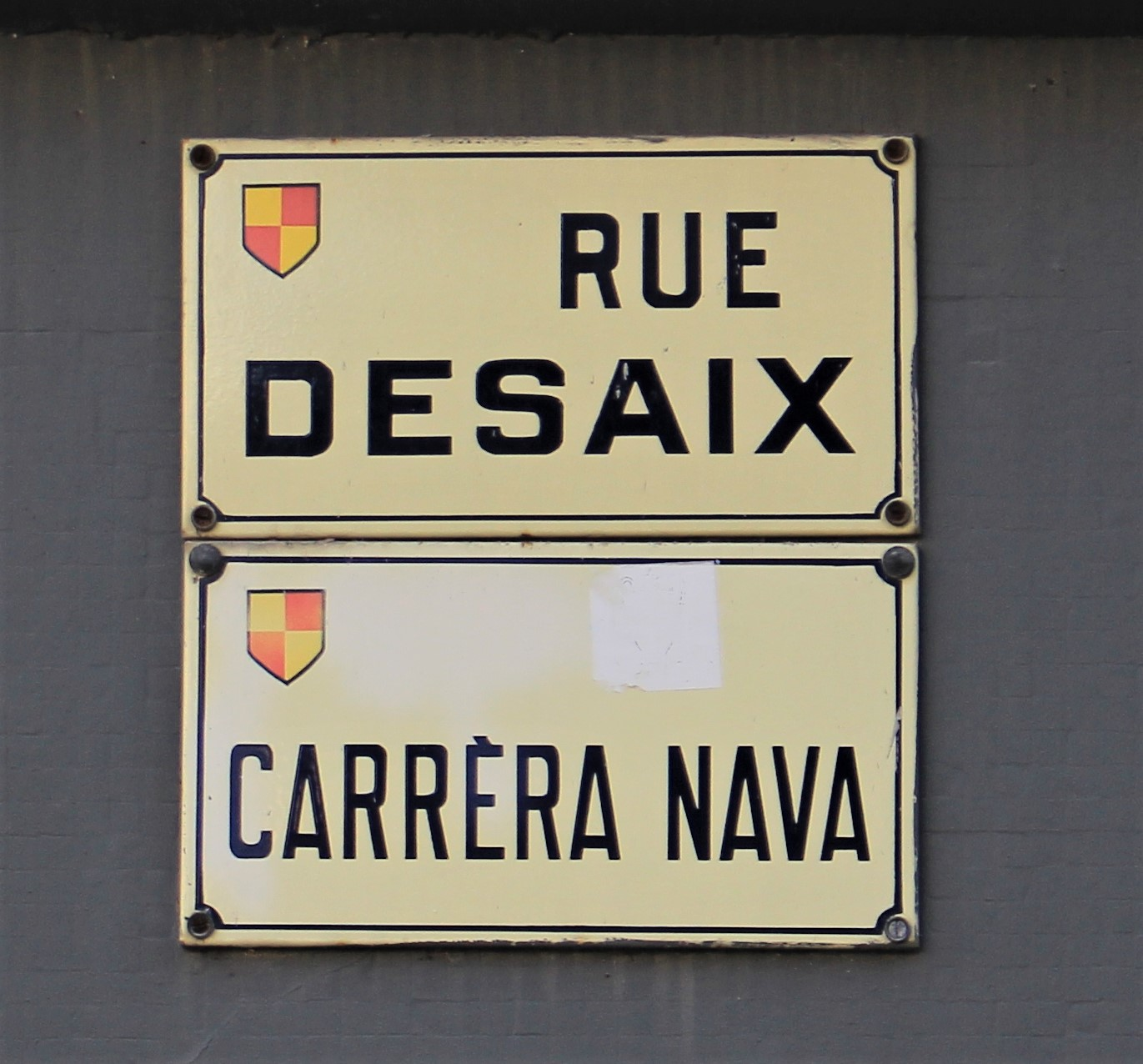

La rue se nommait anciennement : carrèra nava qui signifie rue neuve.
La municipalité rend hommage au général français qui s'est illustré lors des guerres révolutionnaires Louis Charles Antoine Desaix (1768-1800).

### Desca (rue)
La municipalité rend hommage au sculpteur Edmond Desca (1855-1918), natif des Hautes-Pyrénées.

### Descartes (rue)
La municipalité rend hommage au physicien René Descartes (1596-1650).

### Despourrins (rue)
La rue se nommait anciennement : cai deu Crostet  qui signifie quai du croûton.

### Deville (rue)

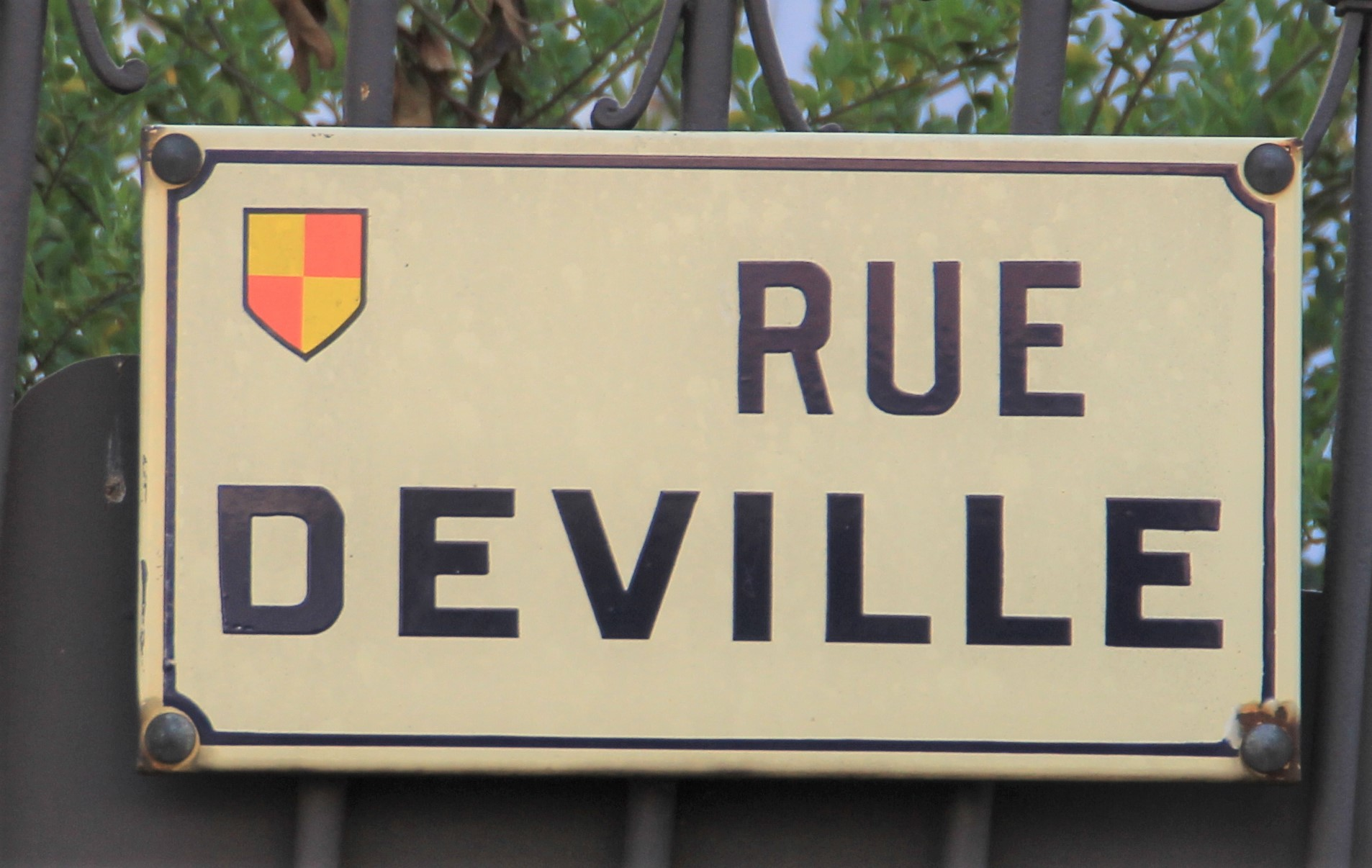

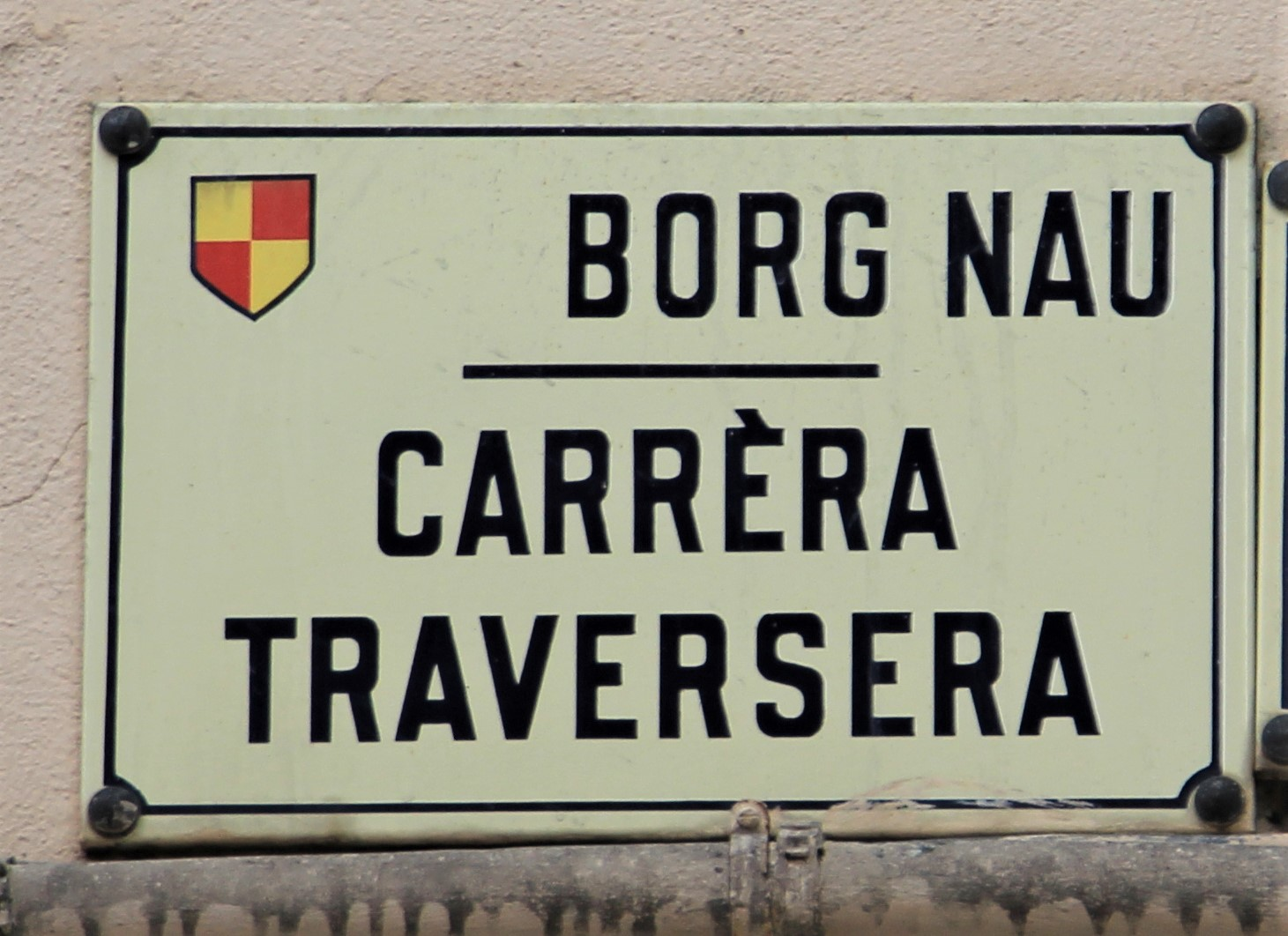

La municipalité rend hommage à l'homme politique Jean-Marie Joseph Deville, natif de Tarbes, (1787-1853) élu député des Hautes-Pyrénées (ancien quartier nouveau).

### Diderot (rue)

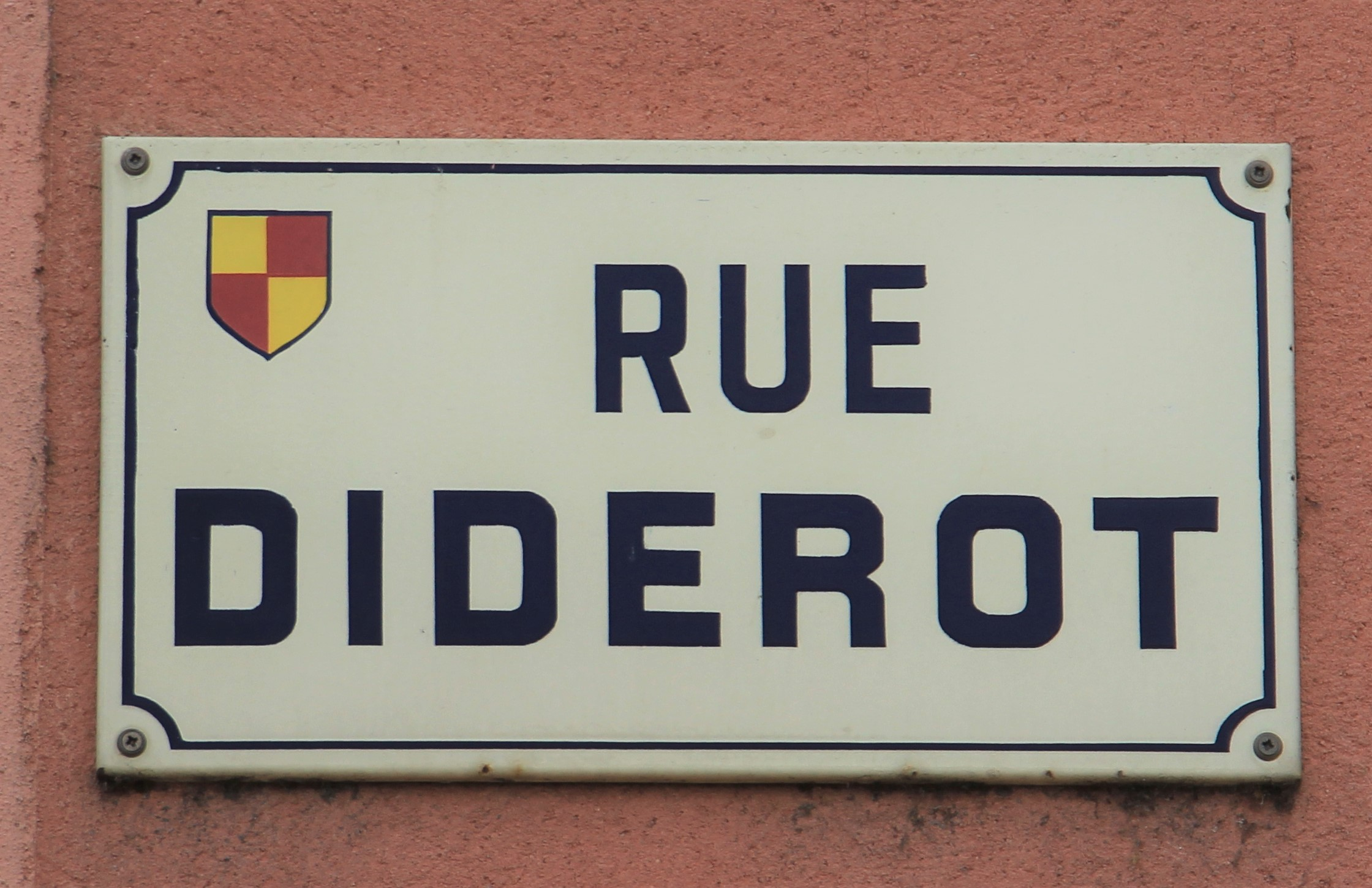

La municipalité rend hommage à l'écrivain Denis Diderot (1713-1784).

### Didier-Daurat (rue)

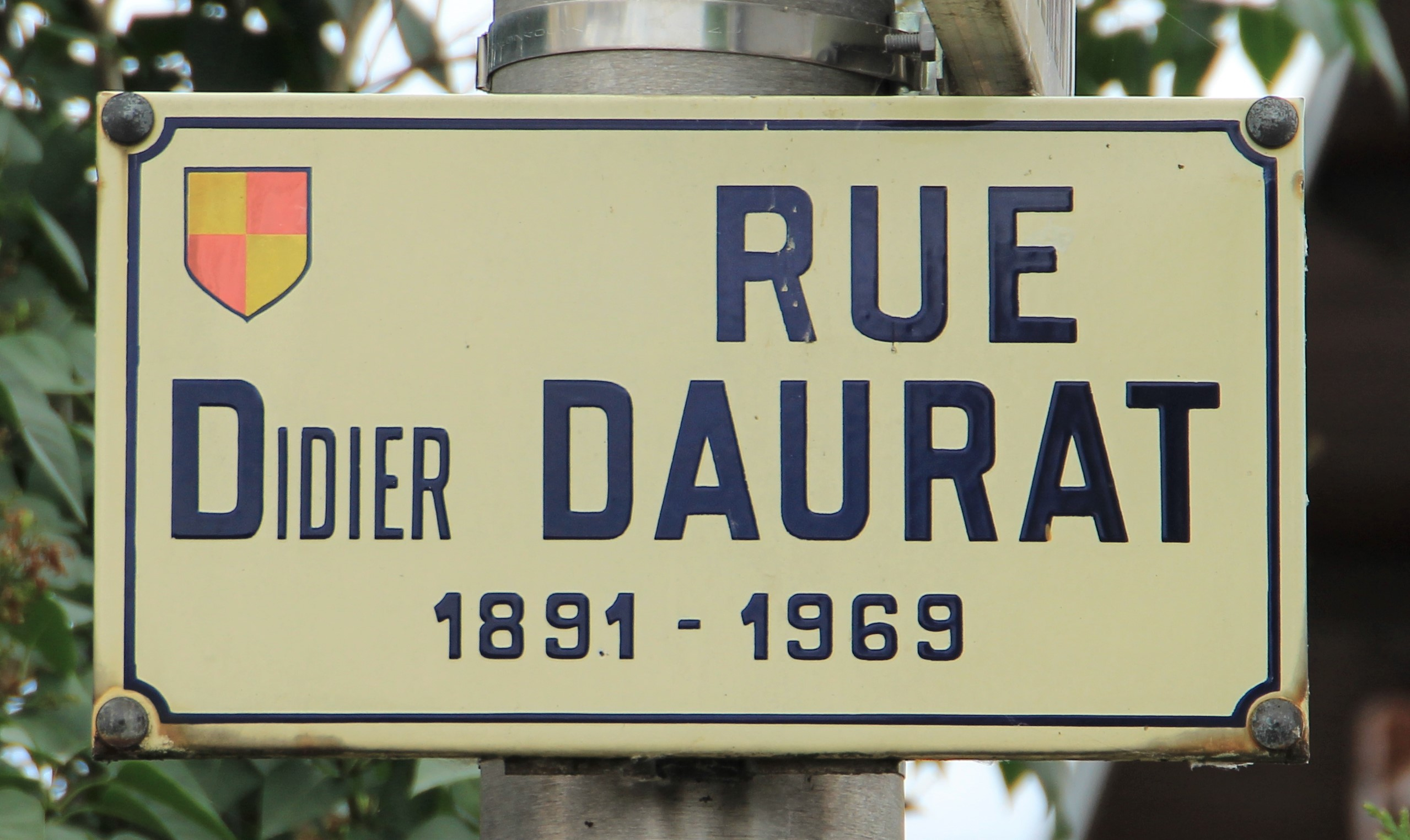

La municipalité rend hommage à l'aviateur Didier Daurat (1891-1969).

### Dieudonné-Costes (impasse)

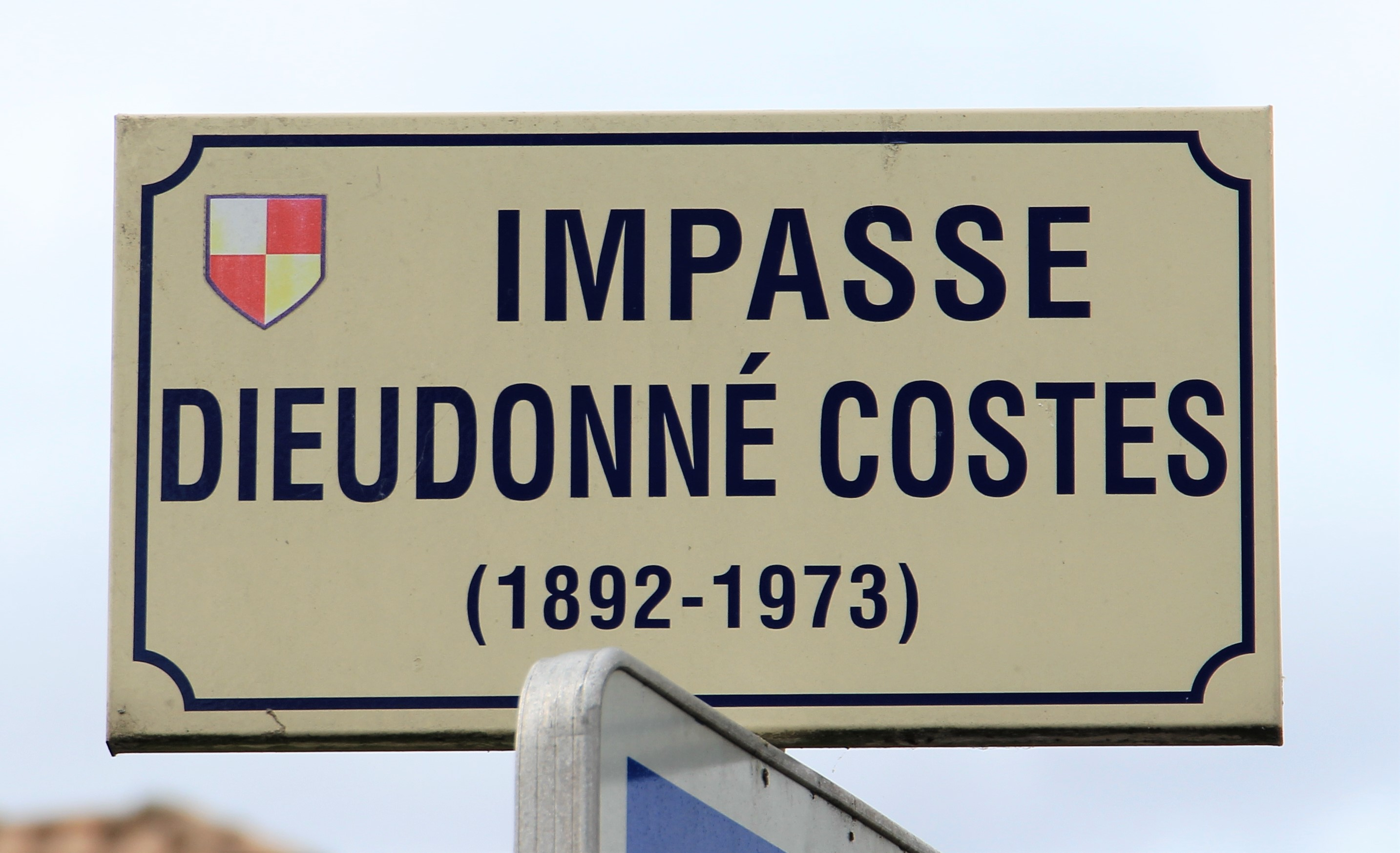

La municipalité rend hommage à l'aviateur Dieudonné Costes (1892-1973).

### Docteur-Arlaud (rue du)

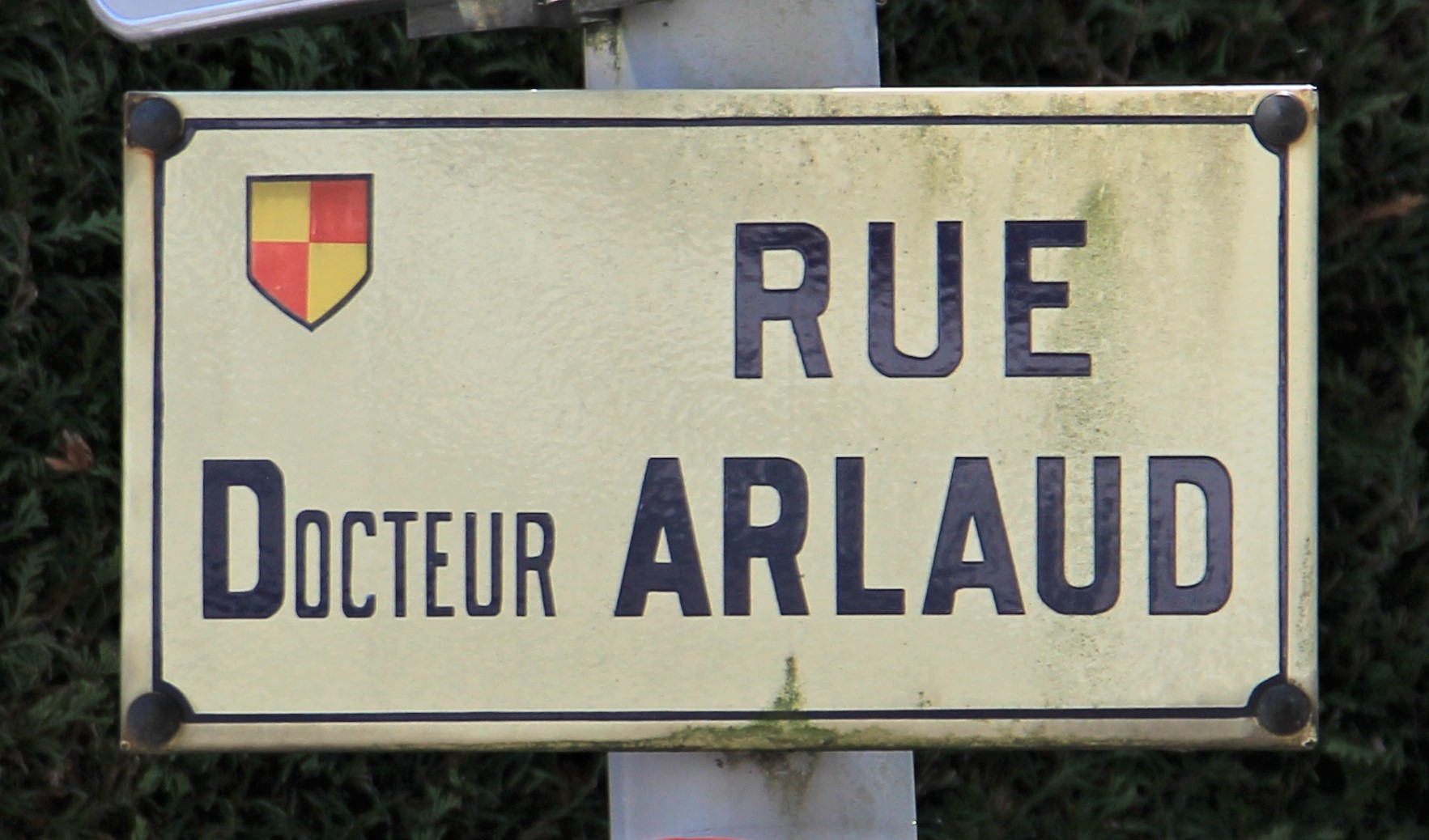

La municipalité rend hommage au pyrénéiste Jean Arlaud (1896-1938) qui a donné son nom à un sommet des Pyrénées (le pic du port d'Oô ou pic Jean Arlaud).

### Docteur-Laënnec (rue du)

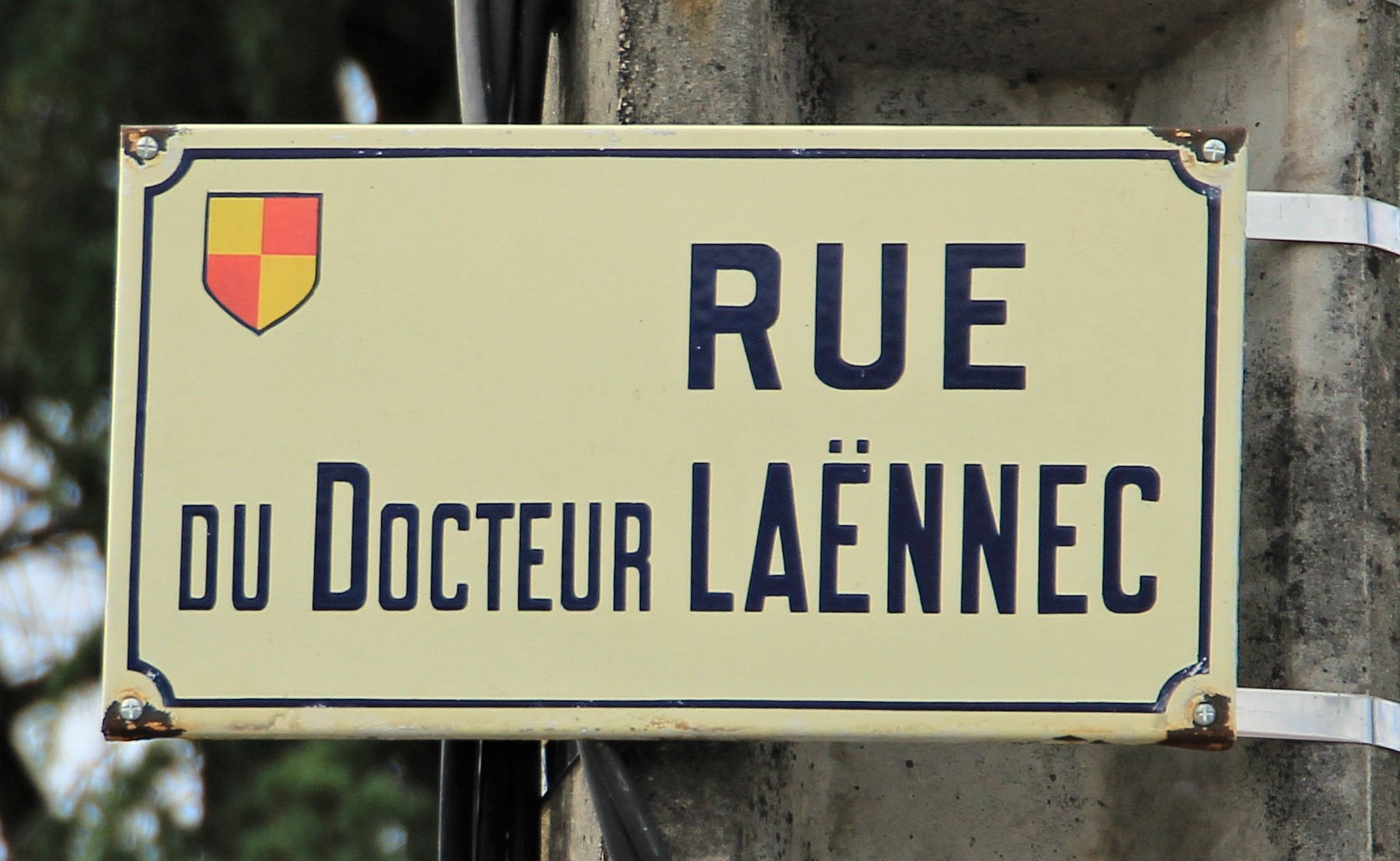

La municipalité rend hommage au médecin René-Théophile-Hyacinthe Laennec (1781-1826).

### Docteur-Roux (rue du)

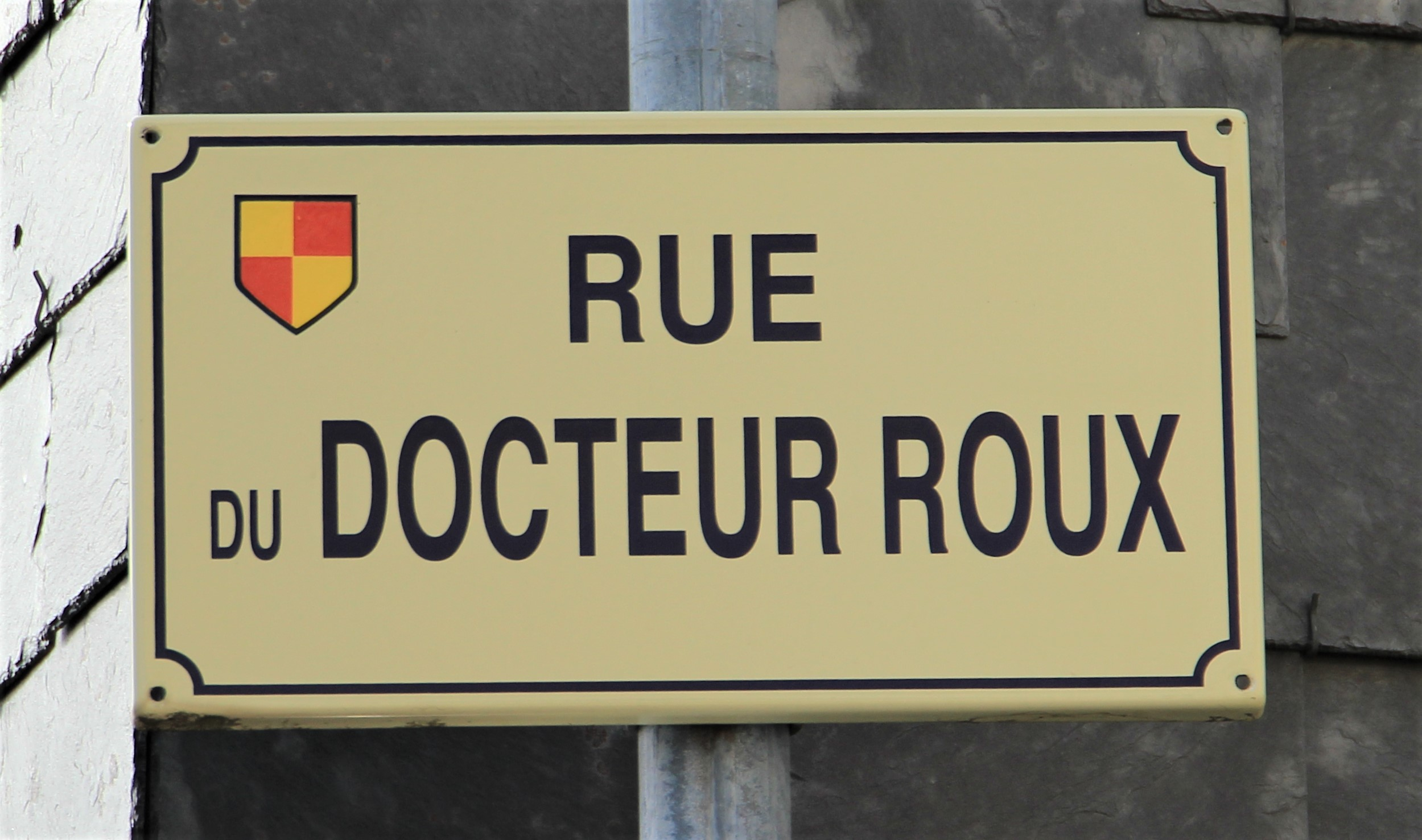

La municipalité rend hommage au médecin Émile Roux (1853-1933).

### Docteurs-Calmette-et-Guérin (rue des)
La municipalité rend hommage aux médecins Albert Calmette et Camille Guérin.

## E

### Échez (avenue de l')

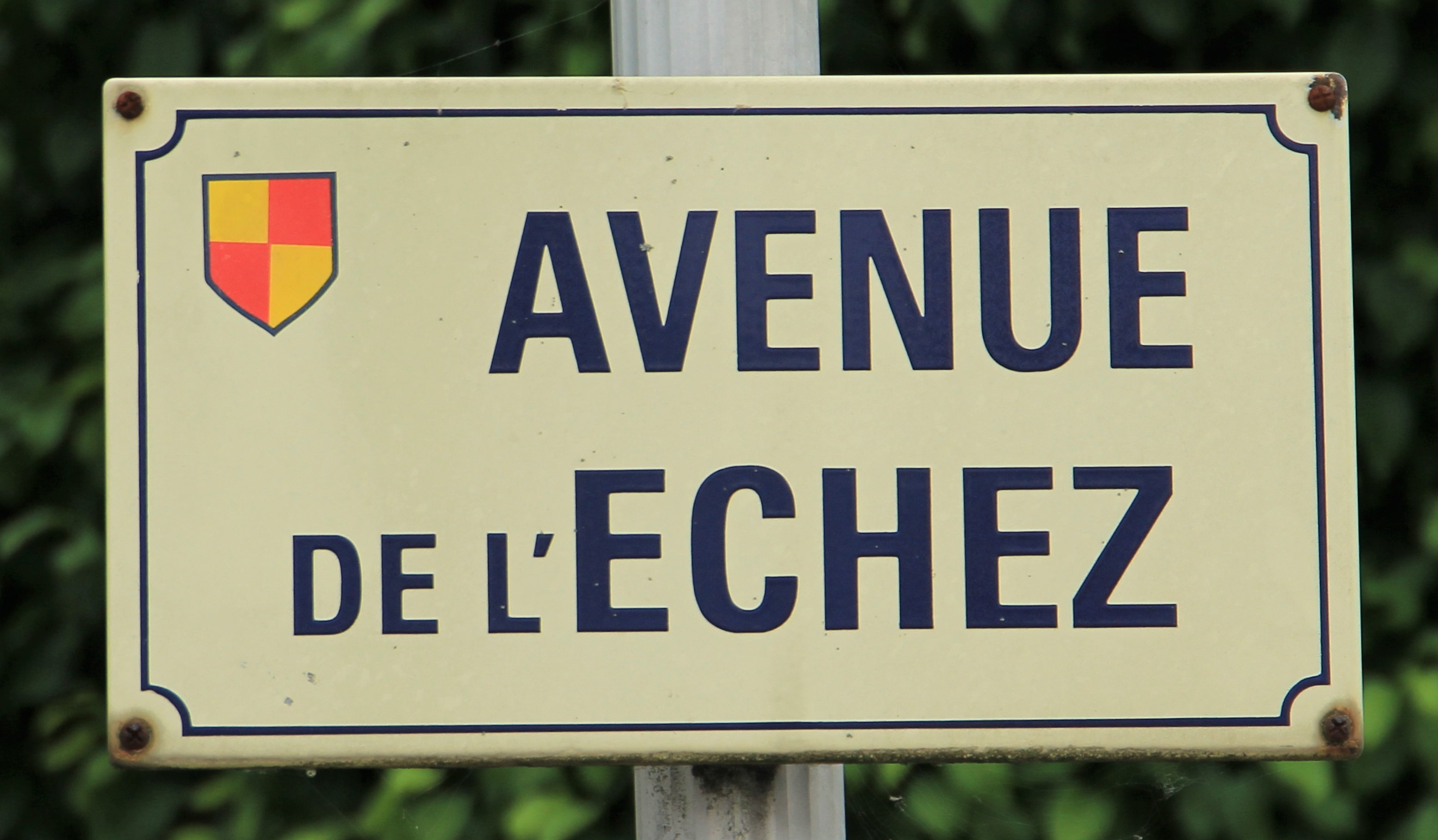

Qui fait référence à la géographie des Hautes-Pyrénées, le ruisseau de l'Échez.

### Edgar-Quinet (rue)
La municipalité rend hommage à l'écrivain Edgar Quinet (1803-1875).

### Edmond-Rostand (rue)
La municipalité rend hommage à l'écrivain Edmond Rostand (1868-1918).

### Édouard-Branly (rue)
La municipalité rend hommage au physicien Édouard Branly (1868-1918).

### Édouard-Lalo (rue)
La municipalité rend hommage au compositeur Édouard Lalo (1823-1892).

### Édouard-Manet (rue)

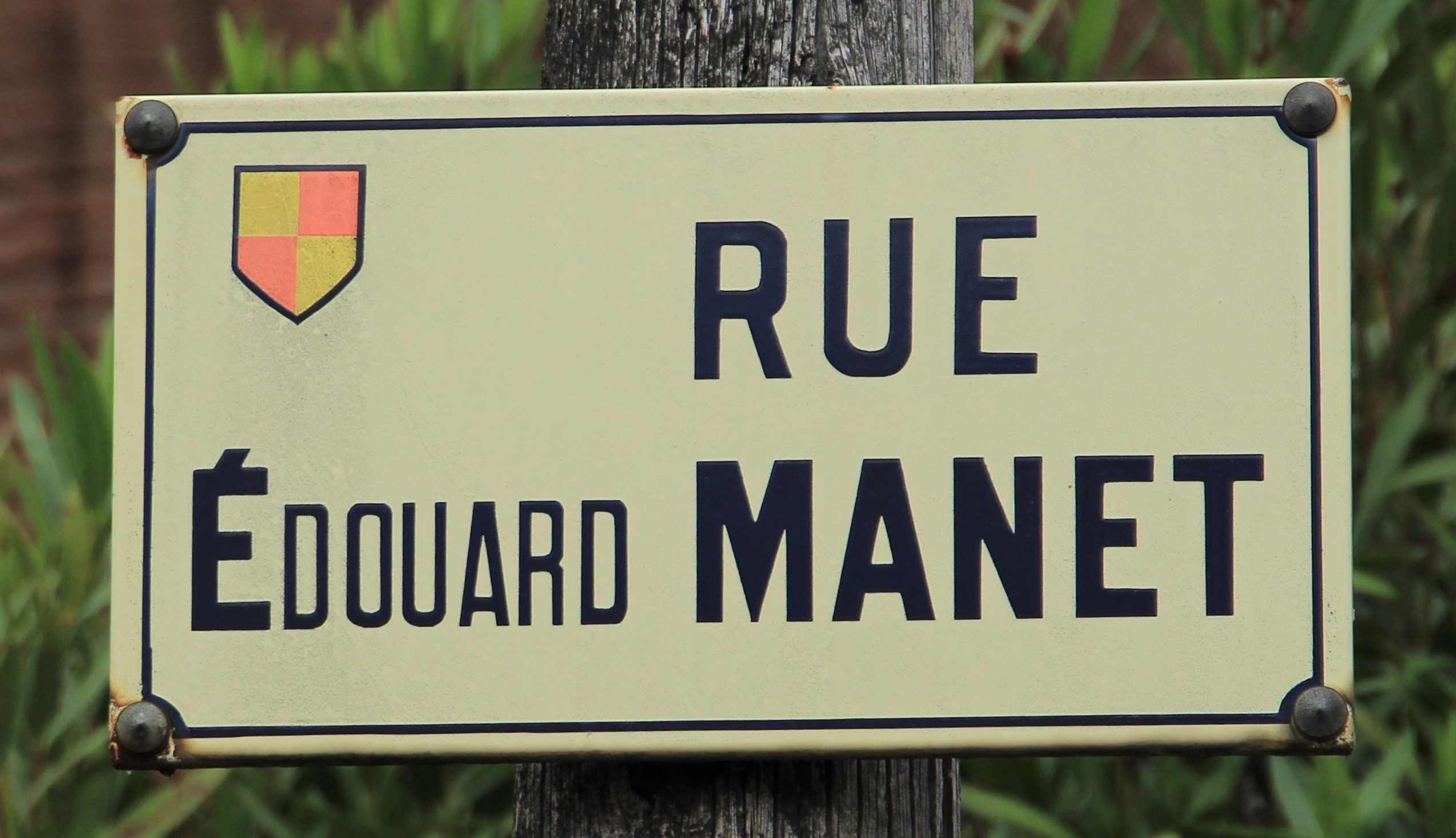

La municipalité rend hommage à l'artiste peintre Édouard Manet (1832-1883).

### Émile-Pereire (rue)
La municipalité rend hommage à l'homme politique Émile Pereire (1800-1875).

### Emile-Rayssé (rue)

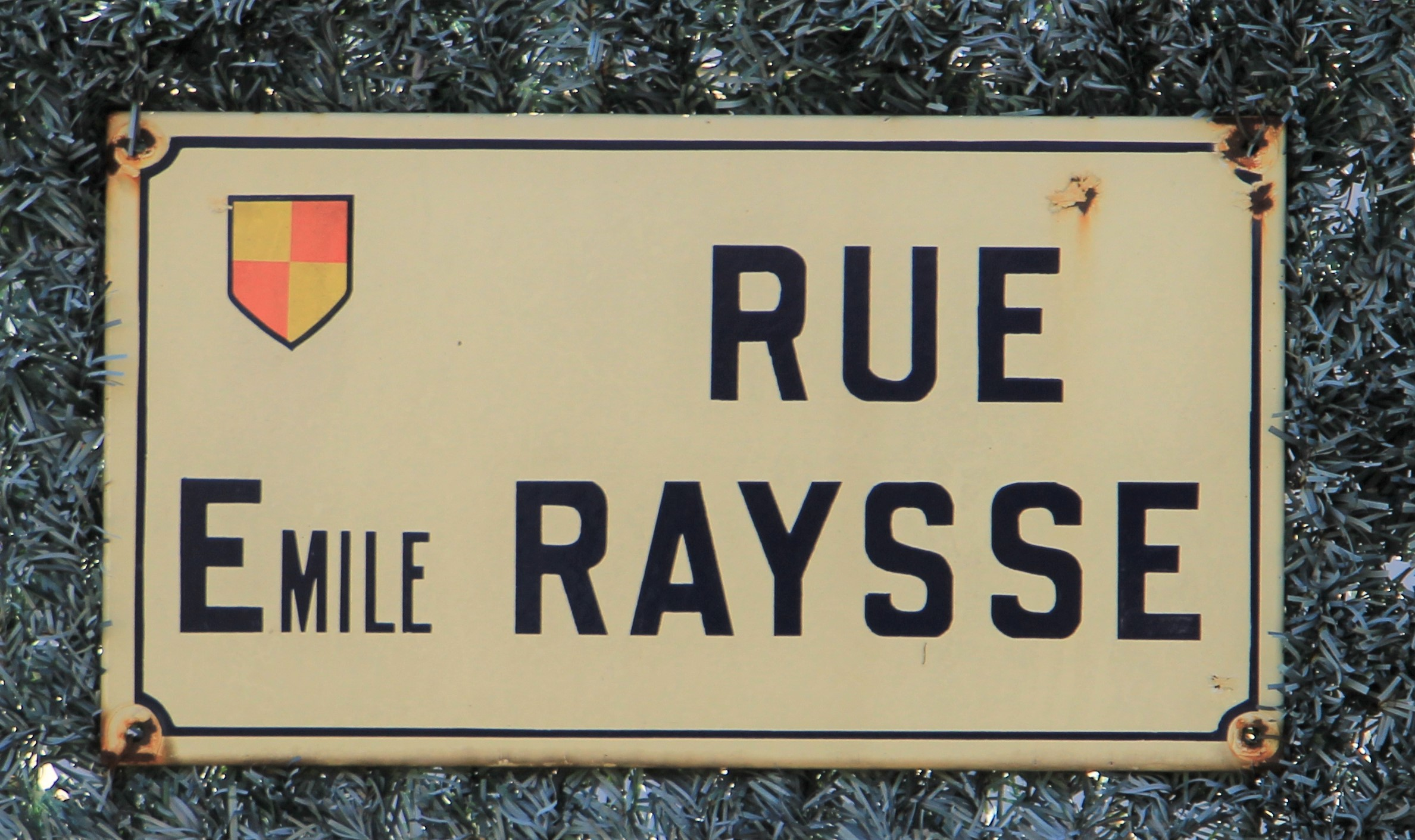

### Émile-Zola (rue)

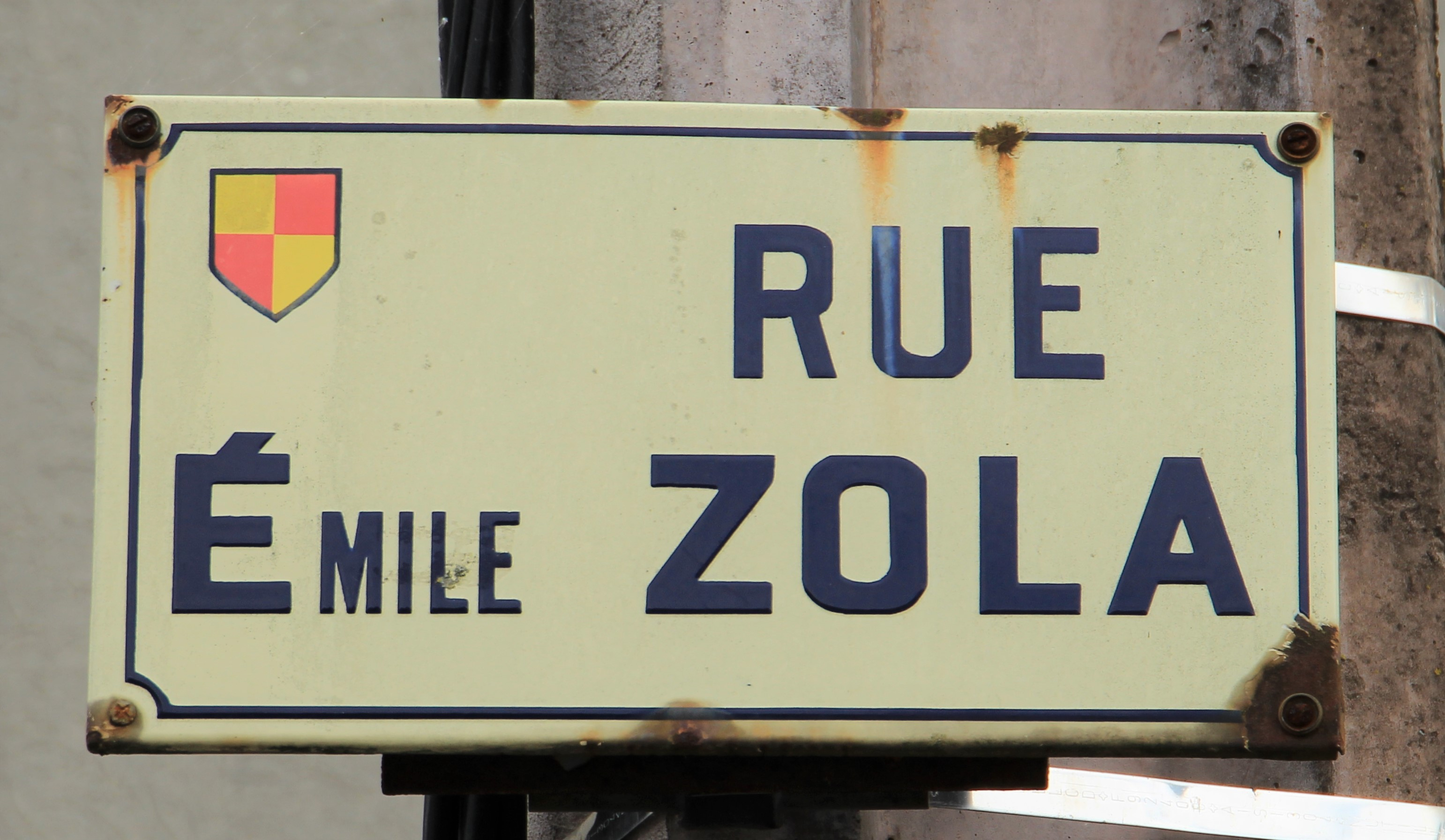

La municipalité rend hommage à l'écrivain Émile Zola (1840-1902).

### Emmanuel-Chabrier (rue)
La municipalité rend hommage au compositeur Emmanuel Chabrier (1841-1894).

### Erckmann-Chatrian (impasse)

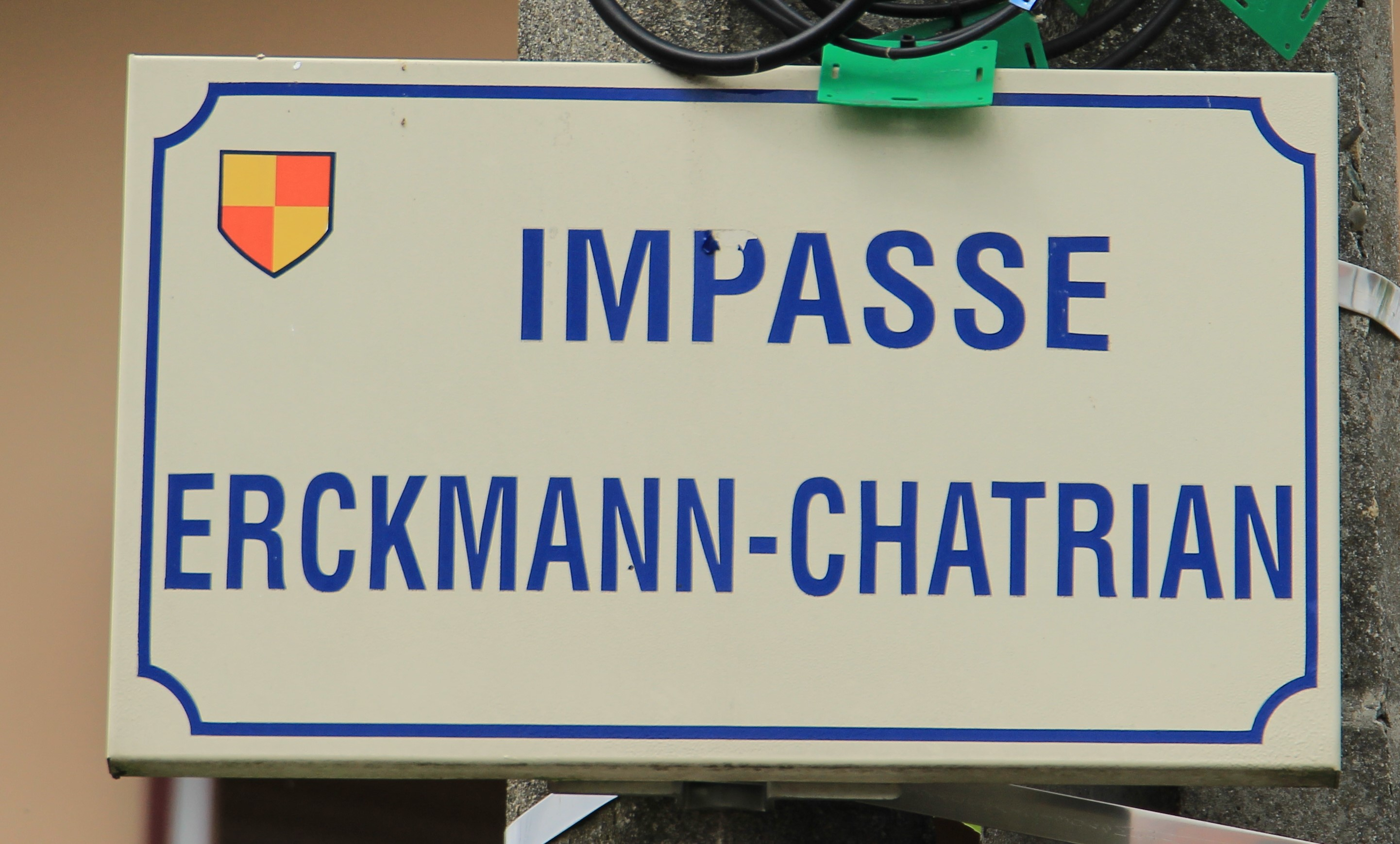

La municipalité rend hommage aux écrivains Erckmann-Chatrian.

### Erik-Satie (rue)

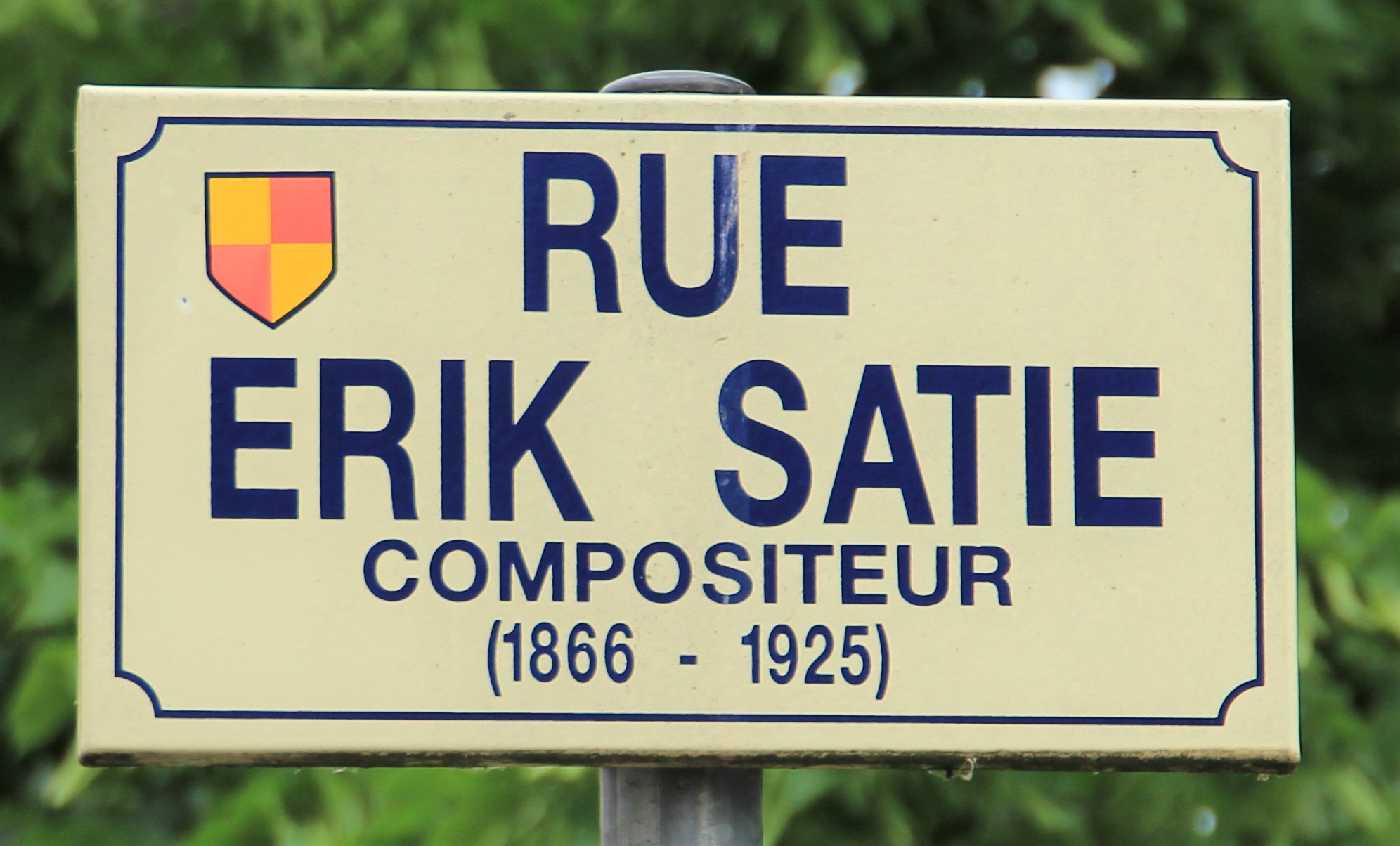

La municipalité rend hommage au compositeur Erik Satie (1866-1925).

### Esqueda (impasse de l')
Qui fait référence à la géographie des Hautes-Pyrénées, le ruisseau d'Esqueda.

### Estevenet (quai)

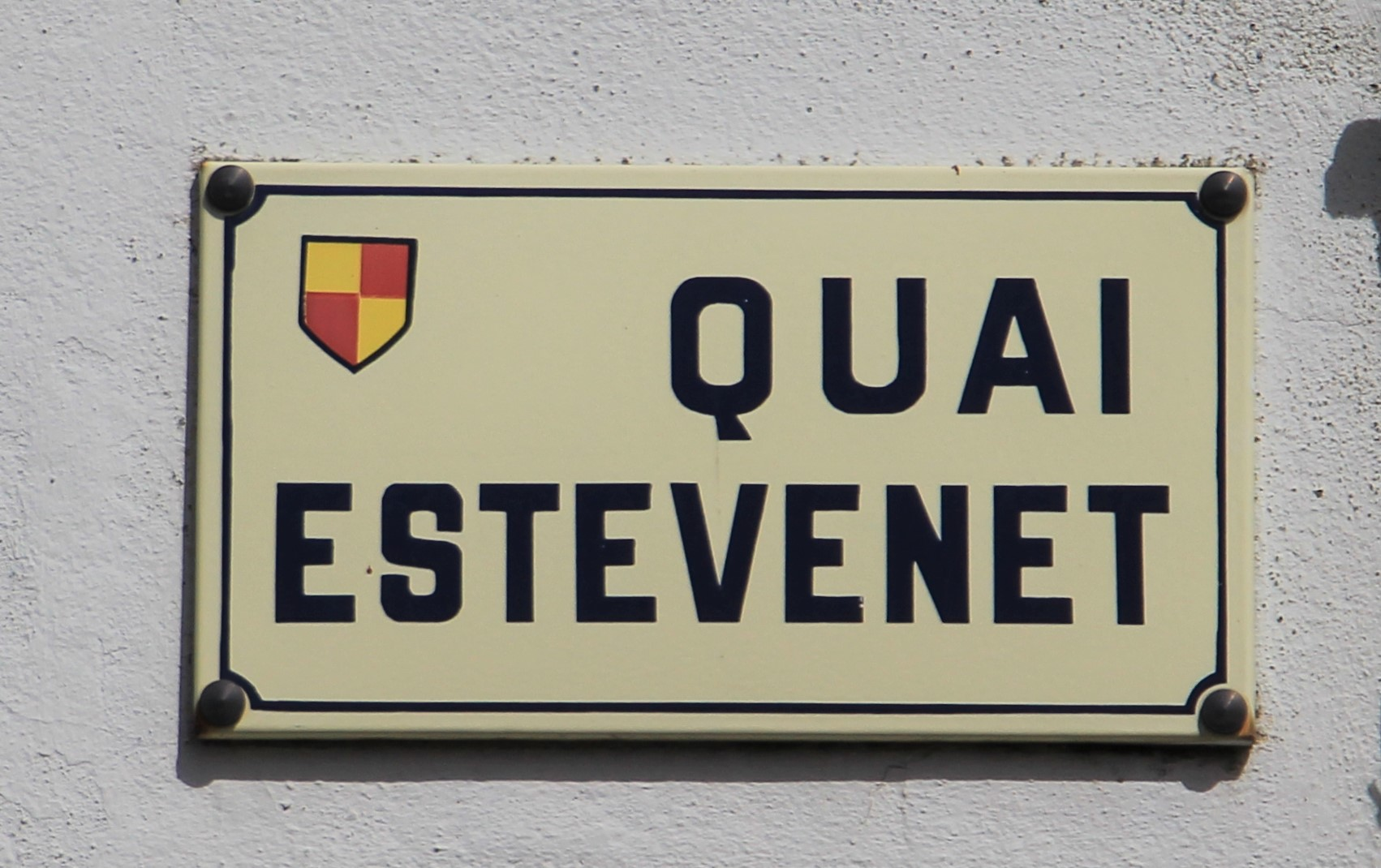

La municipalité rend hommage à Léon Jean-Pierre Estevenet (1828-1908), natif des Hautes-Pyrénées, banquier et résidant de Tarbes, qui repose au cimetière Saint-Jean.

### Eugène-Delacroix (boulevard)

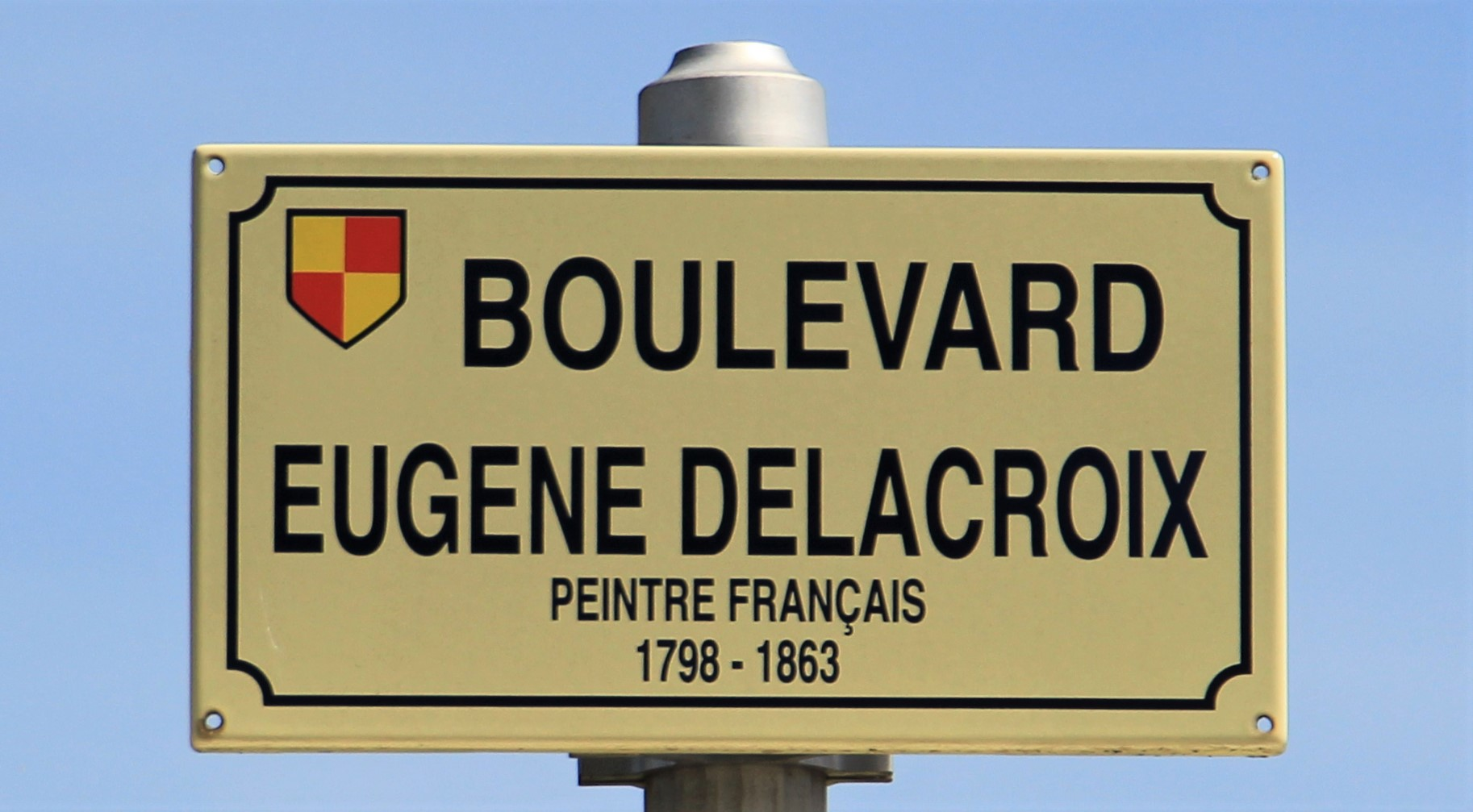

La municipalité rend hommage à l'artiste peintre Eugène Delacroix (1798-1863).

### Eugène-Ténot (rue)

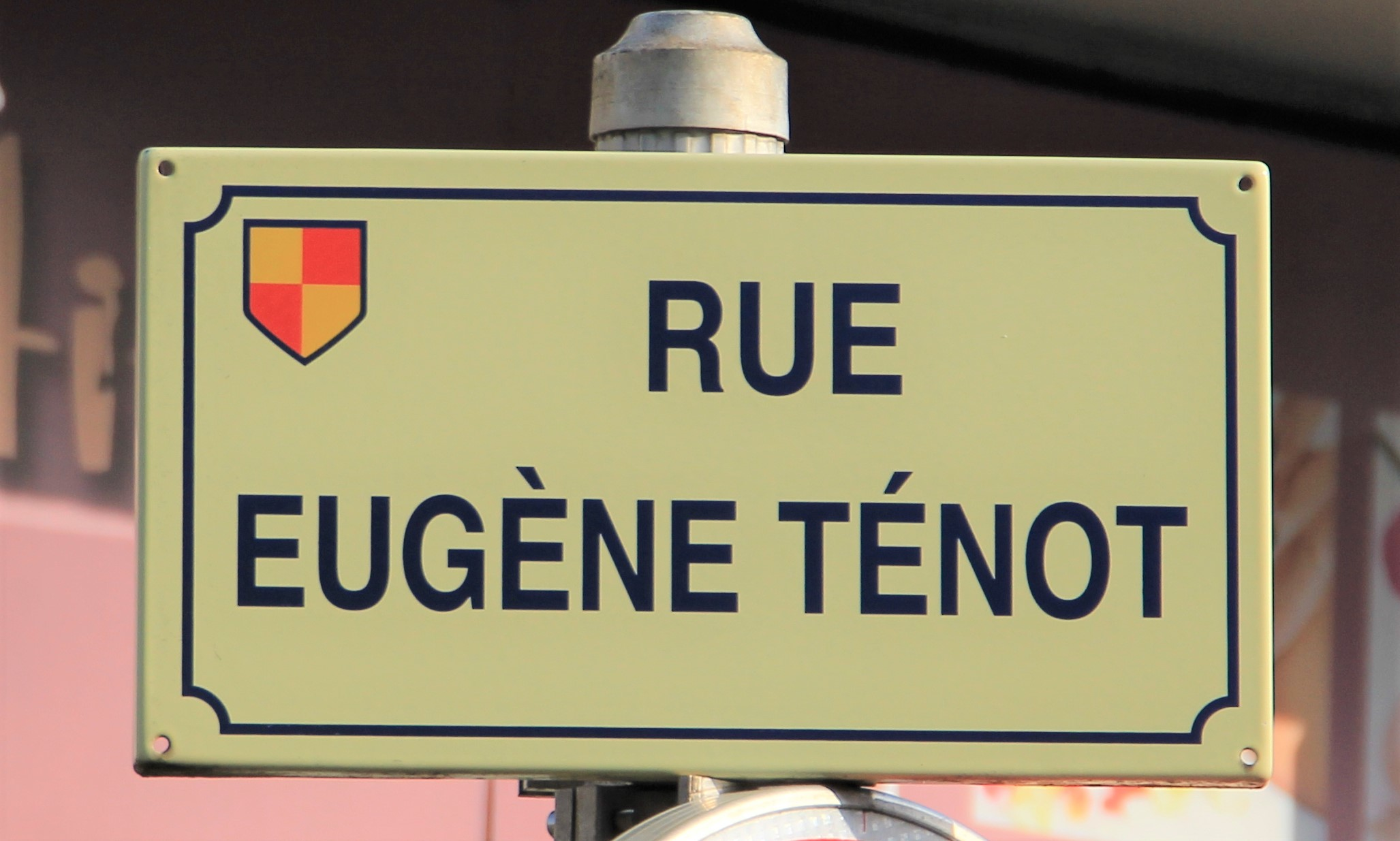

La municipalité rend hommage à l'homme politique Eugène Ténot (1839-1890) natif des Hautes-Pyrénées. On y trouve la maison d'arrêt.

### Évariste-Galois (rue)

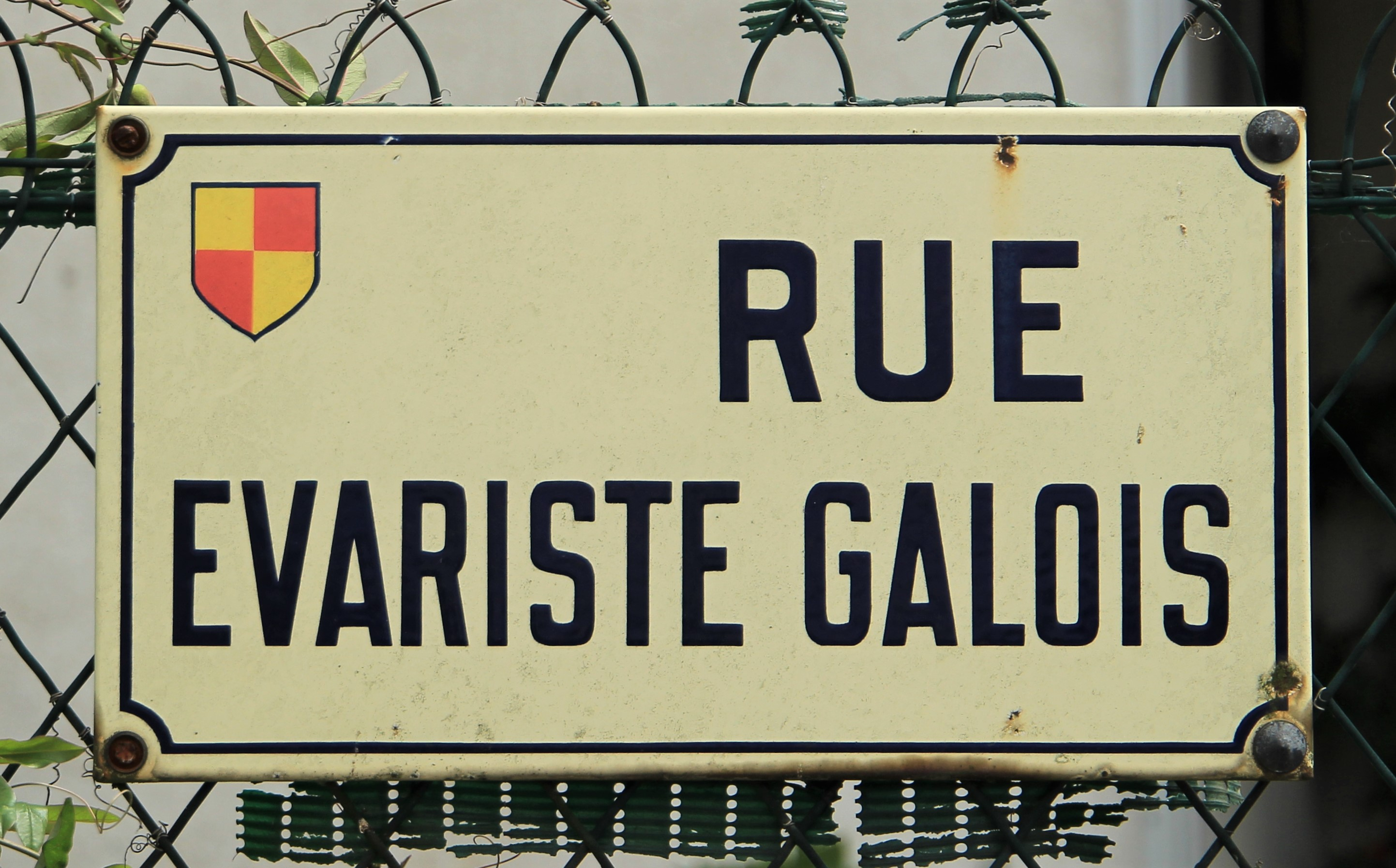

La municipalité rend hommage au mathématicien Évariste Galois (1811-1832).

## F

### Fernand-Léger (rue)

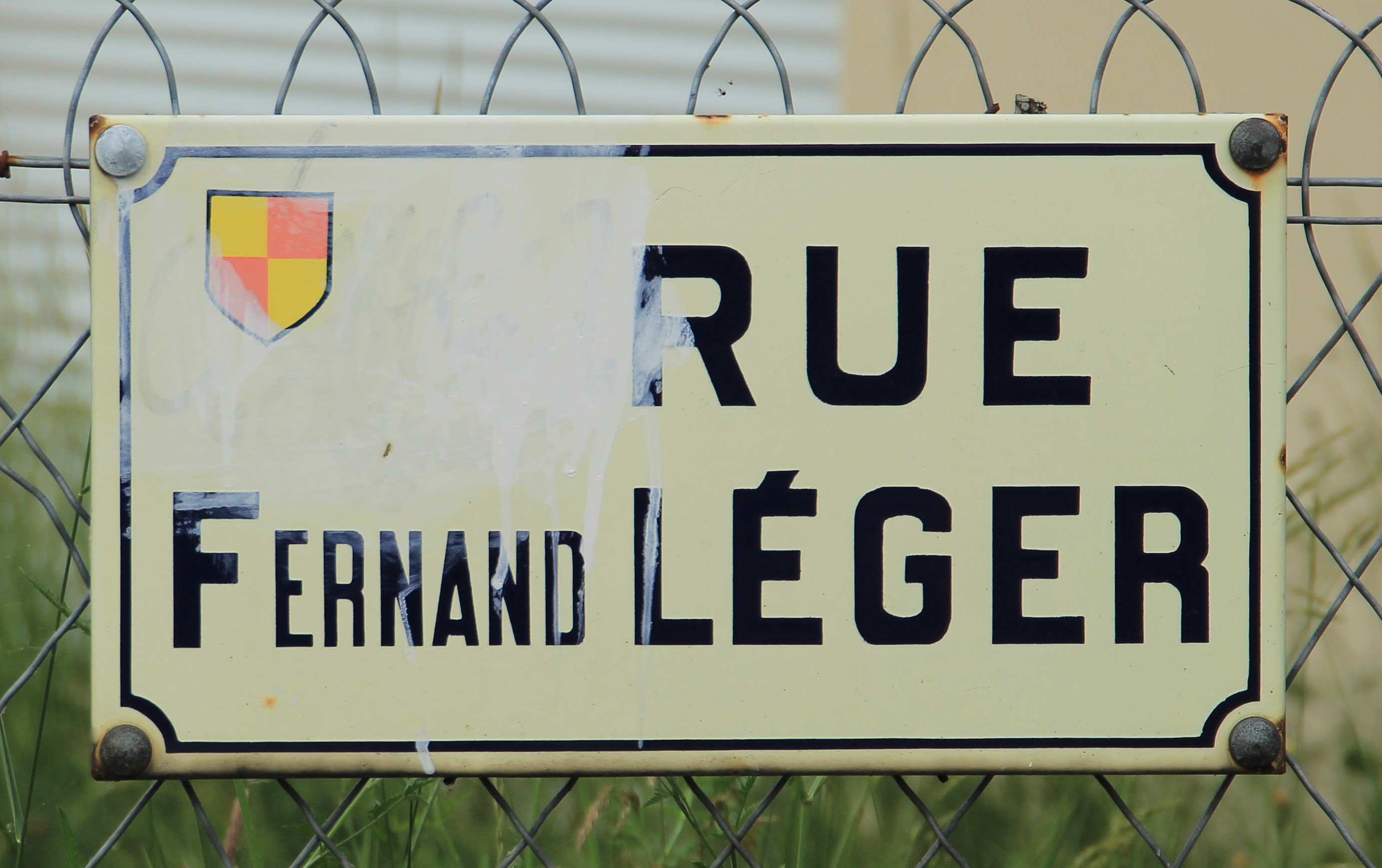

La municipalité rend hommage à l'artiste peintre Fernand Léger (1881-1955).

### Ferré (place)
La municipalité rend hommage à Marie-Joseph Ferré, ancien maire de Tarbes de 1852 à 1857, natif de Tarbes.

### Figarol (rue)

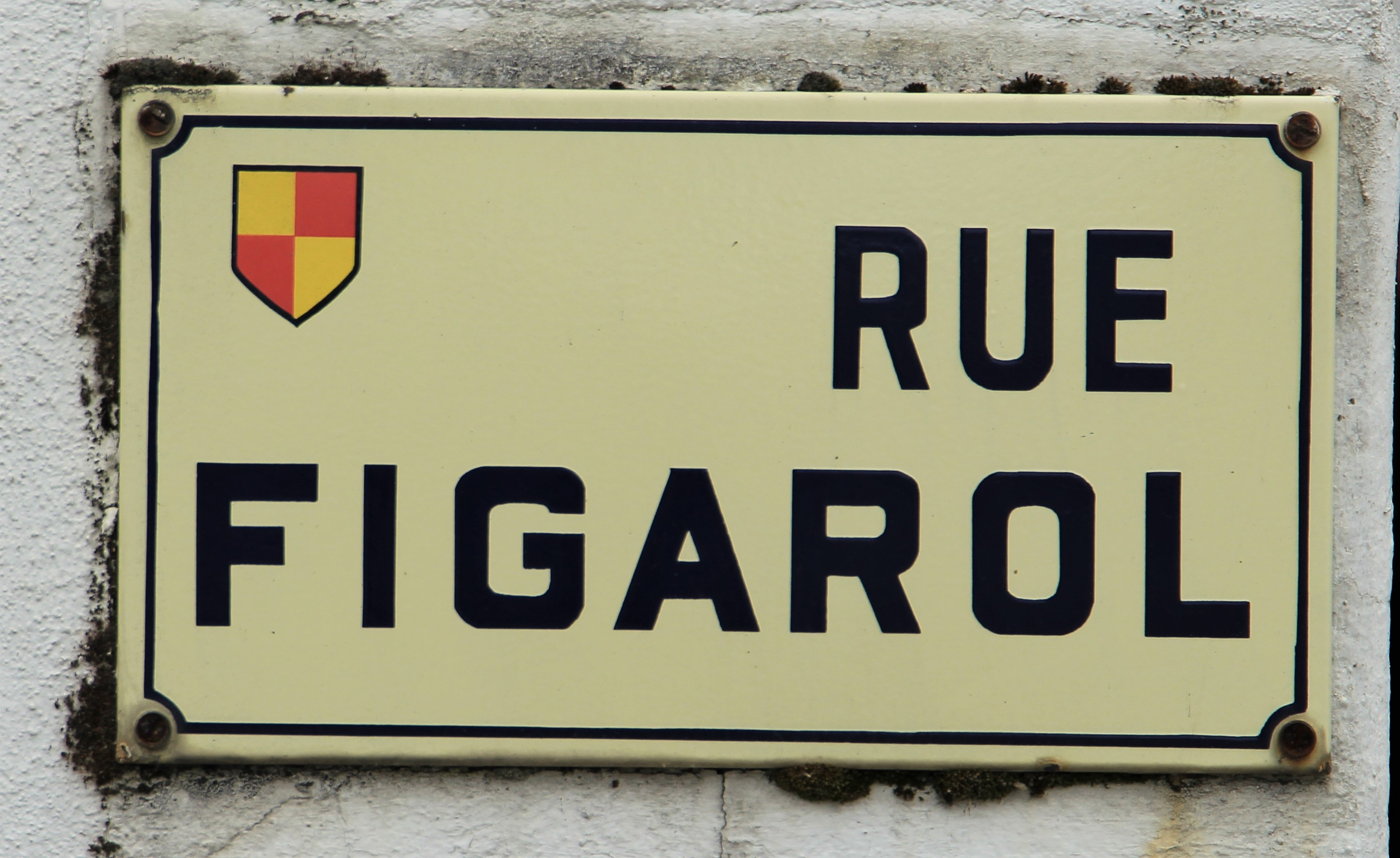

La municipalité rend hommage à Lucien Théophile Figarol (1814 - 1881) avocat puis juge de première instance au tribunal de Tarbes et conseiller municipal à la mairie. Il donne son nom au quartier d'Ormeau-Figarol.

### Flandres-Dunkerque (impasse)

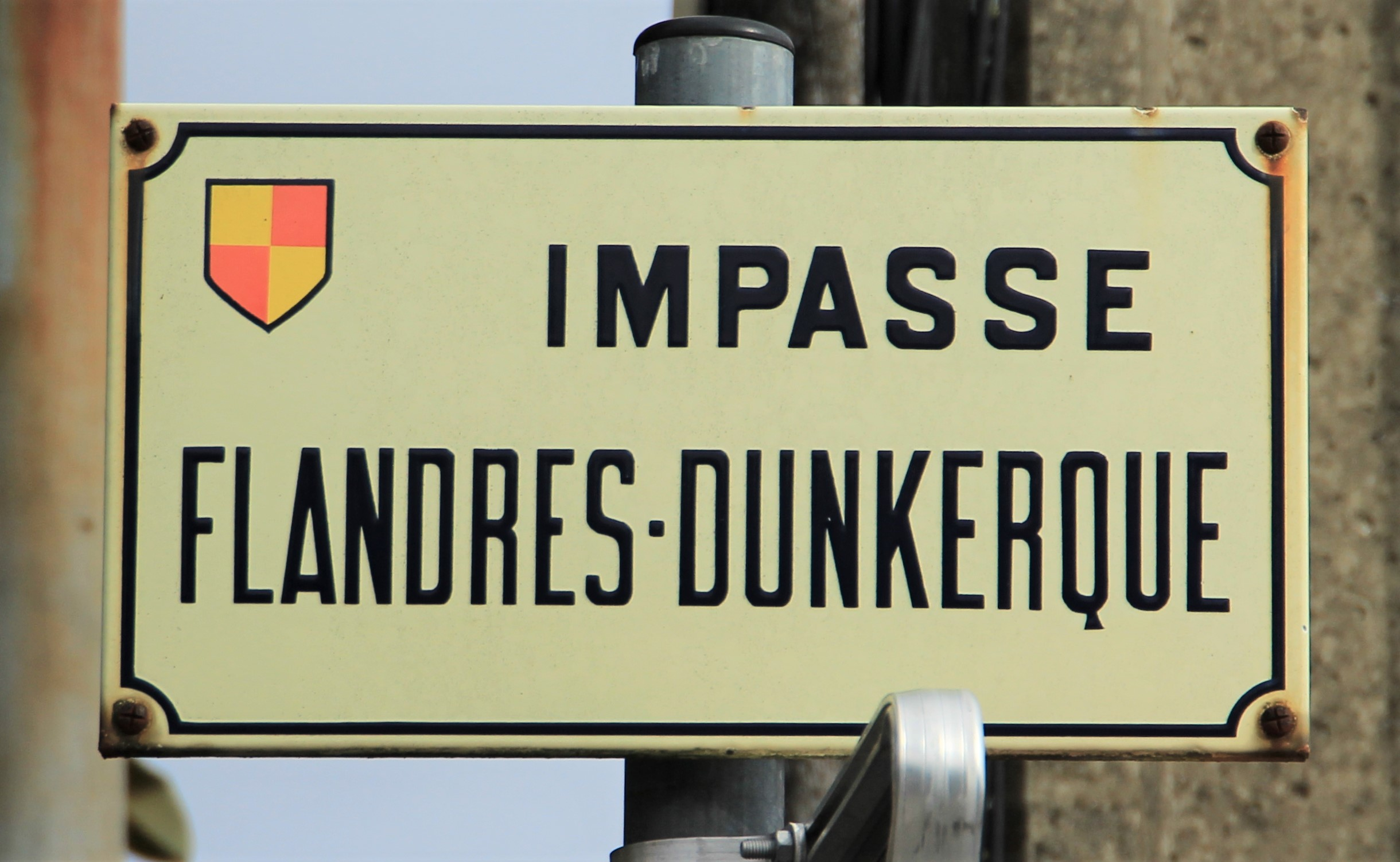

Qui fait référence à une division territoriale de la France, la Flandre.

### Fonderie (rue de la)

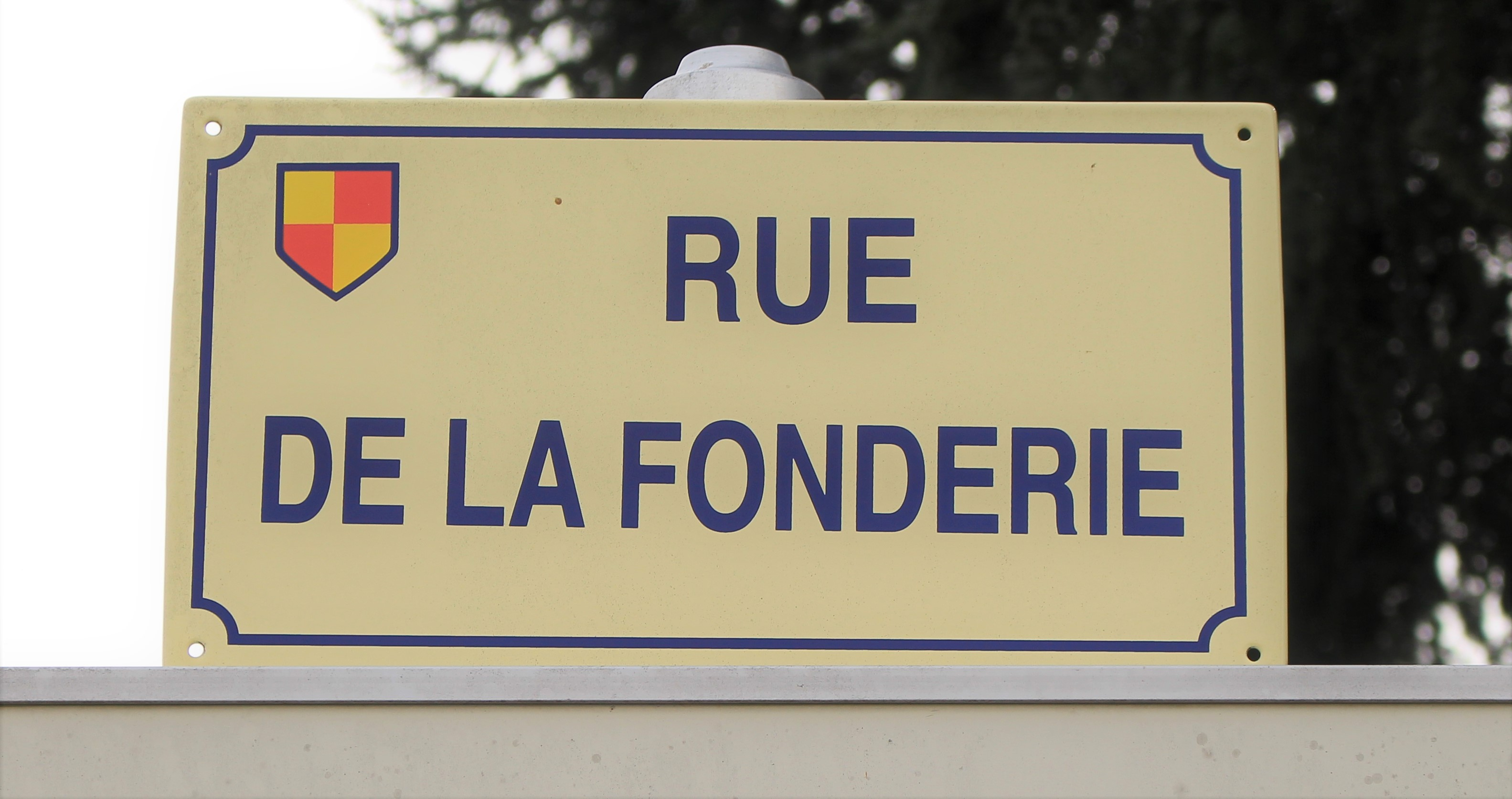

Le nom de la rue fait référence à son histoire et au site de l'Arsenal.

### Forges (avenue des)

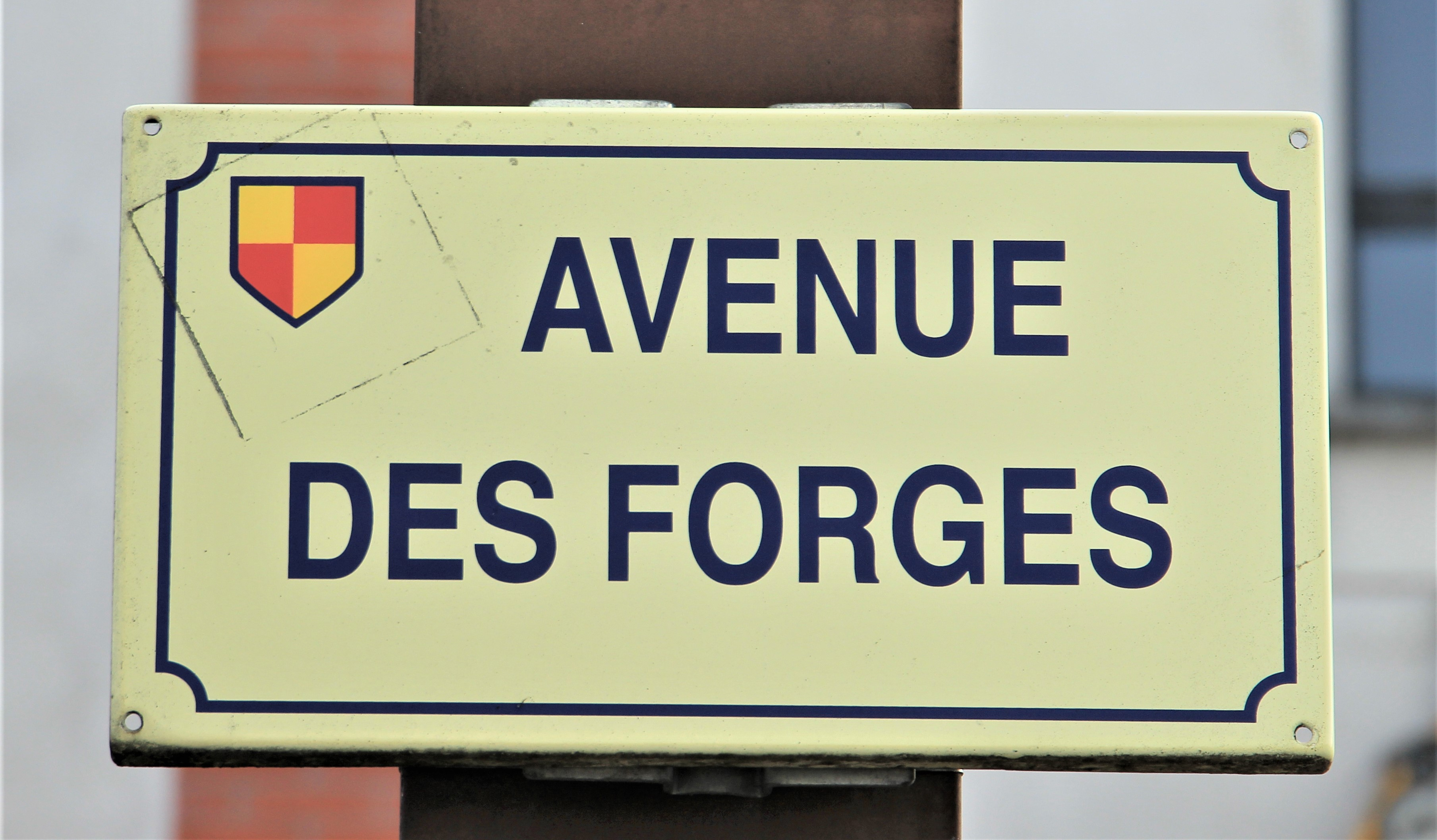

Le nom de la rue fait référence à son histoire et au site de l'Arsenal. On y trouve le cinéma méga CGR.

### Fould (avenue)

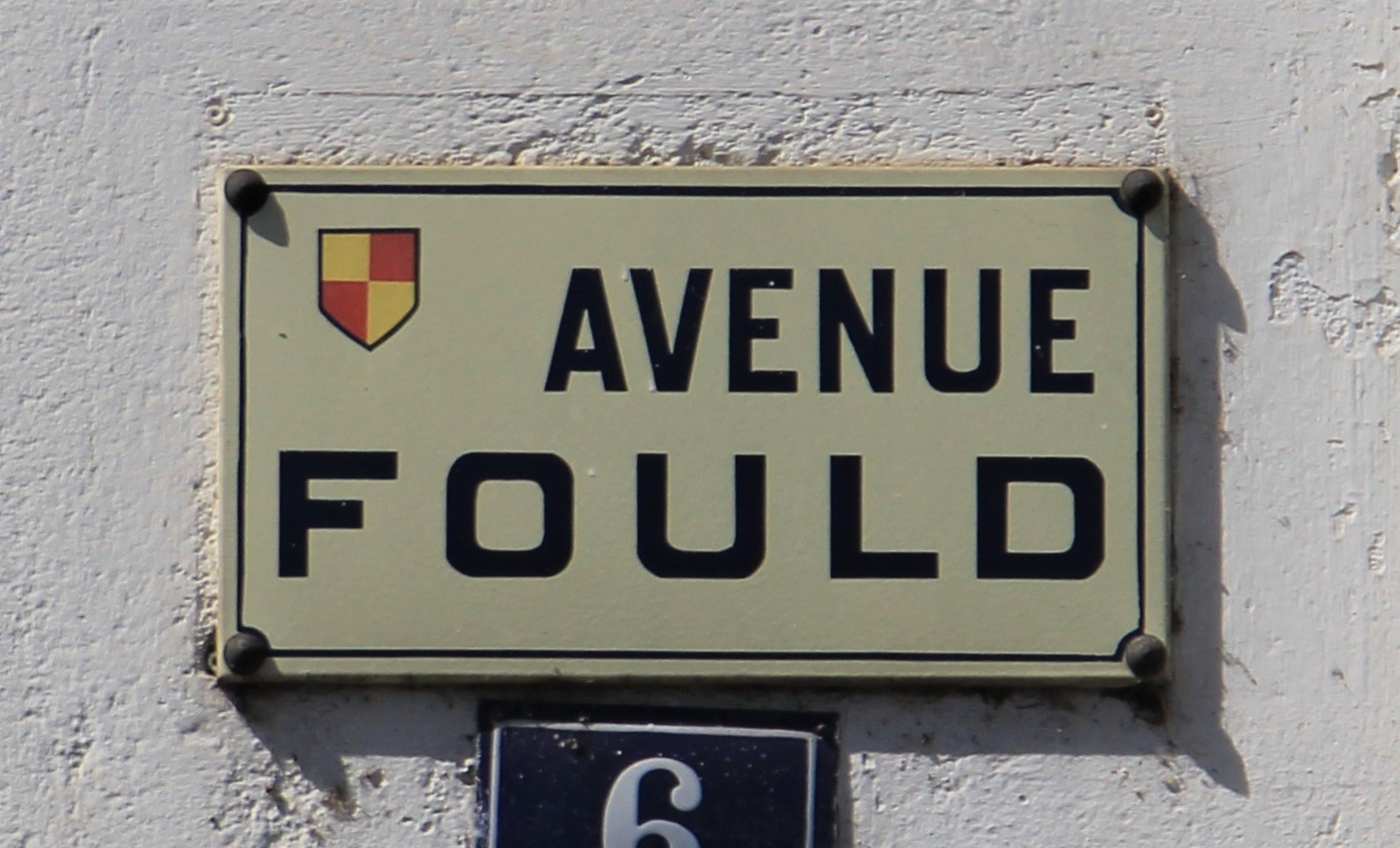

La municipalité rend hommage à la famille Fould famille politique native des Hautes-Pyrénées.
C'est dans l'ancienne villa Fould qu'on trouve la maison du Parc national.

### Fourcade (impasse)

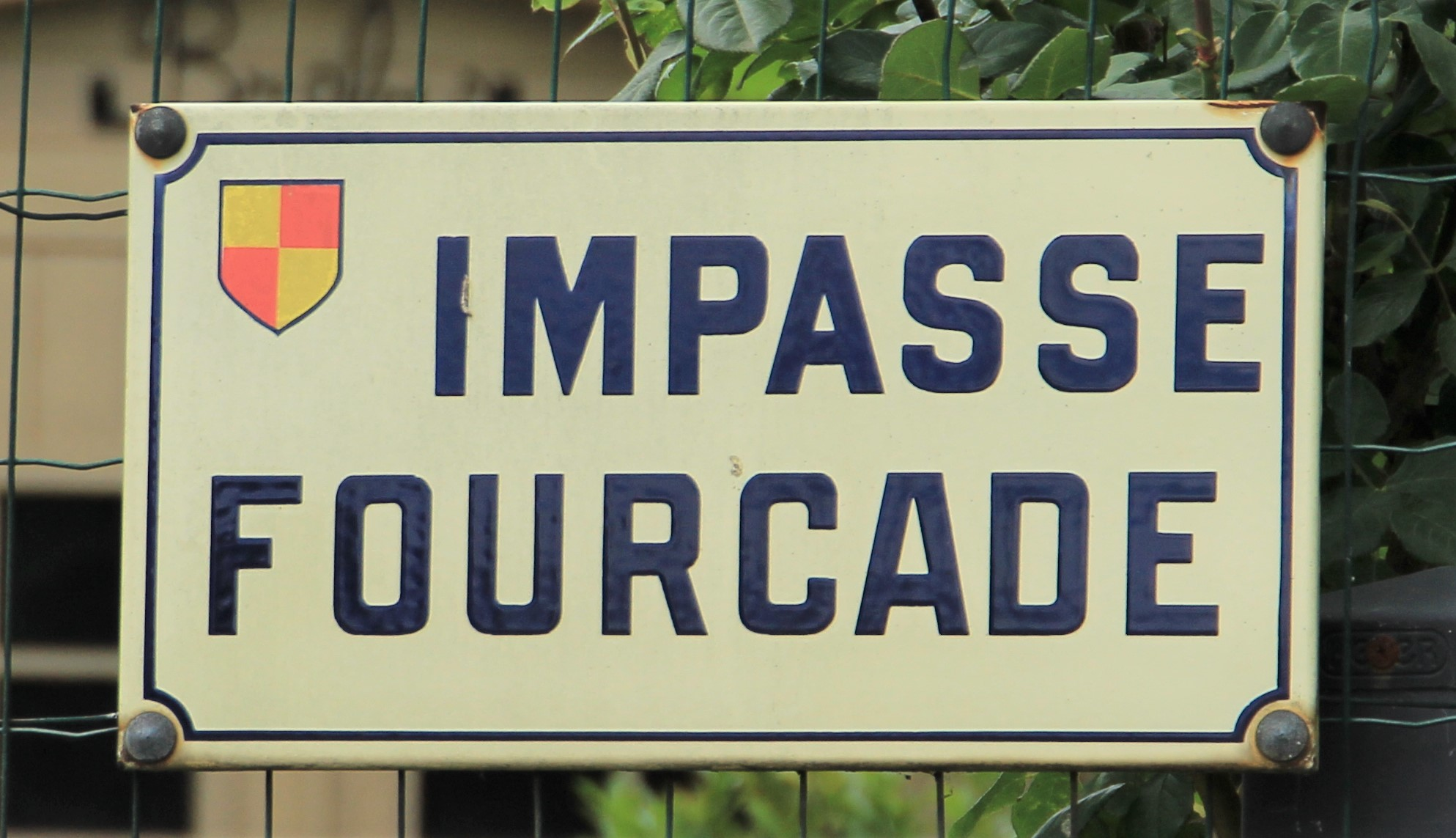

### Fragonard (rue)

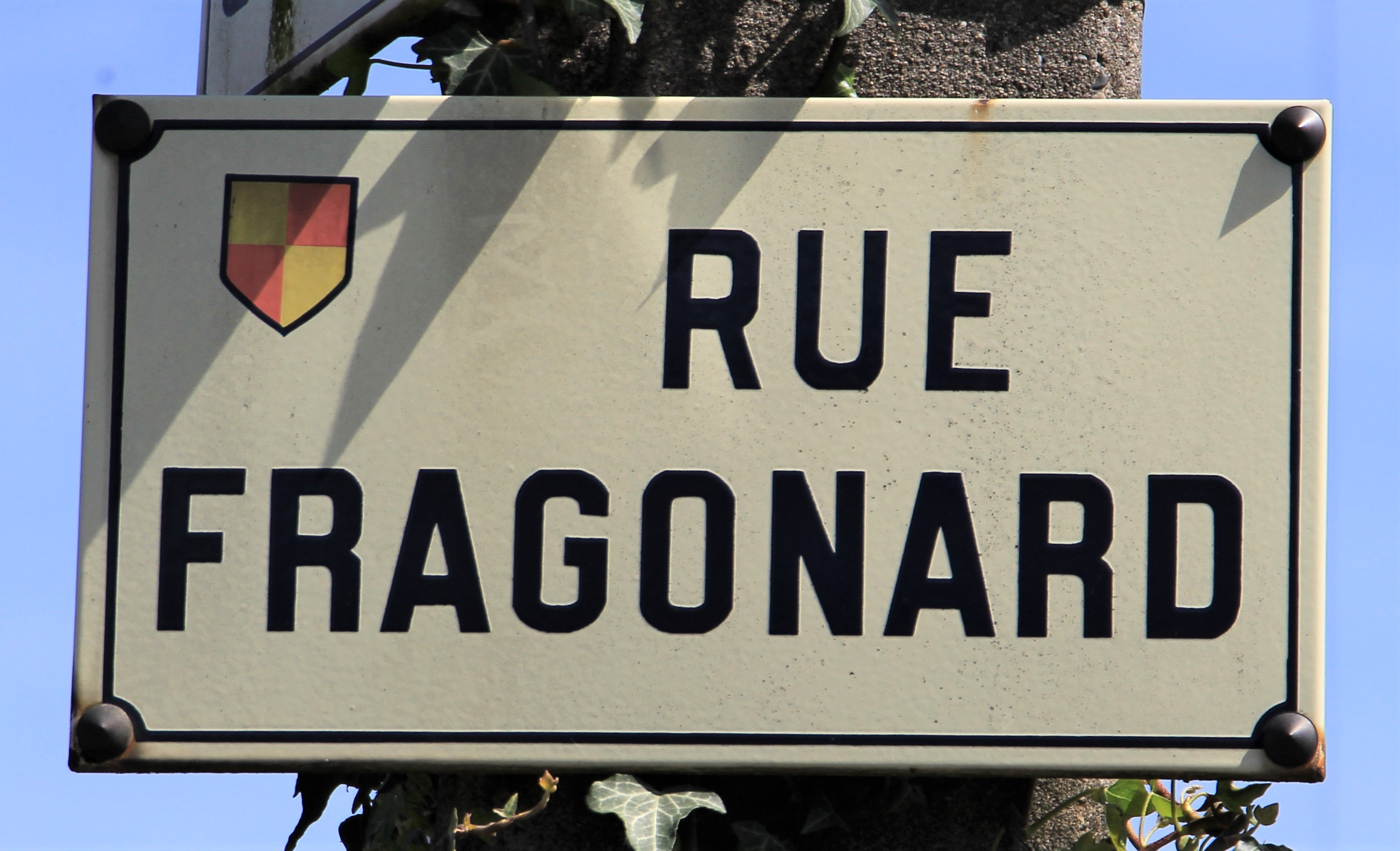

La municipalité rend hommage à la famille Fragonard (artiste peintre).

### Francis-Jammes (rue)
La municipalité rend hommage au poète Francis Jammes (1868-1938) natif des Hautes-Pyrénées.

### François-Mousis (rue)
La municipalité rend hommage à François Mousis martyr de la résistance.

### François-Villon (impasse)

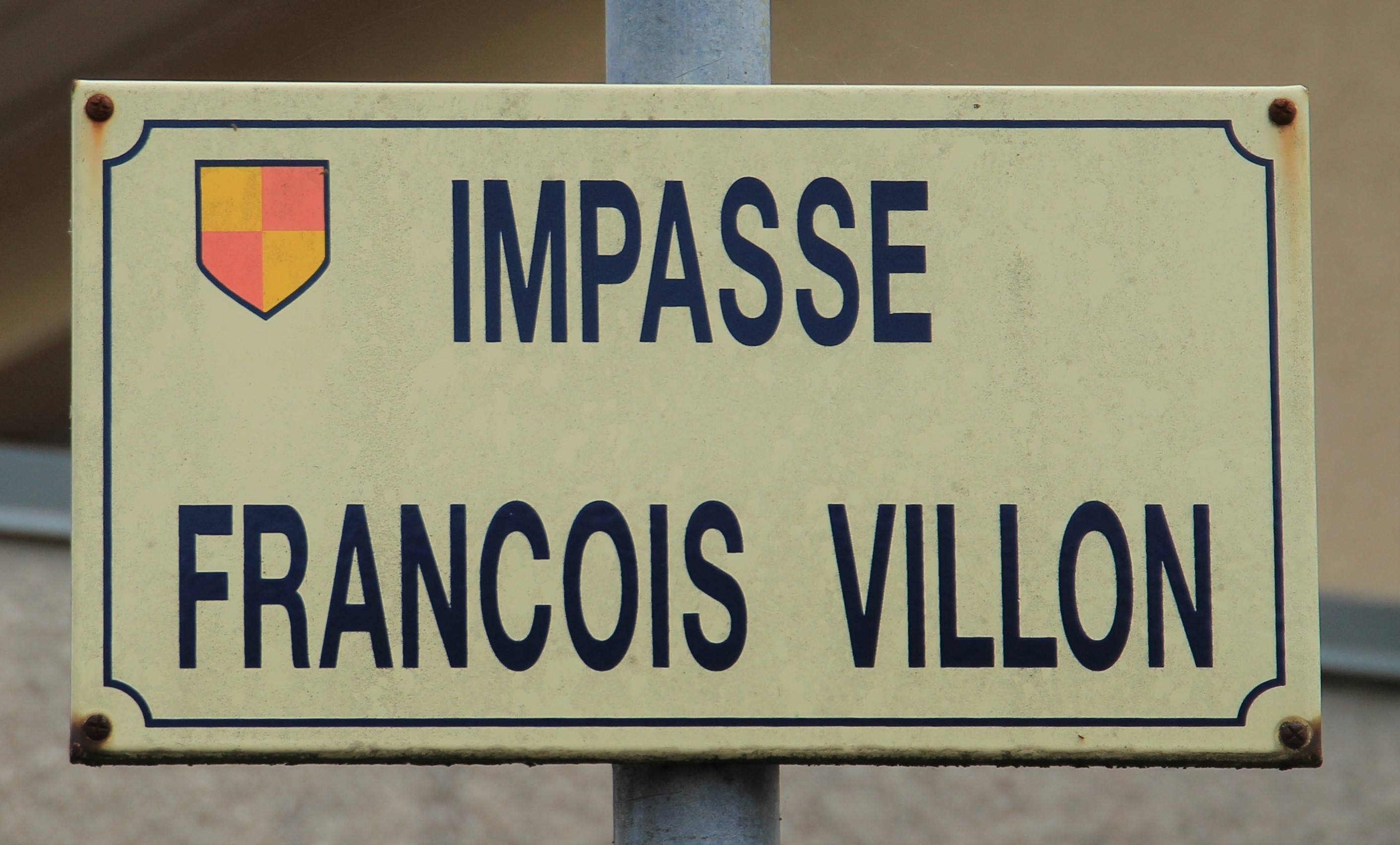

La municipalité rend hommage au poète François Villon (1431-1463).

### François-René-de-Chateaubriand (rue)
La municipalité rend hommage à l'écrivain et homme politique François-René de Chateaubriand (1768-1848).

### Fraternité (rue de la)

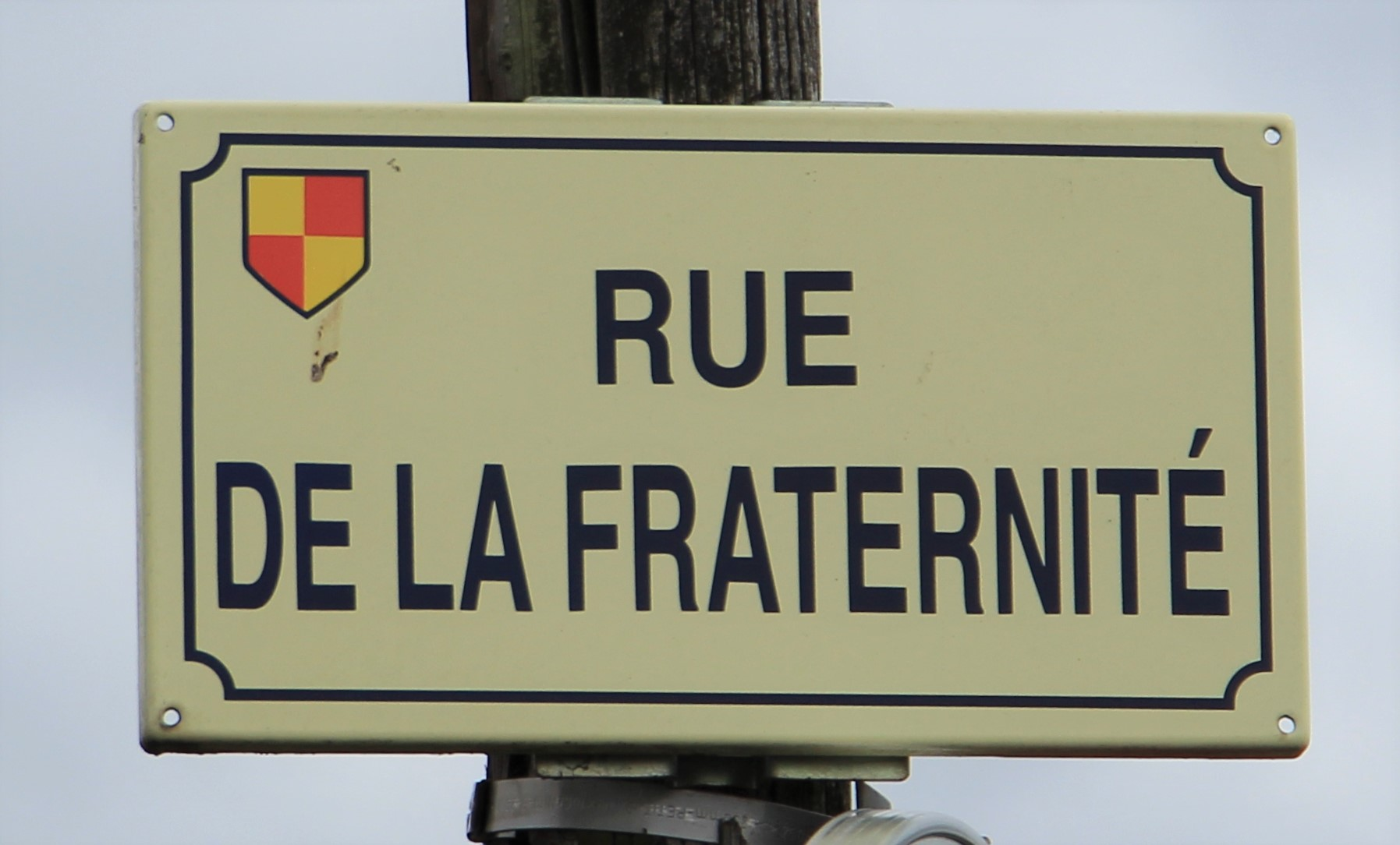

### Frères-Lumière (impasse des)
La municipalité rend hommage aux ingénieurs Auguste et Louis Lumière.

## G

### Gabizos (rue du)

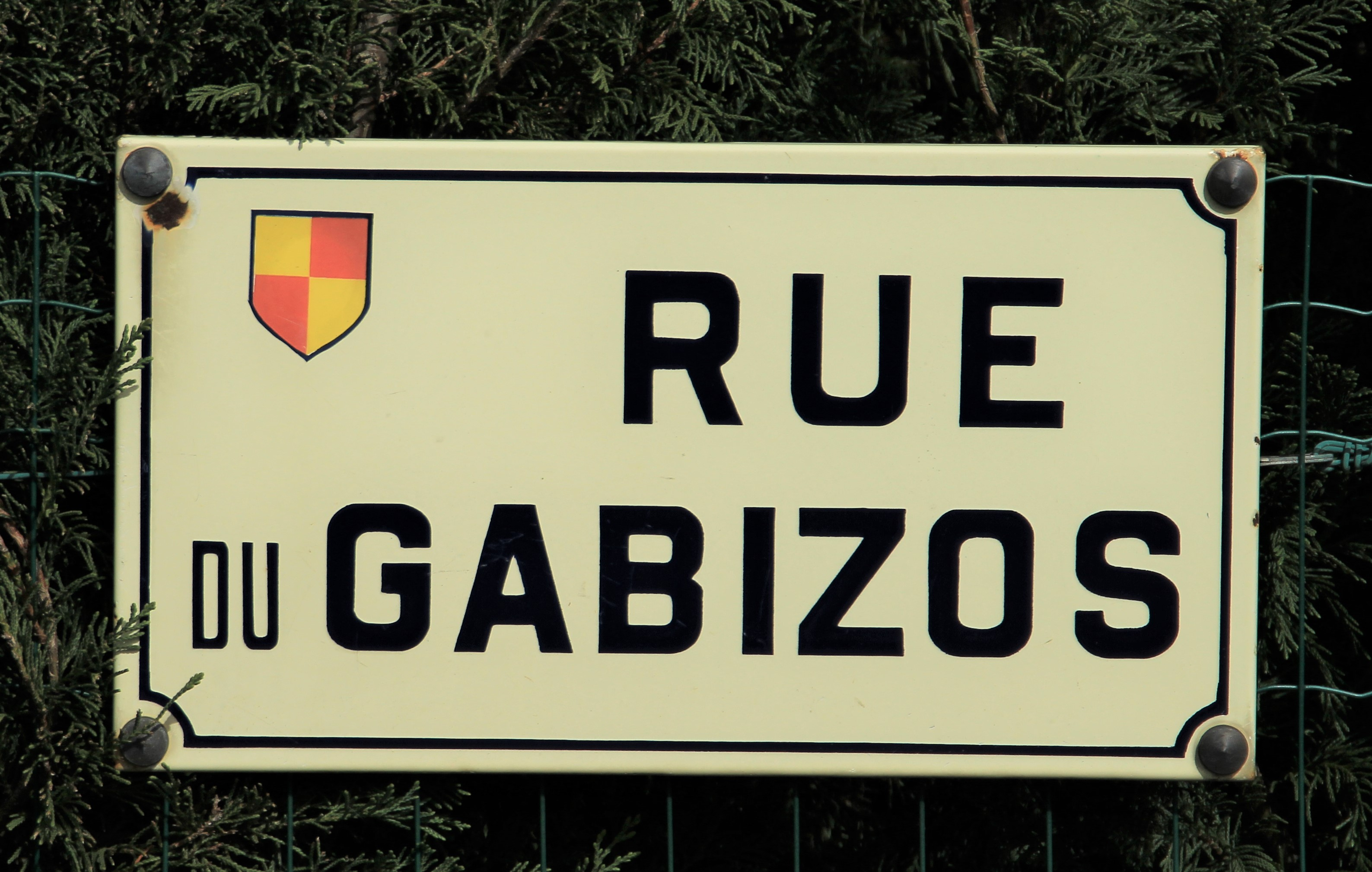

Qui fait référence à la géographie des Hautes-Pyrénées, un sommet des Hautes-Pyrénées (le pic de Gabizos) et le massif du Gabizos.

### Gabriel-Fauré (rue)
La municipalité rend hommage au compositeur Gabriel Fauré (18-19).

### Gambetta (cours)

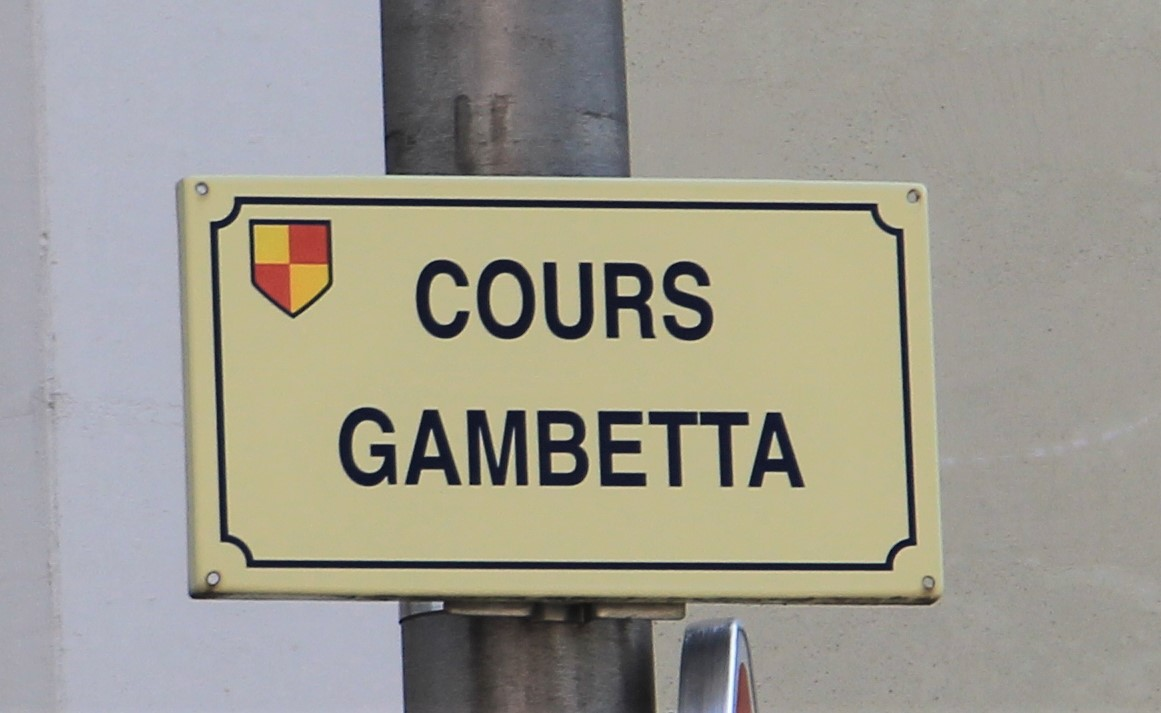

La municipalité rend hommage à l'homme politique Léon Gambetta (1838-1882).

### Gargousses (rue des)

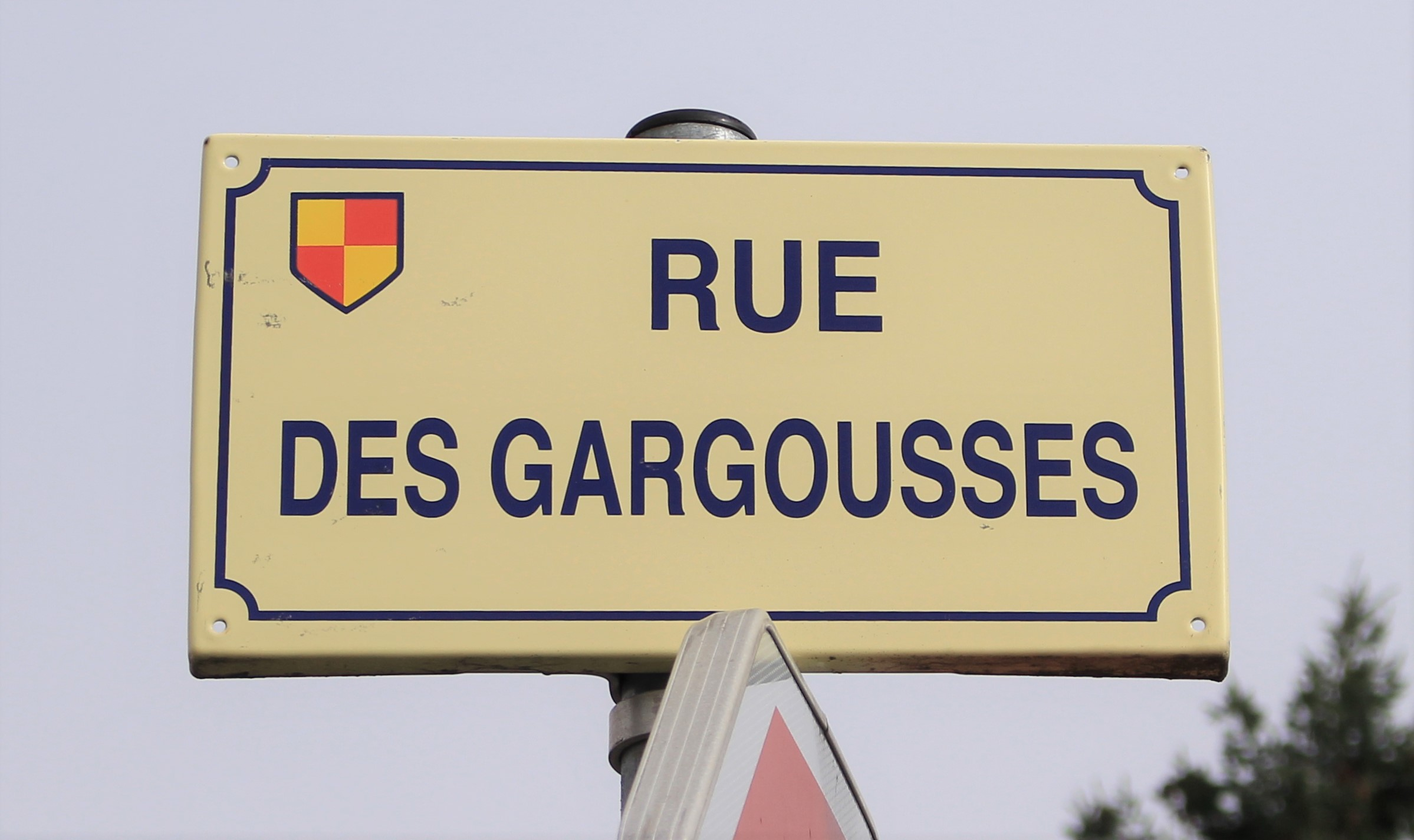

Le nom de la rue (gargousse) fait référence à son histoire et au site de l'Arsenal.

### Garigliano (boulevard du)
La municipalité rend hommage aux militaires français, héros des deux dernières guerres. Ici, en souvenir de la bataille du mont Cassin, près du fleuve Garigliano, où le maréchal Juin vainquit les forces italiennes en mai 1944.
Il est situé dans le quartier de Laubadère.

### Vergé (rue)

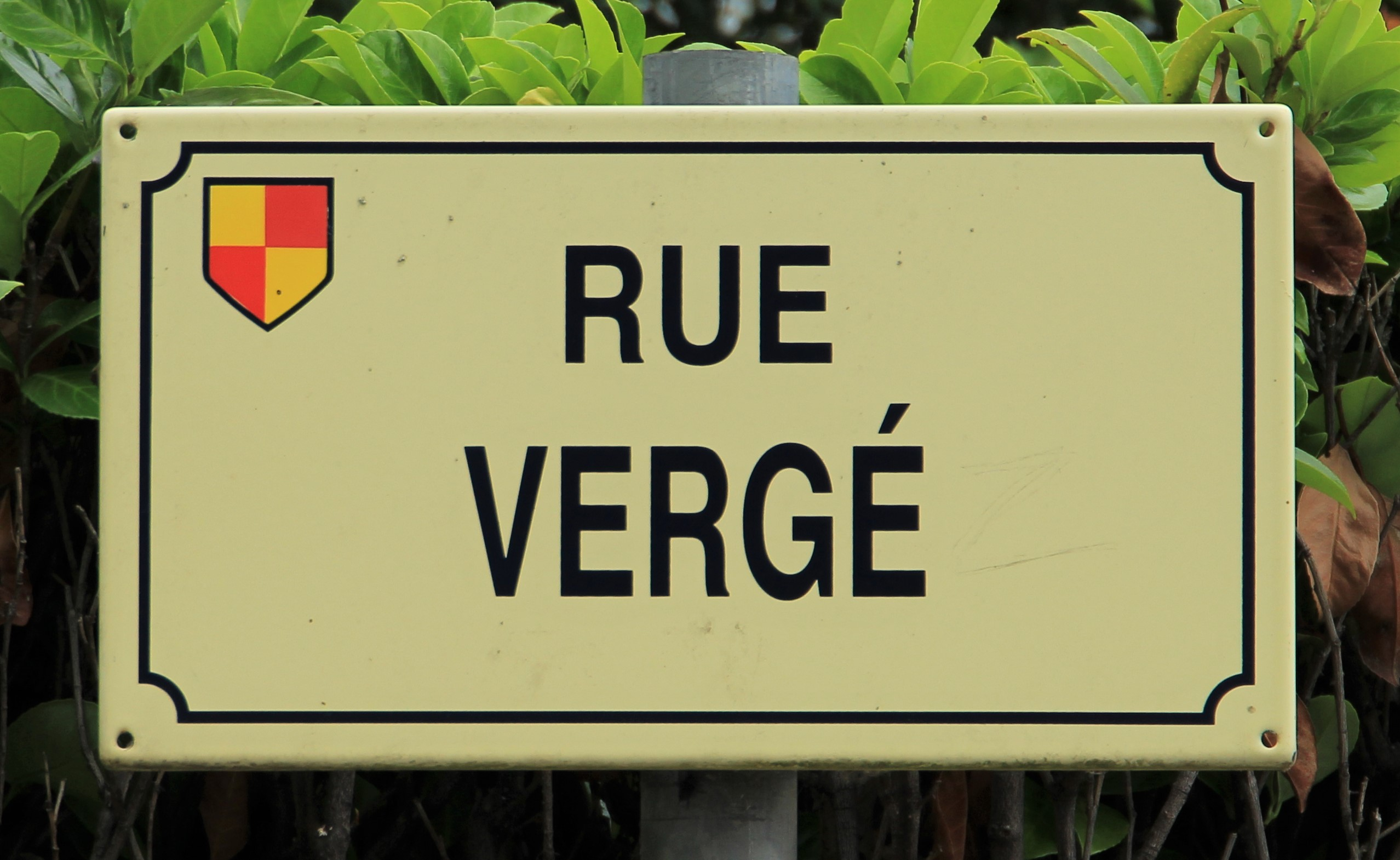

### Verrerie (rue de la)

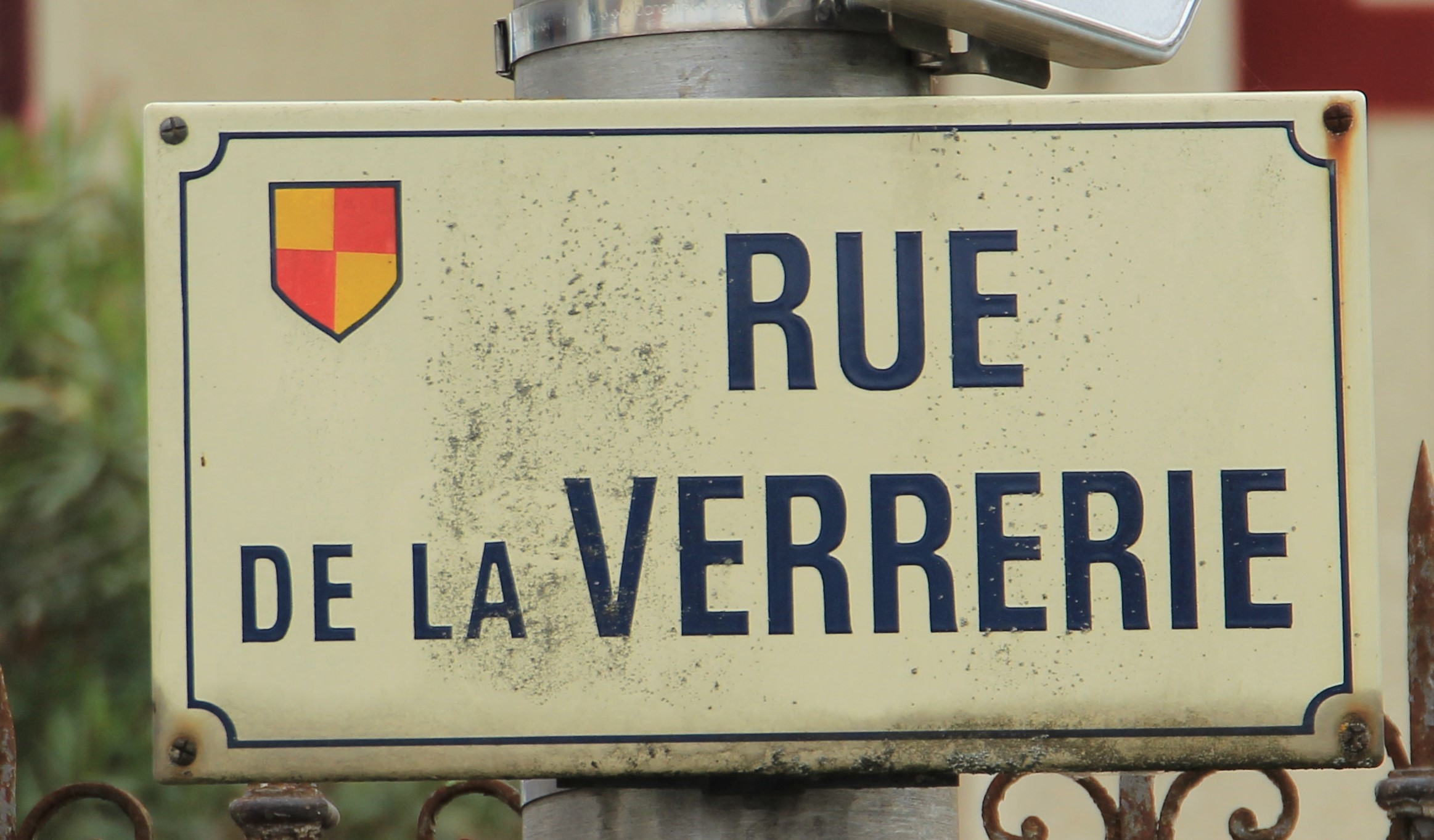

### Gascogne (rue de)

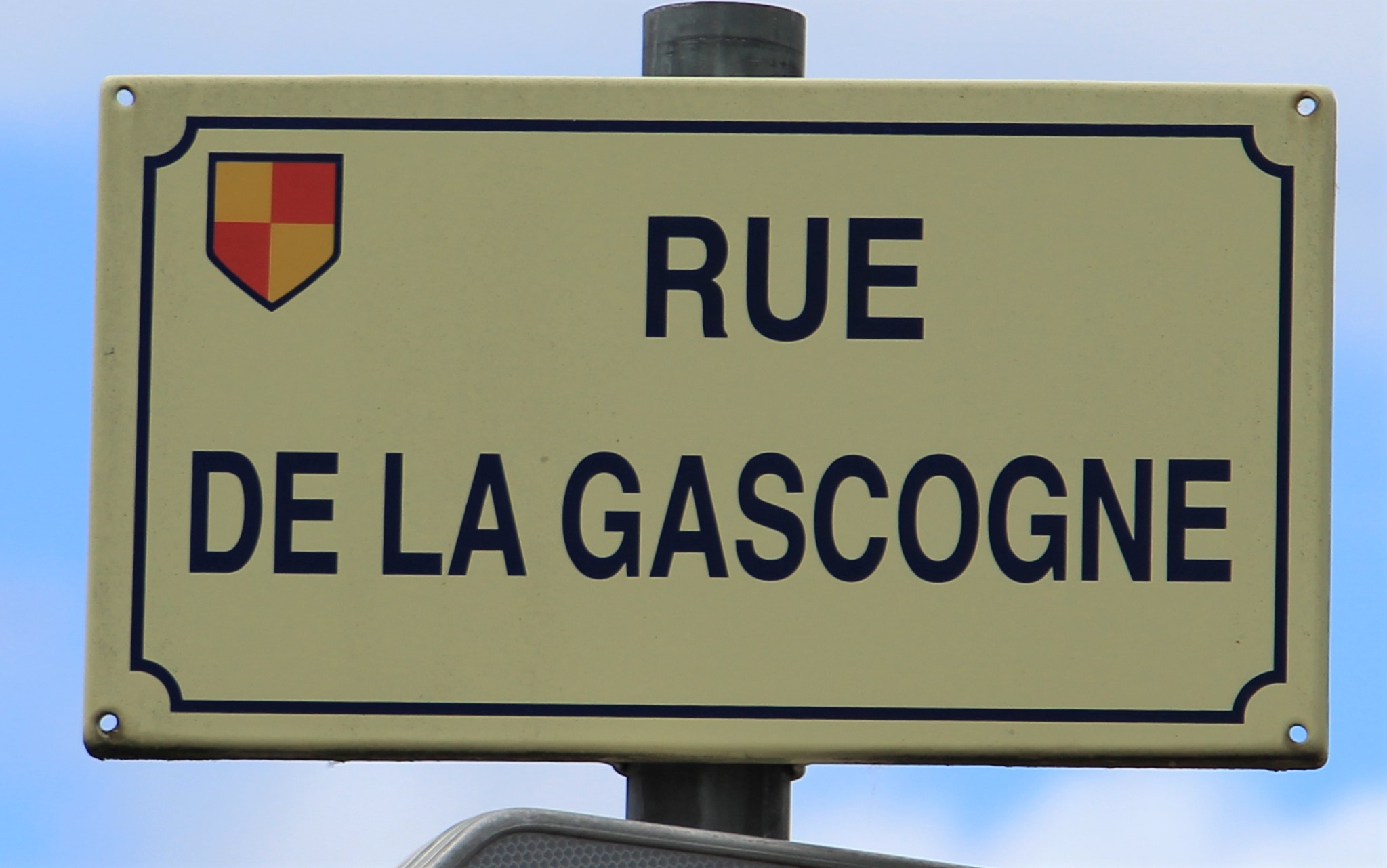

Qui fait référence à une division territoriale de la France, la Gascogne, elle est située dans le quartier de Laubadère.

### Gaston-Dreyt (rue)
La municipalité rend hommage à l'homme politique Gaston Dreyt (1857-1919) élu député des Hautes-Pyrénées et natif de Tarbes.

### Gaston-Manent (rue)

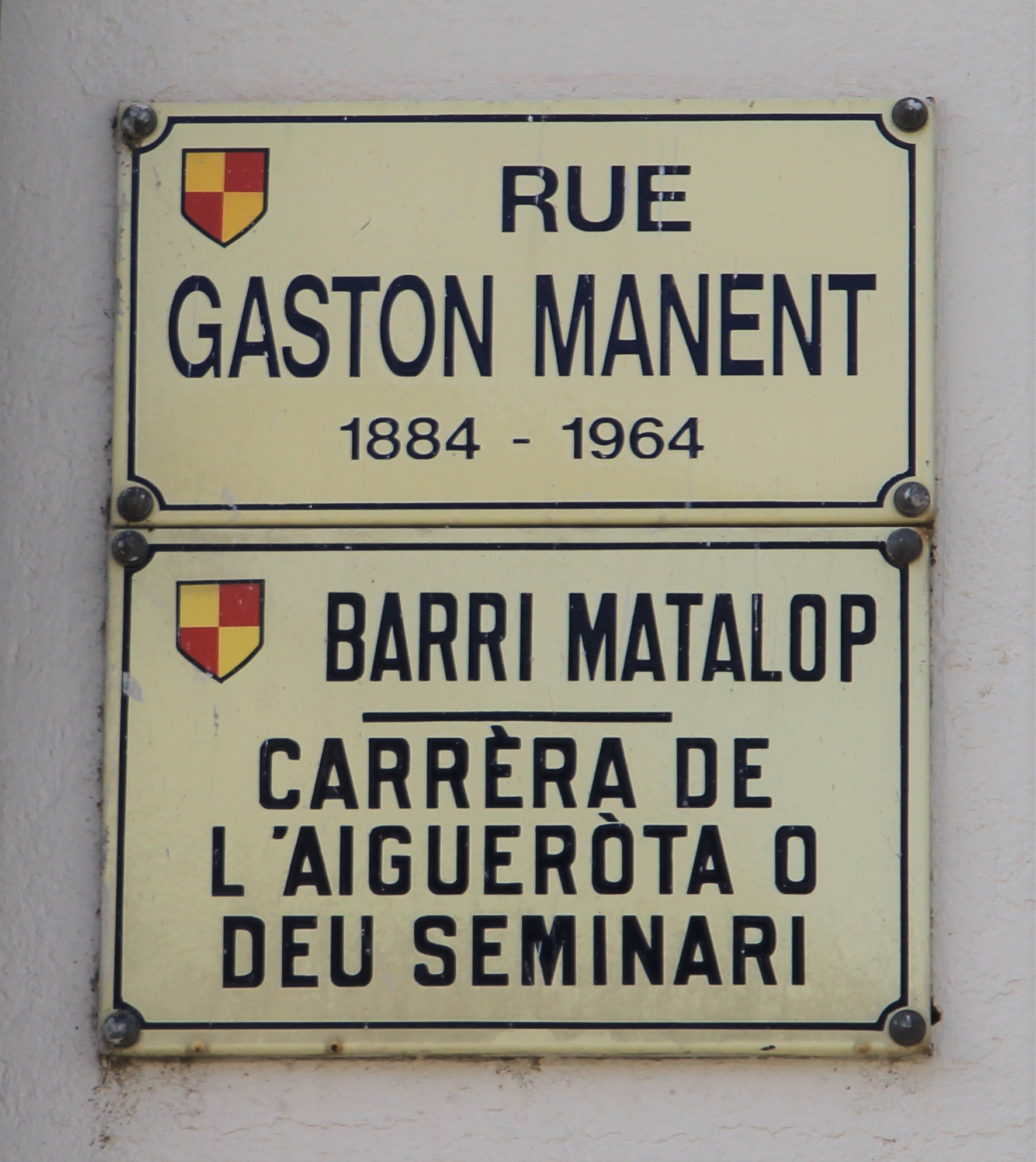

La municipalité rend hommage à l'homme politique Gaston Manent (1884-1964) élu député des Hautes-Pyrénées et natif des Hautes-Pyrénées. La rue se nommait anciennement : carrèra de l’Aiguerota o deu seminari qui signifie rue de l'Ayguerote ou du Séminaire (ancien quartier Matalop). On y trouve le siège du conseil départemental des Hautes-Pyrénées.

### Gauguin (rue)

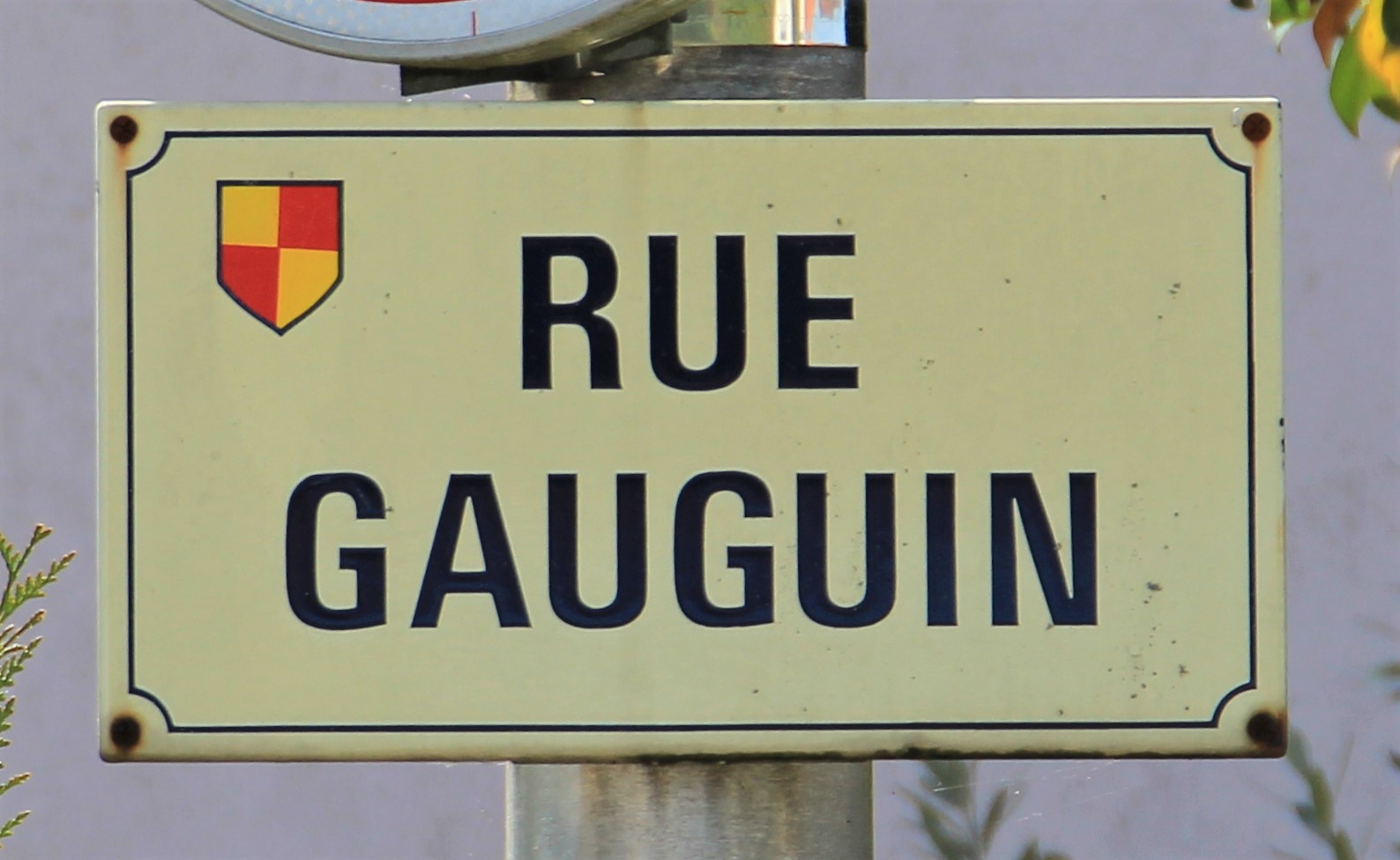

La municipalité rend hommage à l'artiste peintre Paul Gauguin (1848-1903).

### Gaye-Mariolle (rue)

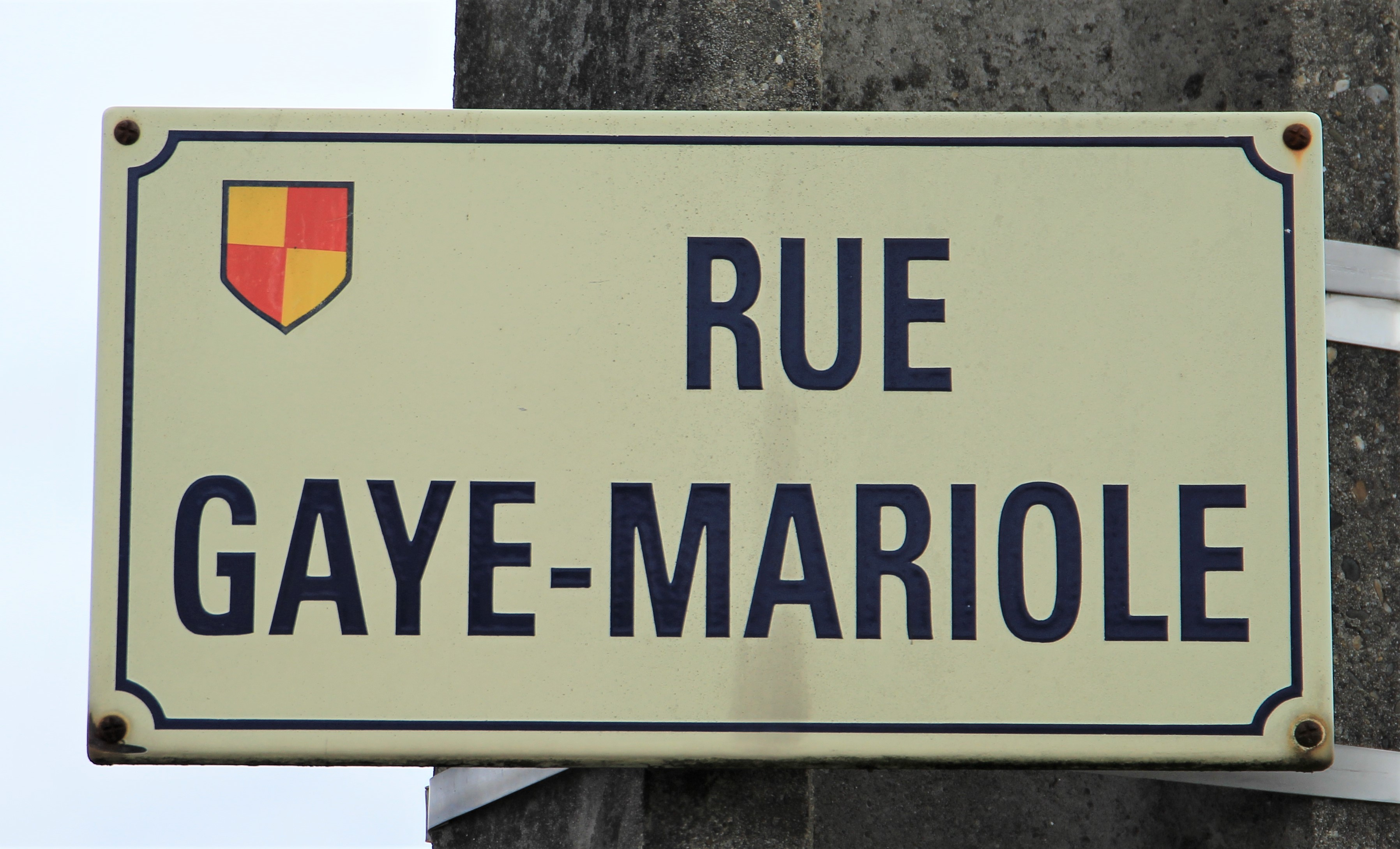

La municipalité rend hommage au militaire Dominique Gaye Mariolle (1767-1818), natif des Hautes-Pyrénées.

### Géline (impasse de la)
Qui fait référence à la géographie des Hautes-Pyrénées, le ruisseau de la Géline.

### Général-de-Gaulle (place du)
La municipalité rend hommage aux militaires français, héros des deux dernières guerres. Ici, le général de Gaulle. La place se nommait anciennement : plaça de la Sèda, la Sèda étant le nom occitan pour le siège épiscopal.
On y trouve l’hôtel de préfecture et la cathédrale Notre-Dame-de-la-Sède.

### Général-de-Lattre-de-Tassigny (boulevard du)

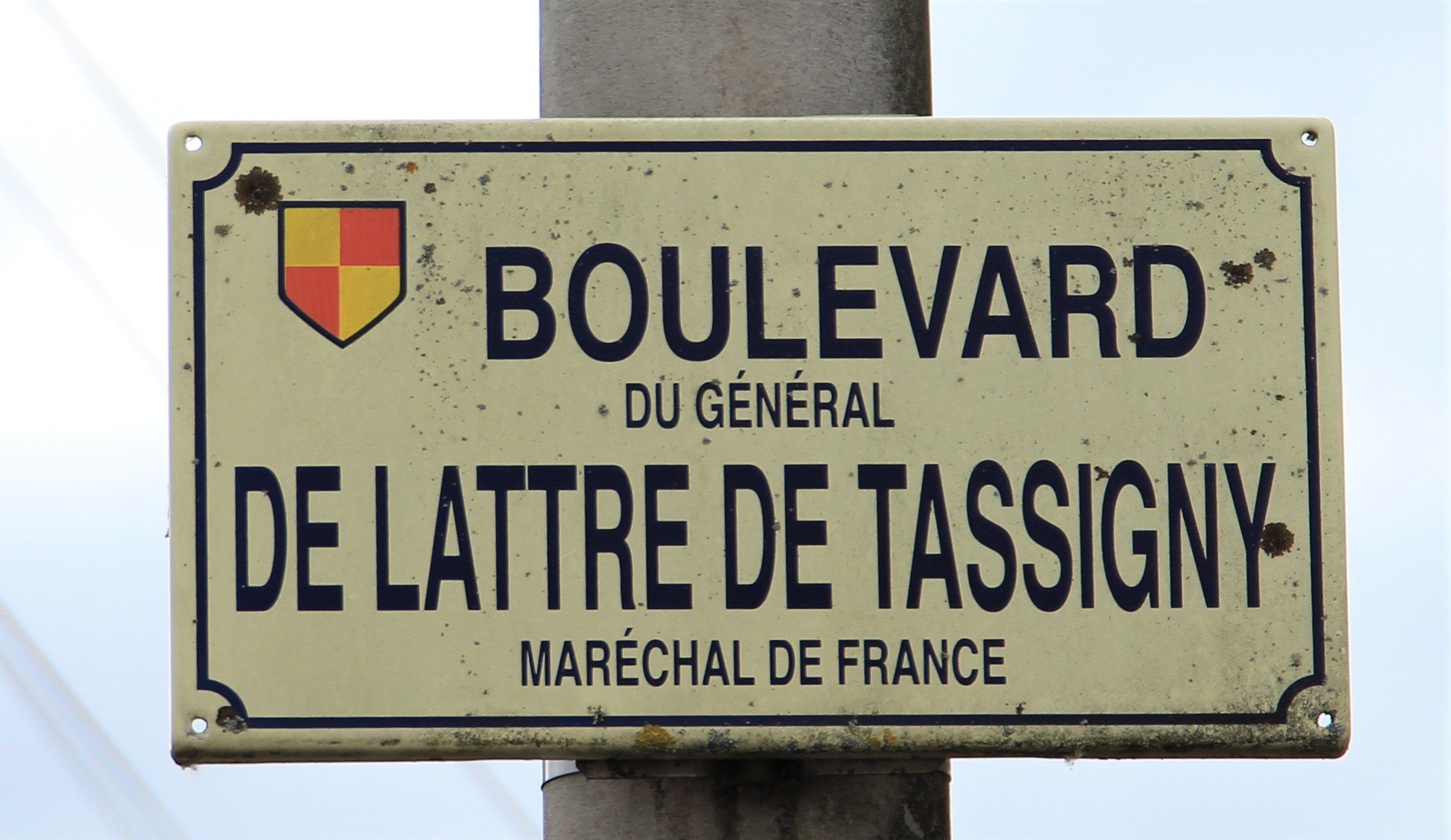

La municipalité rend hommage aux militaires français, héros des deux dernières guerres. Ici Jean de Lattre de Tassigny. On y trouve le centre hospitalier de La Gespe.

### George-Sand (rue)

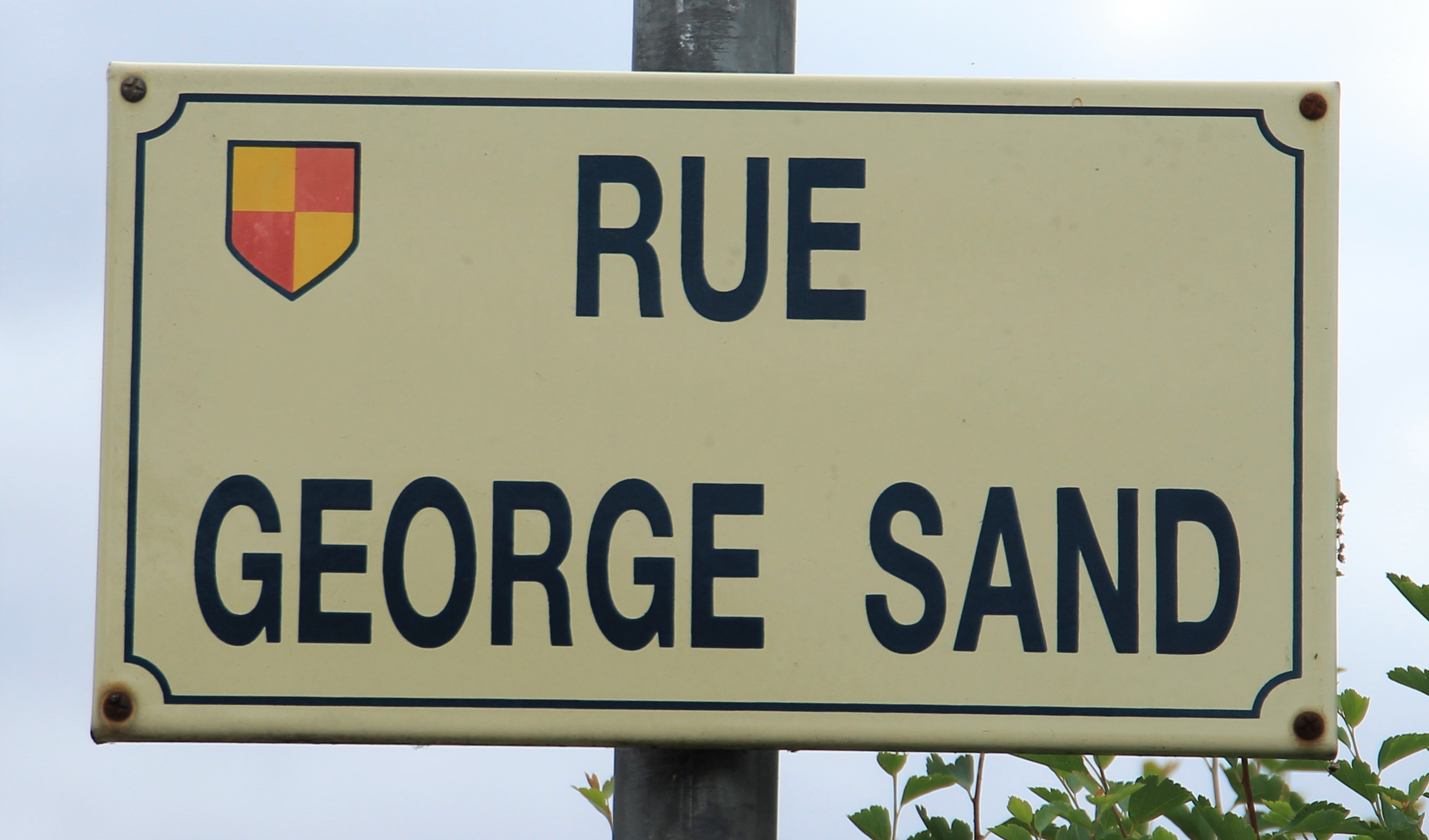

La municipalité rend hommage à l'écrivaine George Sand (1804-1876).

### Georges-Bizet (rue)
La municipalité rend hommage au compositeur Georges Bizet (1838-1875).

### Georges-Brassens (rue)

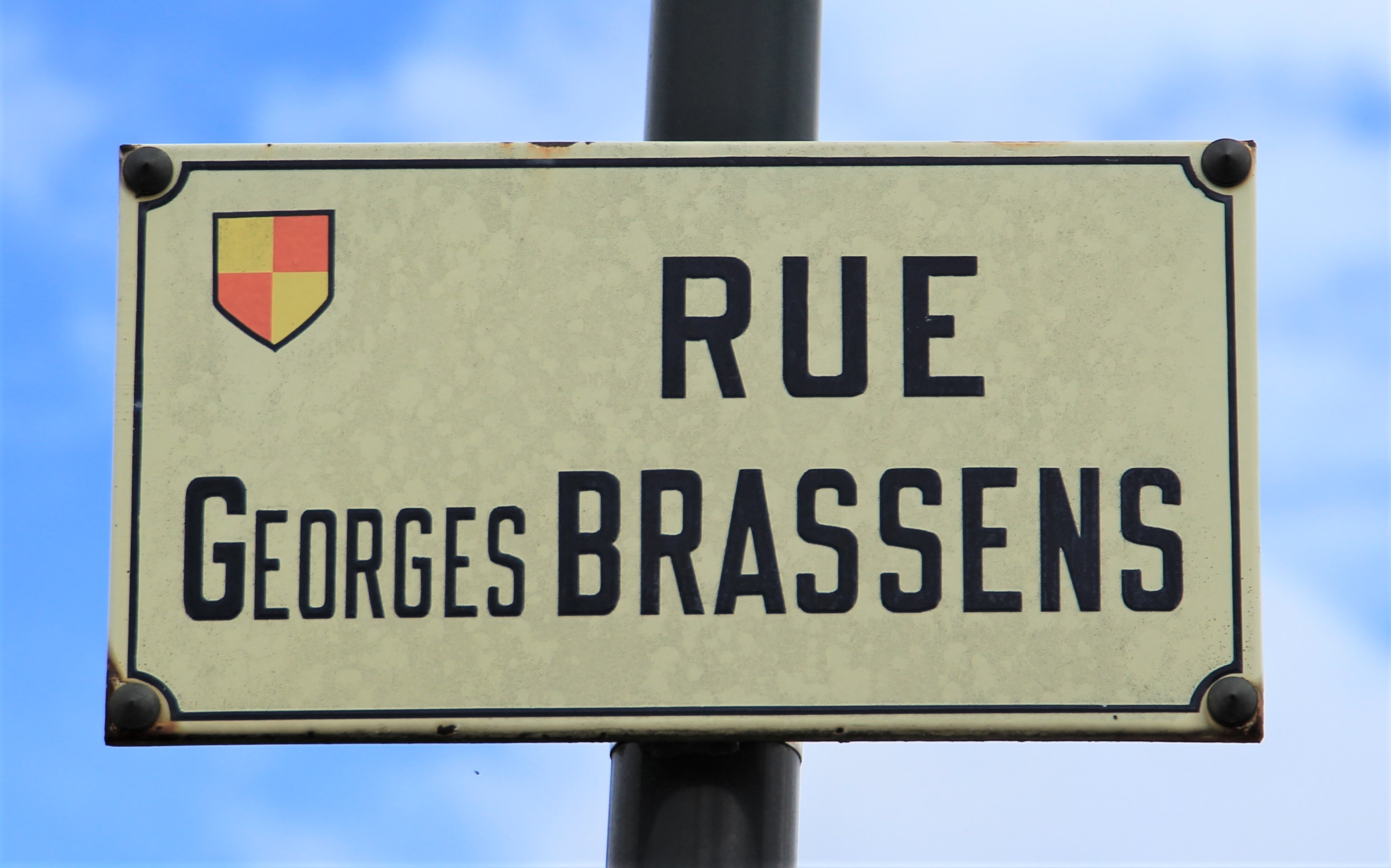

Hommage à l'auteur-compositeur-interprète Georges Brassens.

### Georges-Clemenceau (rue)

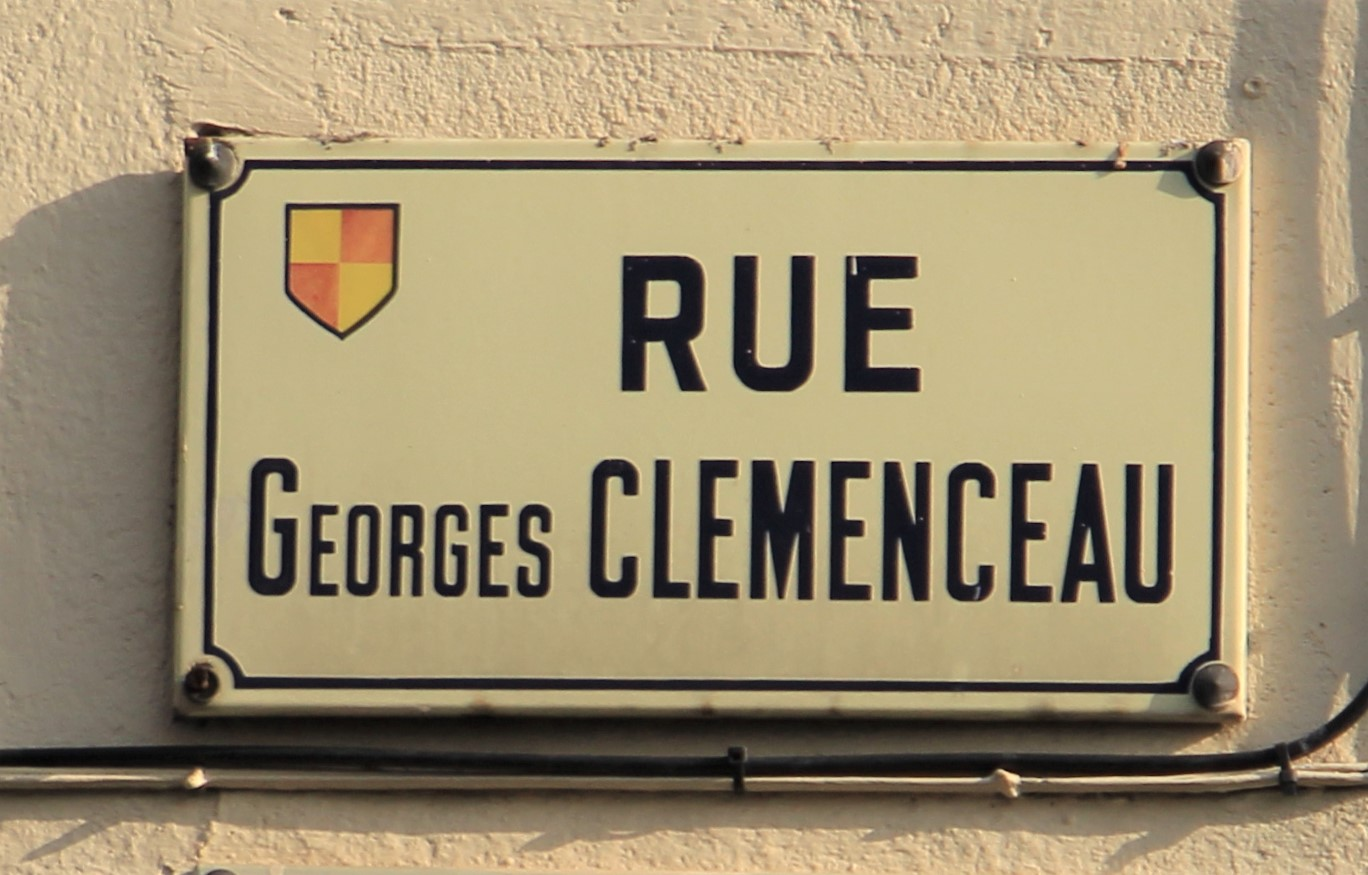

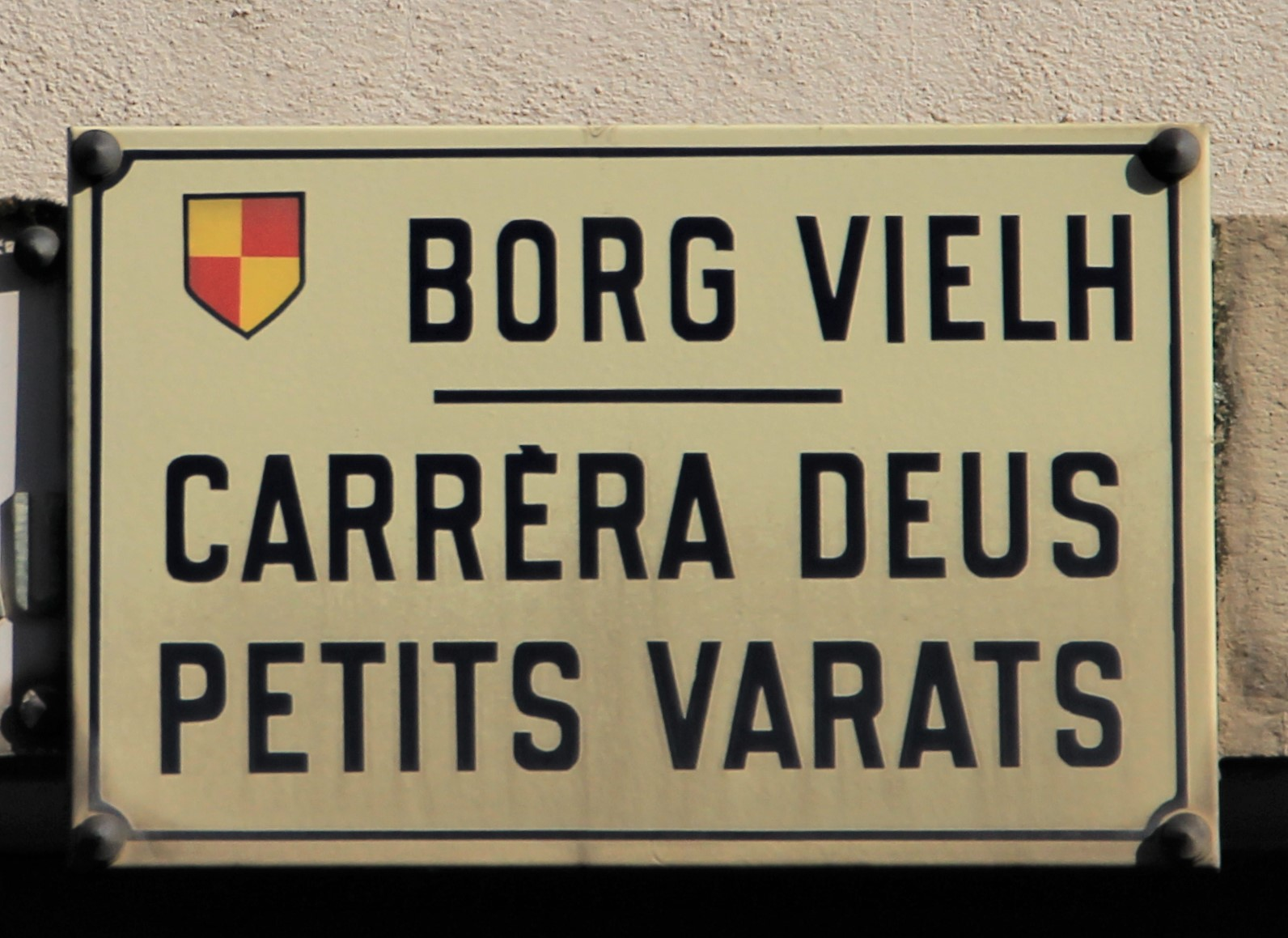

La municipalité rend hommage à l'homme politique Georges Clemenceau (1841-1929). La rue se nommait anciennement : carrèra deus petits varats qui signifie la rue des petits fossés (ancien quartier vieux).

### Georges-Guynemer (rue)

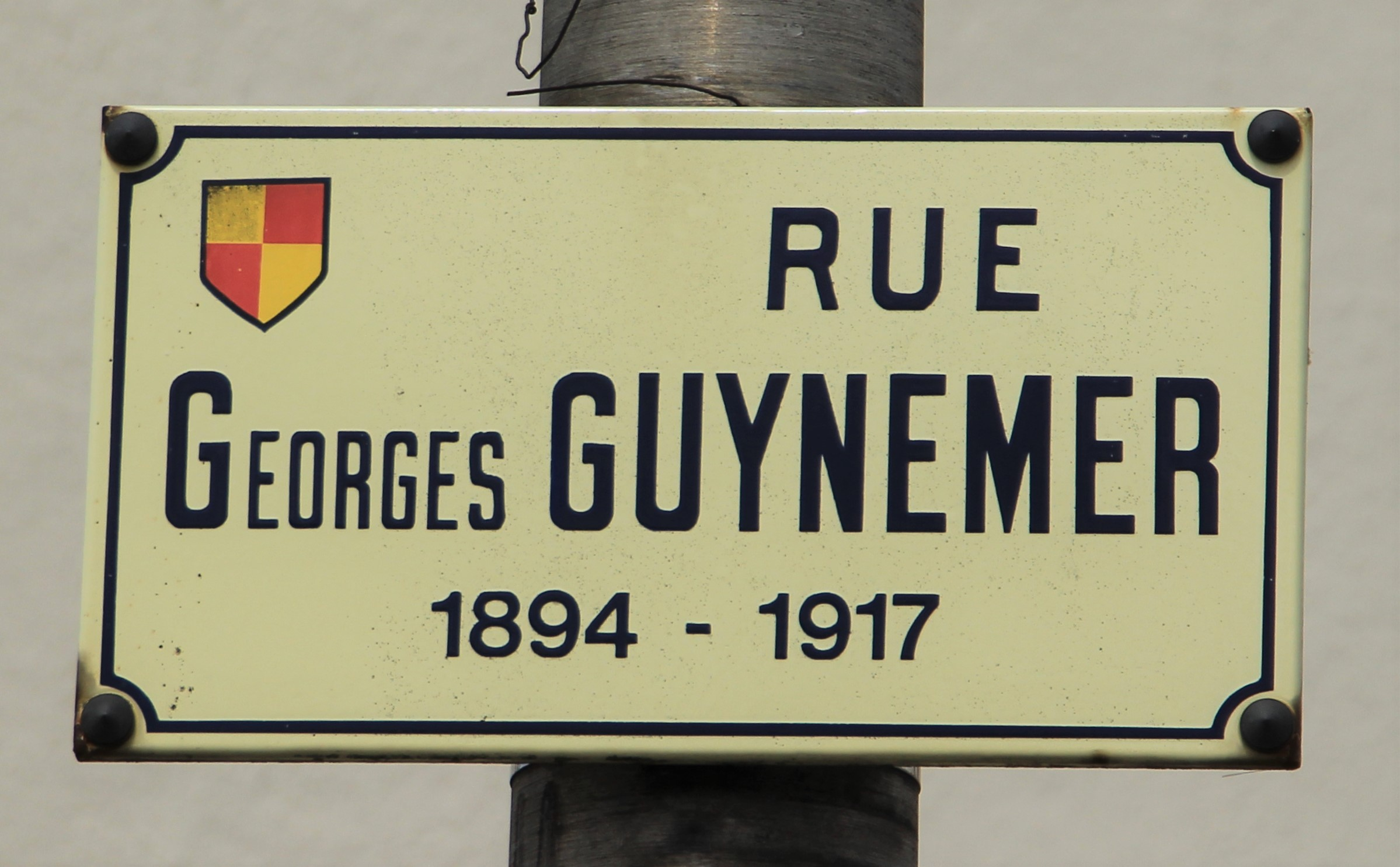

La municipalité rend hommage au  pilote de chasse Georges Guynemer (1894-1917).

### Georges-Lassalle (rue)

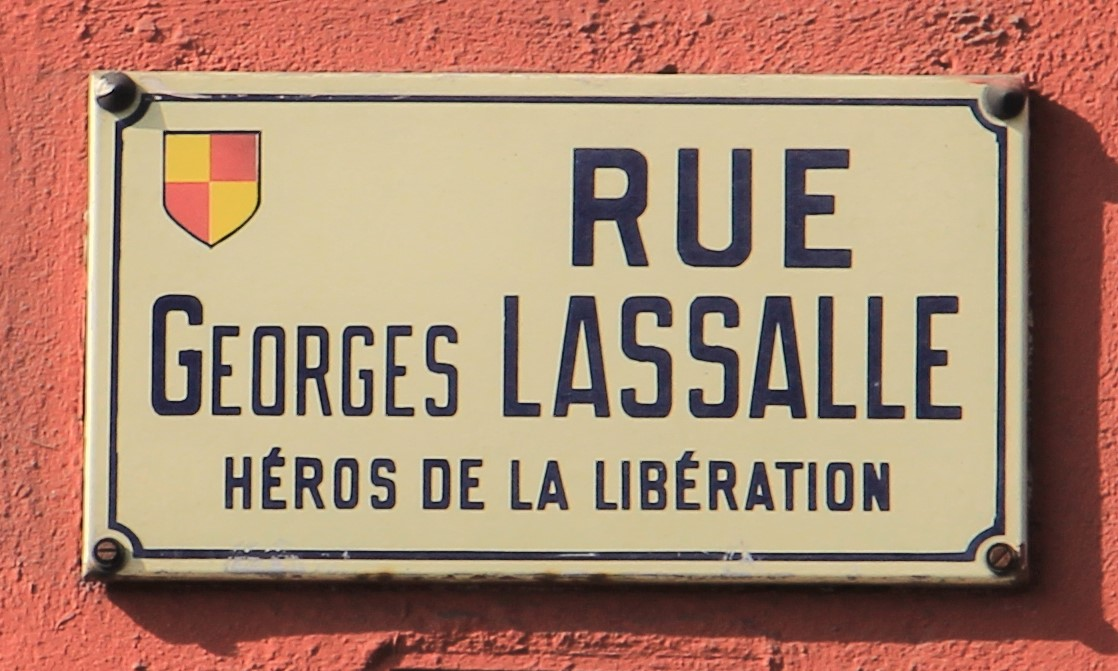

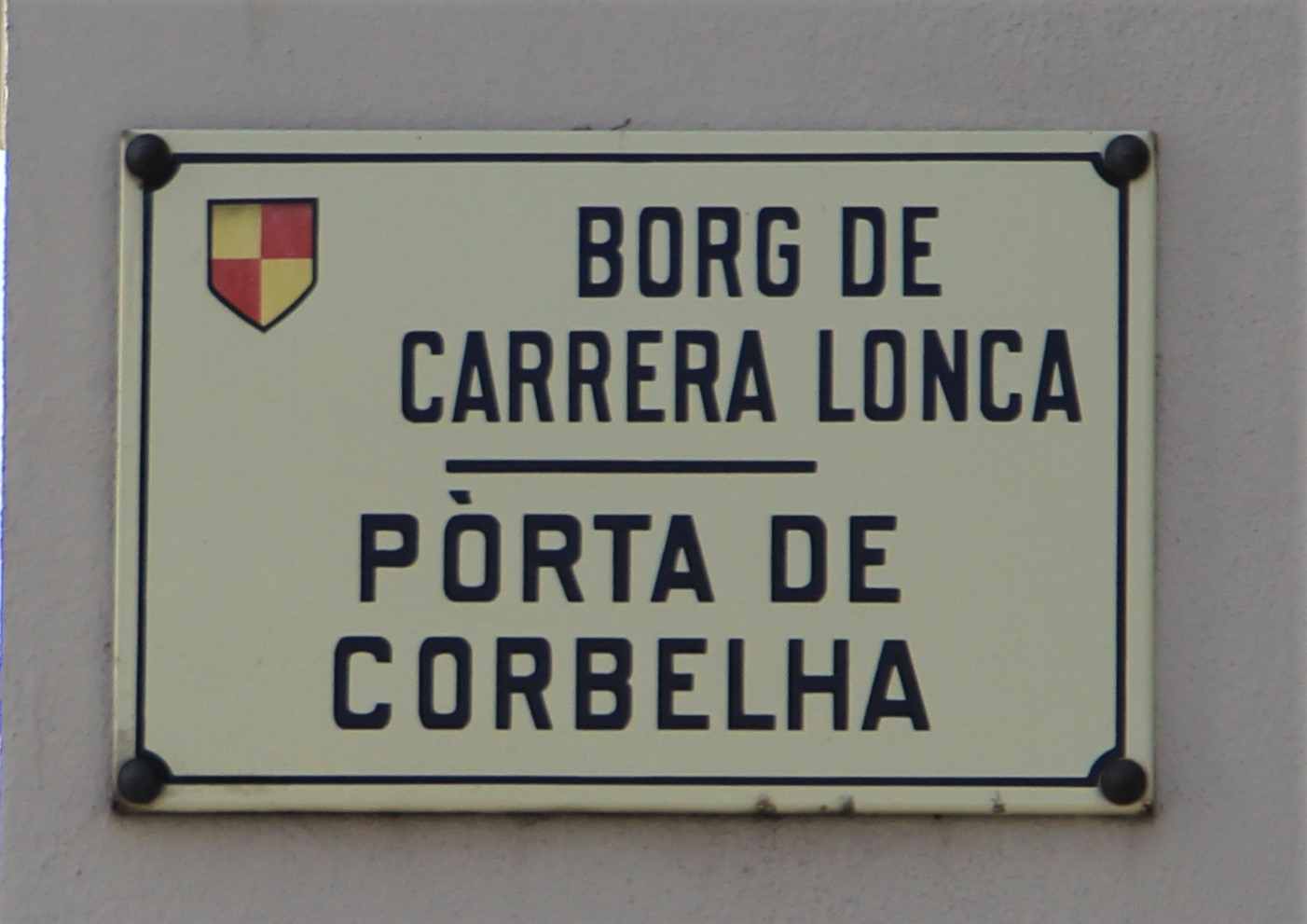

La municipalité rend hommage à Georges Lassalle héros de la Libération. La rue se nommait anciennement : porta de corbelha qui signifie porte de la corbeille. On y trouve le musée de la Déportation.

### Georges-Ledormeur (rue)

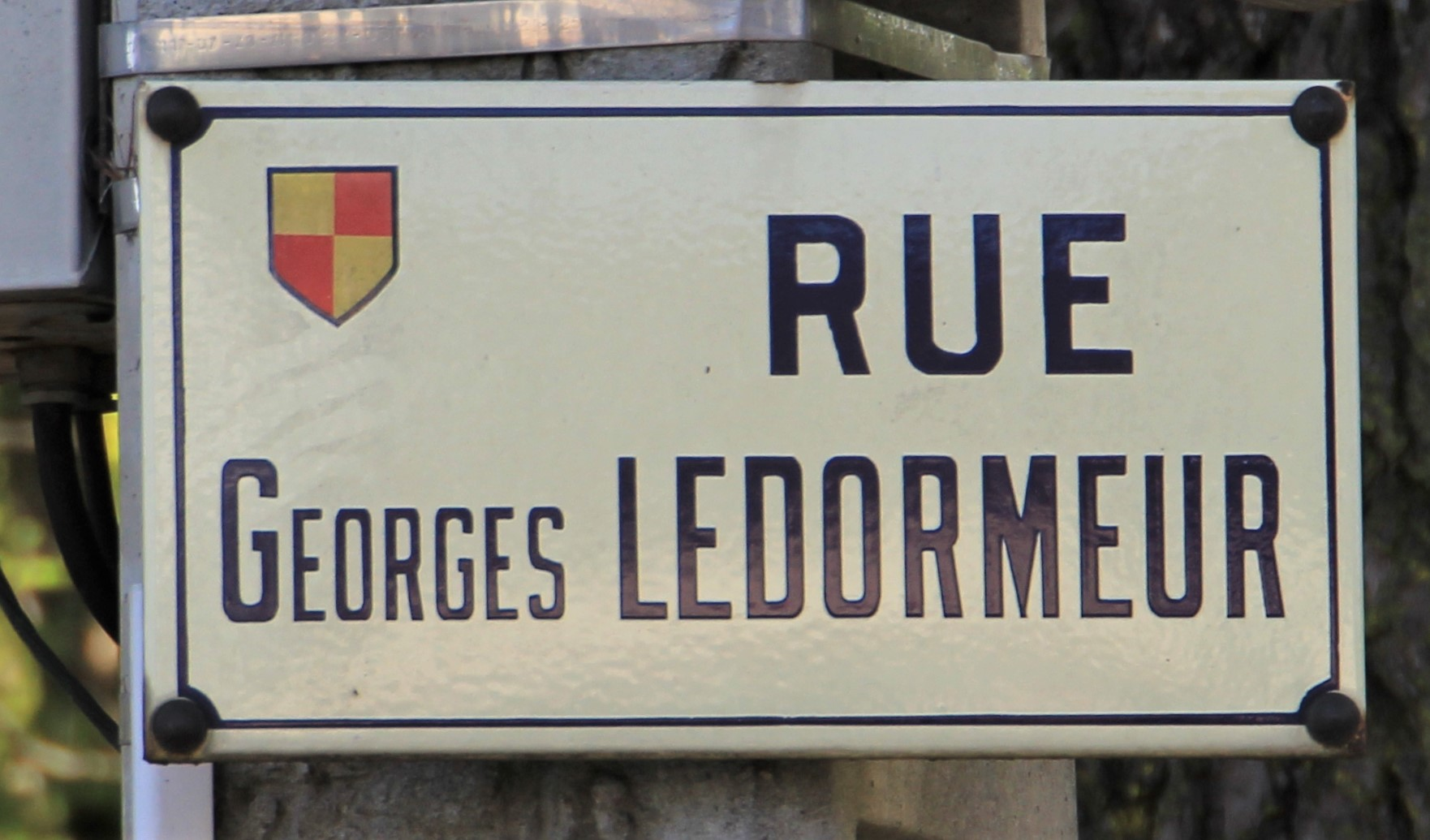

La municipalité rend hommage au pyrénéiste Georges Ledormeur (1867-1952) qui a donné son nom à un refuge et à un sommet des Hautes-Pyrénées ; la Pointe Ledormeur.

### Georges-Magnoac (rue)
La municipalité rend hommage à Georges Magnoac, ancien maire de Tarbes de 1900 à 1912, natif de Tarbes.

### Georges-Méliès (impasse)
La municipalité rend hommage au réalisateur Georges Méliès (1861-1938).

### Germain-Claverie (place)

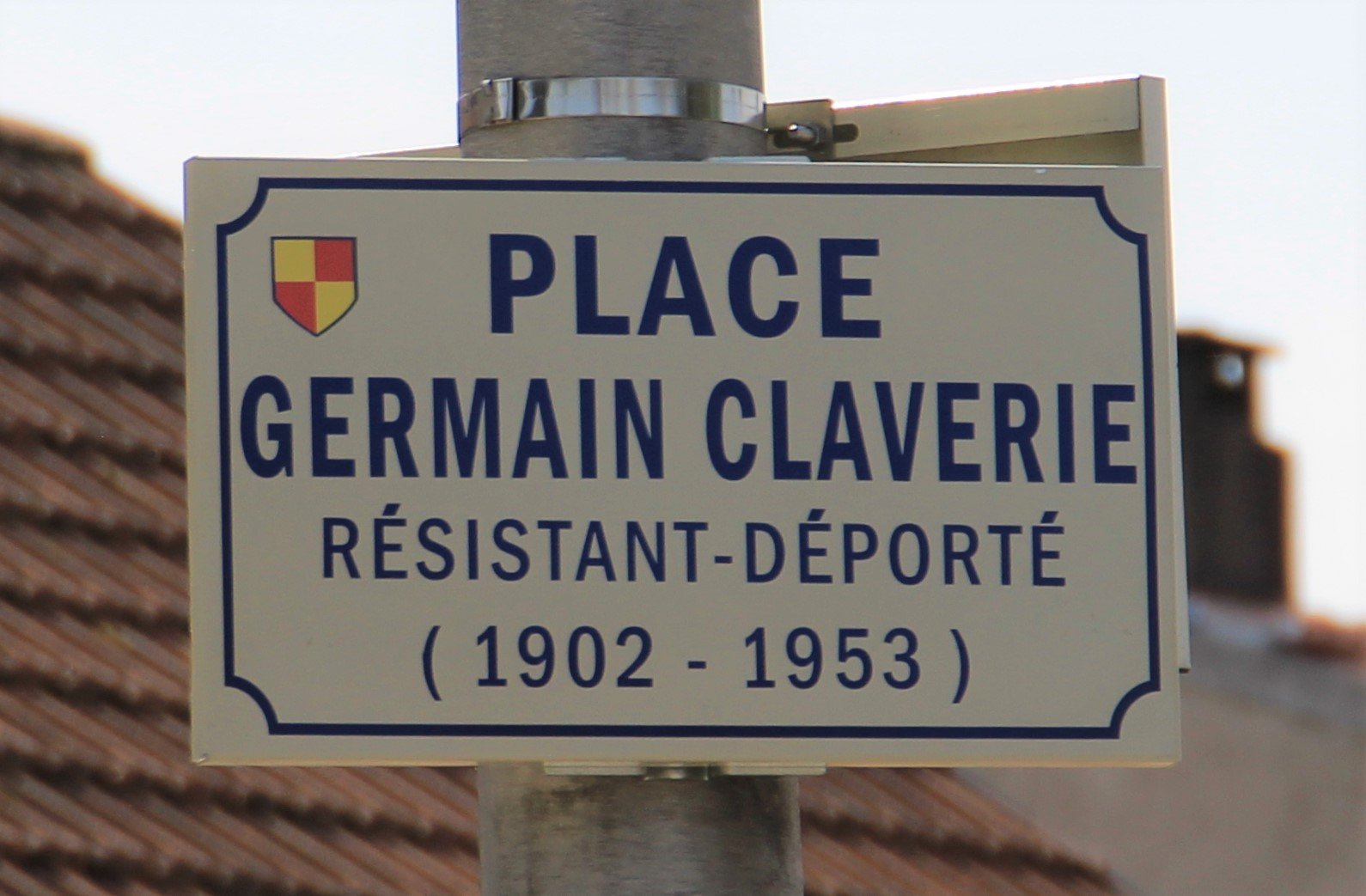

La municipalité rend hommage au résistant déporté Germain Claverie qui repose au cimetière Saint-Jean.

### Gonnès (rue de)

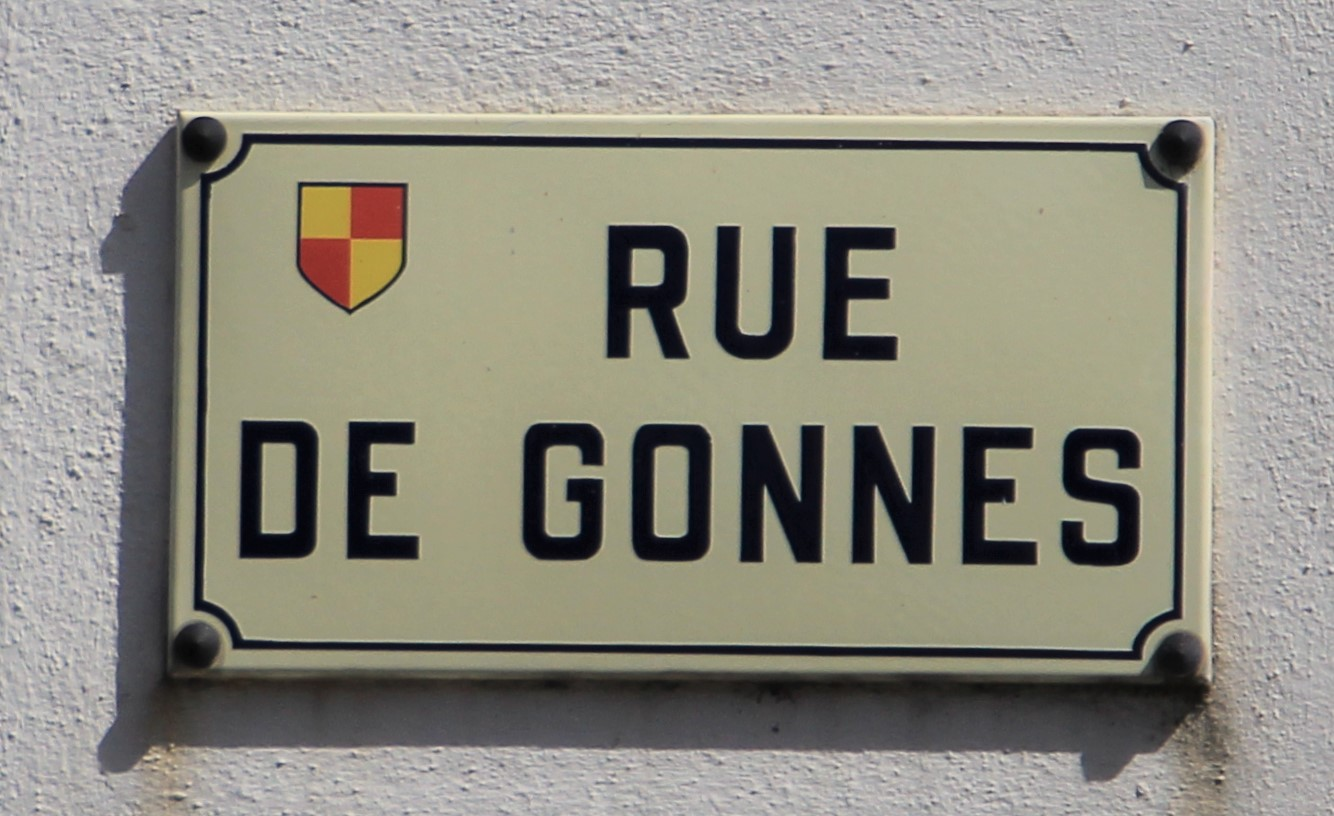

La municipalité rend hommage à Louis-Alexandre Fosseries, Baron de Gonnès, ancien maire de Tarbes de 1815 à 1830, qui repose au cimetière Saint-Jean.

### Greuze (rue)

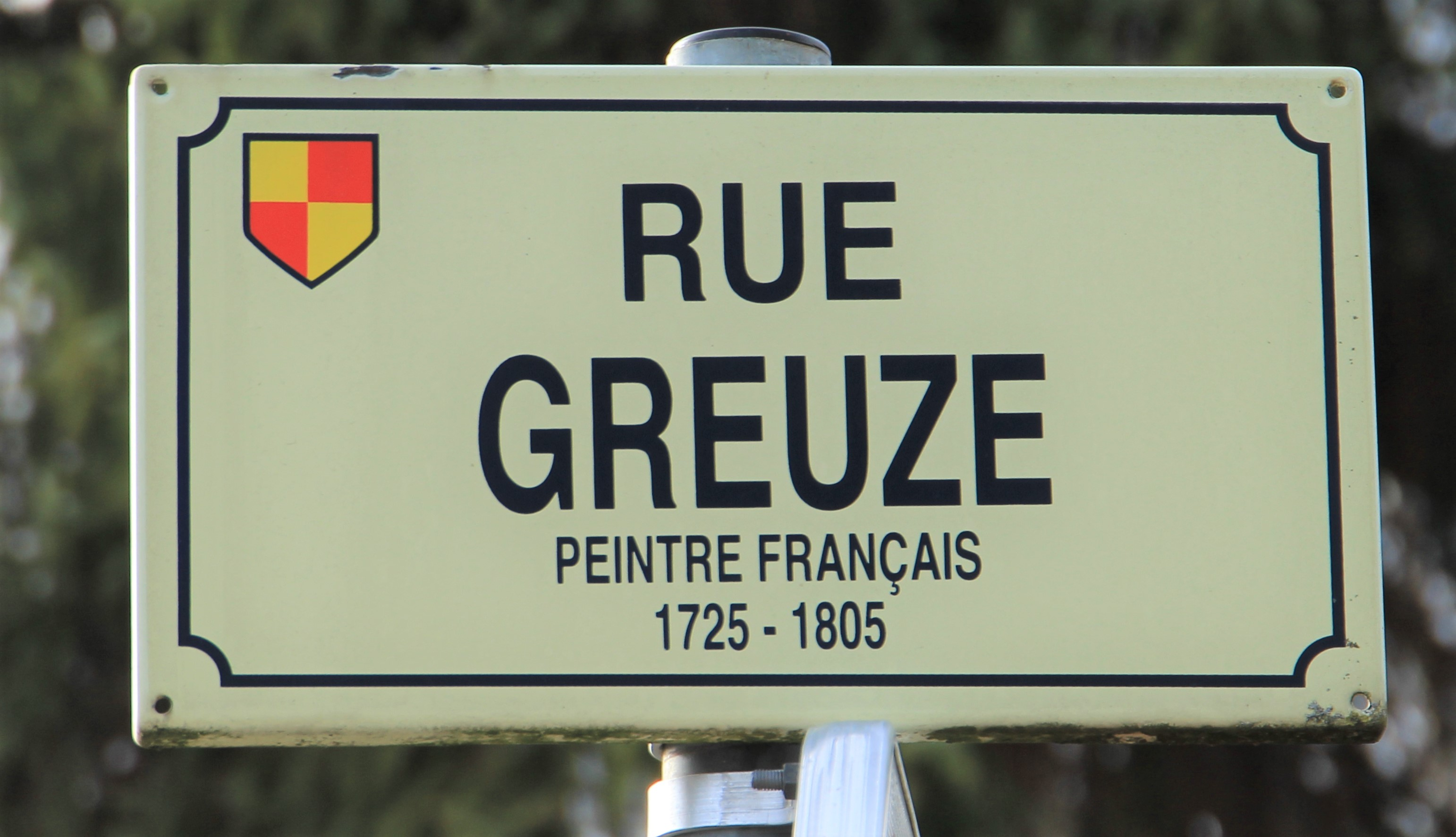

La municipalité rend hommage à l'artiste peintre Jean-Baptiste Greuze (1725-1805).

### Gustave-Flaubert (rue)
La municipalité rend hommage à l'artiste peintre Gustave Flaubert (1821-1880).

### Guyenne (rue de la)

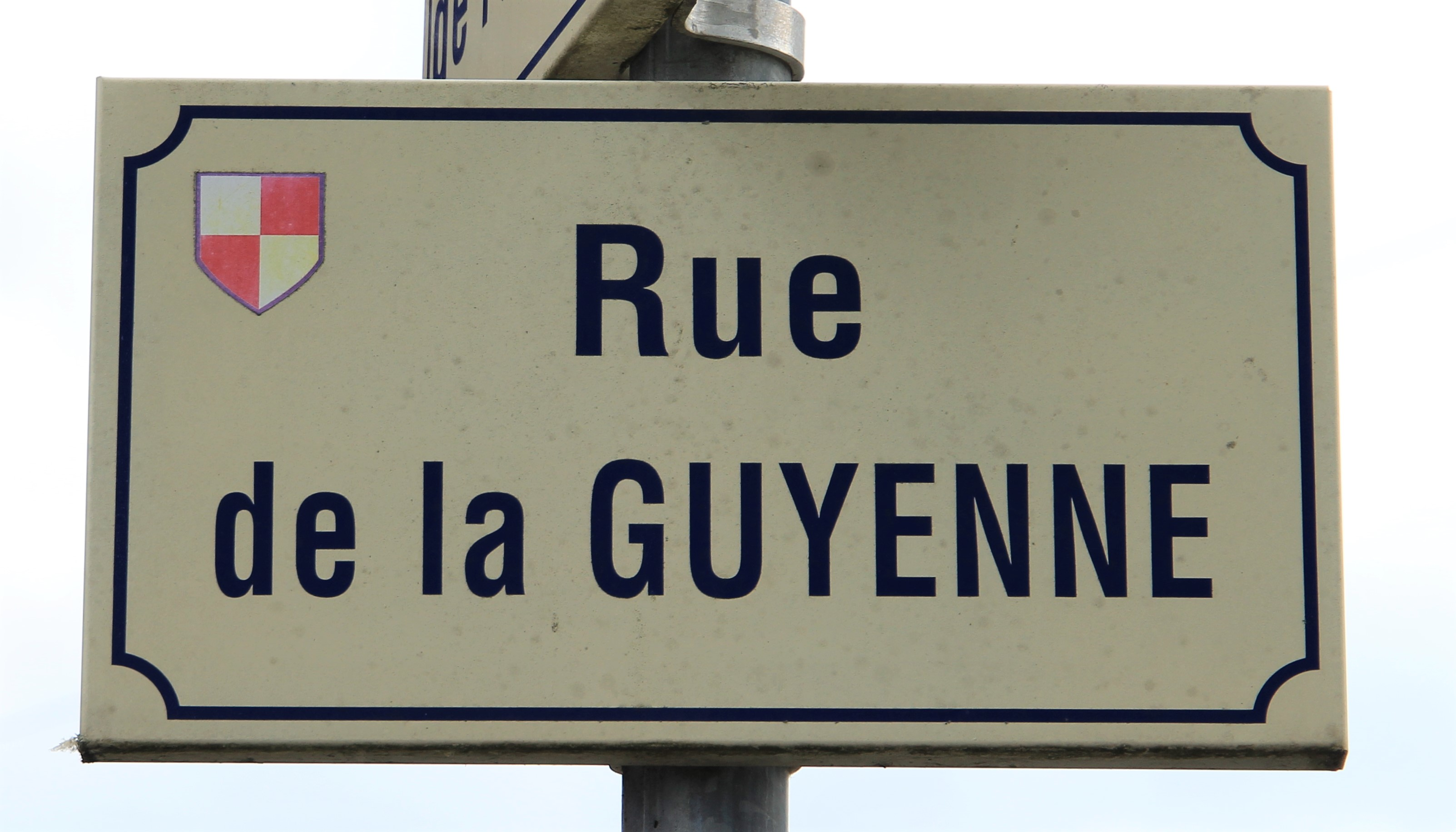

Qui fait référence à une division territoriale de la France, la Guyenne, elle est située dans le quartier de Laubadère.

## H

### Haras (rue des)

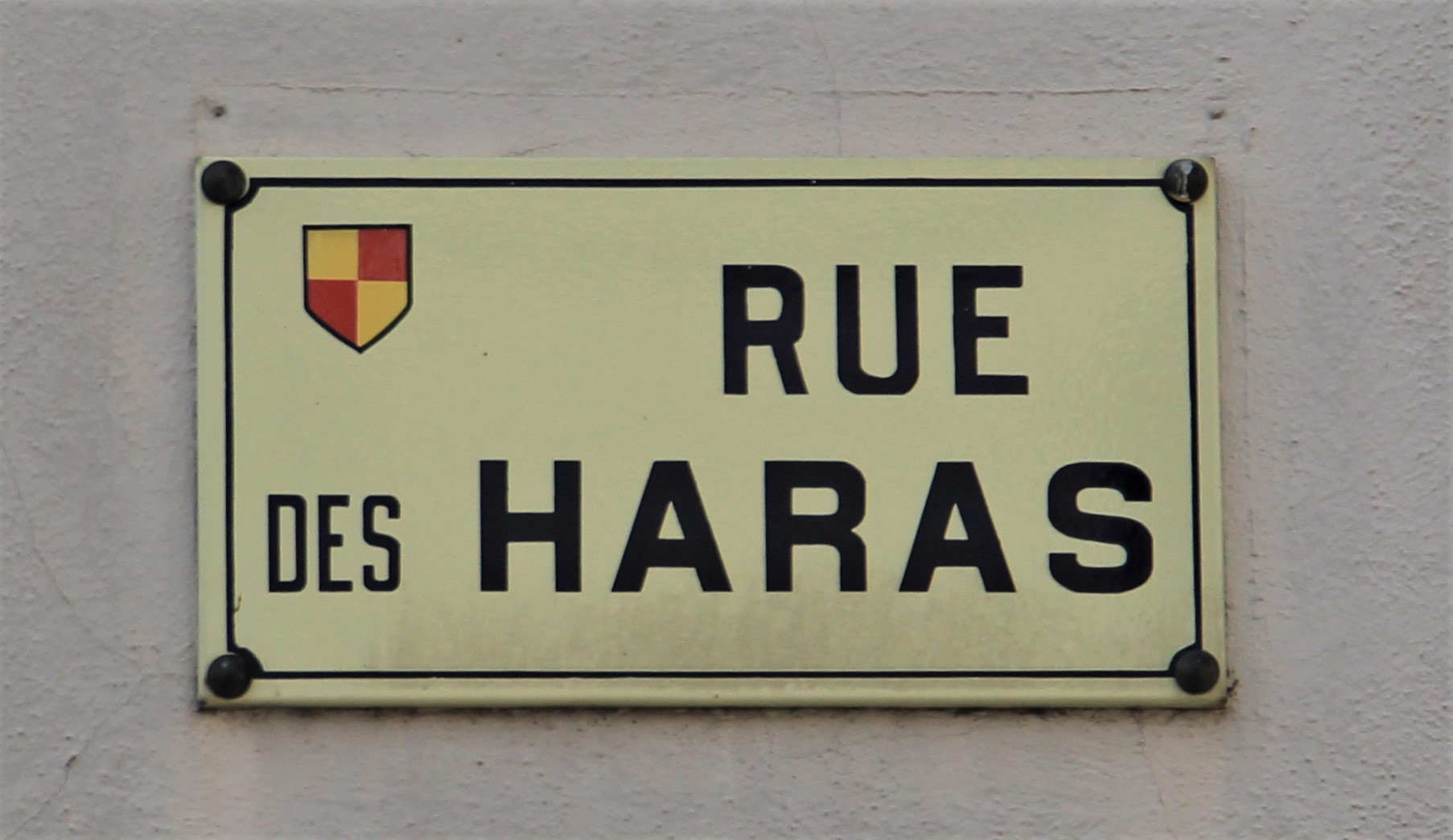

Qui fait référence au haras de Tarbes.

### Harmonie (rue de l')

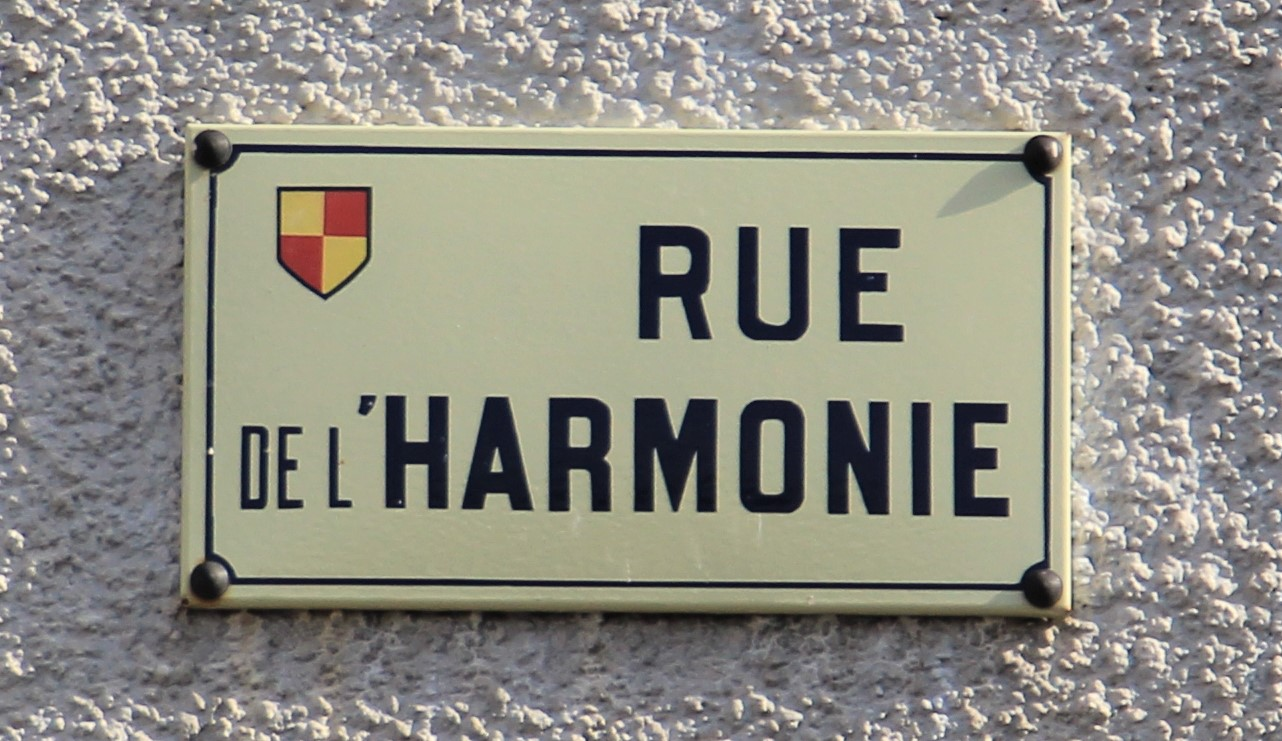

### Hector-Berlioz (rue)

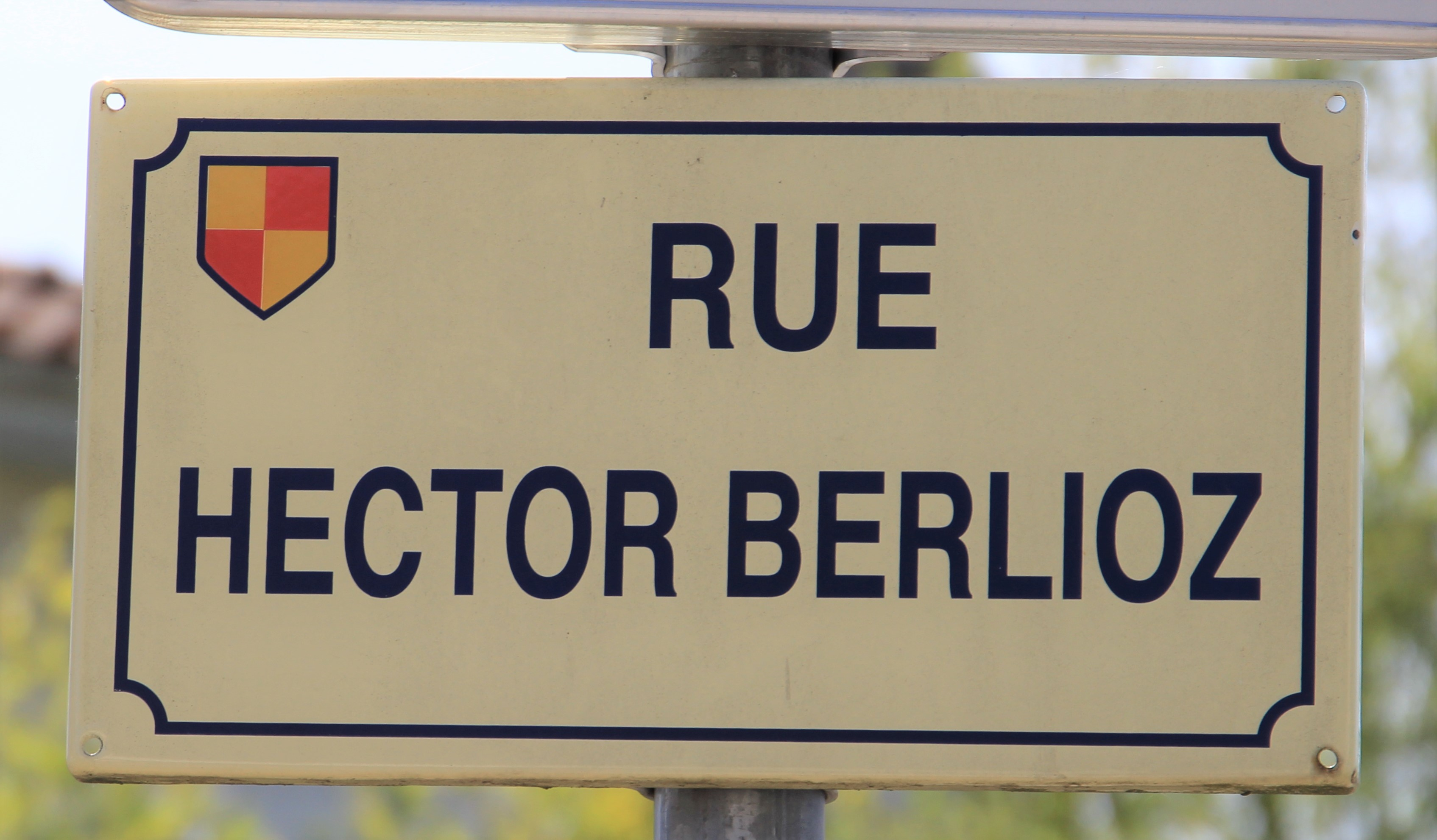

La municipalité rend hommage au compositeur Hector Berlioz (1803-1869).

### Hélène-Boucher (rue)
La municipalité rend hommage à l'aviatrice Hélène Boucher (1908-1934).

### Henri-Becquerel (rue)

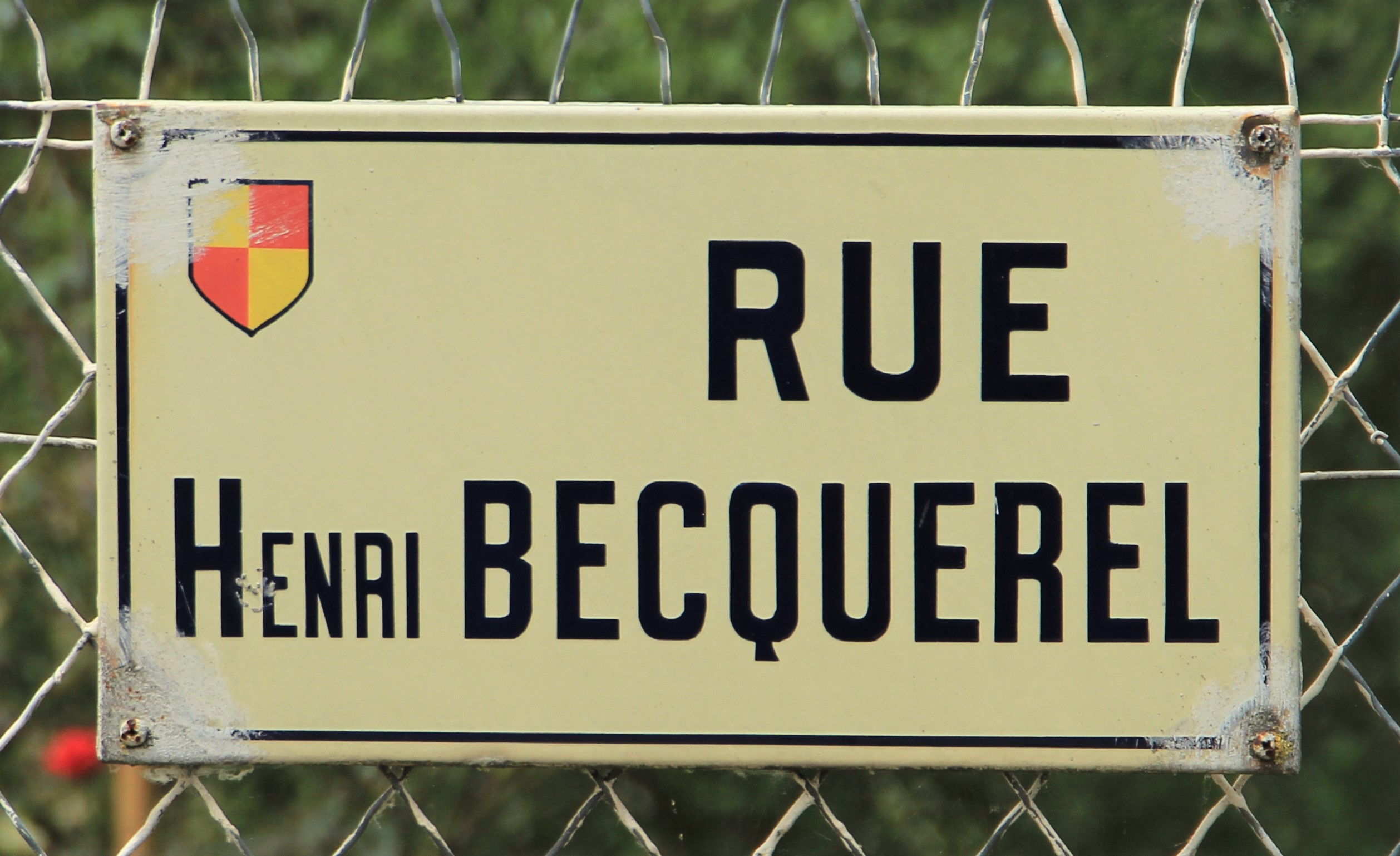

La municipalité rend hommage au physicien Henri Becquerel (1852-1908).

### Henri-Dunant (place)

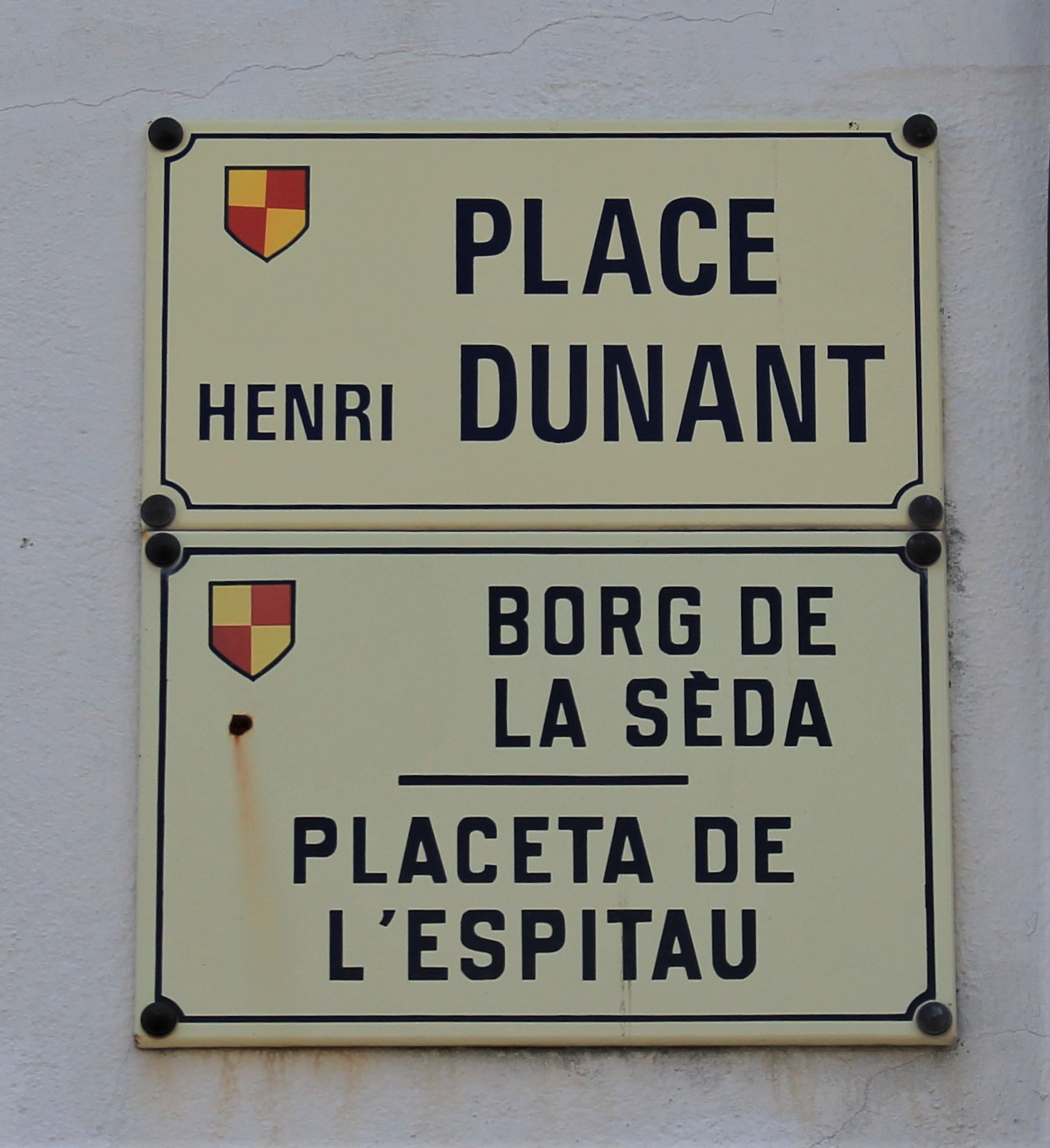

La municipalité rend hommage à Henri Dunant considéré comme le fondateur du mouvement de la Croix-Rouge (1828-1910).
La place se nommait anciennement : placeta de l’espiatau (ancien quartier de la Sède).

### Henri-Duparc (rue)

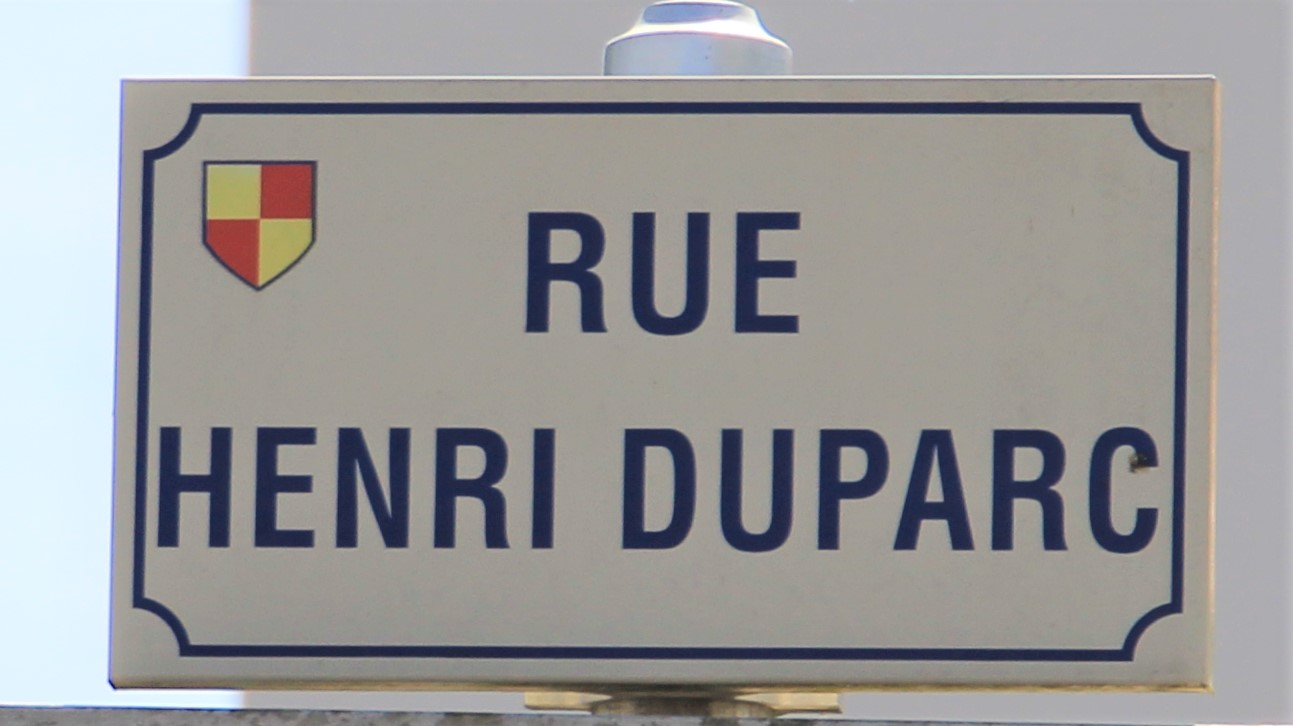

La municipalité rend hommage au compositeur Henri Duparc (1848-1933) qui a donné son nom au Conservatoire de Tarbes.

### Henri-Guillaumet (impasse)

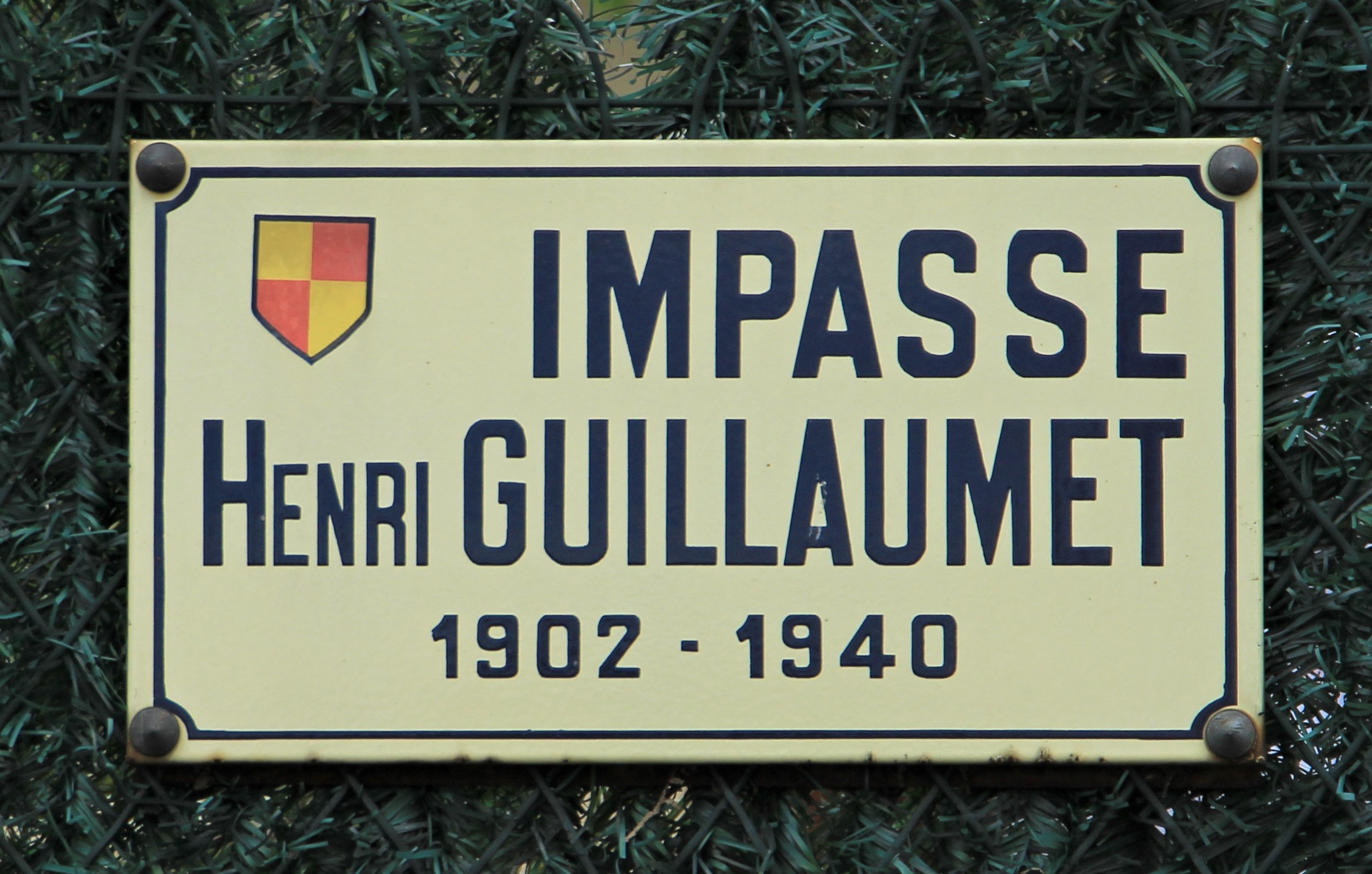

La municipalité rend hommage à l'aviateur Henri Guillaumet (1902-1940).

### Henri-IV (boulevard)

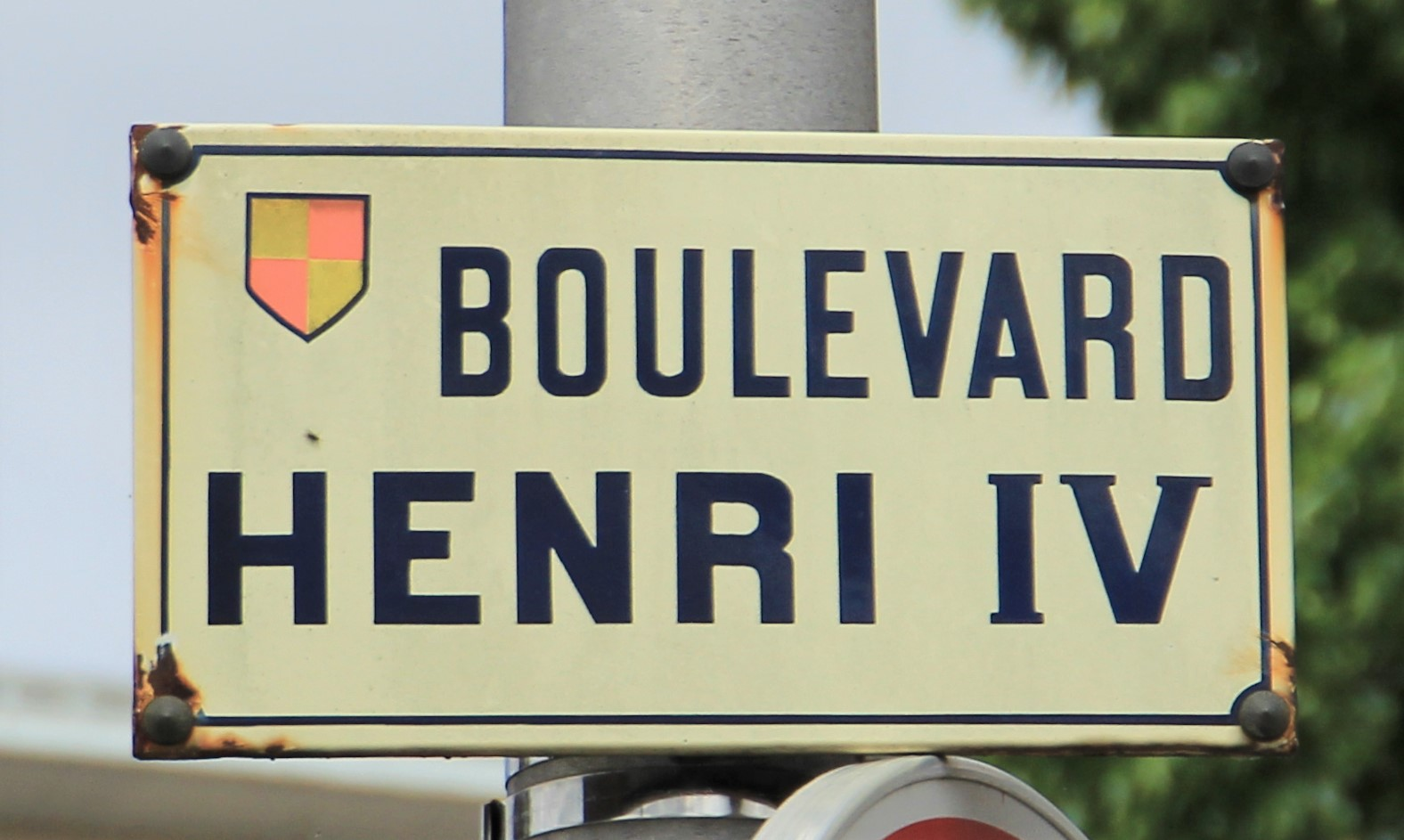

La municipalité rend hommage à Henri IV. On y trouve la résidence Le Navarre.

### Henri-Rol-Tanguy (rue)

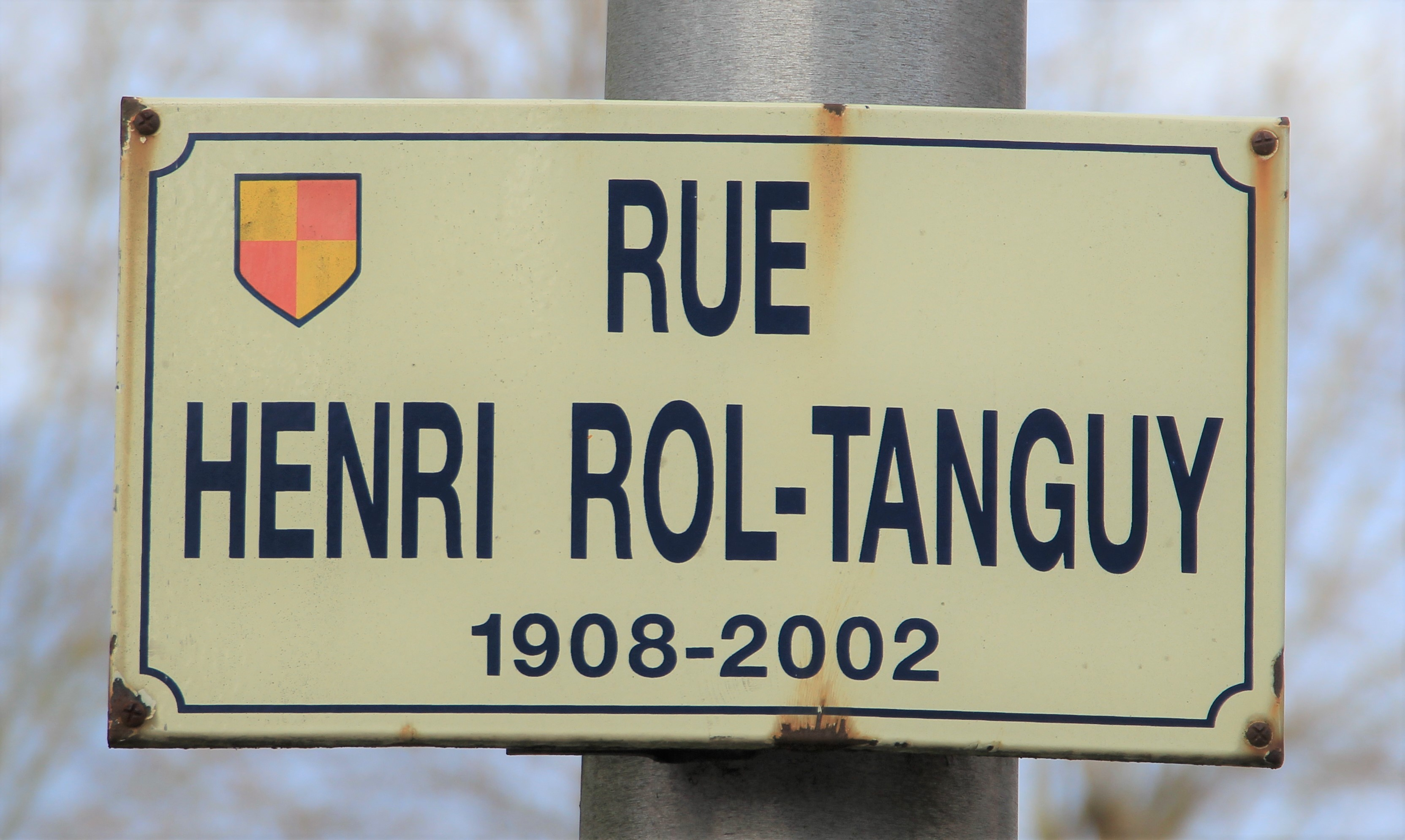

La municipalité rend hommage au résistant Henri Rol-Tanguy (1908-2002).

### Henry-Russell (rue)

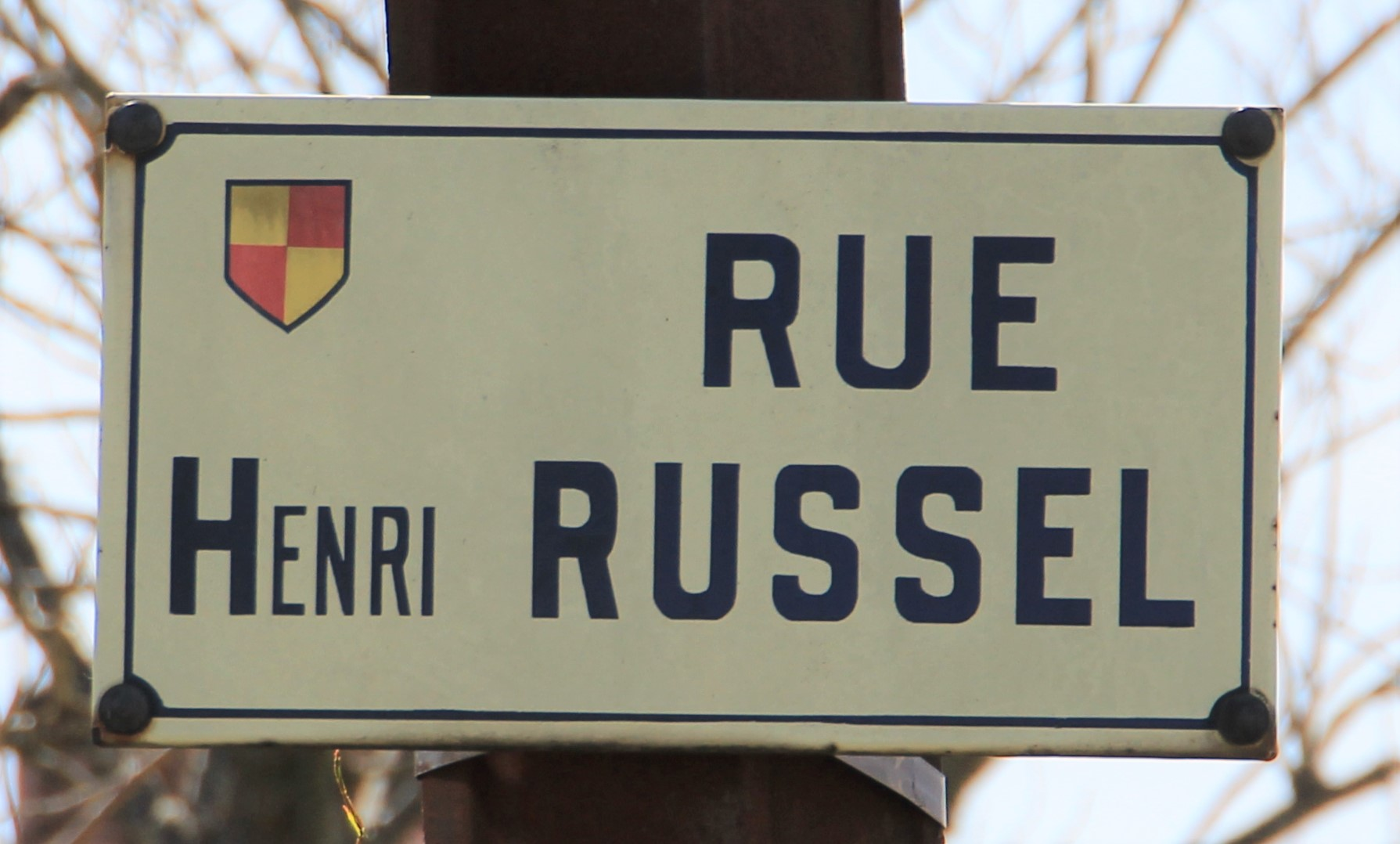

La municipalité rend hommage au pyrénéiste Henry Russell (1834-1909) qui a donné son nom à un refuge.

### Hippodrome (chemin de l')
Rue qui mène à l'Hippodrome de Laloubère.

### Honoré-Laporte (rue)

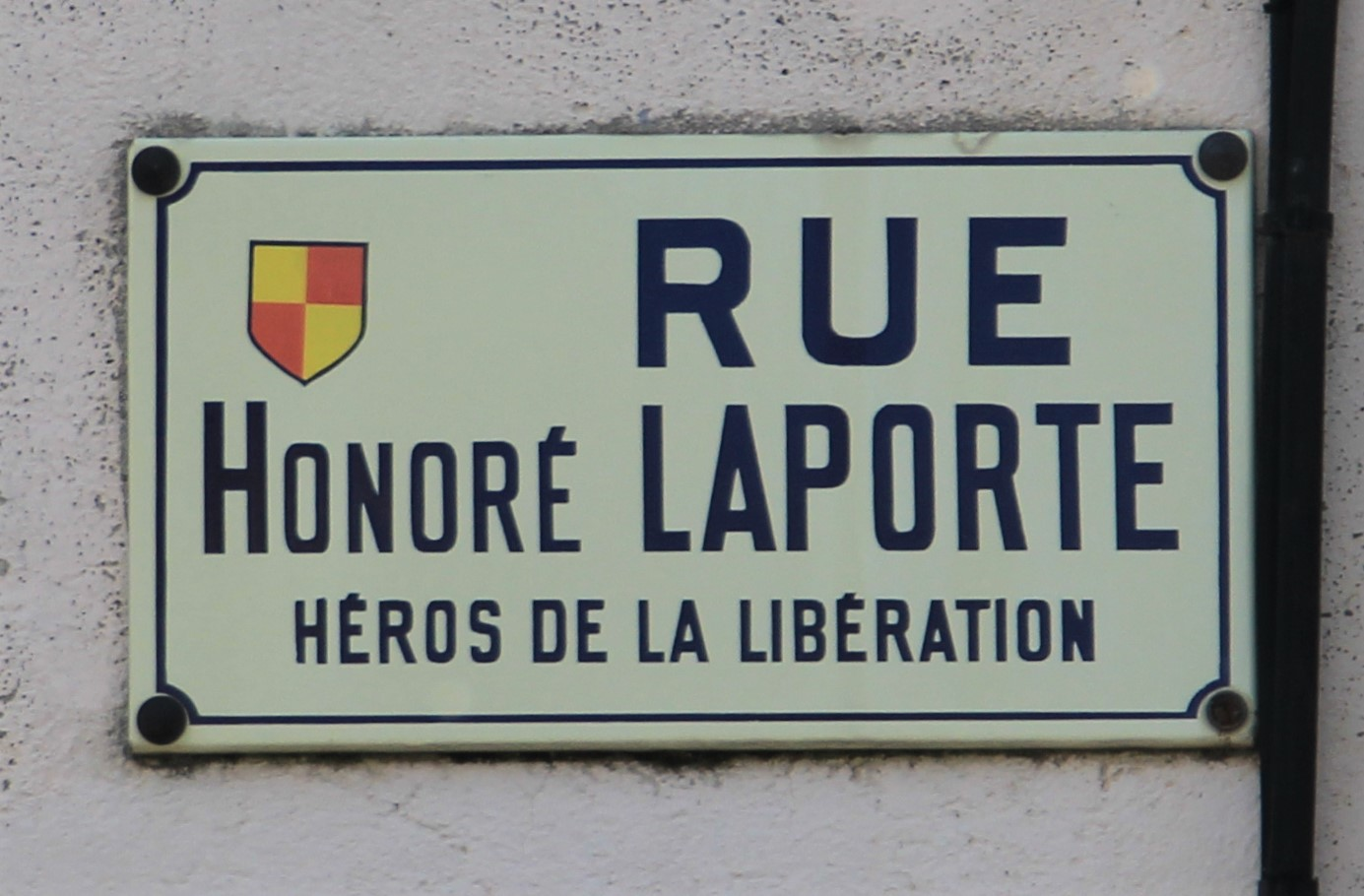

La municipalité rend hommage à Honoré Laporte héros de la Libération.

### Honoré-de-Balzac (rue)
La municipalité rend hommage à l'écrivain et au journaliste Honoré de Balzac (1799-1850).

### Huesca (avenue de)

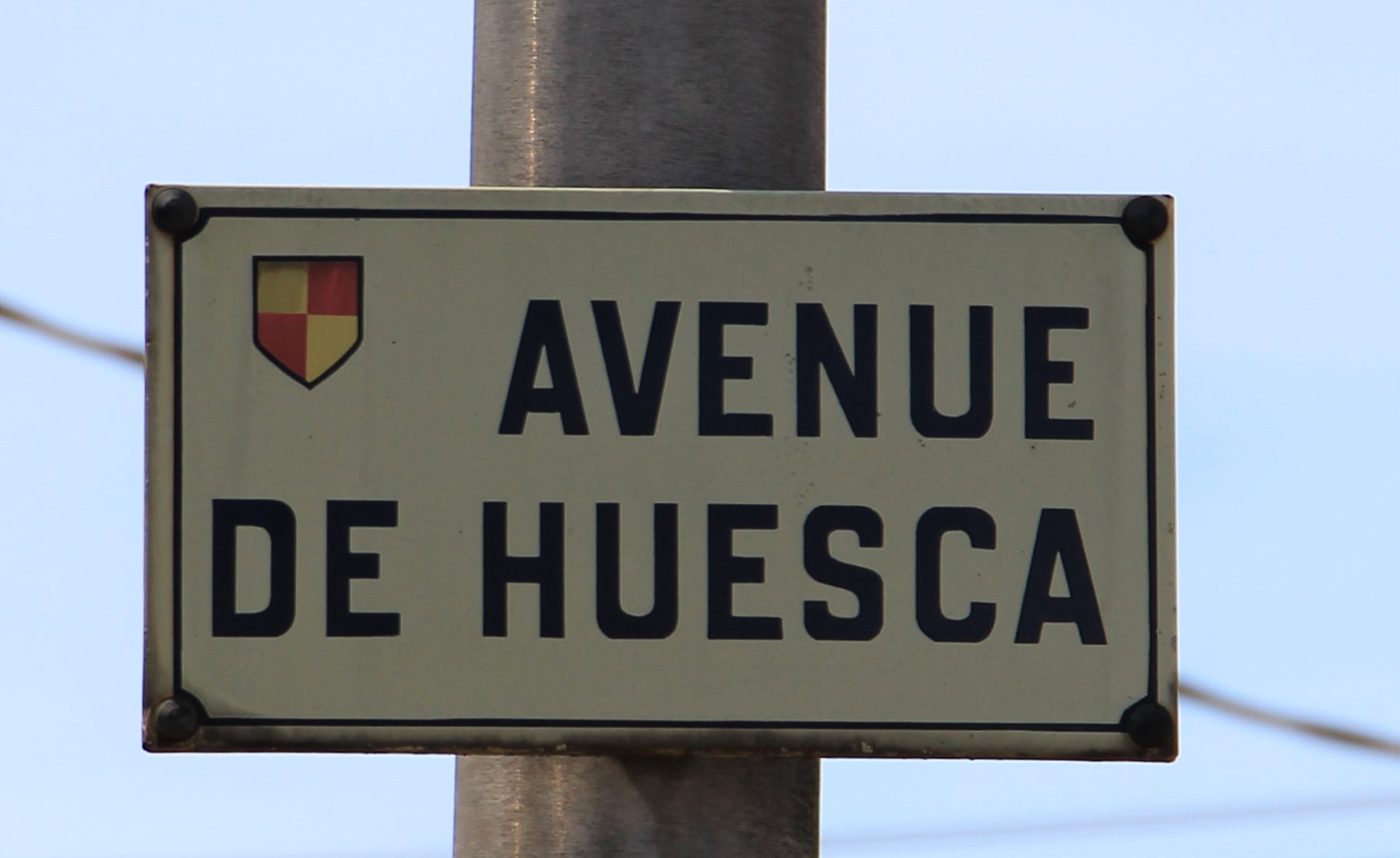

Qui fait référence à Huesca, ville jumelée avec la ville de Tarbes.

## I

### Ibos (chemin d')
Du nom de la commune d'Ibos située à 5 kilomètres à l'ouest de Tarbes.

### Île-de-France (rue de l')

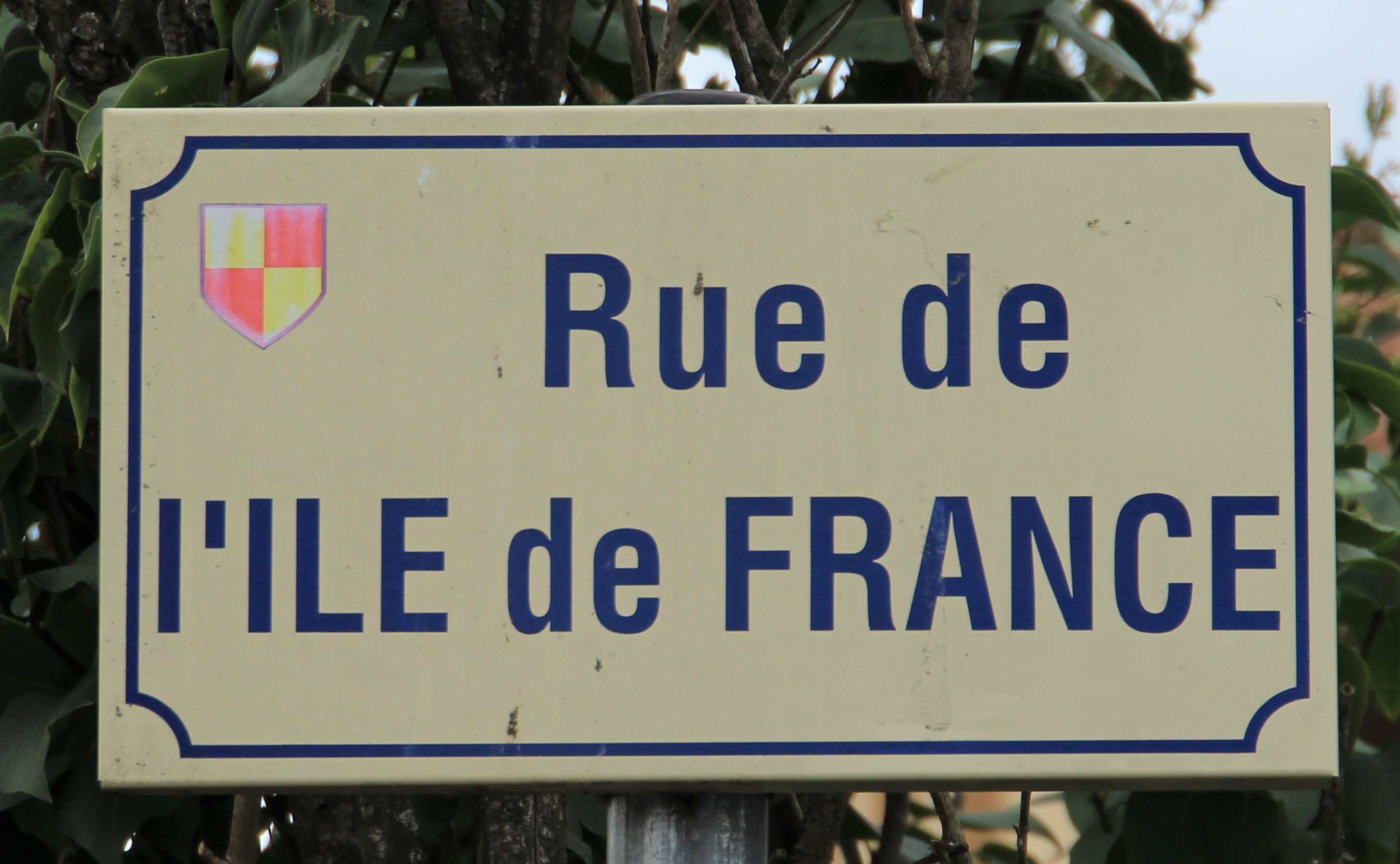

Qui fait référence à une division territoriale de la France, l'Île-de-France, elle est située dans le quartier de Laubadère.

### Ingres (rue)
La municipalité rend hommage à l'artiste peintre Jean-Auguste-Dominique Ingres (1780-1867).

### Iris (rue des)

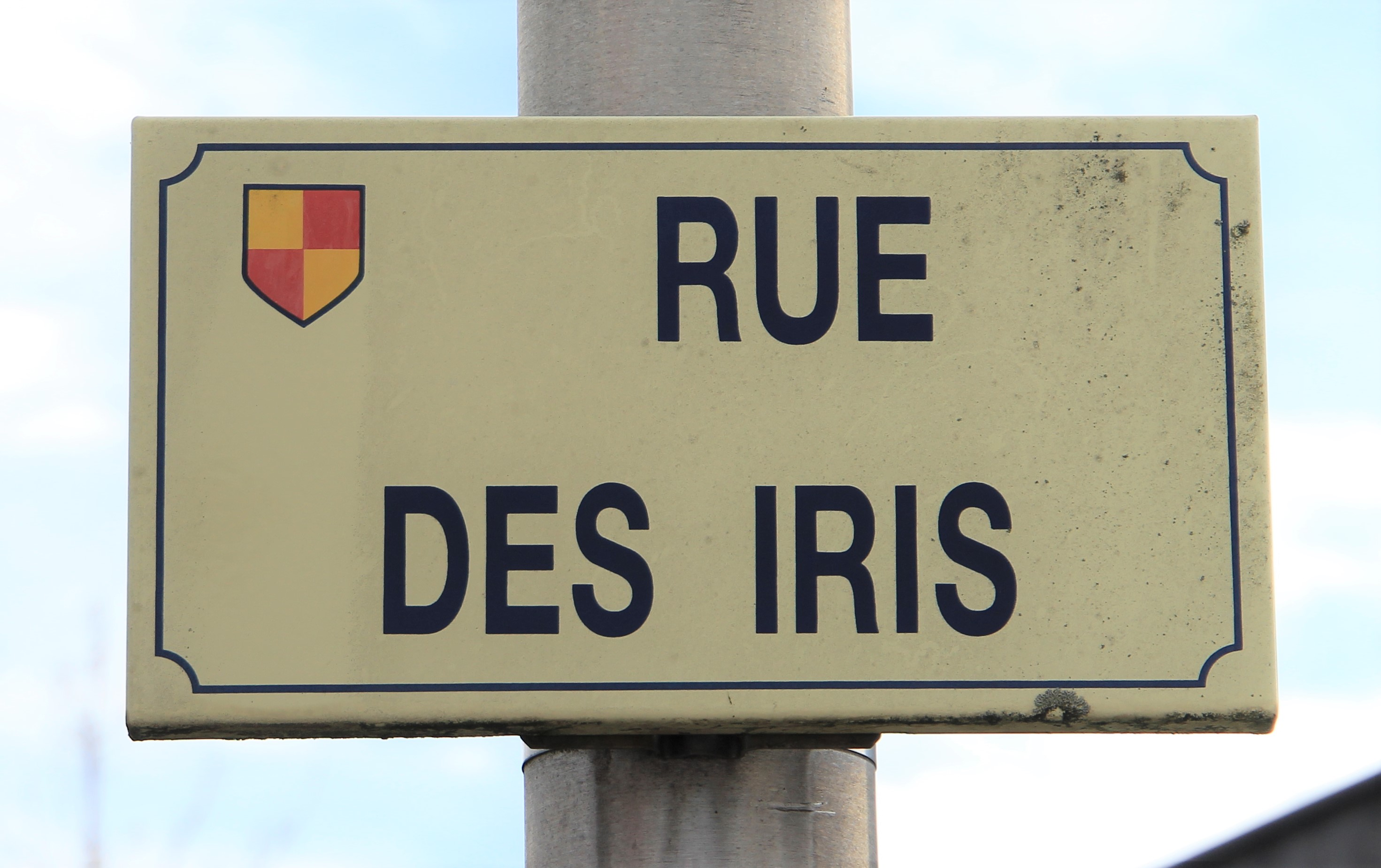

## J

### Jacques-Brel (impasse)

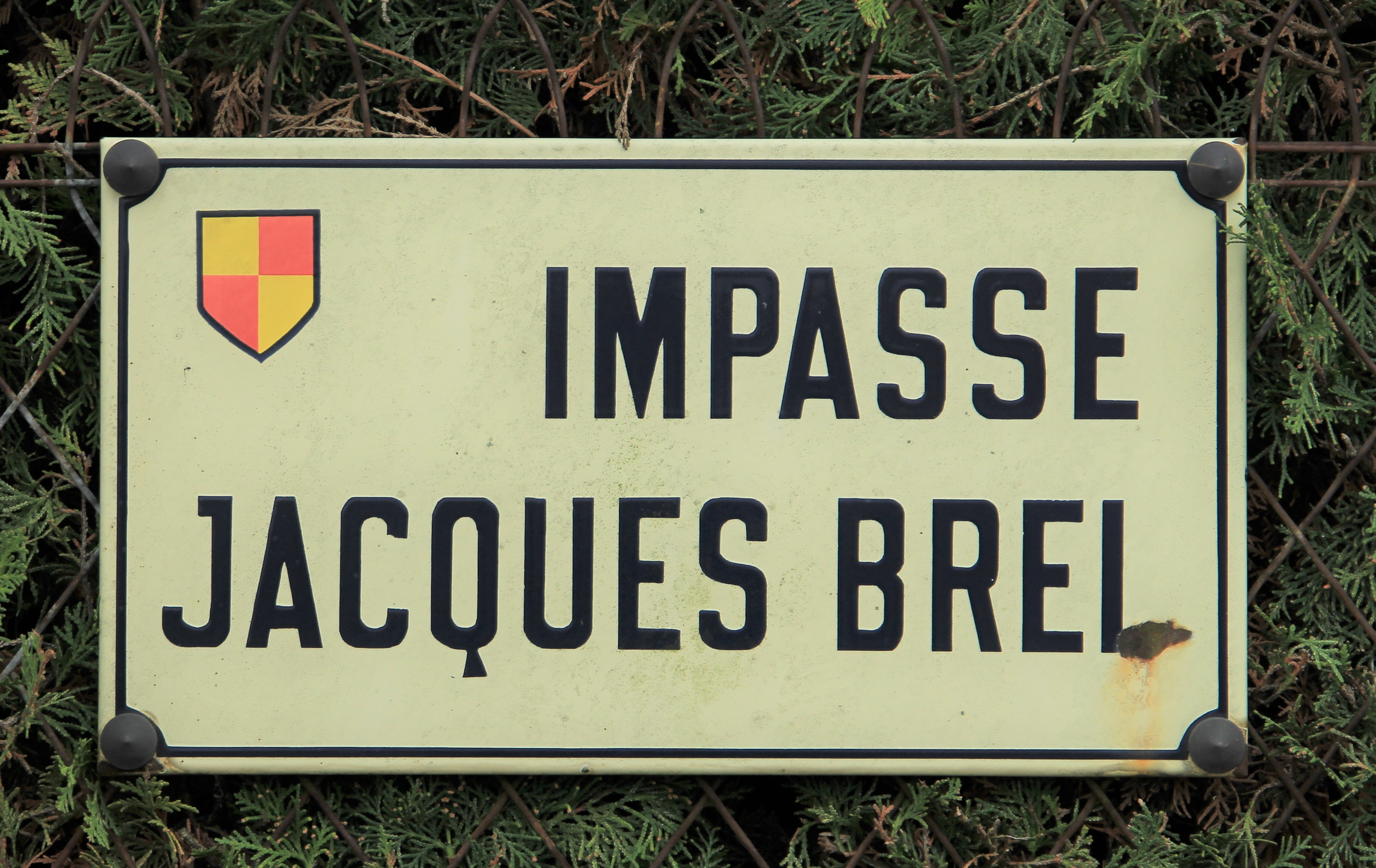

La municipalité rend hommage à l'auteur-compositeur-interprète Jacques Brel.

### Jacques-Duclos (rue)
La municipalité rend hommage à l'homme politique Jacques Duclos (1896-1975) natif des Hautes-Pyrénées.

### Jacques-Ibert (rue)
La municipalité rend hommage au compositeur Jacques Ibert (1890-1962).

### Jacques-Monod (impasse)
La municipalité rend hommage au biologiste Jacques Monod (1910-1976).

### Jean-Antoine-Watteau (rue)

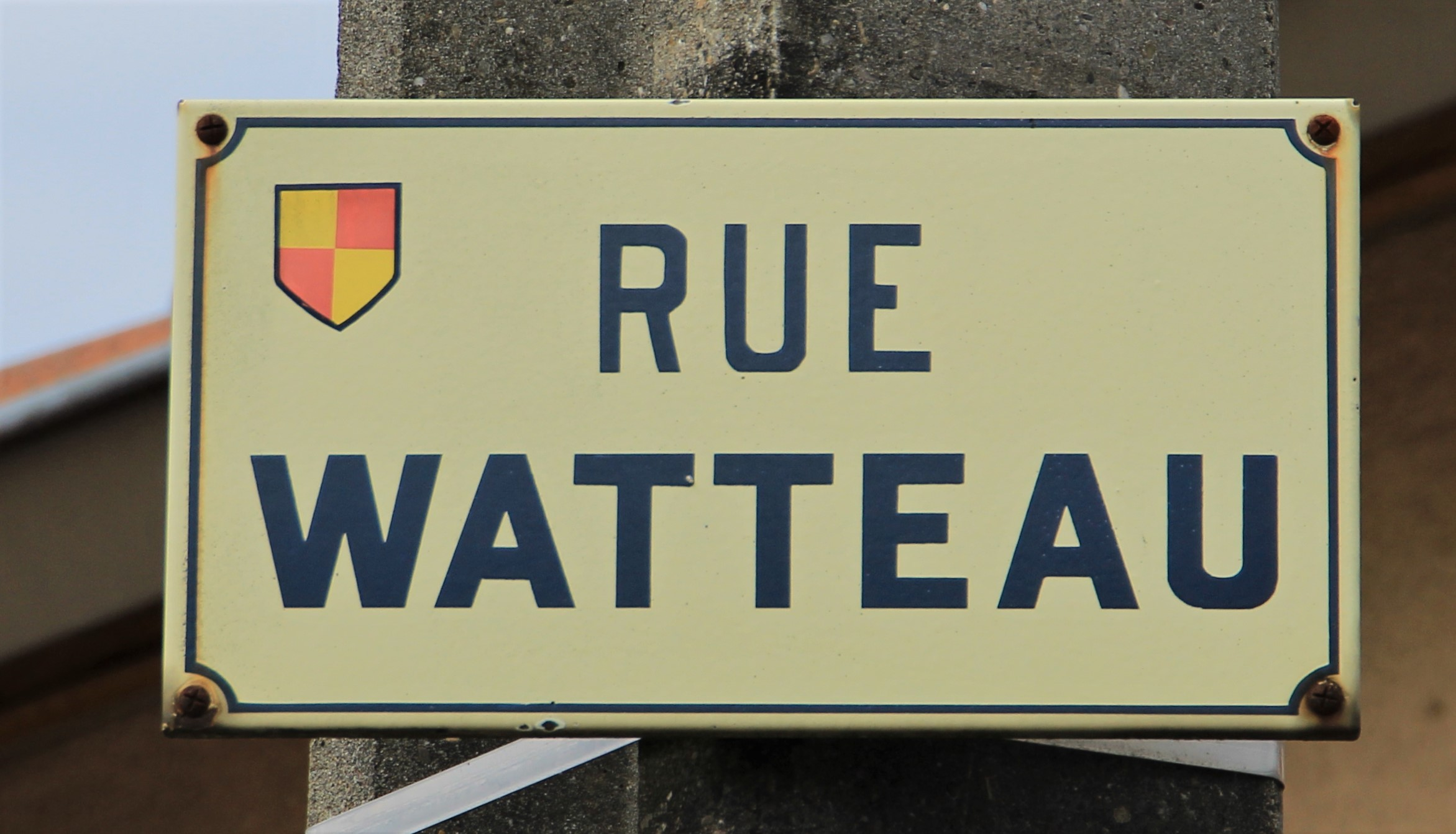

La municipalité rend hommage à l'artiste peintre Jean-Antoine Watteau (1684-1721).

### Jean-Jaurès (place)

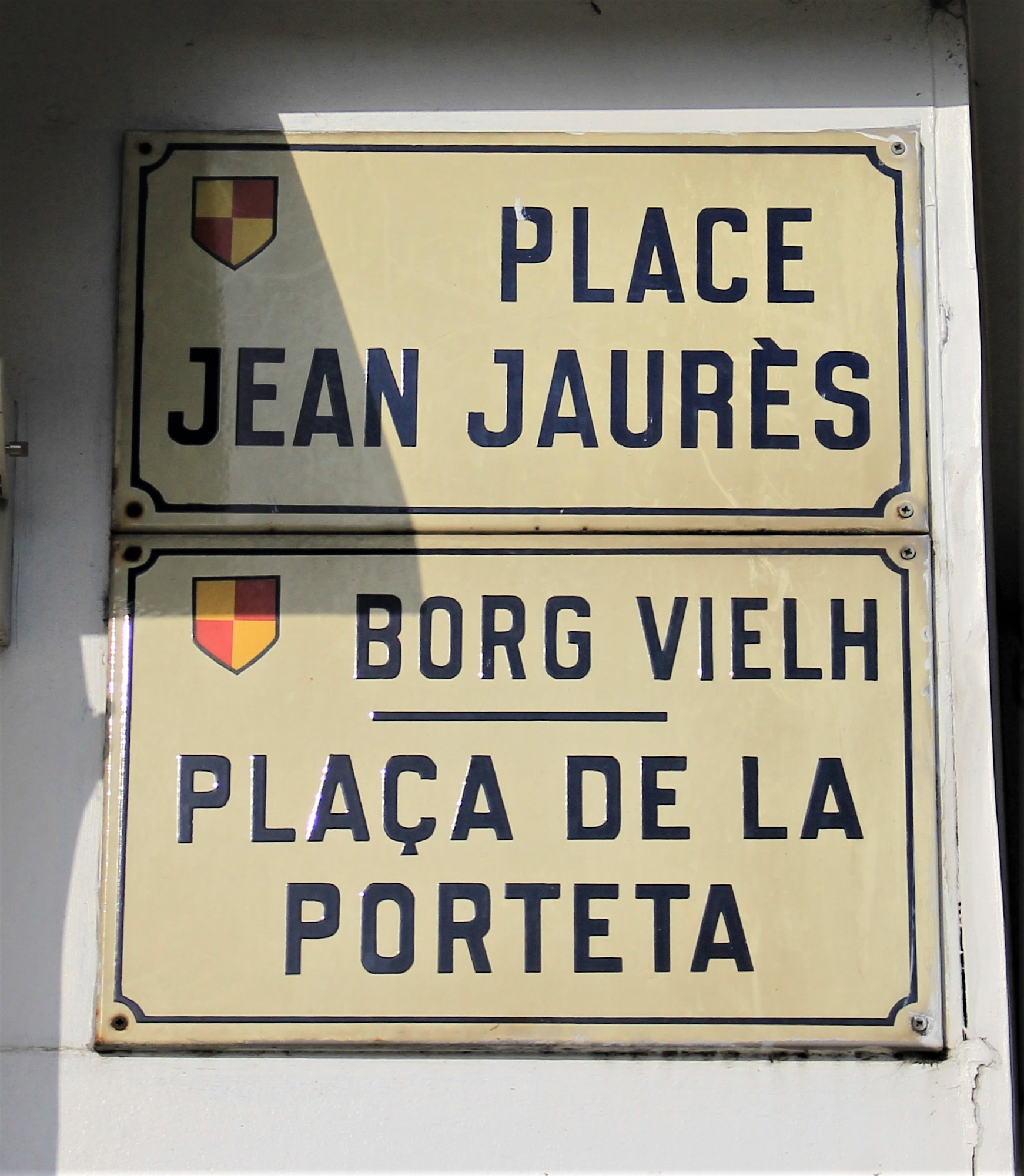

La municipalité rend hommage à l'homme politique Jean Jaurès (1859-1914).
La rue se nommait anciennement : placa de la porteta qui signifie place de la petite porte (ancien quartier vieux). Cette place se trouve devant la mairie

### Jean-Mermoz (rue)
La municipalité rend hommage à l'aviateur Jean-Mermoz (1901-1936).

### Jean-Moulin (boulevard)

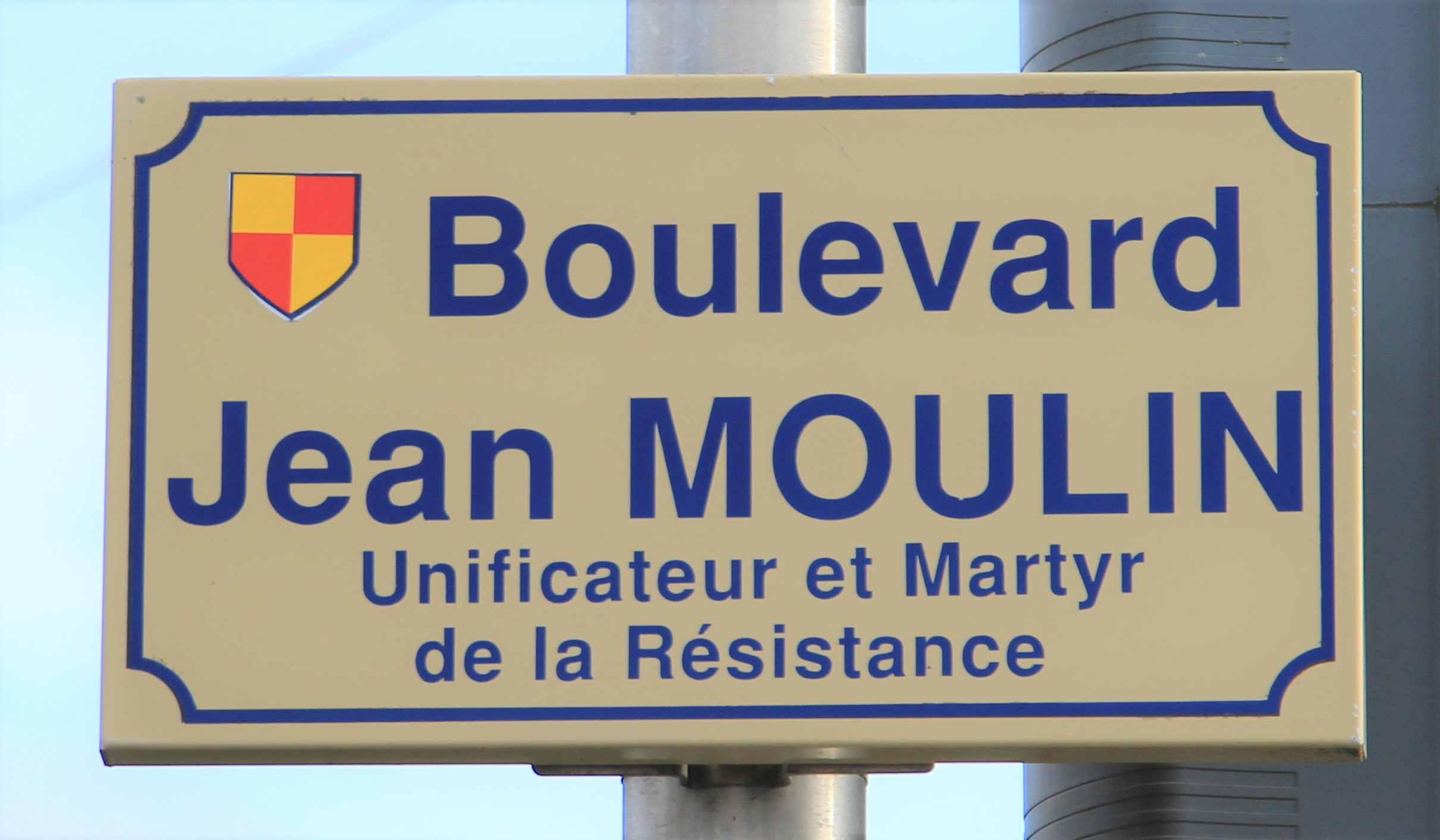

La municipalité rend hommage au résistant Jean Moulin (1899-1943).

### Jean-Perrin (rue)
La municipalité rend hommage au physicien Jean Perrin (1870-1942).

### Jean-Raoul-Paul (boulevard)
La municipalité rend hommage à l'ingénieur Jean-Raoul Paul (1869-1960).

### Jean-Rostand (rue)

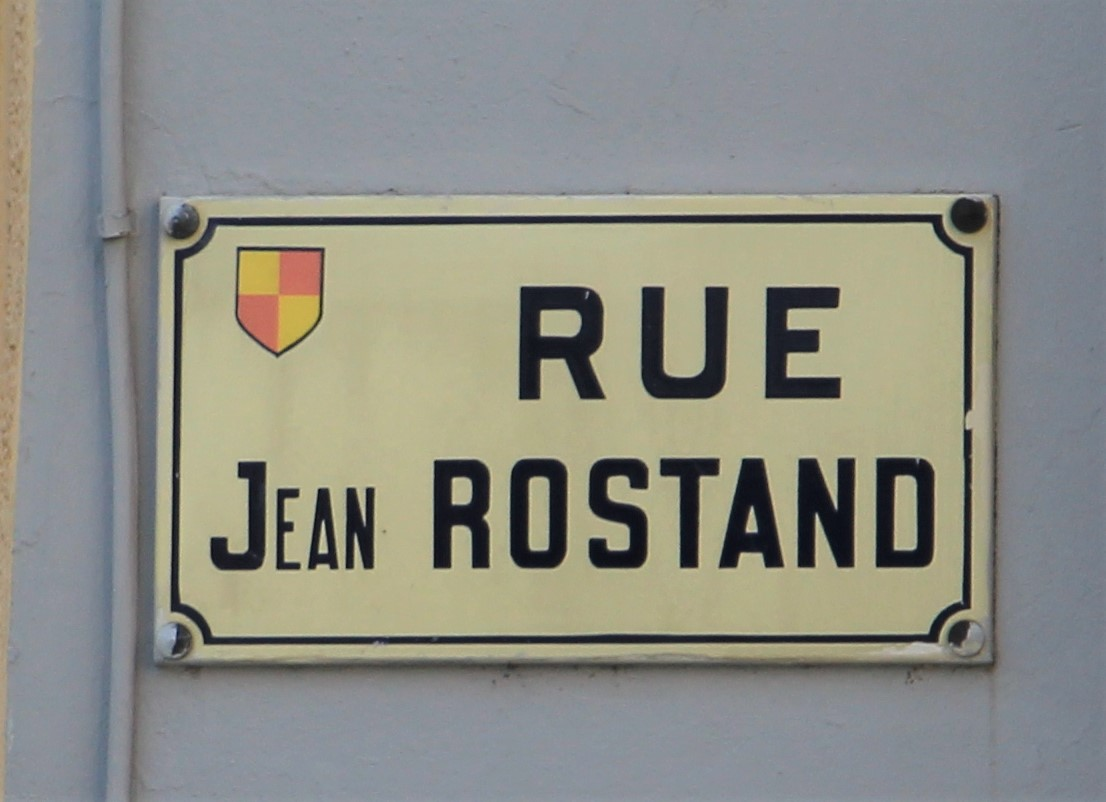

La municipalité rend hommage à l'écrivain Jean Rostand (1894-1977).

### Jean-Baptiste-Bacquier (rue)

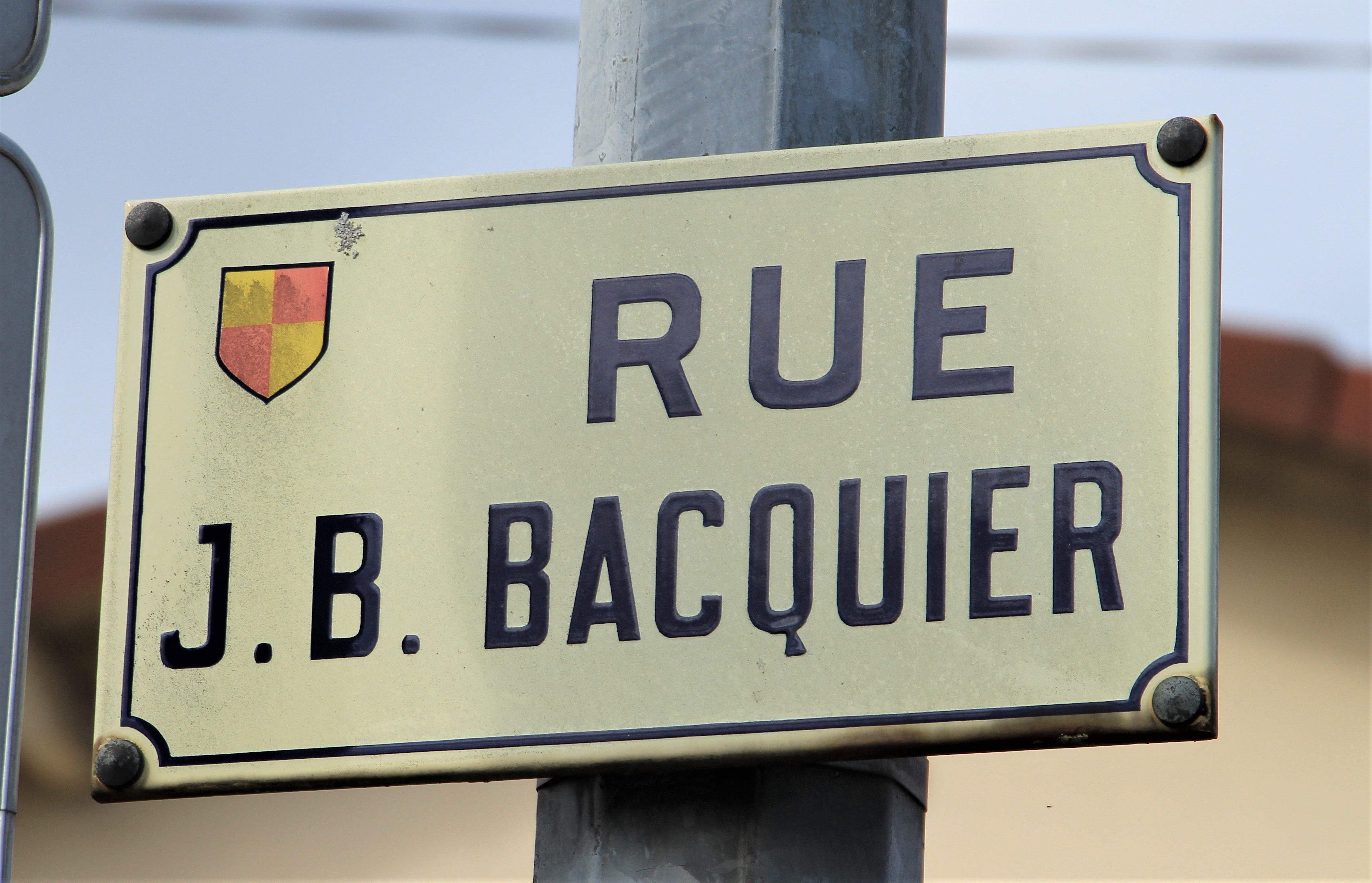

### Jean-François-Millet (rue)

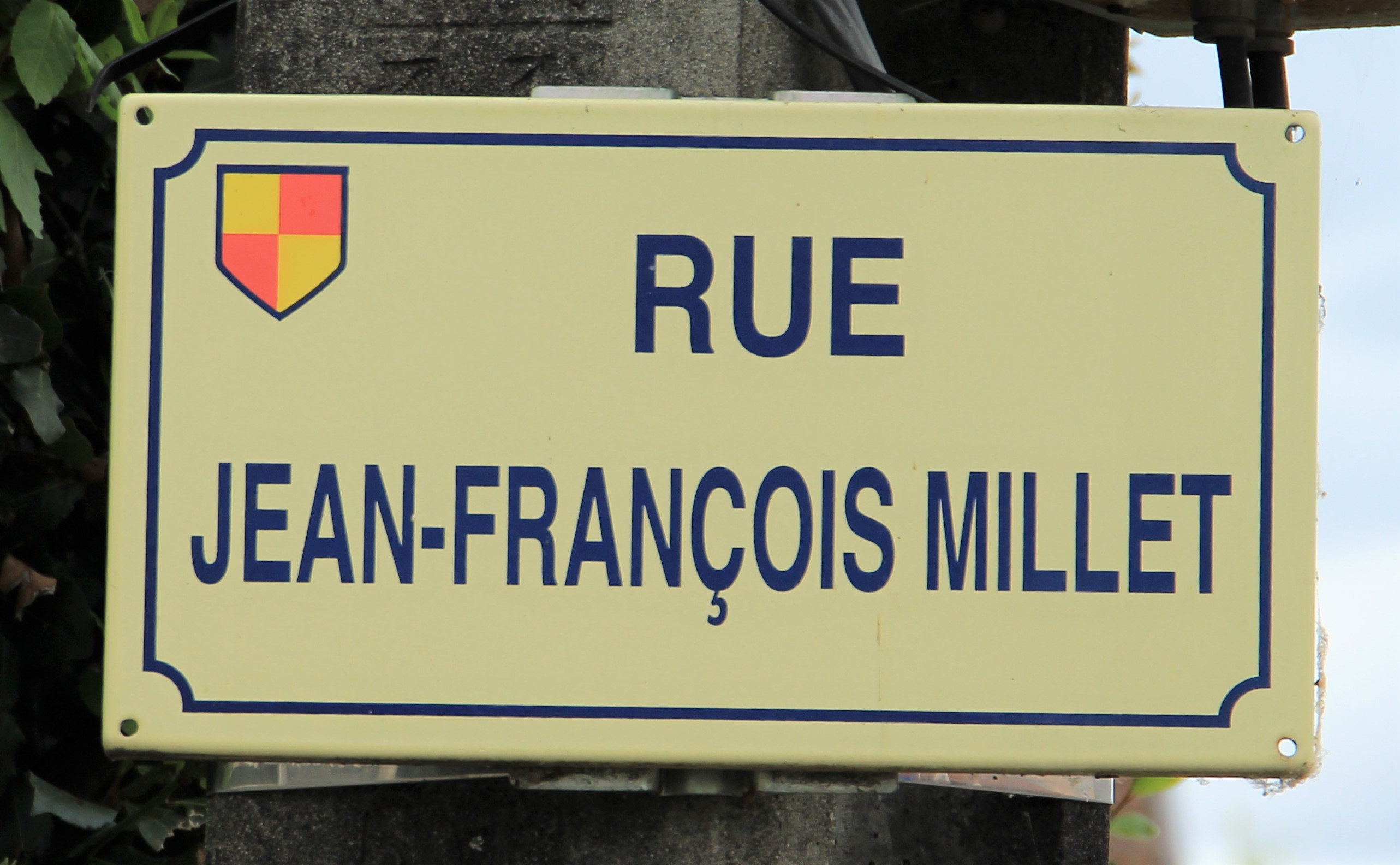

La municipalité rend hommage à l'artiste peintre Jean-François Millet (1814-1875).

### Jean-Jacques-Latour (rue)
La municipalité rend hommage à l'architecte Jean-Jacques Latour (1812-1868), natif de Tarbes.

### Jean-Jacques-Rousseau (rue)
La municipalité rend hommage au philosophe Jean-Jacques Rousseau (1712-1778).

### Jean-Loup-Chrétien (rue)
La municipalité rend hommage au spationaute Jean-Loup Chrétien (1938-).

### Jean-Paul-Sartre (rue)

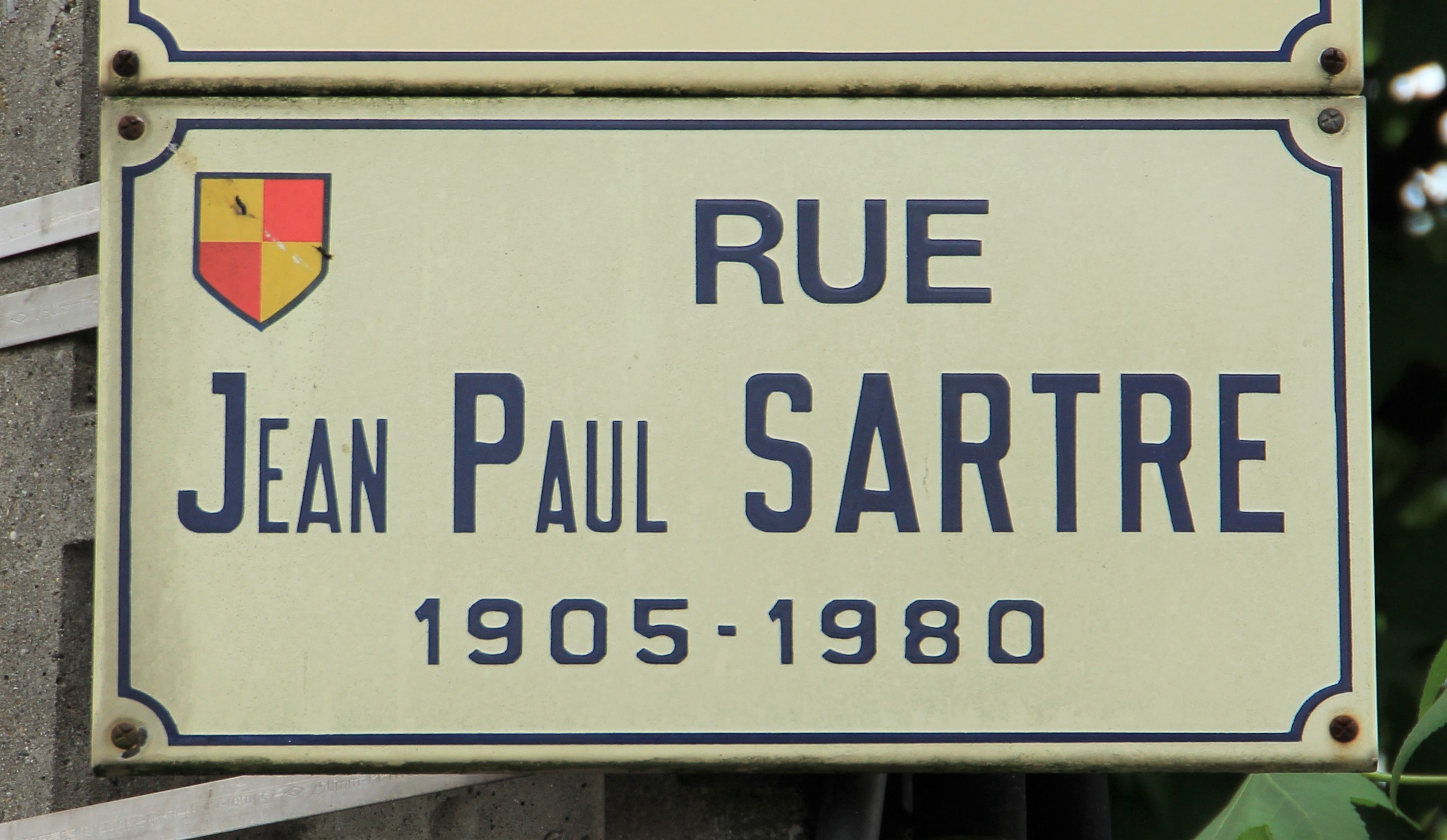

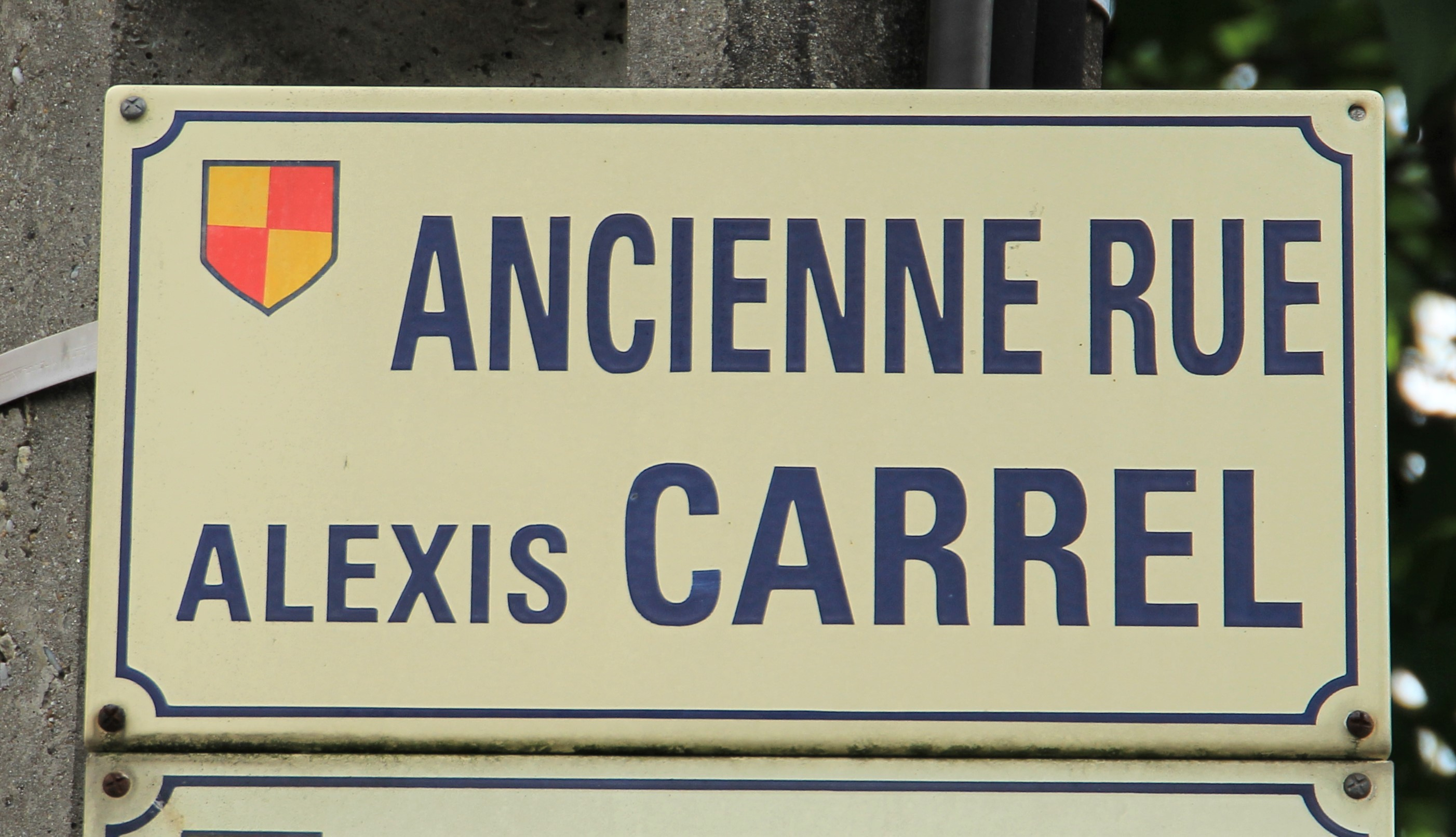

La municipalité rend hommage à l'écrivain Jean-Paul Sartre (1905-1980).

### Jeanne-d'Albret (rue)
La municipalité rend hommage à la reine de Navarre Jeanne d'Albret.

### Joachim-du-Bellay (rue)
La municipalité rend hommage au poète Joachim du Bellay (1522-1560).

### Joliot-Curie (rue)
La municipalité rend hommage à la famille Joliot-Curie.

### Juillan (route de)
Du nom de la commune de Juillan située à 5 kilomètres au sud de Tarbes.

### Jules-Laforgue (avenue)
La municipalité rend hommage au poète Jules Laforgue (1860-1887) dont la famille est native de Tarbes.

### Jules-Massenet (rue)
La municipalité rend hommage au compositeur Jules Massenet (1842-1912).

### Jules-Soulé (rue)
La municipalité rend hommage à Jules Soulé, le premier président et fondateur du Stadoceste tarbais qui a donné son nom au premier stade du Stadoceste.

### Jules-Verne (rue)
La municipalité rend hommage à l'écrivain Jules Verne (1828-1905).

### Kléber (impasse)

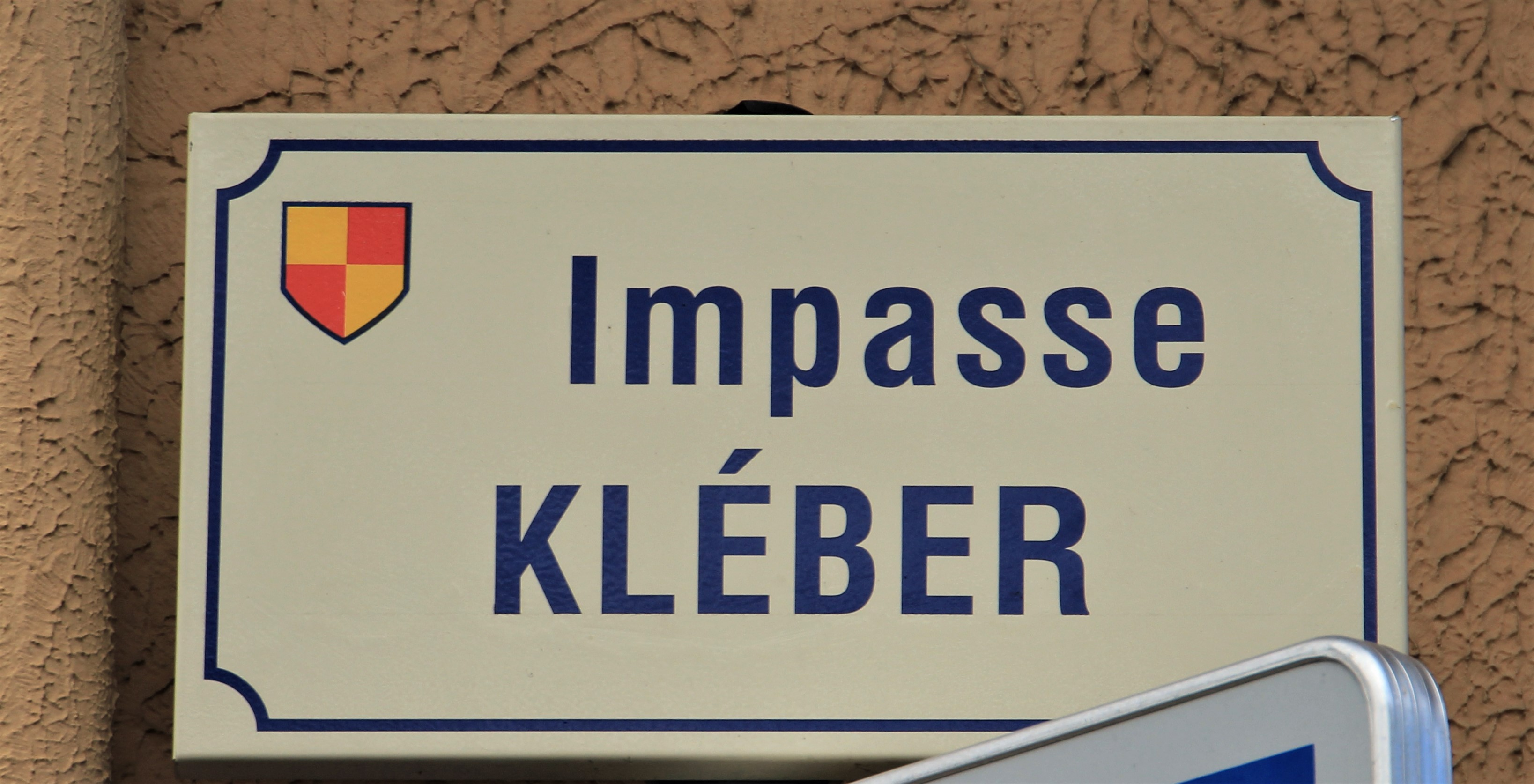

### Kléber (rue)

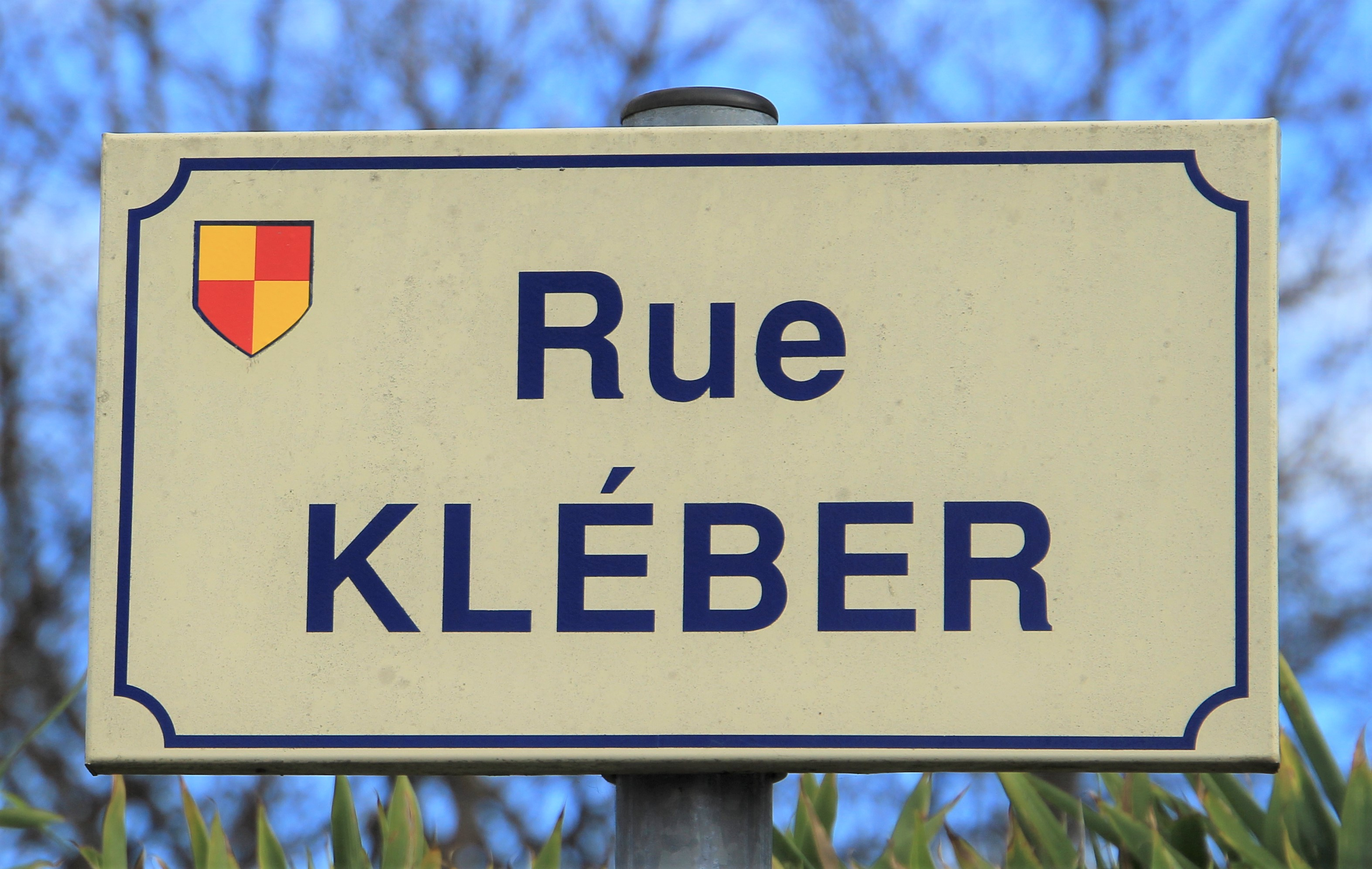

### La-Bruyère (rue)

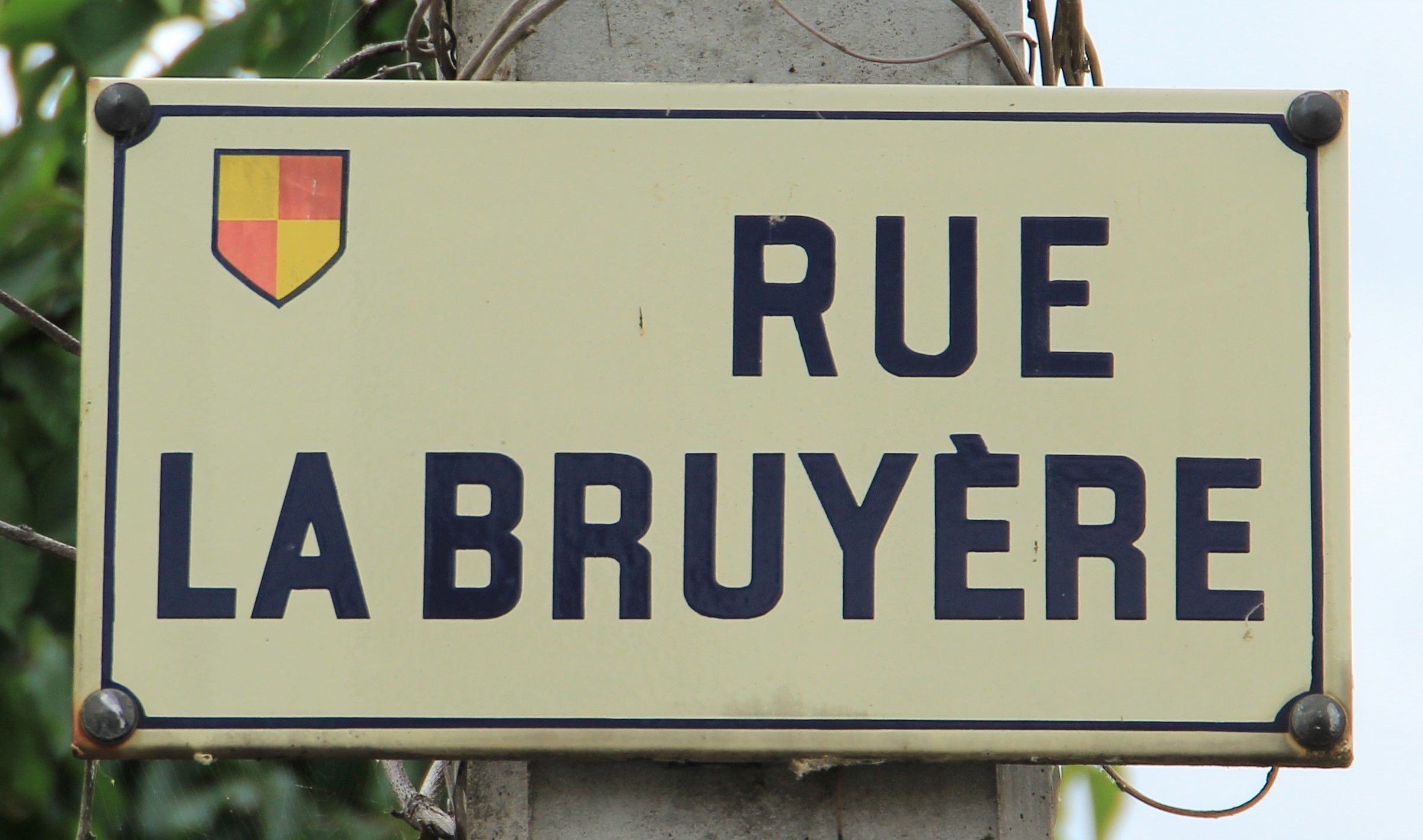

## L

### Labas (venelle du)
Qui fait référence à la géographie des Hautes-Pyrénées, le lac de Labas.

### Lac-Bleu (rue du)

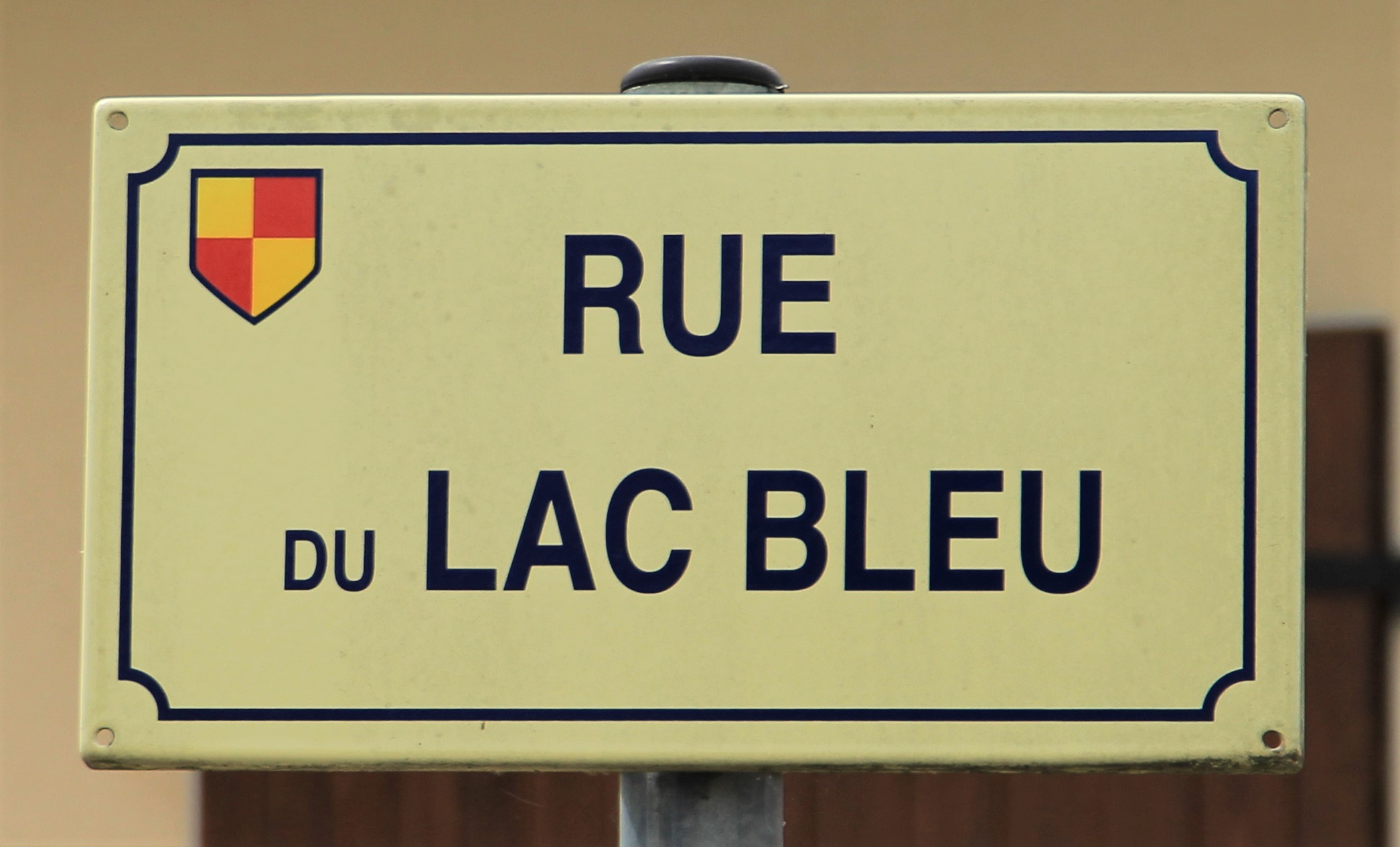

Qui fait référence à la géographie des Hautes-Pyrénées, le lac Bleu. Elle fait partie du groupe des rues qui a pour nom un lac des Hautes-Pyrénées, elle est située dans le quartier Urac-Sendère.

### Lac-Migouélou (rue du)
Qui fait référence à la géographie des Hautes-Pyrénées, le lac de Migouélou. Elle fait partie du groupe des rues qui a pour nom un lac des Hautes-Pyrénées, elle est située dans le quartier Urac-Sendère.

### Lac-d'Aubert (rue du)
Qui fait référence à la géographie des Hautes-Pyrénées, le lac d'Aubert. Elle fait partie du groupe des rues qui a pour nom un lac des Hautes-Pyrénées, elle est située dans le quartier Urac-Sendère.

### Lac-d'Aumar (rue du)

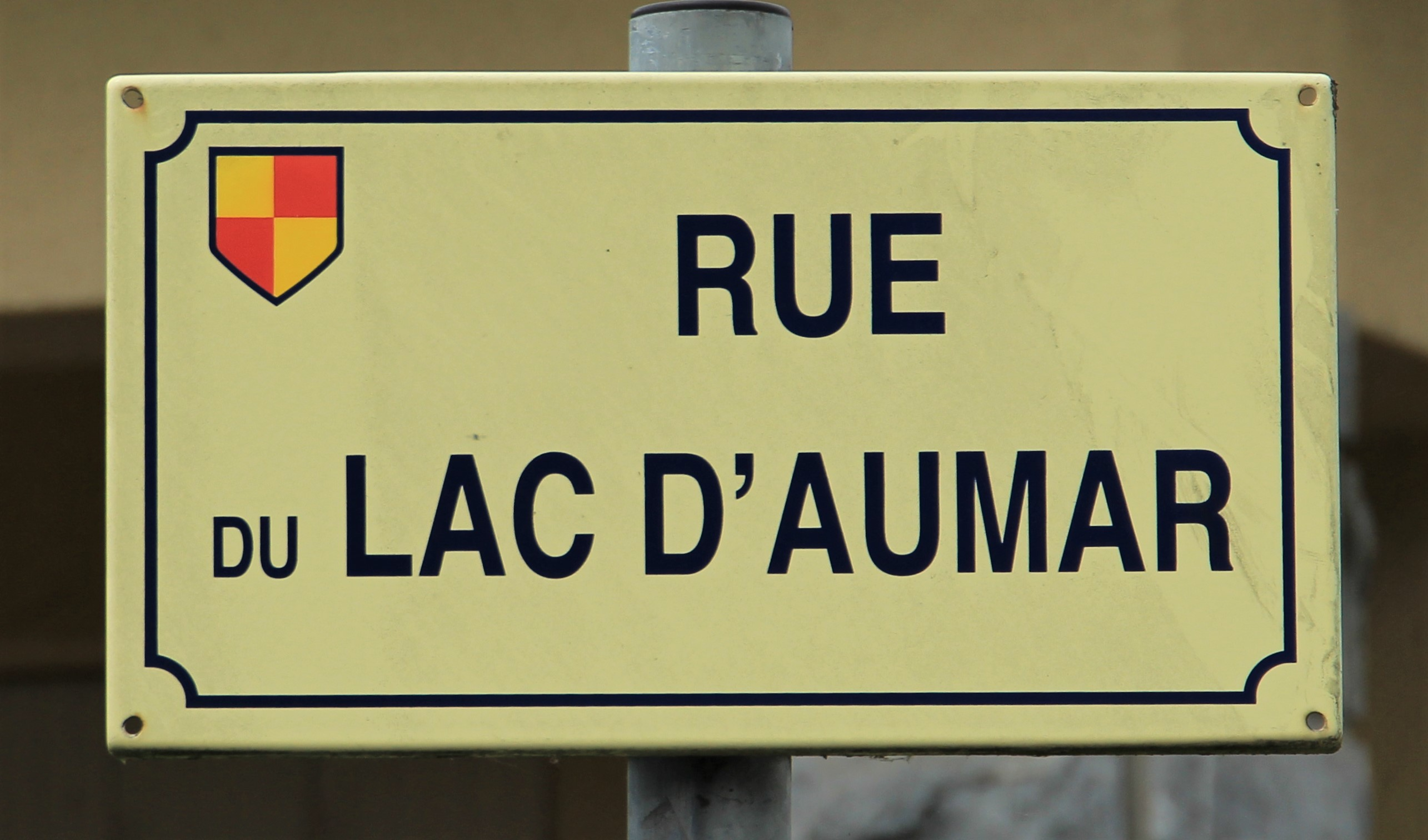

Qui fait référence à la géographie des Hautes-Pyrénées, le lac d'Aumar. Elle fait partie du groupe des rues qui a pour nom un lac des Hautes-Pyrénées, elle est située dans le quartier Urac-Sendère.

### Lac-d'Estaing (rue du)
Qui fait référence à la géographie des Hautes-Pyrénées, le lac d'Estaing. Elle fait partie du groupe des rues qui a pour nom un lac des Hautes-Pyrénées, elle est située dans le quartier Urac-Sendère.

### Lac-d'Isaby (rue du)
Qui fait référence à la géographie des Hautes-Pyrénées, le lac d'Isaby. Elle fait partie du groupe des rues qui a pour nom un lac des Hautes-Pyrénées, elle est située dans le quartier Urac-Sendère.

### Lac-d'Orédon (rue du)

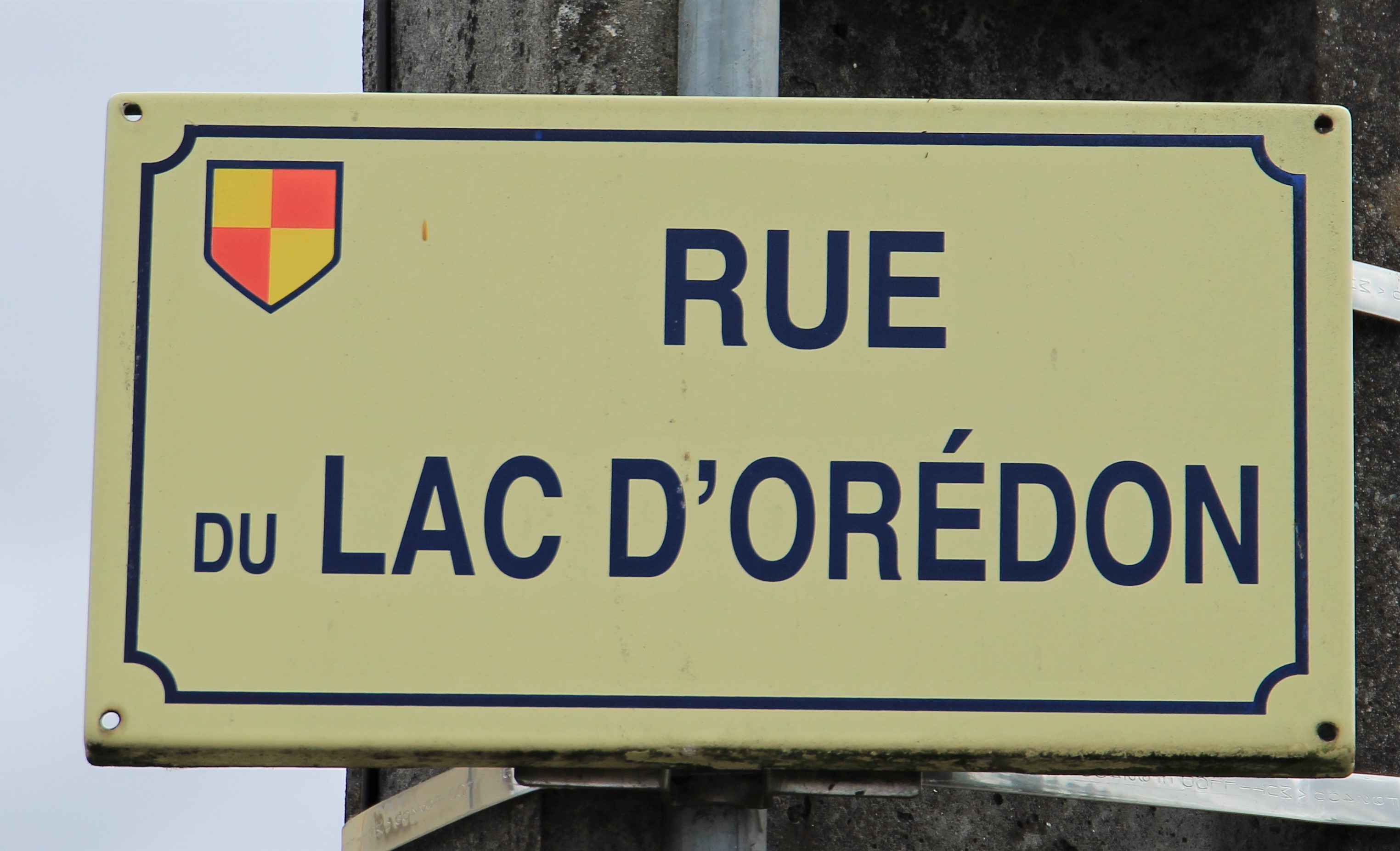

Qui fait référence à la géographie des Hautes-Pyrénées, le lac d'Orédon. Elle fait partie du groupe des rues qui a pour nom un lac des Hautes-Pyrénées, elle est située dans le quartier Urac-Sendère.

### Lac-d'Ourrec (rue du)

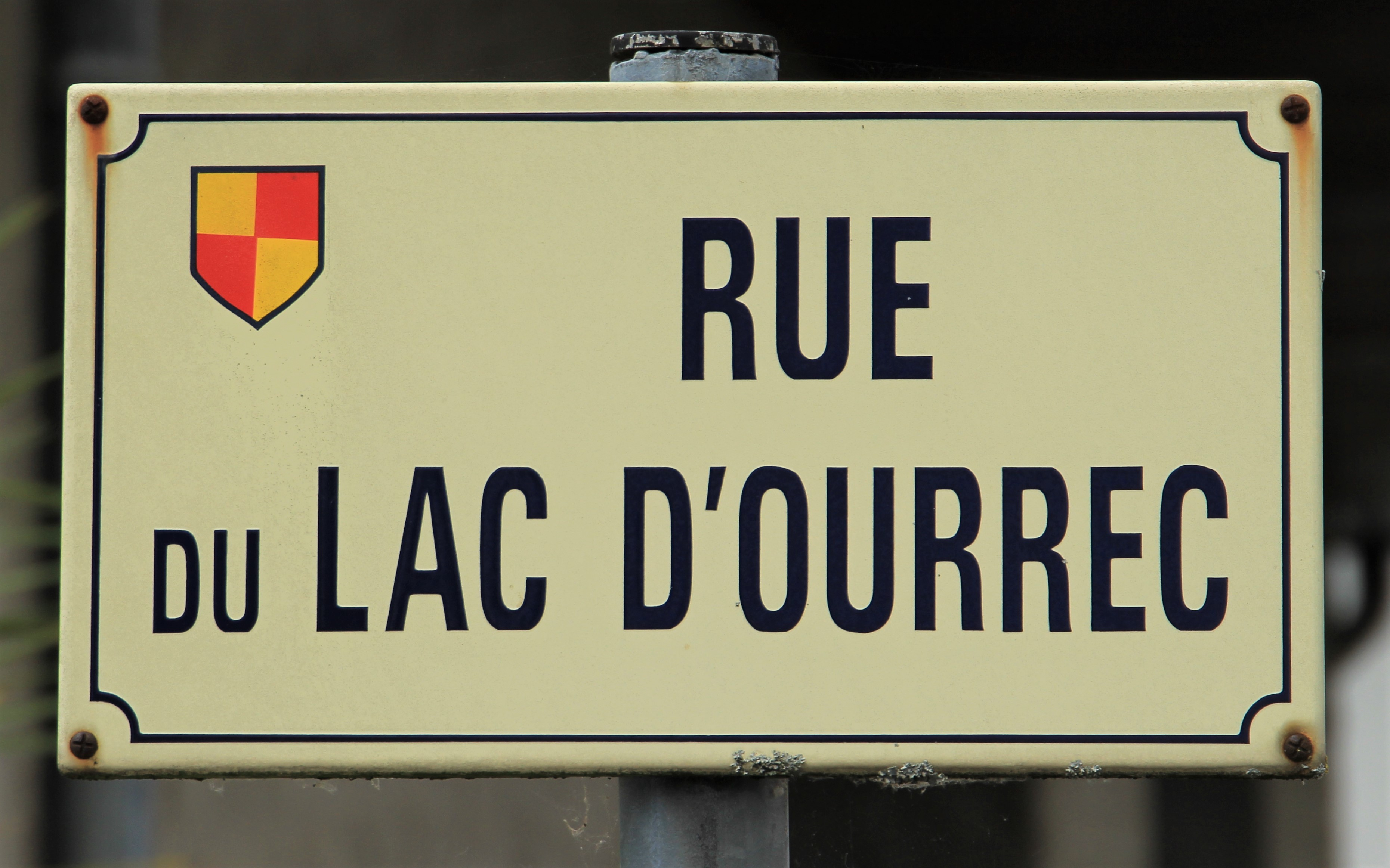

Qui fait référence à la géographie des Hautes-Pyrénées, le lac d'Ourrec. Elle fait partie du groupe des rues qui a pour nom un lac des Hautes-Pyrénées, elle est située dans le quartier Urac-Sendère.

### Lac-de-Gaube (rue du)

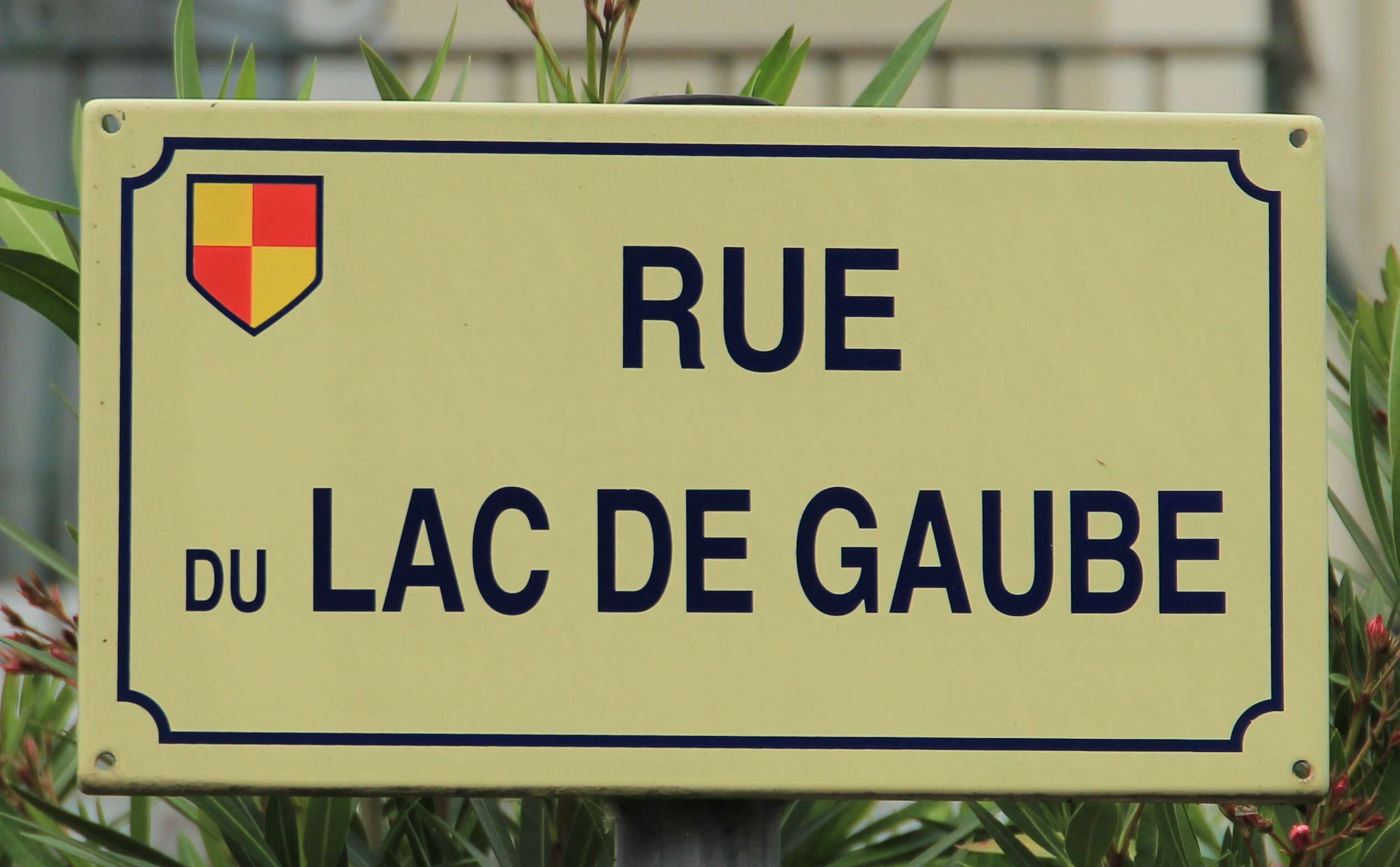

Qui fait référence à la géographie des Hautes-Pyrénées, le lac de Gaube. Elle fait partie du groupe des rues qui a pour nom un lac des Hautes-Pyrénées, elle est située dans le quartier Urac-Sendère.

### Lac-de-Gréziolles (impasse du)
Qui fait référence à la géographie des Hautes-Pyrénées, le Lac de Gréziolles. Elle fait partie du groupe des rues qui a pour nom un lac des Hautes-Pyrénées, elle est située dans le quartier Urac-Sendère.

### Lacome-d'Estalenx (rue)
La municipalité rend hommage au compositeur Paul-Jean-Jacques Lacôme d'Estalenx (1838-1920).

### Lamartine (rue)

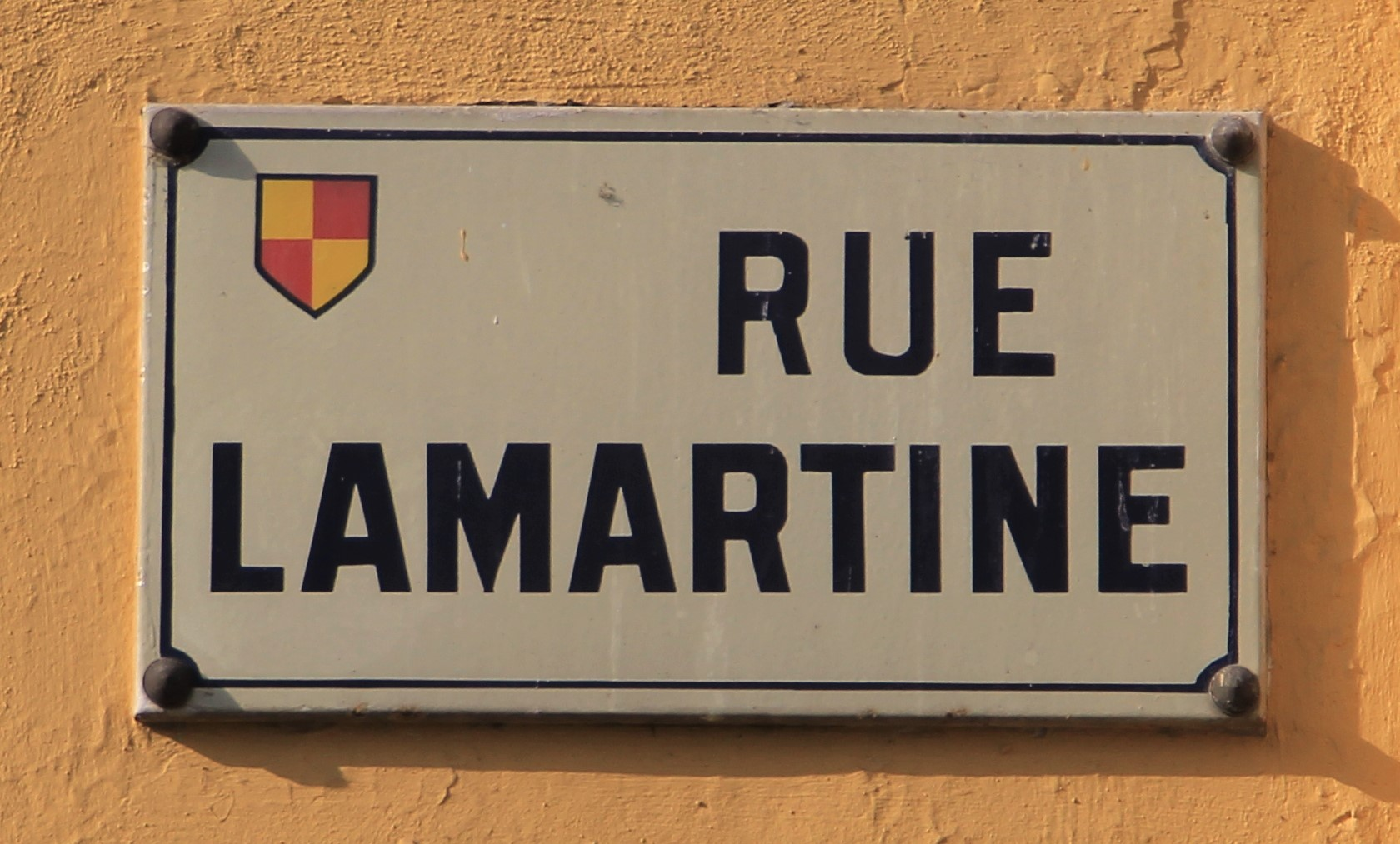

Alphonse de Lamartine (1790-1869), est un poète, romancier, dramaturge français, ainsi qu'une personnalité politique qui participa à la Révolution de février 1848 et proclama la Deuxième République. Il est l'une des grandes figures du romantisme en France.

### Languedoc (rue du)

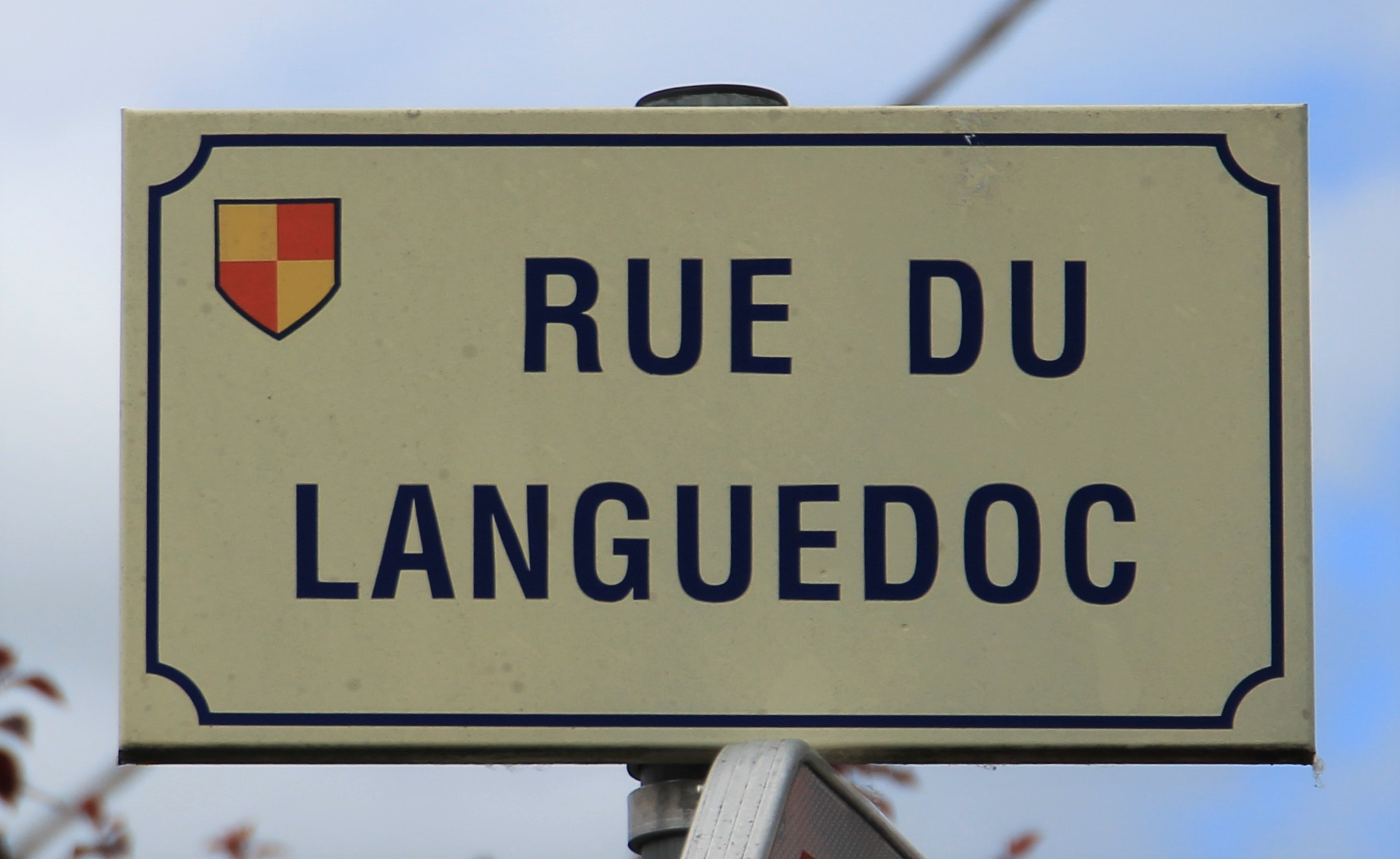

Qui fait référence à une division territoriale de la France, le Languedoc.

### Larrey (rue)

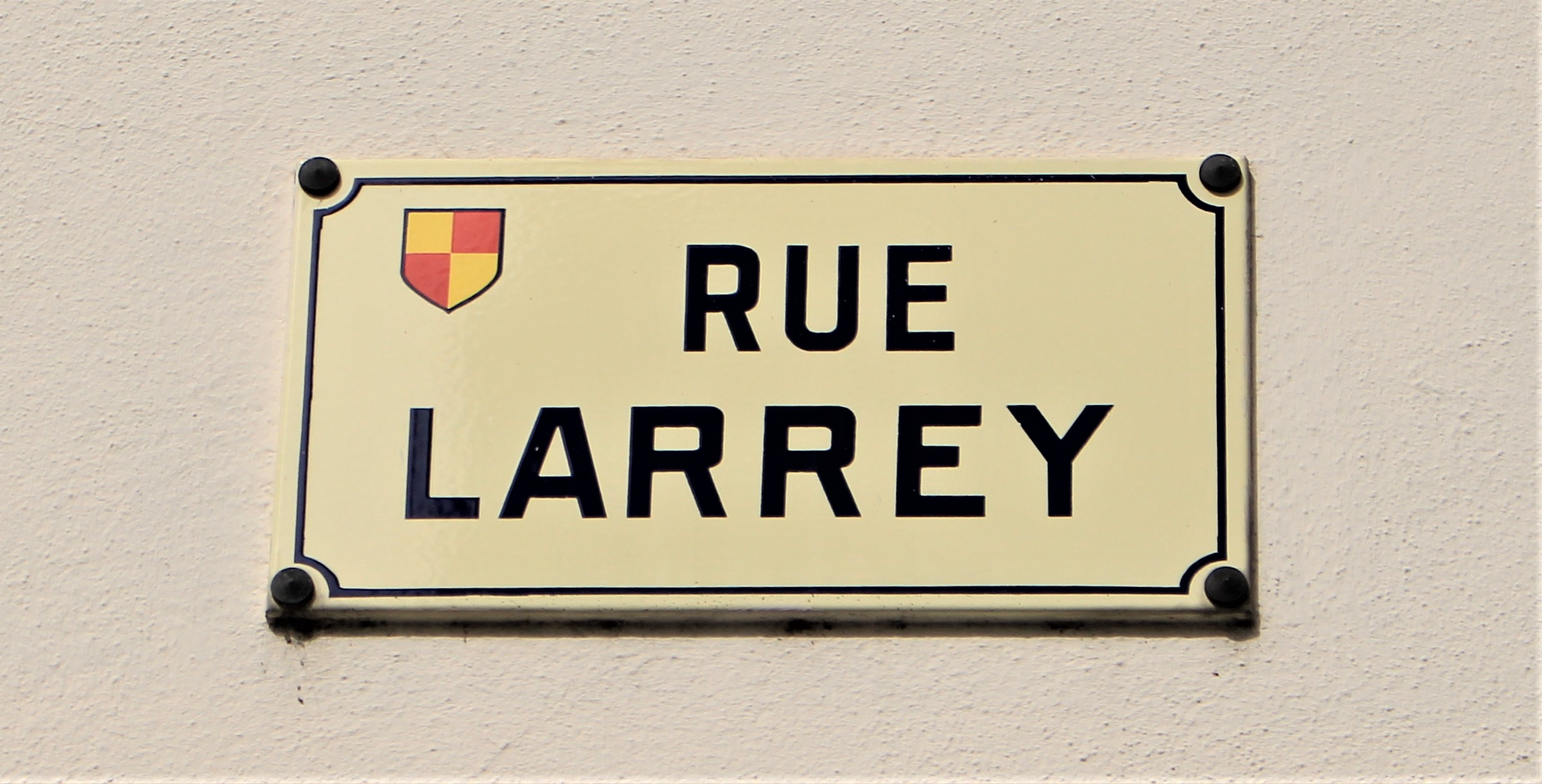

La municipalité rend hommage au chirurgien militaire Dominique-Jean Larrey (1766-1842) qui a donné son nom à un quartier de Tarbes.

### Lautréamont (rue)

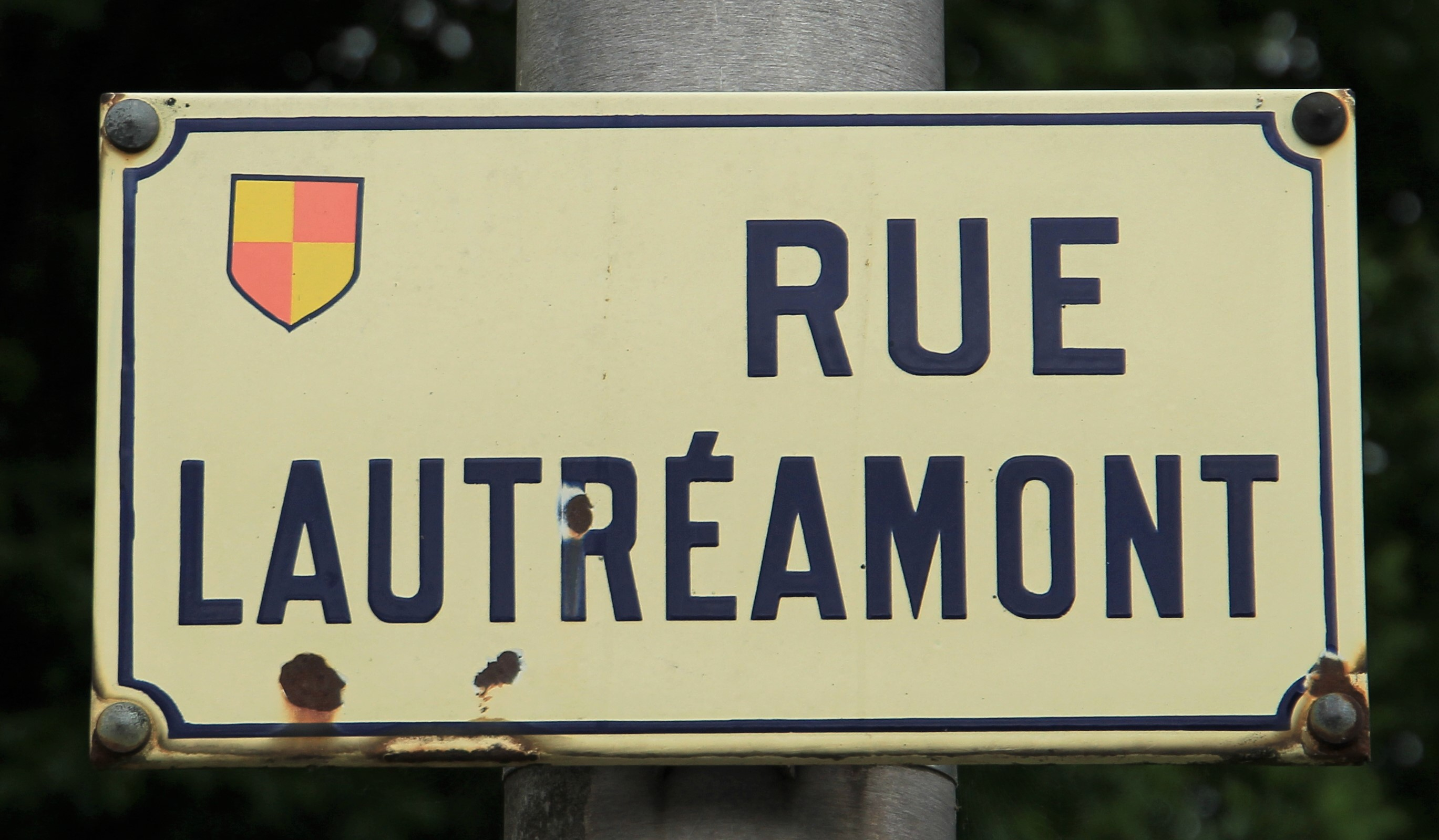

La municipalité rend hommage à l'écrivain Comte de Lautréamont (1846-1870), résidant de Tarbes.

### Ledru-Rollin (rue)

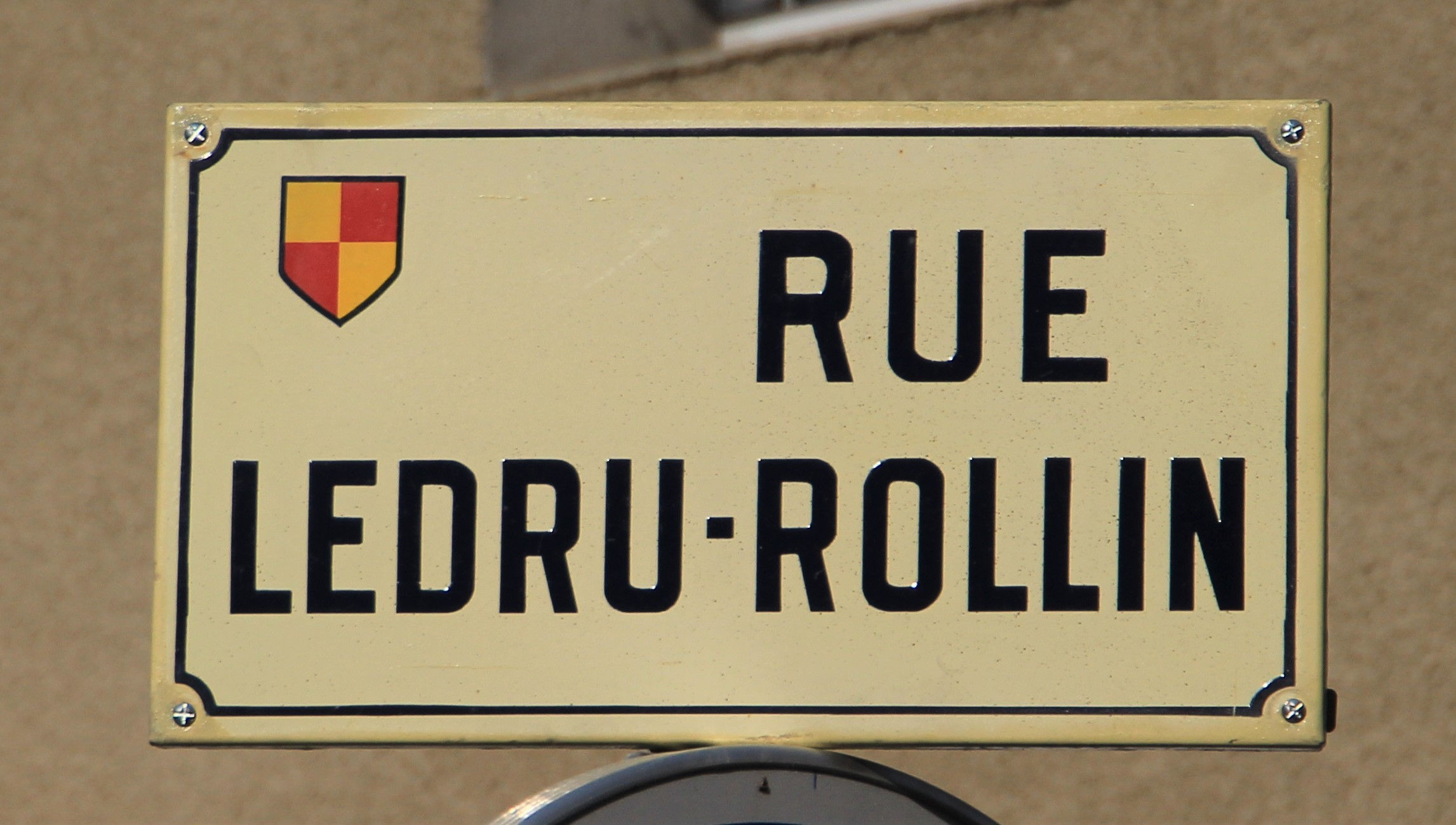

La municipalité rend hommage à l'homme politique Alexandre Ledru-Rollin (1807-1874).

### Léo-Ferré (rue)

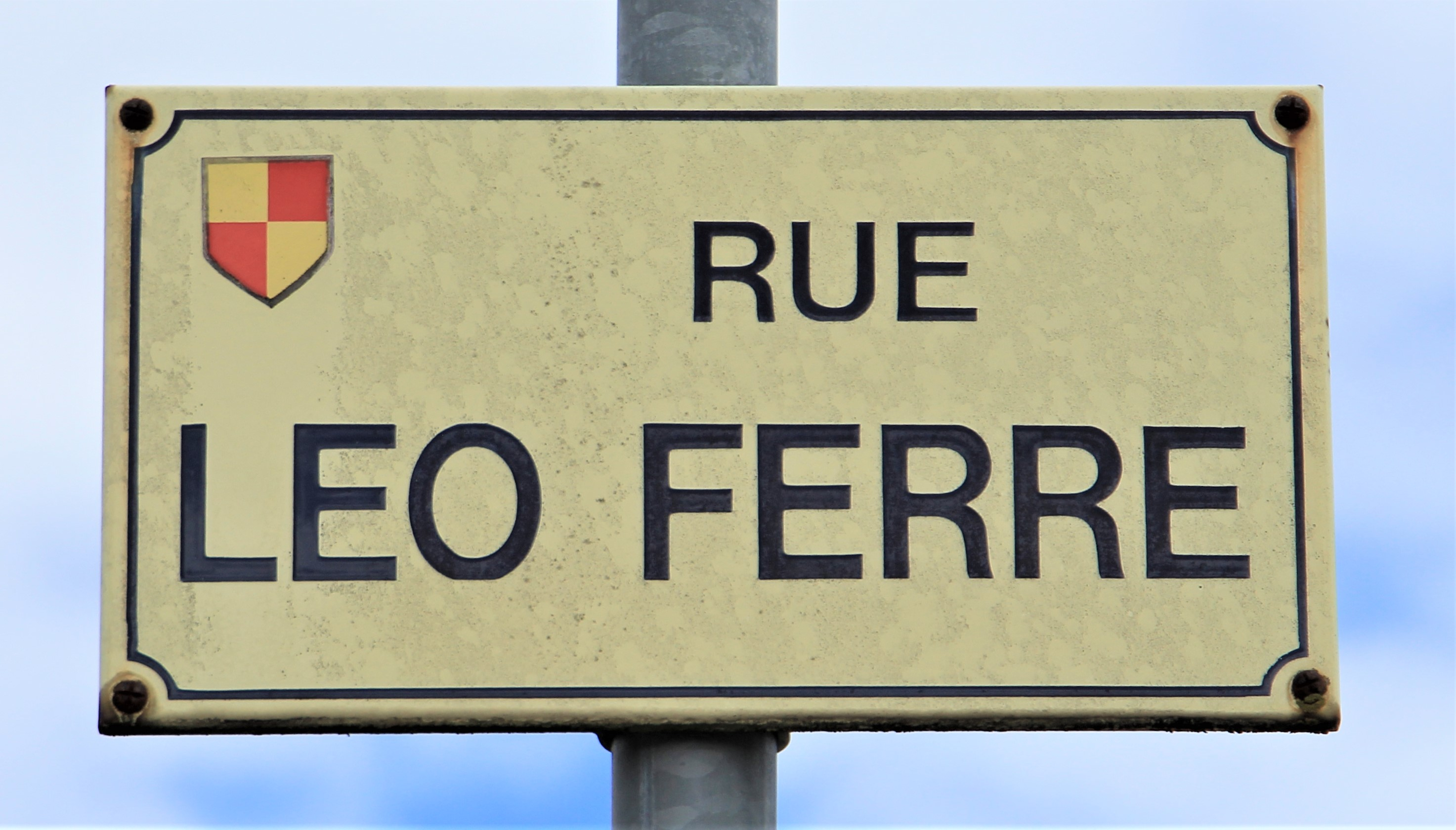

La municipalité rend hommage à l'auteur-compositeur-interprète et poète Léo Ferré (1916-1993).

### Léon-Dalloz (rue)

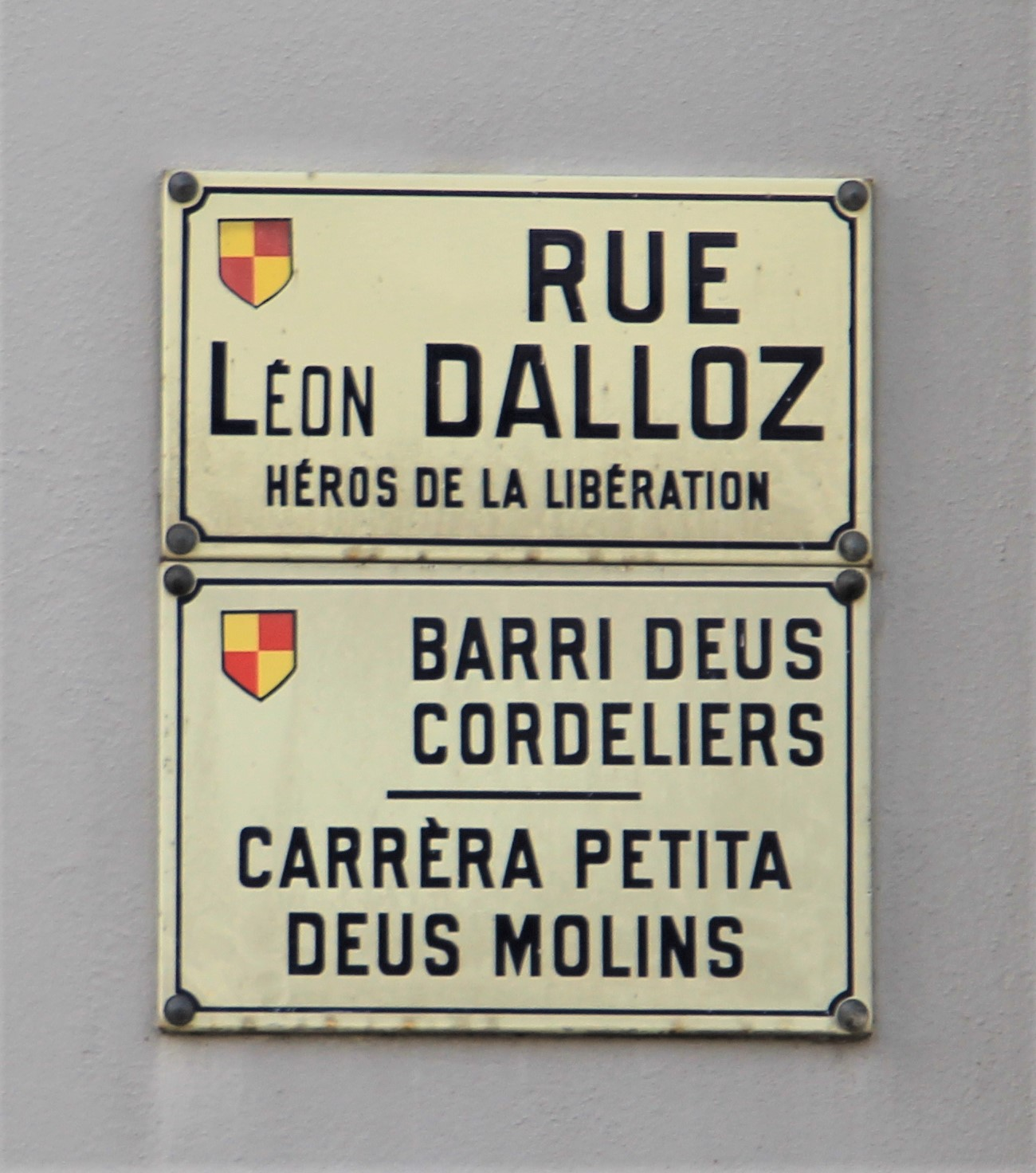

La municipalité rend hommage à Léon Dalloz héros de la Libération. La rue se nommait anciennement : carrèra petita deus molins qui signifie petite rue des moulins (ancien quartier des cordeliers).

### Libération (avenue de la)

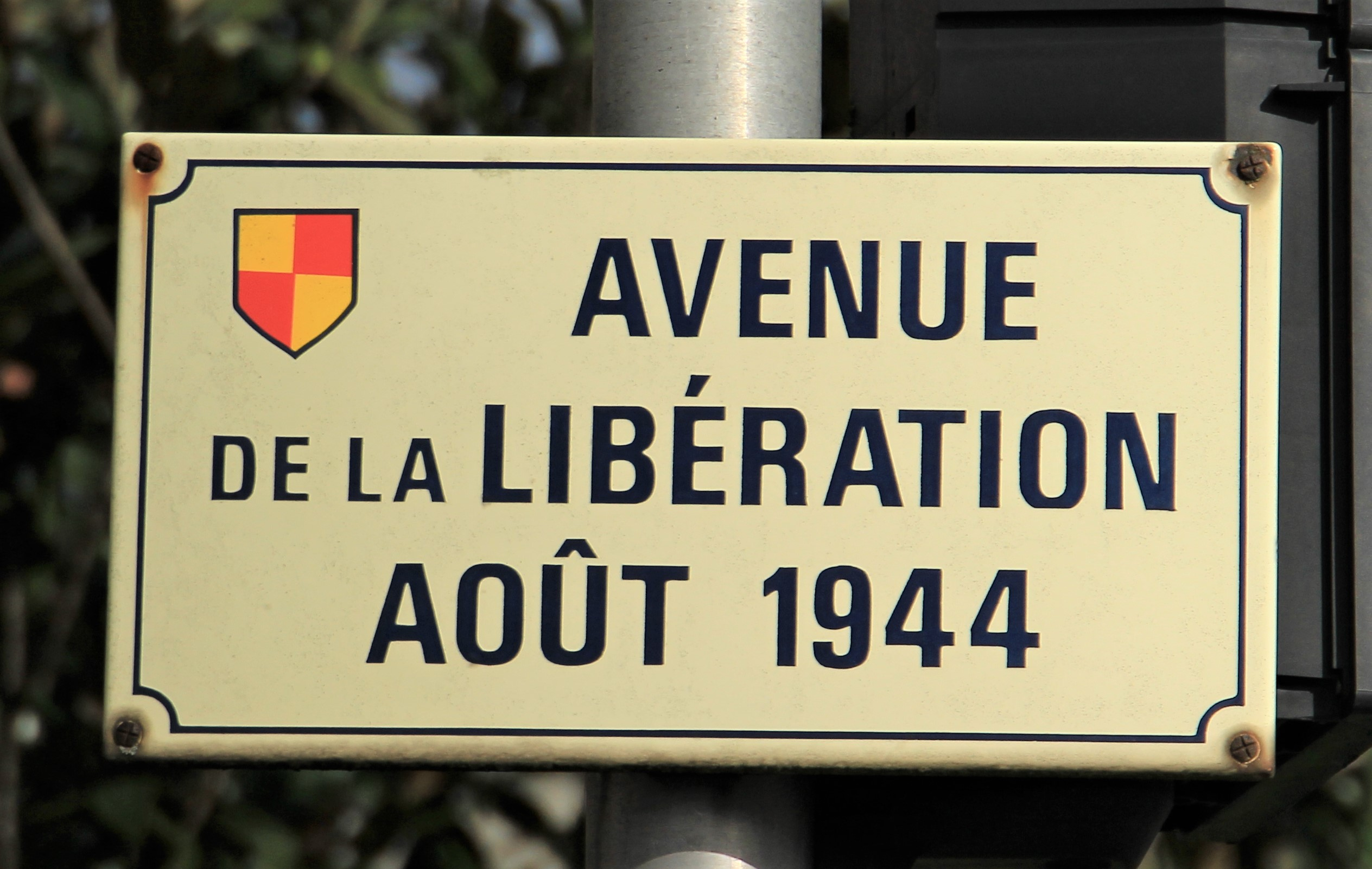

En souvenir de la libération de la France, qui est la période qui voit la fin de la Seconde Guerre mondiale.

### Limousin (rue du)

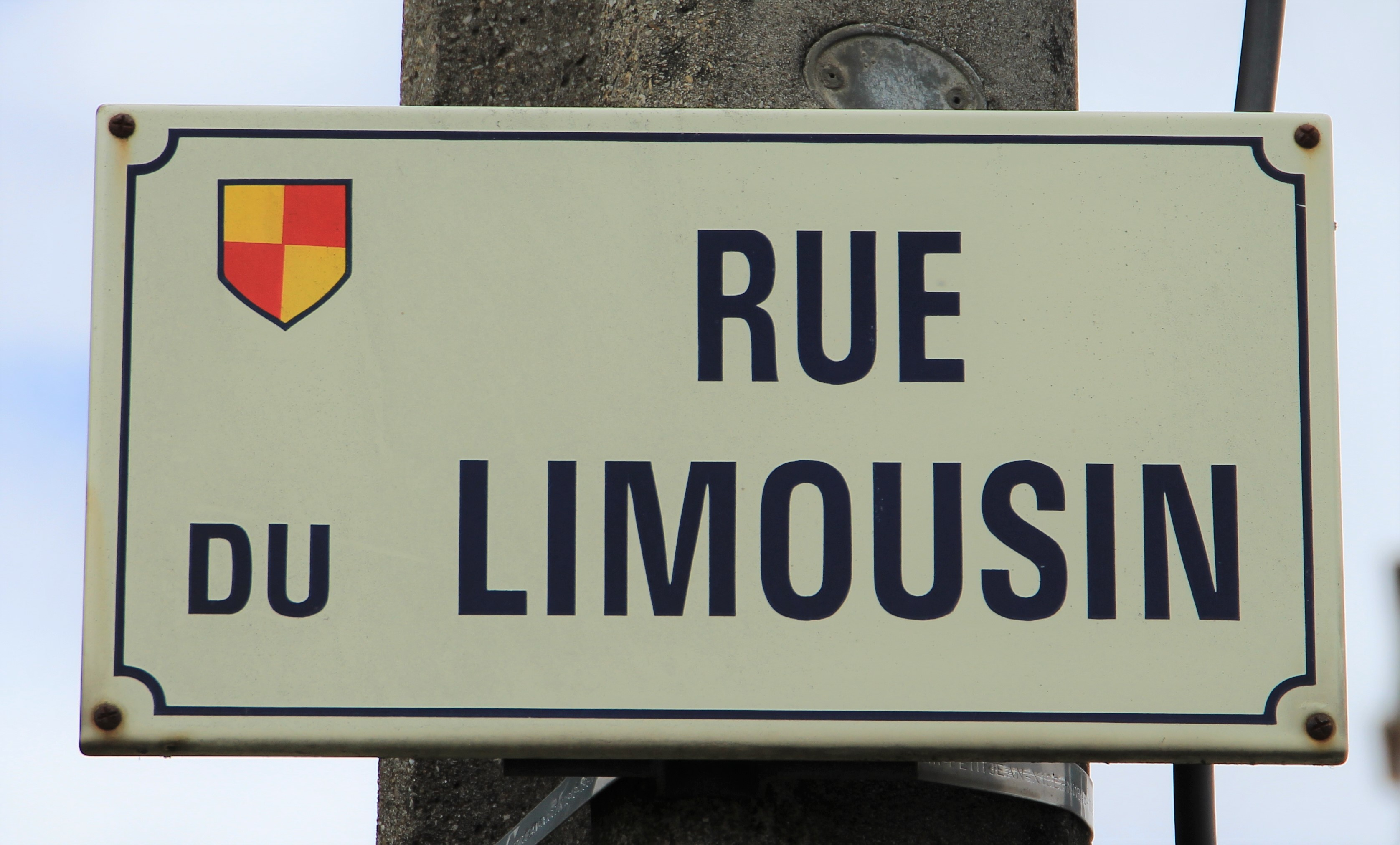

Qui fait référence à une division territoriale de la France, le Limousin, elle est située dans le quartier de Laubadère.

### Lordat (rue)

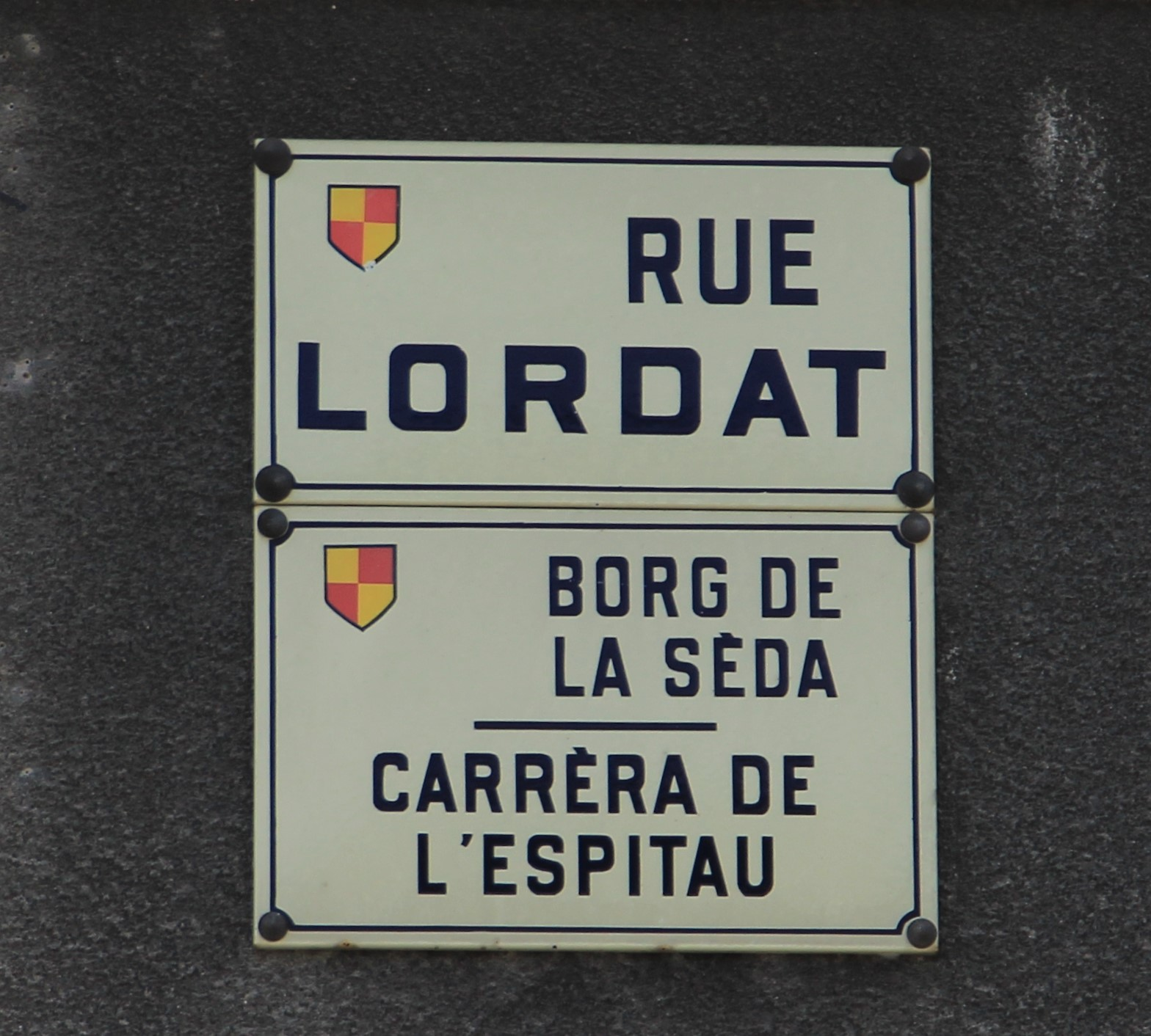

La rue se nommait anciennement : carrèra de l'Espitau (ancien quartier de la Sède).

### Louis-Blériot (impasse)

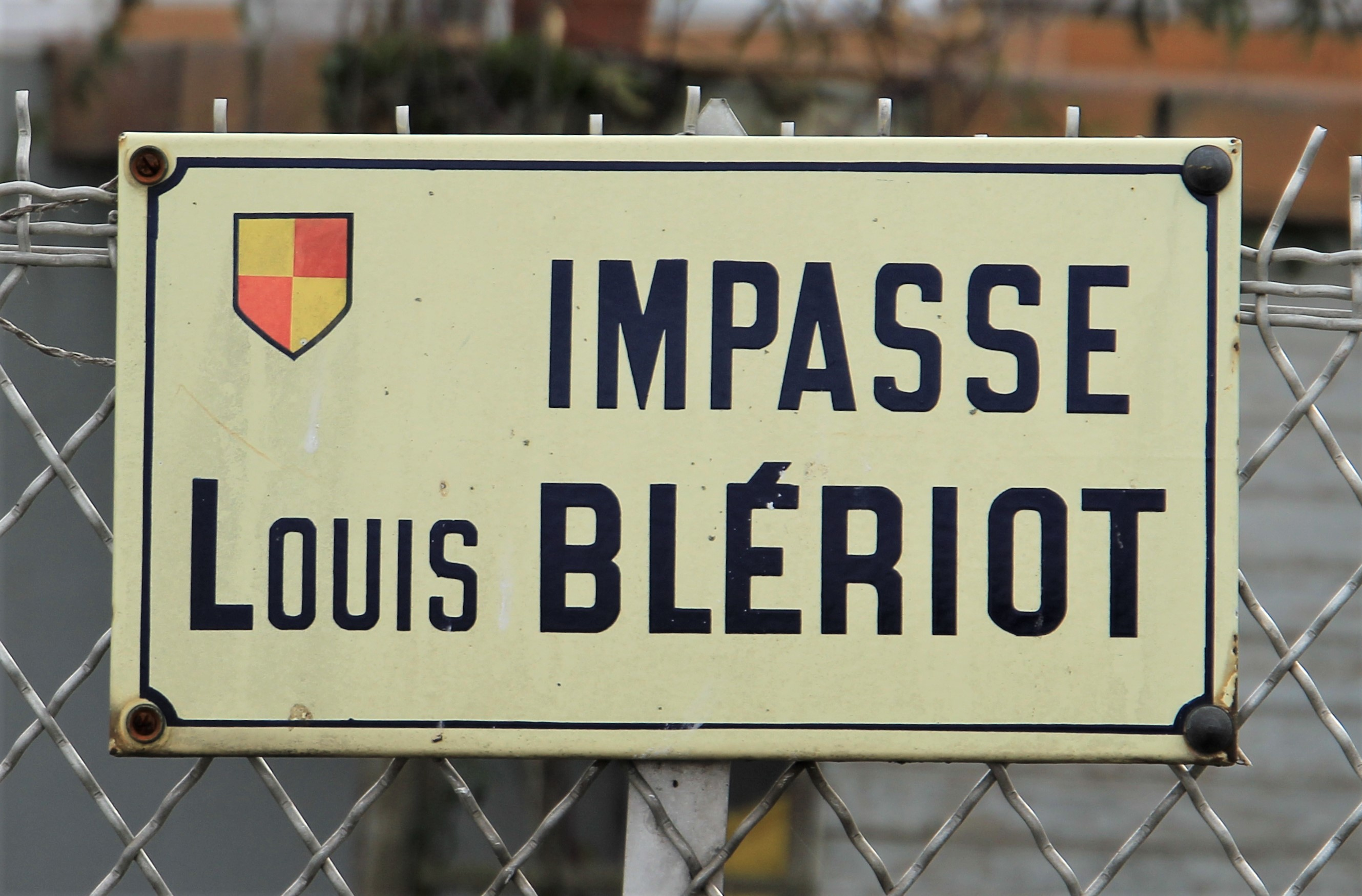

Louis Blériot (1872-1936), est un constructeur de lanternes d'automobiles, d'avions, de motocyclettes et de chars à voile, et un pilote précurseur et pionnier de l'aviation française.

### Louis-Blériot (rue)

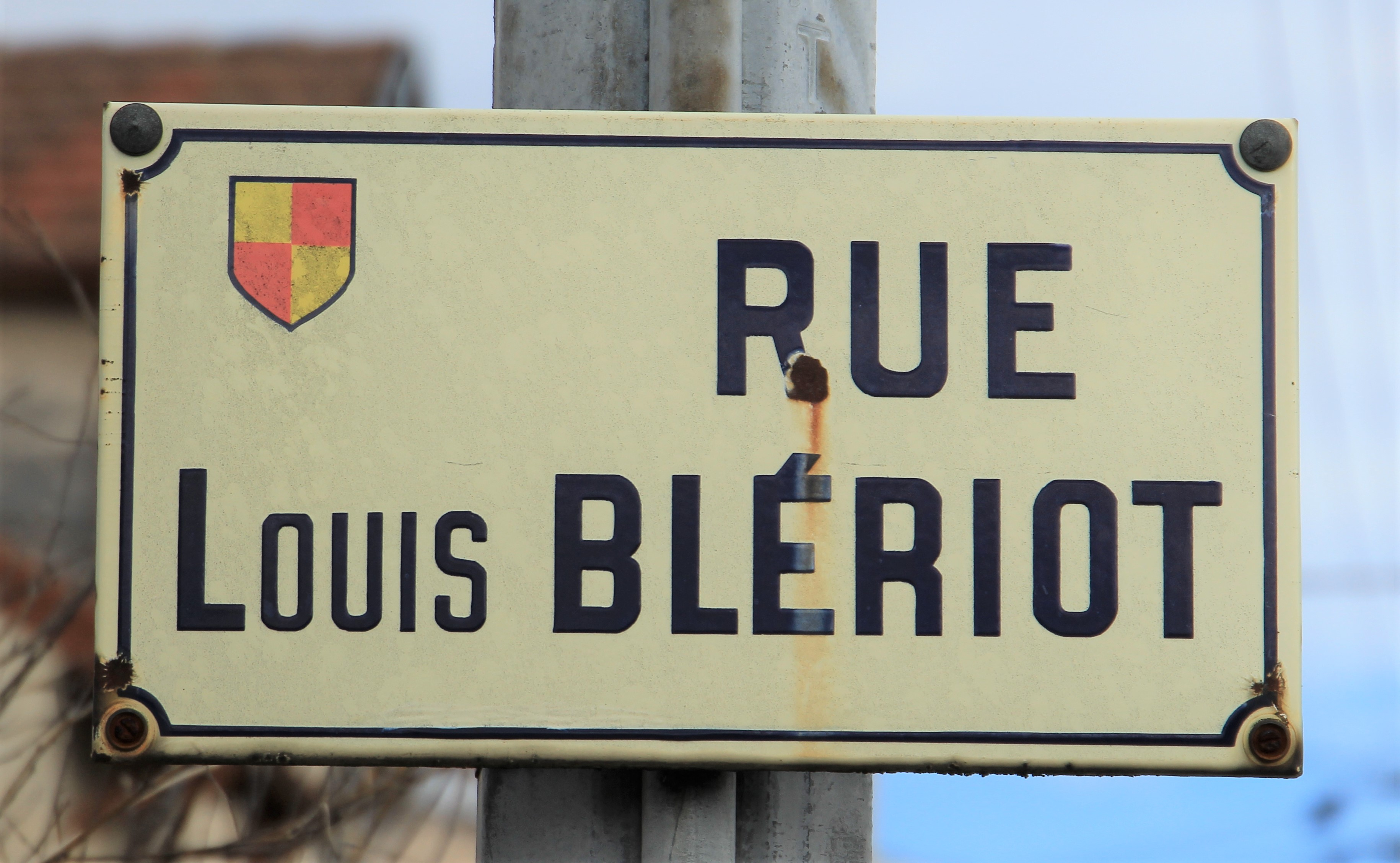

Hommage de la municipalité à Louis Blériot :  qui inventa l'aéroplage, devenu le char à voile.

### Louis-Caddau (rue)
La municipalité rend hommage à l'architecte Louis Caddau (1853-1931), natif de Tarbes, qui a dessiné la fontaine des quatre vallées.

### Louis-David (rue)

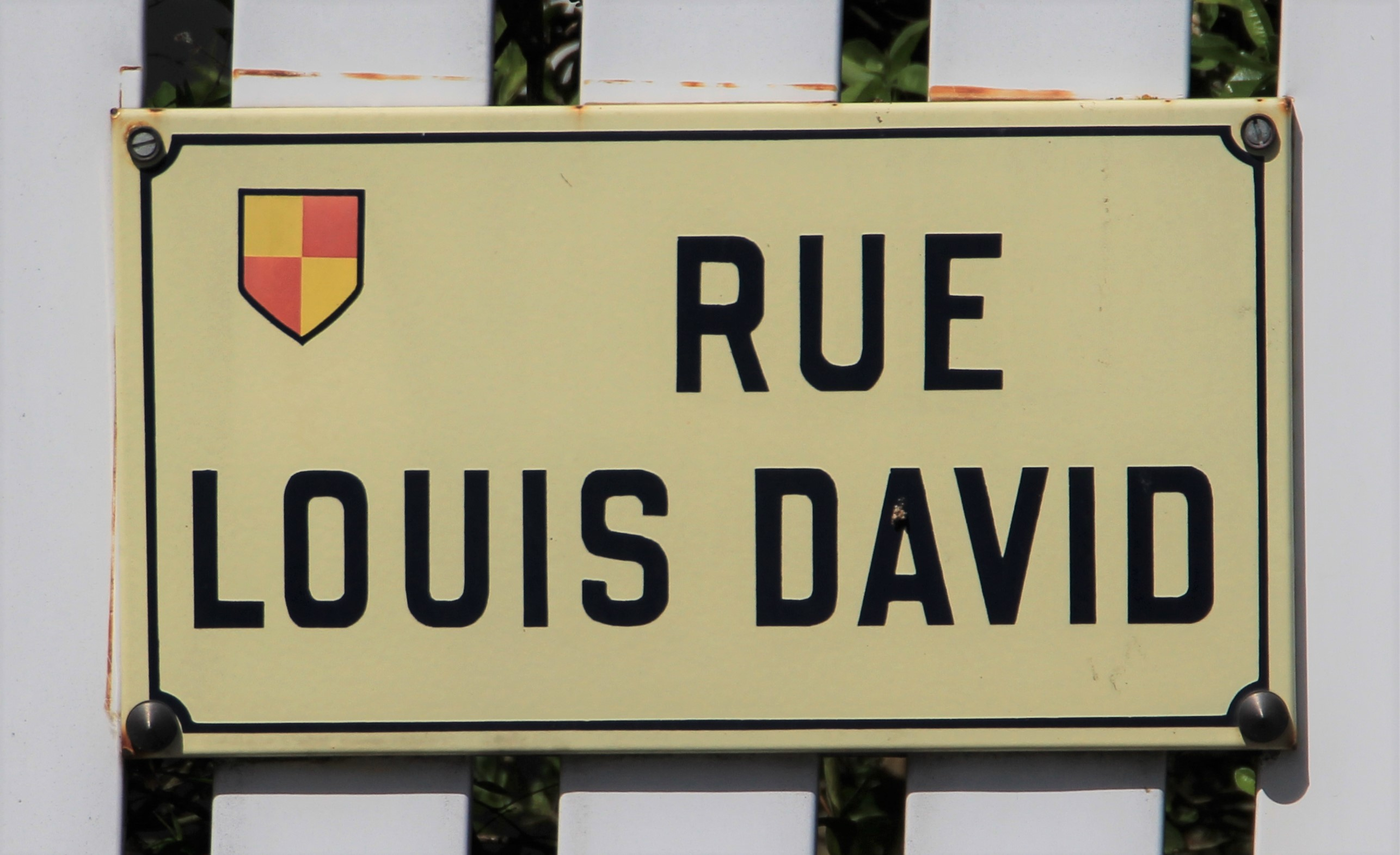

### Louis-Soula (impasse)

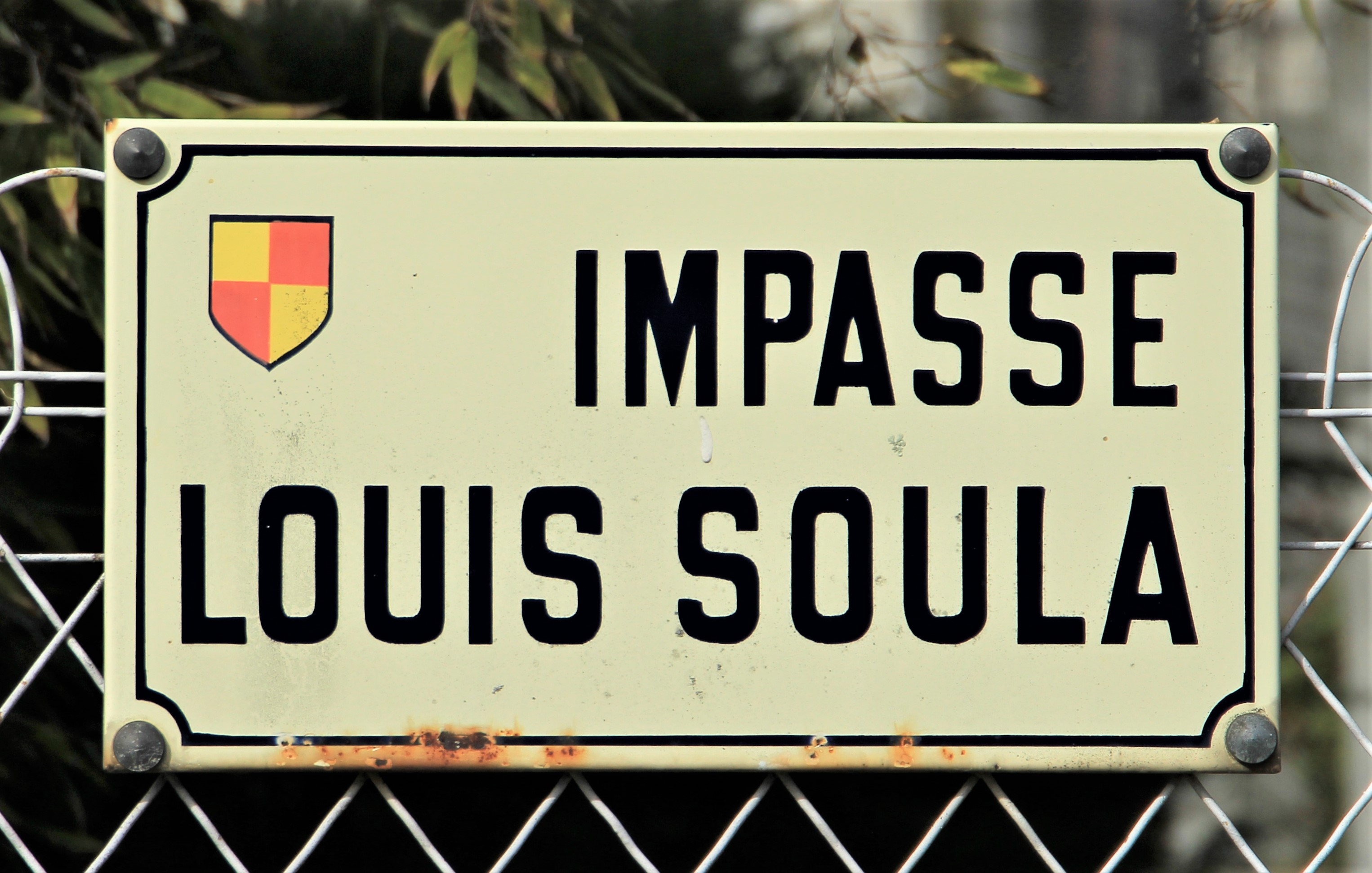

### Louis-de-Broglie (rue)
La municipalité rend hommage au mathématicien Louis de Broglie (1892-1987).

### Louise-Michel (impasse)
La municipalité rend hommage à la militante anarchiste Louise Michel (1830-1905).

### Luc-Olivier-Merson (rue)

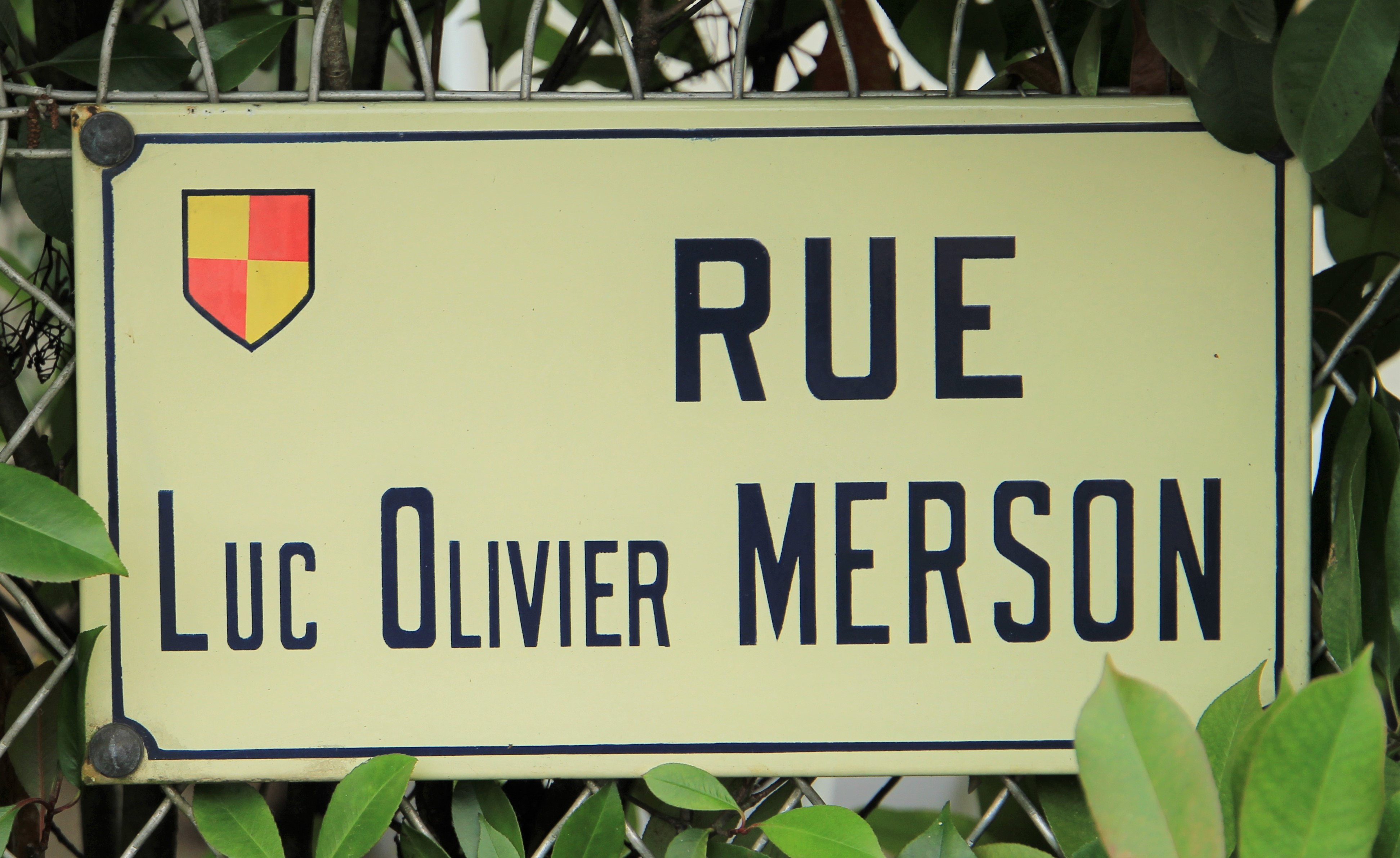

La municipalité rend hommage à l'artiste peintre Luc-Olivier Merson (1846-1920).

### Ludovic-Gaurier (rue)
La municipalité rend hommage au pyrénéiste Ludovic Gaurier (1875-1931).

### Lupau (rue)

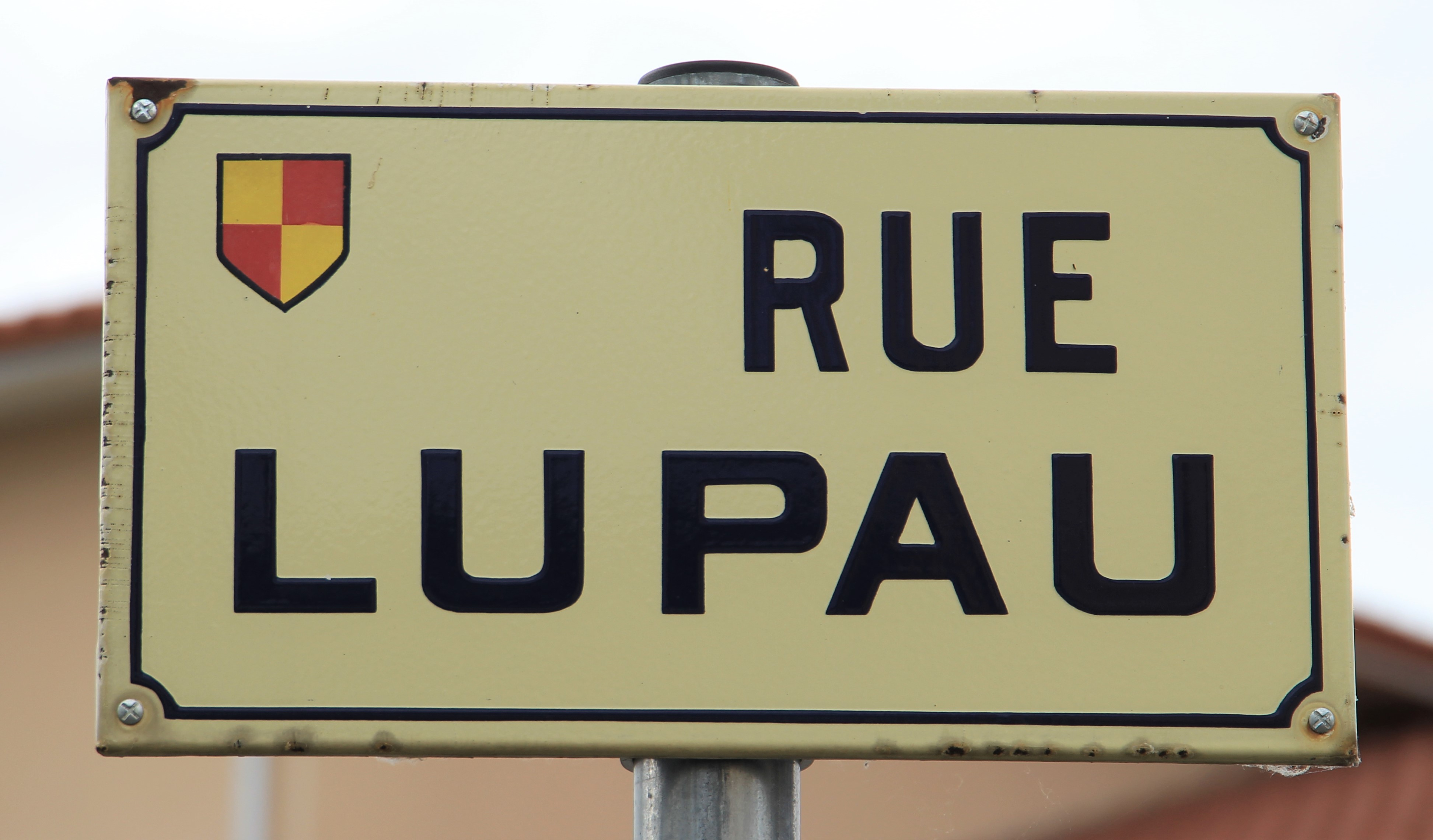

La municipalité rend hommage à Vincent Lupau, ancien maire de Tarbes de 1892 à 1894, natif des Hautes-Pyrénées, qui repose au cimetière Saint-Jean.

### Lycée (passage du)

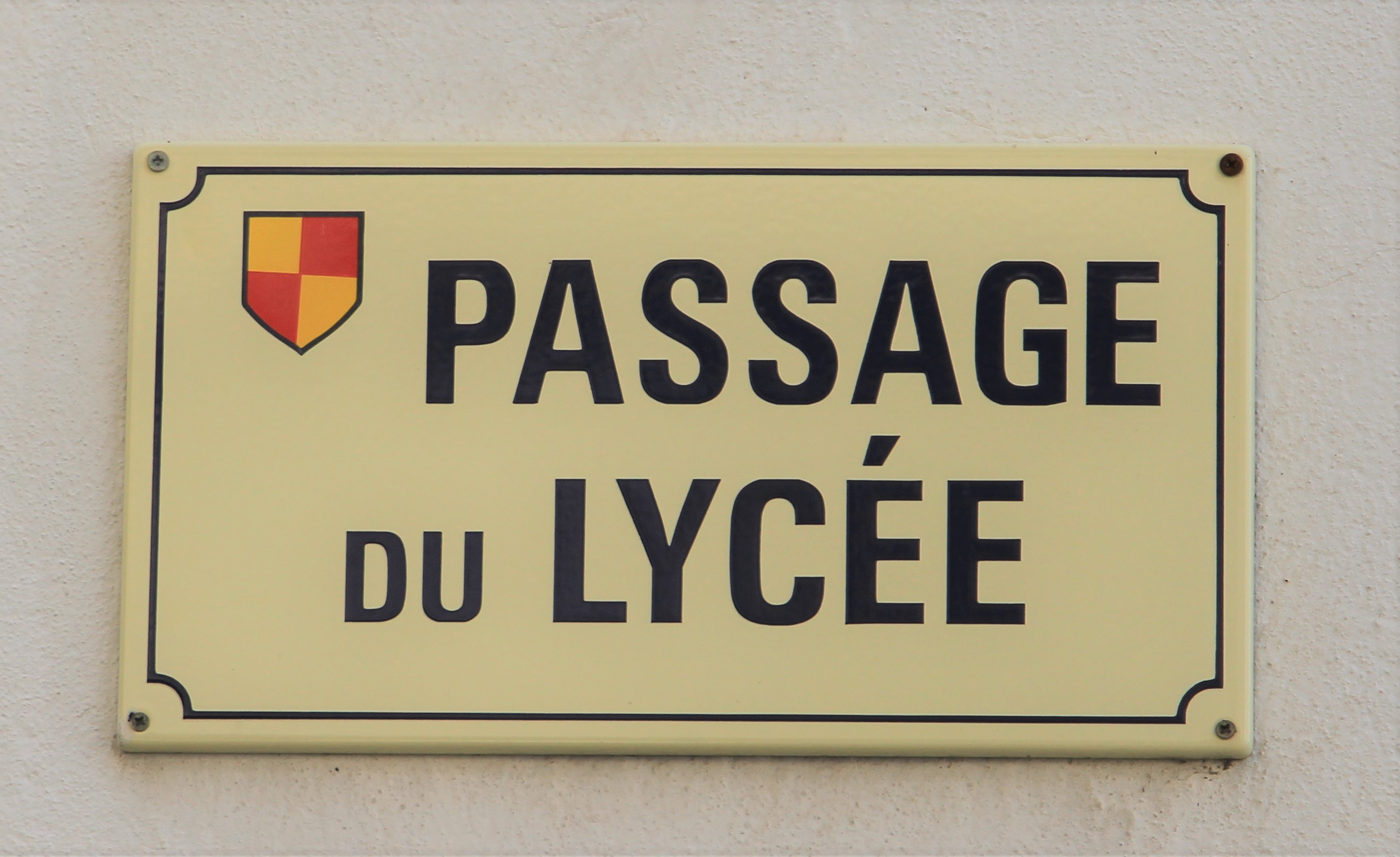

Par rapport au lycée Théophile-Gautier.

## M

### Magasin-aux-Tabacs (rue du)

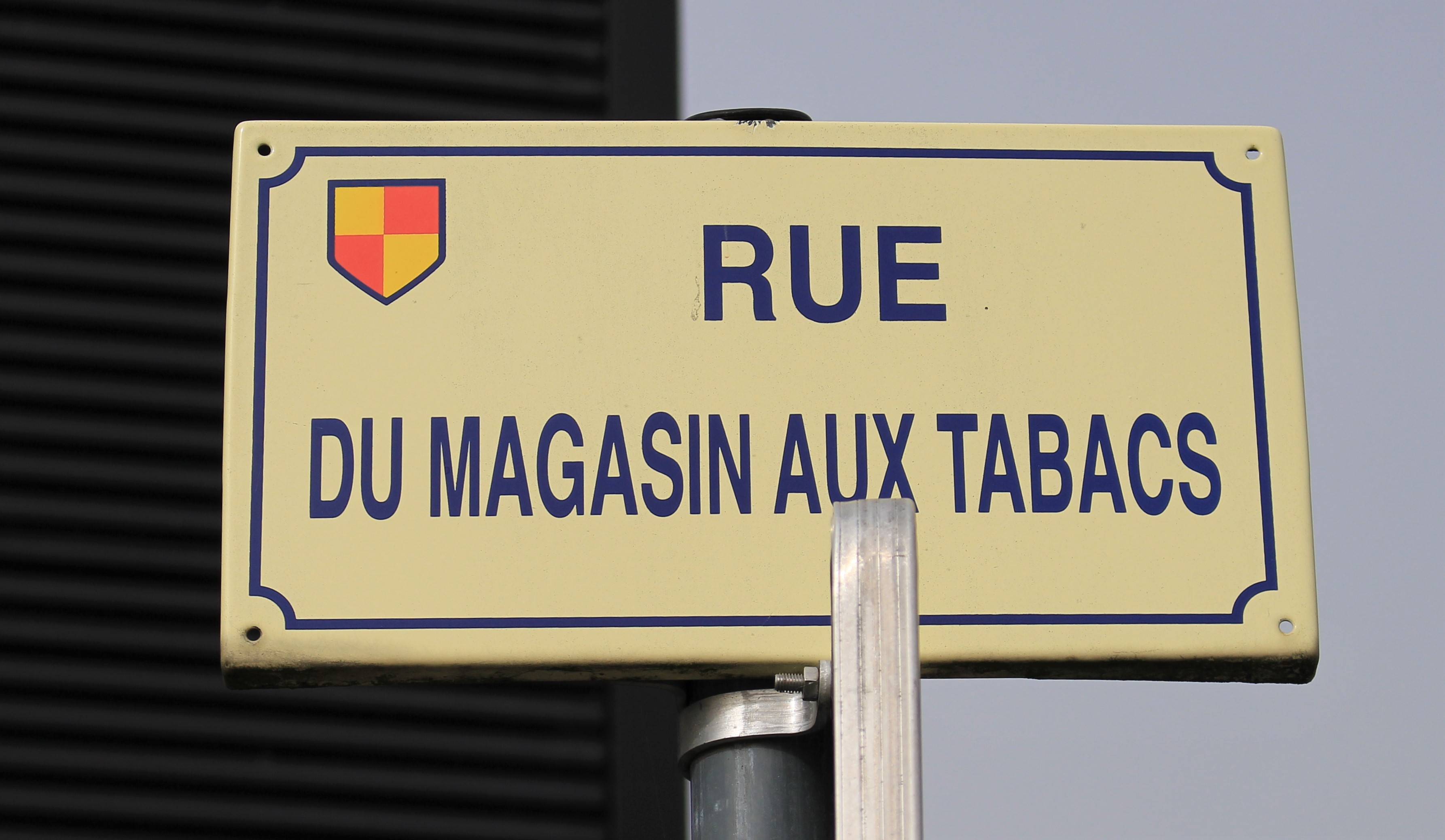

Le nom de la rue fait référence à son histoire et au site de l'Arsenal.

### Marcadieu (place)

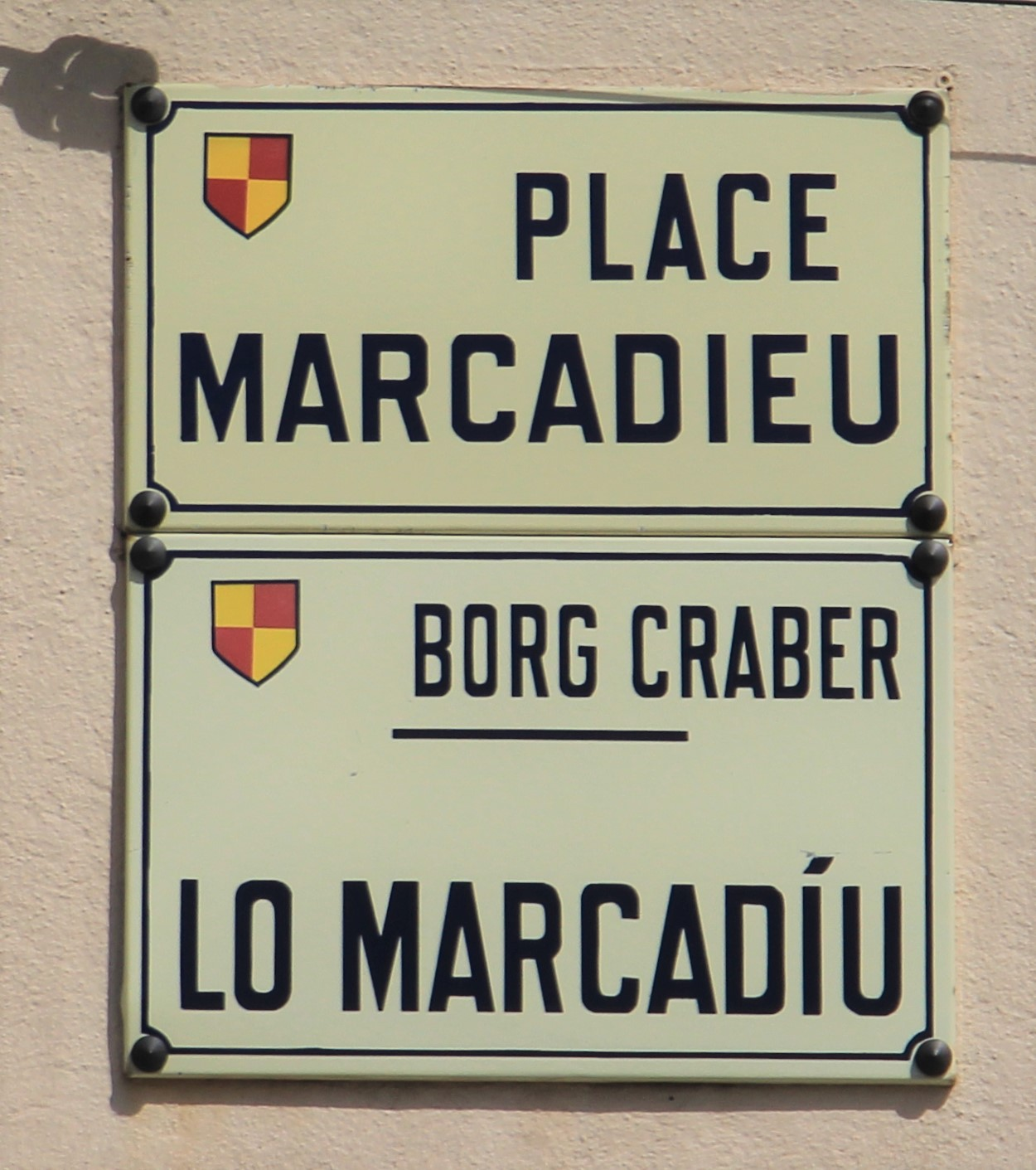

On y trouve la halle Marcadieu, la fontaine des quatre vallées et l'église Sainte-Thérèse (ancien quartier des chèvres).

### Marceau (rue)

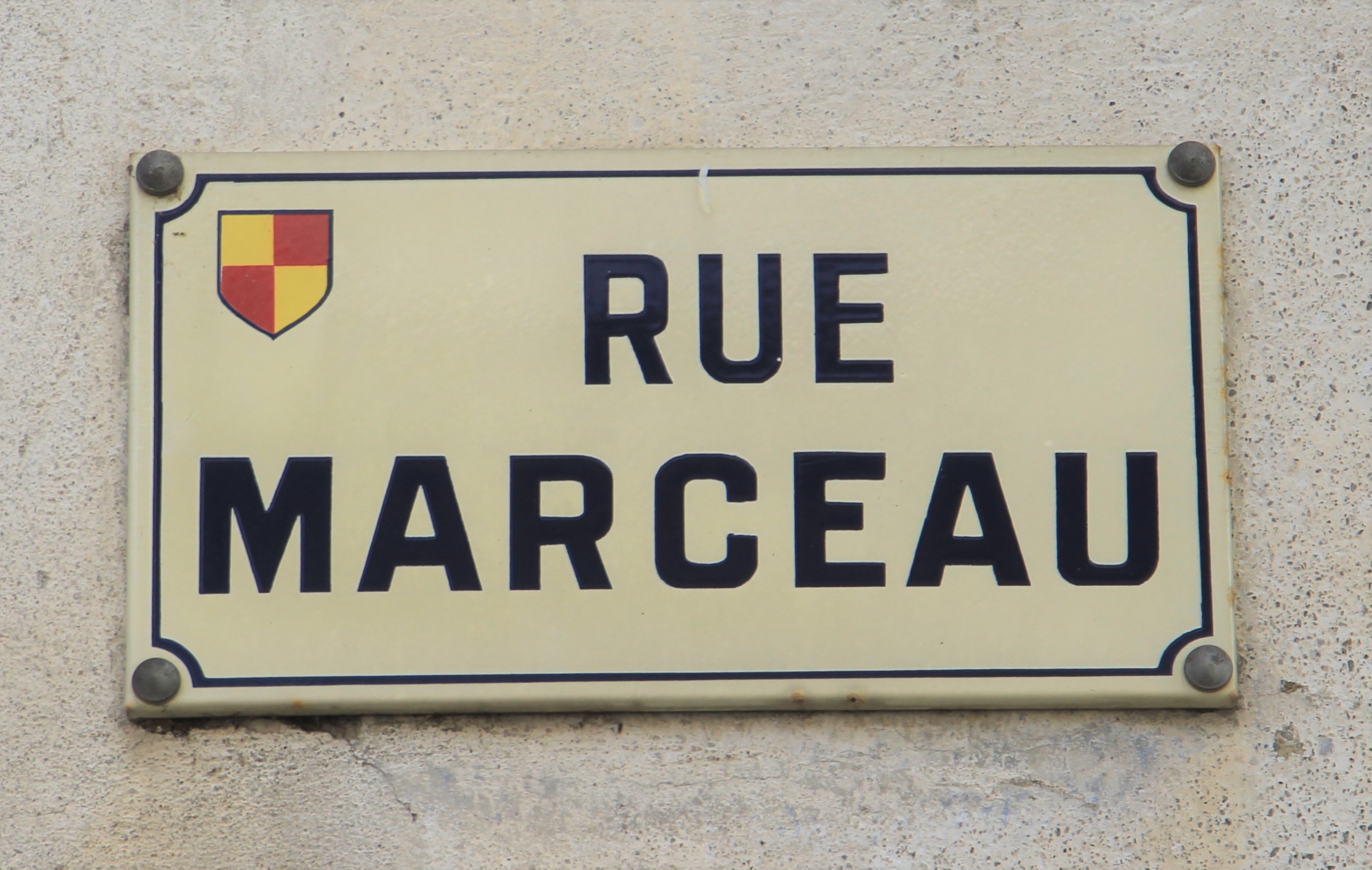

### Marcel-Biard (place)

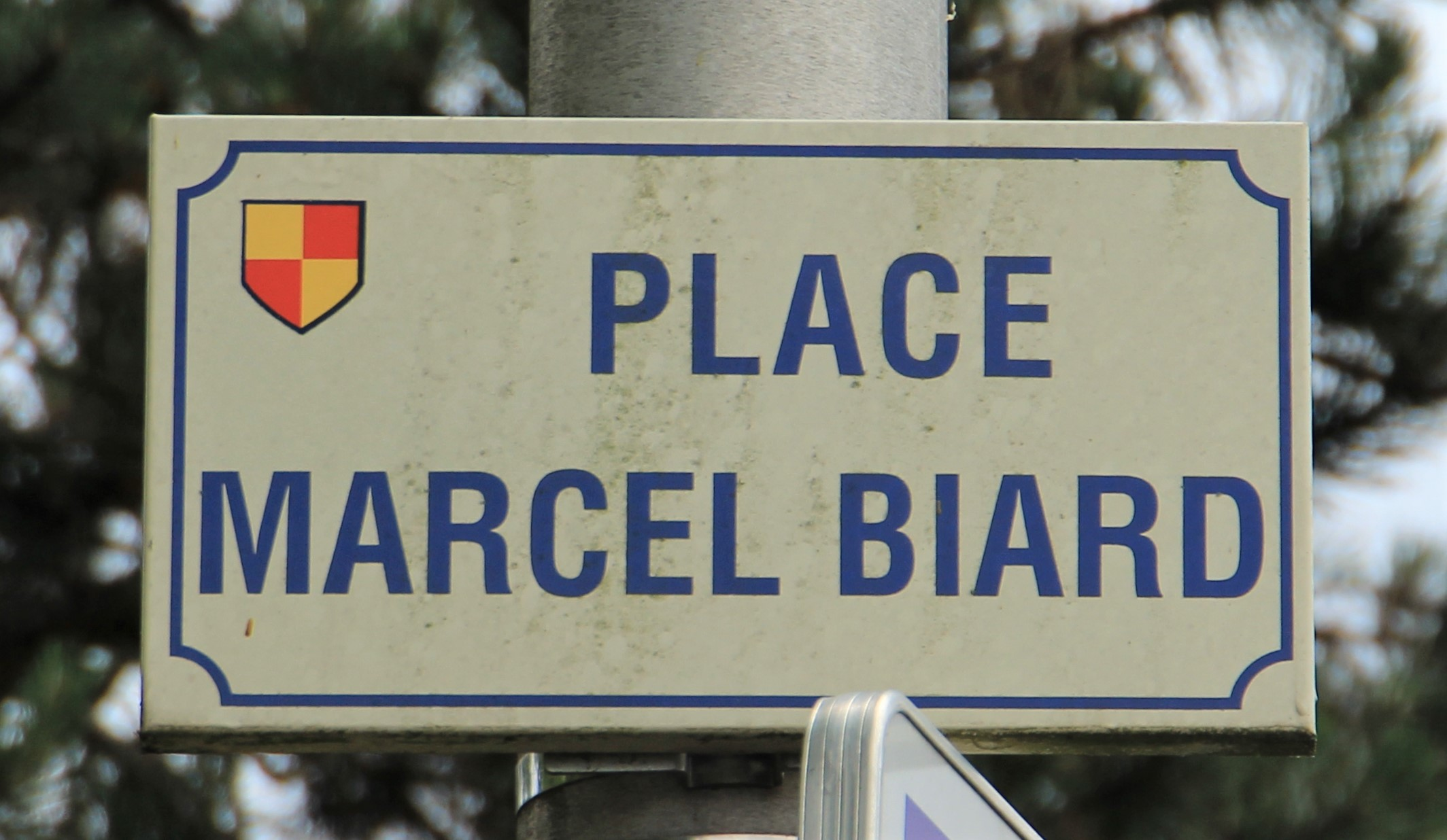

### Marcel-Billières (avenue)
La municipalité rend hommage à Marcel Billières, ancien maire de Tarbes de 1953 à 1959.

### Marcel-Brocheriou (allée)
La municipalité rend hommage à l'ancien directeur de l'ENIT

### Marcel-Pagnol (rue)
La municipalité rend hommage à l'écrivain et réalisateur Marcel Pagnol (1895-1974).

### Marcelin-Berthelot (rue)

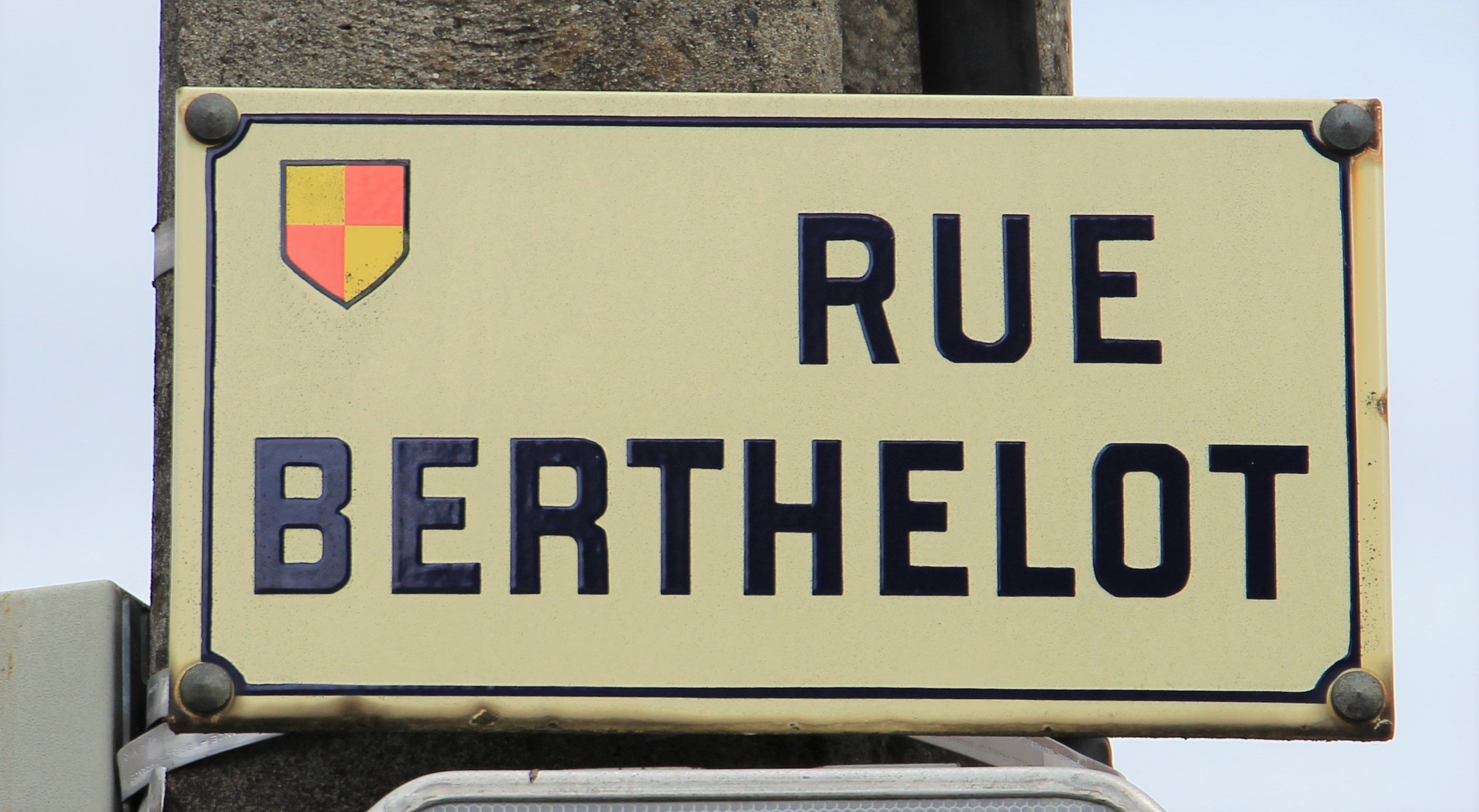

La municipalité rend hommage à l'homme politique Marcelin Berthelot (1927-1997).

### Marché-Brauhauban (avenue)
La municipalité rend hommage à Antoine Jean Brauhauban, ancien maire de Tarbes de 1875 à 1877.

### Marché-Brauhauban (place du)
On y trouve la halle Brauhauban.

### Mardaing (impasse du)
Qui fait référence à la géographie des Hautes-Pyrénées, le ruisseau du Mardaing.

### Maréchal-Foch (rue du)

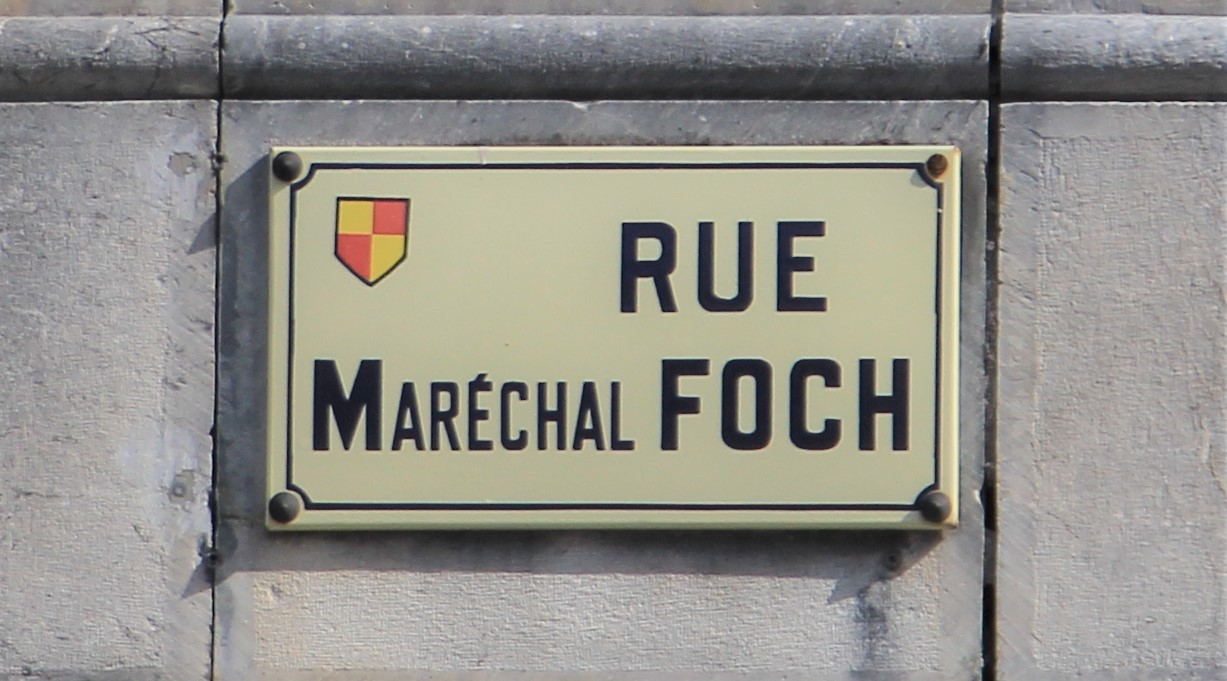

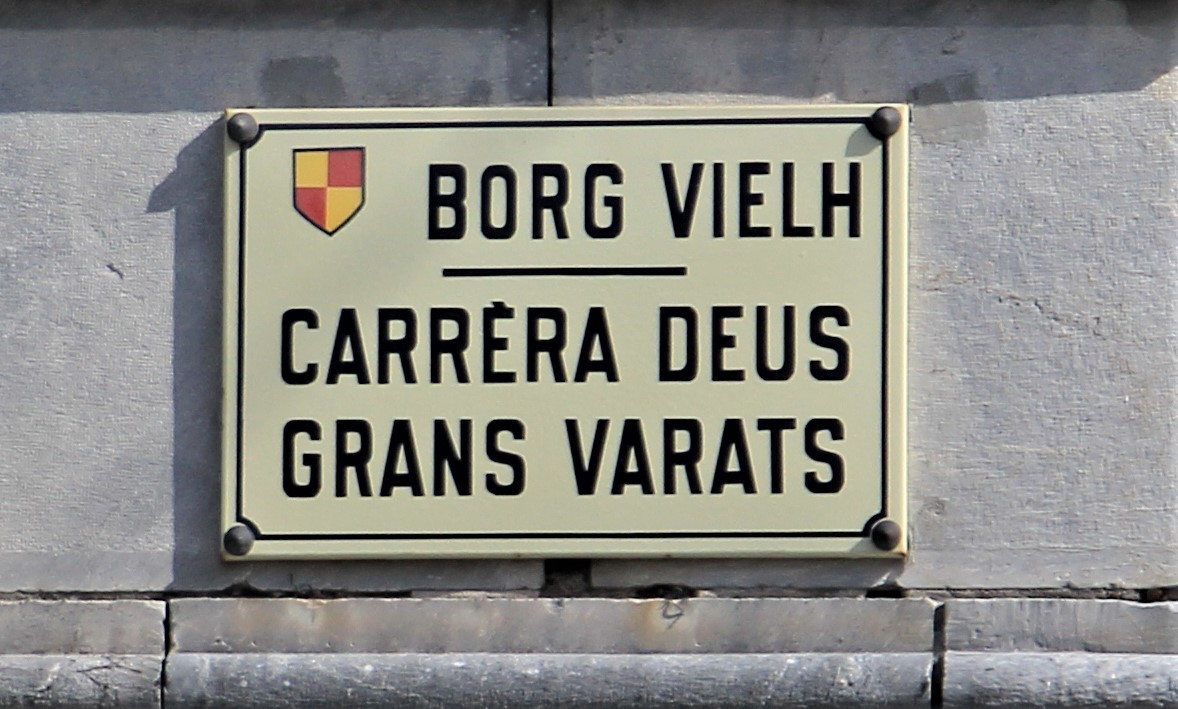

La municipalité rend hommage au militaire Ferdinand Foch (1851-1929) , natif de Tarbes. La rue se nommait anciennement :  carrèra deus Grans Varats  qui signifie la rue des Grands-Fossés (ancien quartier vieux).

### Maréchal-Joffre (avenue)

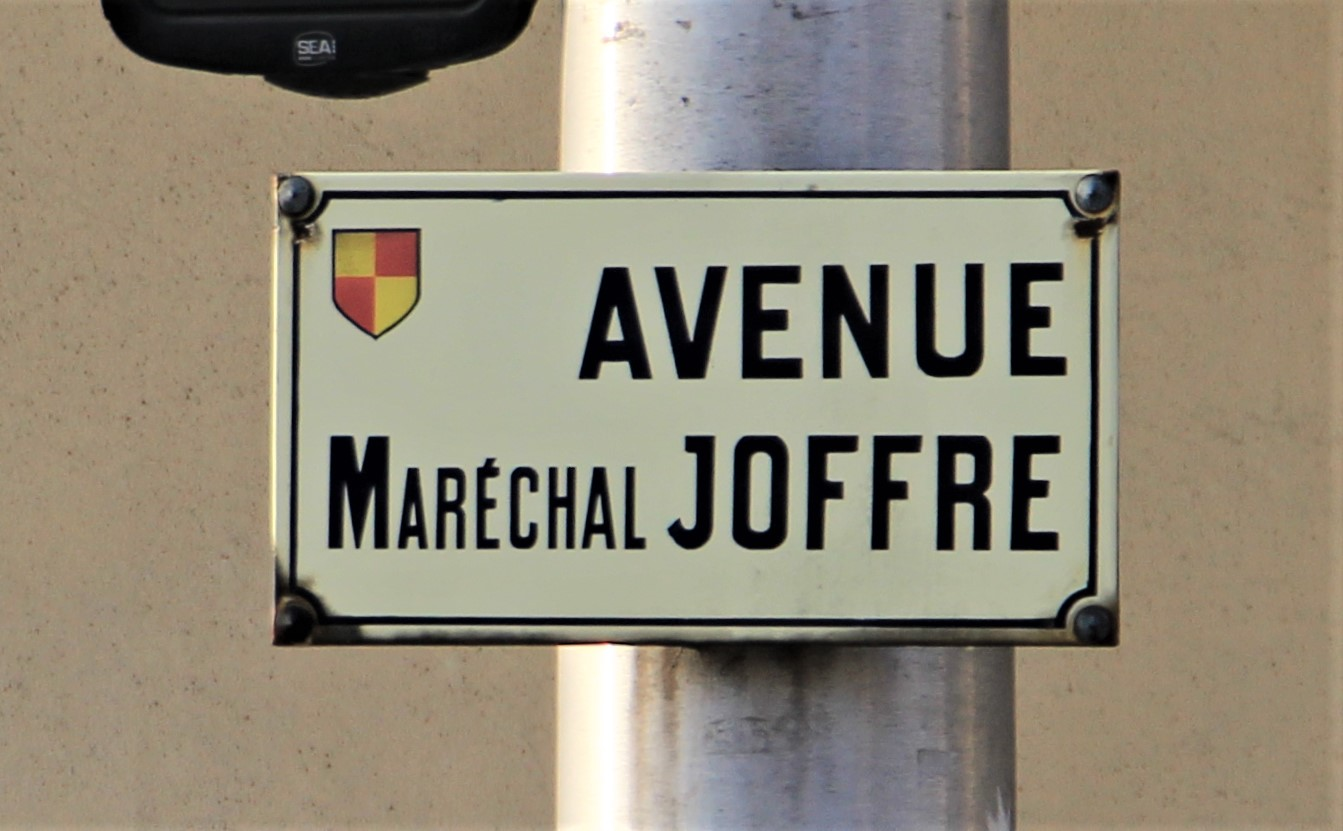

Hommage aux militaires français, héros des deux dernières guerres. Ici, Joseph Joffre. On y trouve la gare.

### Maréchal-Juin (boulevard du)

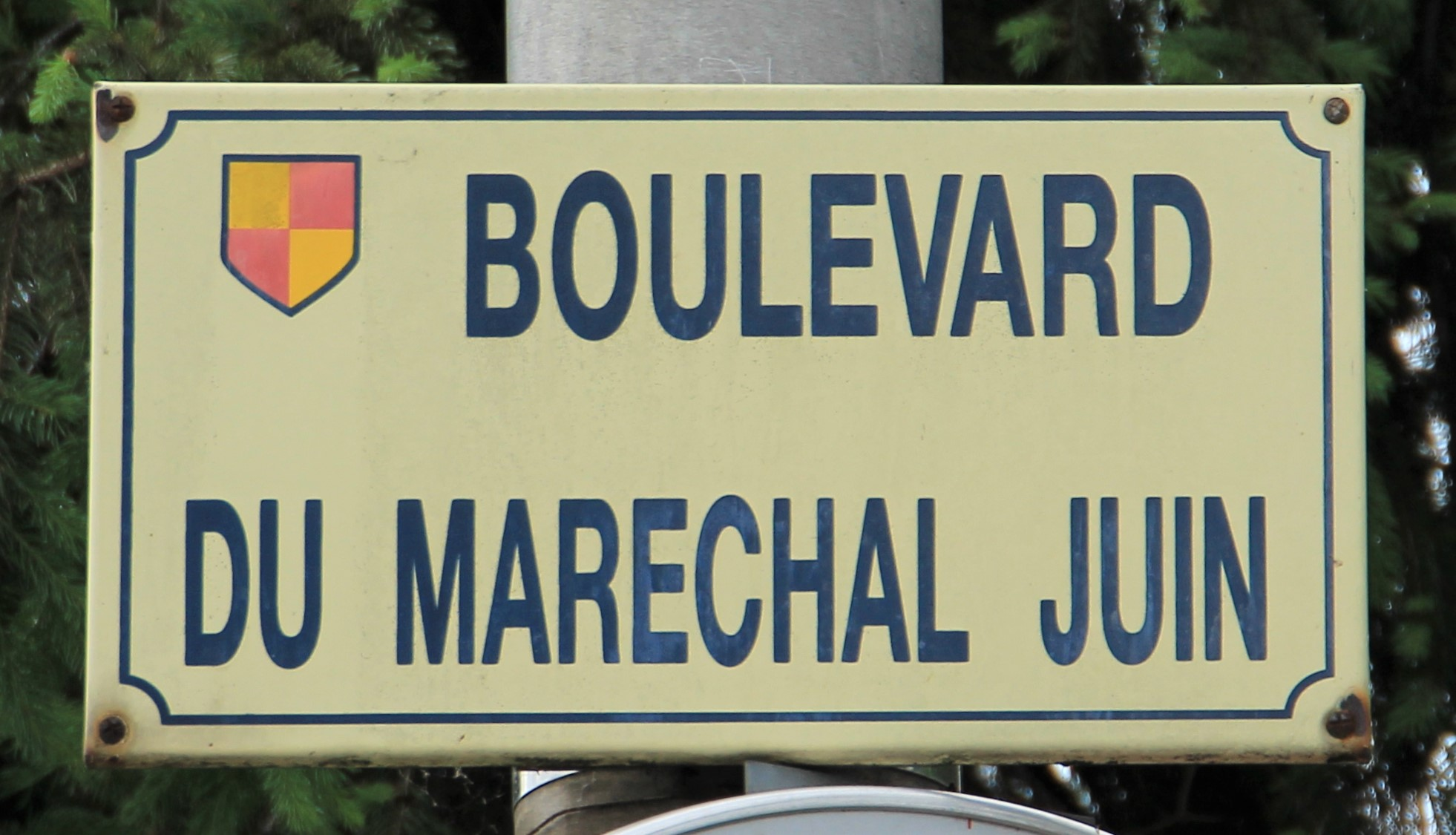

Hommage aux militaires français, héros des deux dernières guerres. Ici, Alphonse Juin.

### Marie-Marvingt (rue)
La municipalité rend hommage à l'aviatrice Marie Marvingt (1875-1963).

### Marie-Noël (rue)

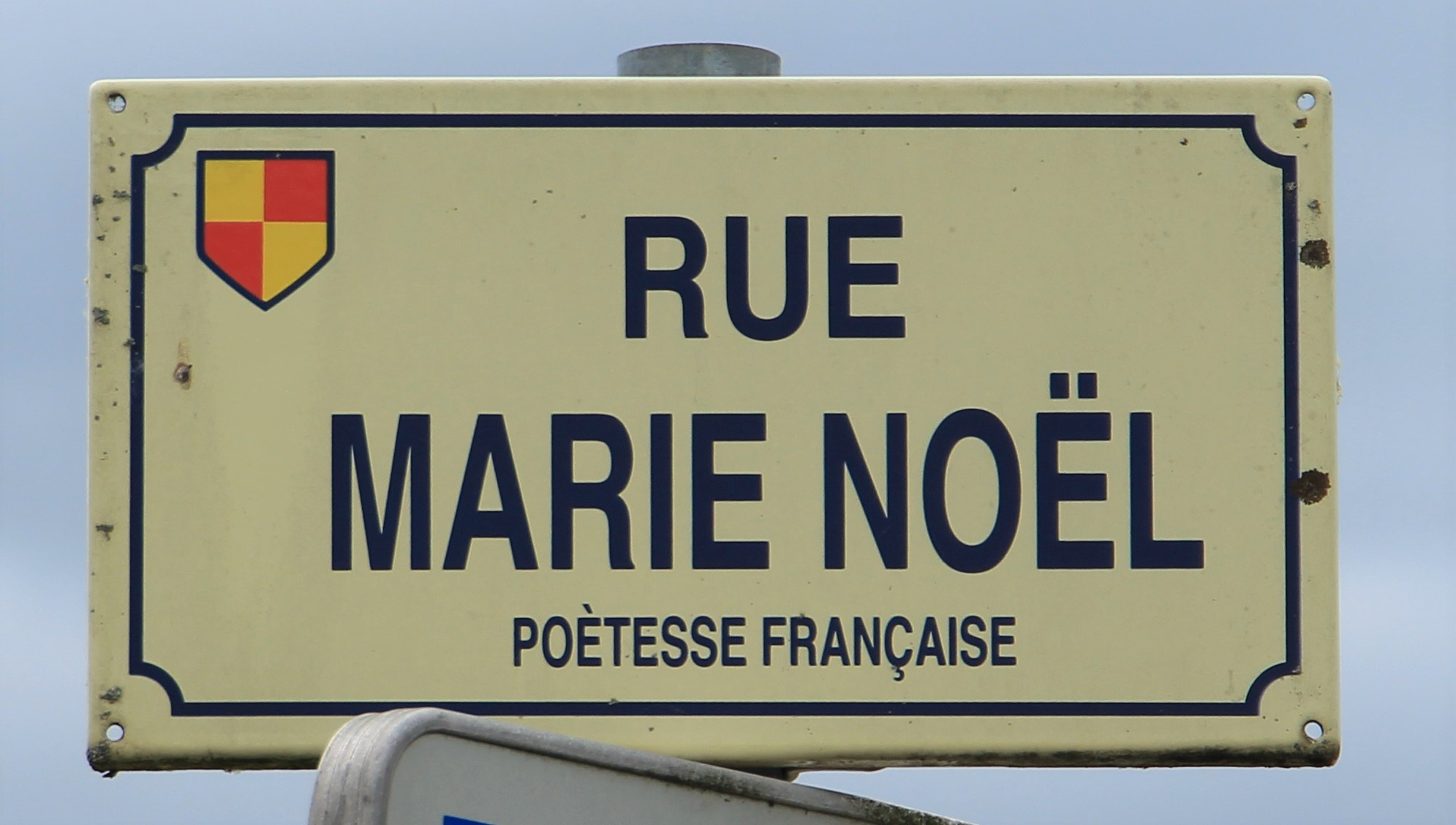

La municipalité rend hommage à la poètesse Marie Noël (1883-1967).

### Marie Saint-Frai (rue)

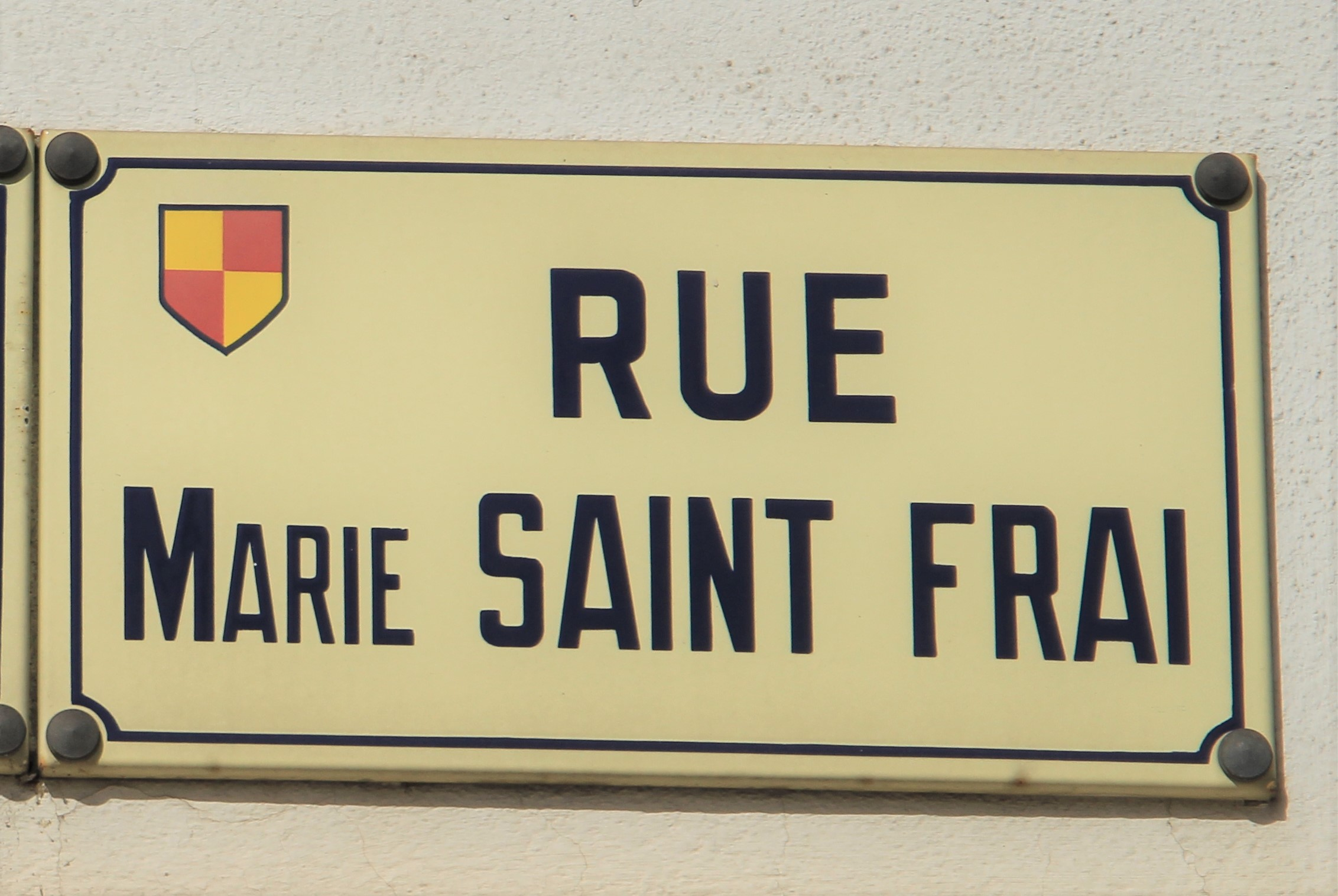

La municipalité rend hommage à la religieuse Marie Saint-Frai (1816-1894), native de Tarbes.

### Marne (avenue de la)

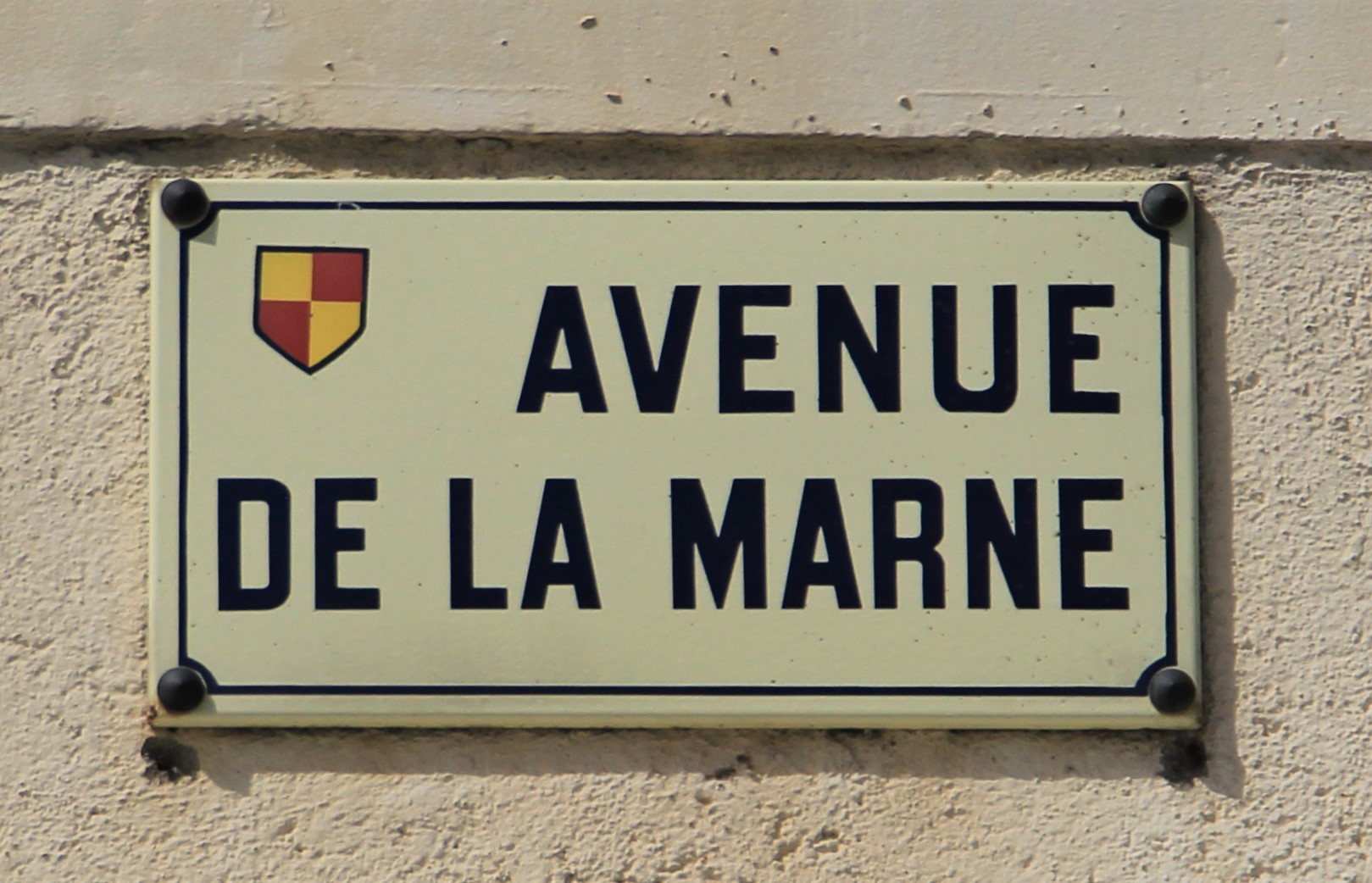

Qui fait référence à une division territoriale de la France, la Meuse.

### Martial-Caumont (rue)

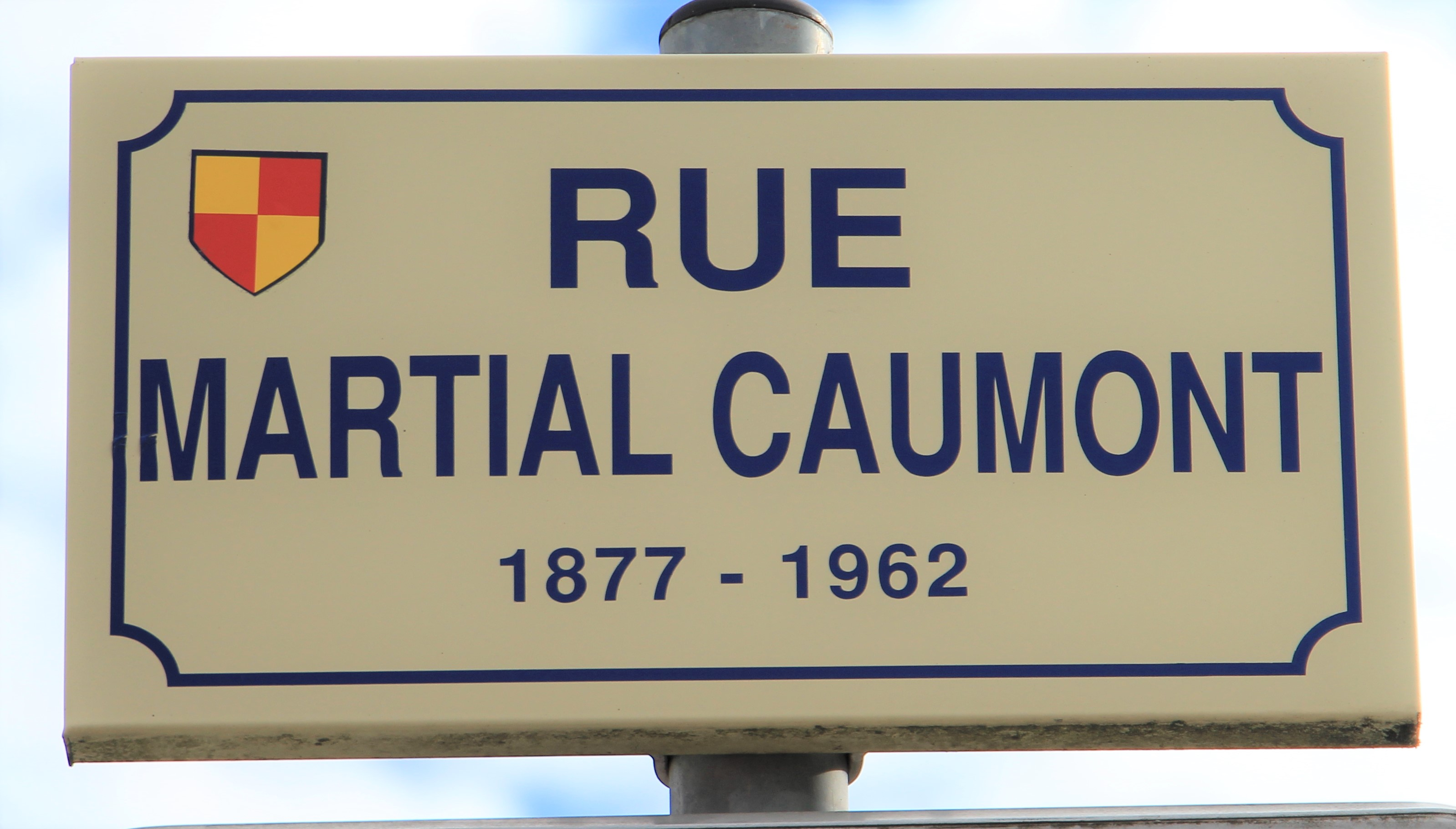

La municipalité rend hommage au sculpteur Martial Caumont (1877 - 1962) natif de Tarbes.

### Maryse-Bastié (impasse)

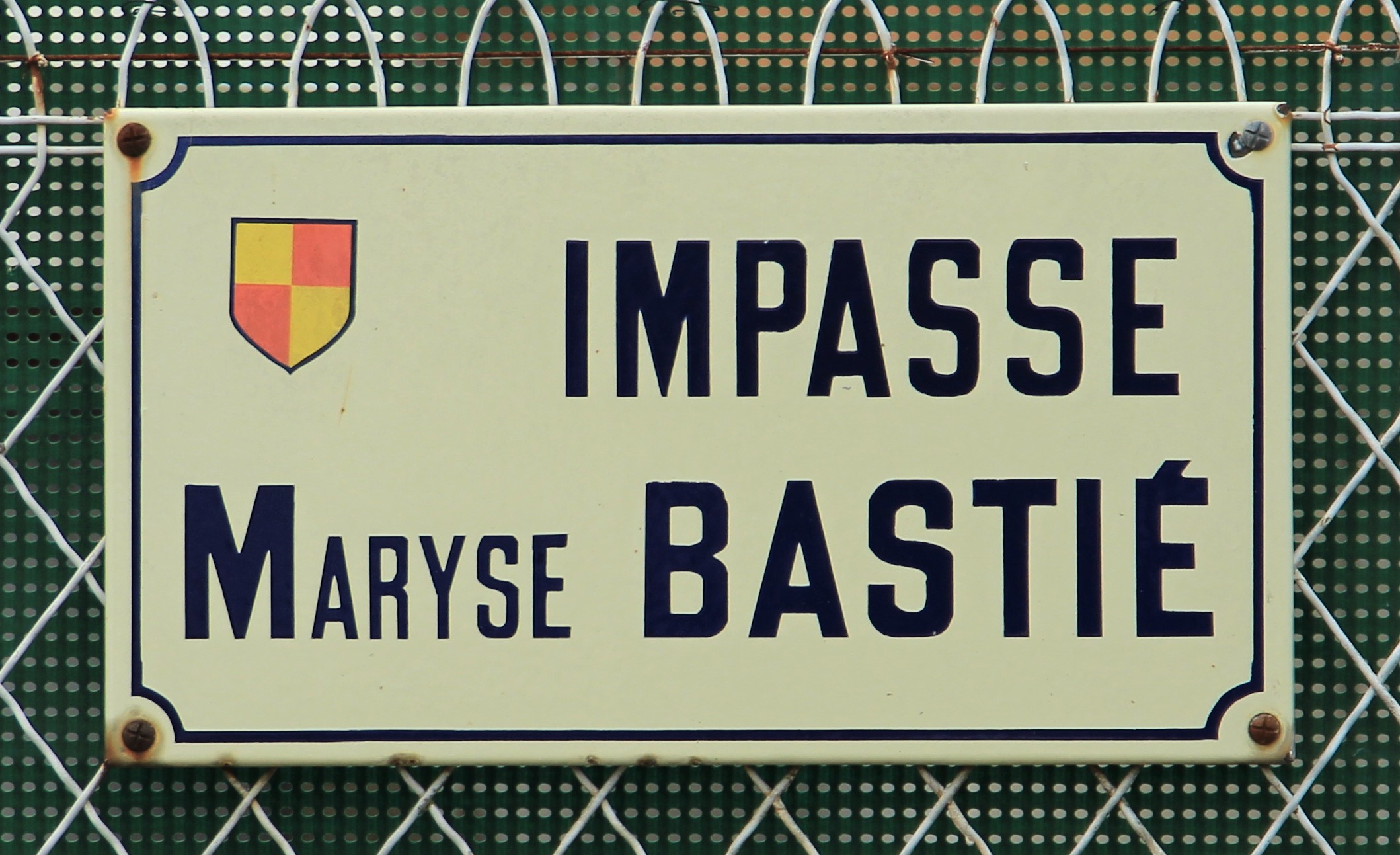

La municipalité rend hommage à l'aviatrice Maryse Bastié (1898-1952).

### Maryse-Bastié (rue)

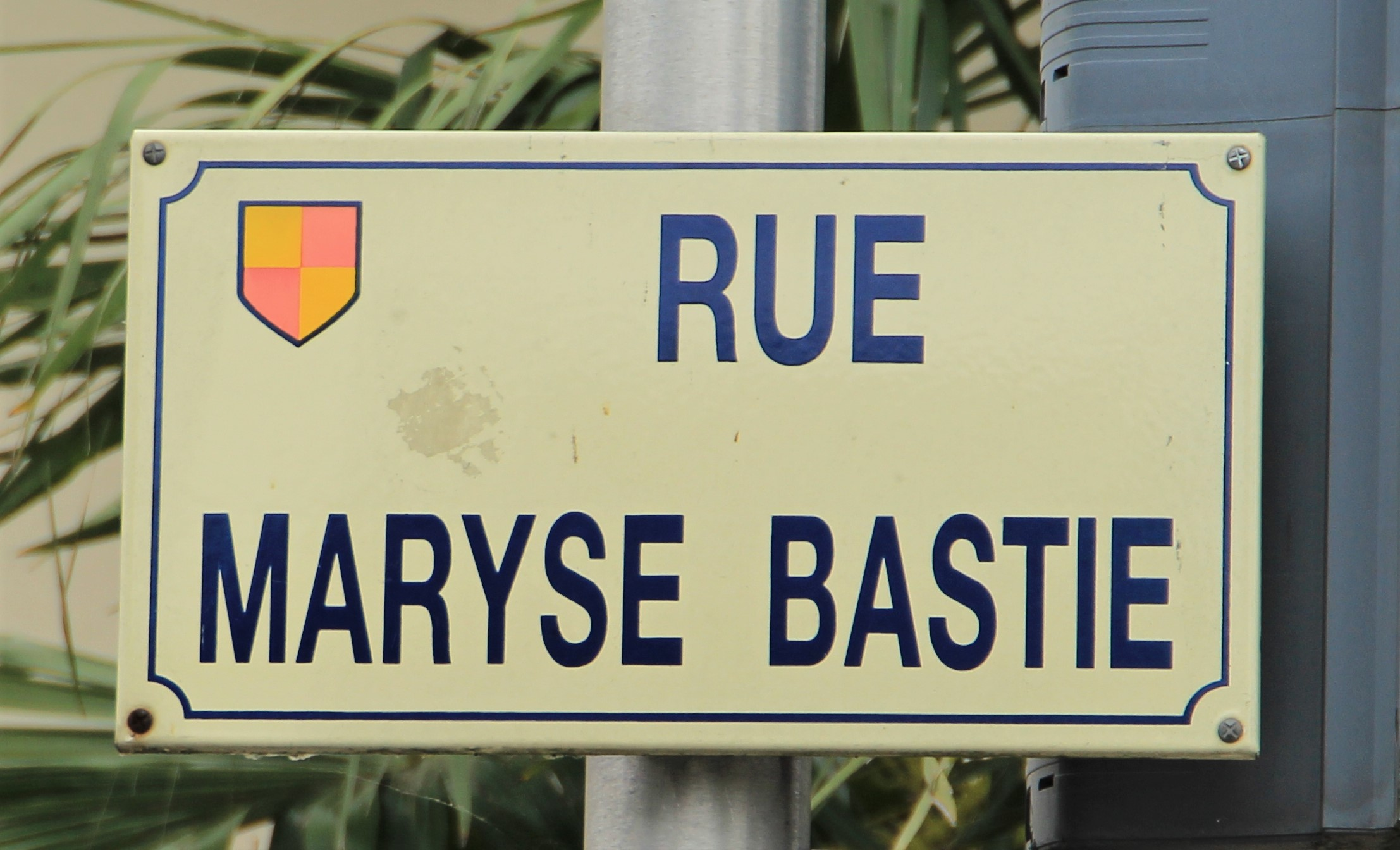

La municipalité rend hommage à l'aviatrice Maryse Bastié (1898-1952). On y trouve le trinquet et la piscine Tournesol.

### Maryse-Hilsz (rue)

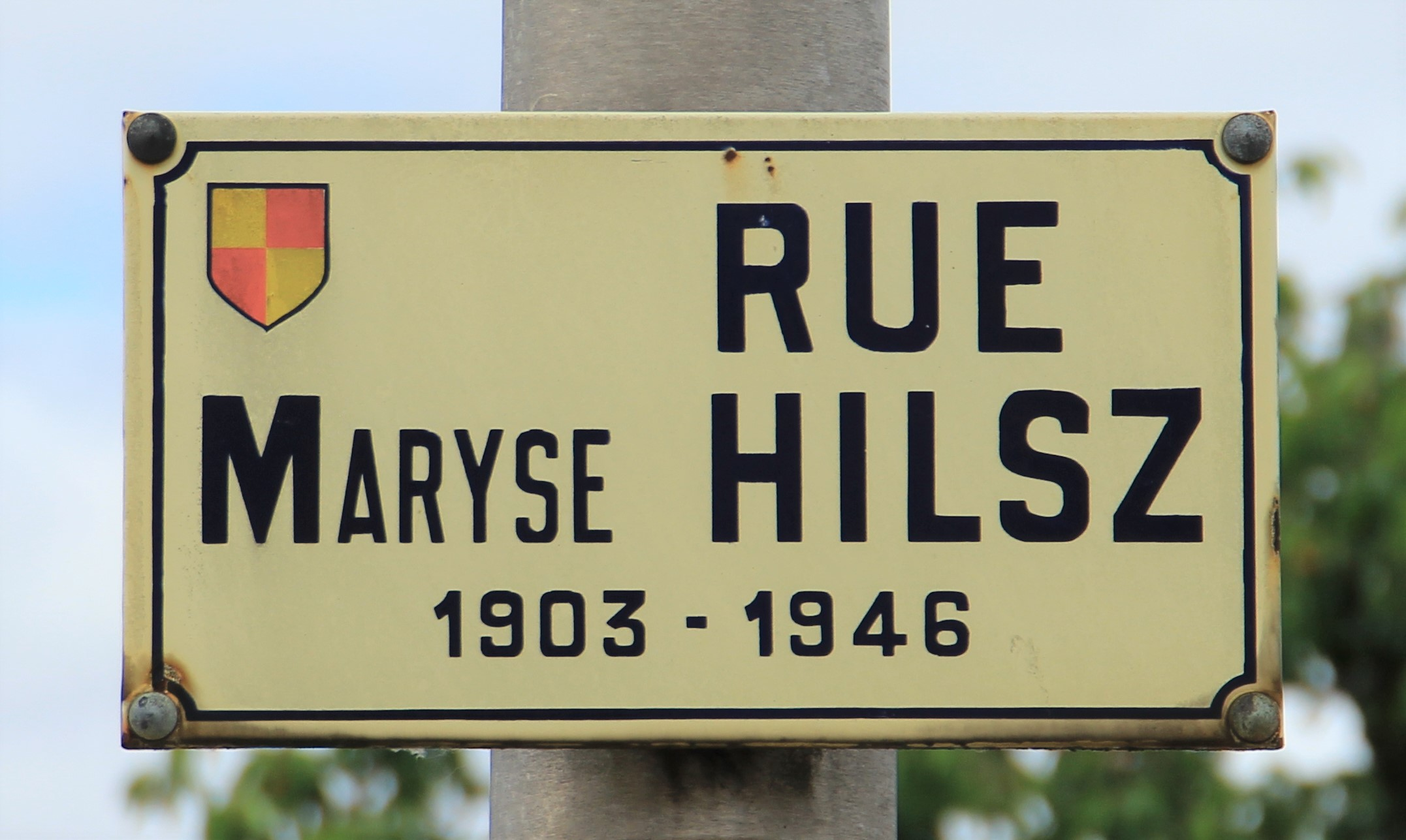

La municipalité rend hommage à l'aviatrice Maryse Hilsz (1901-1946).

### Massey (rue)

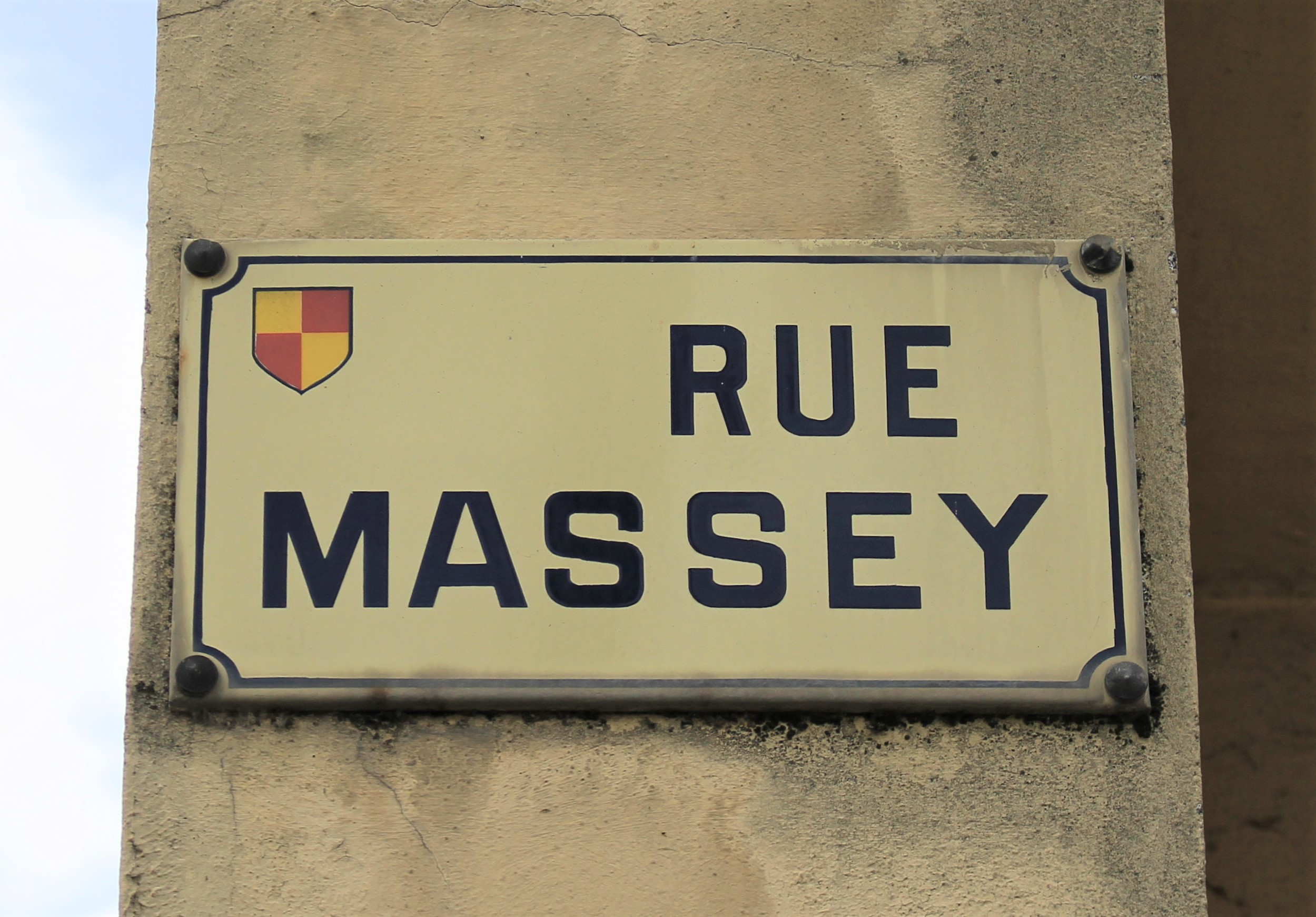

La rue tient son nom en l'honneur de Placide Massey, botaniste, natif de Tarbes, elle se nommait anciennement : carrèra deus cordeliers qui signifie la rue des cordeliers.

### Mathet (rue)

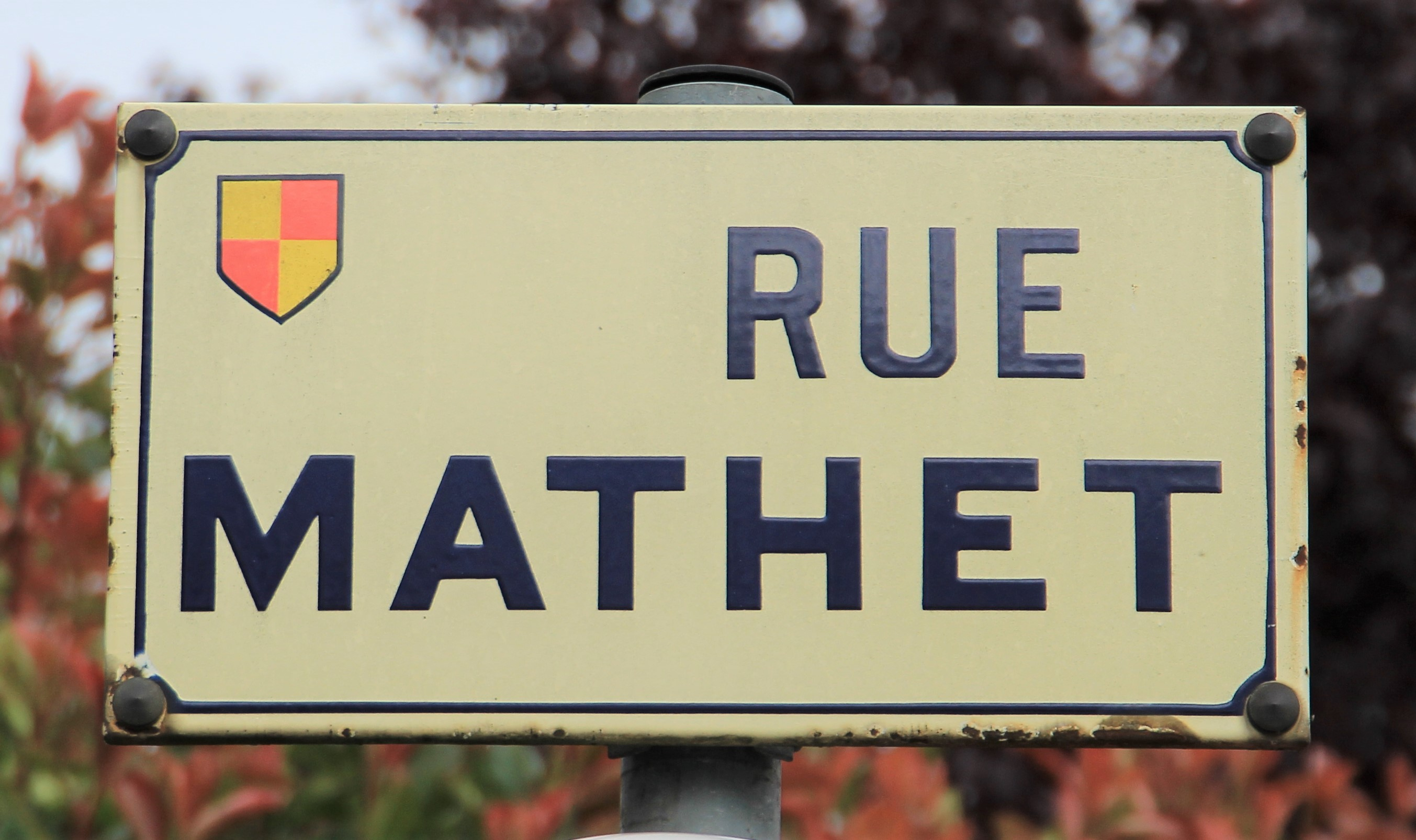

### Matisse (rue)
La municipalité rend hommage à l'artiste peintre Henri Matisse (1869-1954).

### Mauhourat (chemin de)
En occitan,  Mauhourat de maou hourat signifie « mauvais trou ».
On y trouve l’entrée secondaire du haras national.

### Maurice-Ravel (rue)
La municipalité rend hommage au compositeur Maurice-Ravel (1875-1937).

### Maurice-Utrillo (rue)

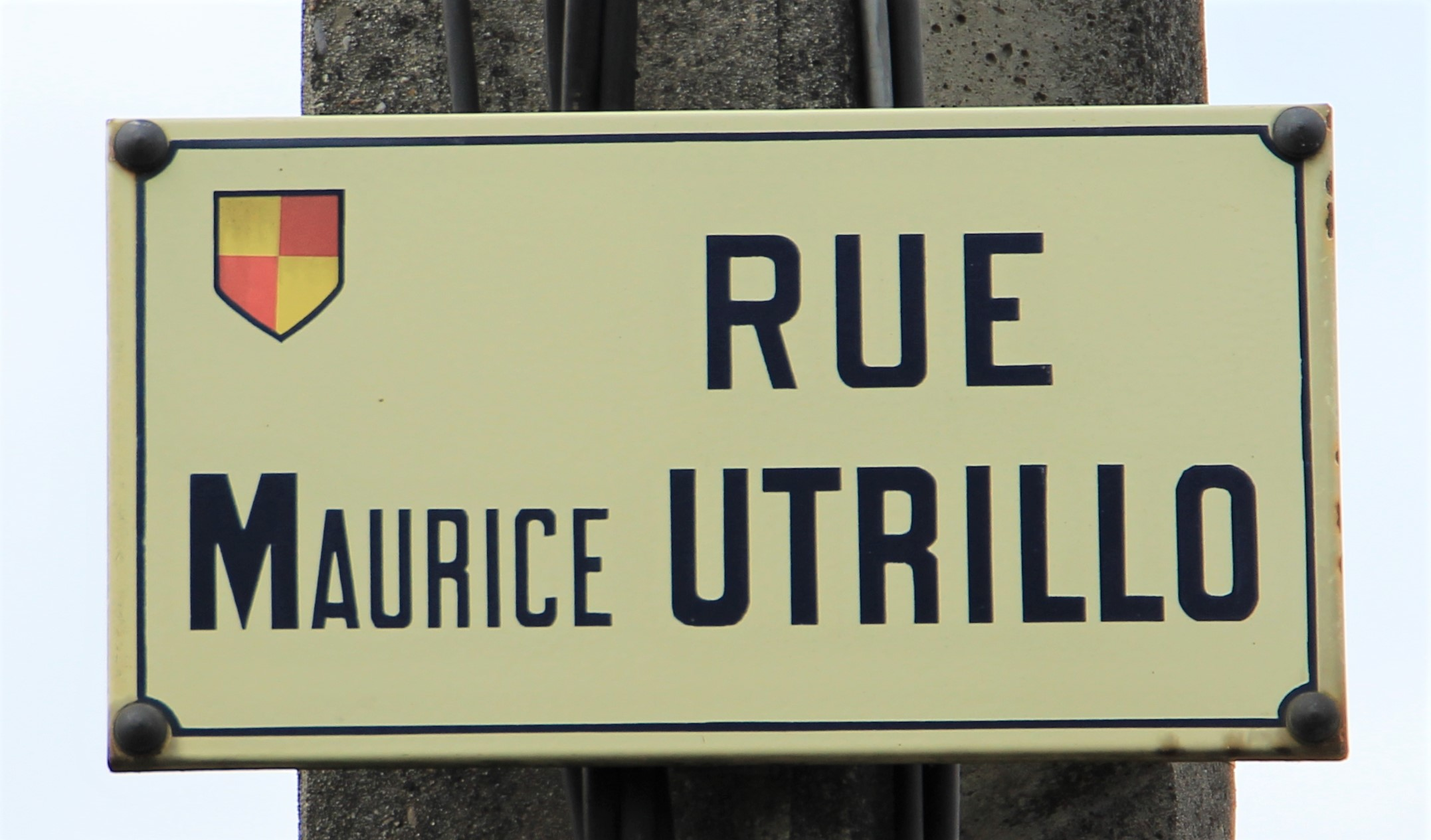

La municipalité rend hommage à l'artiste peintre Maurice Utrillo (1883-1955).

### Mesclin (rue)

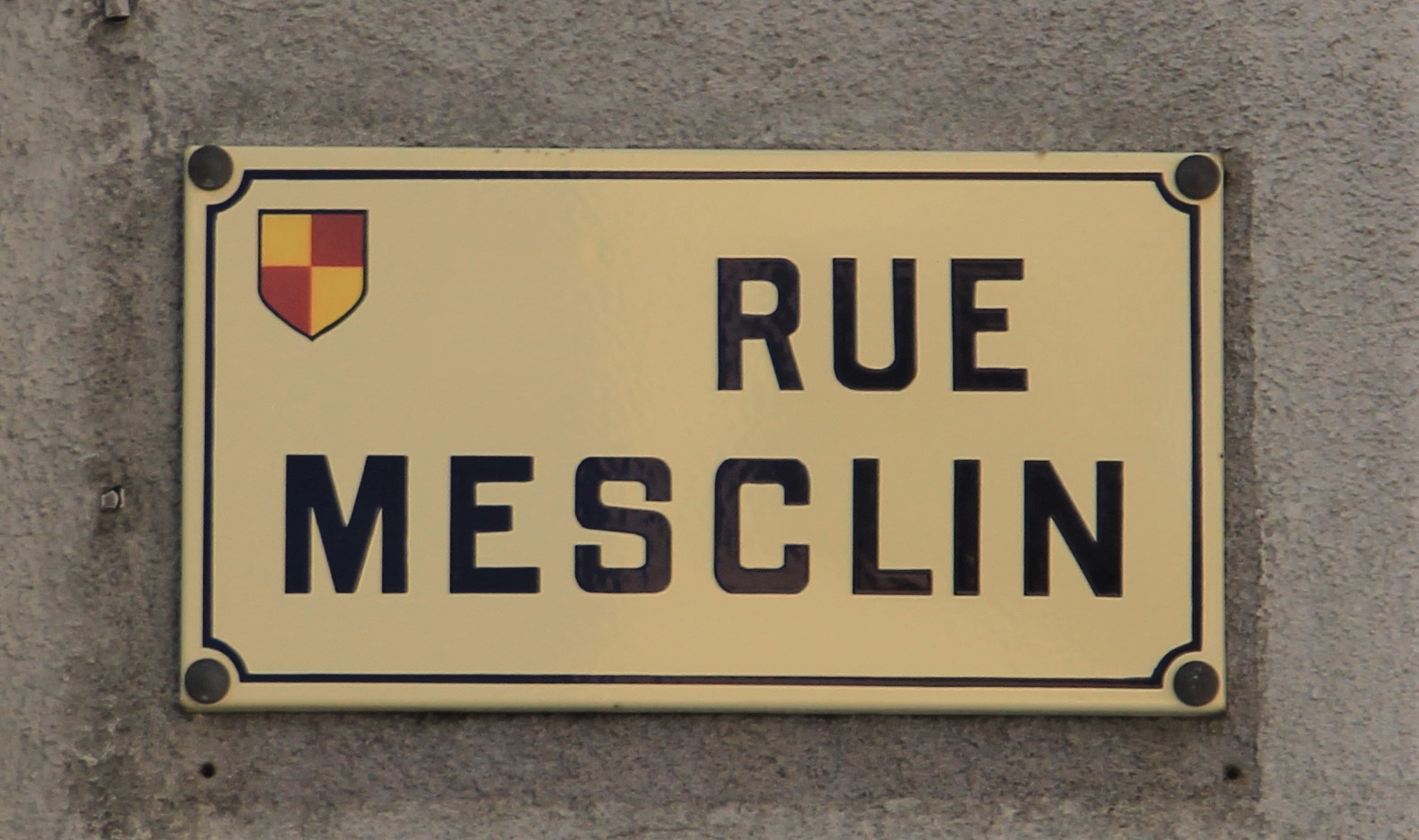

### Meuse (impasse de la)

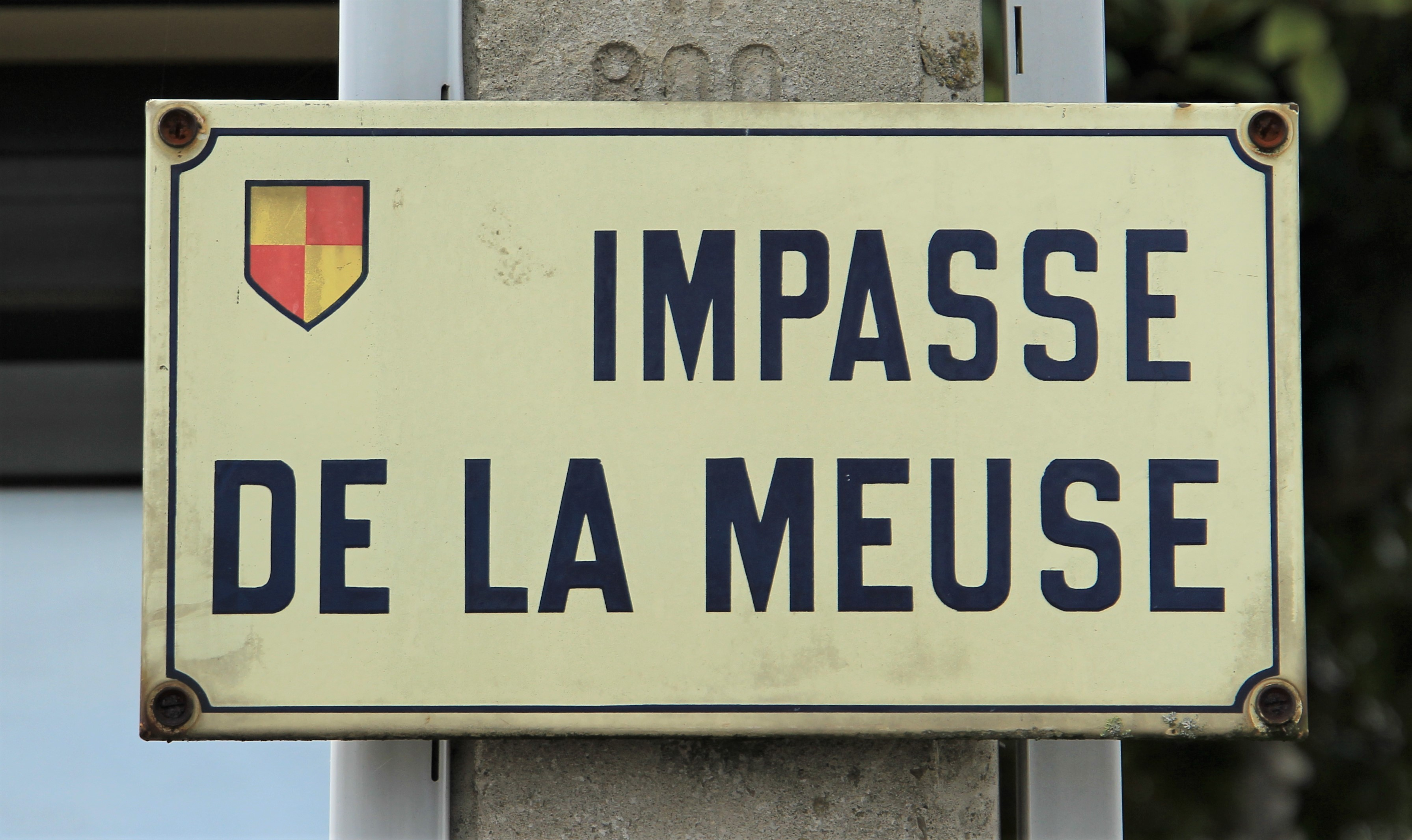

Qui fait référence à une division territoriale de la France, la Meuse.

### Michelet (rue)

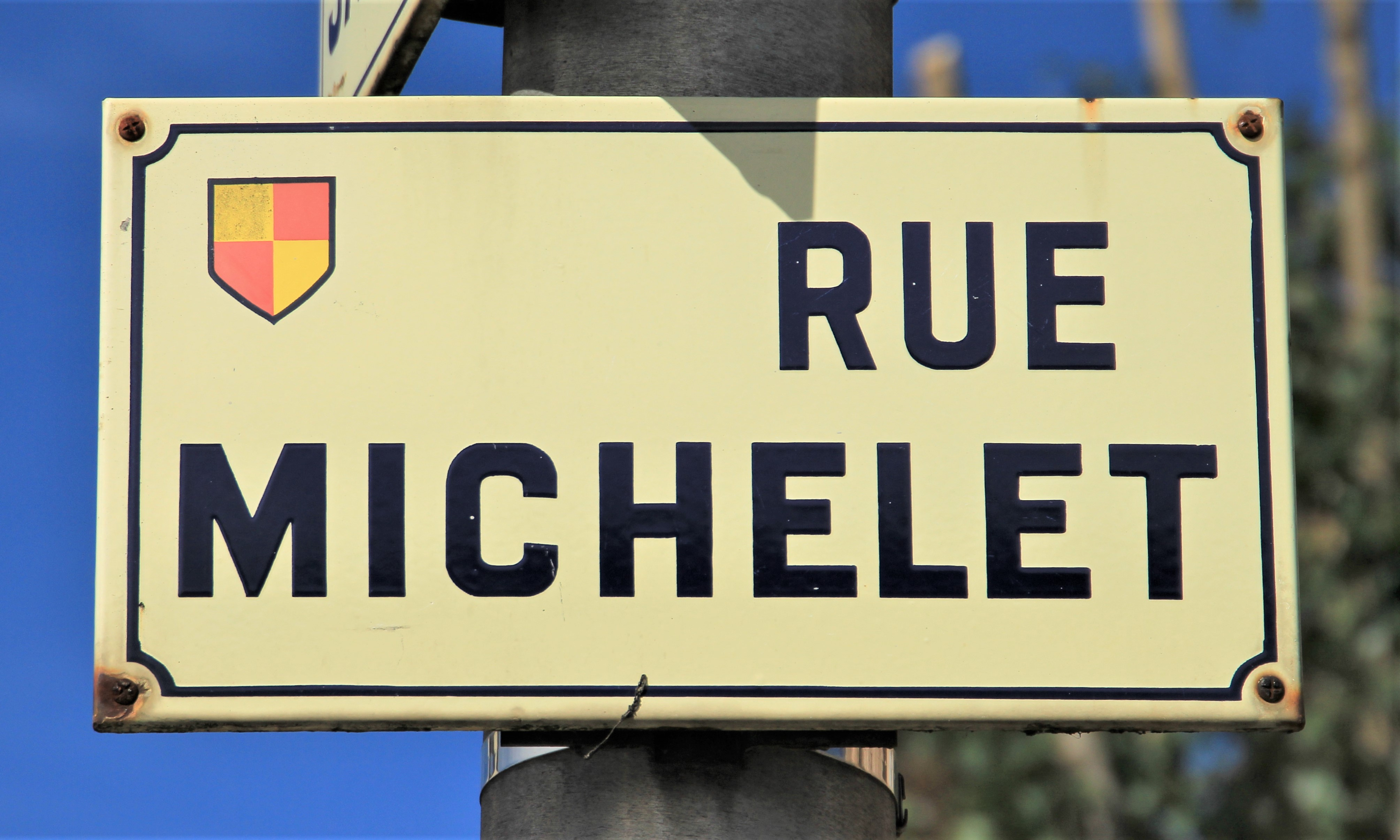

La municipalité rend hommage à l'historien Jules Michelet (1798-1874).

### Mimosas (rue des)

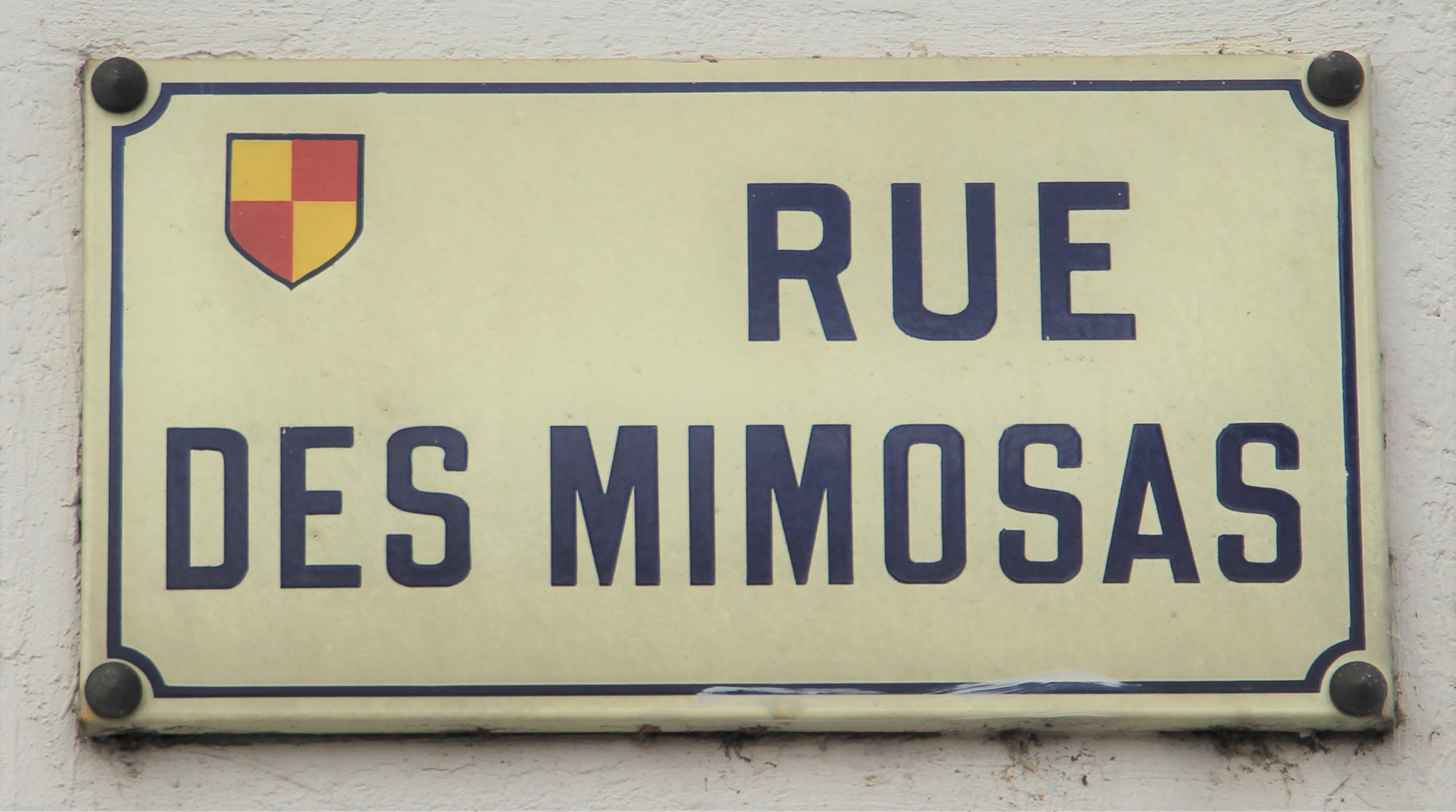

### Miqueu-de-Camelat (impasse)

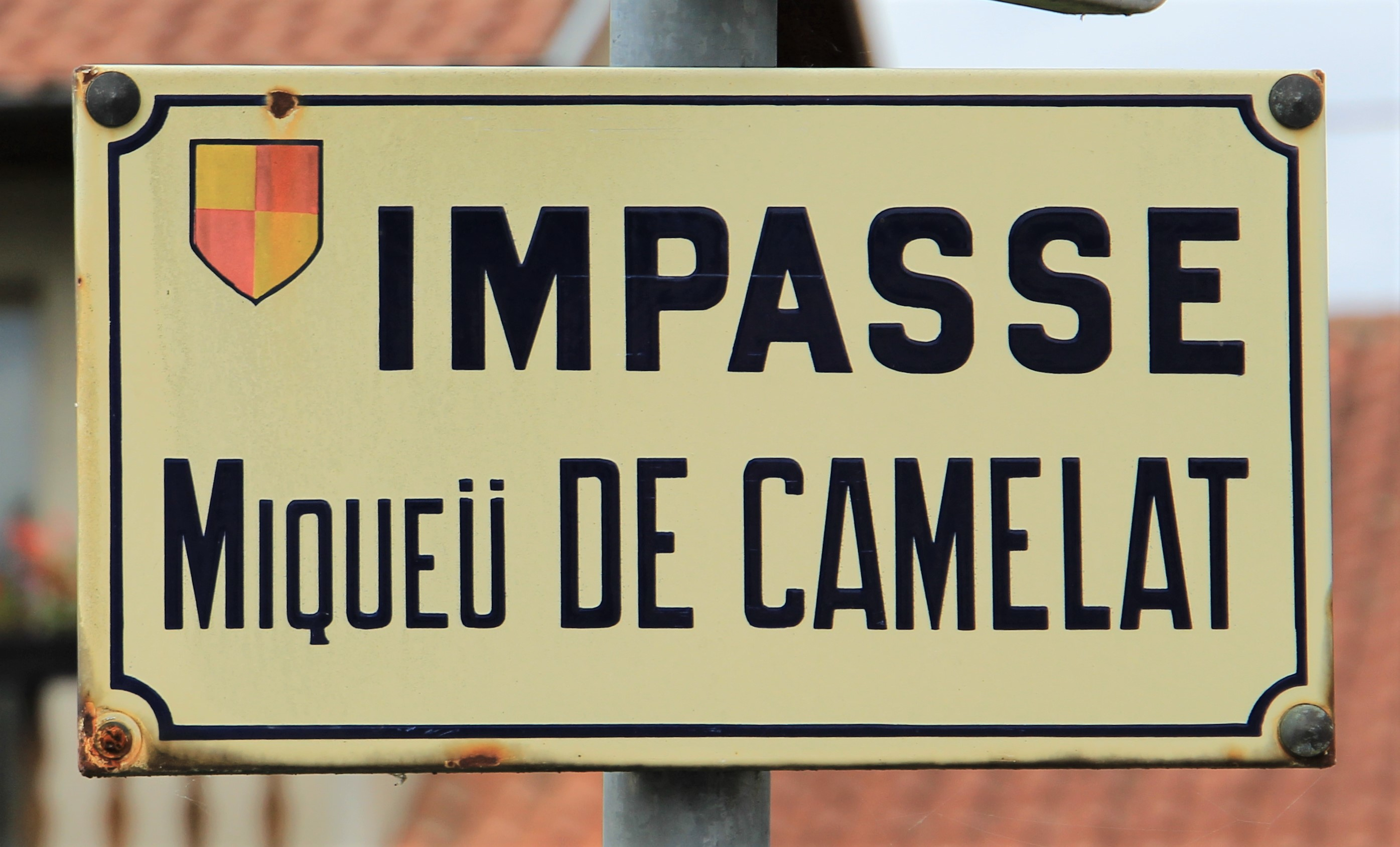

La municipalité rend hommage au félibre Michel Camélat (1871-1962), natif des Hautes-Pyrénées.

### Molière (rue)

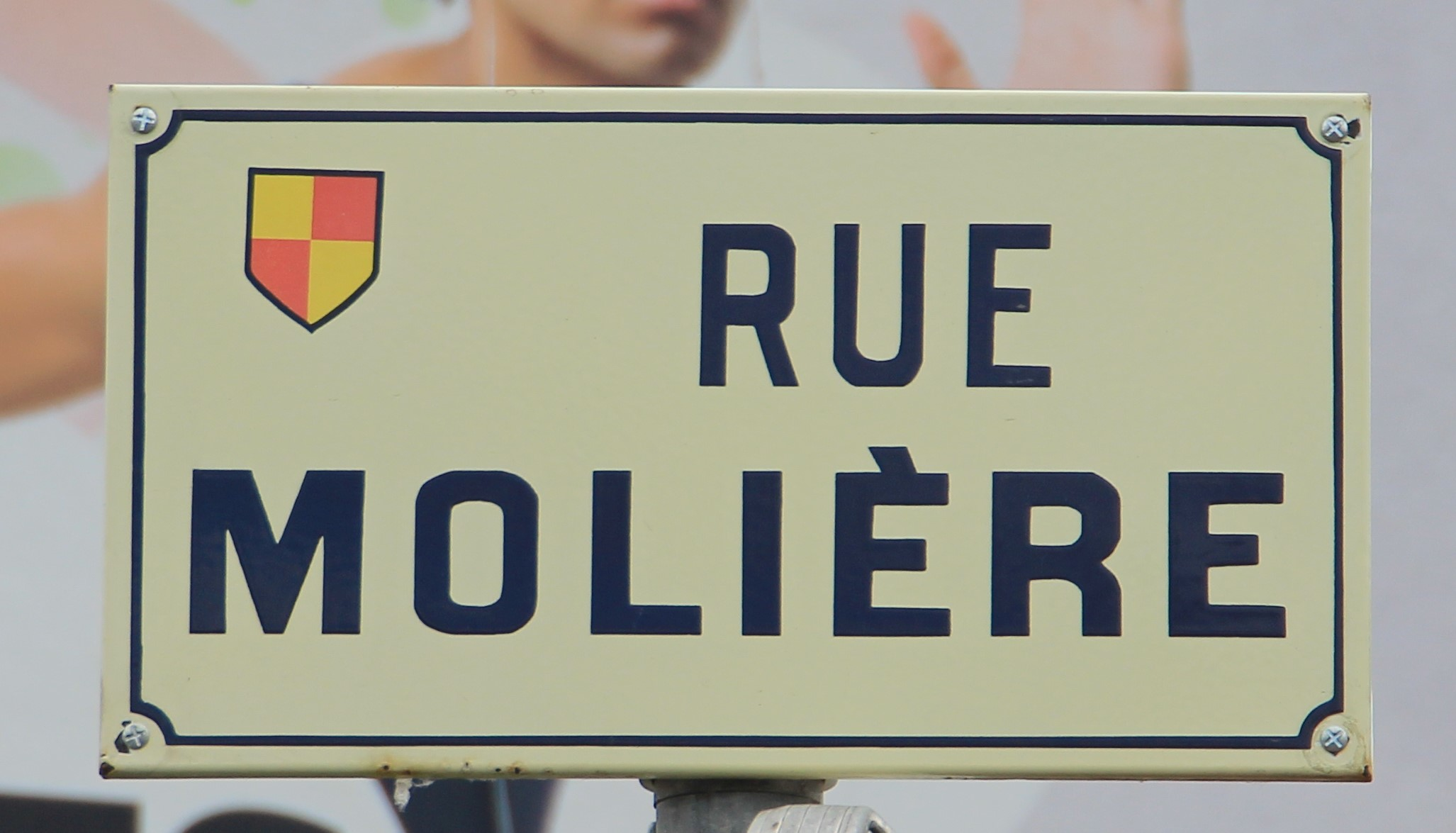

La municipalité rend hommage au dramaturge Molière (1622-1673).

### Monaco (rue de)
Elle est située dans le quartier de Laubadère.

### Monseigneur Théas (rue)

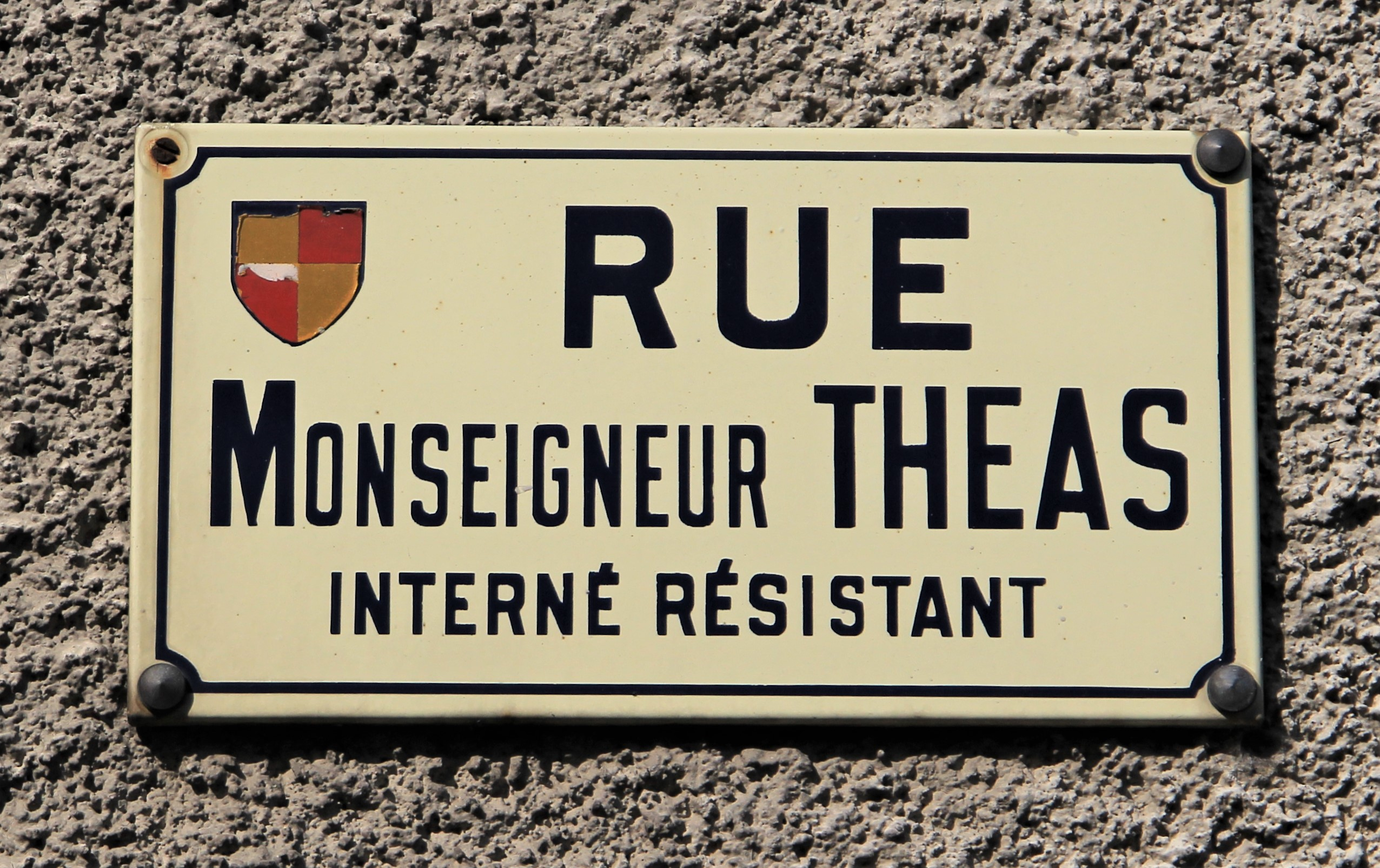

La municipalité rend hommage à Pierre-Marie Théas, interné résistant, (1894-1977).

### Montaigne (rue)
La municipalité rend hommage au philosophe Michel de Montaigne (1533-1592).

### Montaut (place)

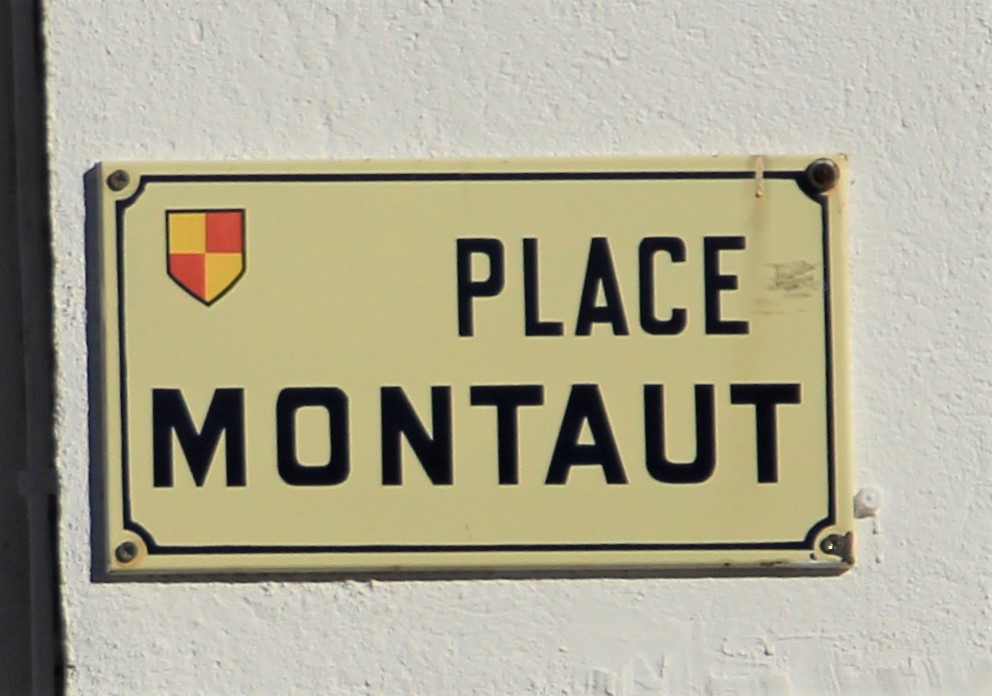

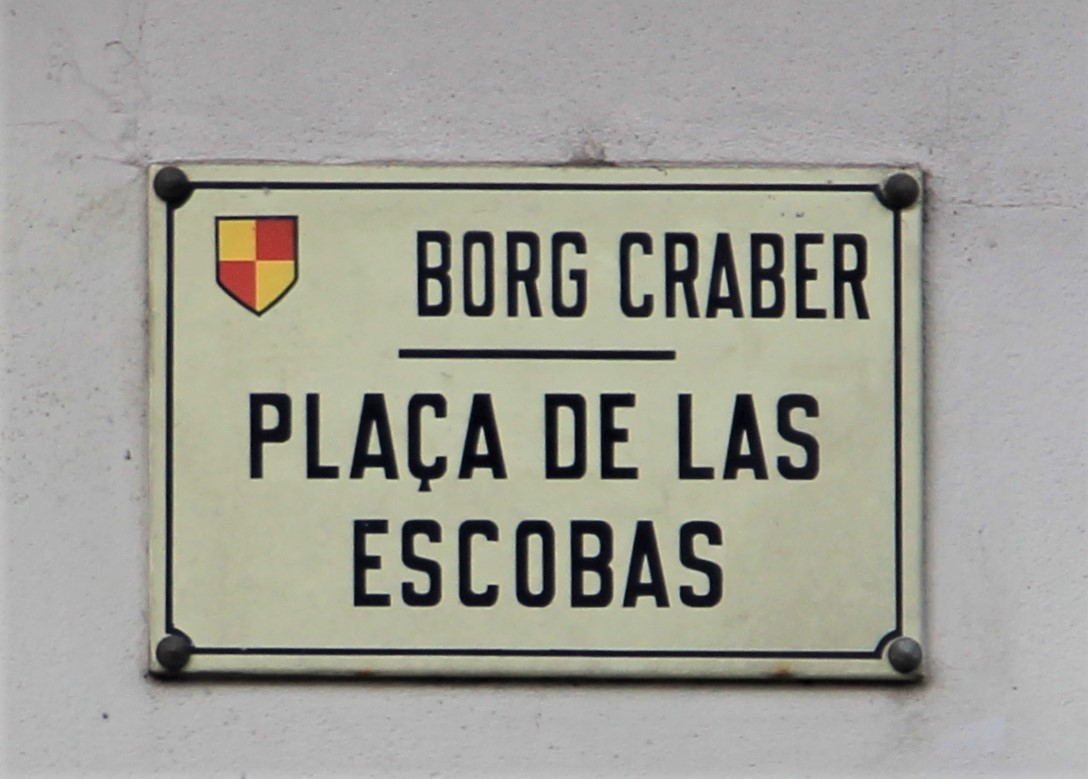

La rue se nommait anciennement : plaça de las escoba qui signifie place des balais (ancien quartier des chèvres). On y trouve la fontaine Montaut.

### Montesquieu (rue)

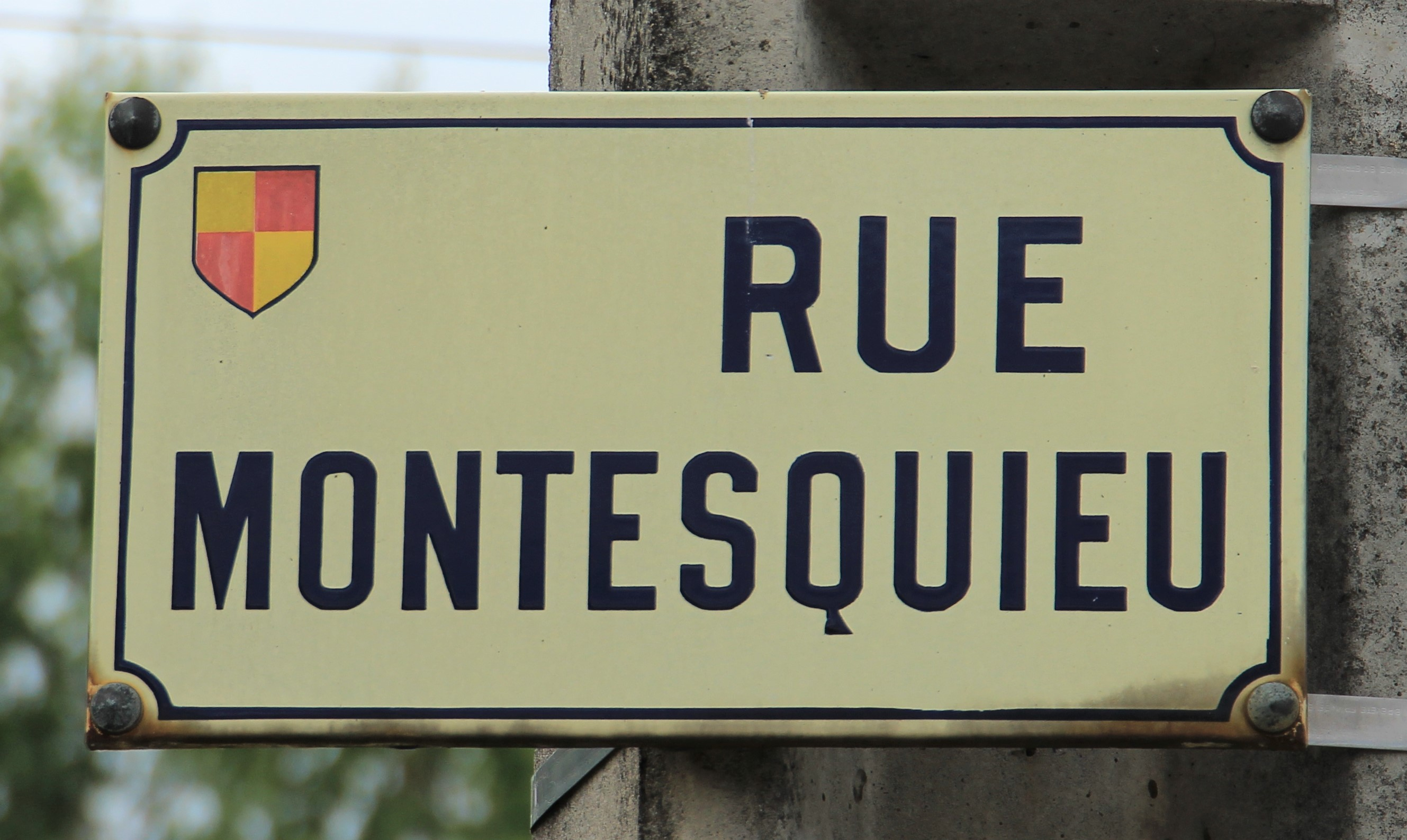

La municipalité rend hommage au philosophe Montesquieu (1689-1755).

### Morane-Saulnier (rue)
La municipalité rend hommage aux aviateurs Robert et Léon Morane et ingénieur Raymond Saulnier.

### Mouysset (boulevard)
La municipalité rend hommage à la famille Mouysset qui était propriétaire du terrain sur lequel est construite la cité du même nom, qui a aussi donné son nom au quartier Mouysset.
La famille Mouysset repose au cimetière Saint-Jean.

## N

### Nansouty (rue)

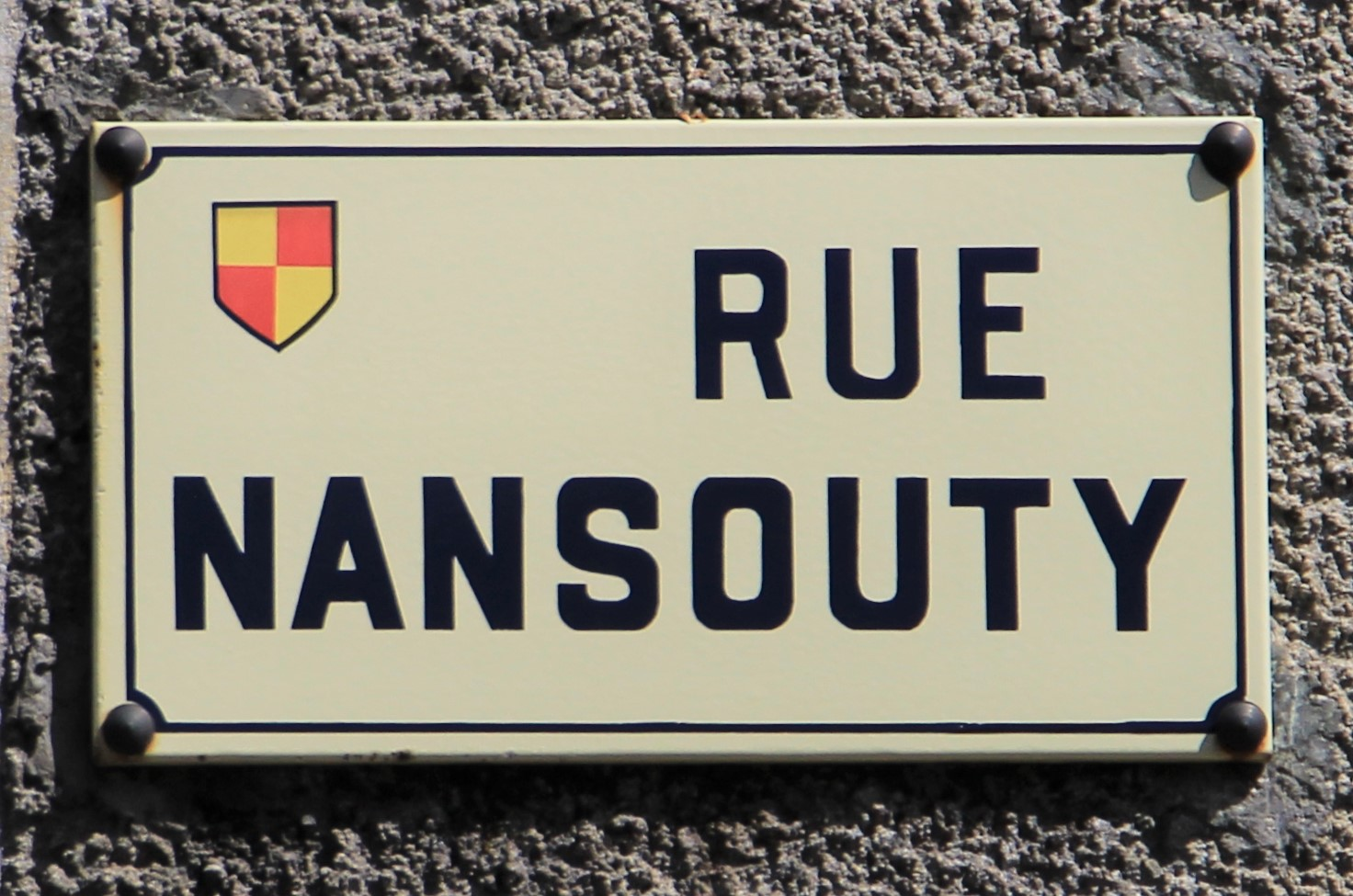

La municipalité rend hommage à Charles-Marie-Étienne Champion Dubois de Nansouty (1815-1895) créateur de l’observatoire du pic du Midi de Bigorre.

### Navarre (rue de la)

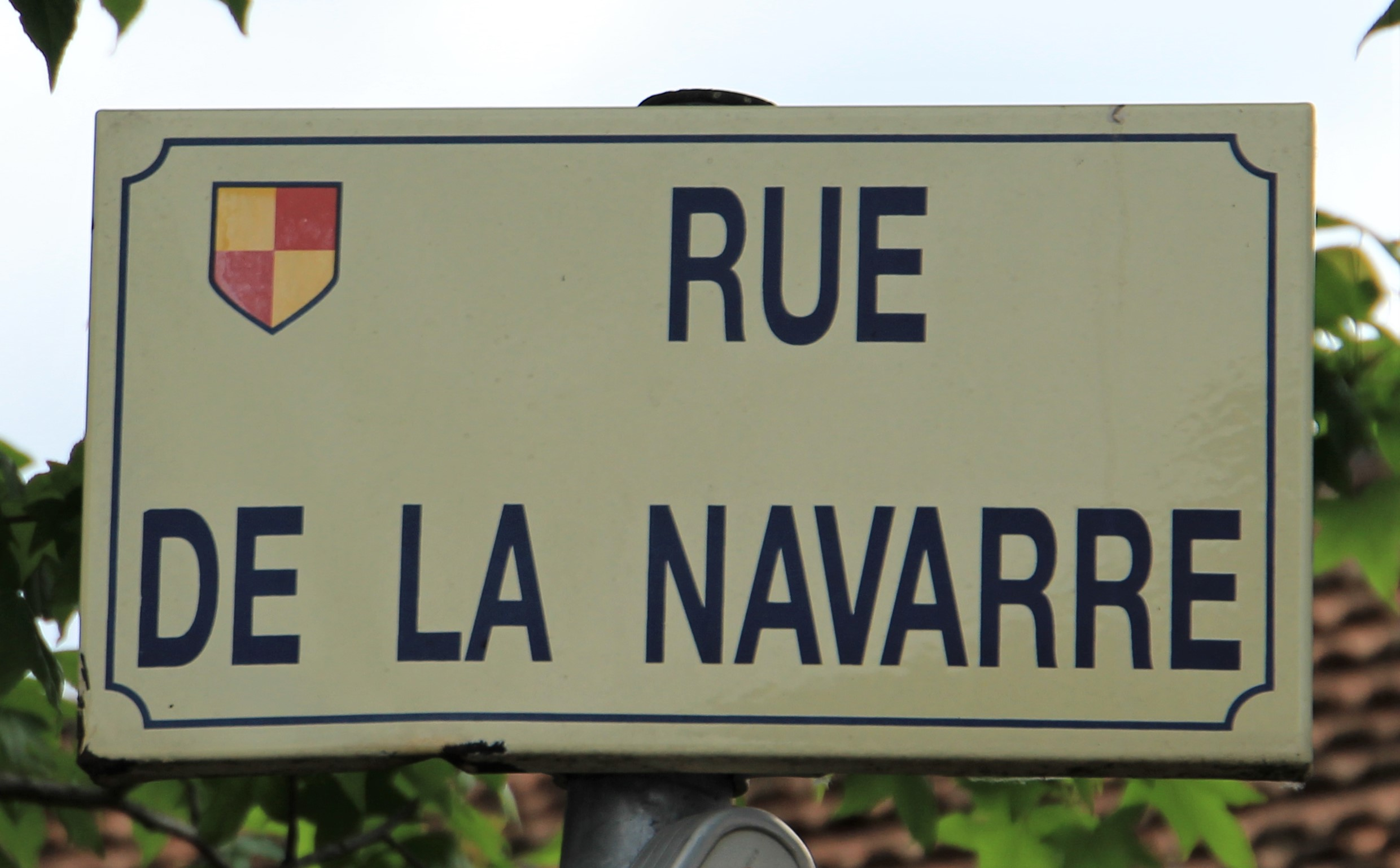

Qui fait référence à une division territoriale de la France, la Navarre, elle est située dans le quartier de Laubadère.

### Neil-Armstrong (rue)
La municipalité rend hommage à l'astronaute Neil Armstrong (1930-2012).

### Neste (impasse de la)
Qui fait référence à la géographie des Hautes-Pyrénées, le ruisseau de la Neste.

### Nicolas-Poussin (rue)

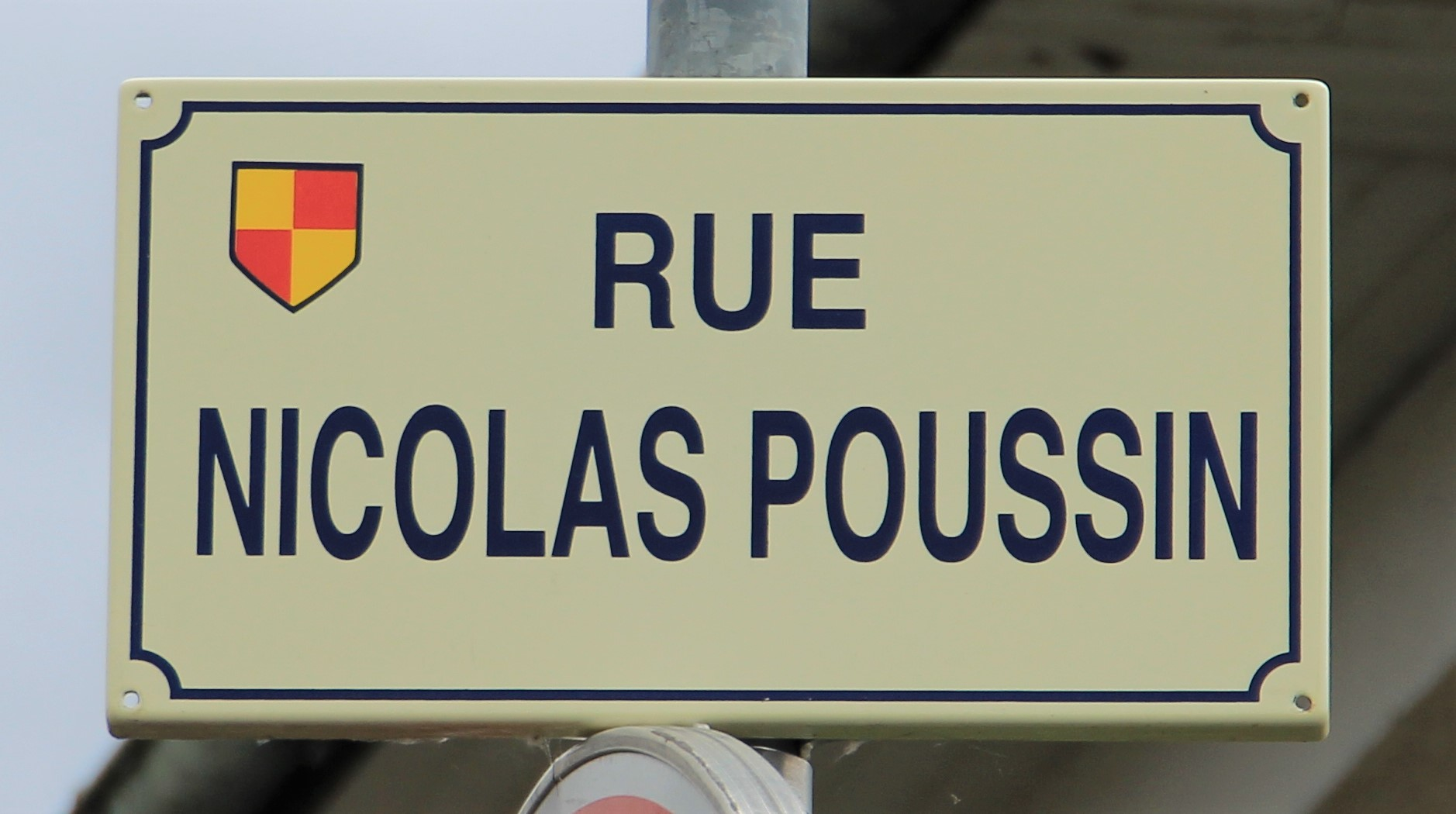

La municipalité rend hommage à l'artiste peintre Nicolas Poussin (1594-1665).

### Normandie (rue de la)

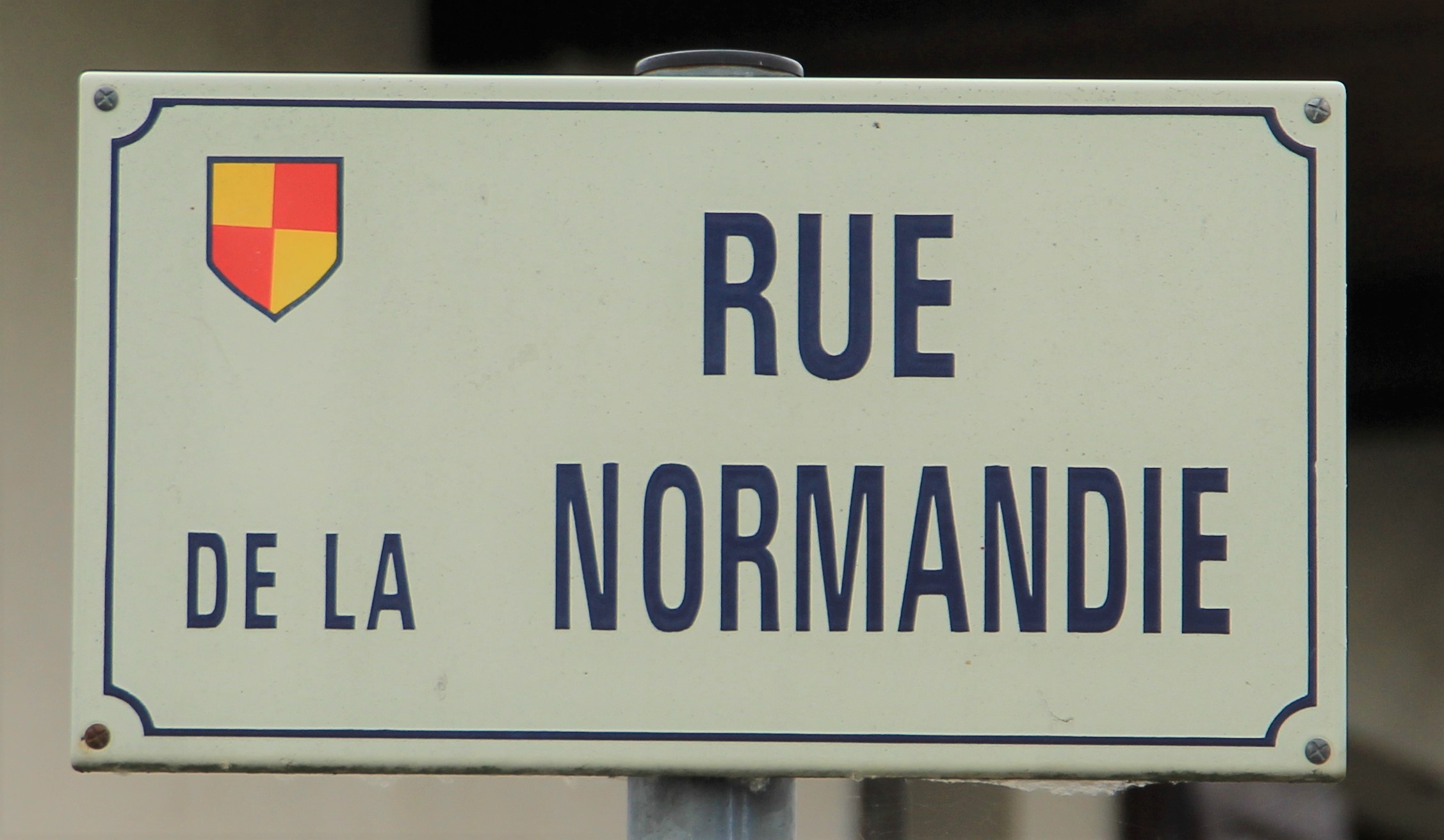

Qui fait référence à une division territoriale de la France, la Normandie, elle est située dans le quartier de Laubadère.

## O

### Odos (chemin d')
Du nom de la commune d'Odos qui jouxte au sud la ville de Tarbes.

### Orée (rue de l')

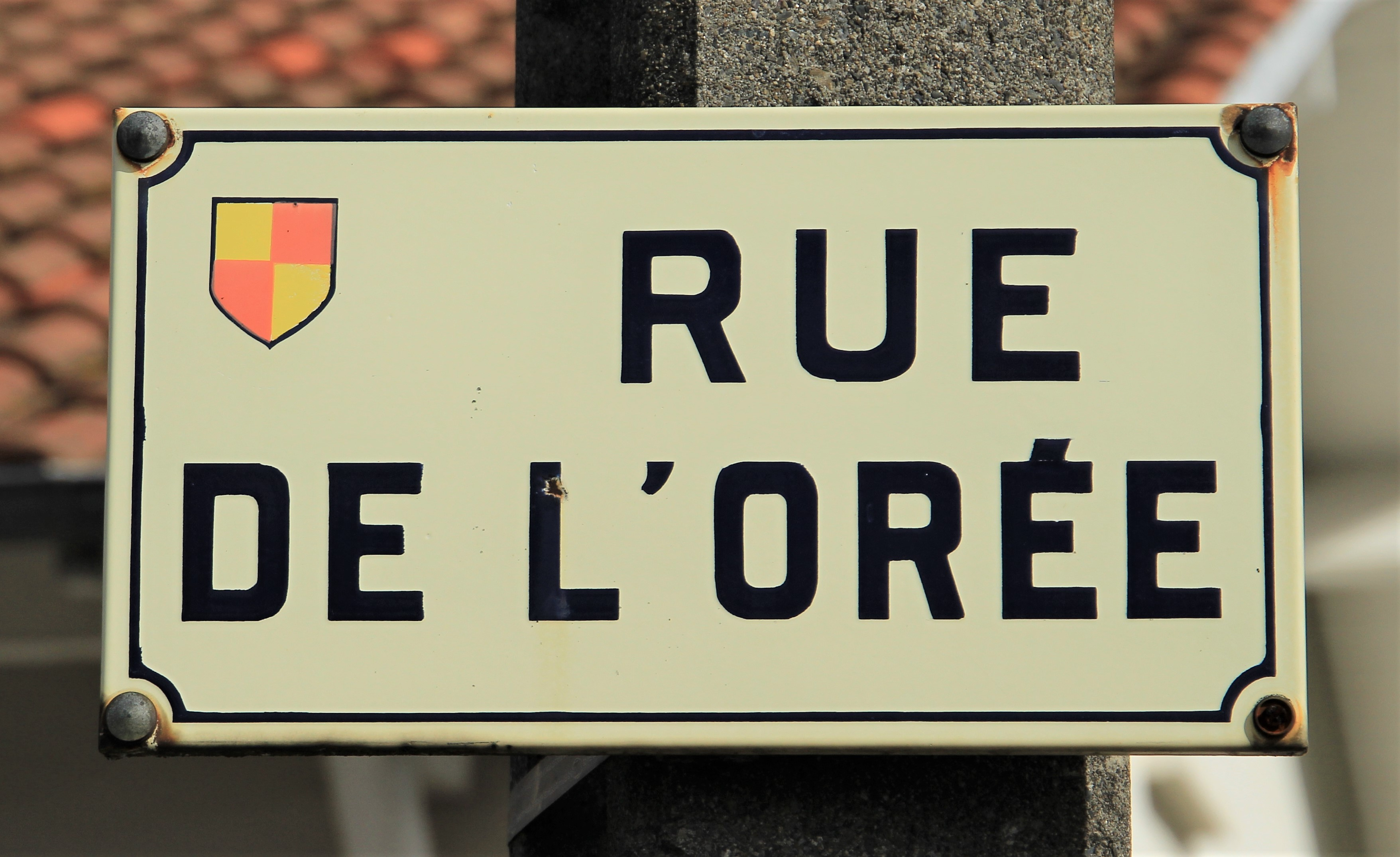

### Ormeau (chemin de l')
On y trouve le parc Paul Chastellain.

### Ossau (rue de l')
Qui fait référence à la géographie des Pyrénées, la vallée d'Ossau.

### Oussouet (impasse de l')
Qui fait référence à la géographie des Hautes-Pyrénées, le ruisseau de l'Oussouet.

## P

### Parmentier (place)
La place se nommait anciennement : plaça  Sent Peir qui signifie place Saint-Pierre.

### Pasteur (rue)
La municipalité rend hommage au scientifique et chimiste Louis Pasteur (1822-1895).

### Patrick-Baudry (rue)
La municipalité rend hommage au spationaute Patrick Baudry.

### Pau (route de)
D817, ancien tronçon de la N 117 en direction de Pau.

### Paul-Bert (rue)

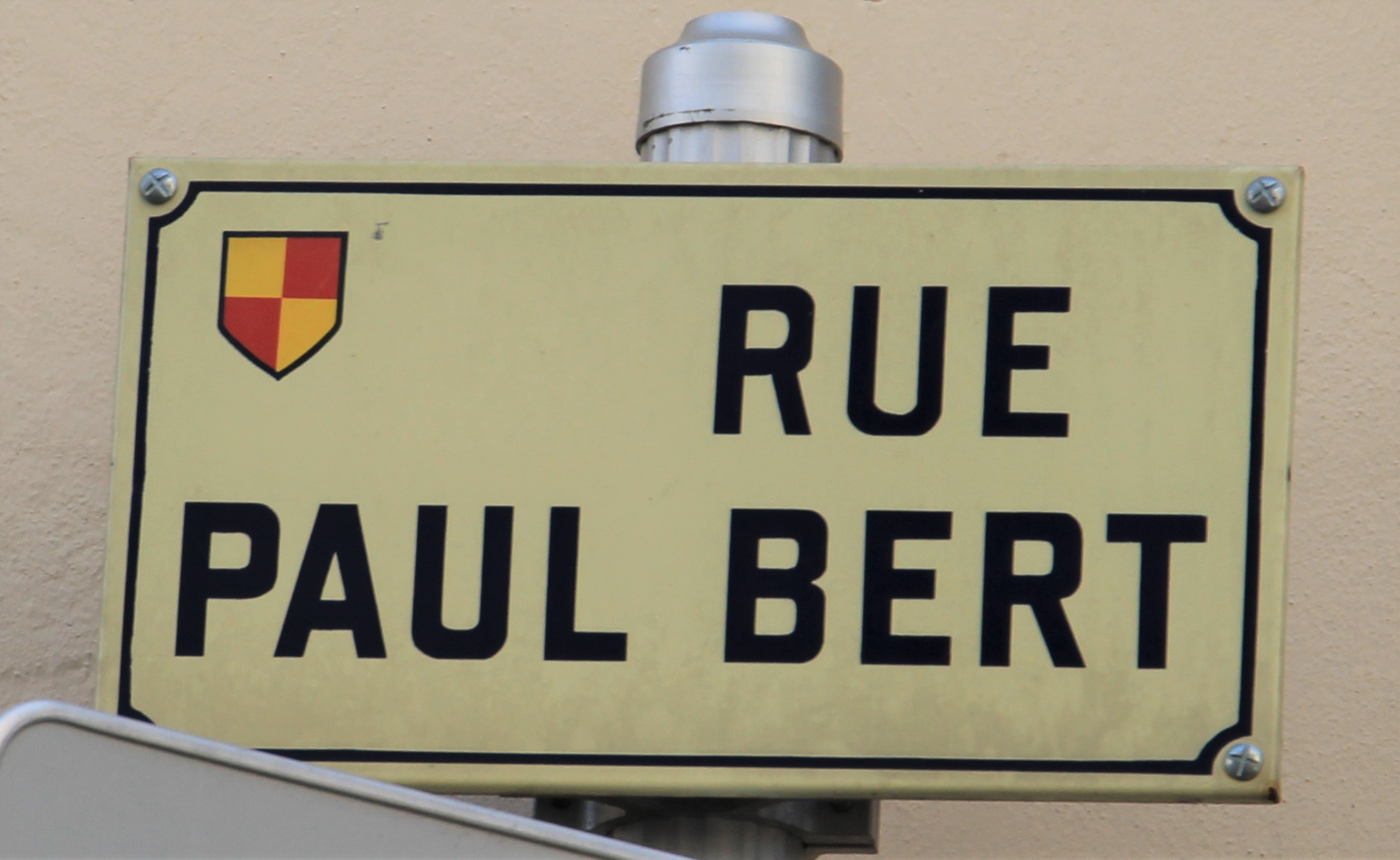

### Paul-Cézanne (rue)

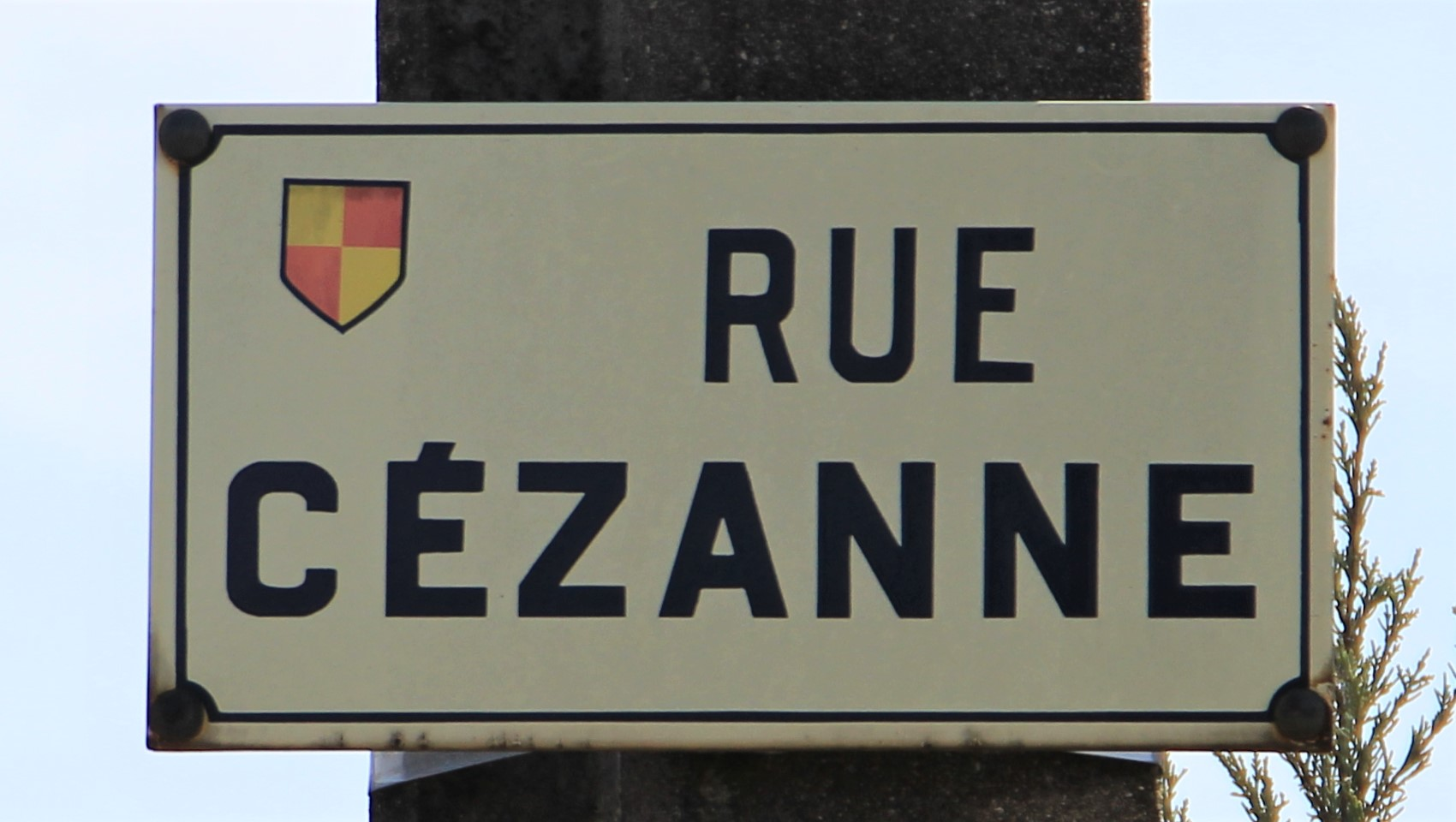

La municipalité rend hommage à l'artiste peintre Paul Cézanne (1839-1906).

### Paul-Langevin (rue)
La municipalité rend hommage au physicien] Paul Langevin (1872-1946).

### Paul-Mieille (rue)
La municipalité rend hommage au professeur Paul Mieille (1859-1933) mort à Tarbes.

### Paul-Painlevé (rue)
La municipalité rend hommage au mathématicien Paul Painlevé (1863-1933).

### Paul-Verlaine (rue)

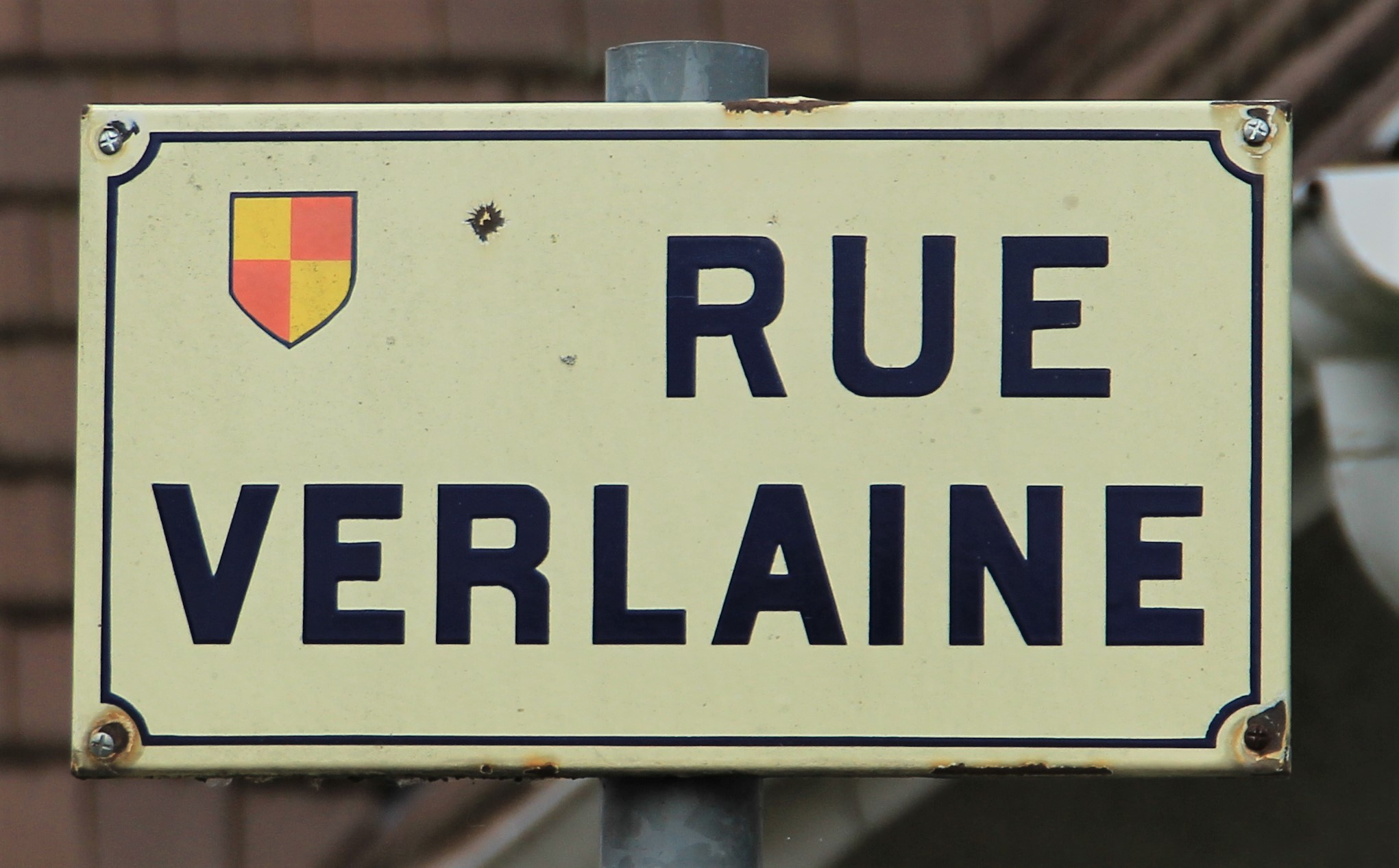

La municipalité rend hommage au poète Paul Verlaine (1844-1896).

### Périgord (rue du)

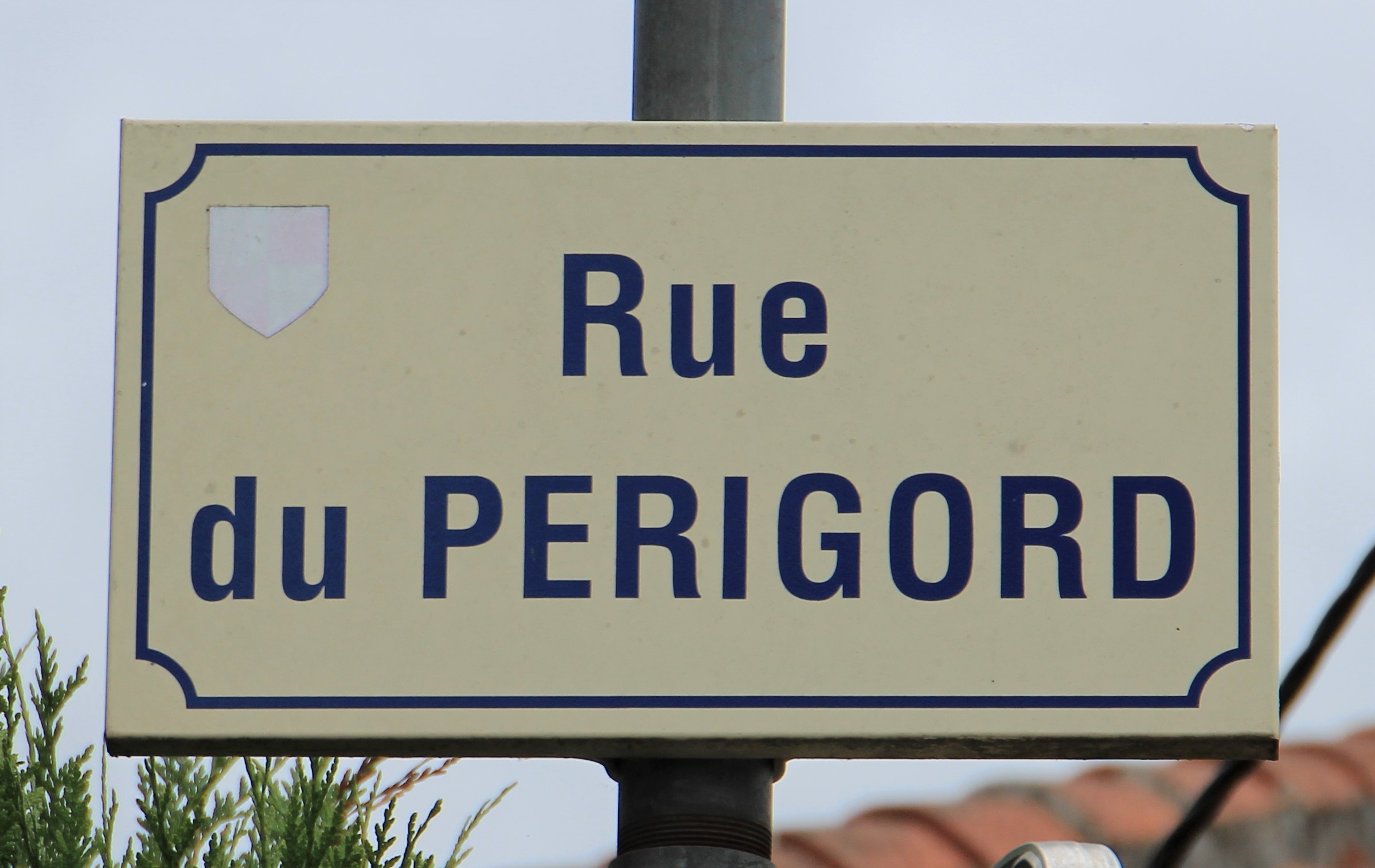

Qui fait référence à une division territoriale de la France, le Périgord, elle est située dans le quartier de Laubadère.

### Philadelphe-de-Gerde (rue)

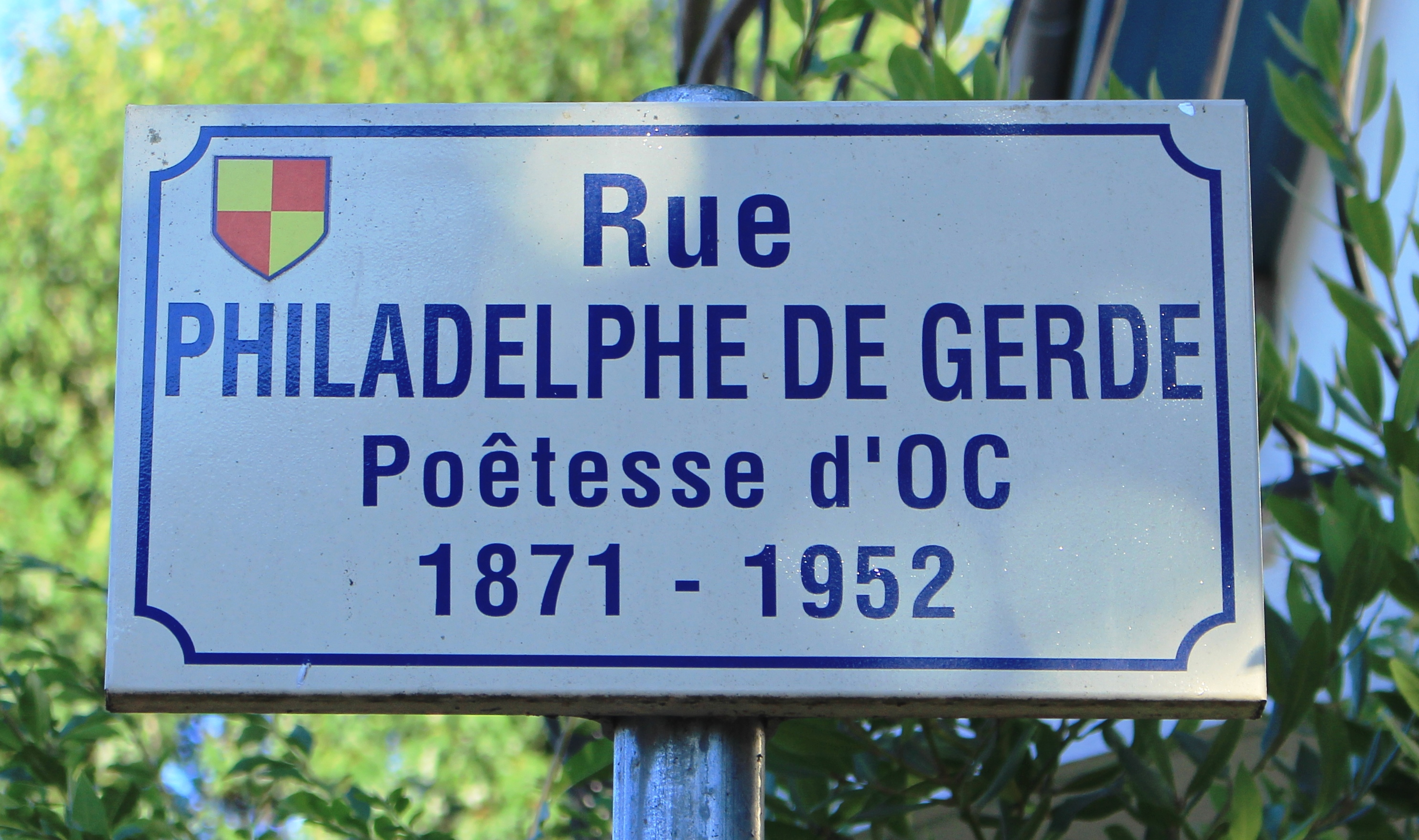

La municipalité rend hommage à la félibresse Philadelphe de Gerde (1871-1952).

### Pic-du-Midi (rue du)

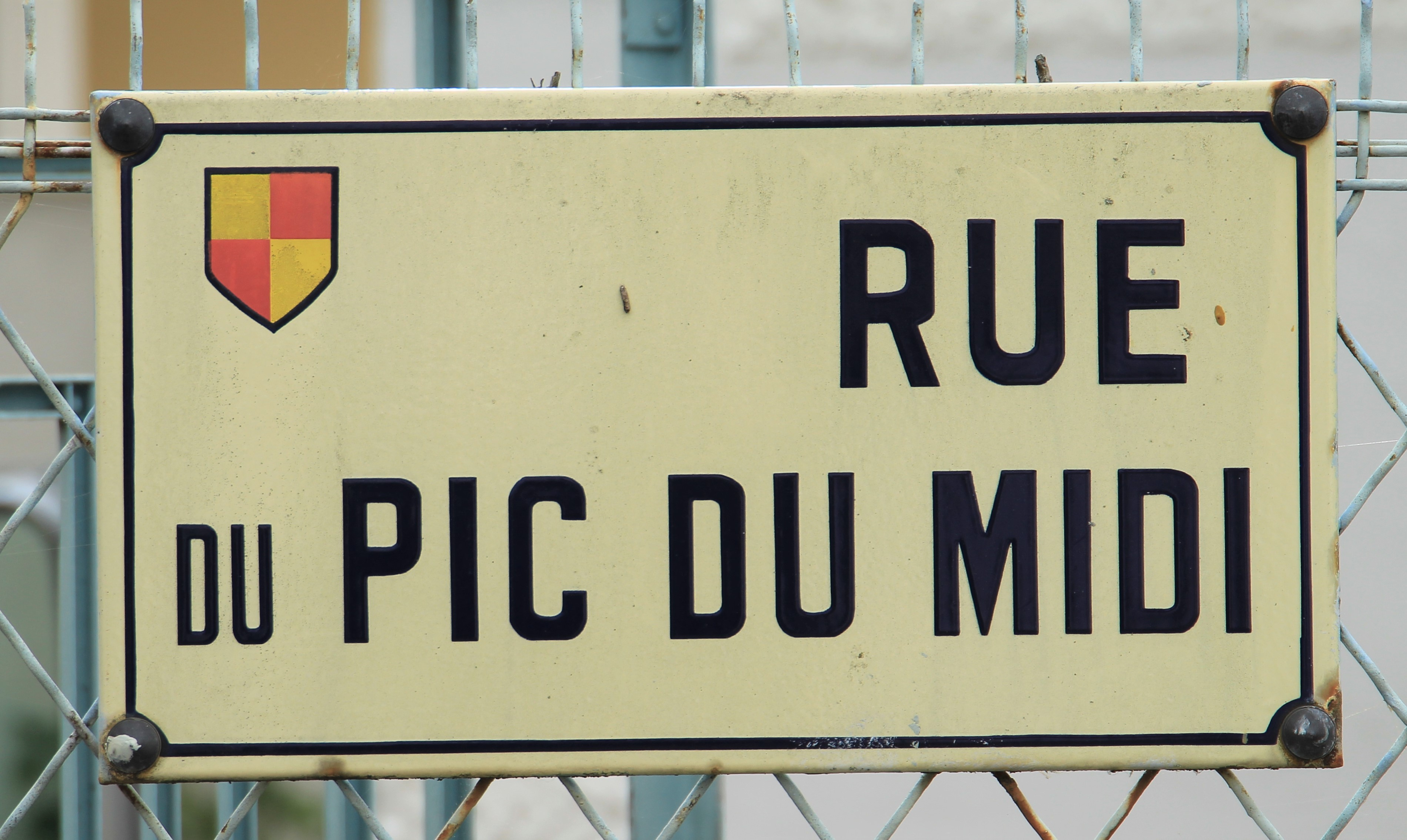

Qui fait référence à la géographie des Hautes-Pyrénées, le sommet du pic du Midi de Bigorre.

### Pic-du-Montaigu (rue du)

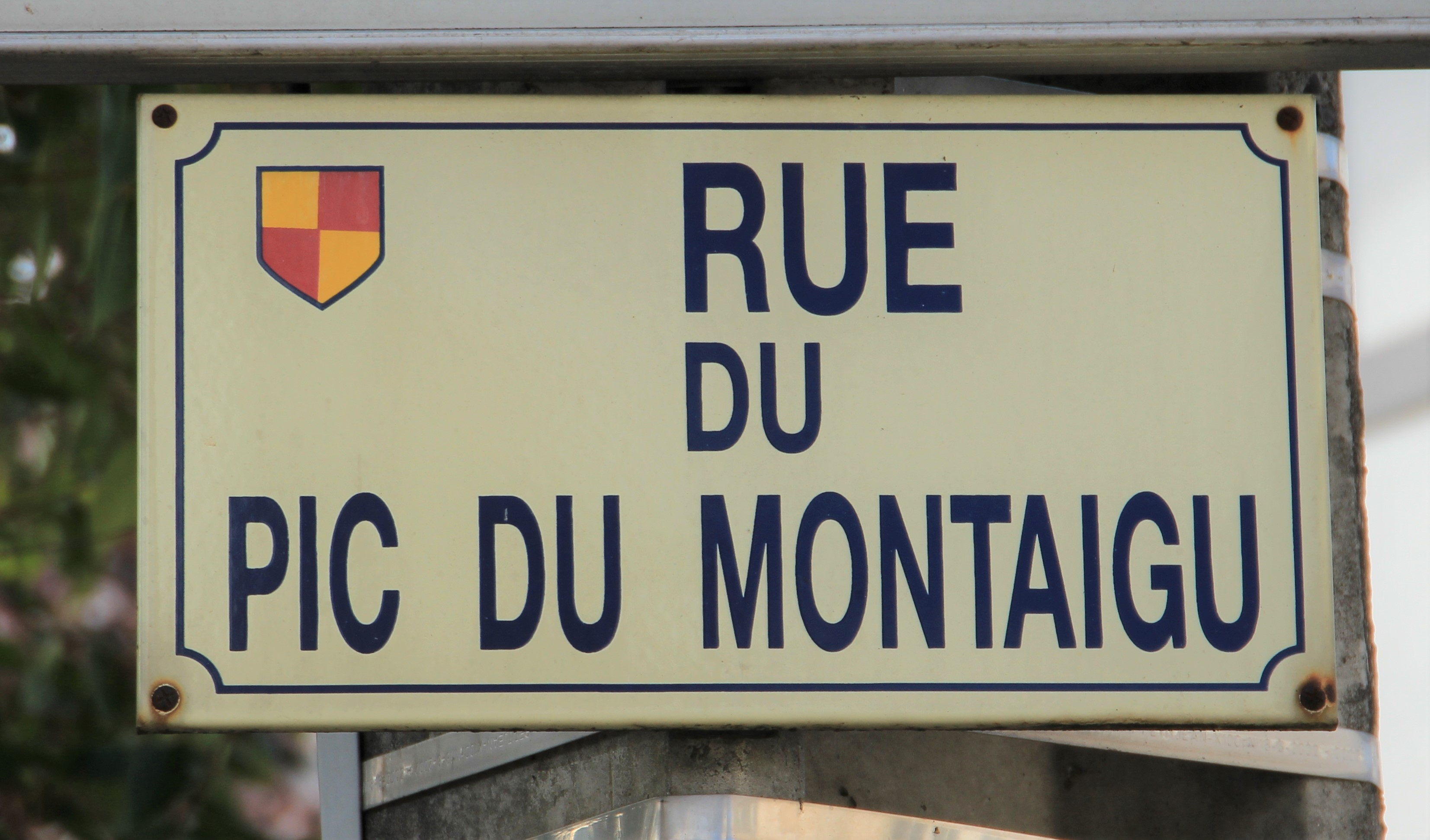

Qui fait référence à la géographie des Hautes-Pyrénées, le sommet du pic du Montaigu.

### Pierre-Cohou (rue)
La municipalité rend hommage à Pierre Cohou, ancien maire de Tarbes de 1944 à 1948, natif de Tarbes.

### Pierre-Latécoère (rue)
La municipalité rend hommage à l'entrepreneur Pierre-Georges Latécoère (18-19), natif des Hautes-Pyrénées.

### Pierre-Loti (rue)
La municipalité rend hommage à l'écrivain Pierre Loti (1850-1923).

### Pierre-Mendès France (rue)
La municipalité rend hommage à l'homme politique Pierre Mendès France (1907-1982).

### Pierre-Paul-Prud-Hon (rue)

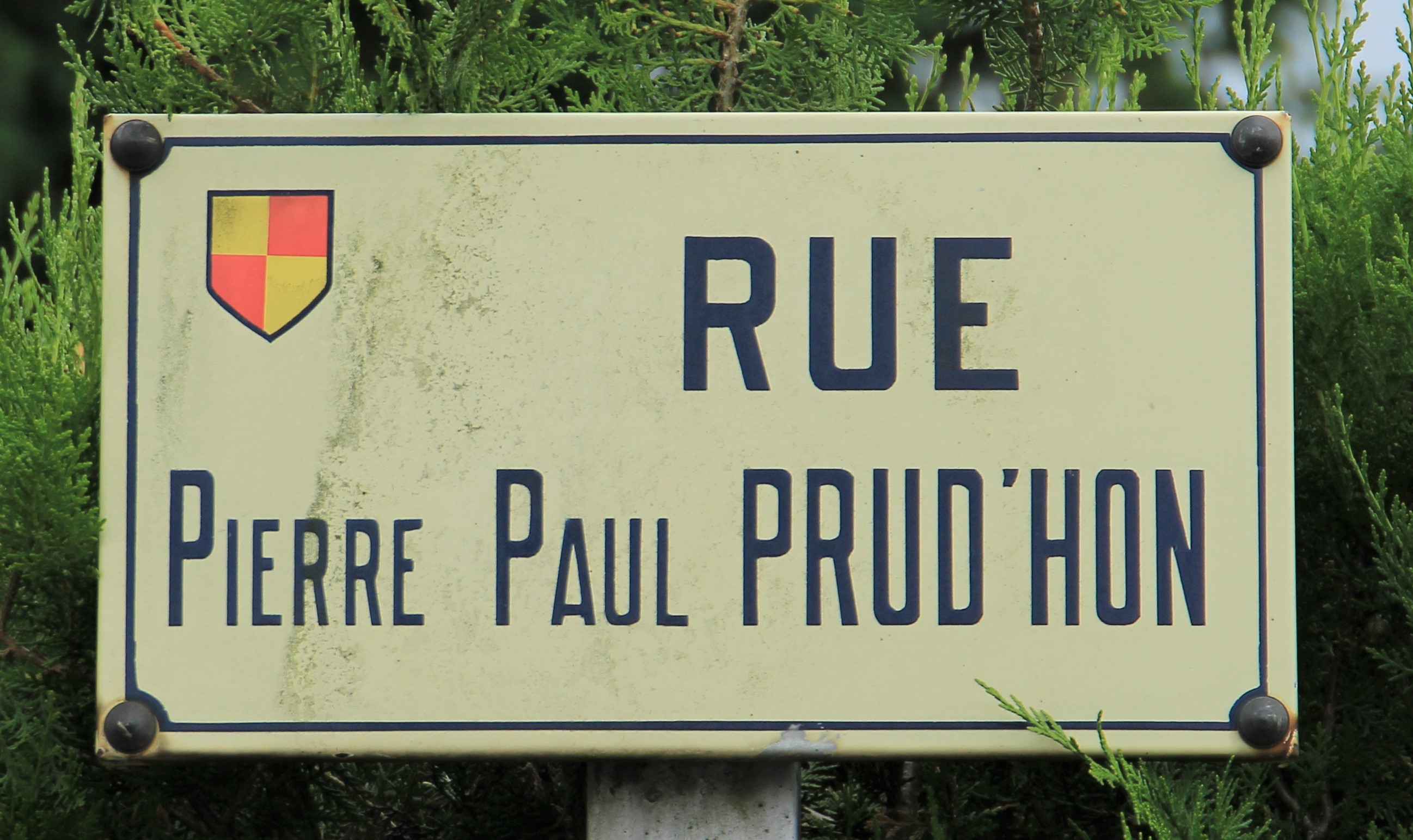

### Pierre-Renaudet (boulevard)

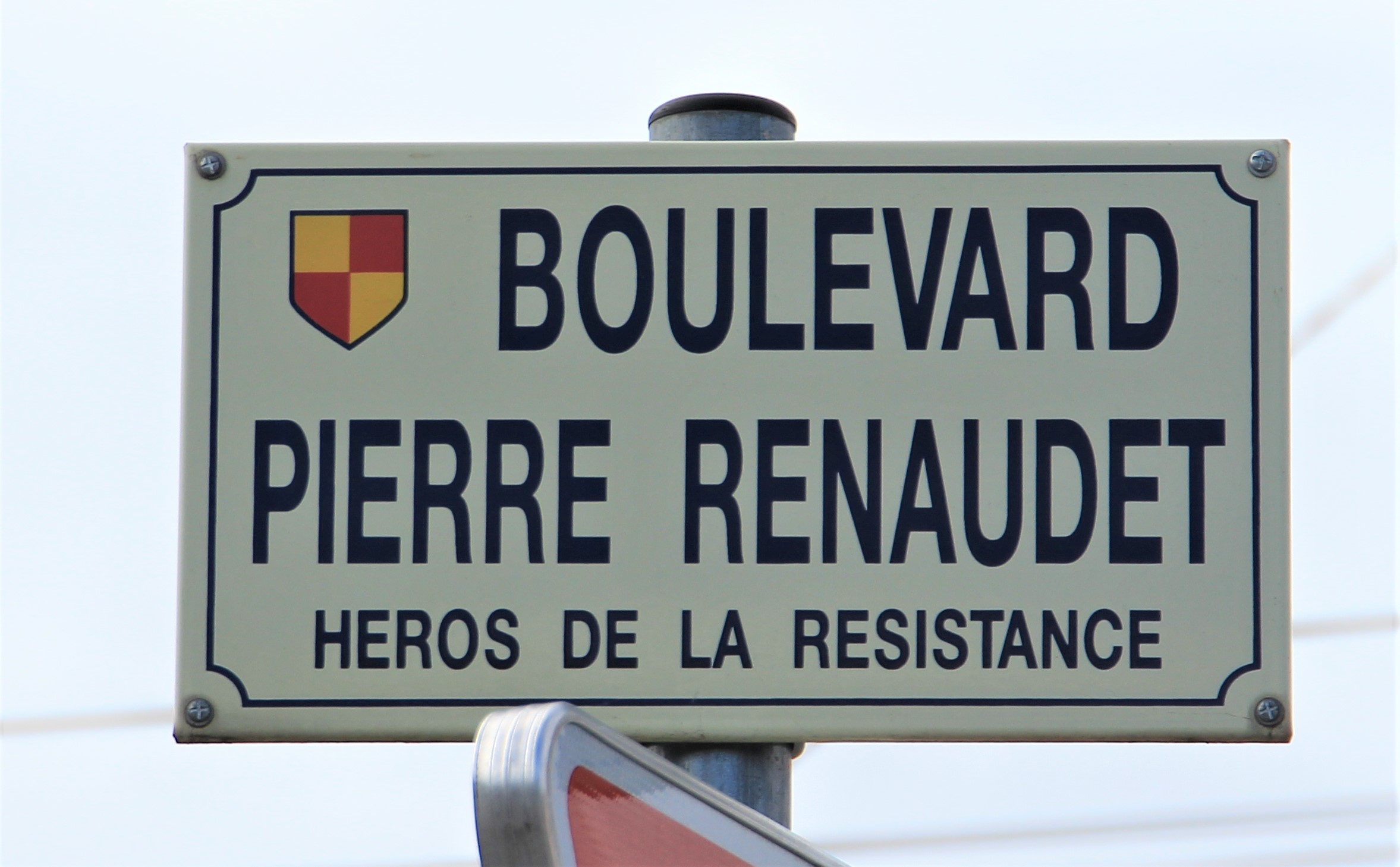

La municipalité rend hommage à Pierre Renaudet héros de la Libération. On y trouve l'Église Saint-Antoine.

### Pierre-de-Coubertin (avenue)

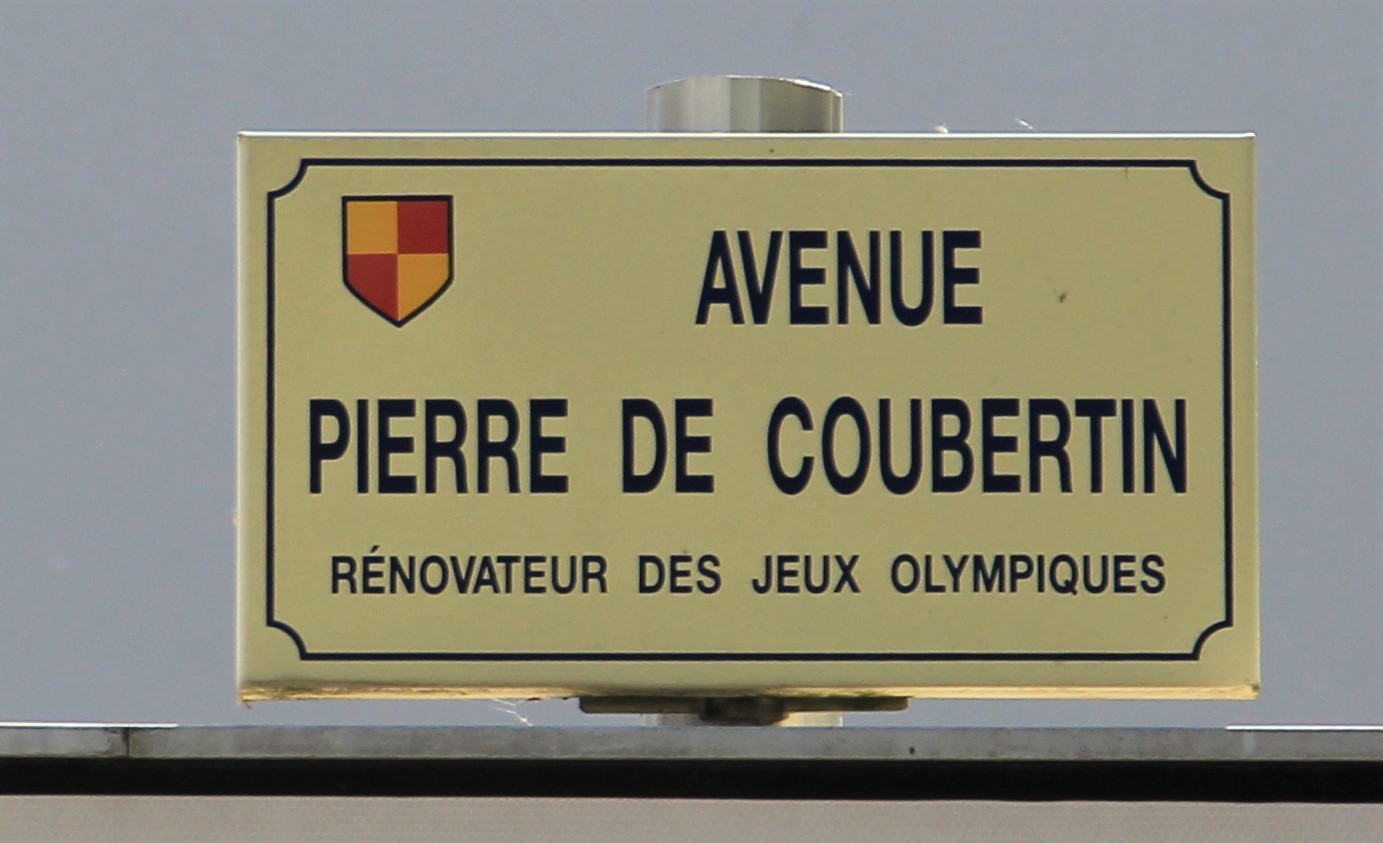

La municipalité rend hommage à Pierre de Coubertin (1863-1937). On y trouve l'entrée nord du stade Maurice-Trélut et l'entrée sud du parc Bel-Air.

### Pierre-de-Fermat (rue)
La municipalité rend hommage à l'mathématicien Pierre de Fermat (XVIIe siècle-1665).

### Poitou (rue du)

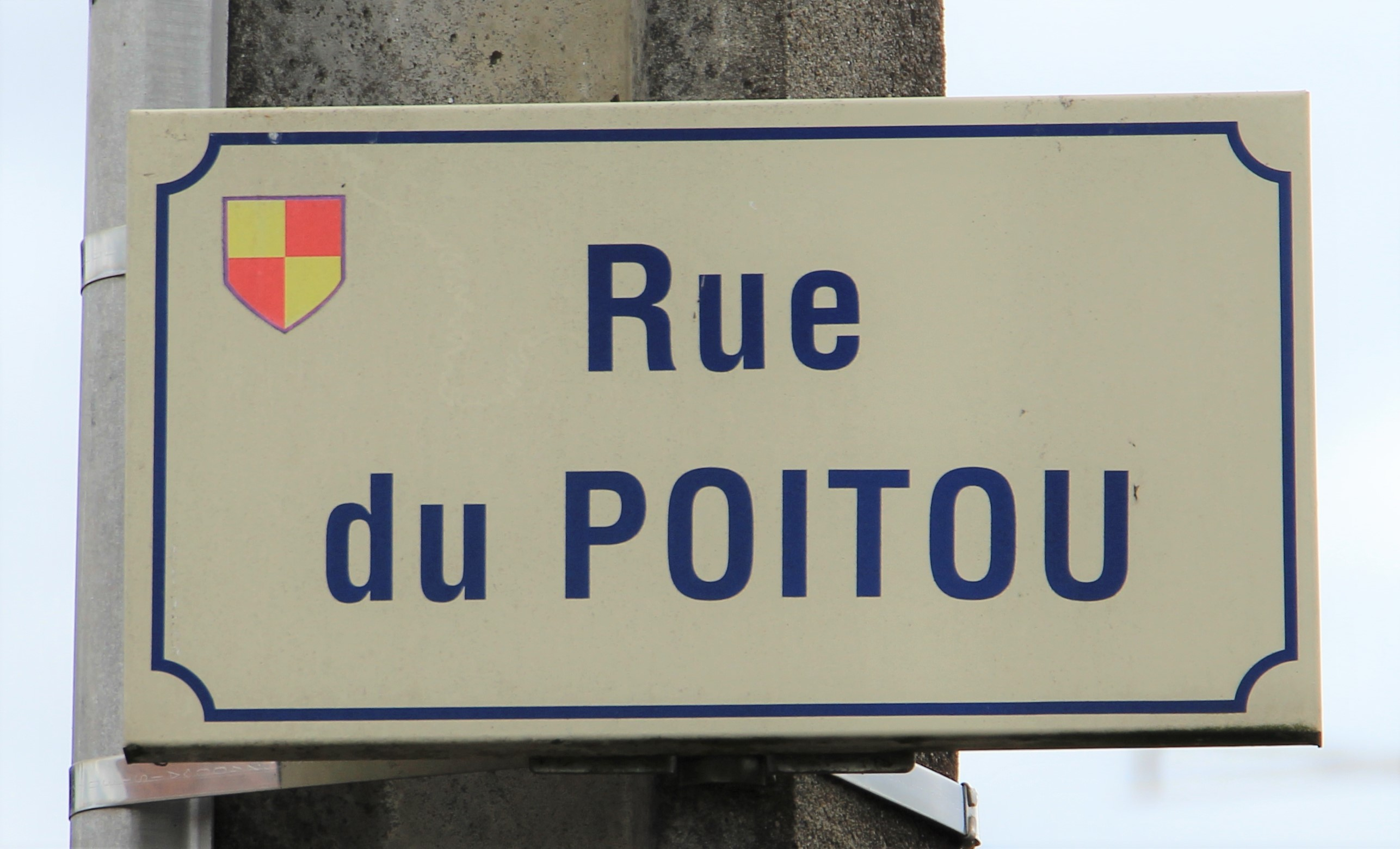

Qui fait référence à une division territoriale de la France, le Poitou.

### Portail-d'Avant (rue du)

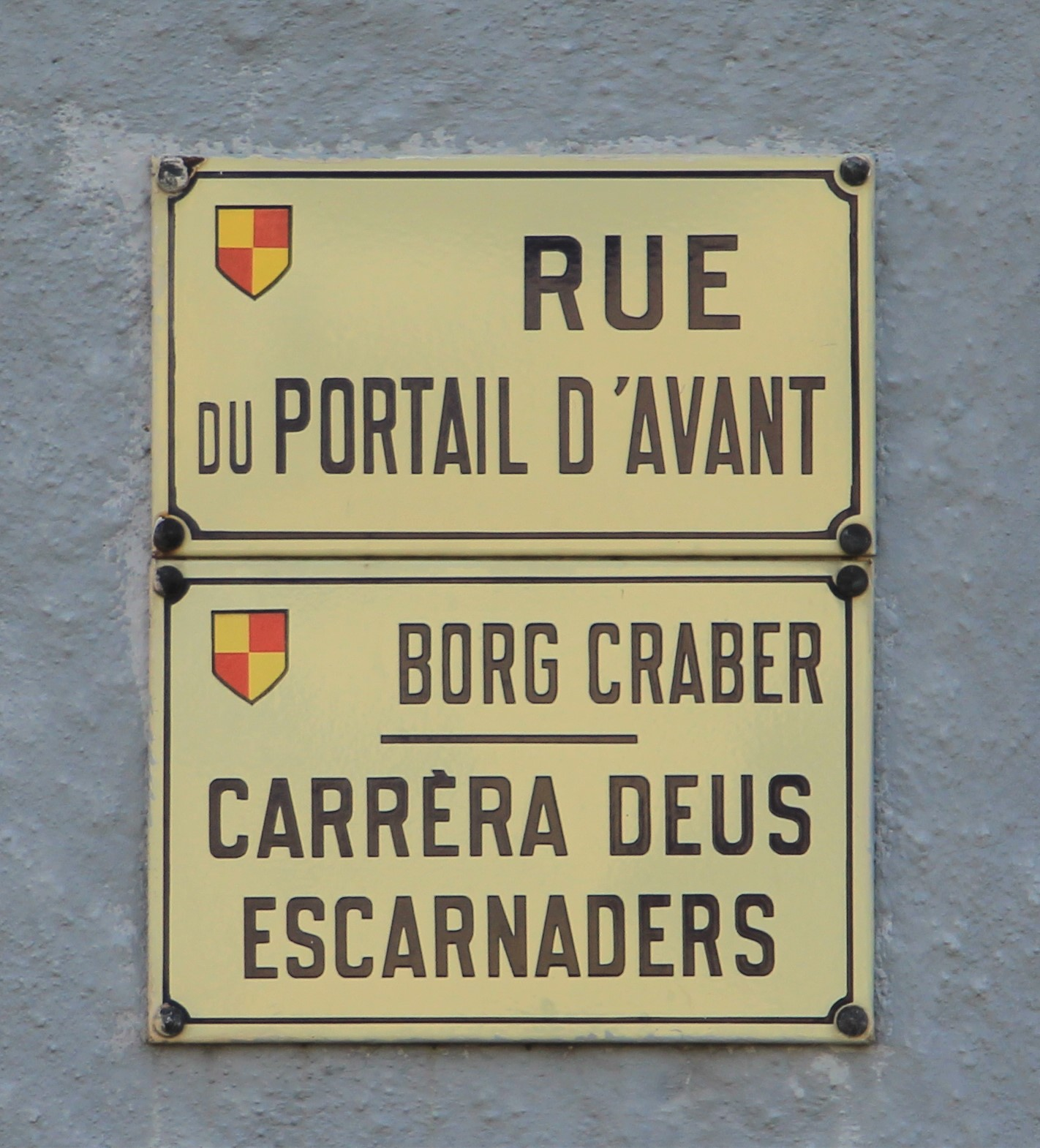

La rue place se nommait anciennement : carrèra deus escarnaders qui signifie la rue des Ecorcheurs (ancien quartier des chèvres), c'est dans ce quartier que les abattoirs étaient situés.

### Porthier (rue)

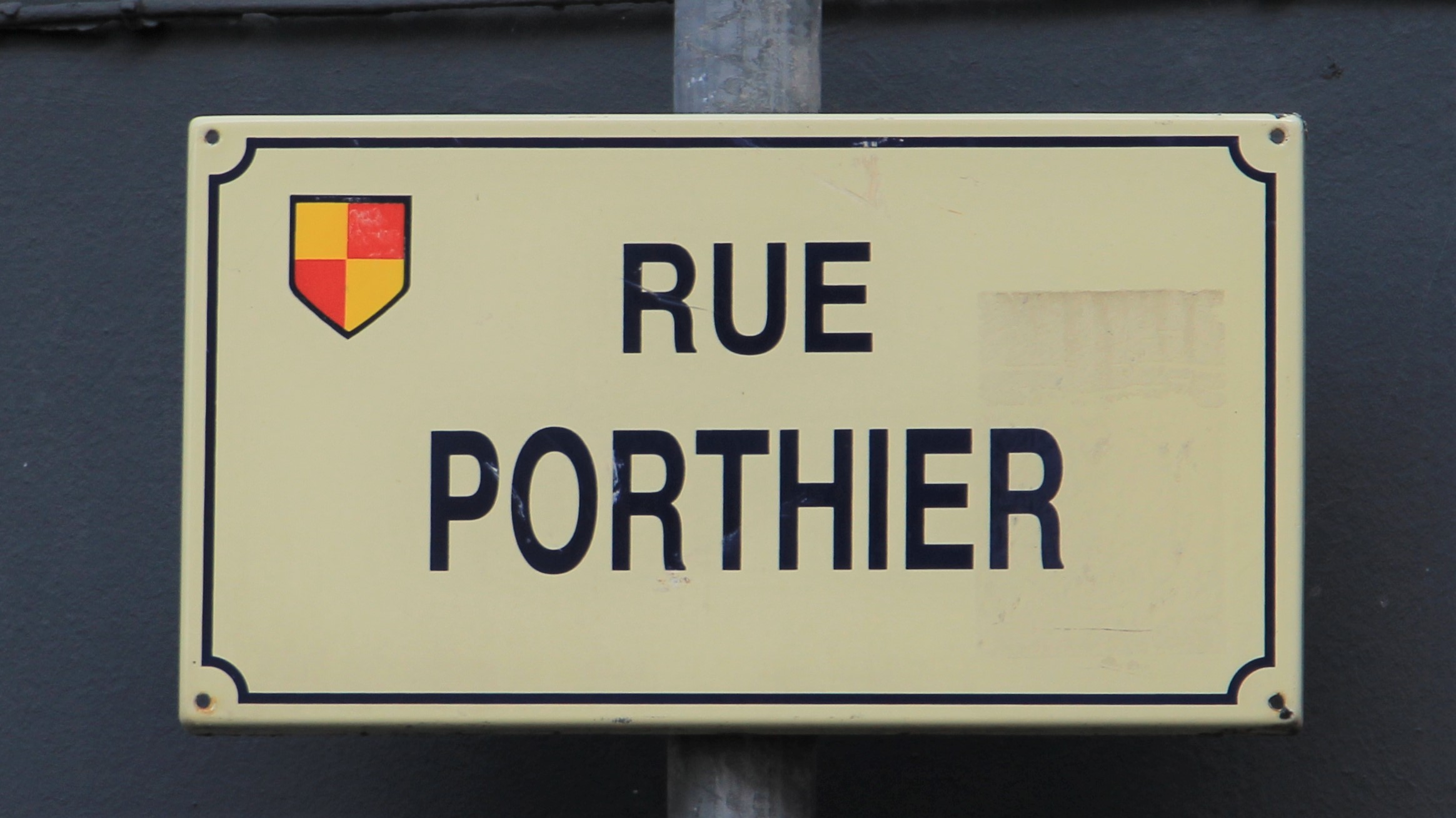

La rue se nommait anciennement : carrèra de Bramavaca , ce nom peut-être celui d'un habitant.

### Poudrières (chemin des)
Le nom de la rue fait référence à son histoire et au site de l'Arsenal.

### Président-Kennedy (boulevard du)
La municipalité rend hommage à l'homme politique John Fitzgerald Kennedy.

### Prosper-Colat (rue)

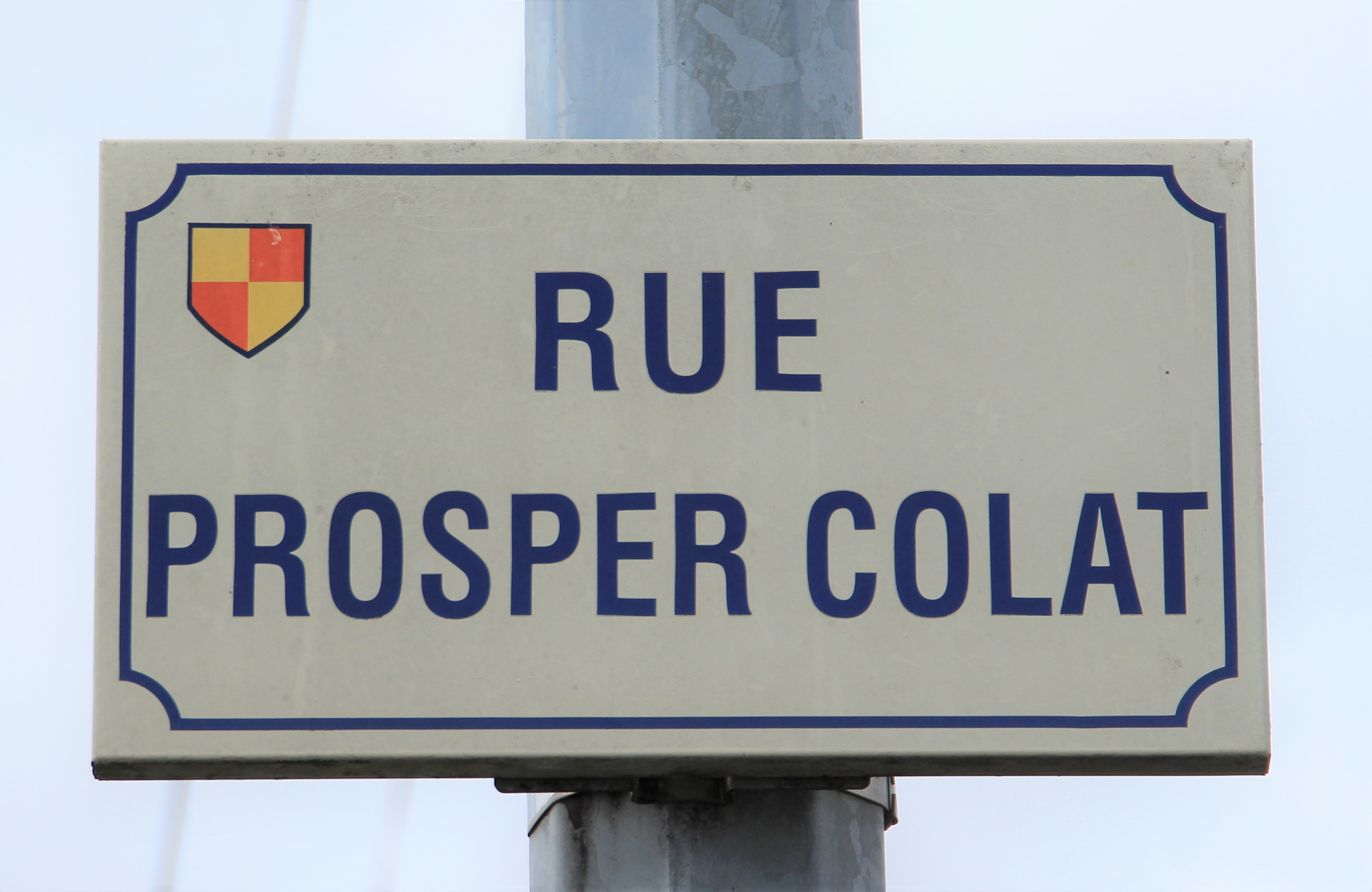

### Provence (rue de la)

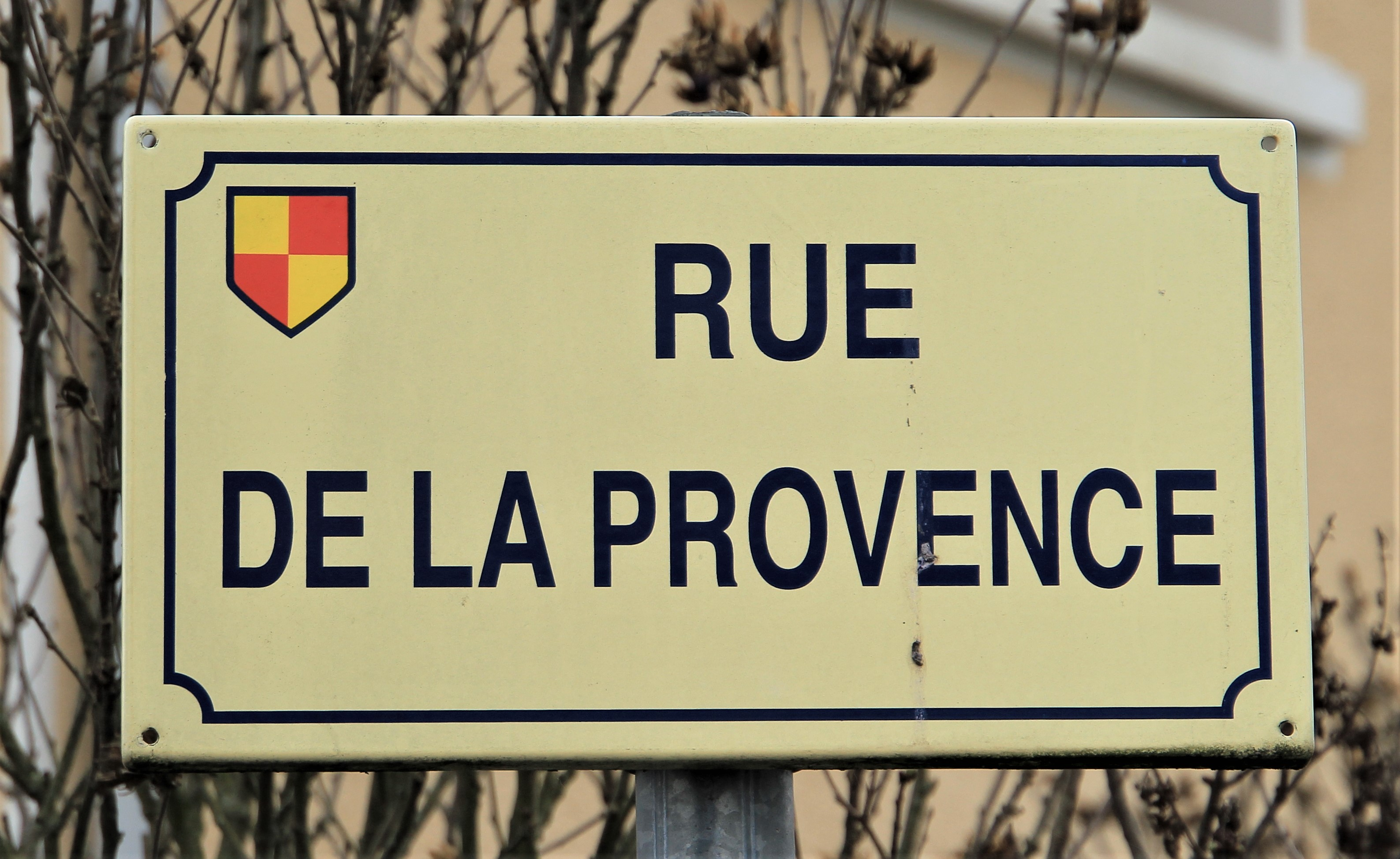

Qui fait référence à une division territoriale de la France, la Provence, elle est située dans le quartier de Laubadère.

### Puvis-de-Chavannes (rue)
La municipalité rend hommage à l'artiste peintre Pierre Puvis de Chavannes (1824-1898).

## Q

### Quercy (rue du)
Qui fait référence à une division territoriale de la France, le Quercy.

## R

### Ramond (rue)

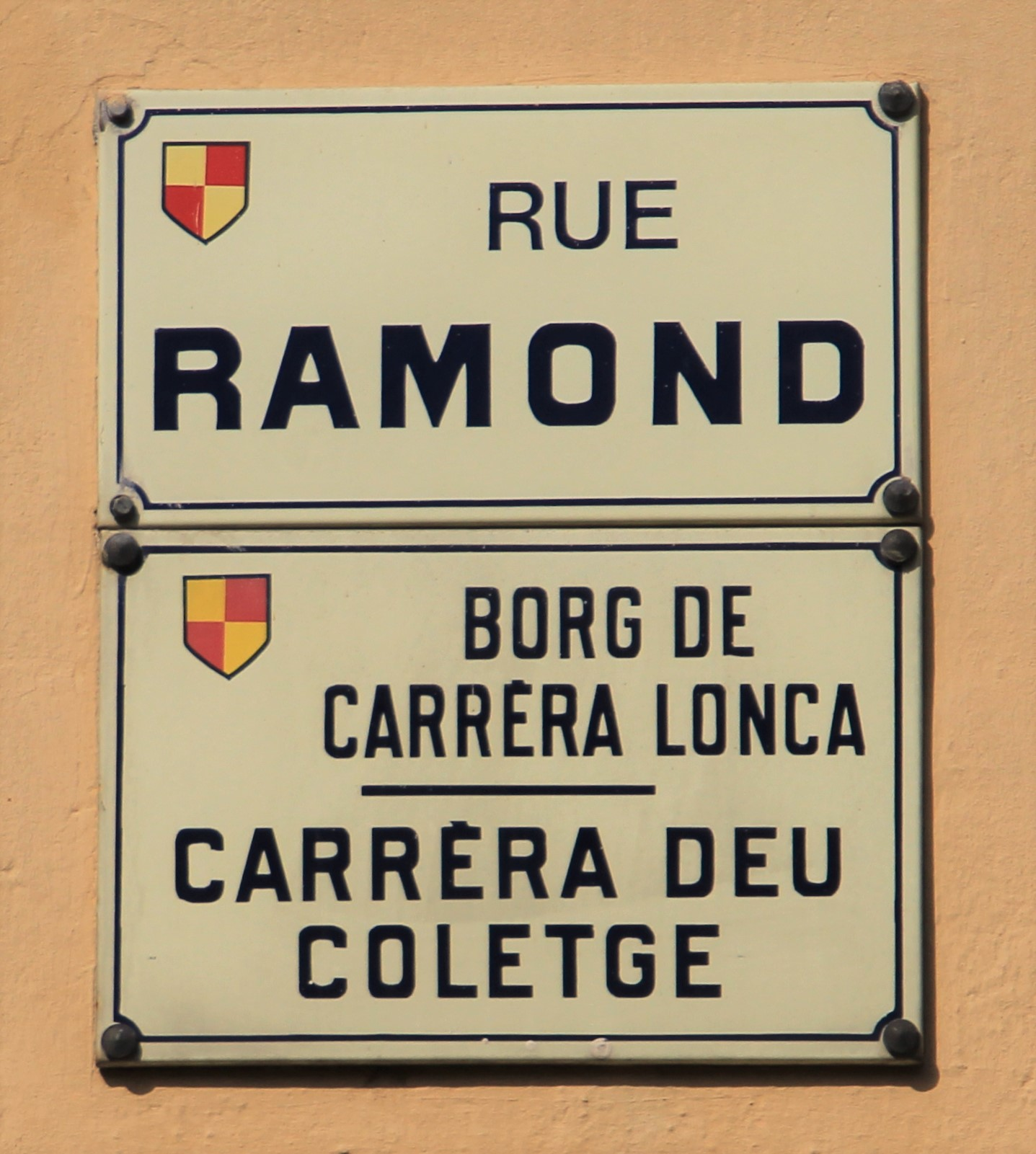

La municipalité rend hommage au club de pyrénéiste la société Ramond. La rue se nommait anciennement : carrèra deu Colètge  qui signifie rue du collège, rapport au lycée Théophile-Gautier (ancien quartier de la rue longue).

### Raoul-Dufy (rue)

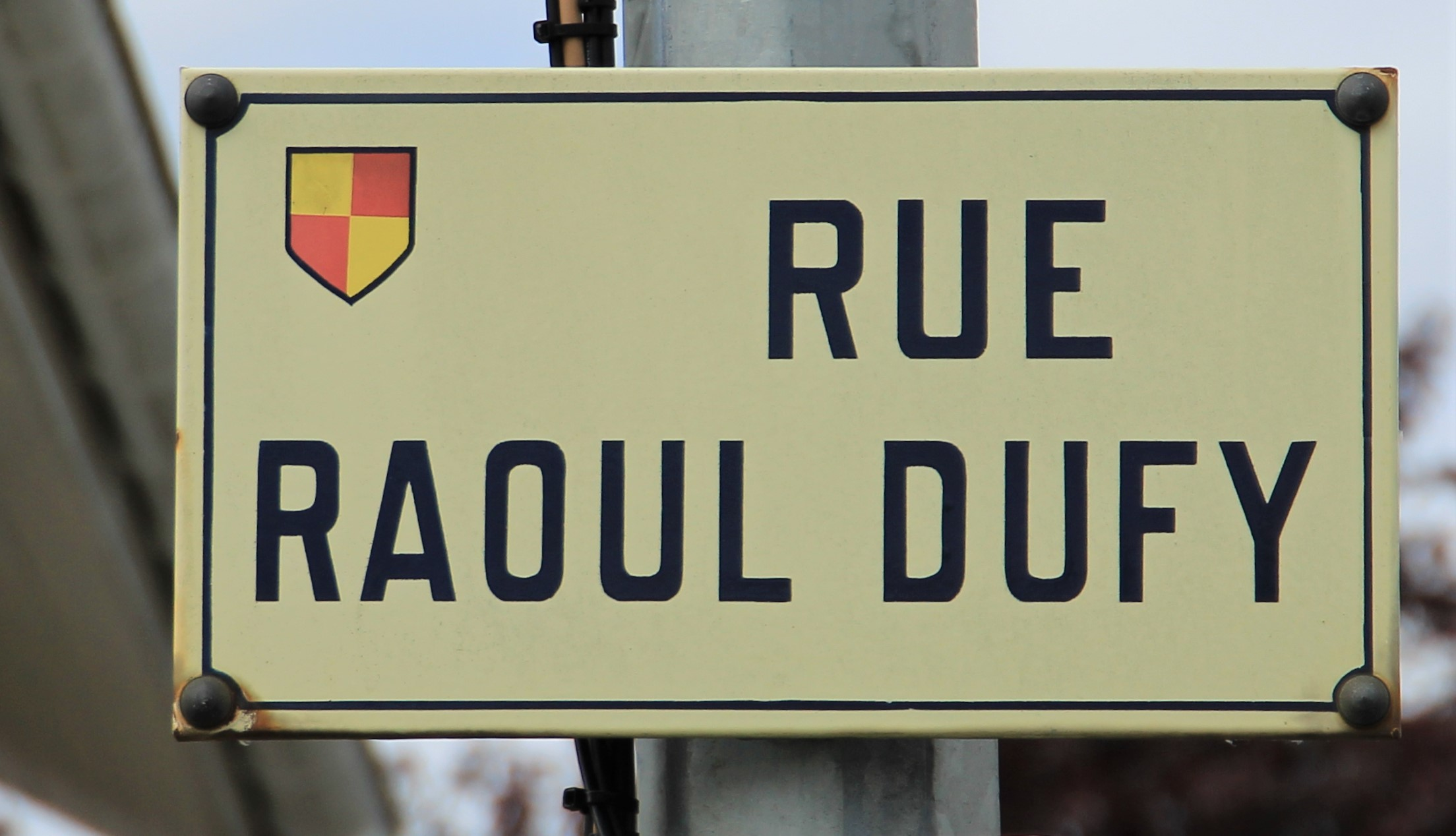

La municipalité rend hommage à l'artiste peintre Raoul Dufy (1877-1953).

### Raymond-Crouzillac (rue)

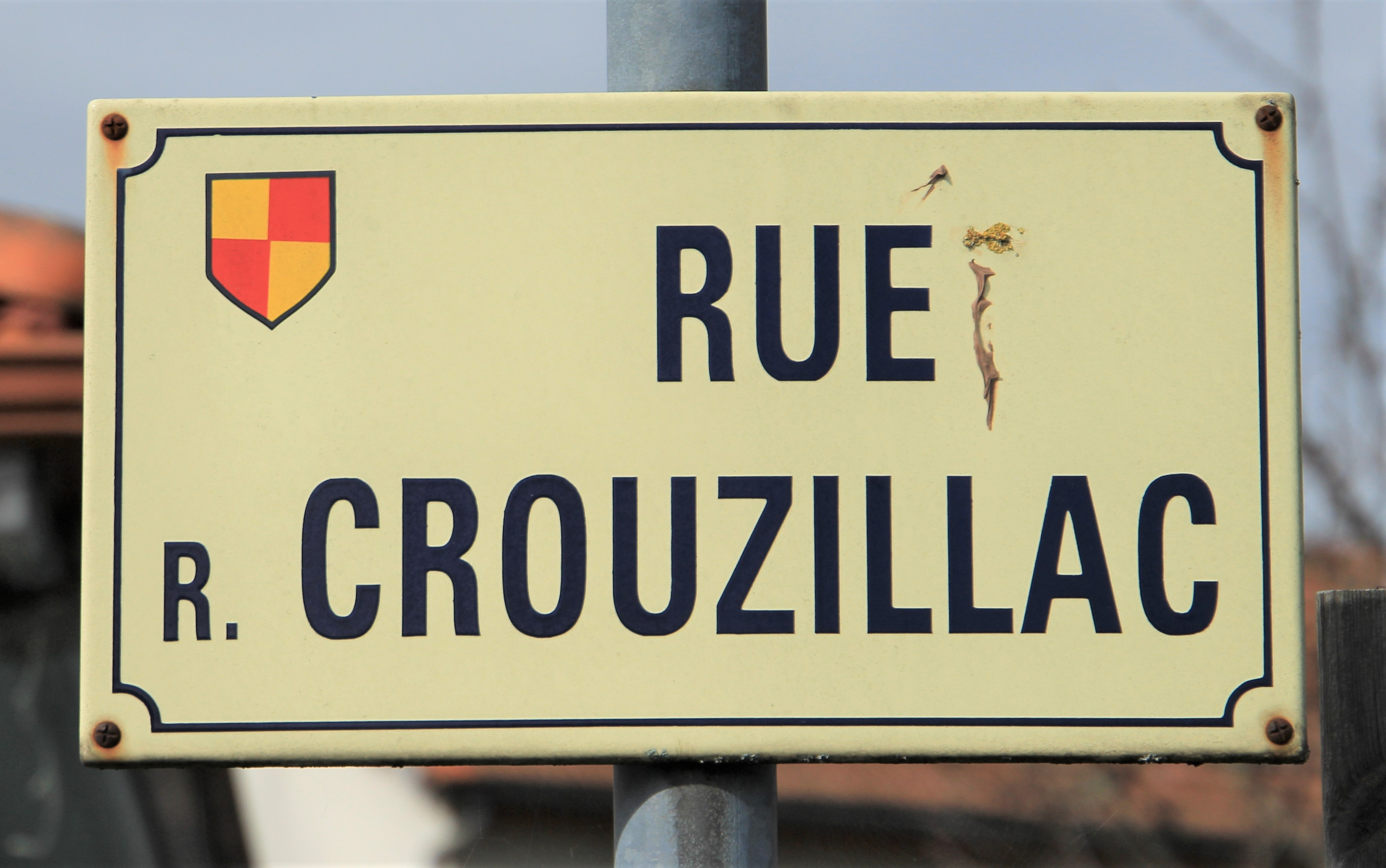

### Raymond-Peyrès (impasse)

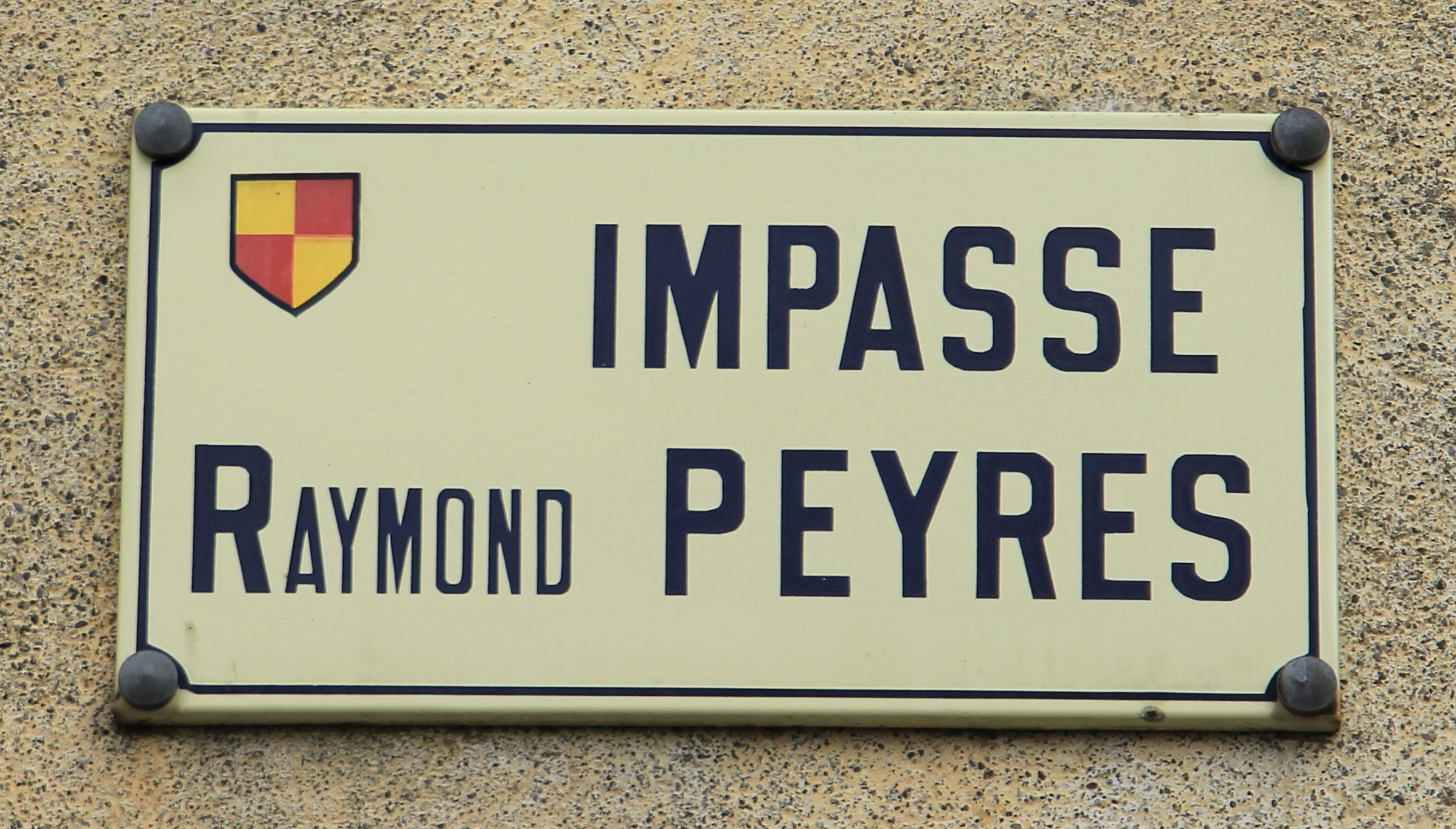

La municipalité rend hommage à Raymond Peyrès, ancien maire de Tarbes en 1953, natif de Tarbes, qui repose au cimetière de la Sède.

### Raymond-Peyrès (rue)

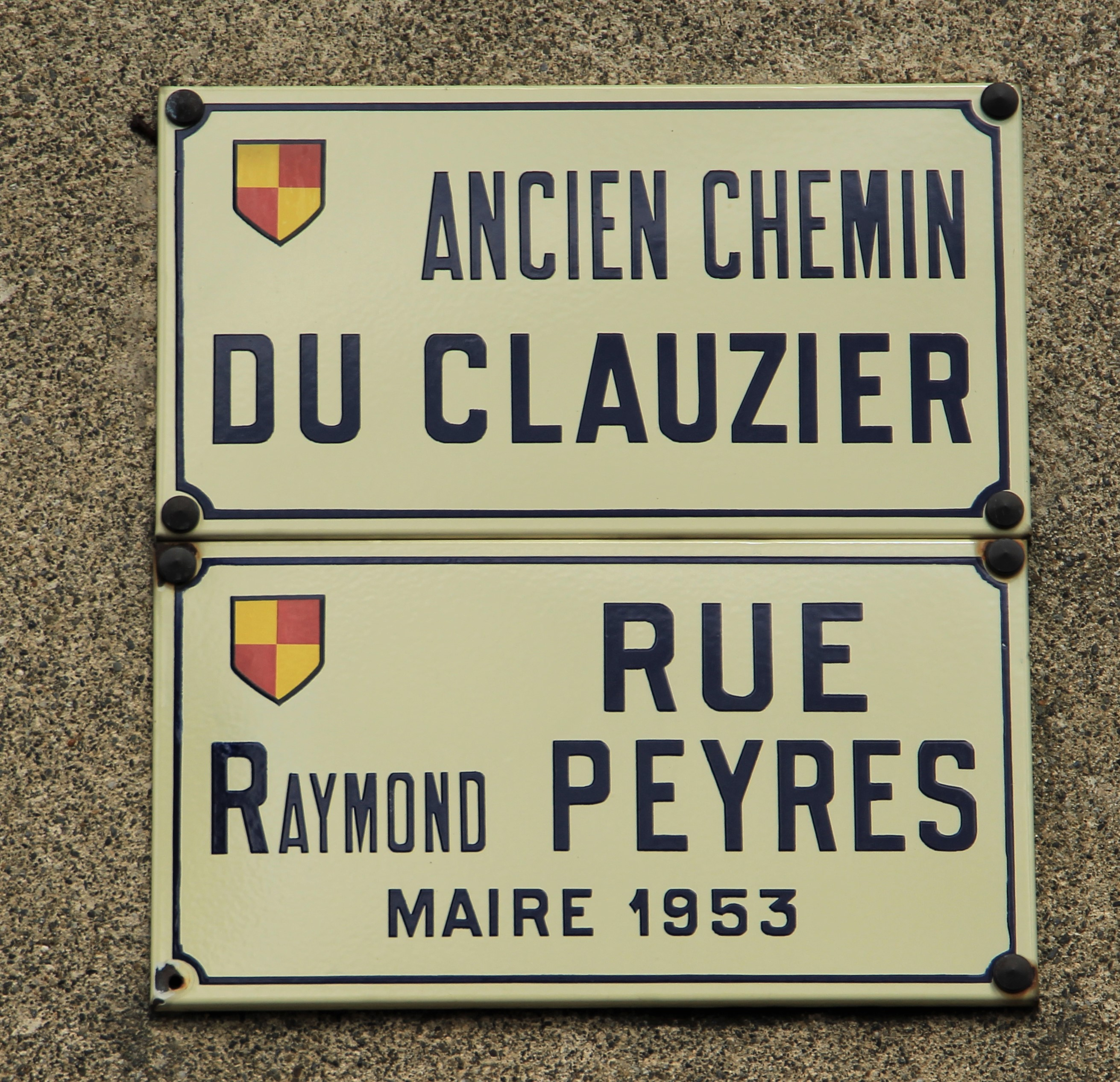

La municipalité rend hommage à Raymond Peyrès, ancien maire de Tarbes en 1953, natif de Tarbes.

### Reffye (cours)

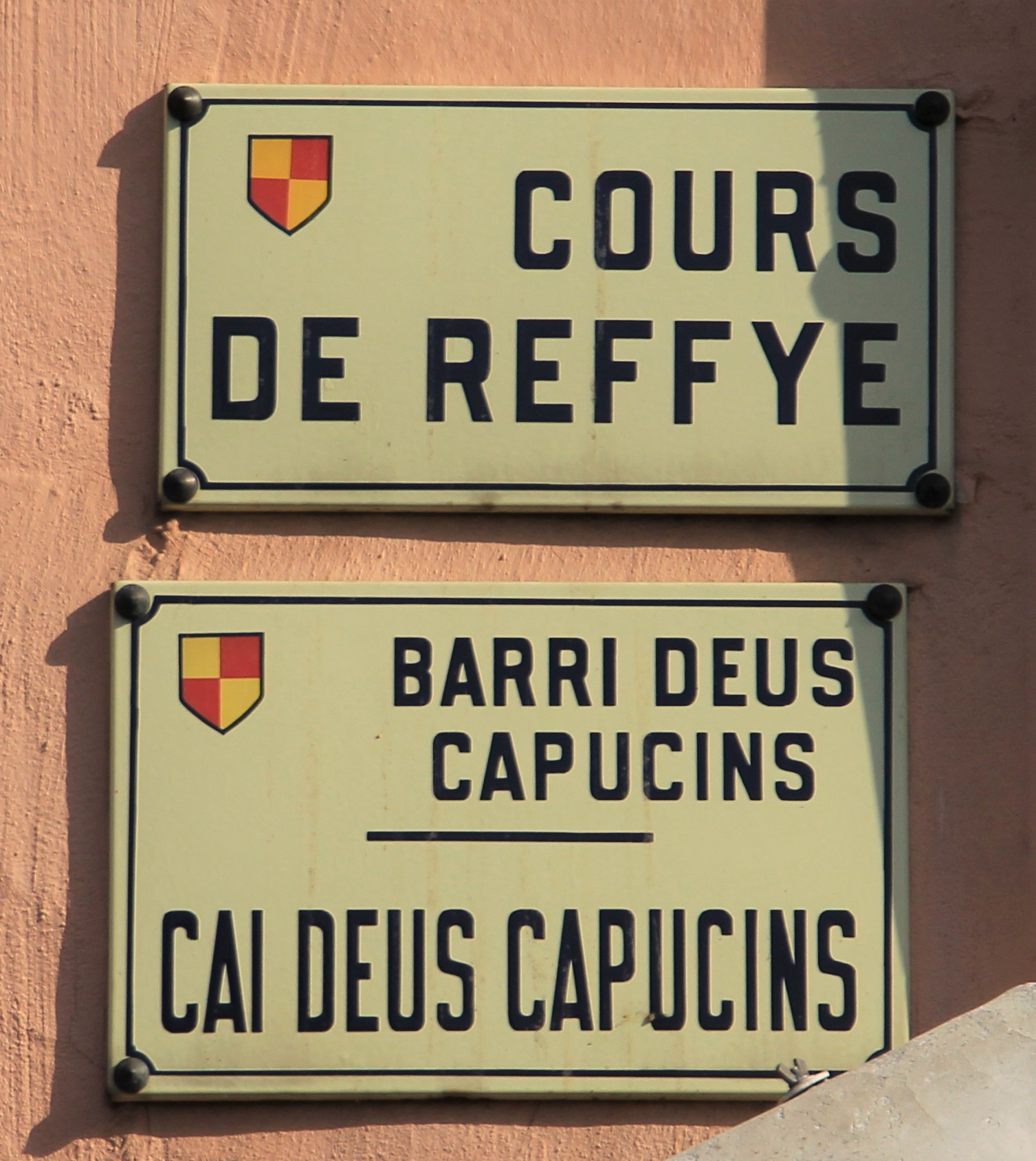

La municipalité rend hommage au colonel Jean-Baptiste Verchère de Reffye premier directeur de l'Arsenal de Tarbes. La rue se nommait anciennement : cai deus Capucins qui signifie quai des capucines.

### Régiment-de-Bigorre (avenue du)

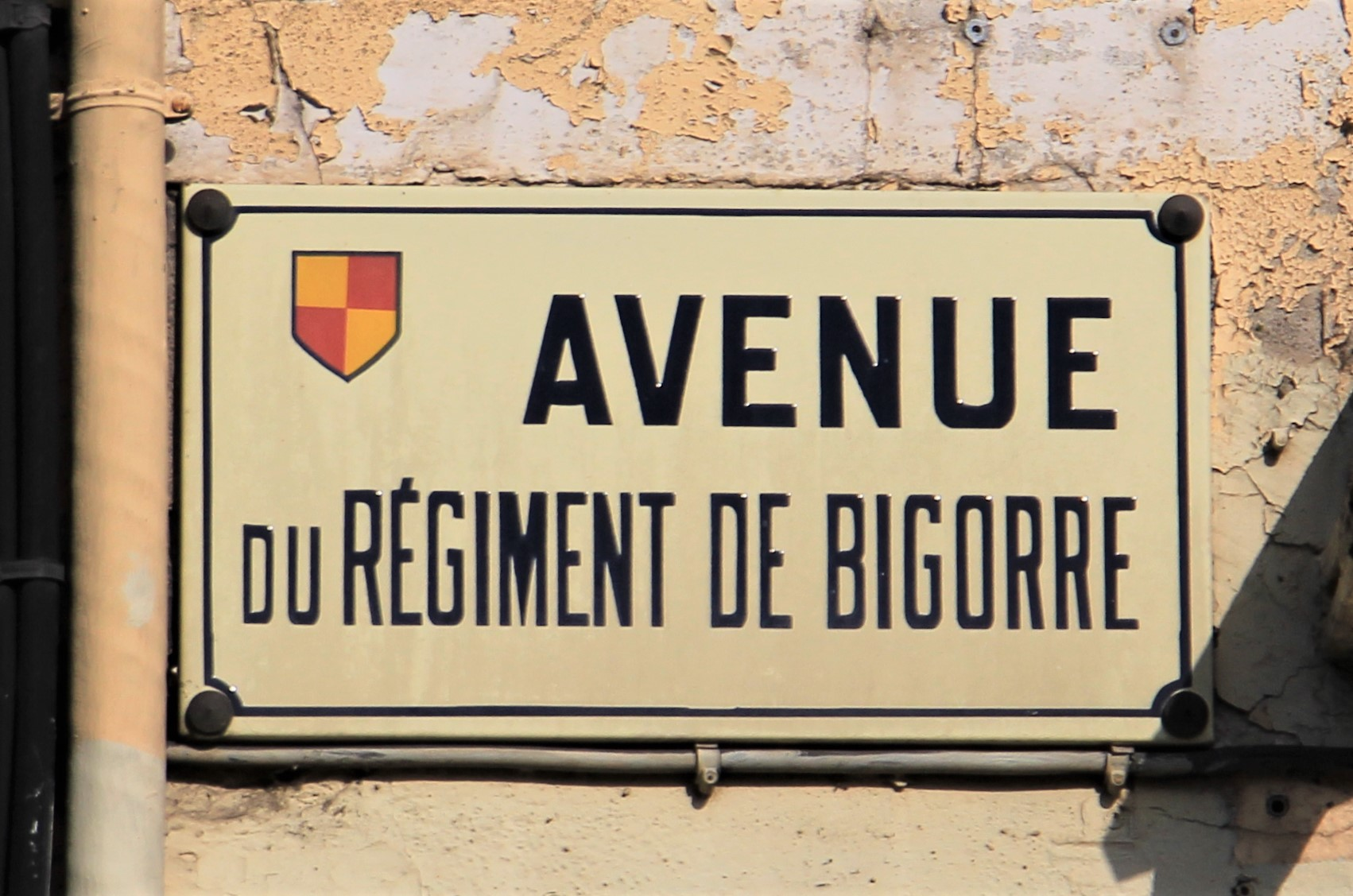

On y trouve l’entrée principale du haras national.

### René-Byé (rue)

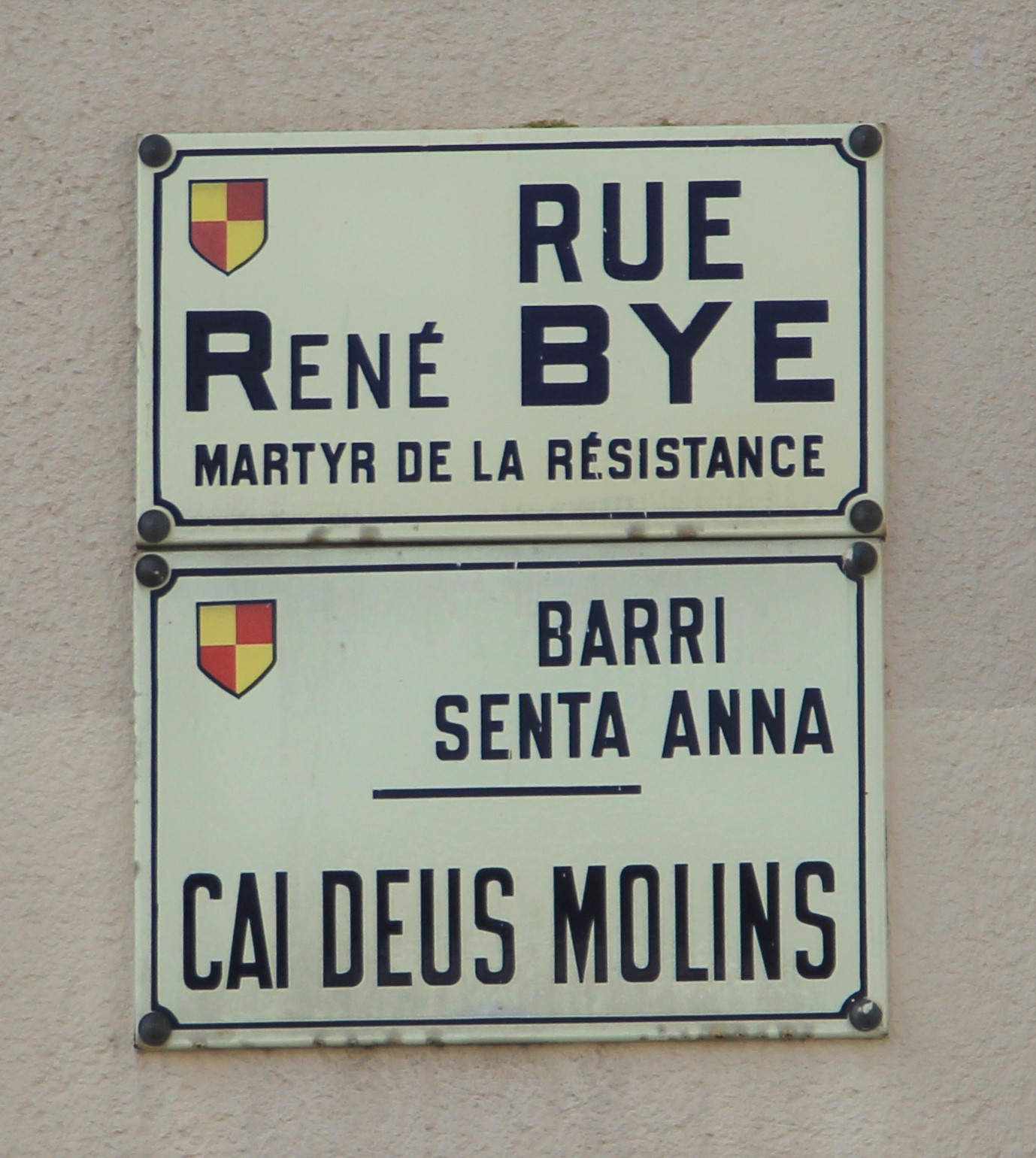

La municipalité rend hommage à René Byé martyr de la résistance. La rue place se nommait anciennement : cai deus molins qui signifie rue des moulins (ancien quartier Sainte-Anne).

### René-Char (impasse)
La municipalité rend hommage au poète René Char (1907-1988).

### Robert-Destarac (rue)
La municipalité rend hommage à Robert Destarac héros de la Libération.

### Roland-Garros (impasse)

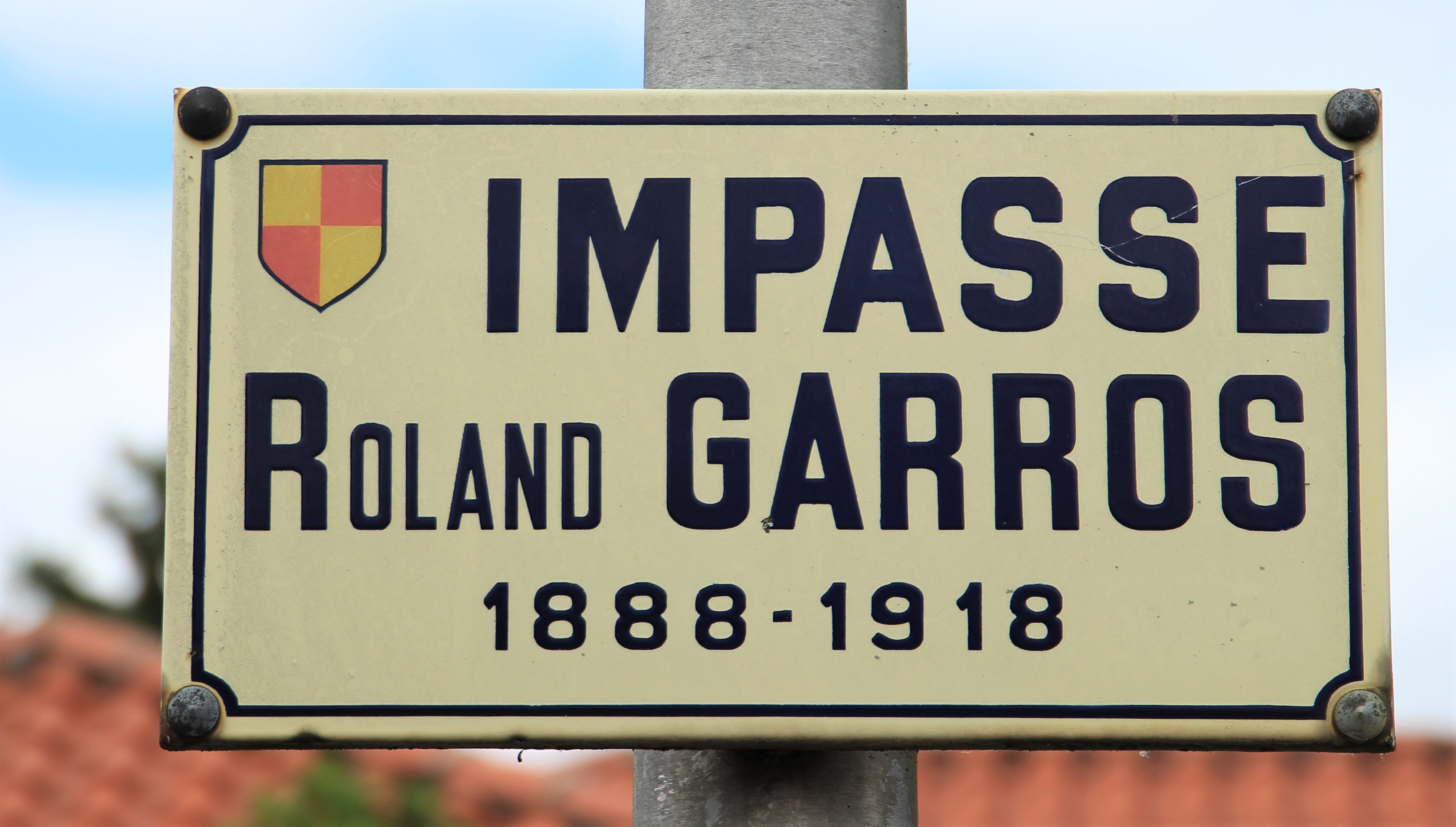

La municipalité rend hommage à l'aviateur Roland Garros (1888-1918).

### Ronsard (rue)
La municipalité rend hommage au poète Pierre de Ronsard (1524-1585).

### Roussillon (rue du)

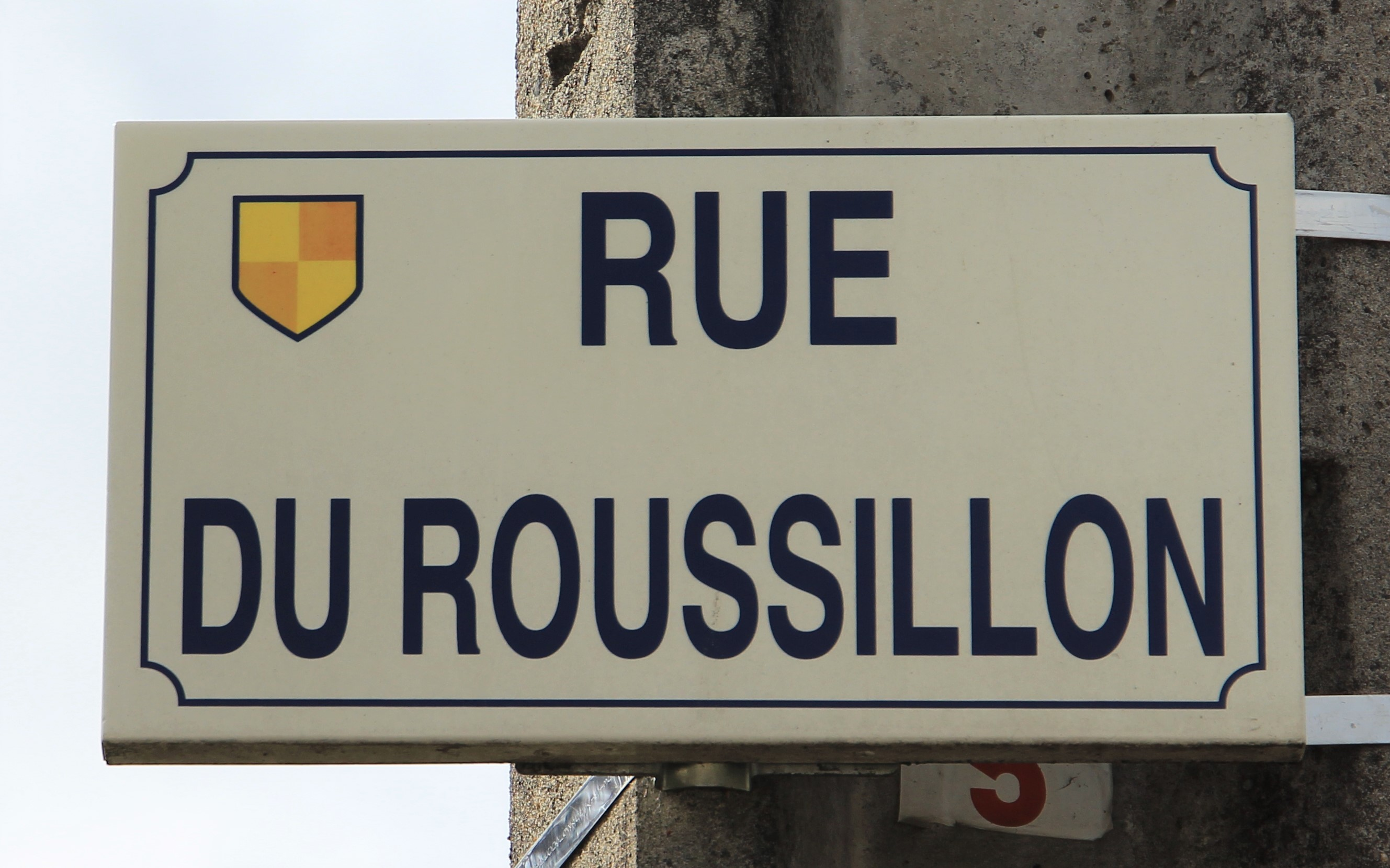

Qui fait référence à une division territoriale de la France, le Roussillon, elle est située dans le quartier de Laubadère.

## S

### Saint-Blaise (place)

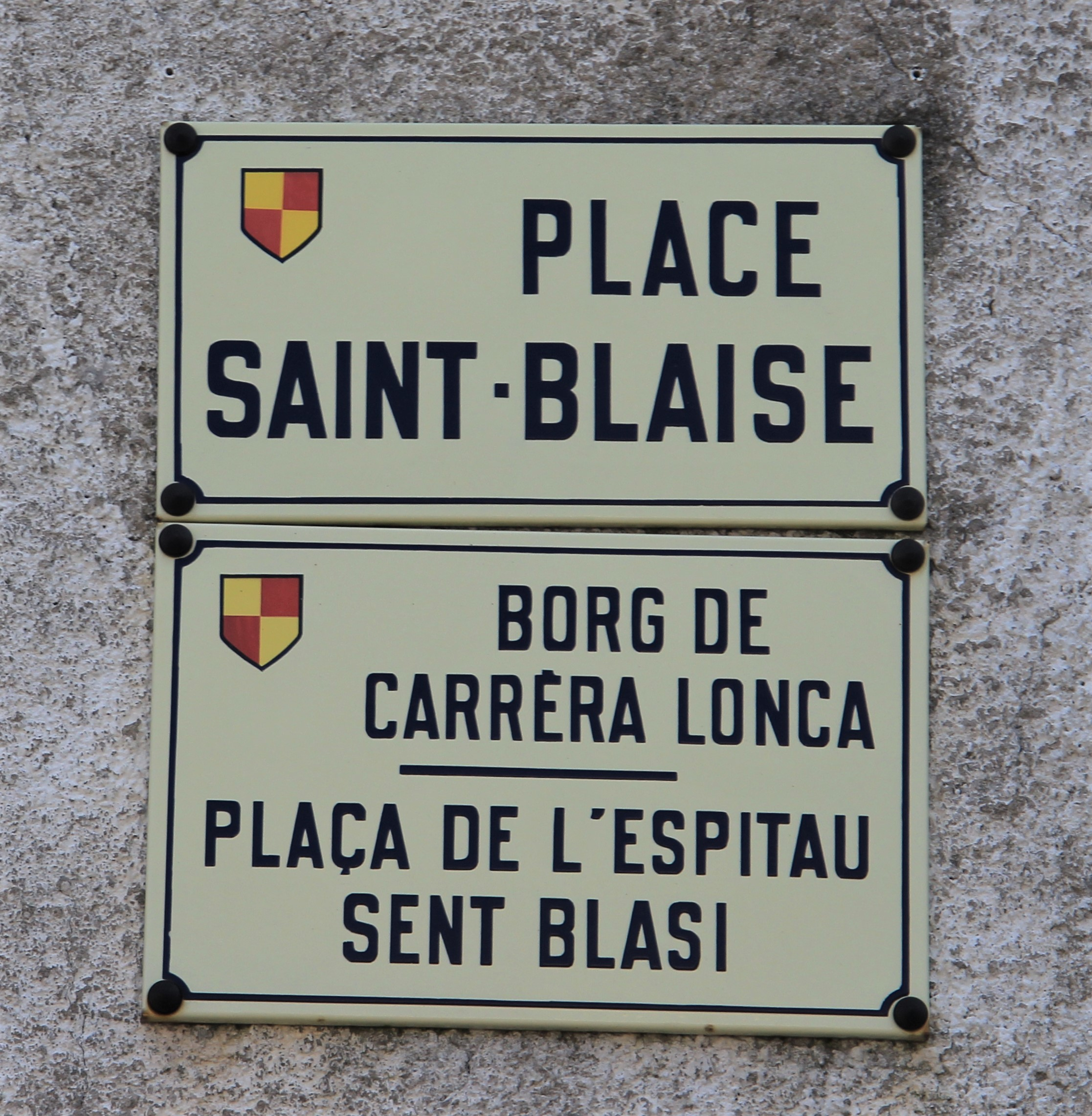

La place se nommait anciennement : plaça de l’Espitau Sent Blasi (ancien quartier de la rue longue).

### Saint-Jean (place)
On y trouve l'église Saint-Jean-Baptiste.

### Saint-Pierre (petite rue)

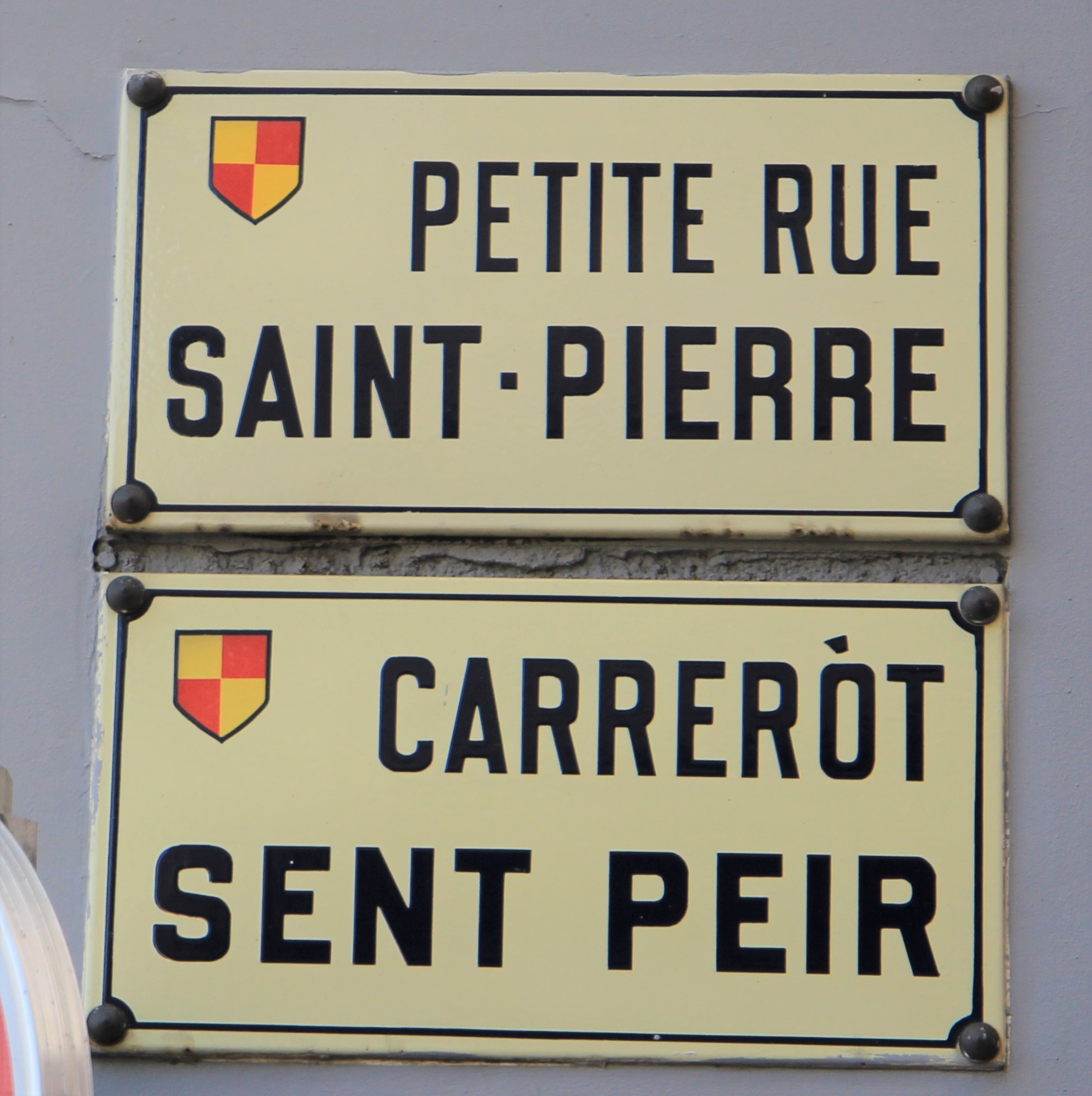

### Saint-Vincent-de-Paul (rue)

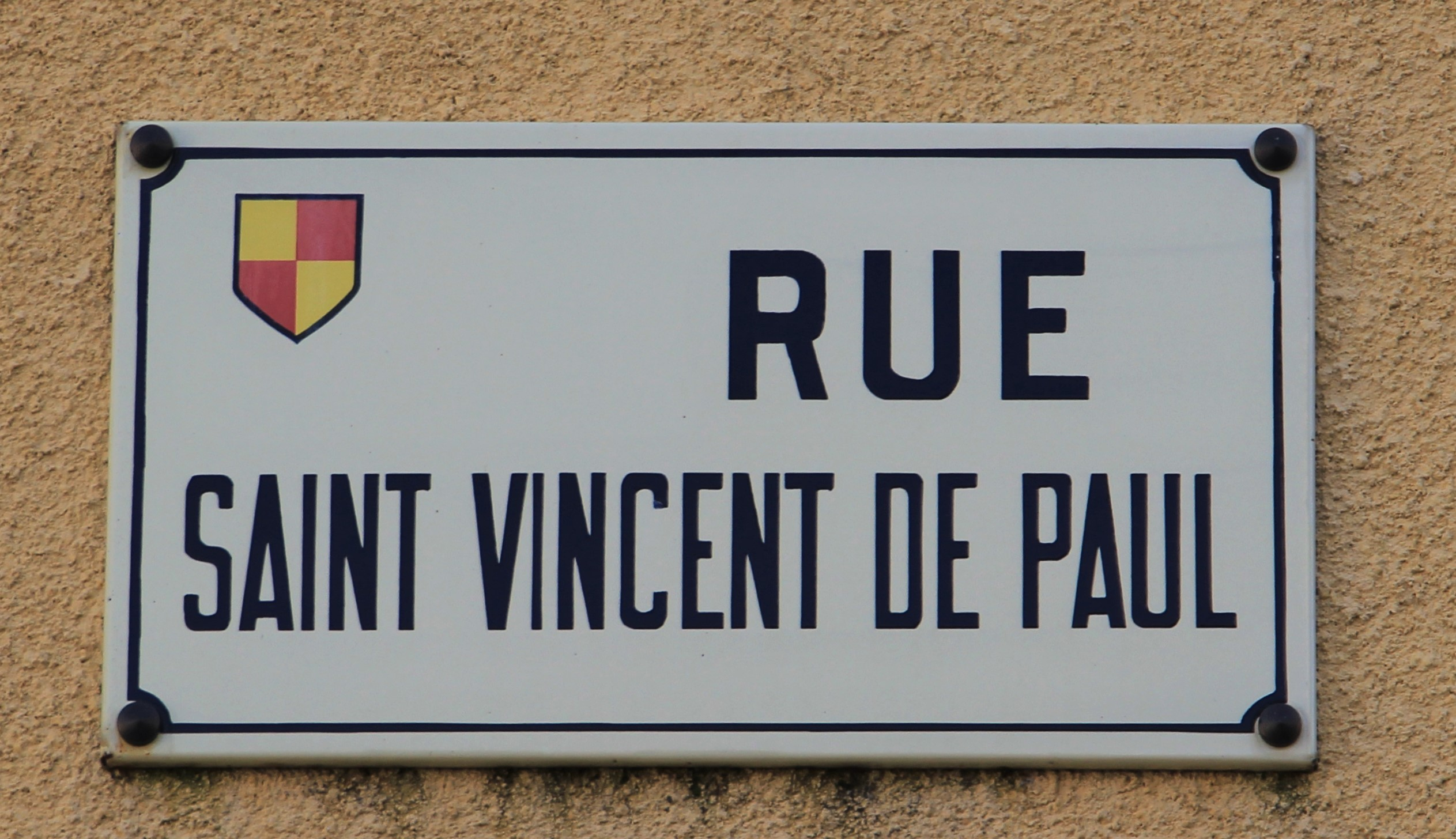

### Sainte-Catherine (rue)

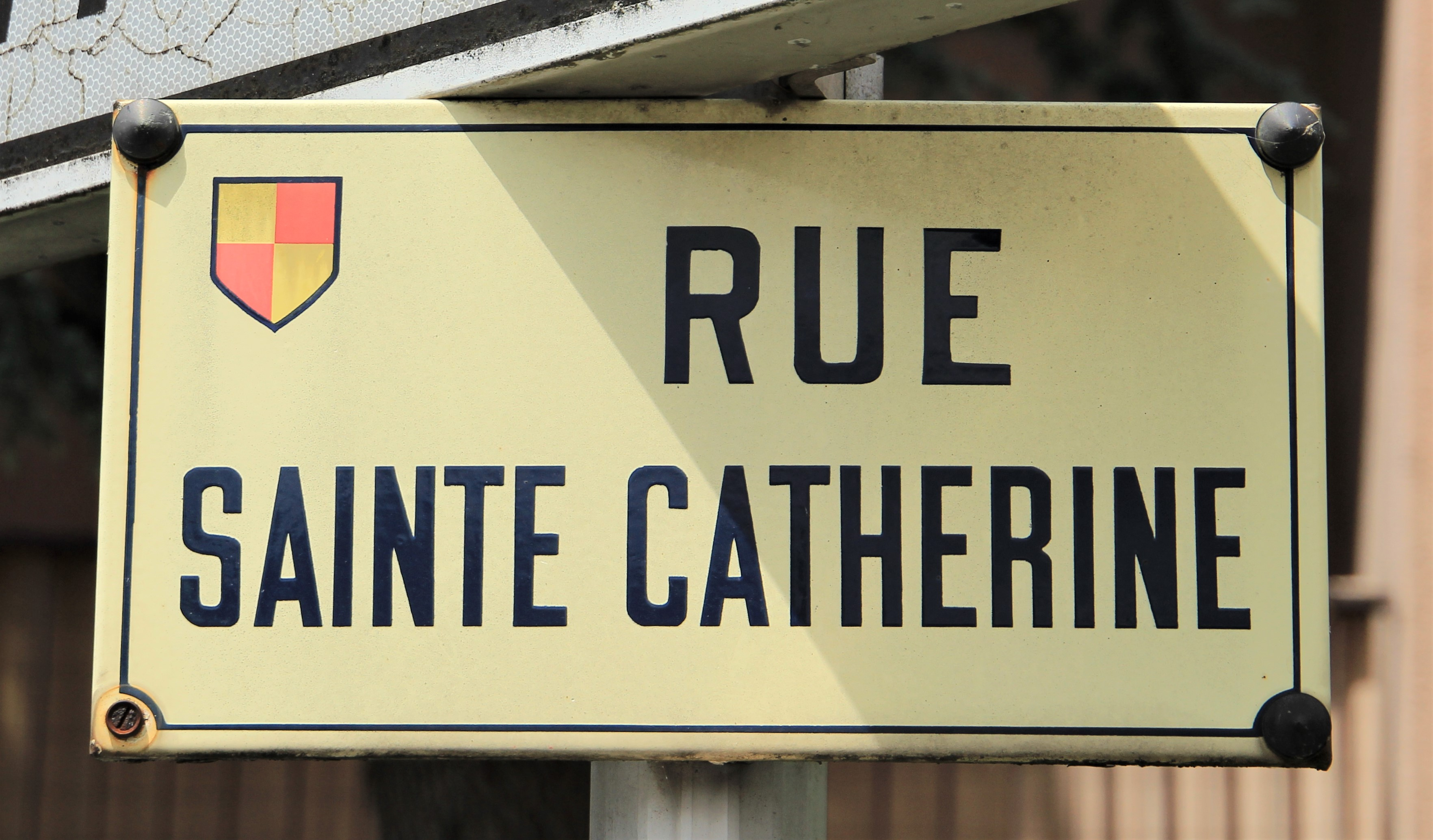

### Sainte-Thérèse (place)
On y trouve l'église Sainte-Thérèse dans le quartier du centre-ville.

### Save (impasse de la)
Qui fait référence à la géographie des Hautes-Pyrénées, le ruisseau de la Save.

### Savoie (rue de la)

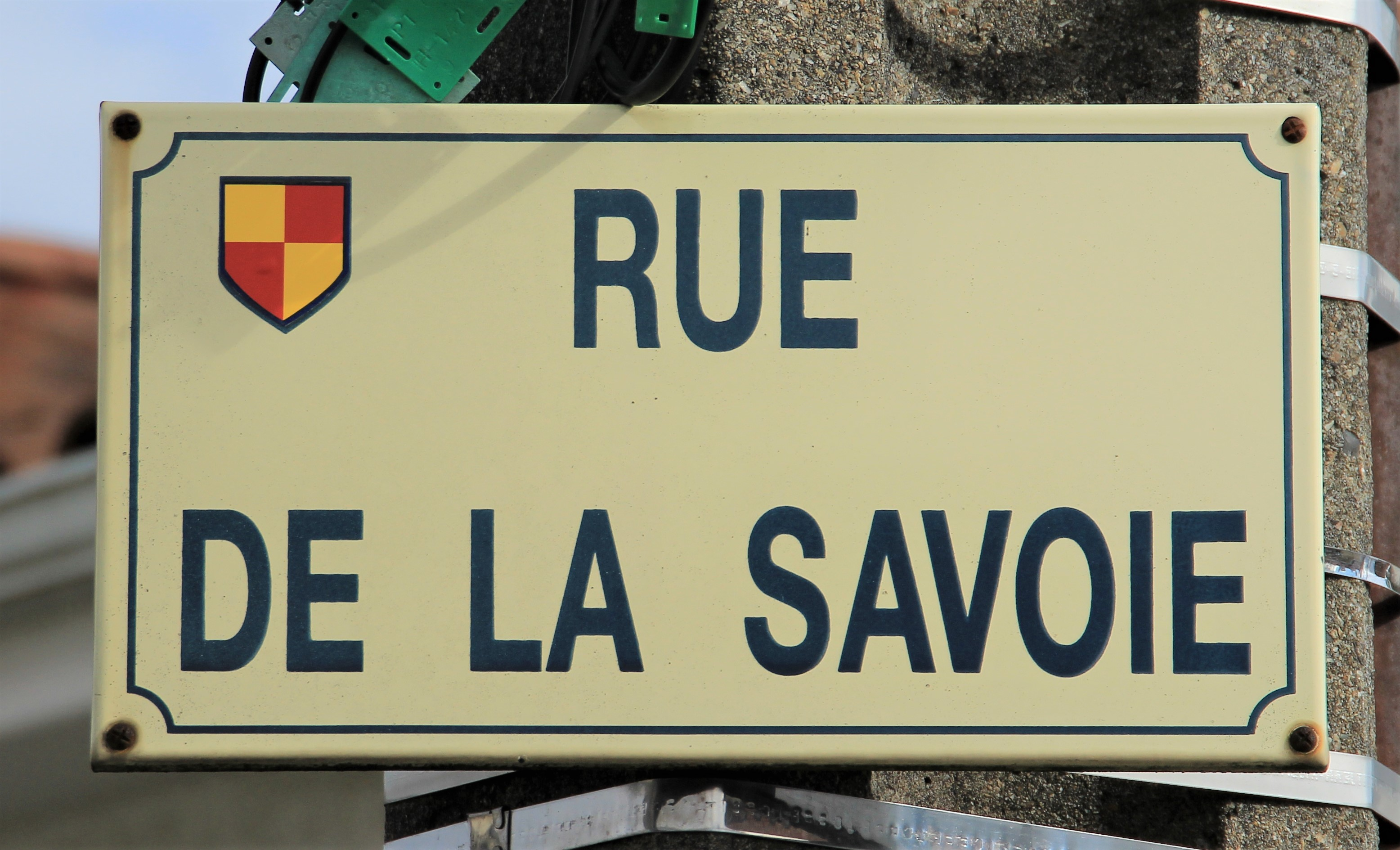

Qui fait référence à une division territoriale de la France, la Savoie, elle est située dans le quartier de Laubadère.

### Schrader (rue)

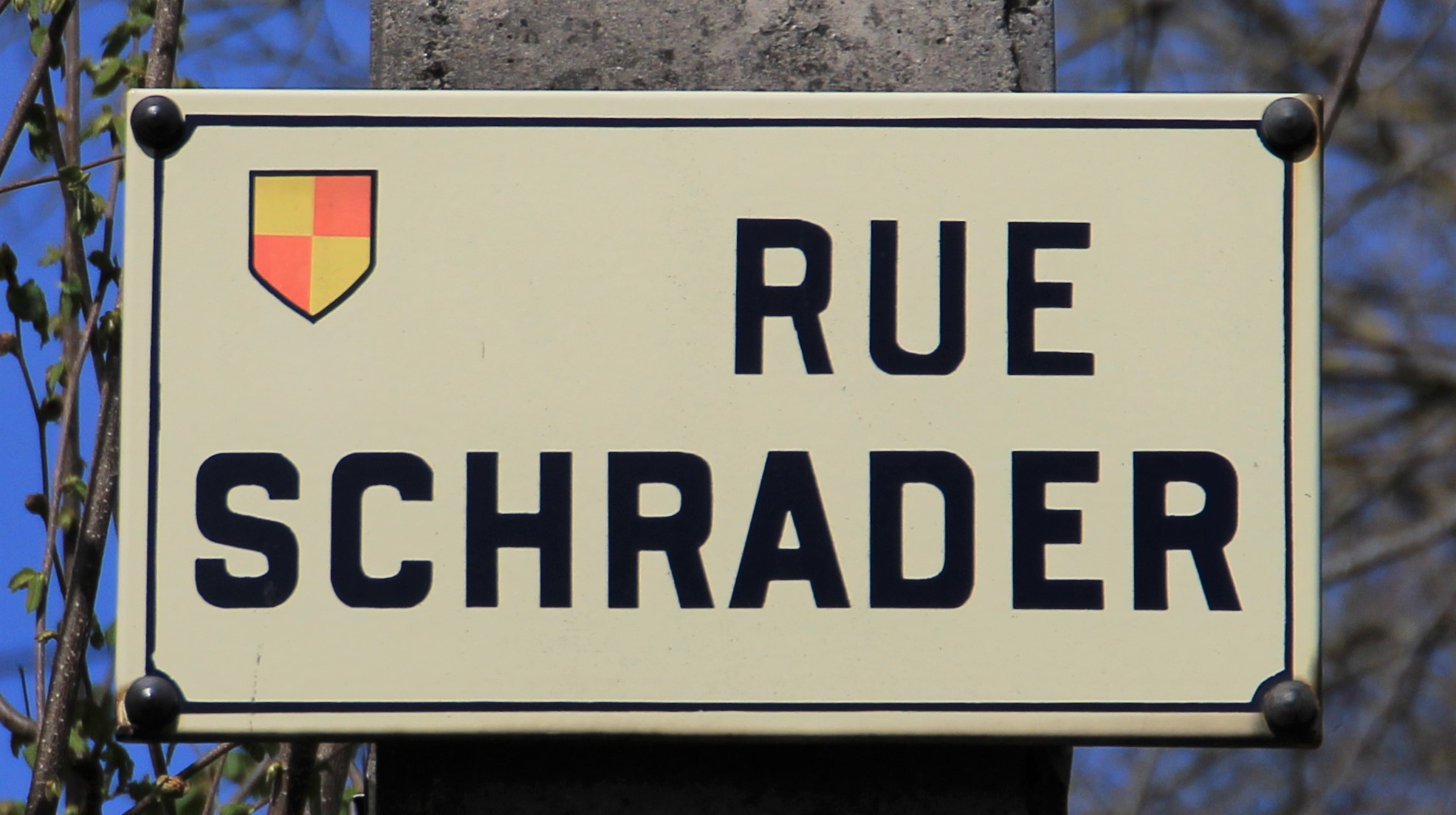

La municipalité rend hommage au pyrénéiste Franz Schrader (1844-1924) qui a donné son nom à un sommet des Pyrénées (le pic Schrader)

### Sède (rue de la)

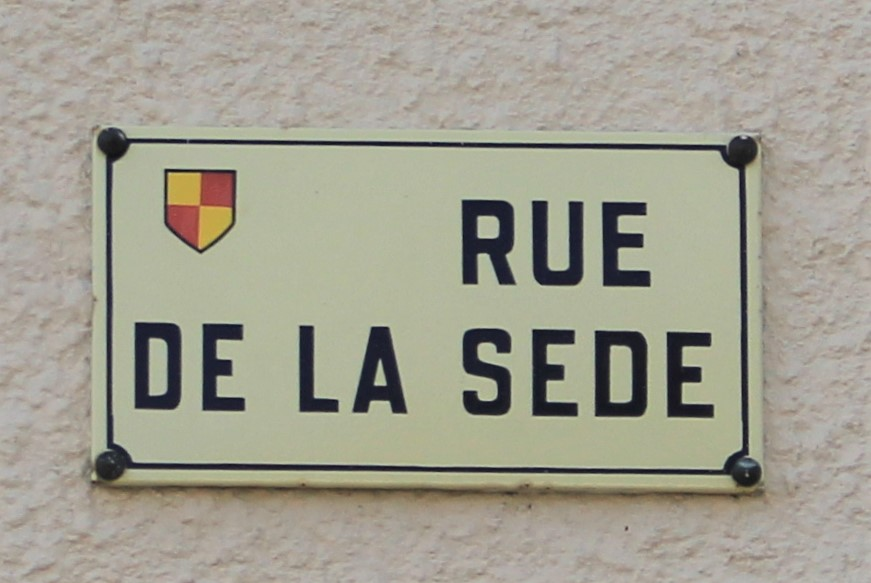

Origine du nom : il provient du mot latin (féminin) sedes, prononcé en latin sédess ; le latin ignore les accents caractéristiques du français. Traduction en français : siège, mot masculin. Le mot sedes provient du verbe latin sedeo-sedere qui signifie s'asseoir, être assis, siéger pour un magistrat.

### Serge-Reggiani (rue)

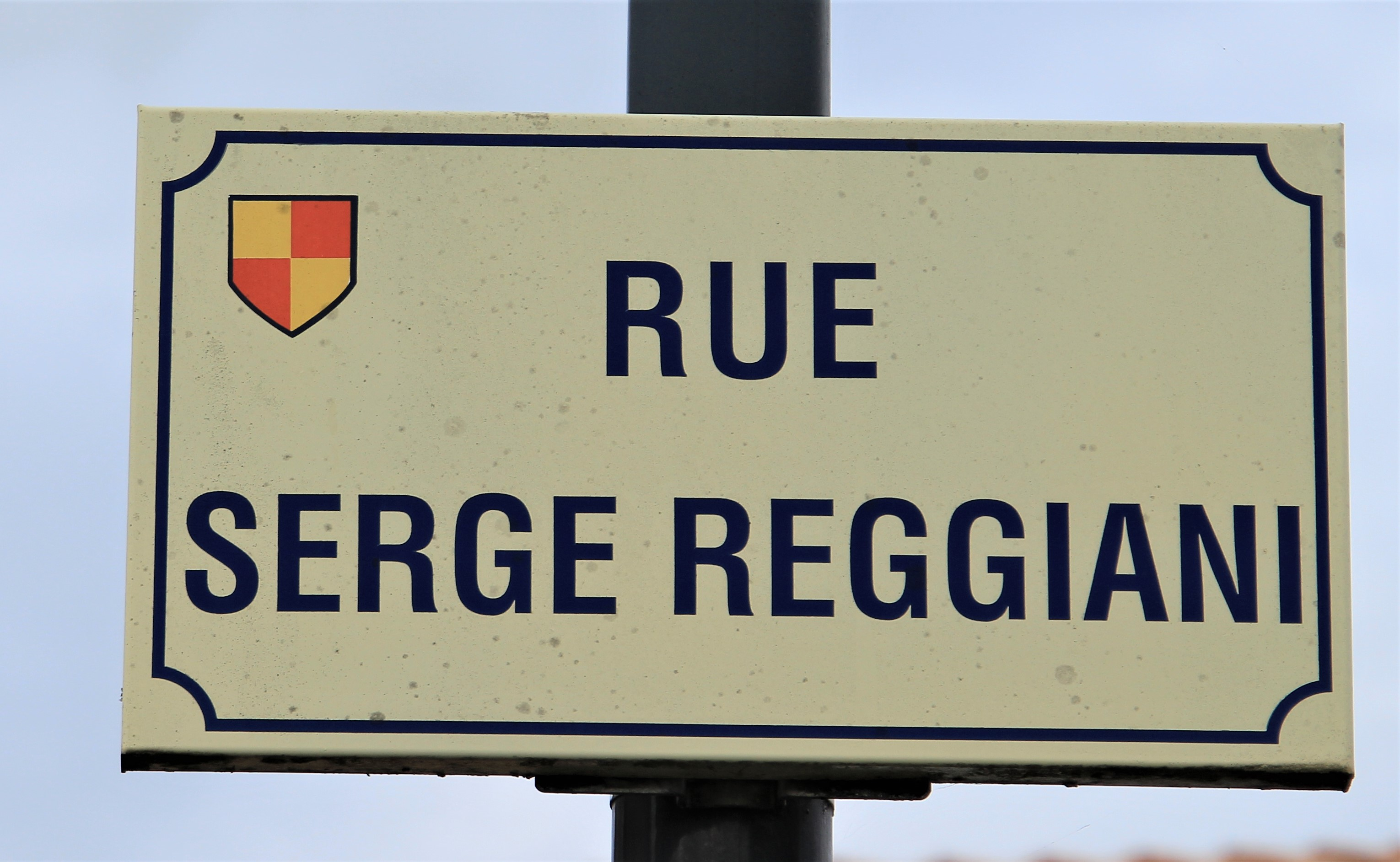

La municipalité rend hommage à l'acteur et chanteur Serge Reggiani (1922-2004).

### Simin-Palay (rue)

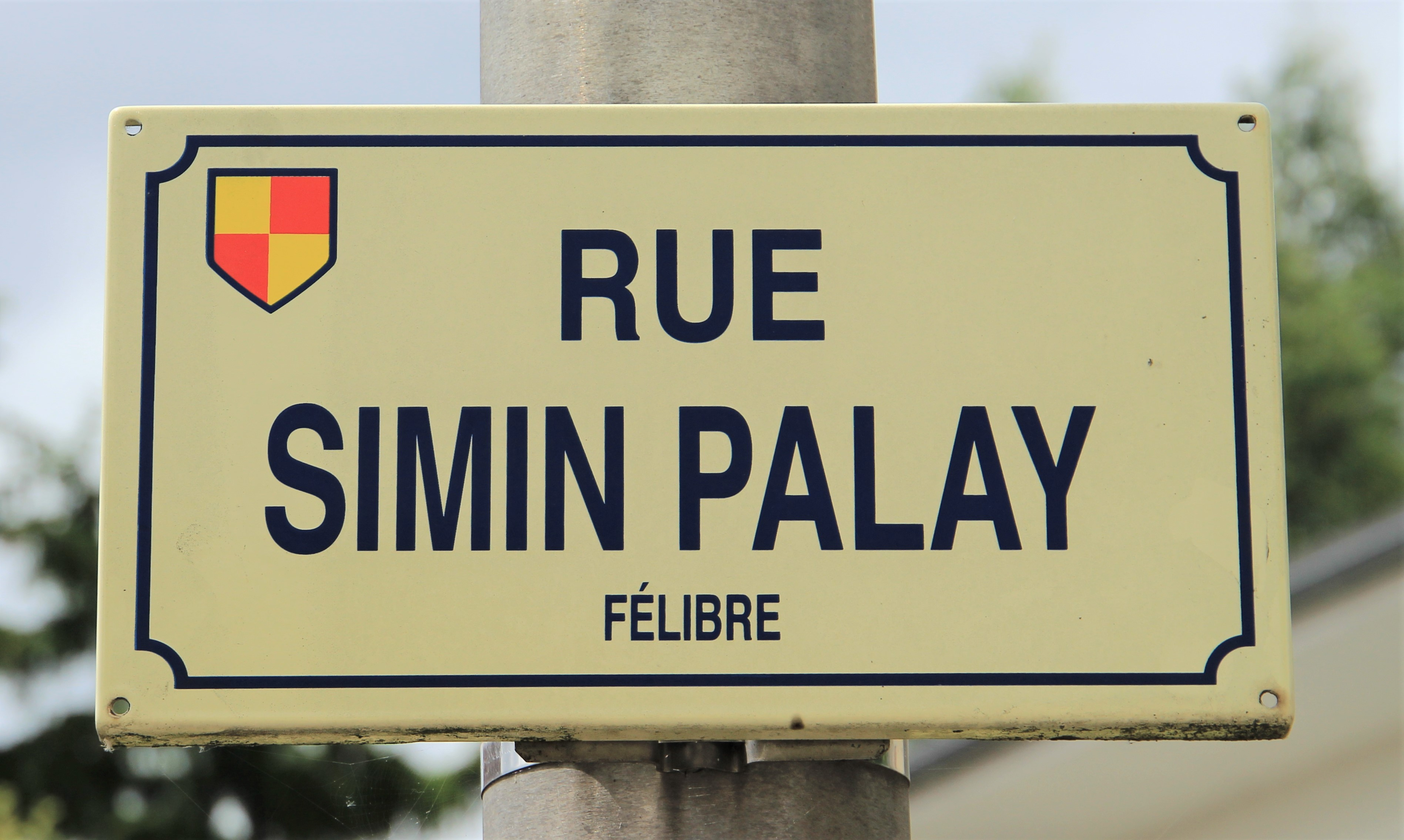

La municipalité rend hommage au félibre Simin Palay (1874-1965). On y trouve la résidence Le Navarre.

### Soucourieu (rue)
La rue se nommait anciennement : carrèra Soccoriu, carrèro Soucouriou : c'est la rue en dessous du ruisseau, ce dernier étant le canal occidental.

### Soulane (impasse de la)

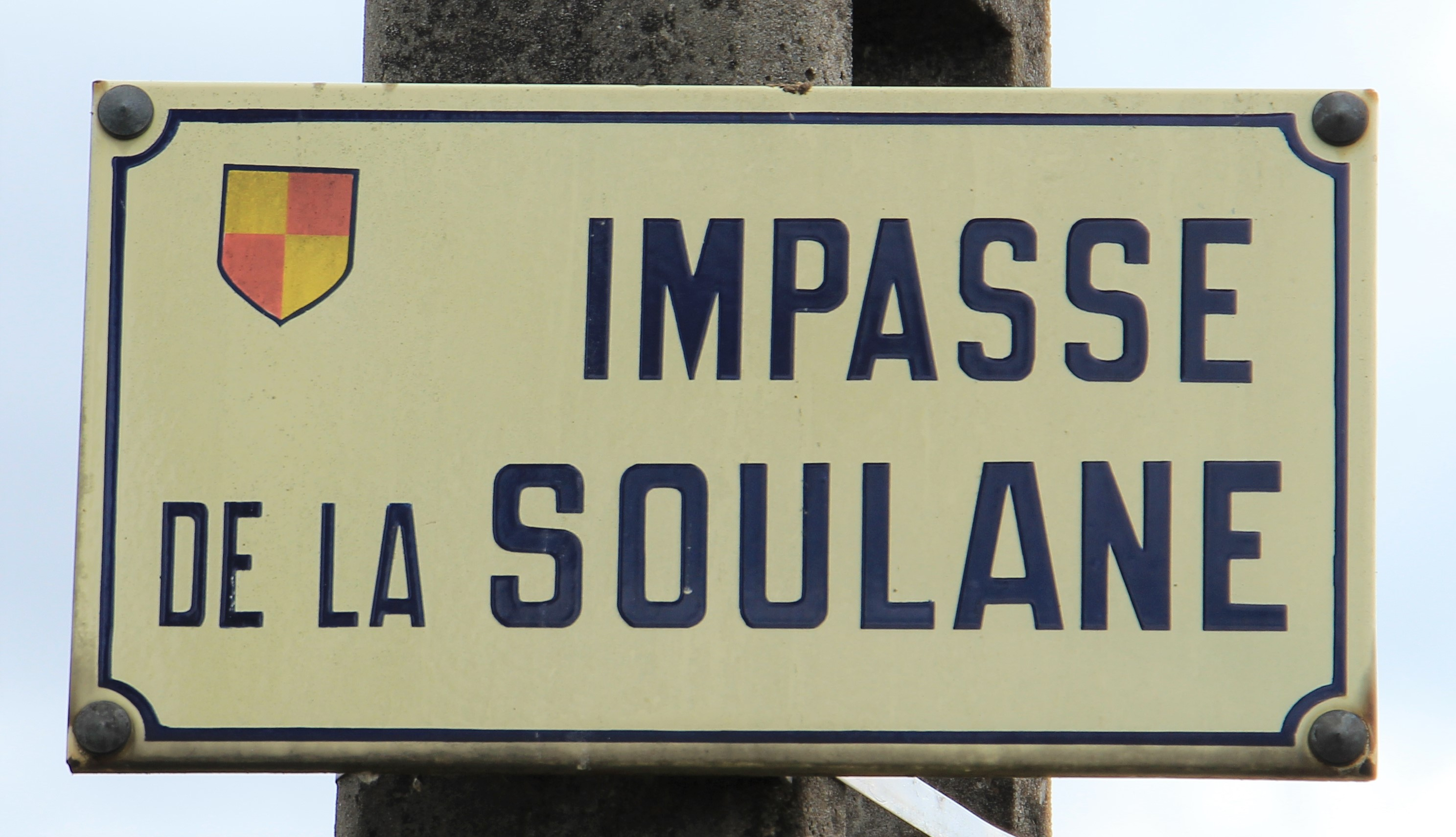

### Soult (rue)

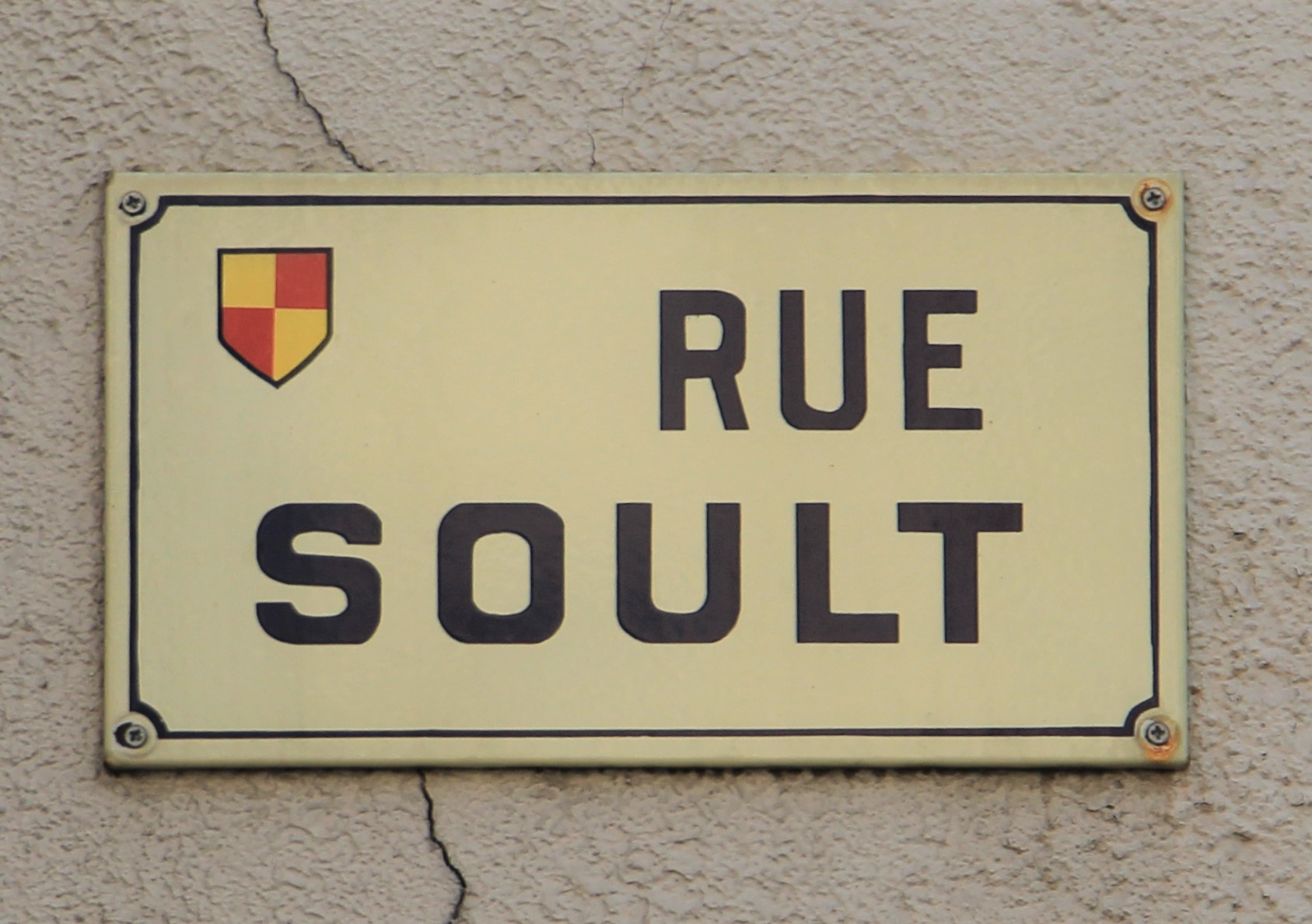

La municipalité rend hommage au militaire Jean-de-Dieu Soult (1769-1851) qui a donné son nom à un quartier de Tarbes.

### Souy (impasse du)
Qui fait référence à la géographie des Hautes-Pyrénées, le ruisseau du Souy.

## T

### Théophile-Gautier (rue)

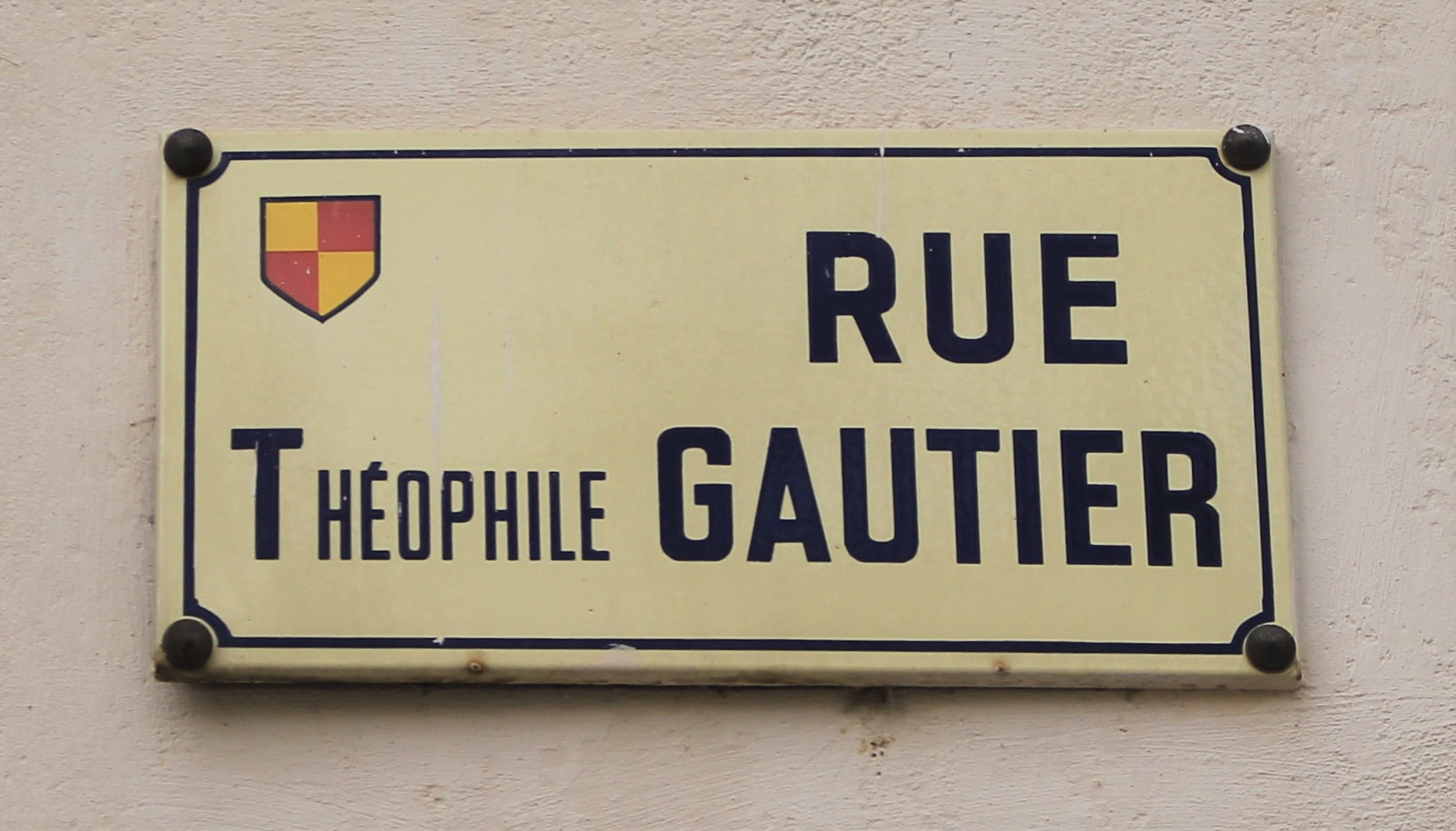

La municipalité rend hommage à l'écrivain Théophile Gautier (1811-1872), natif de Tarbes. On y trouve l'entrée sud du jardin Massey.

### Toulouse-Lautrec (rue)

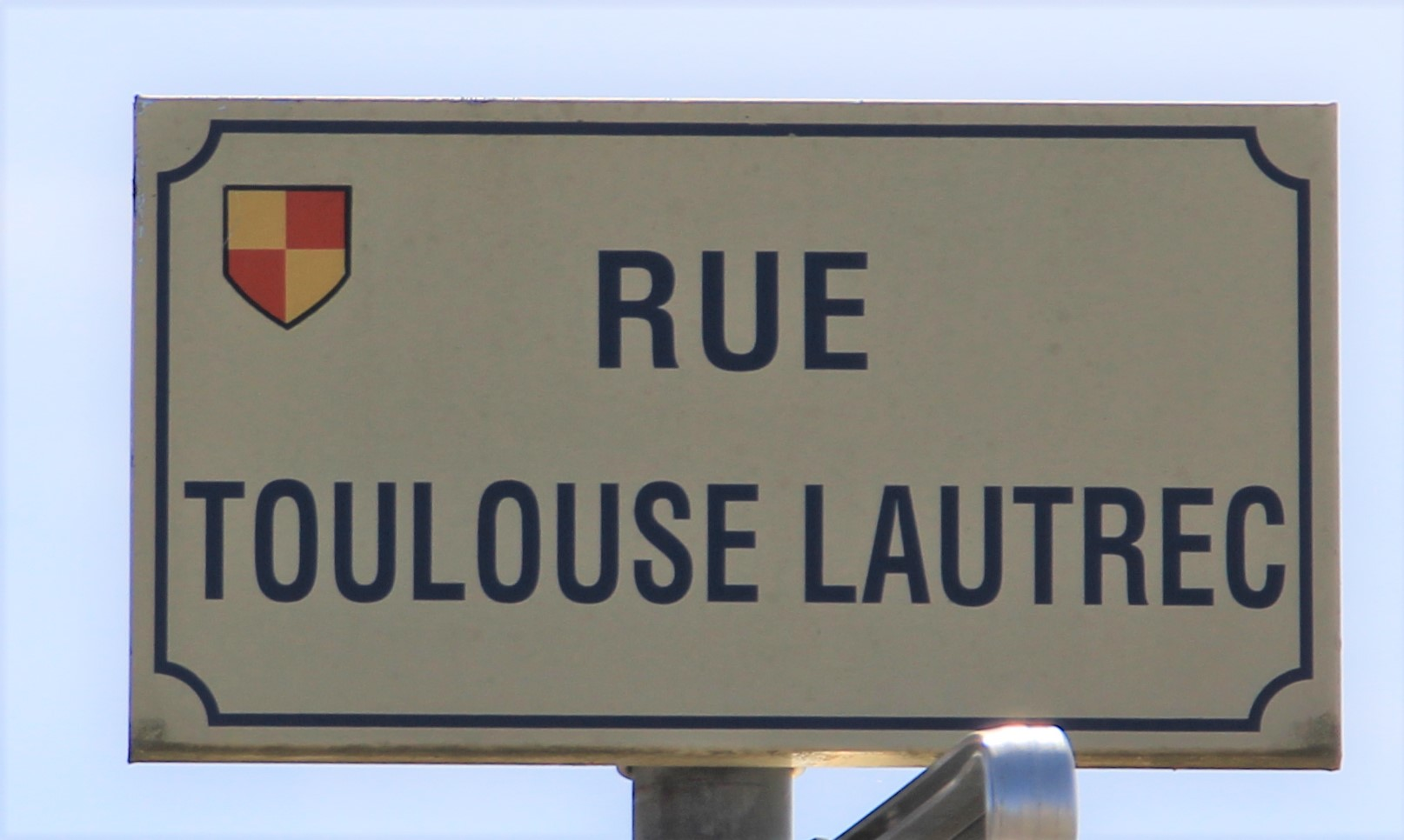

La municipalité rend hommage à l'artiste peintre Henri de Toulouse-Lautrec (1864-1901).

### Touraine (rue de la)

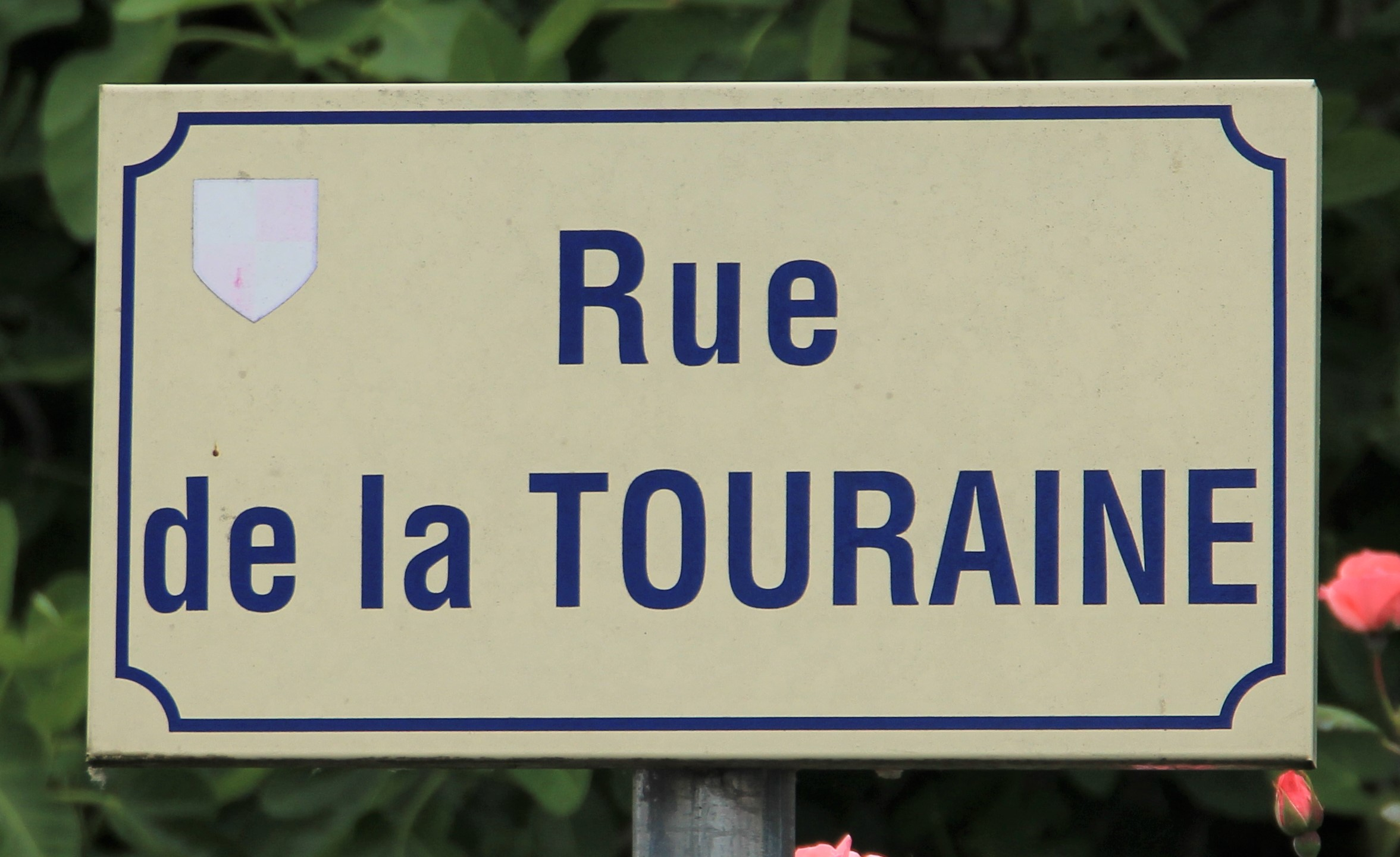

Qui fait référence à une division territoriale de la France, la Touraine.

### Tristan-Dereme (rue)

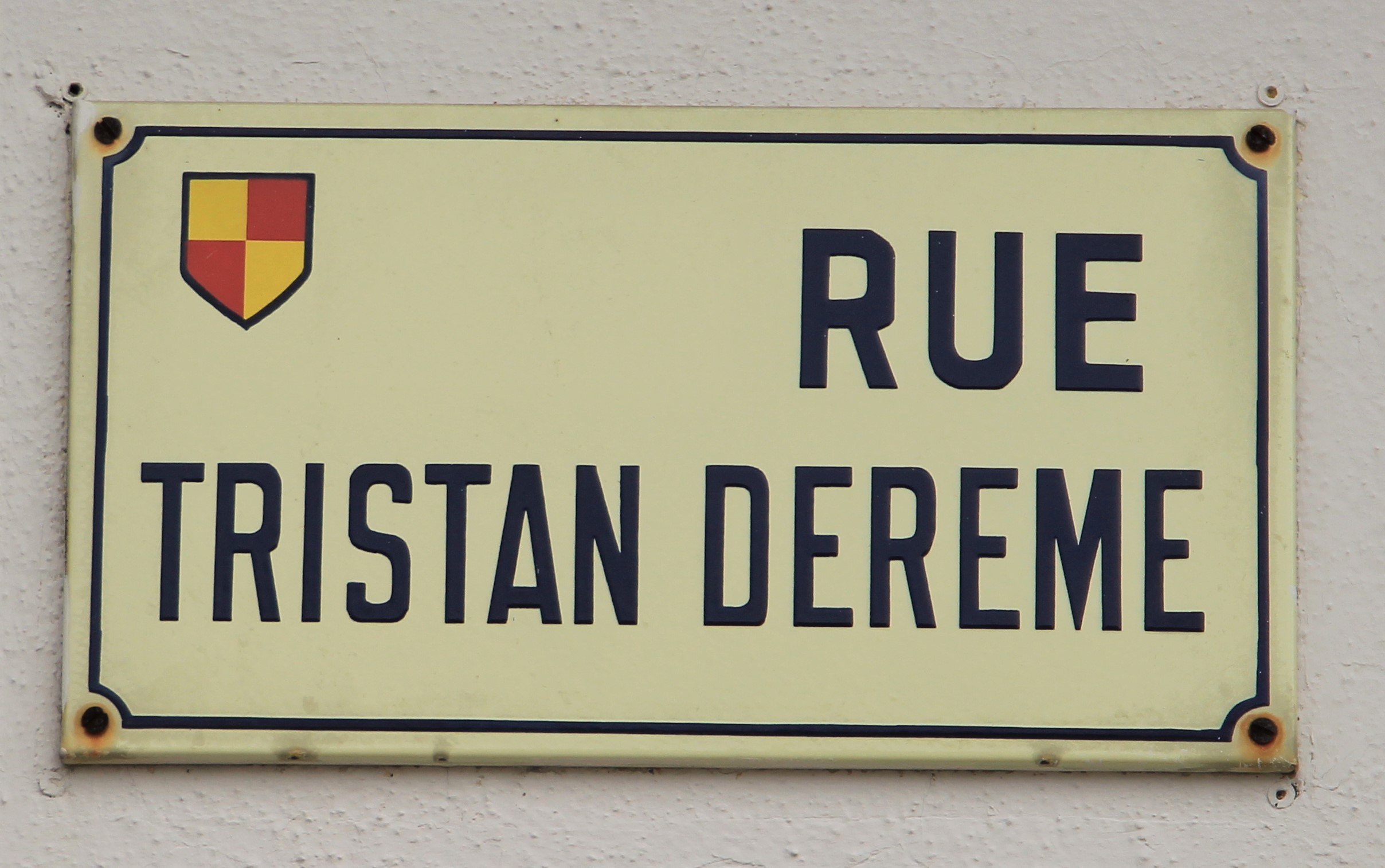

La municipalité rend hommage au poète Tristan Dereme (1889-1941).

## U

### Ursulines (rue des)

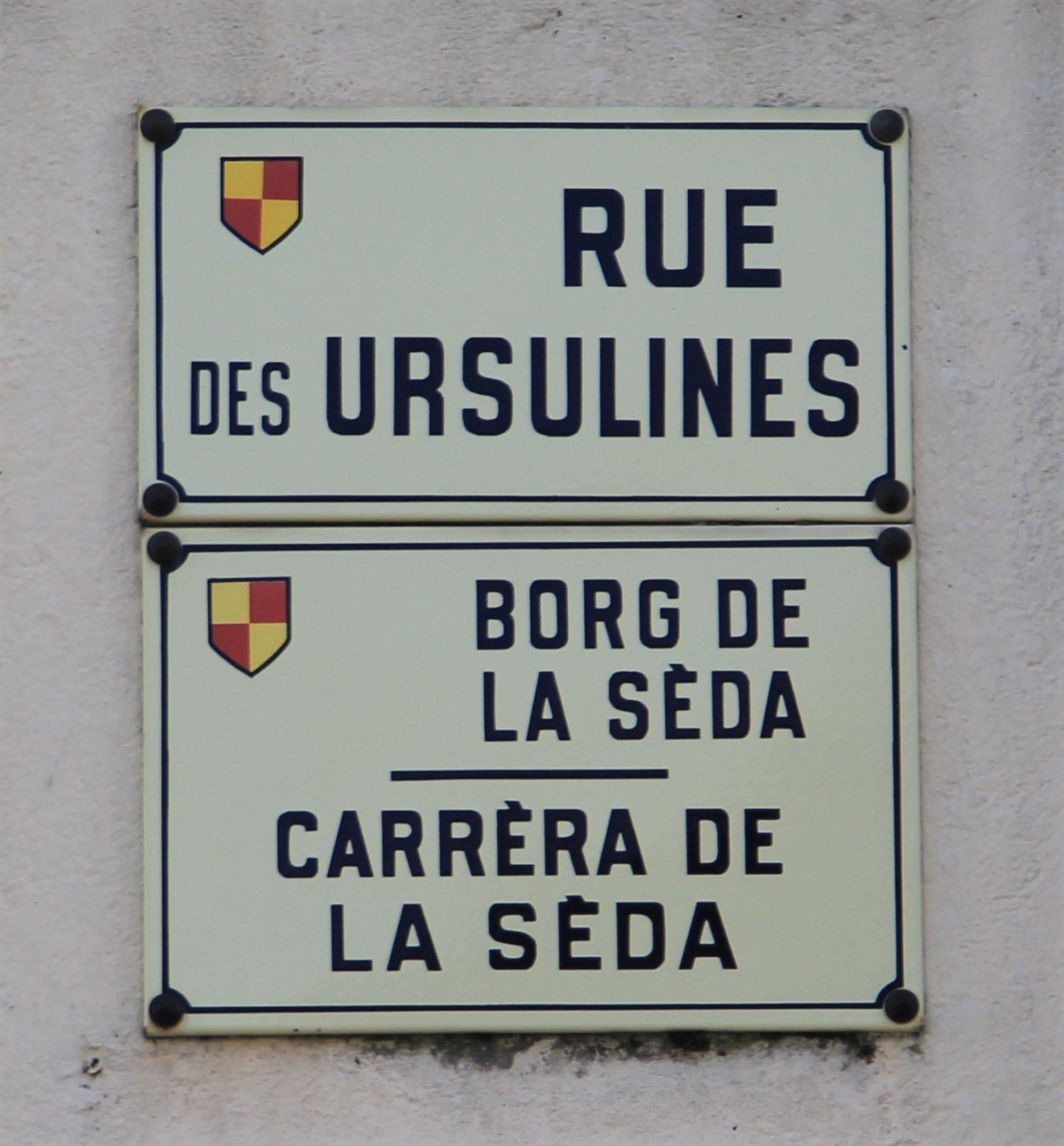

La rue place se nommait anciennement : carrèra de la Sèda (ancien quartier de la Sède). On y trouve les archives du département.

## V

### Vaussenat (rue)

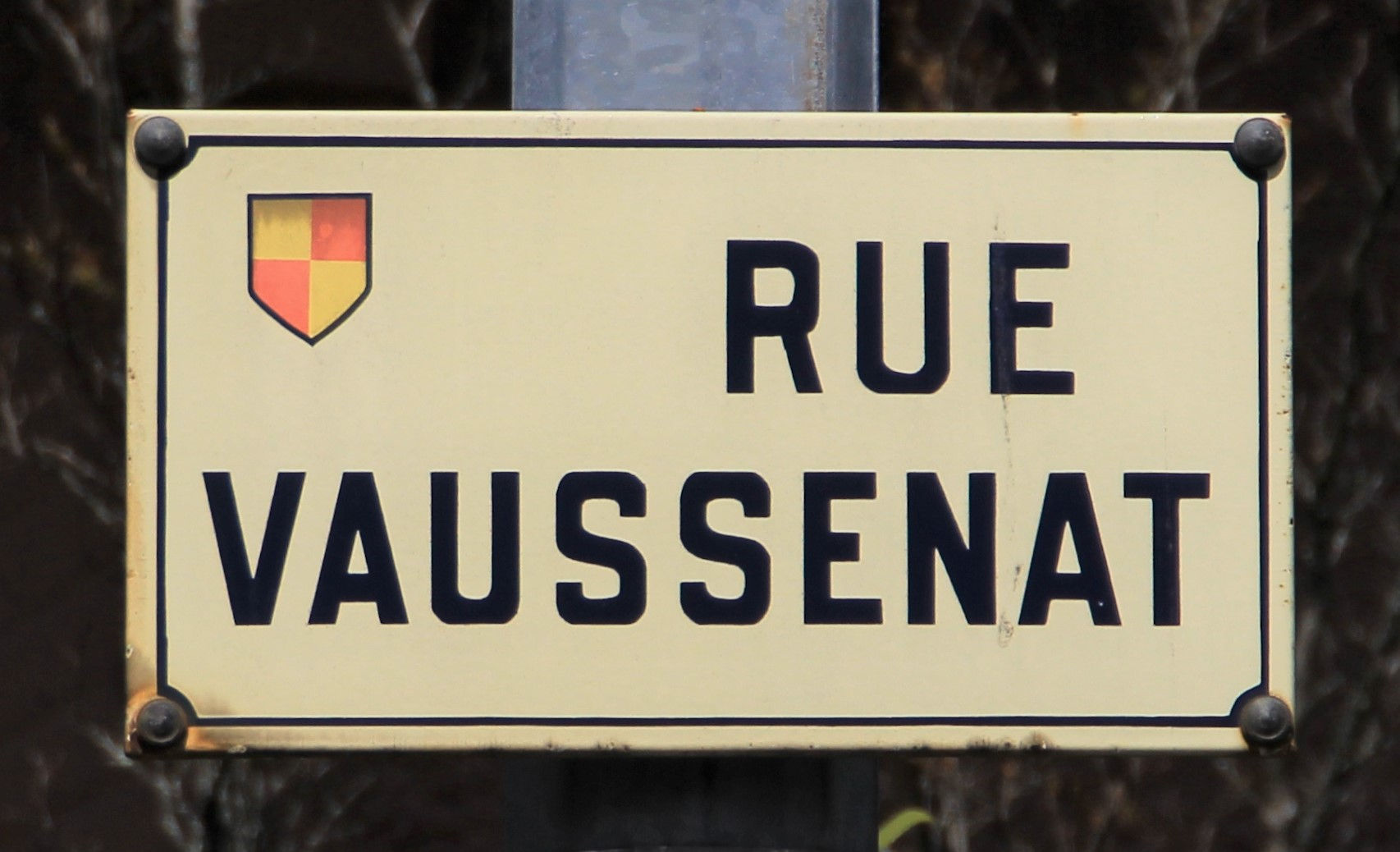

La municipalité rend hommage à Célestin-Xavier Vaussenat (1831-1891) créateur de l’observatoire du pic du Midi de Bigorre.

### Verdun (place de)

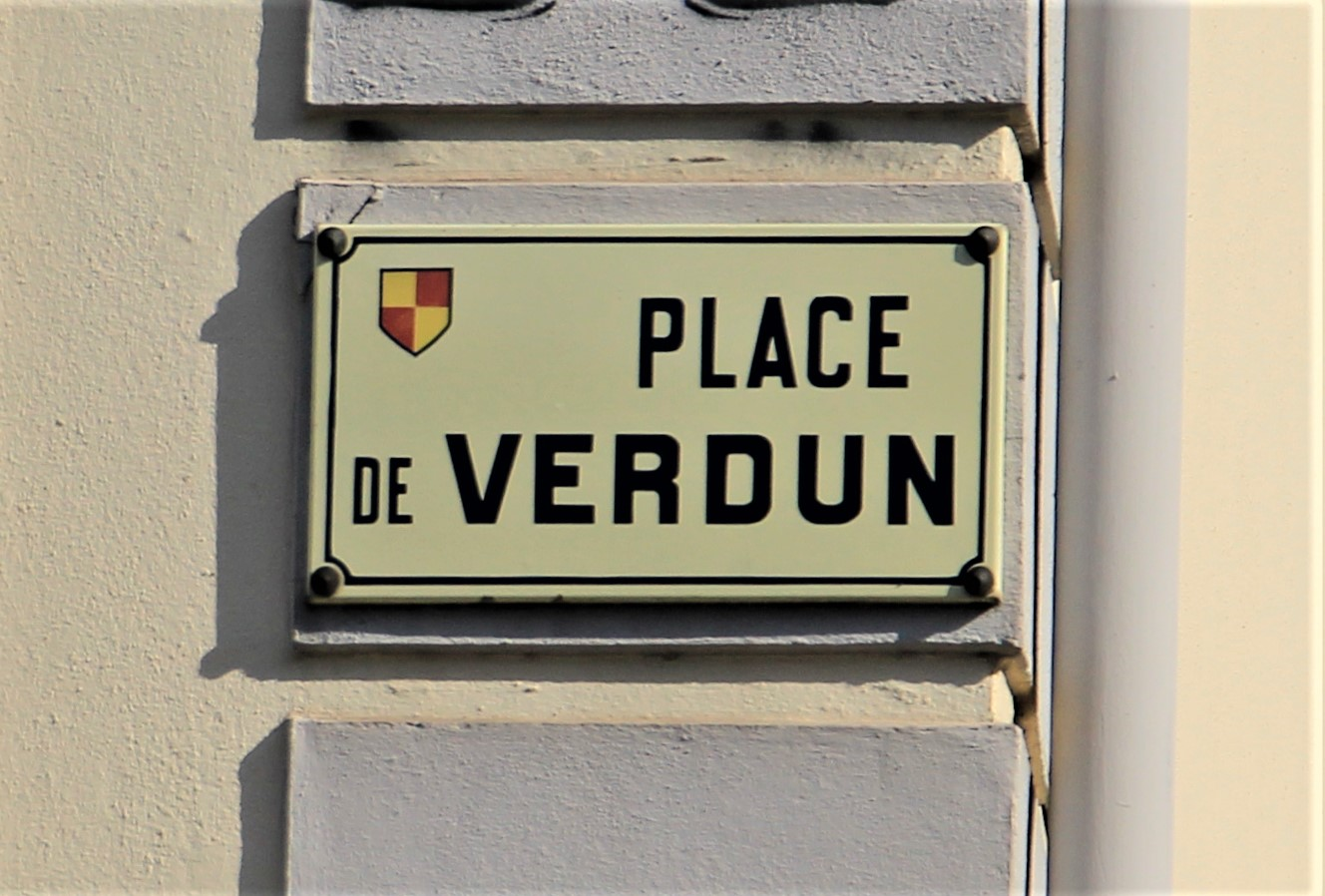

La place de Verdun est dénommée sous ce nom le 28 septembre 1919, en souvenir de la bataille de Verdun.

### Vic (route de)
Du nom de la commune de Vic-en-Bigorre située à 15 kilomètres au nord de Tarbes.

### Victoire (rue de la)

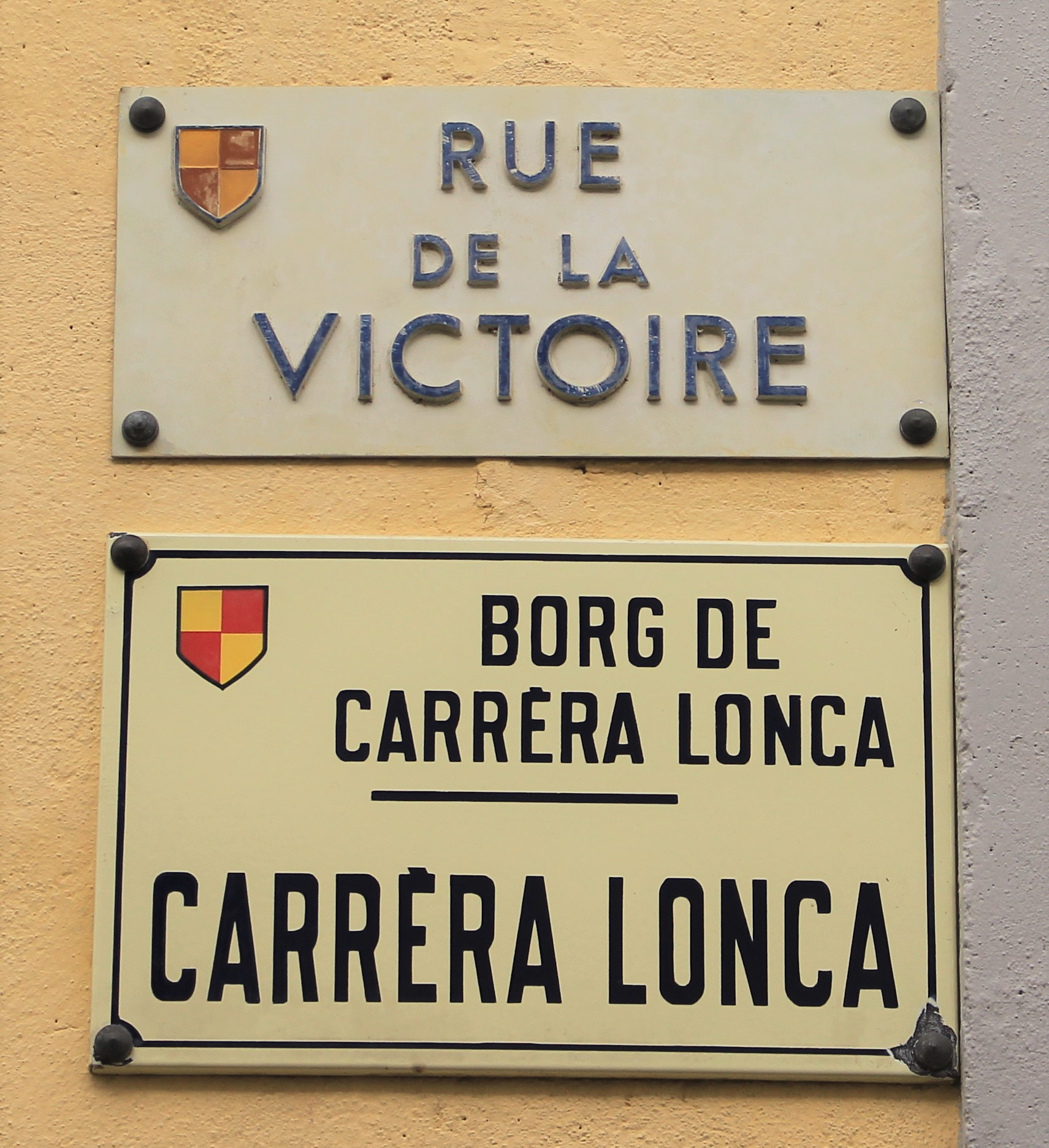

La rue place se nommait anciennement : carrèra lonca qui signifie rue longue (ancien quartier de la rue longue). On y trouve la maison natale du maréchal Foch.

### Victor-Clément (rue)

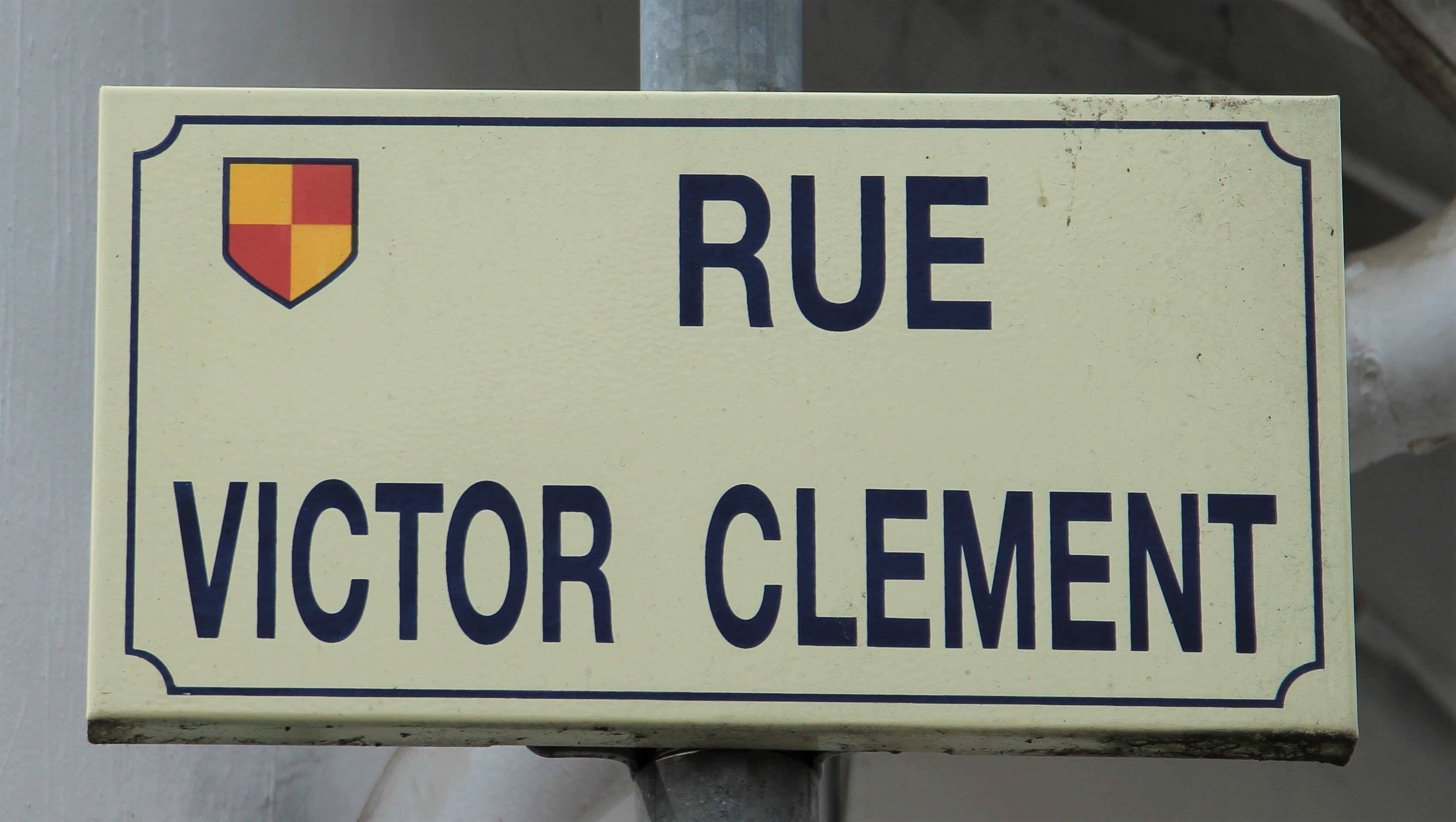

La municipalité rend hommage au communard Victor Clément (1824-1871).

### Victor-Hugo (rue)

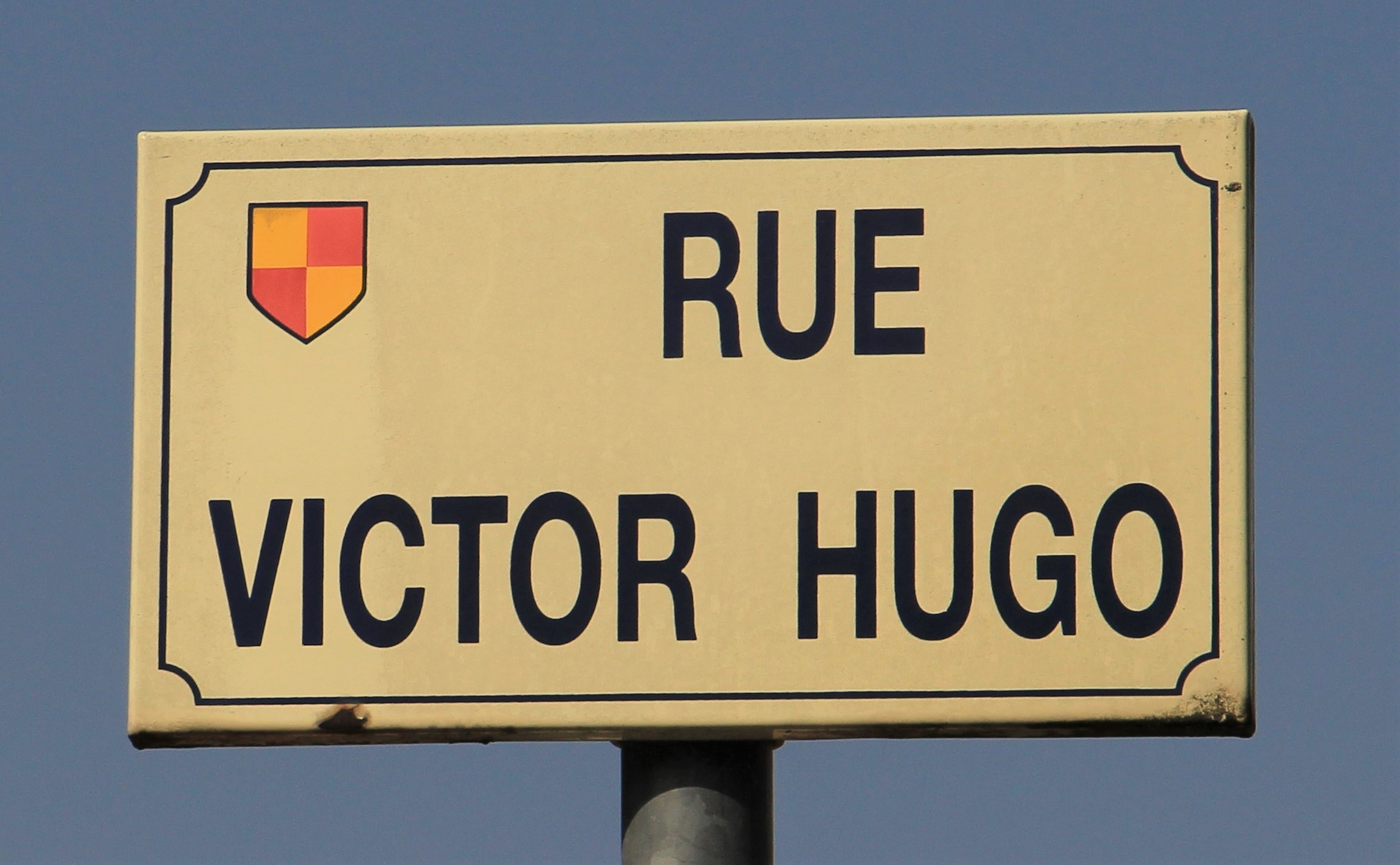

La municipalité rend hommage à l'écrivain et à l'homme politique Victor Hugo (1802-1885).

### Vignemale (impasse du)
Qui fait référence à la géographie des Hautes-Pyrénées, le sommet du Vignemale et le massif du Vignemale.

### Vincent-Scotto (rue)

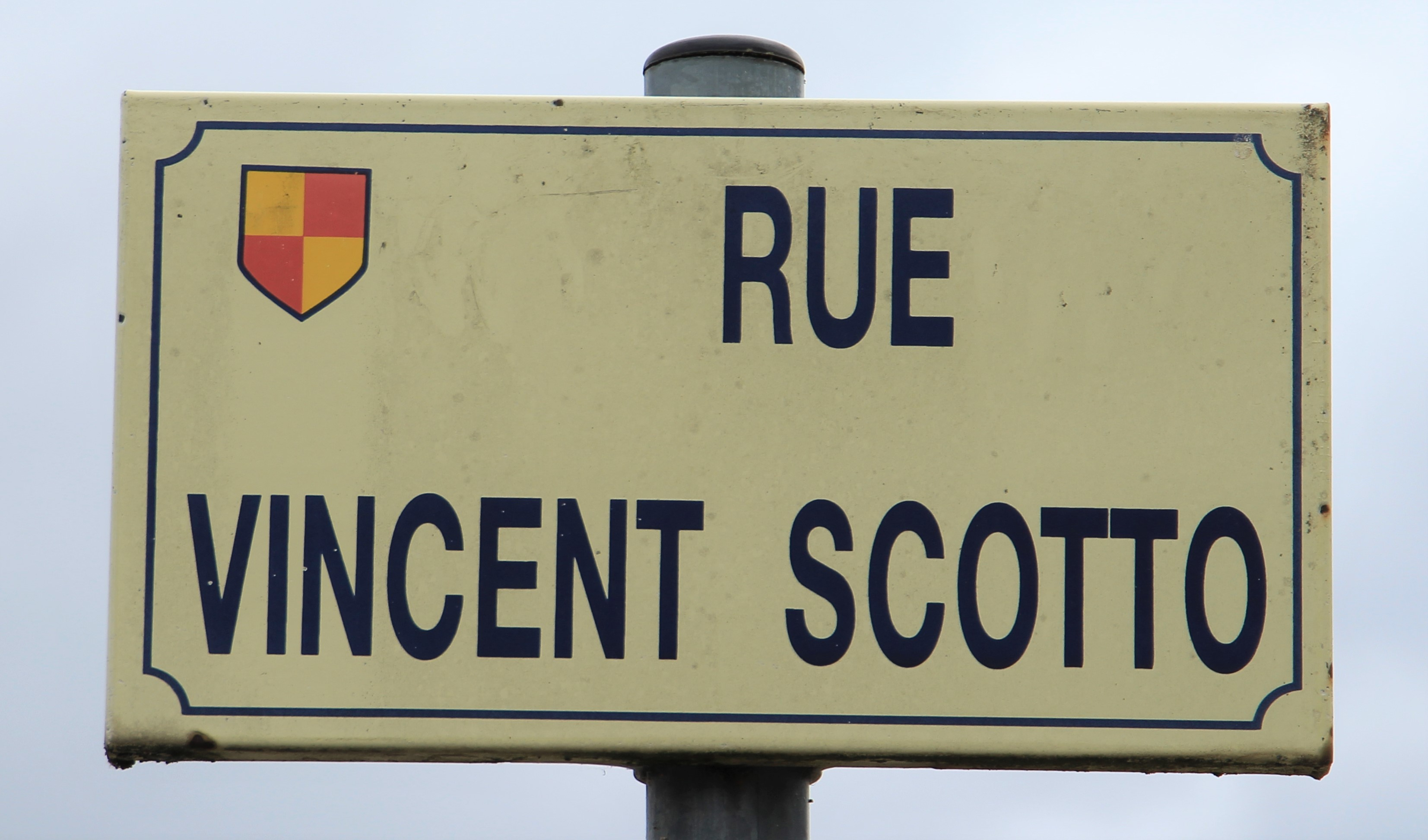

La municipalité rend hommage au compositeur Vincent Scotto (1874-1952).

### Vincent-d'Indy (rue)
La municipalité rend hommage au compositeur Vincent d'Indy (1851-1931).

### Viscos (rue du)

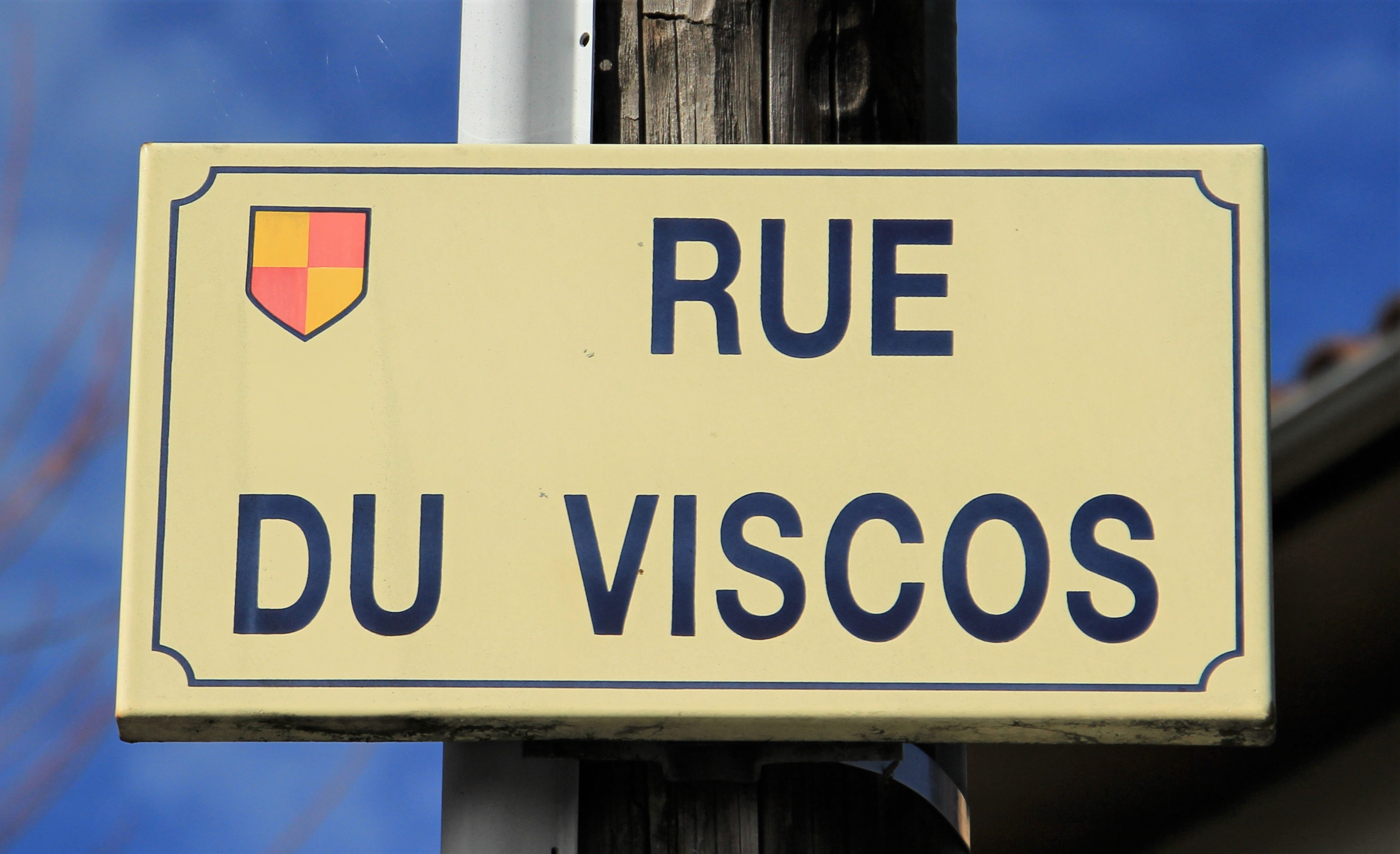

Qui fait référence à la géographie des Hautes-Pyrénées, le sommet,pic de Viscos et le village de Viscos.

### Voltaire (rue)
La municipalité rend hommage à l'écrivain et philosophe Voltaire (1694-1778).

### Vosges (boulevard des)
Qui fait référence à une division territoriale de la France, les Vosges, il est situé dans le quartier de Laubadère en partie limitrophe nord avec Bordères-sur-l'Échez

## W

### Wallon (rue)

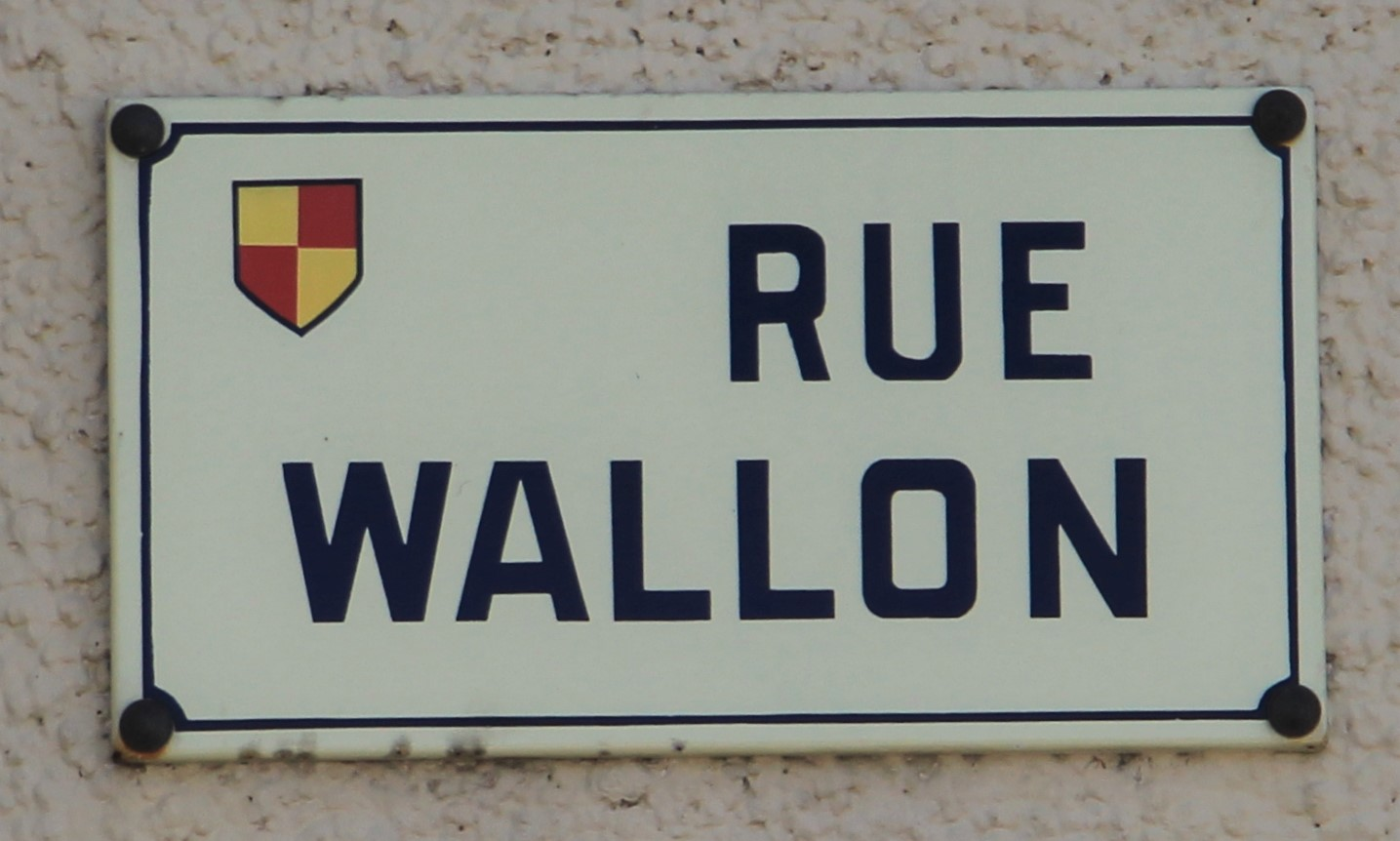

La municipalité rend hommage à au pyrénéiste Paul Édouard Wallon (1821-1895) qui a donné son nom à un refuge des Hautes-Pyrénées (le refuge Wallon)

## X

### Xavier-Bichat (rue)

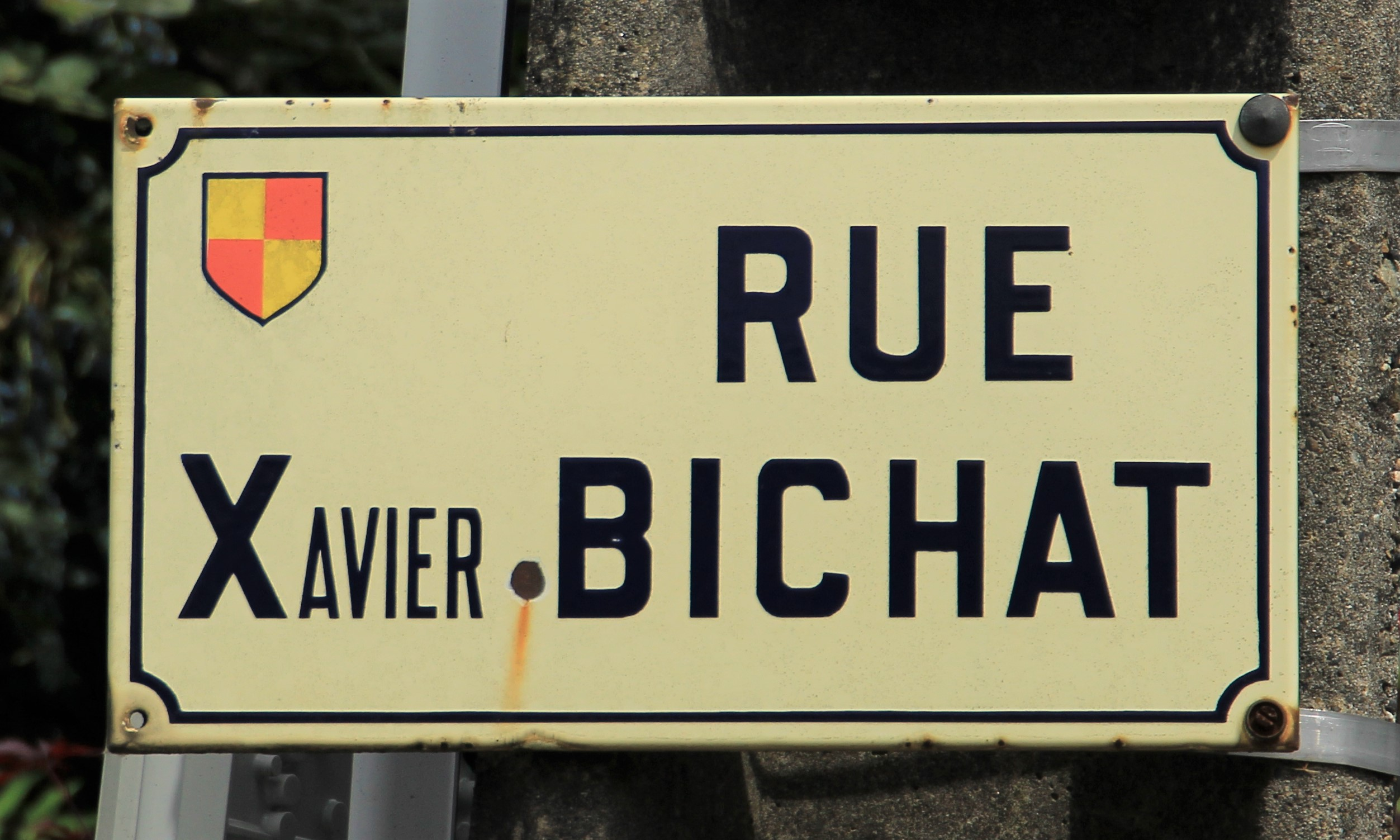

La municipalité rend hommage au médecin Xavier Bichat (1771-1802).

## Y

### Youri-Gagarine (rue)
La municipalité rend hommage au cosmonaute Youri Gagarine (1934-1968).

### Yvette-Horner (place)

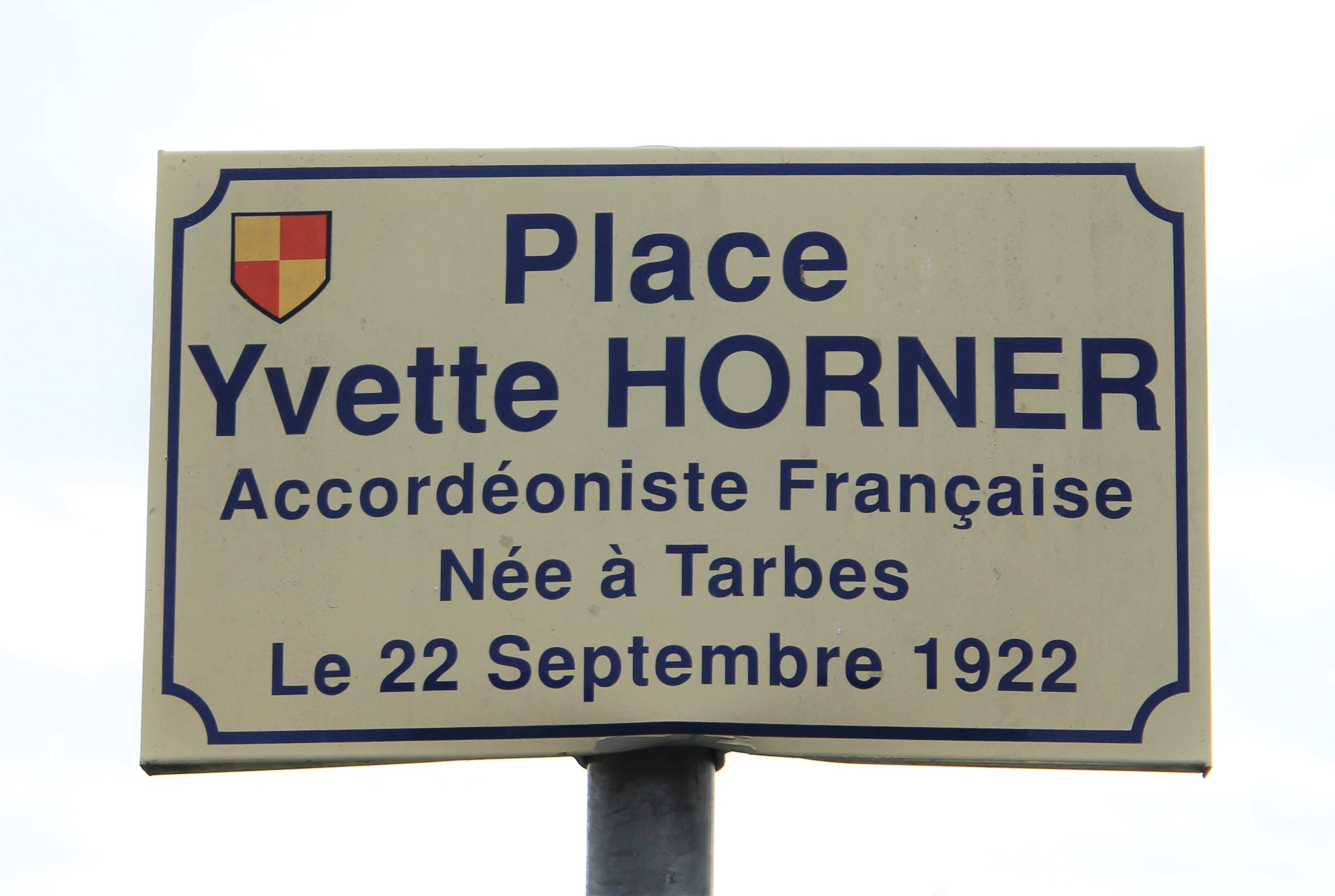

La municipalité rend hommage à l'accordéoniste Yvette Horner (1922-2018), native de Tarbes.

### Yvette-Horner (rue)

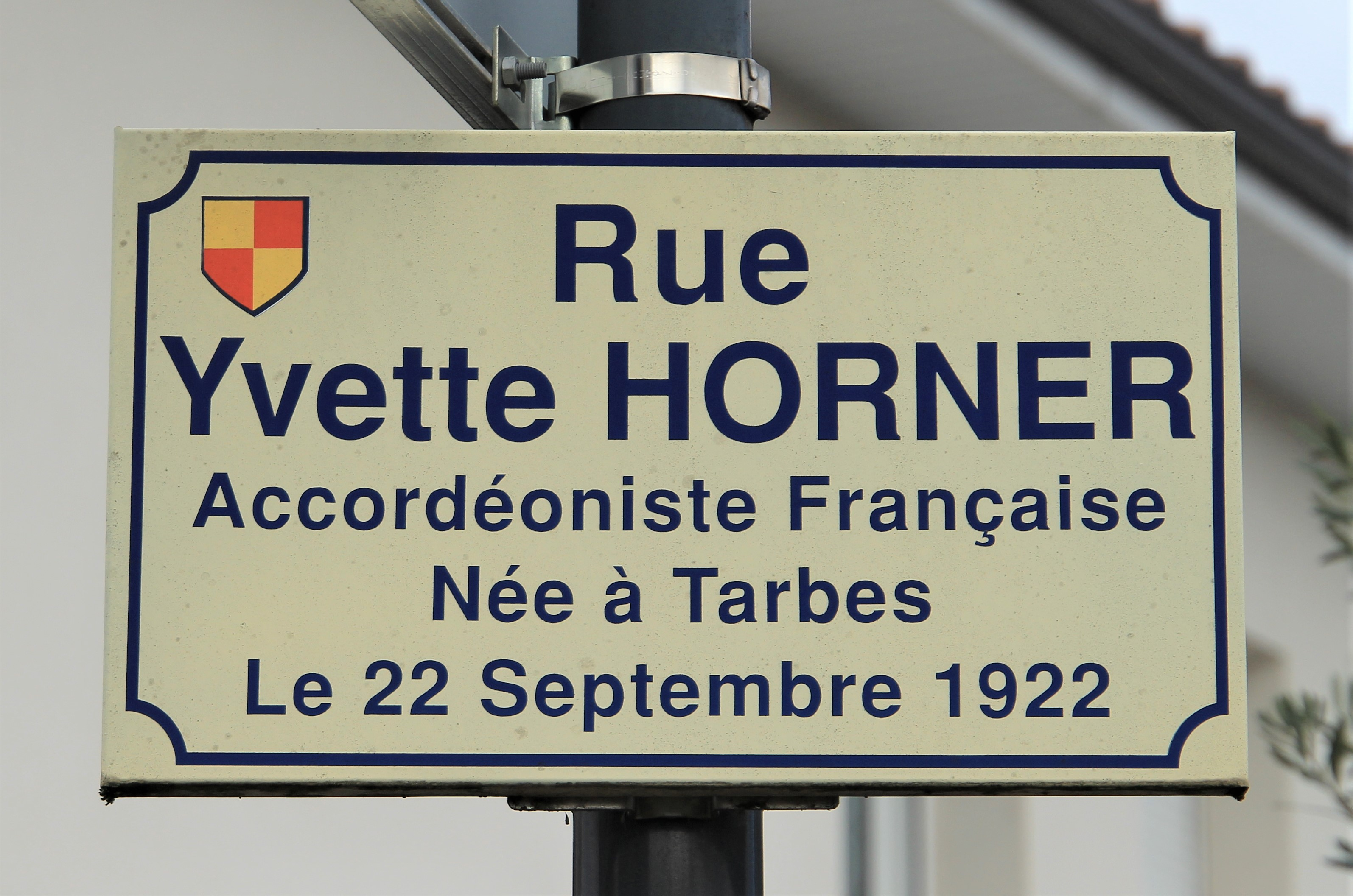

### Autres sources
1. ↑  Google Maps Rue du 19-Mars-1962, Tarbes, Hautes-Pyrénées, Midi-Pyrénées, France.
2. ↑  Google Maps Rue du 4-Septembre, Tarbes, Hautes-Pyrénées, Midi-Pyrénées, France.
3. 1 2  Marcellin Bérot, La vie des hommes de la montagne dans les Pyrénées racontée par la toponymie, Centre régional des lettres de Midi-Pyrénées, Milan, parc national des Pyrénées, 1998  (ISBN 2841137368)

## Pour approfondir